# Русская скульптура

Вера Мухина. «Рабочий и колхозница».

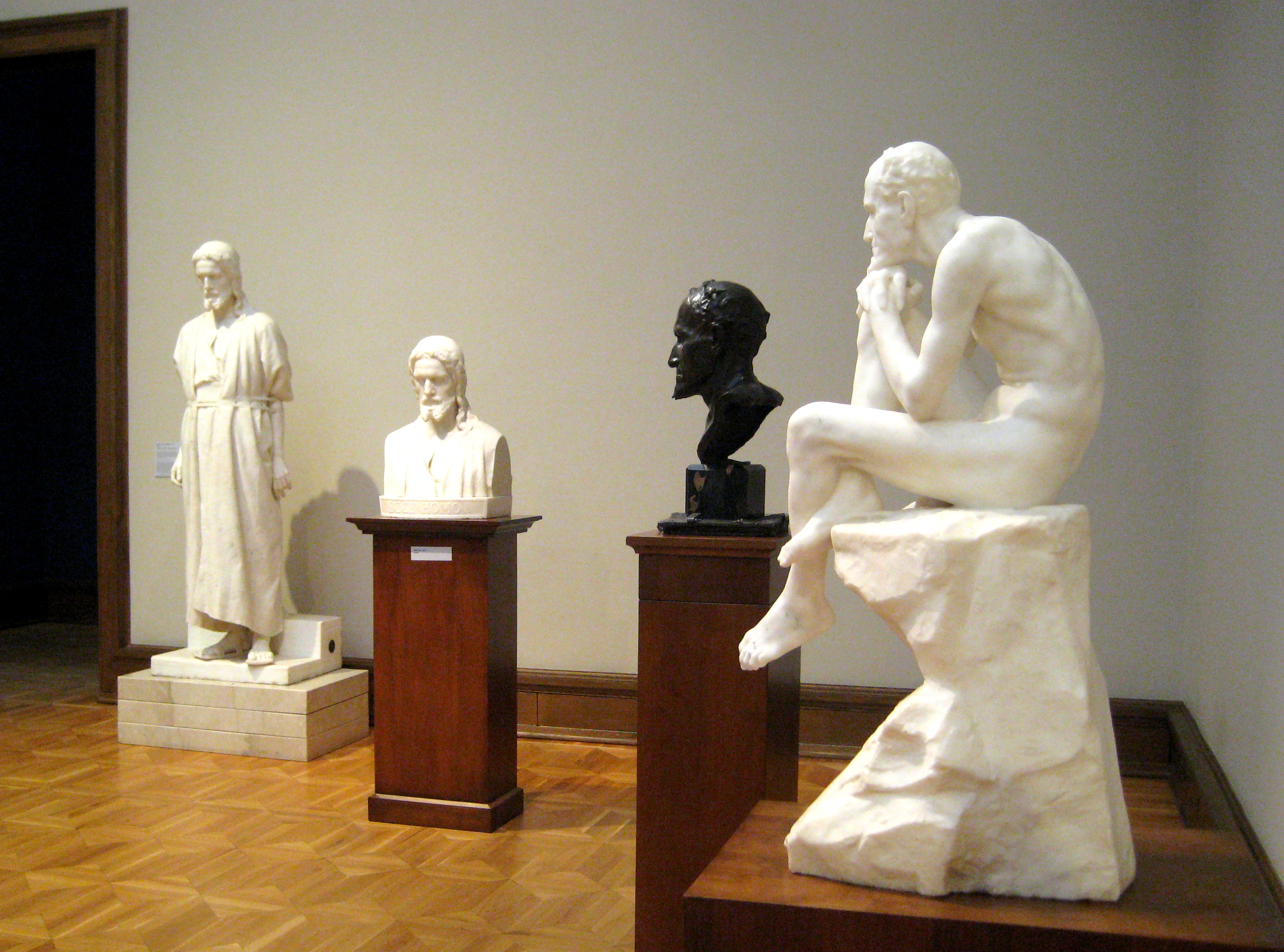
Экспозиция работ Марка Антокольского в Третьяковской галерее. Слева направо: «Христос», «Христос (бюст)», «Мефистофель (бюст)», «Мефистофель»

Русская скульптура — один из видов изобразительного искусства, представленных в России.
Будучи, в отличие от живописи, искусством дорогостоящим и затратным по материалам и времени, искусство скульптуры тесно связано в своих подъёмах и спадах с развитием и благосостоянием государства, его идеологии и уровня жизни населения. Это наглядно наблюдается в истории развития русской скульптуры. Хотя она ведёт свою историю со времён язычества (и деревянной скульптуры), но после христианизации Руси оказывается слабо развитой в связи с запретом на идолопоклонство, влиявшим на развитие скульптуры в православном искусстве (в отличие от католических стран). Однако провинциальные скульптурные школы демонстрируют чрезвычайно любопытное развитие народной религиозной скульптуры до самой революции.
После реформ Петра I русская скульптура начинает догонять европейскую, заимствуя из неё жанры и иконографии. В Золотой век Екатерины II, с началом классицизма, скульптура достигает чрезвычайно высокого уровня, который продолжается в образцах стиля ампир, знаменующих победу над Наполеоном. Ко 2-й пол. XIX века относится максимальный расцвет количества дореволюционной скульптуры, связанный с созданием большого числа как официальных памятников, так и камерных композиций, зачастую в стиле историзм или эклектика — то есть потерявшие лаконичность и простоту стиля, помпезные, усложнённые и избыточные. В начале XX века в русскую скульптуру проникли как веяния западного модерна, так и творческий поиск в неорусском стиле, приведшие к созданию работ высокого художественного уровня.
После революции, наряду с кратковременными экспериментами русского авангарда, был введен ленинский план монументальной пропаганды. Для скульптур этого периода характерны не только политическая ангажированность, но и новаторство художественной техники в сочетании с дешевизной и недолговечностью материалов. Немногие памятники этого периода сохранились до наших дней. В сталинские и брежневские годы на смену творческим поискам в скульптуре, пришёл канон социалистического реализма, приведший к созданию, наряду с рядом признанных шедевров, большого количества типовых, эстетически неинтересных работ. После падения советской власти в скульптуре не осуждается многообразие подходов и стилей, однако жанр, как и везде в мире, идёт на спад.

## Первобытное искусство
- См. Доисторическая скульптура на территории России

## Древняя Русь
| Символ | Легенда |
| ------ | --- |
|        | эта скульптура не охраняется авторским правом, однако в Википедии нет её фотографии со свободными авторскими правами. Вы можете помочь проекту, сделав фотографию этого памятника и загрузив её на Викисклад |
|        | эта скульптура охраняется авторским правом (её автор умер менее 70 лет назад). Загружать её фото в Википедию нельзя.                                                                                         |
|        | |

### Язычество
До крещения Руси (988), вероятно, искусство скульптуры (резьбы, рельефа) у славян было достаточно развито, однако практически никаких образцов её не сохранилось. Язычники-славяне поклонялись идолам. Из летописей известно, например, что идол Перуна, поставленный в Киеве князем Владимиром, был деревянным, с серебряной головой и золотыми усами. Одним из самых знаменитых подобных уцелевших артефактов является каменный Збручский идол (откопан в 1848 году). Столб разделён на три яруса, на каждом из которых высечены различные изображения. Нижний ярус изображает подземное божество, средний — мир людей, верхний — богов. Идол венчает круглая шапка. Дата создания идола — приблизительно X век. Более загадочен Шкловский идол (X век?).
Отметим, что на территории России подобных славянских памятников не было найдено, и в российских музеях они не представлены (в отличие от идолов других народностей, см.: «каменные бабы» древних кочевых народов, из которых особенно известны половецкие каменные бабы Северного Причерноморья; южносибирские окунёвские стелы Окуневской культуры XXVI—XVII вв. до н. э. и проч.).

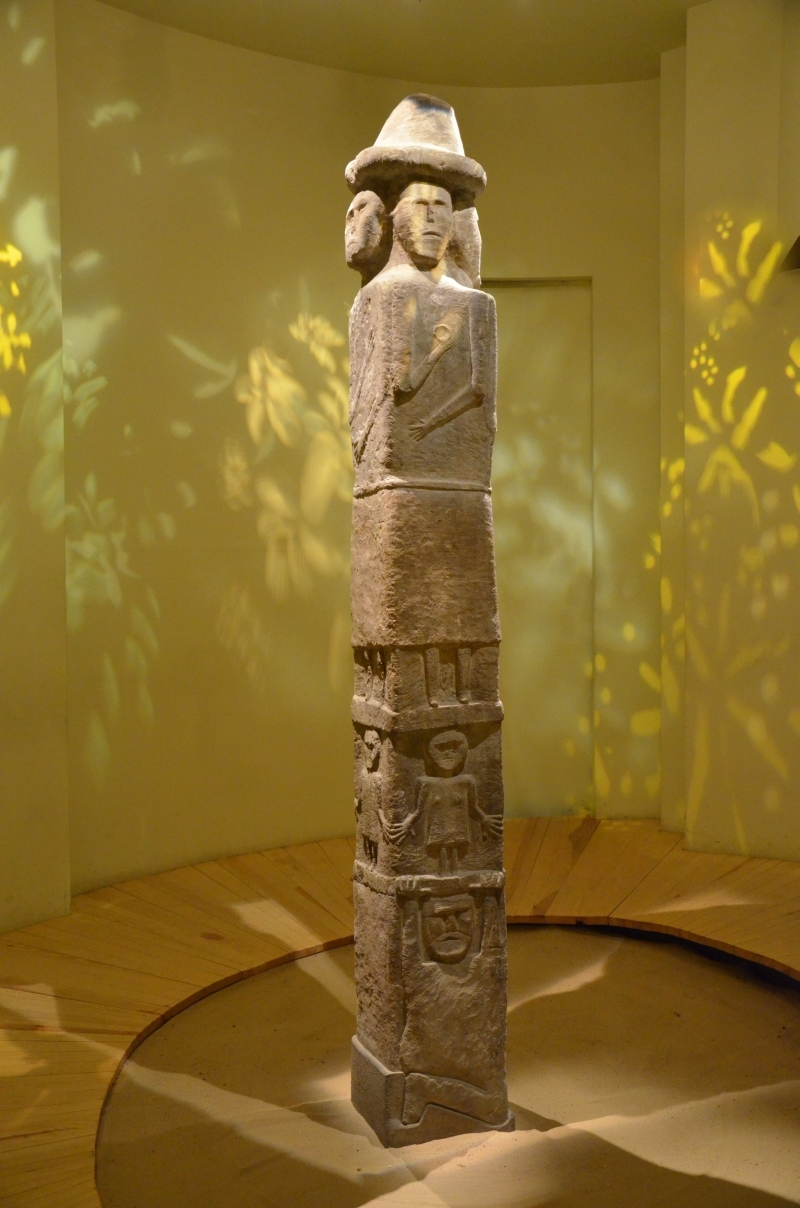
Збручский идол (Археологический музей, Краков)
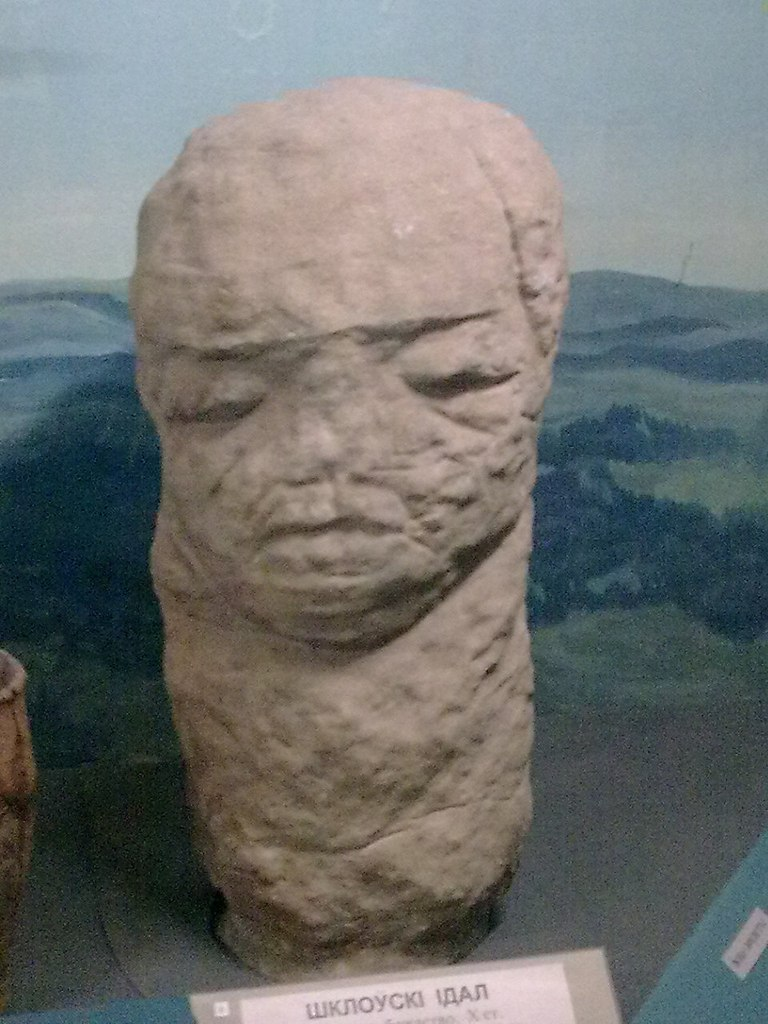
Шкловский идол (Национальный исторический музей Республики Беларусь, Минск)
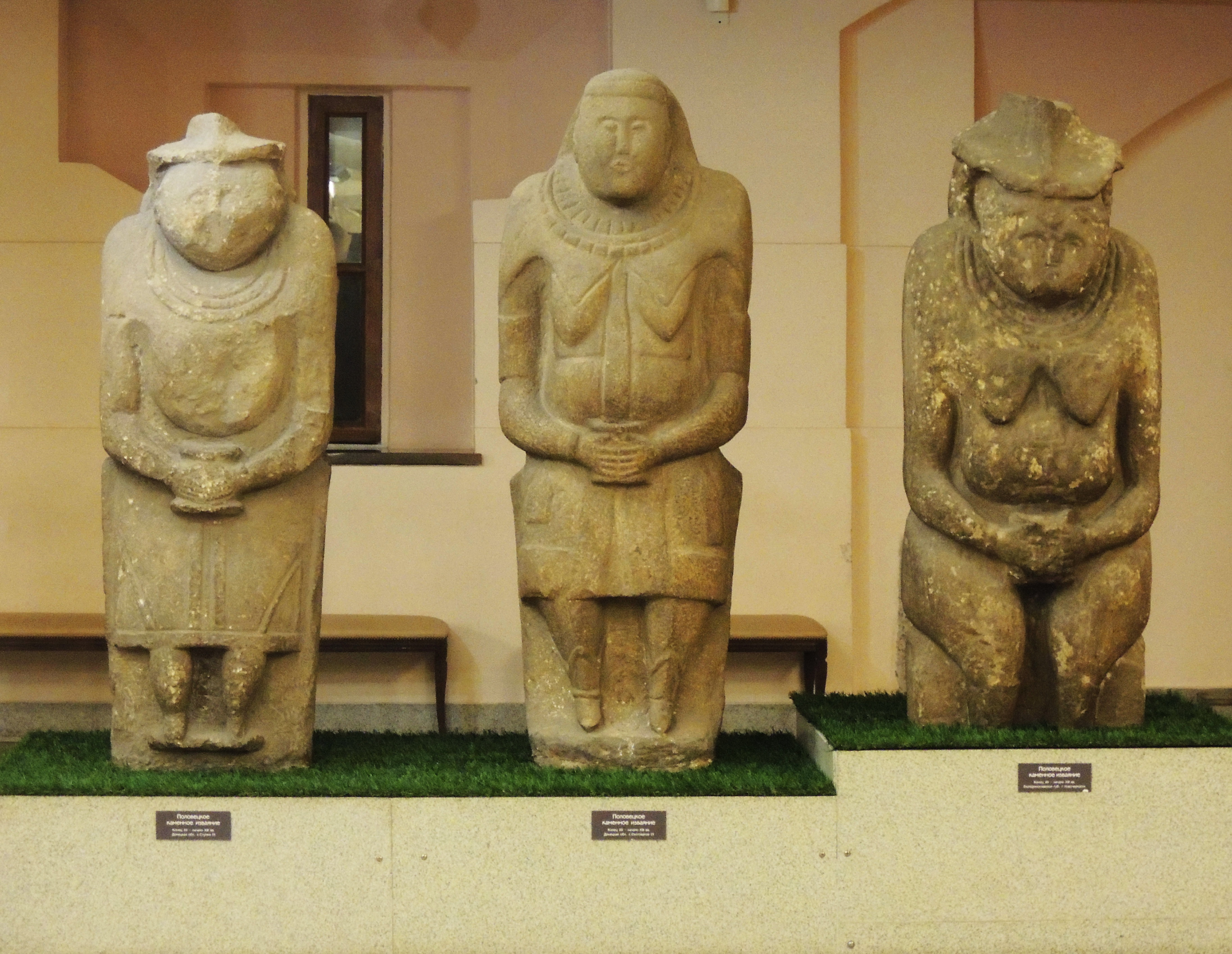
Половецкие бабы (Государственный исторический музей, Москва)
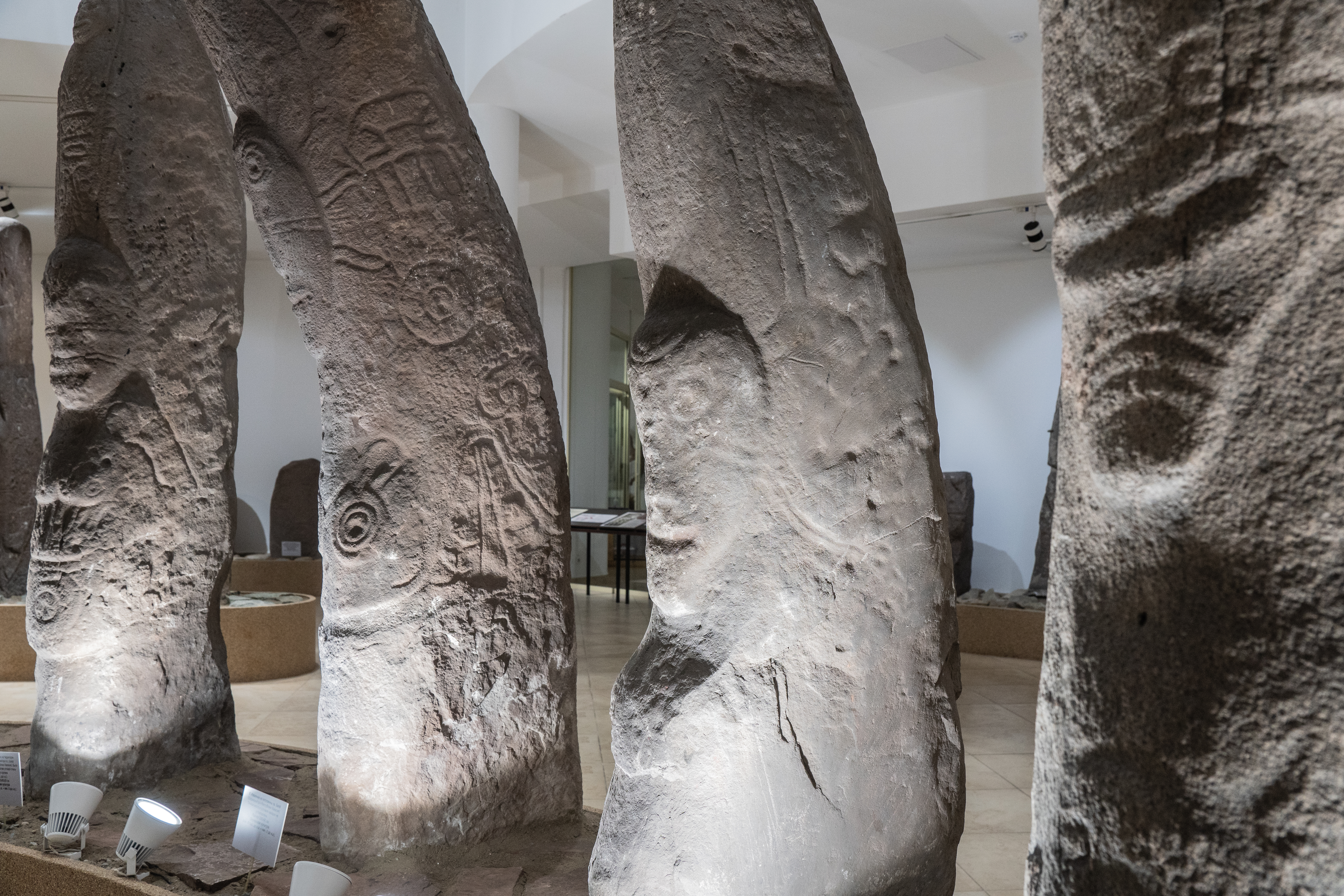
Окуневские стелы (Хакасский краеведческий музей)

### Киевская Русь
Примеры пластики христианской Древней Руси говорят о развитости этого стиля искусства. Однако круглую скульптуру Древняя Русь не оставила. Большинство сохранившихся произведений — рельефы с аллегорическими композициями, растительным или геометрическим орнаментом. Они украшали фасады и интерьеры зданий, часто в качестве вставок. «Эта скульптура свидетельствует о преемственности, которая существовала между каменными и деревянными рельефами, о языческой предыстории этого искусства, о связях с орнаментикой древних идолов». Примеры ранних произведений — рельефы XI века из Михайловско-Златоверхого монастыря (Киев) с изображением всадников; шиферные плиты Софийского собора с геометрическими и растительными узорами.
Древнерусские каменные кресты - отдельносоящие и закладные рельефы, некоторые из которых дошли до наших дней.
Тематические сцены и орнаменты того времени выражают своеобразное восприятие мира древним художником. В орнаментальных мотивах проявляется богатство фантазии, интерес к «узорочью», чувство декоративных возможностей пластики.
Рельеф также получил большое распространение в произведениях прикладного искусства Киевской Руси. Богатство и содержание орнаментов свидетельствует о давних традициях. Особенно это заметно в ювелирном искусстве.
Для развития русской скульптуры важно, что православная церковь по идеологическим соображениям сопротивлялась проникновению скульптуры в церковное искусство. Однако жанр вторгался туда — в виде рельефов, орнаментальных узоров, обрамлений иконостасов, окладов икон.

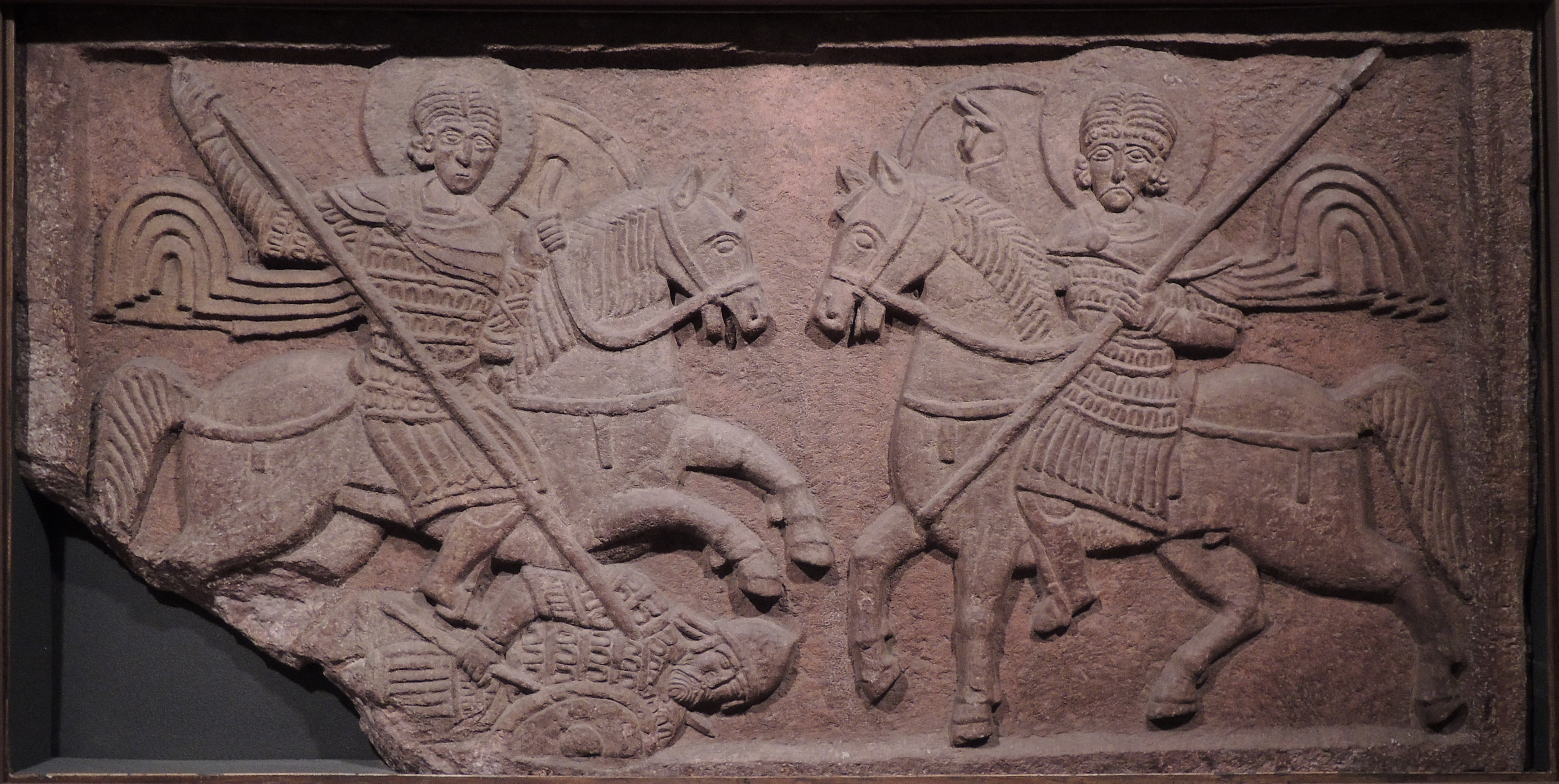
«Два всадника (Нестор и Дмитрий)», шифер. Рельеф с фасада собора Михайловского монастыря в Киеве. XI век, ГТГ
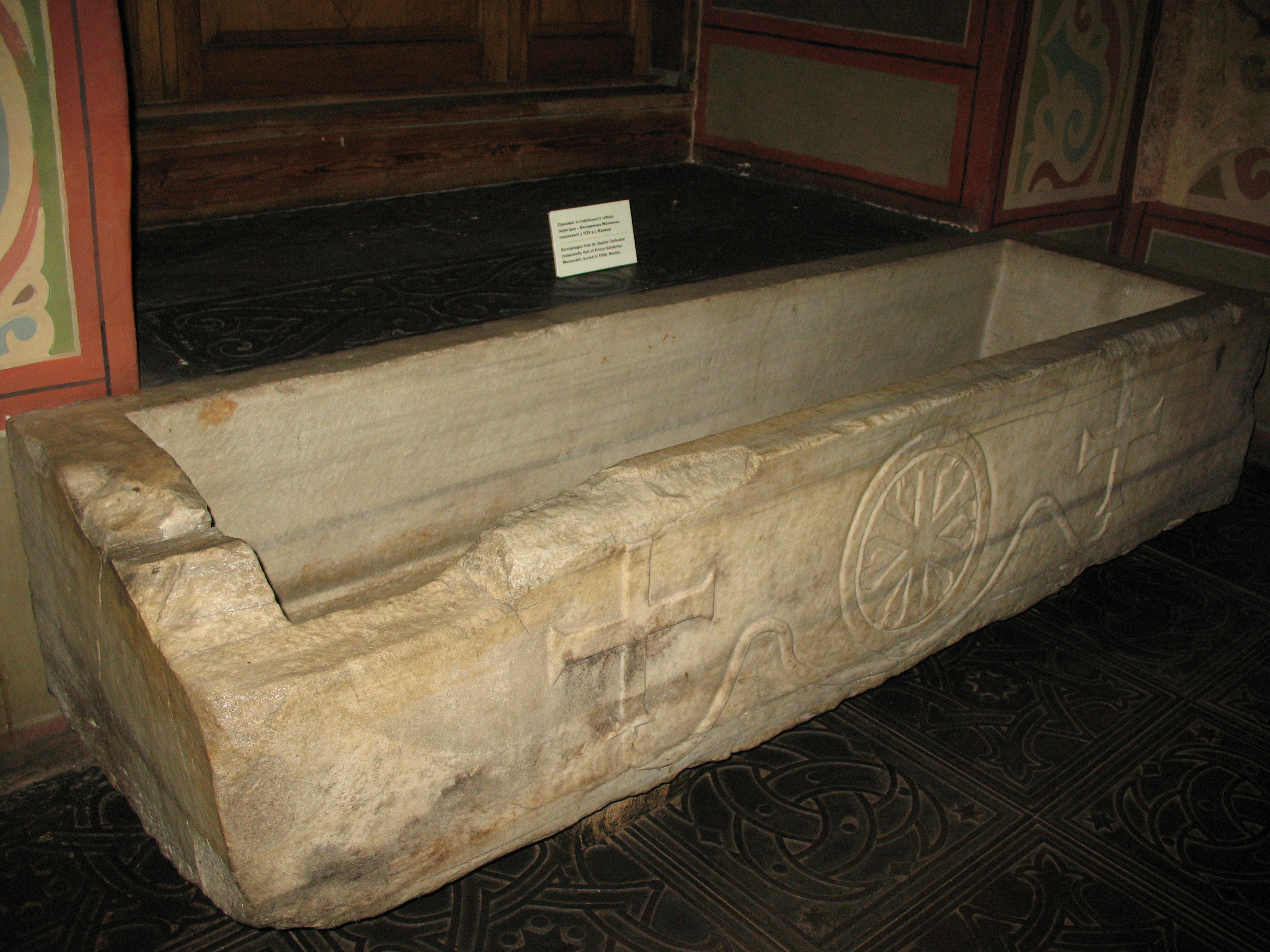
Так называемый Саркофаг Владимира Мономаха (Софийский собор, Киев)
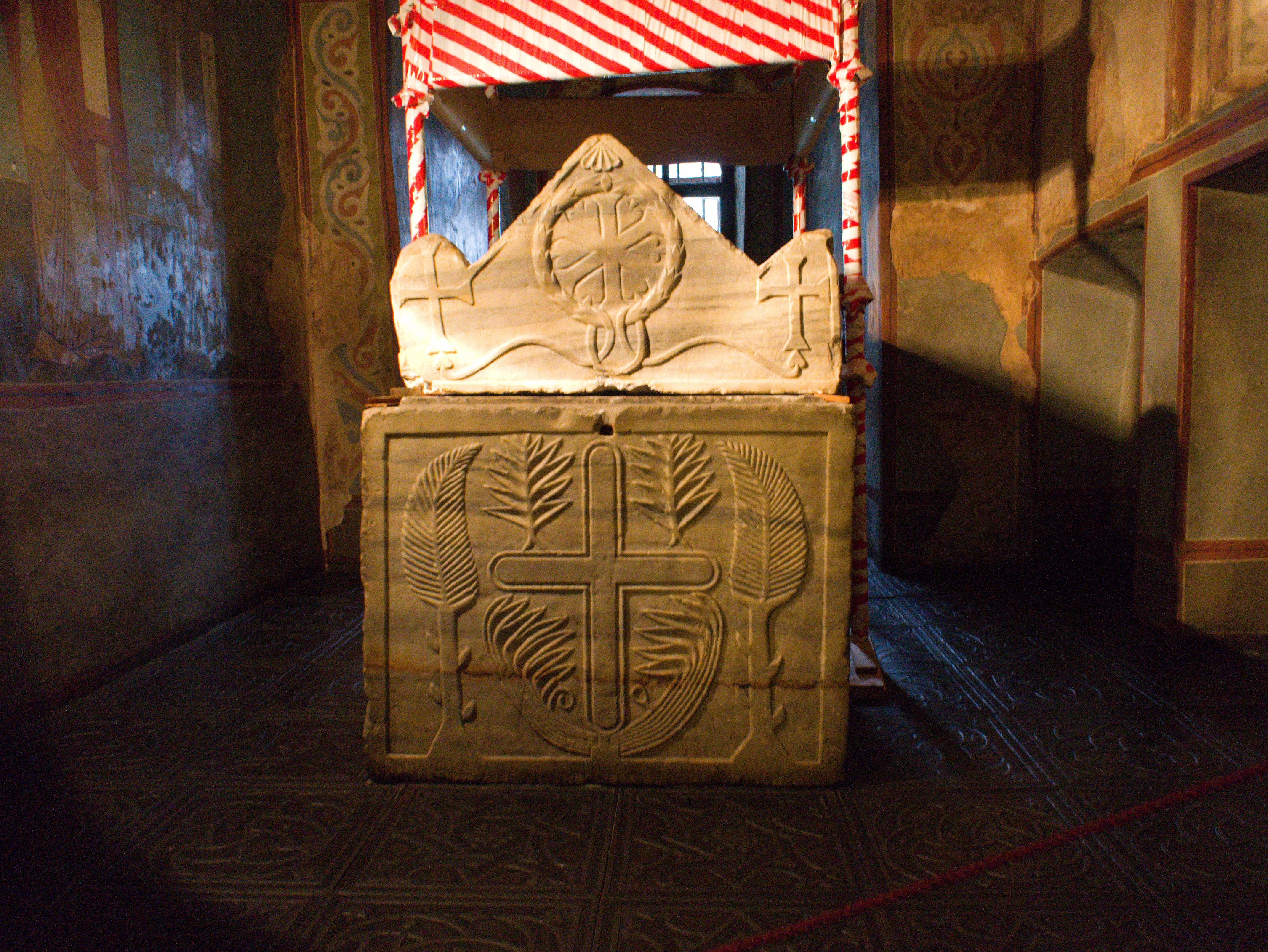
Т. н. Саркофаг Ярослава Мудрого[укр.] (XI век) со стандартными раннехристианскими орнаментами (Софийский собор, Киев)
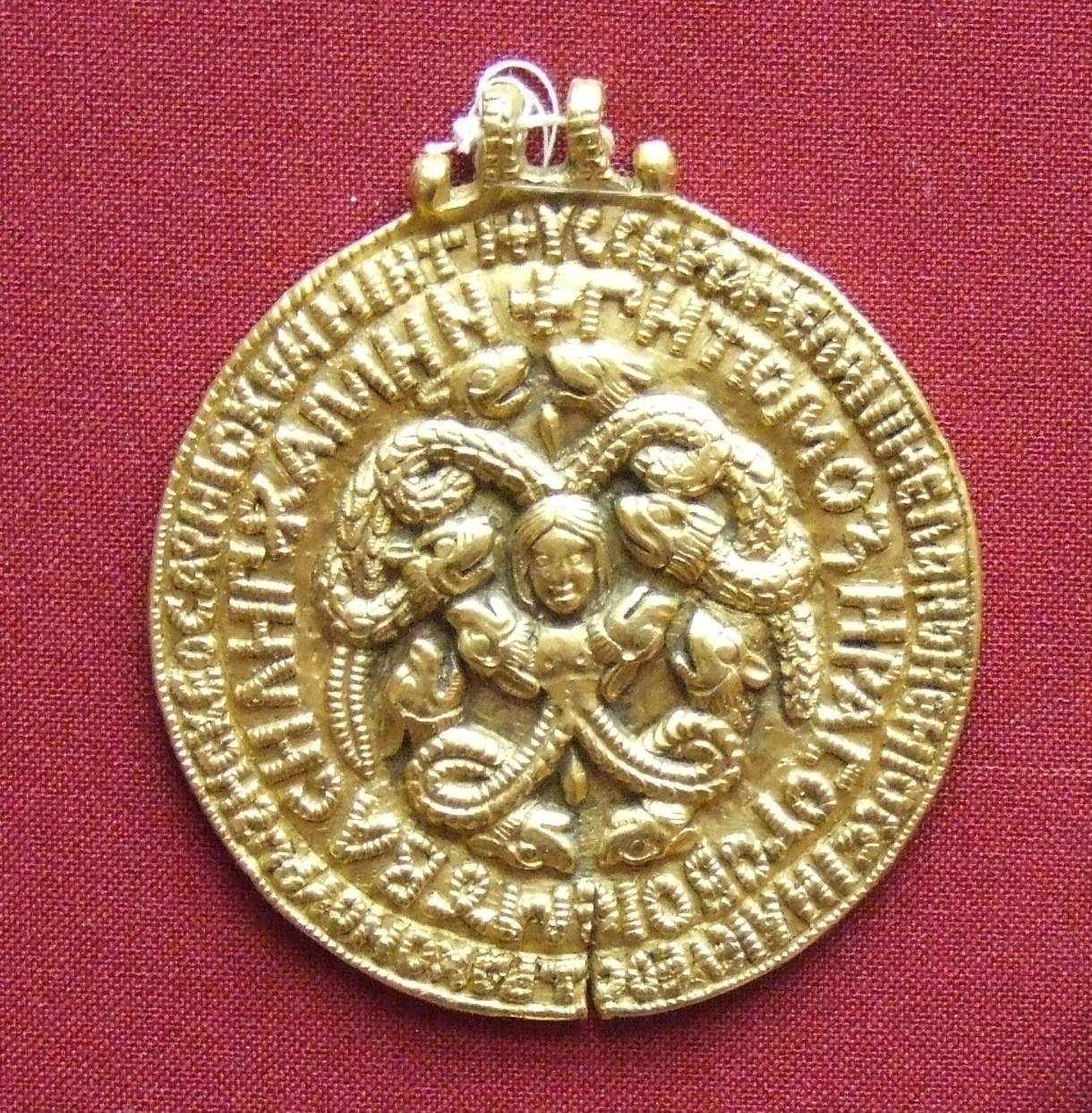
Змеевик (Черниговская гривна), 11 век, ГРМ
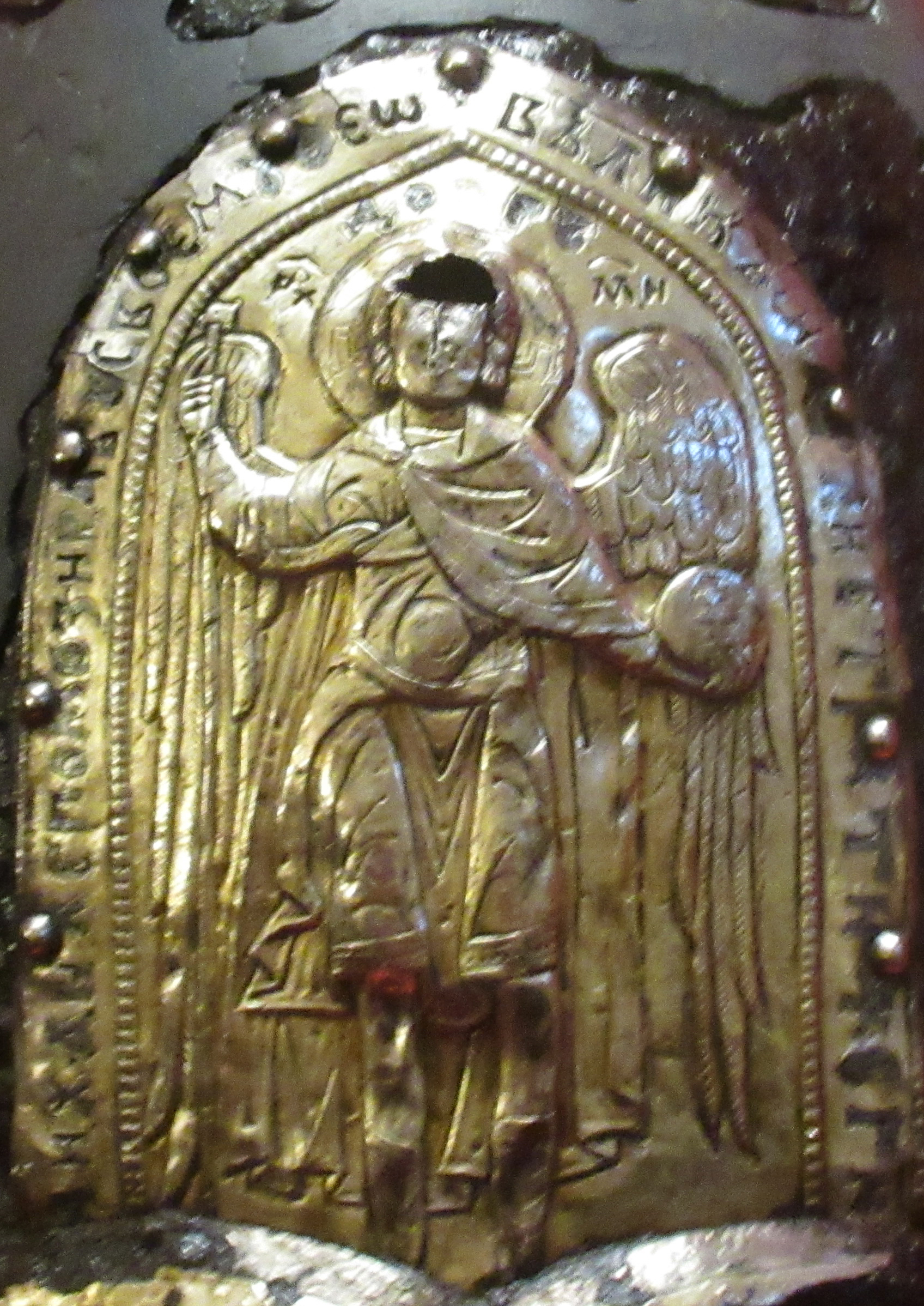
Так называемый «Шлем Ярослава Всеволодовича» (фрагмент), 2-я пол. XII — 1-я пол. XIII века

### Белокаменная резьба
- См.: Владимиро-суздальская школа (древнерусское искусство), Белокаменные памятники Владимира и Суздаля

Первая крупная группа уцелевших памятников, позволяющая представить конкретное развитие русской скульптуры — это произведения белокаменной резьбы, украшавшие фасады зданий Владимиро-Суздальского княжества.
Они свидетельствуют о богатстве народной фантазии и тонком понимании красоты пластики в её синтезе с архитектурой, и «по богатству тематики и разнообразию композиционных мотивов не имели себе равных». Это проявляется в убранстве следующих храмов — Успенский собор (Владимир, Россия), Дмитриевский собор (Владимир), церковь Покрова на Нерли и др. Религиозные темы в их украшении перемежаются со светскими, современные мотивы с языческими, а профессиональная декоративная скульптура с народной резьбой. Также заслужено знамениты рельефы следующих церквей — Суздальский собор, Георгиевский собор (Юрьев-Польский). Стены храма в Юрьеве-Польском вообще покрывает целиком тончайший «ковер» резьбы, создавая ощущение праздничности и пышности. В ряде произведений находят следы влияния западных скульпторов романского стиля, видимо, работавших в княжестве по приглашению.

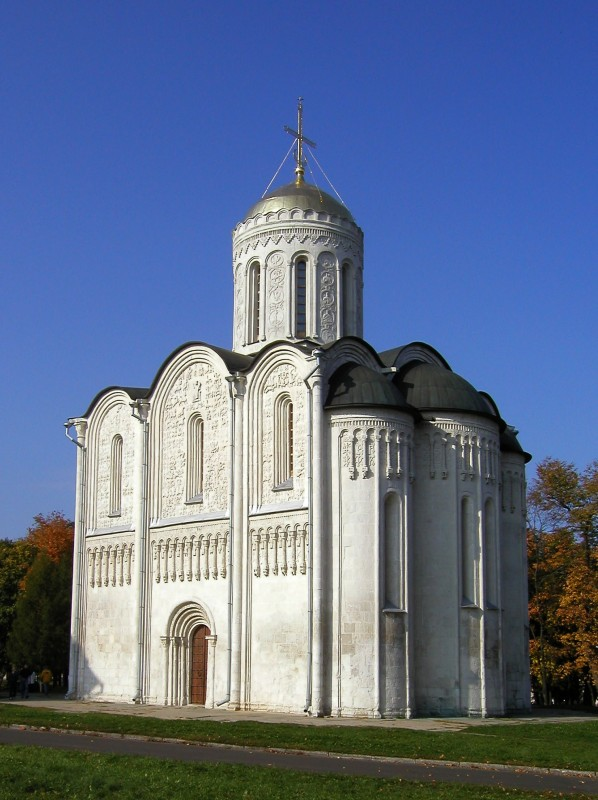
Дмитриевский собор
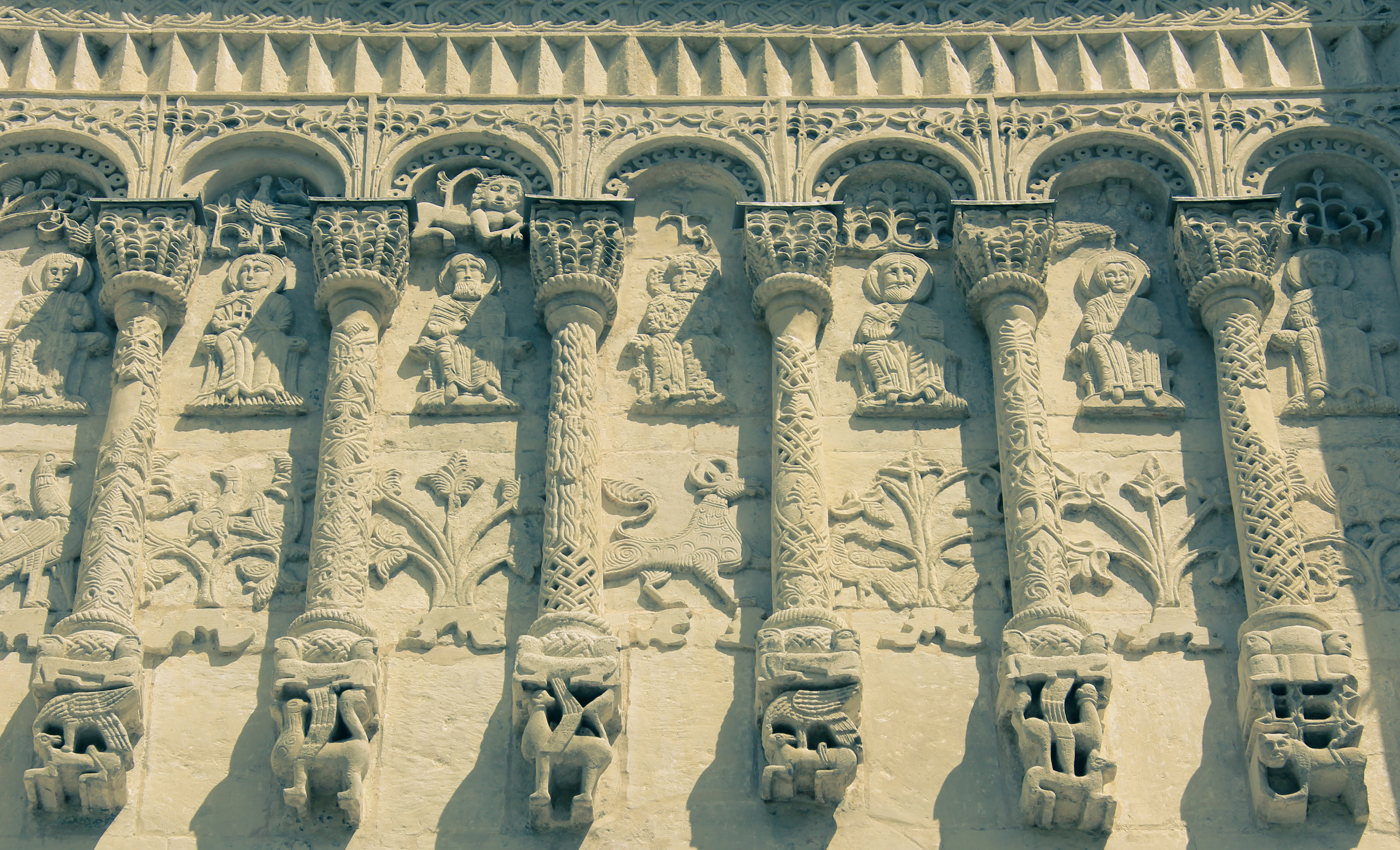
Дмитриевский собор, аркатурный пояс
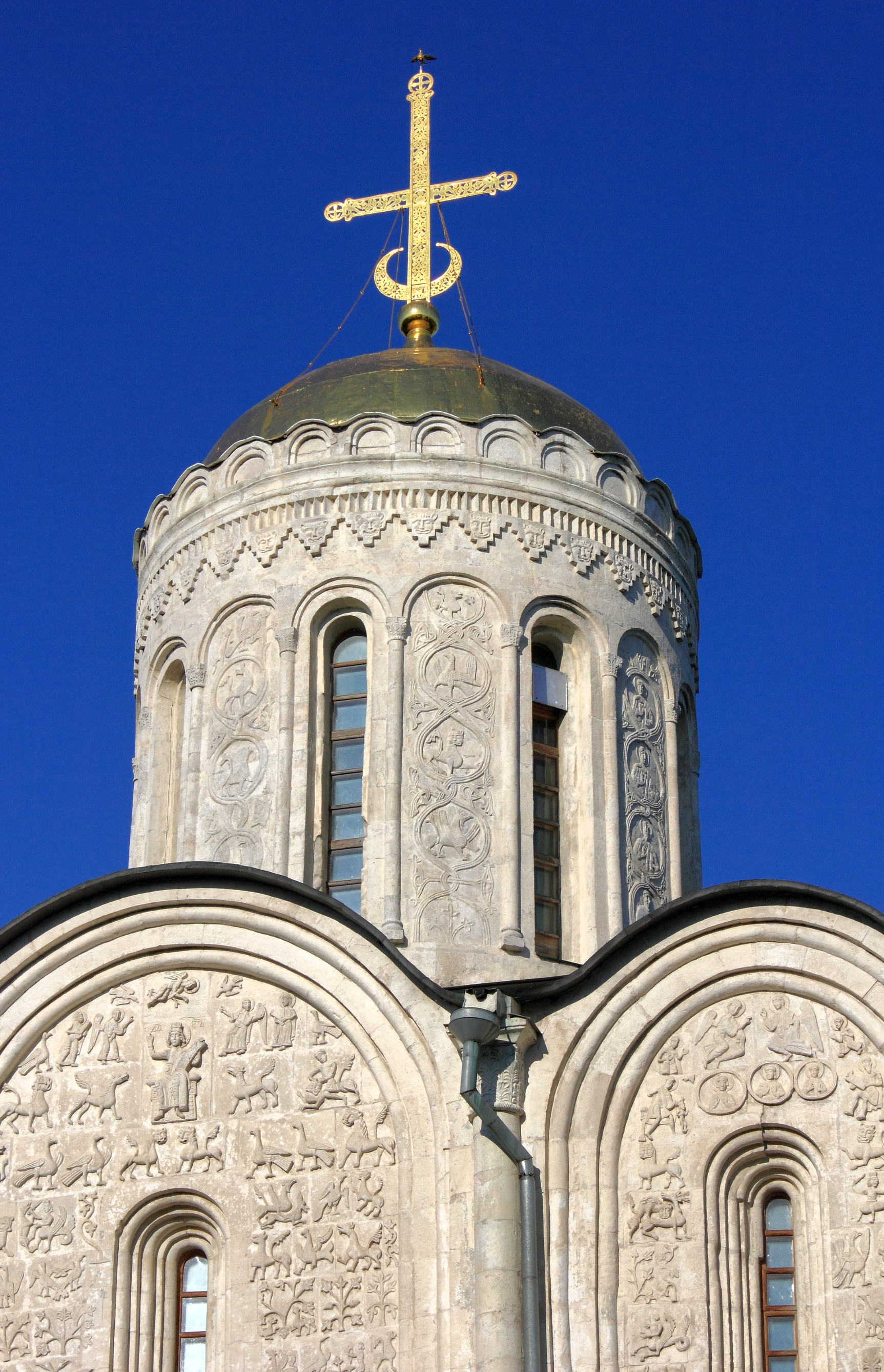
Дмитриевский собор
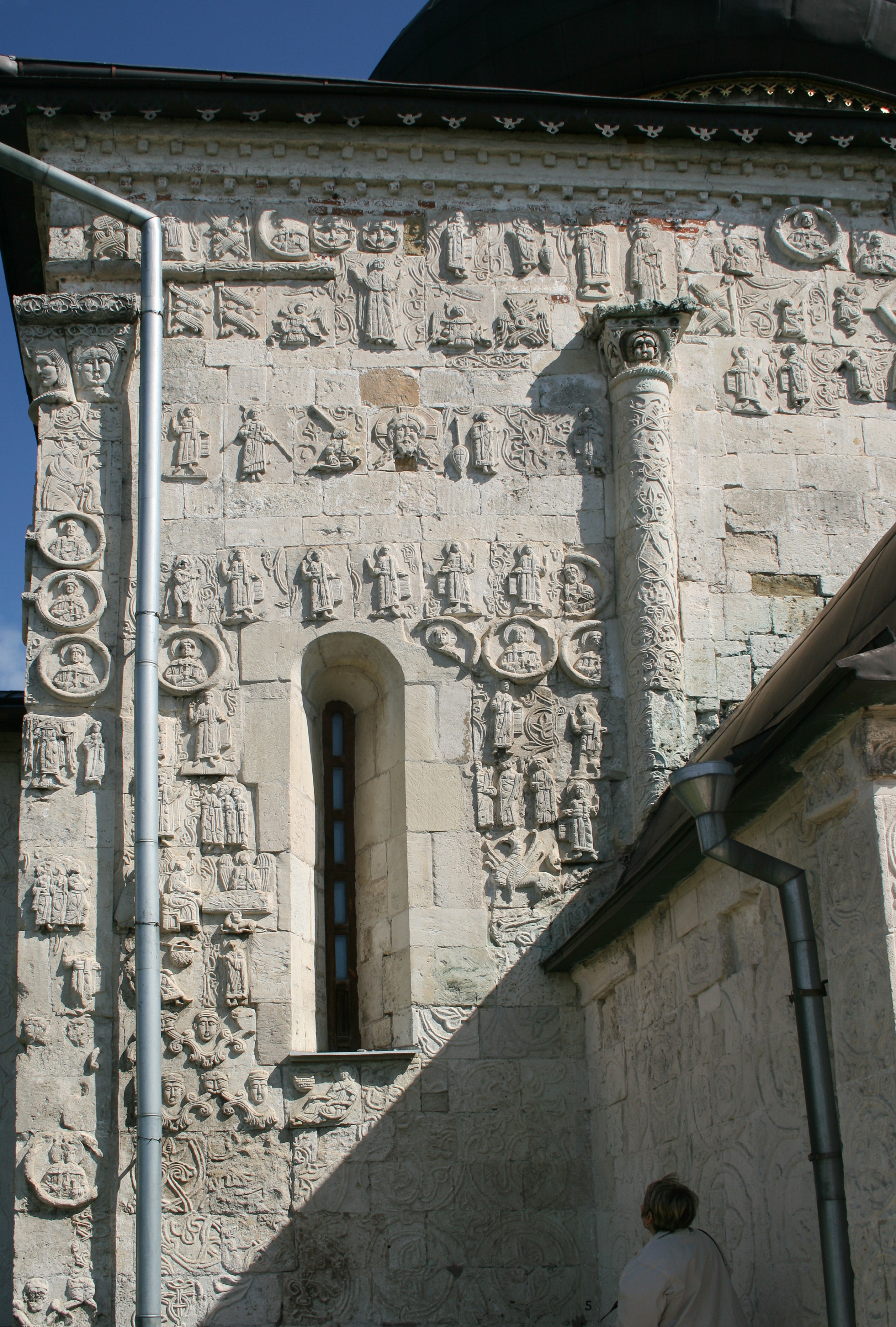
Георгиевский собор
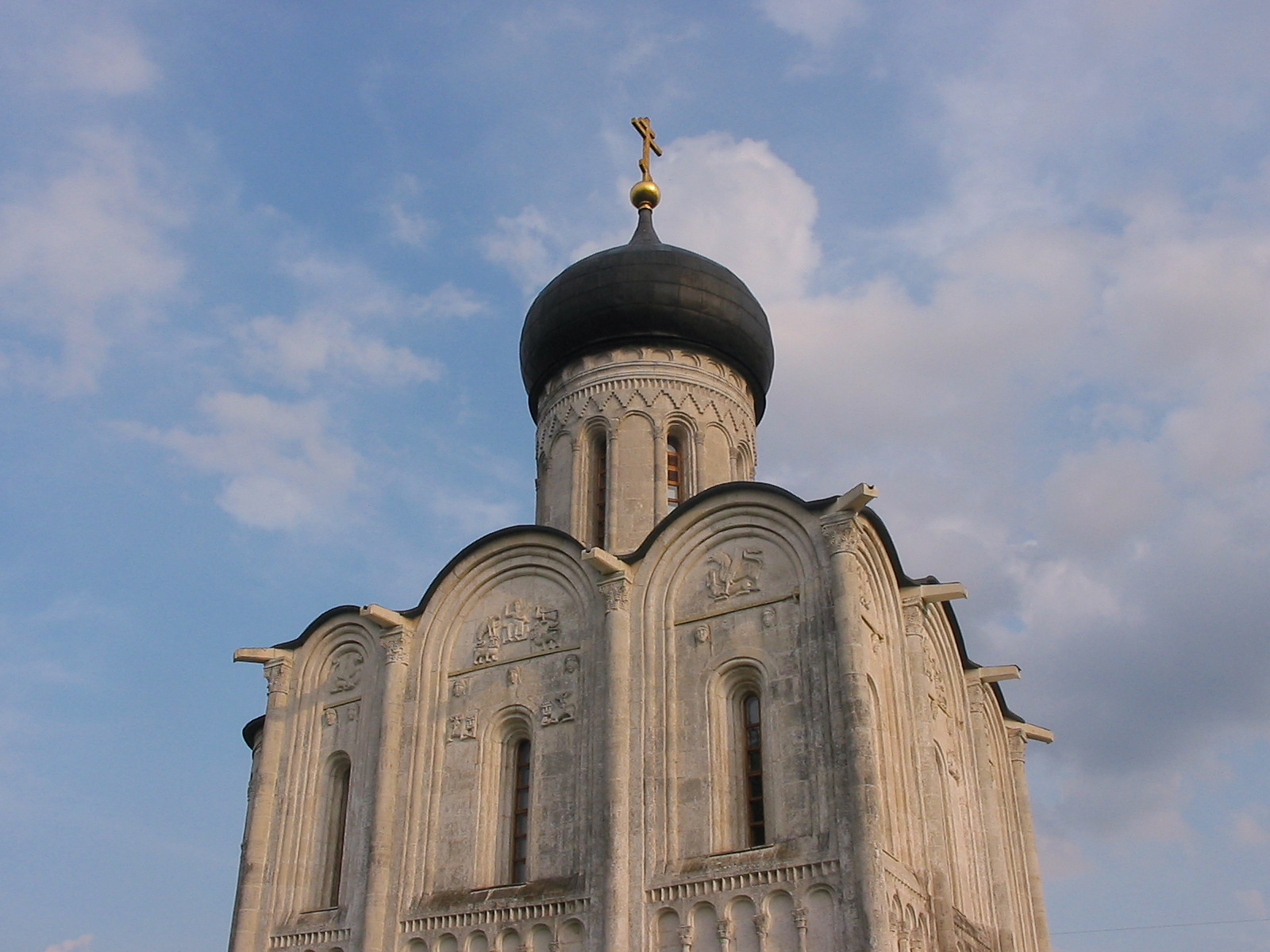
Церковь Покрова на Нерли
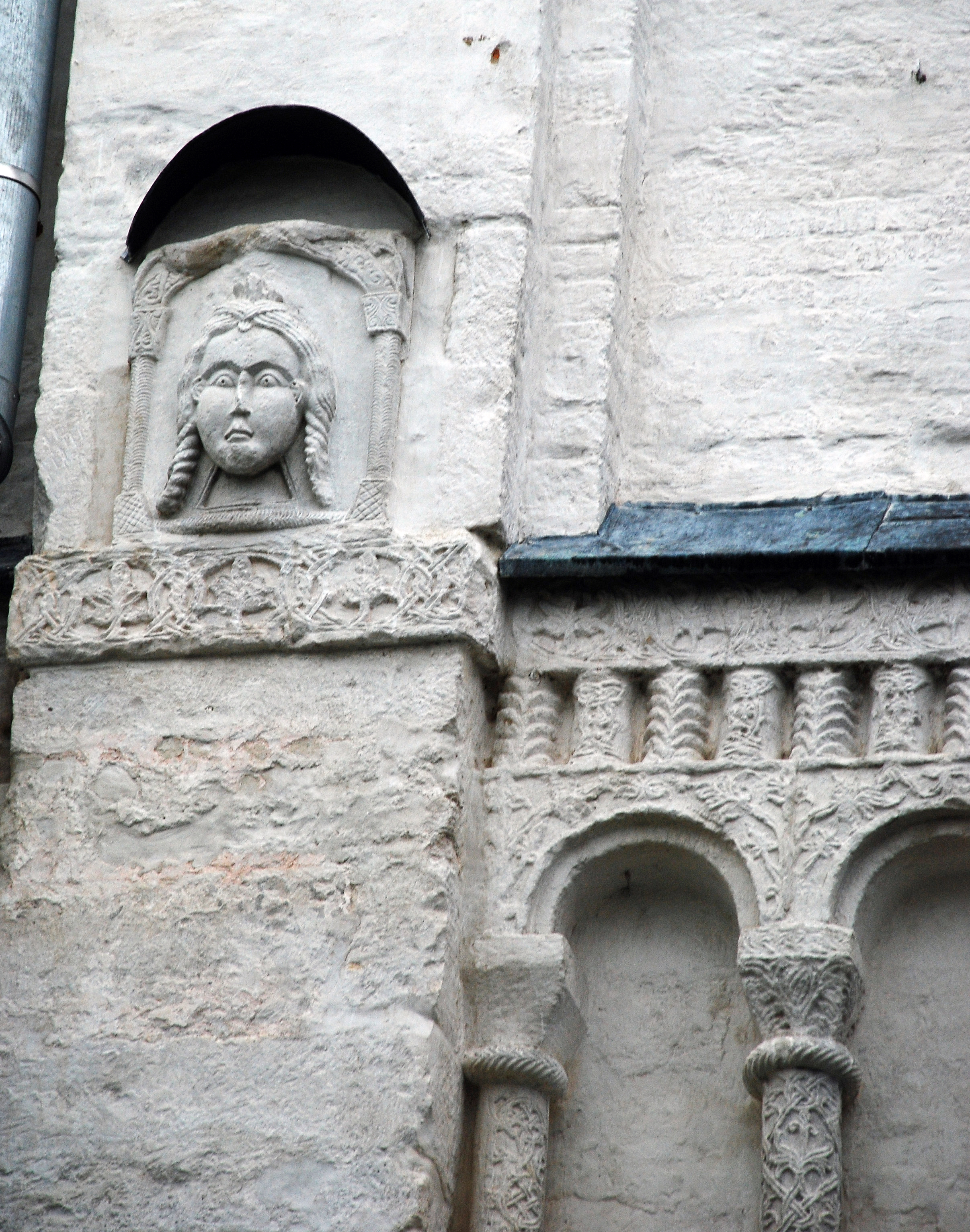
Богородице-Рождественский собор (Суздаль)

Важный памятник — «Святославов крест» (XIII век). Это вырезанная из камня многочастная икона, представляющая собой скульптурную композицию с изображением Распятия Иисуса Христа с предстоящими. В настоящее время экспонируется в Георгиевском соборе в городе Юрьев-Польский во Владимирской области и является частью коллекции Юрьев-Польского историко-архитектурного и художественного музея. Традиция связывает поставление креста с князем Юрьевским Святославом Всеволодовичем, ставшим впоследствии на короткое время великим князем Владимирским, исследователи относят его создание к 1224 или 1234 году.
Древнерусская скульптура практически всегда анонимна. Из редких сохранившихся имён — Аврам из Новгорода, в XV веке добавивший свой схематичный автопортрет на трофейные «Магдебургские врата» Новгородского собора святой Софии (1152—1154 годы, Германия), в этот период привезенные в город и повлиявшие на его искусство. (Другой похожий памятник типа "храмовые двери" - это западные и южные врата собора Рождества Богородицы в Суздале — конца XII — первой трети XIII века - однако они не рельефные, а украшены рисунком в технике золотой наводки).

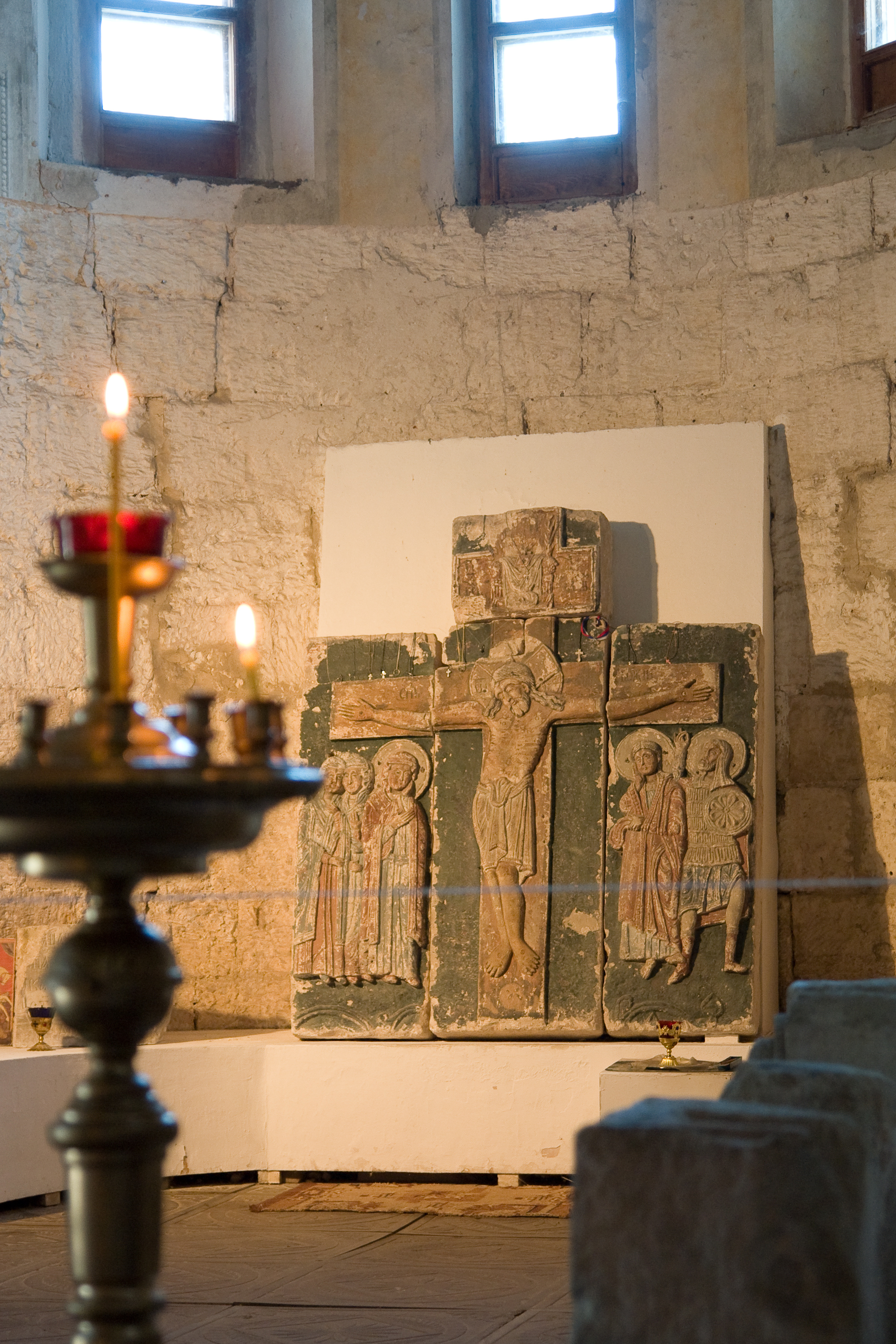
Святославов крест из Георгиевского собора (находилось на фасаде)
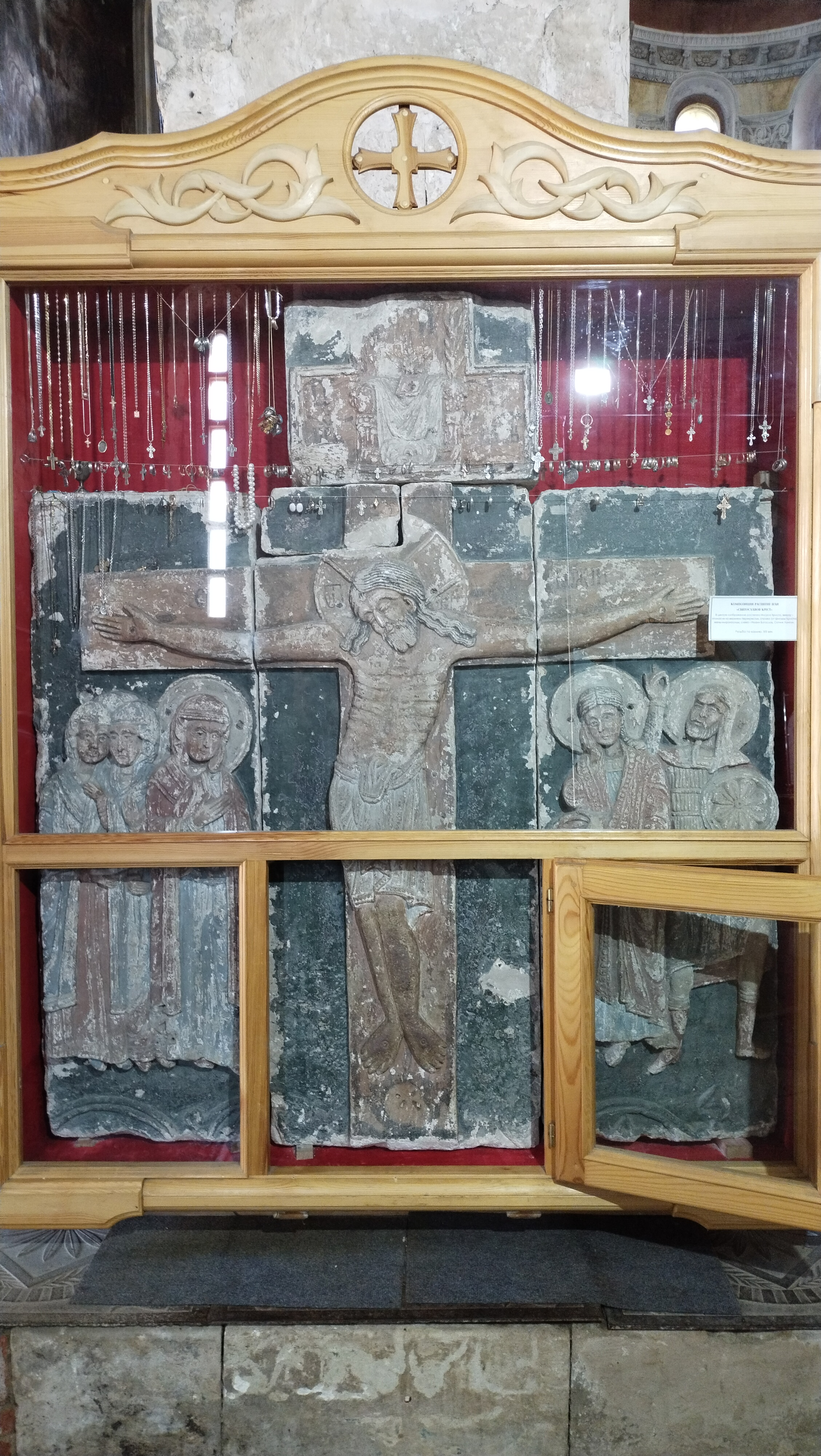
Святославов крест в экспозиции Георгиевского собора-музея
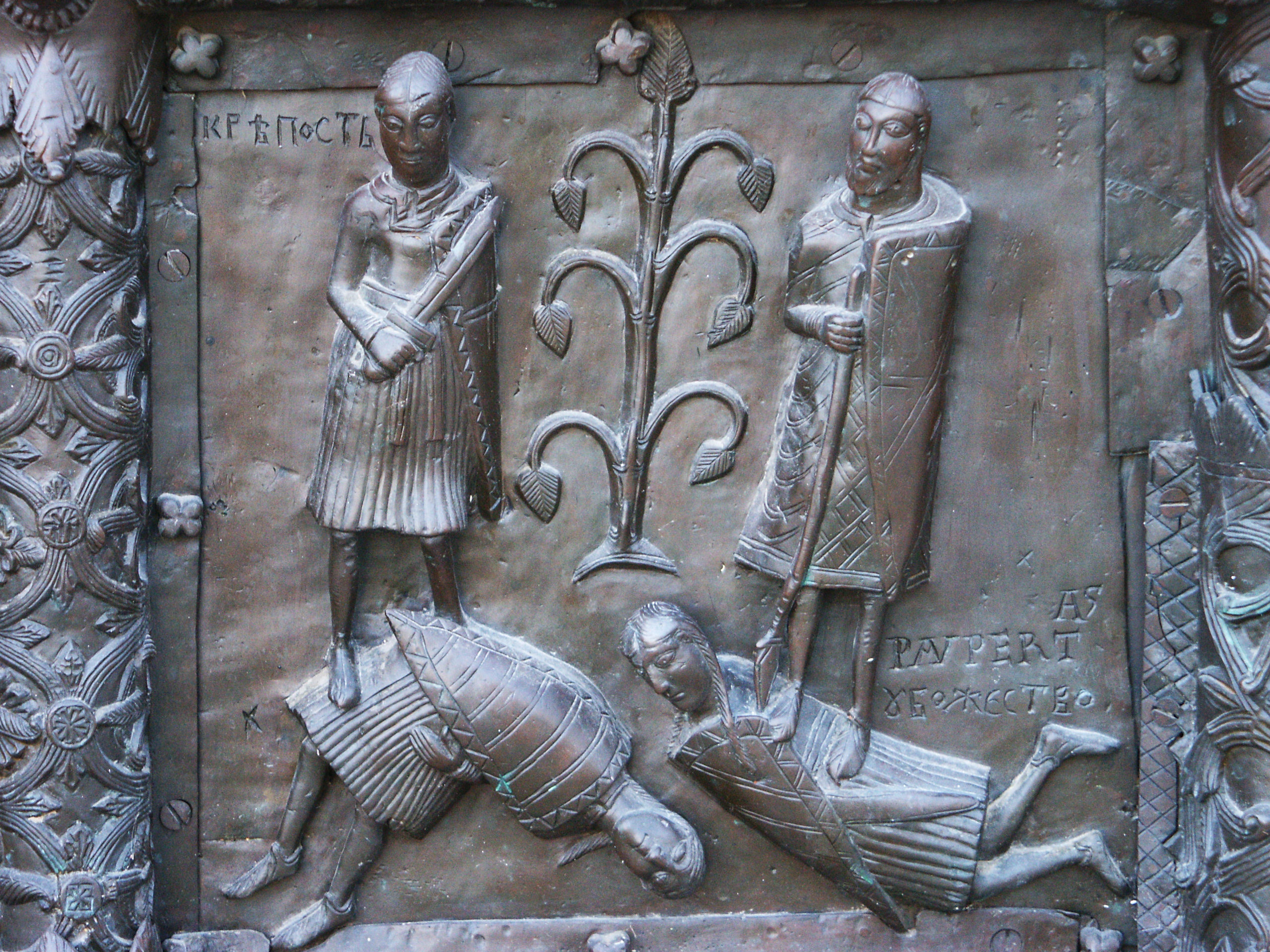
Аврам (новгородский мастер). «Магдебургские врата»  Новгородского собора святой Софии (фрагмент), 1152—1154 гг. с автопортретом Авраама (ок.  1450).
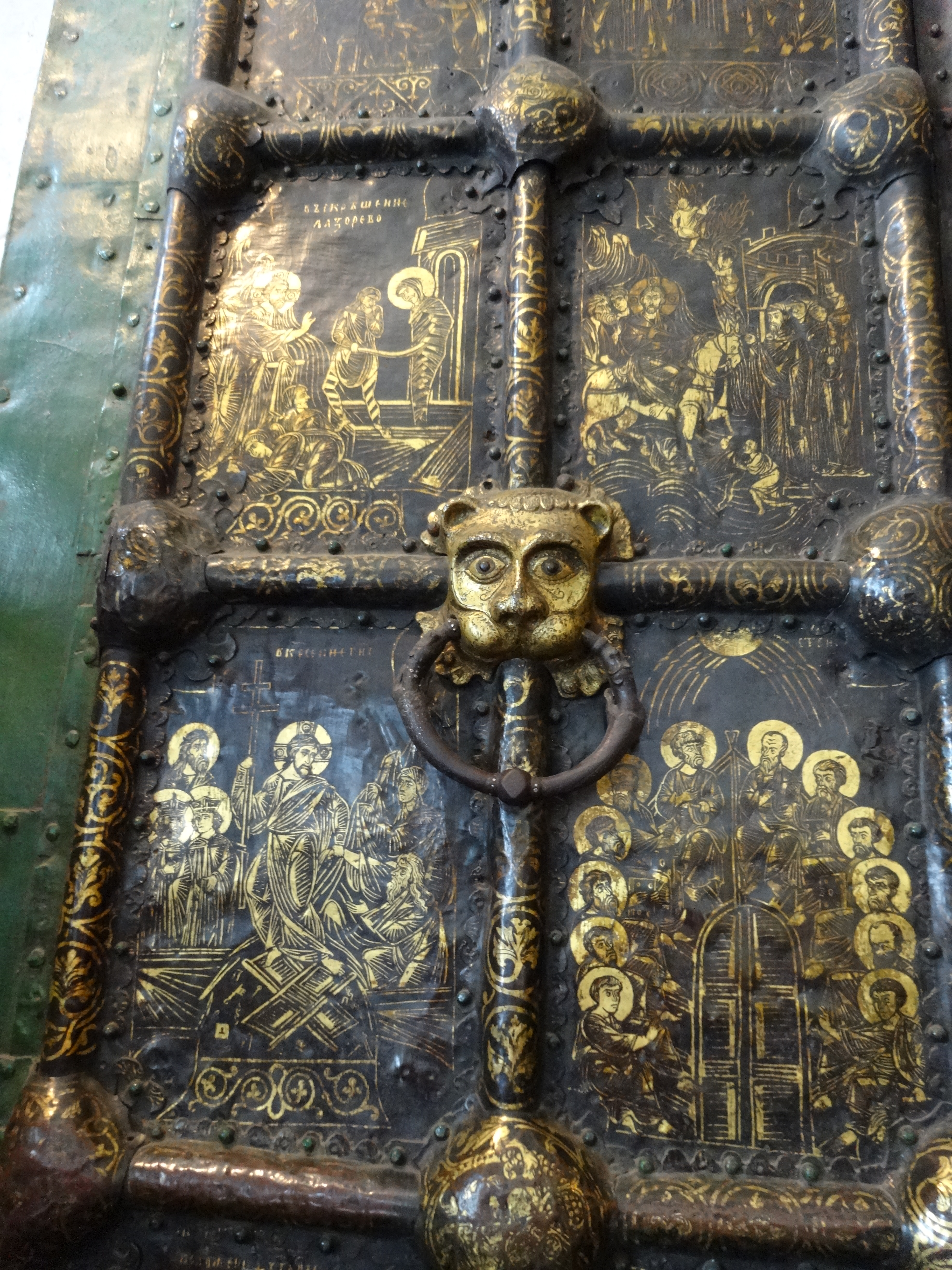
Западные врата суздальского собора (фрагмент)

## Допетровское время
Татаро-монгольское нашествие положило конец расцвету русской белокаменной резьбы и, соответственно, развитию русской скульптуры. Только с укреплением благосостояния страны в XIV—XVI веках этот жанр начал потихоньку возрождаться.
Одна из древнейших сохранившихся круглых русских скульптур — каменная раскрашенная статуя Святого Георгия Победоносца, украшавшая ворота Московского Кремля. Она была создана бригадой Василия Ермолина в 1464 году, и её установка стала одним из знаков изменения политики русского государства при Иване III. По её образцу создавались аналогичные деревянные изображения, которые Иван III рассылал в церкви городов, присоединяемых к московскому княжеству; на настоящий момент сохранилось три такие скульптуры Георгия (ГТГ, ГРМ и Ростовский кремль).

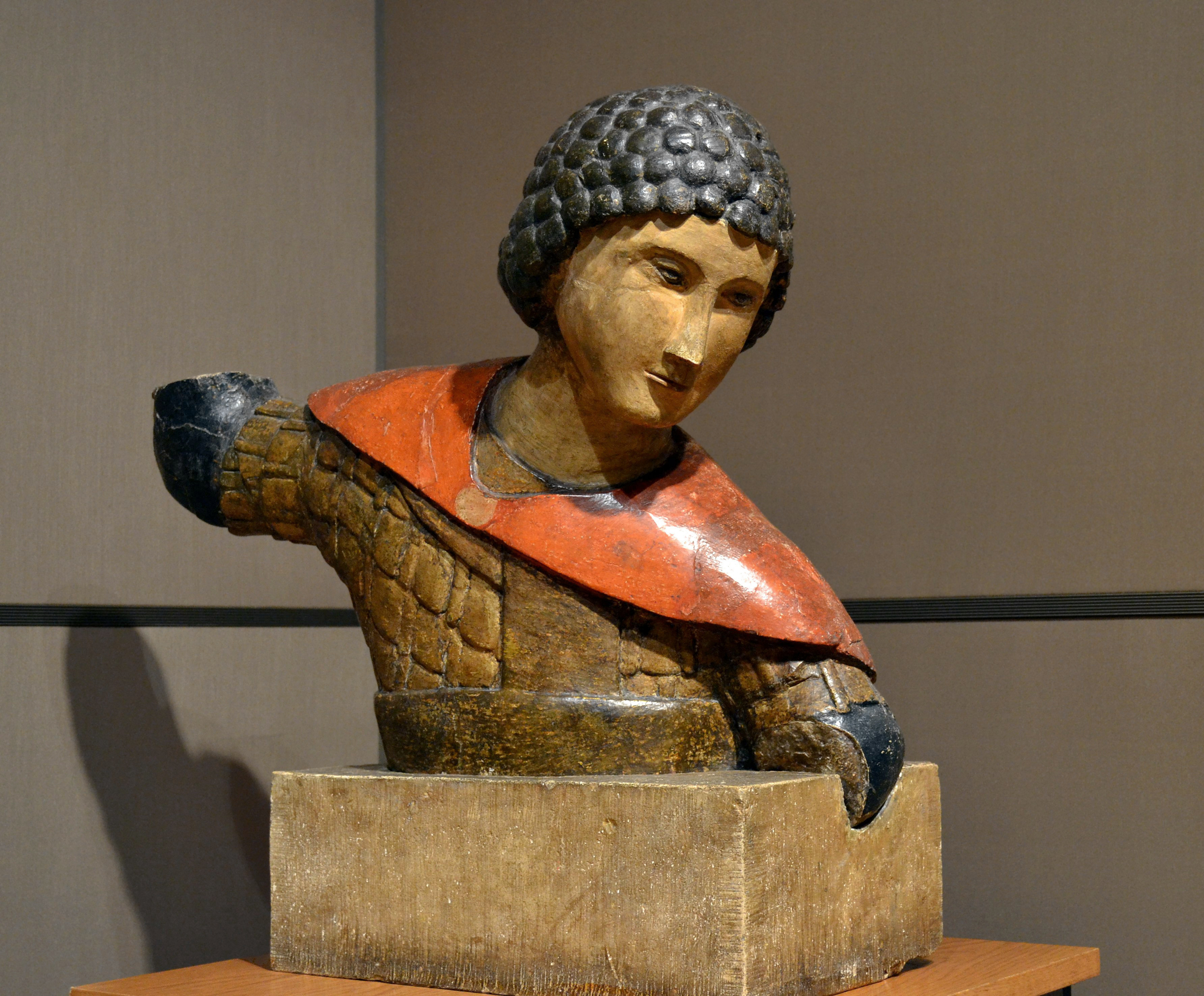
«Георгий Победоносец», скульптор Василий Ермолин. 1464. ГТГ

### Резьба по камню
Архитектурный декор постепенно возрождается, особенно в столице.

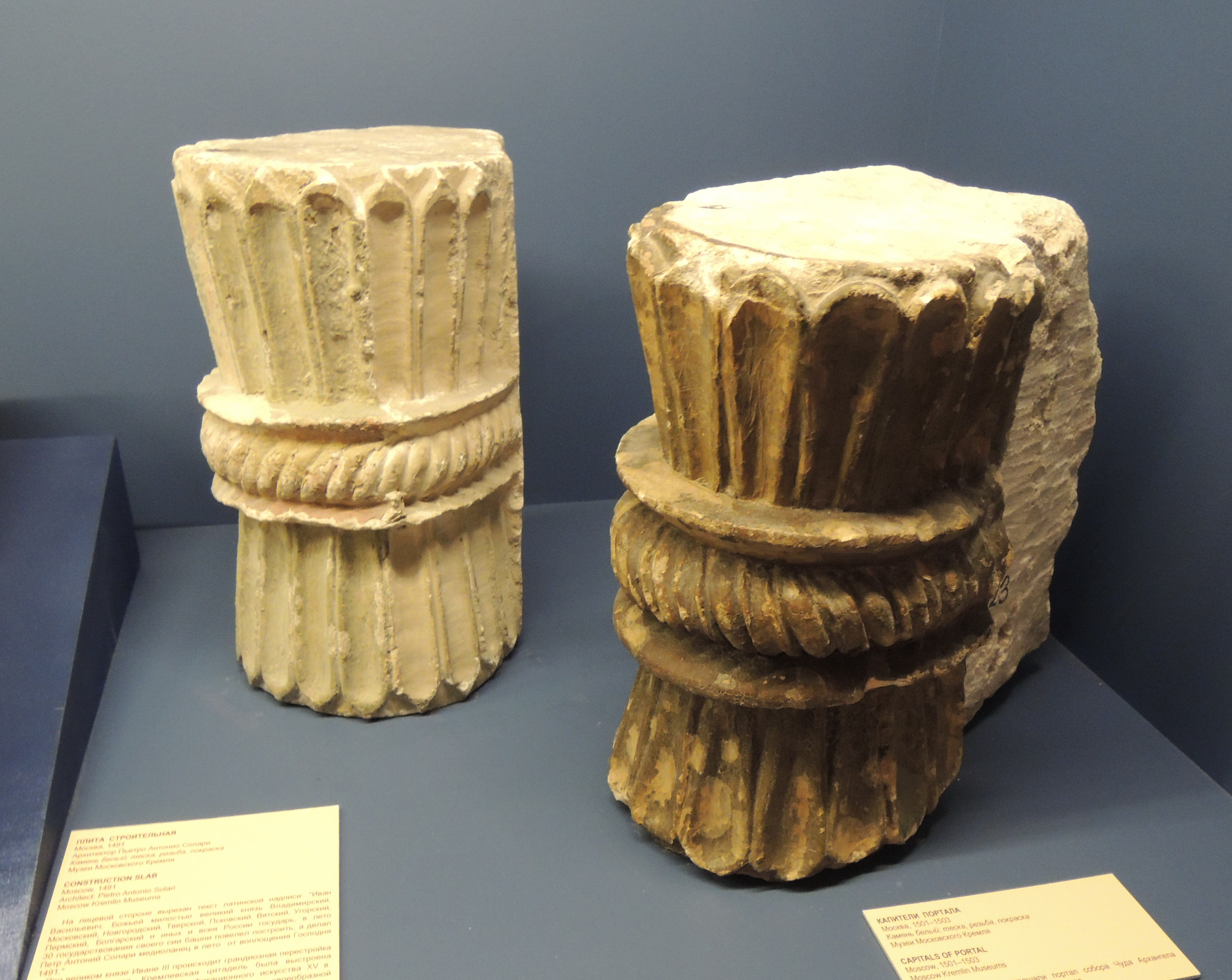
Деталь белокаменного декора утраченной церкви Чуда св. Михаила Чудова монастыря, 1501-3
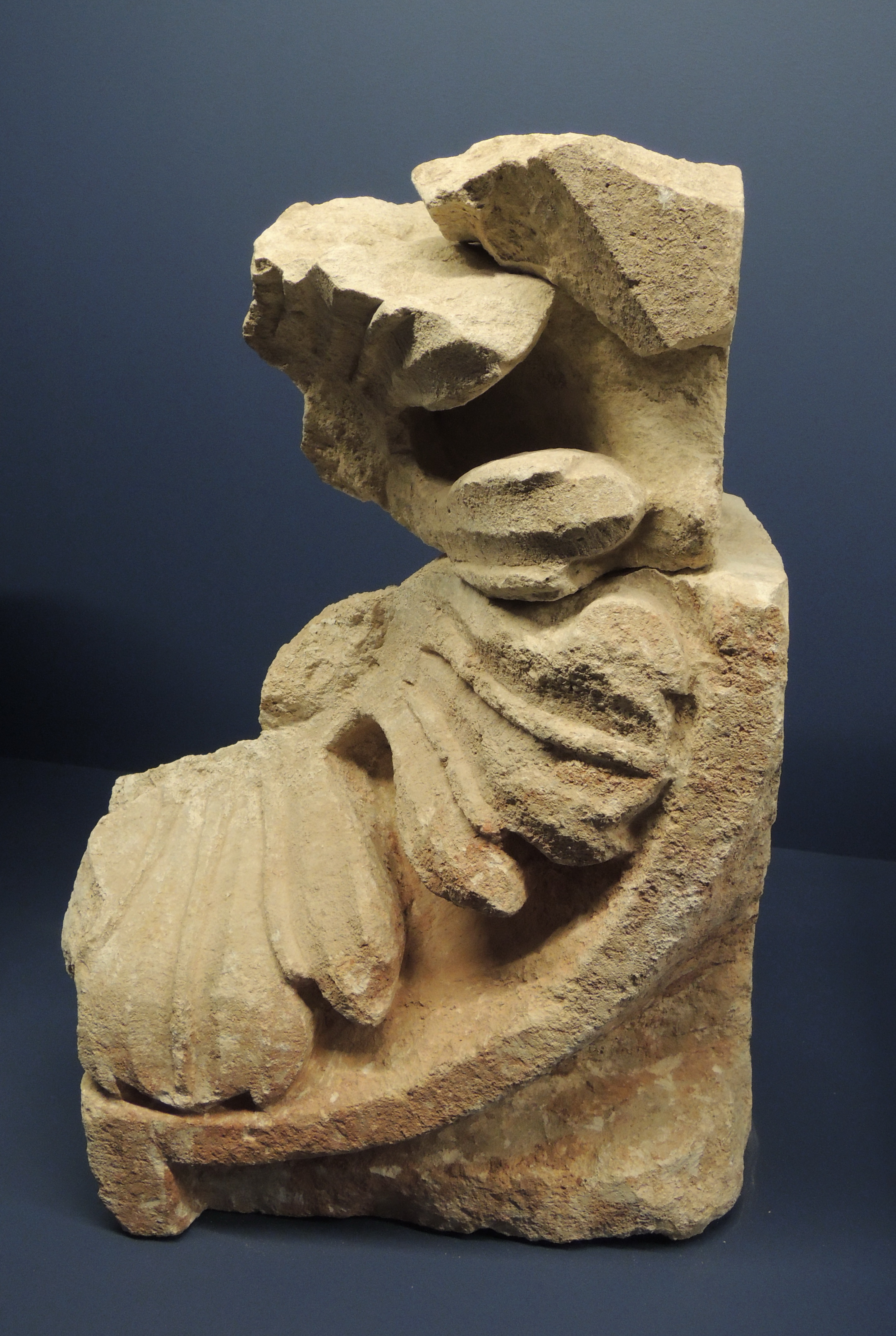
Деталь первоначального белокаменного декора Архангельского собора Кремля, 1505-9 гг.
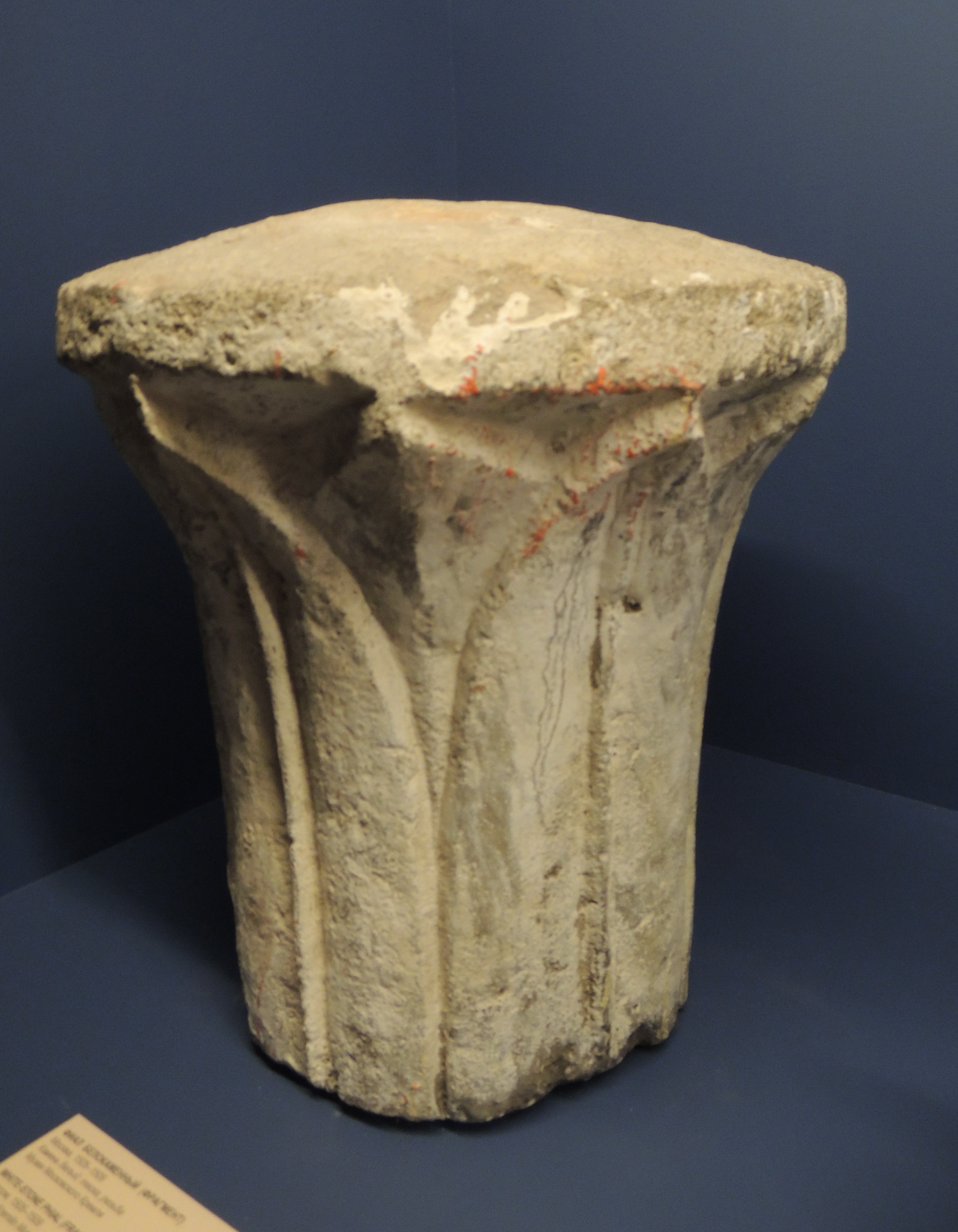
Капитель со следами раскраски от первоначального белокаменного декора Архангельского собора Кремля, 1505-9 гг.
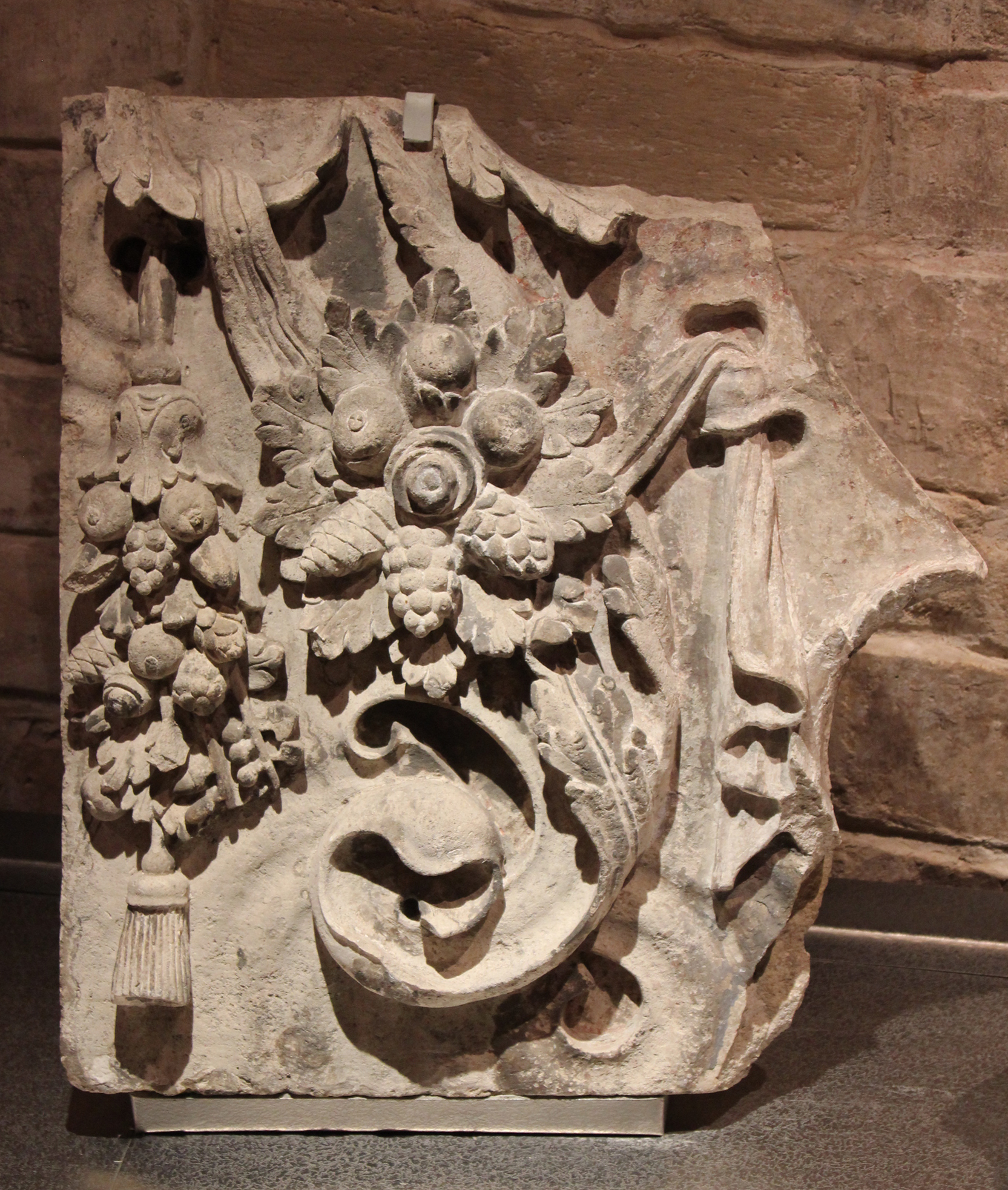
Церковь Николая Чудотворца «Большой Крест», деталь декора, 1680—1688 годы

### Ювелирное искусство
В церковном искусстве декоративно-прикладного жанра крупные предметы доходят до таких форм, что их можно вполне рассматривать как полноценные скульптуры и рельефы.
Так называемый «Костяной трон Ивана Грозного» (XVI — начало XVII века) украшен пластинами из слоновой кости, вырезанными европейским мастером.

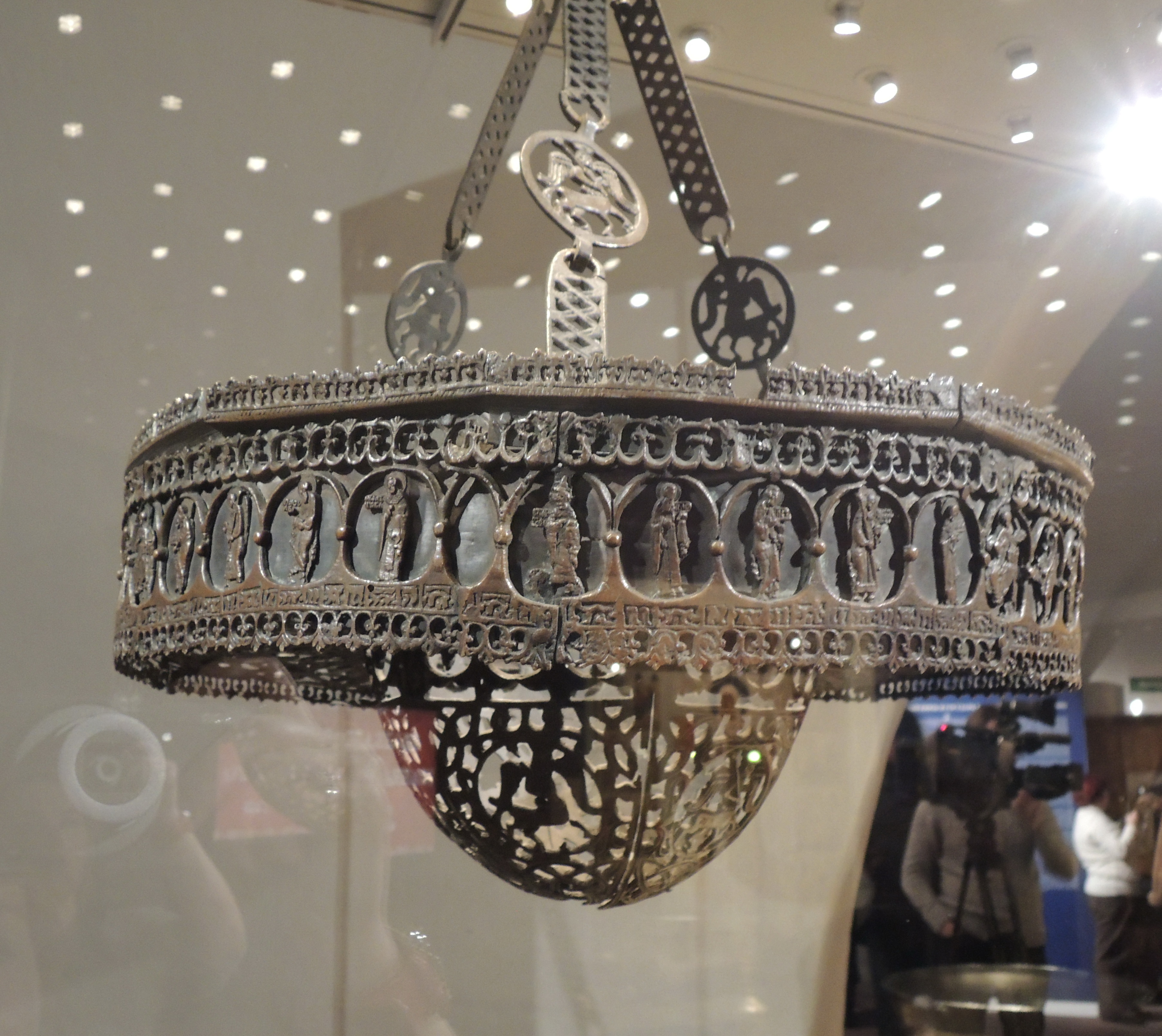
Т.н. "Корсунская лампада" из новгородской Софии. Новгород, конец 15 - 1-я треть 16 вв. Медный спав, литье. ГРМ.
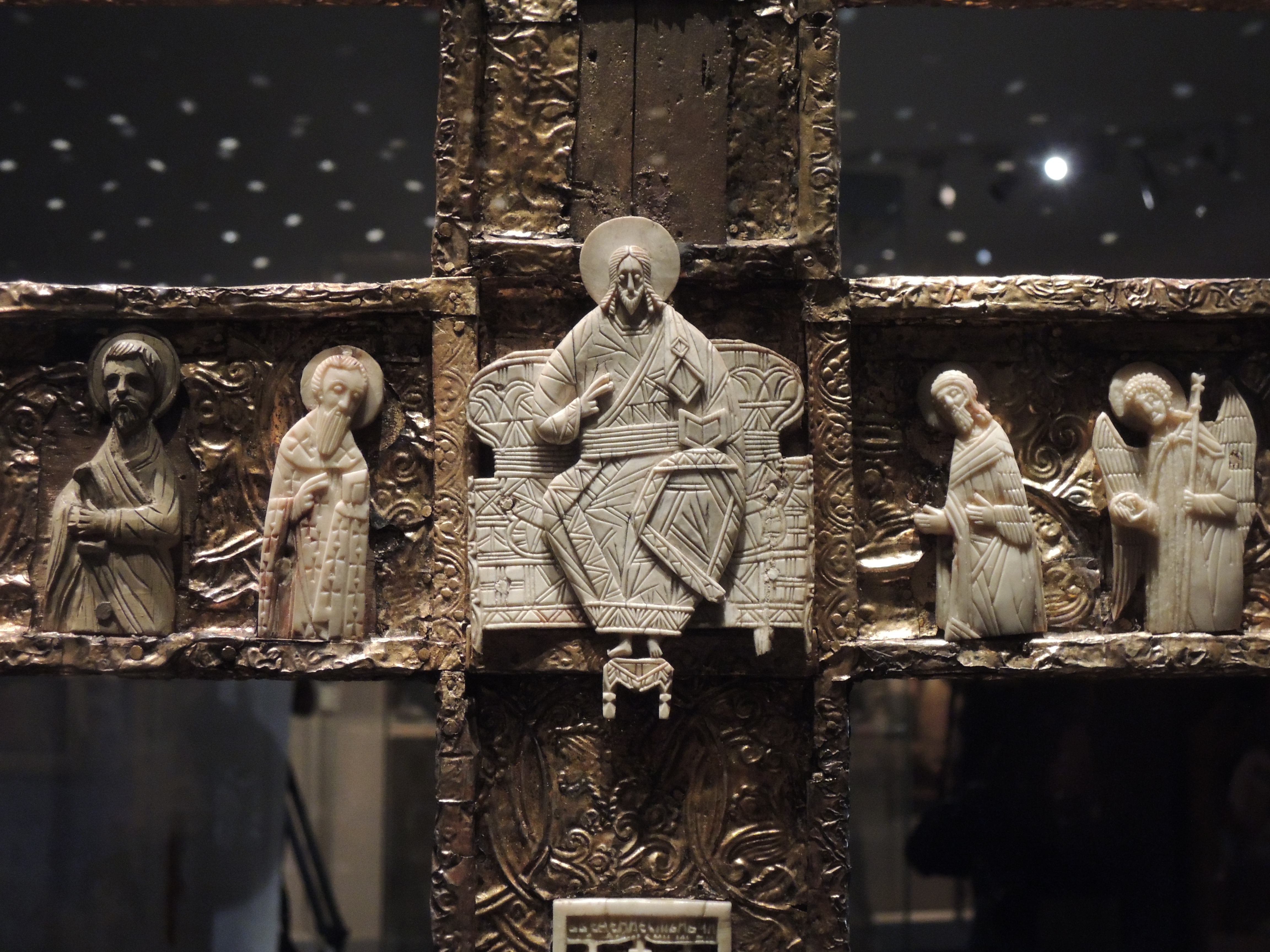
Крест "Киликийский". Москва (?), первая треть 16 века. Резьба по кости. Запрестольный крест из вологодского Спасо-Прилуцкого монастыря. Вологодский музей-заповедник.
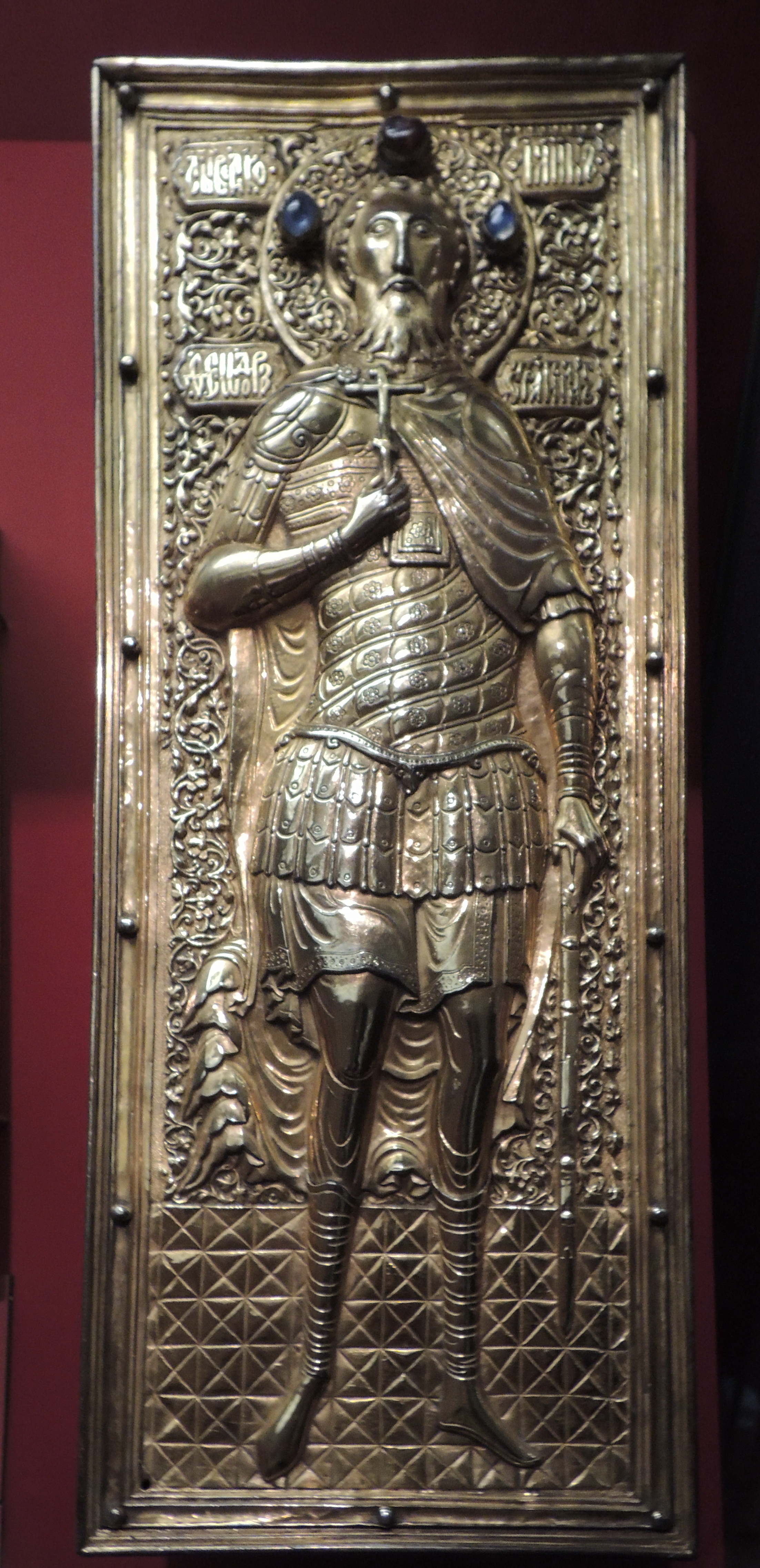
Ковчег для мощей св. Федора Стратилата. Москва, мастерские Кремля, 1598. Музеи Московского Кремля
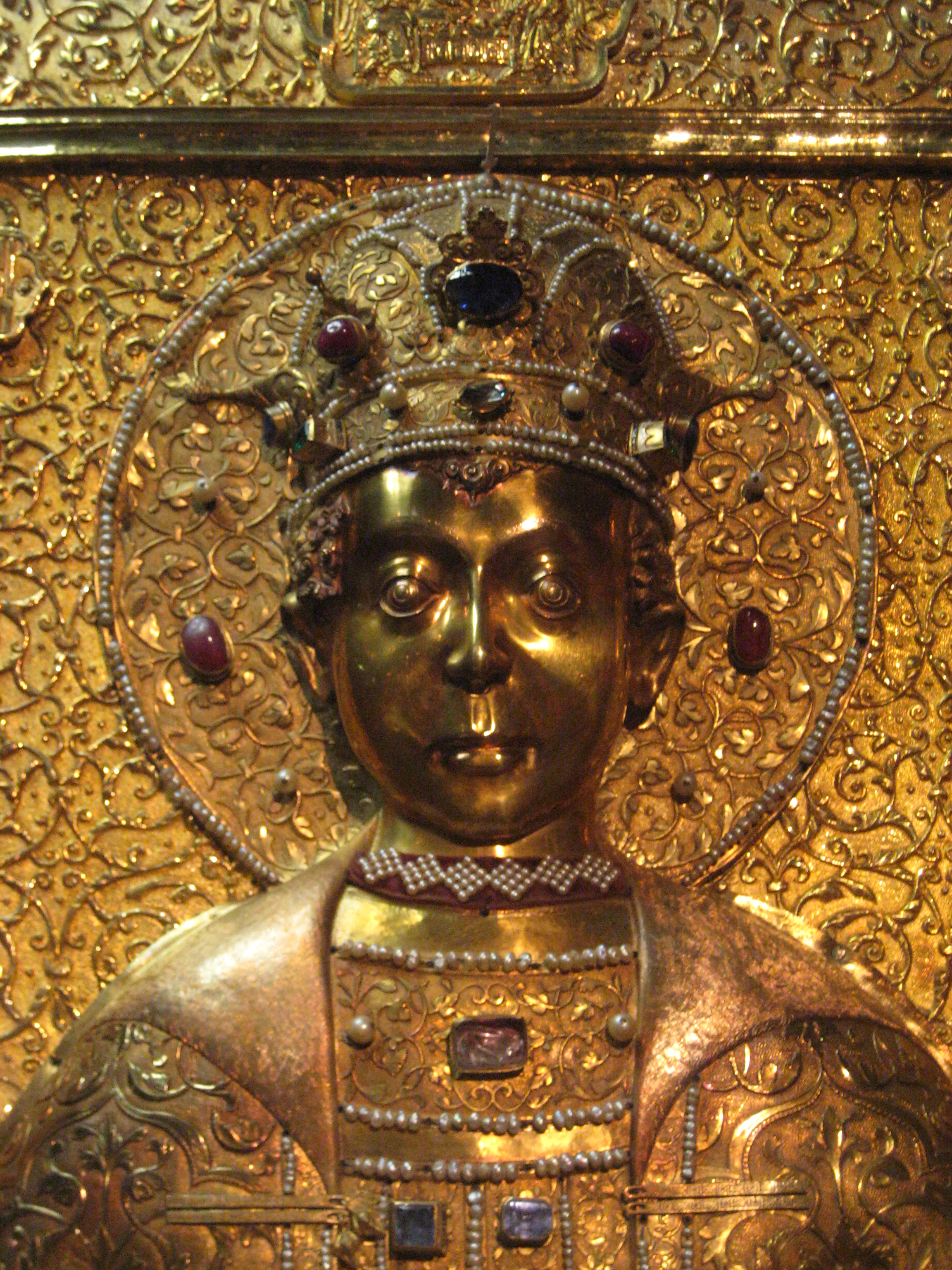
Крышка раки царевича Дмитрия. Мастера Павел Алексеев, Дмитрий Алексеев, Василий Коровников, Тимофей Иванов, Василий Малосолец под руководством Гаврилы Овдокимова. 1628–1630 годы. Музеи Московского Кремля
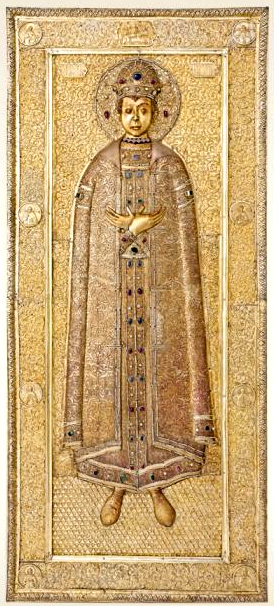
Крышка  раки царевича Дмитрия
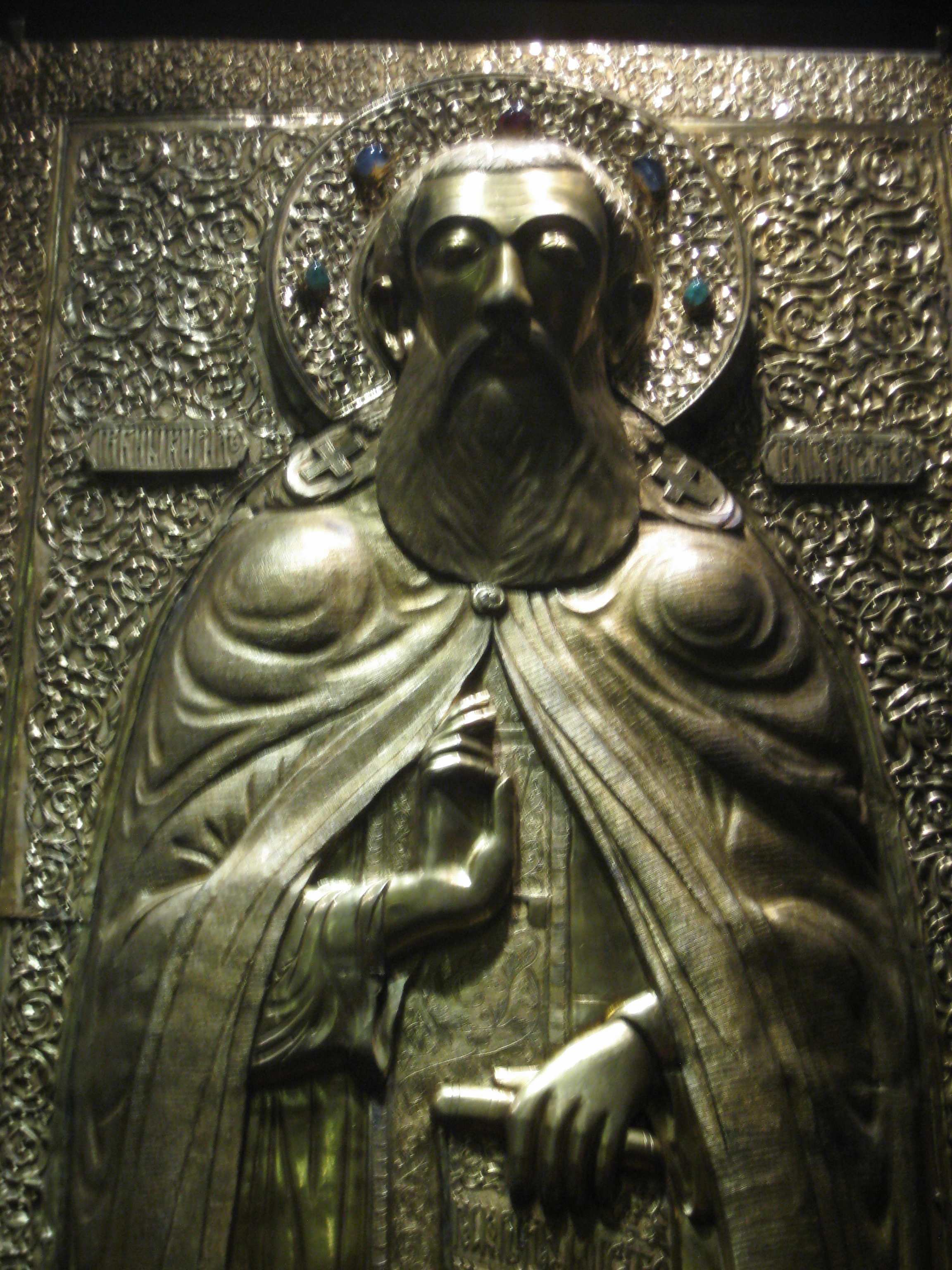
Рака преподобного Кирилла Белозерского, 1643, Музеи Московского Кремля
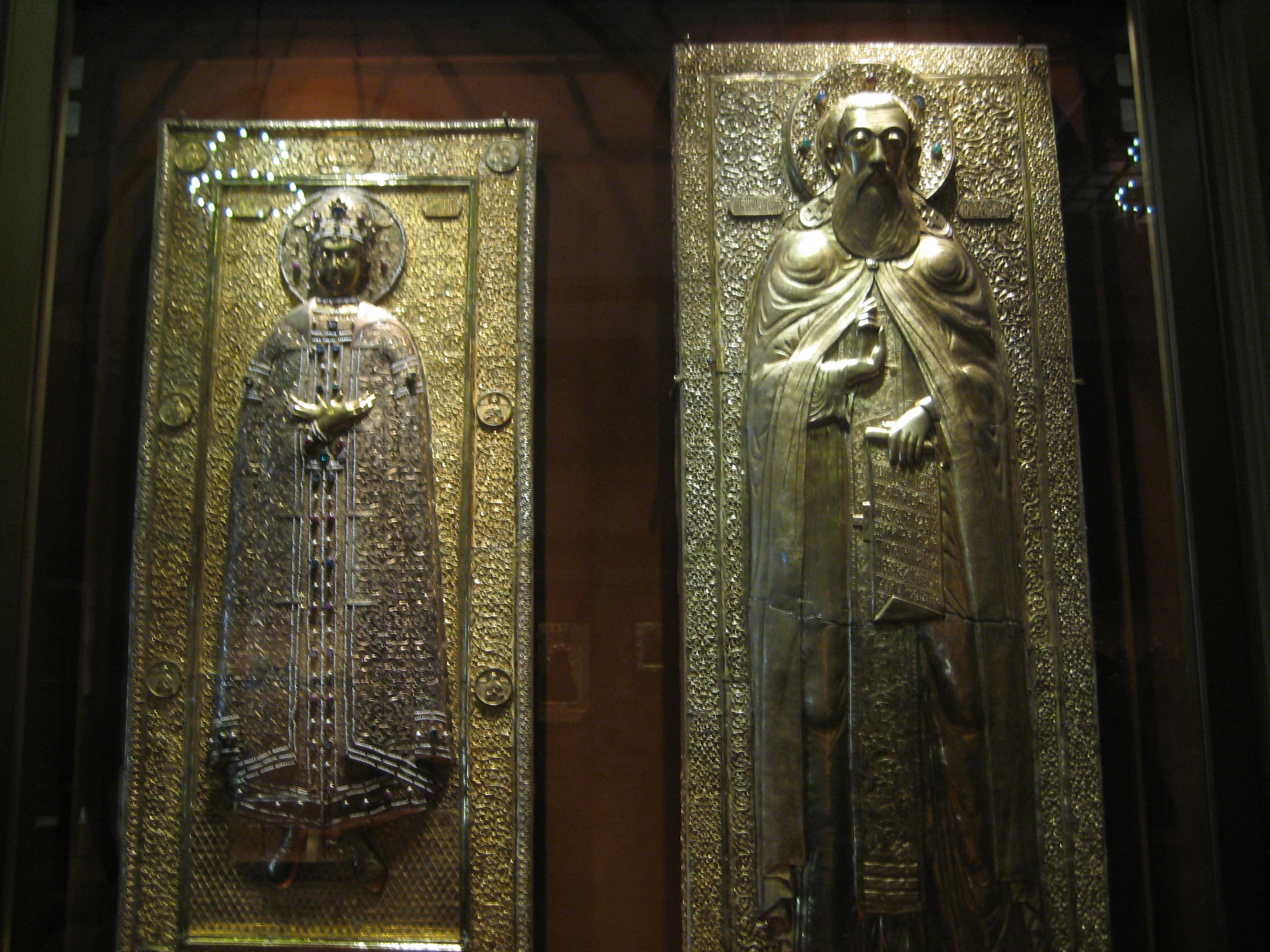
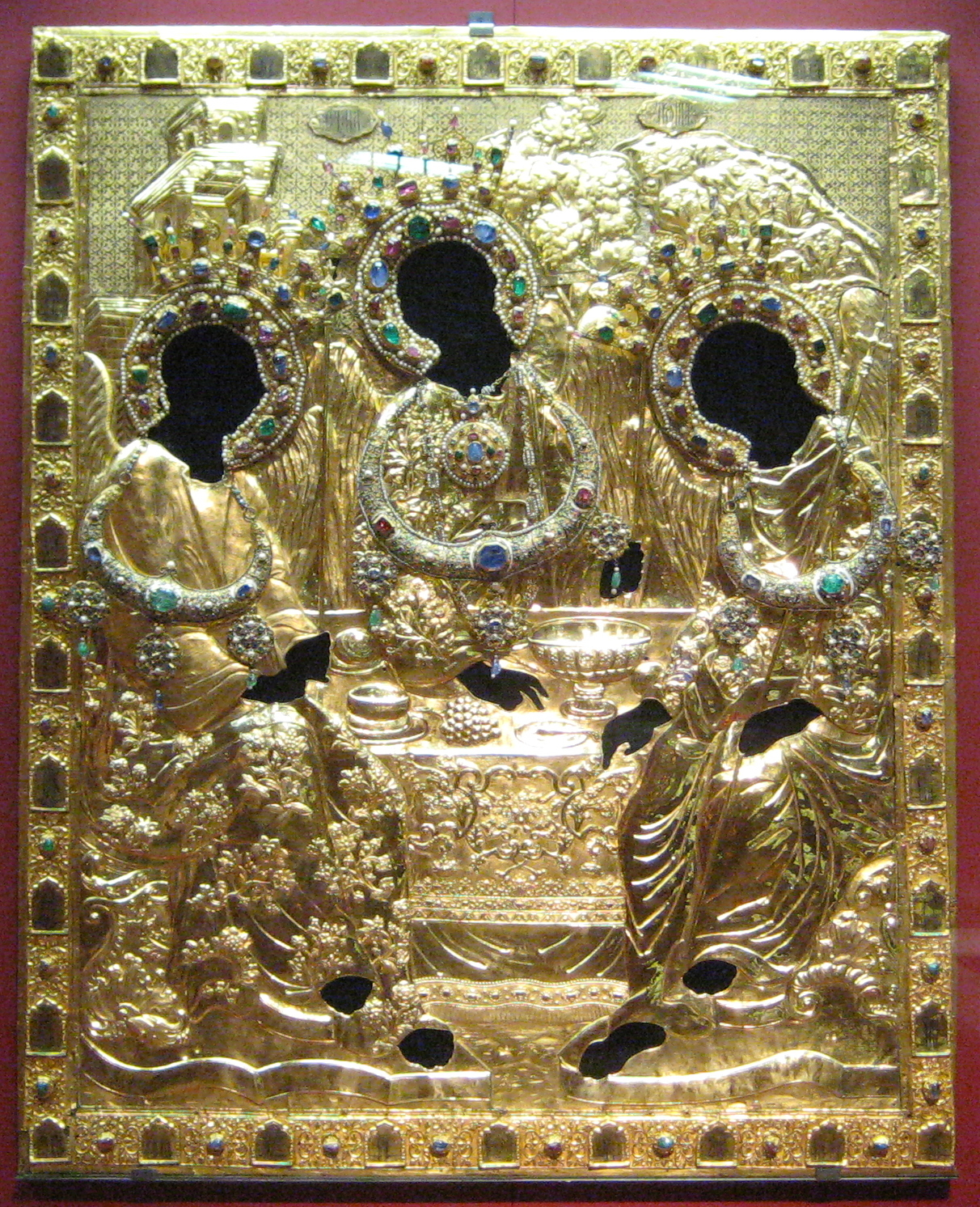
Оклад иконы "Троица" Андрея Рублева, Конец XVI века; 1754 год. Музей Сергиева Посада
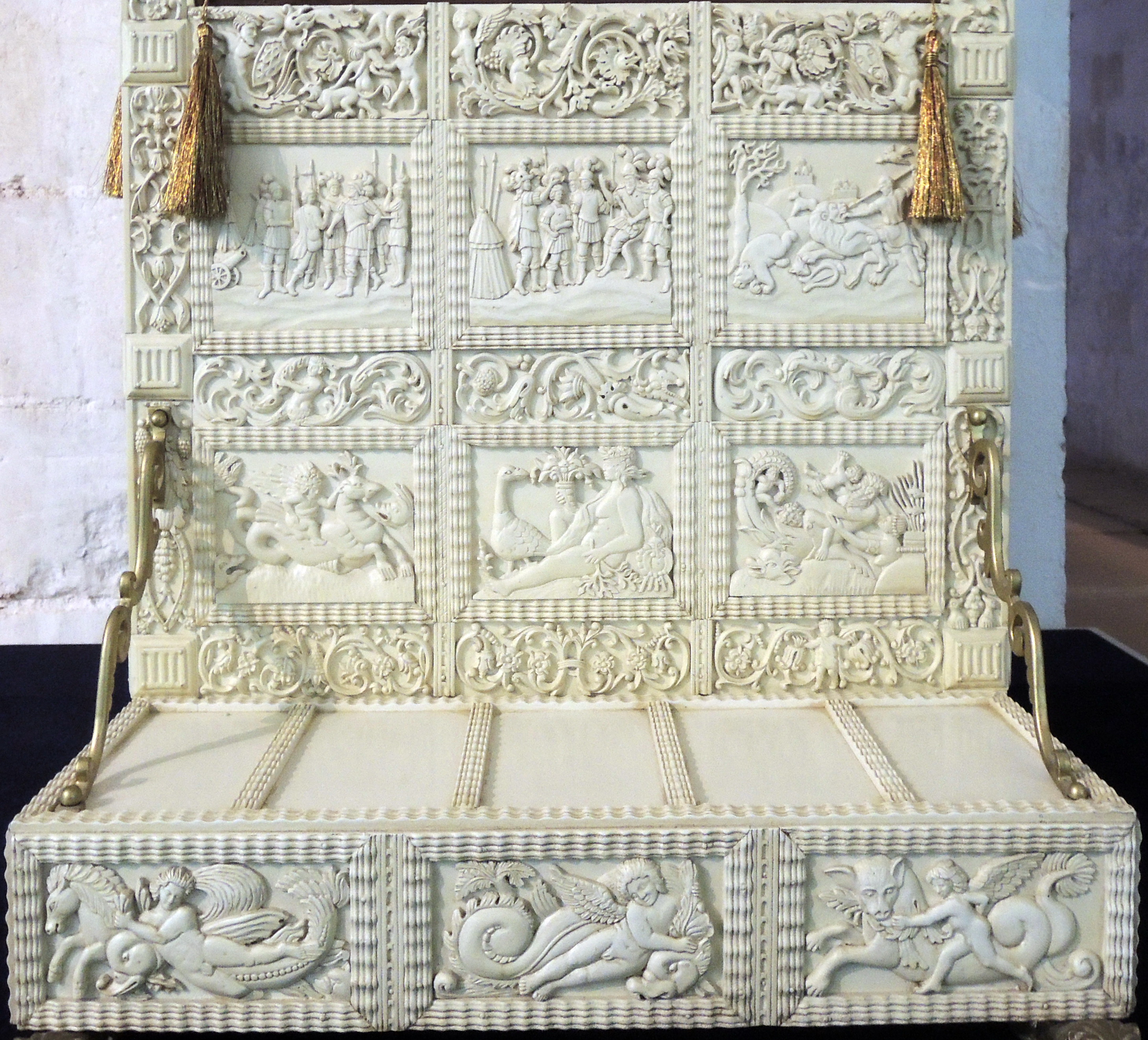
"Трон Ивана Грозного" (фрагмент). Реплика в Александровской слободе

### Деревянная скульптура
Дерево было излюбленным материалом древнерусской пластики. Оно с годами приобретает серебристый оттенок, хорошо сочетается с воздушной средой, однако оно недолговечно, сглаживается со временем, смягчая контуры и стирая краску. Сохранившиеся образцы позволяют представить былое великолепие жанра. Большая часть сохранившихся артефактов носила культовый характер и была связана с церковным убранством, тем не менее не полностью подчиняется догматике. Часто художник передаёт своё представление о реальности. Среди таких образцов — Людогощенский крест (1359 год).
Сохранившаяся круглая скульптура и рельеф иконостасов поражают нарядностью и красочностью, сплетением узоров. Золочёный или расписной декор служил торжественным обрамлением живописи. В XVI и XVII веках создавались отличные образцы резной скульптуры. Отдельного упоминания стоят произведения северных мастеров, в чьих краях этот жанр был исконным и весьма распространённым. Таковы распространённые образы Параскевы Пятницы, Николы Можайского и проч.
Примечательный образец «низкого» рельефа этого периода — «Мономахов трон» 1551 года в Успенском соборе Кремля, украшенный множеством повествовательных рельефов, вырезанных из ореха.

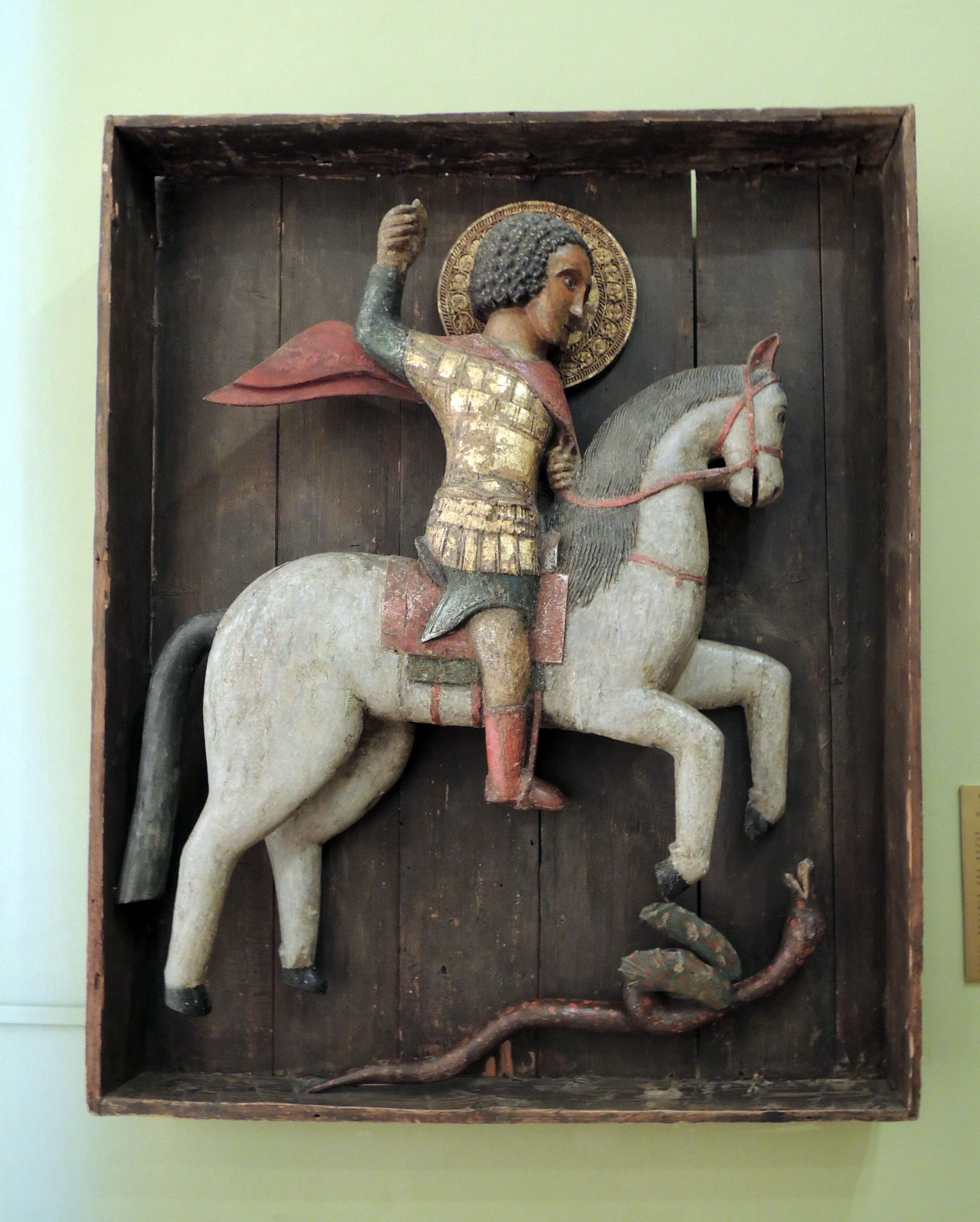
«Георгий Победоносец». XV век (Ростовский кремль)
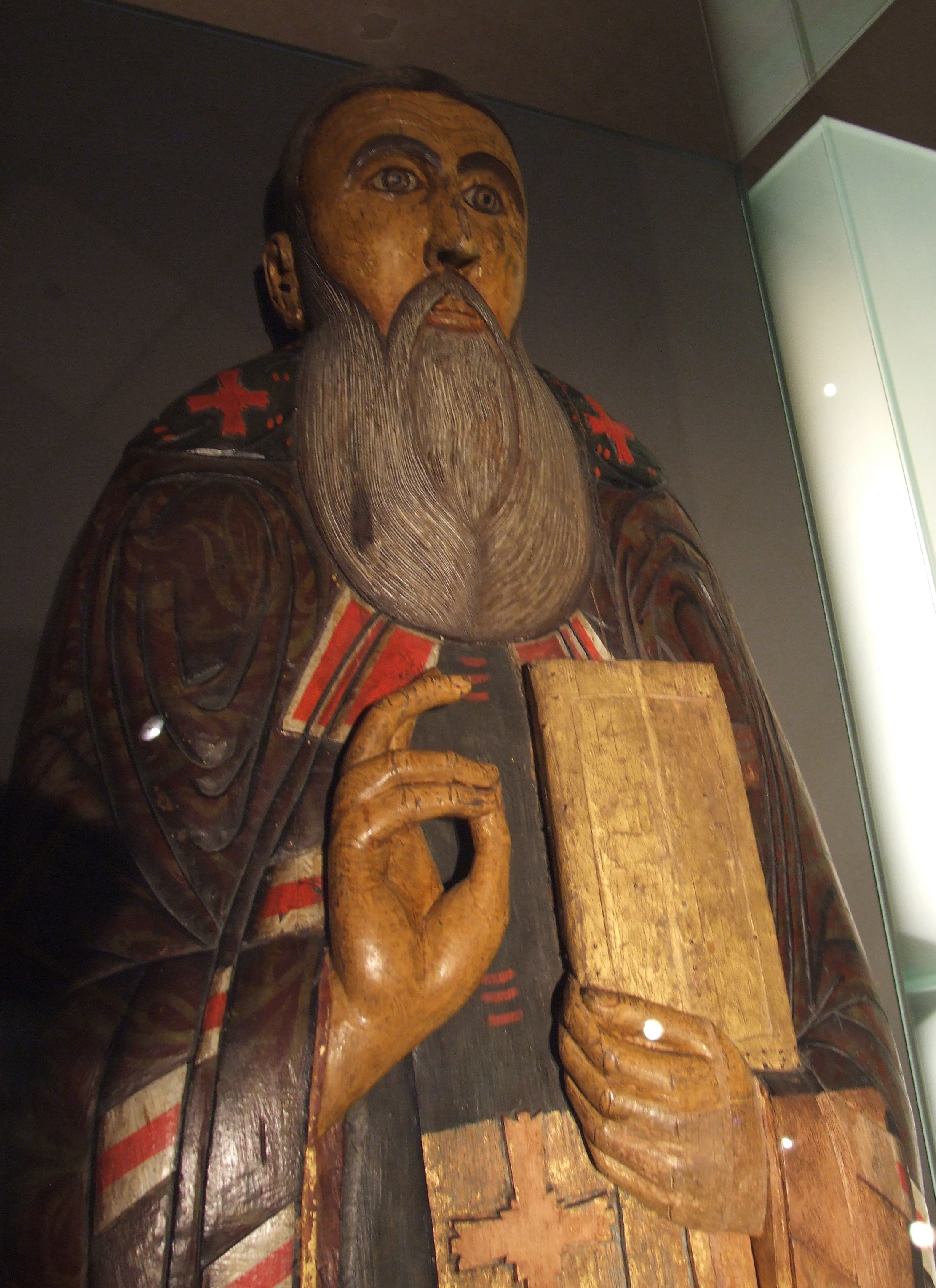
Рельефная фигура с крышки раки. Святой Иоанн, архиепископ Новгородский. 1559. ГРМ
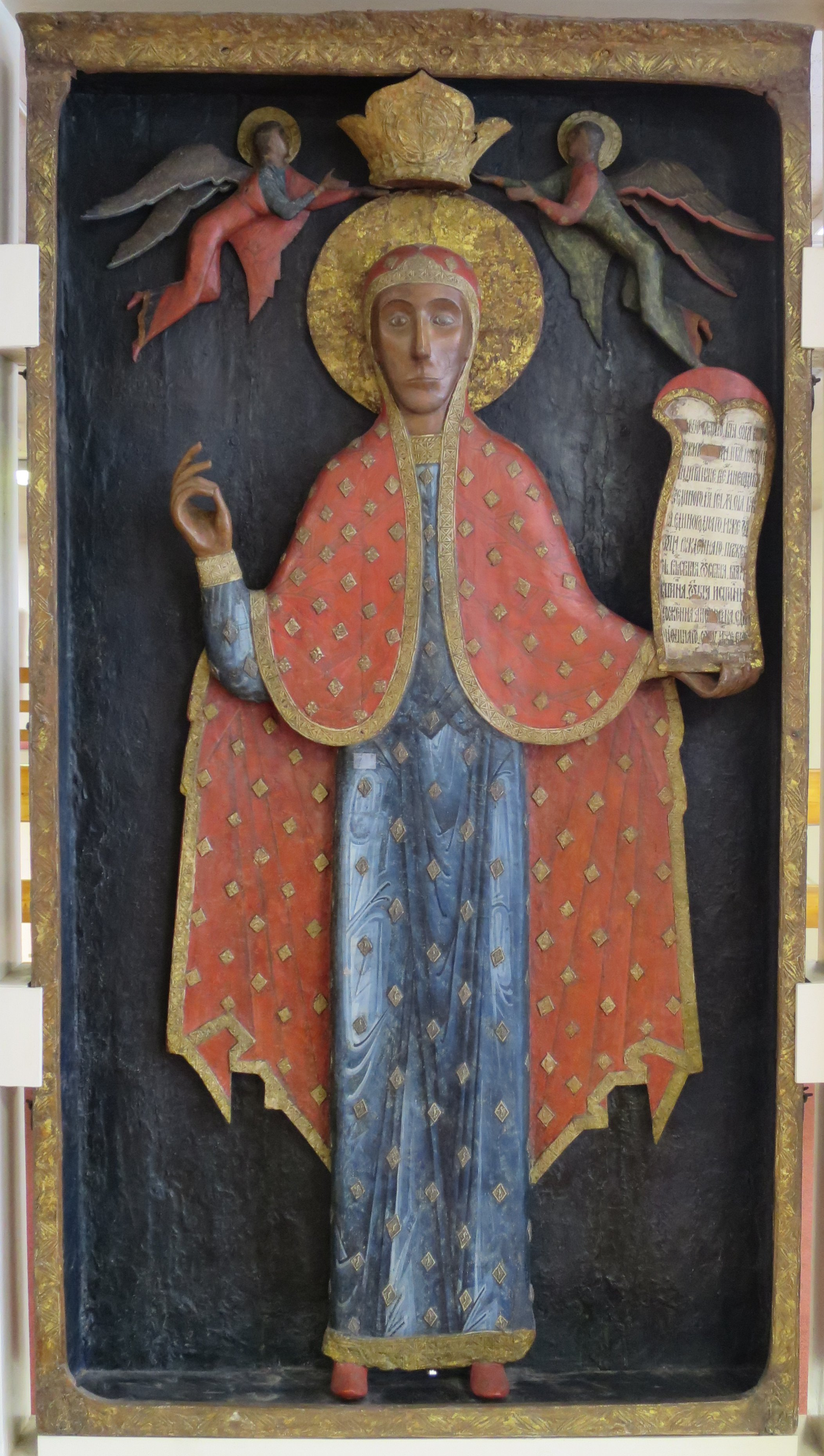
«Параскева Пятница», XVII век, Архангельский музей
«Параскева Пятница», XVI век. Новгородский музей[3]
Памятный крест Саввы Вищерского, нач. XVI века. Новгородский музей[3]
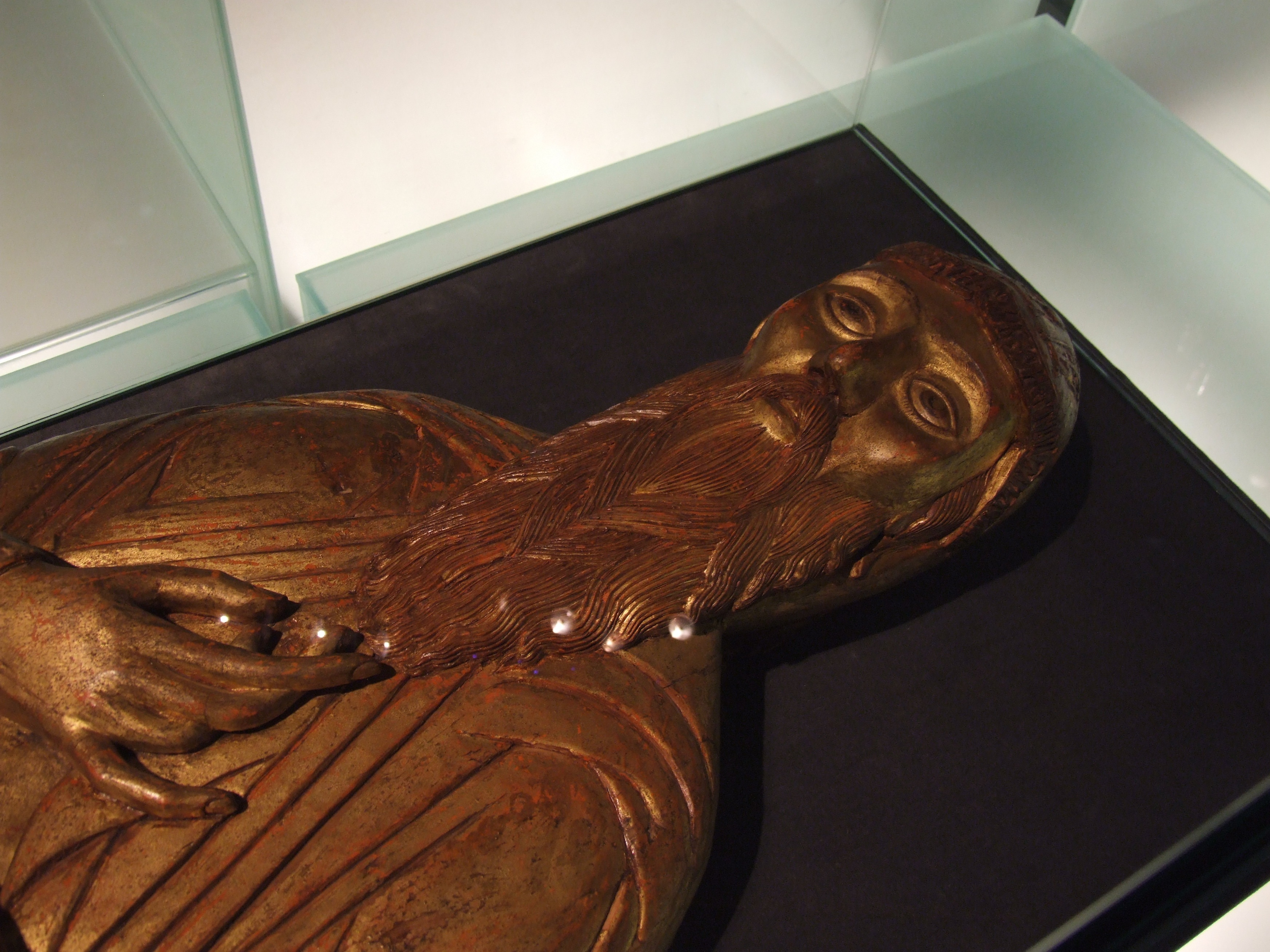
Рельефная фигура с крышки раки. Святой Антоний Римлянин. Конец XVI – начало XVII века. ГРМ
Святитель Николай. Дерево, 17 век. Эрмитаж[3]
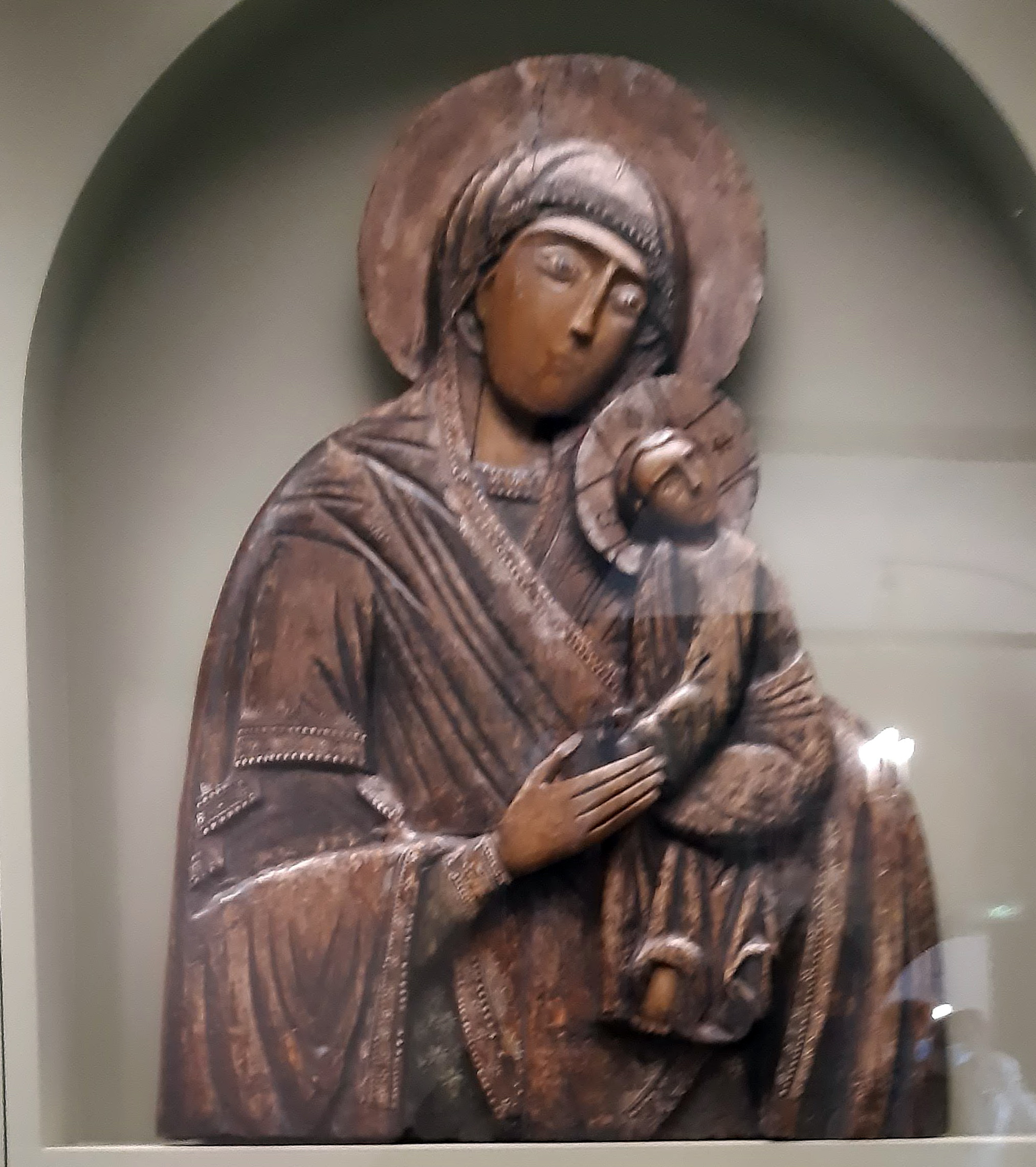
Богоматерь Страстная. Дерево, 17 век. Московский Кремль
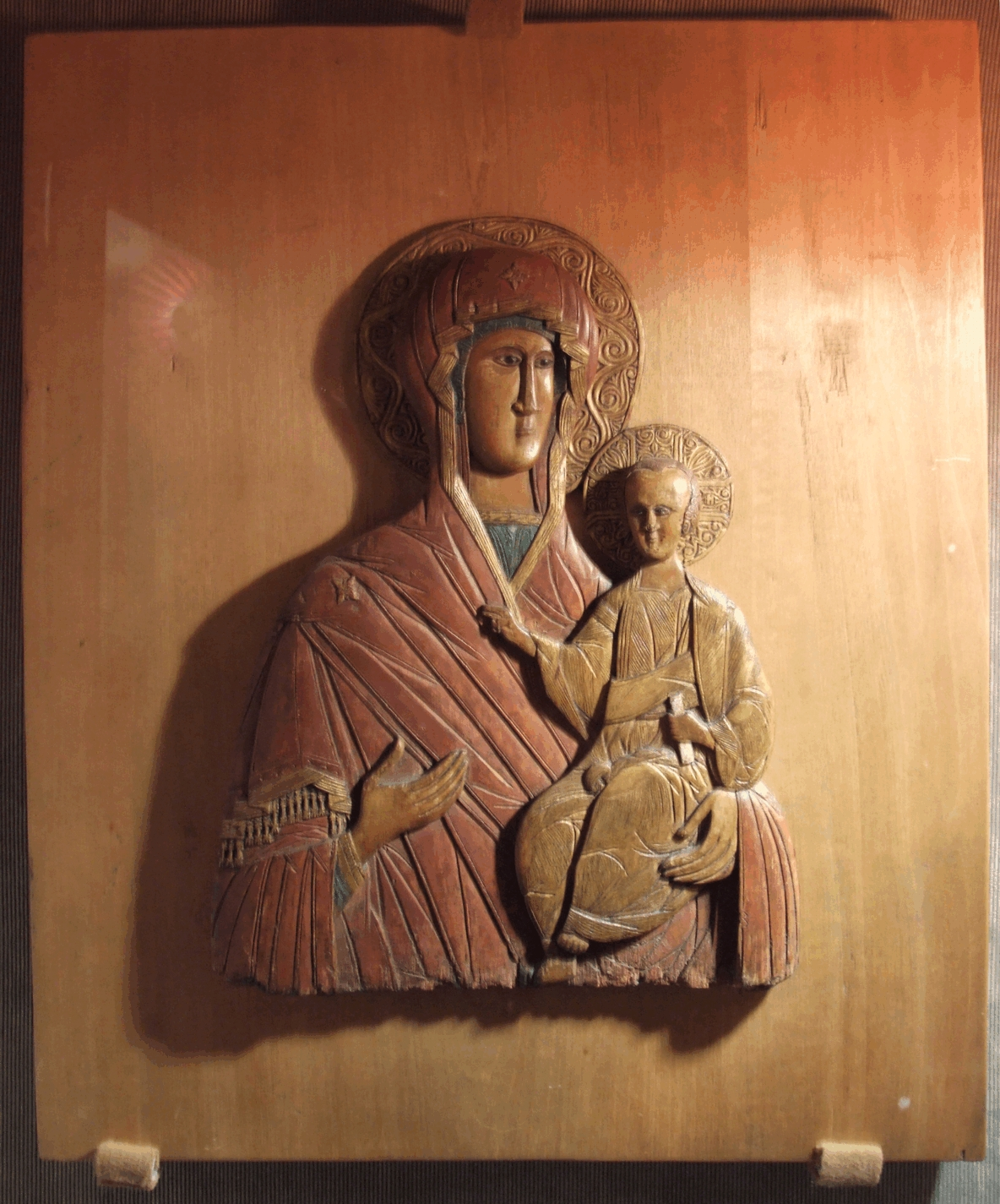
Богоматерь Одигитрия. Конец XV — 1-я пол. XVI века. Из Никольского Клобуковского монастыря г. Кашина Тверской области. Музей Андрея Рублева
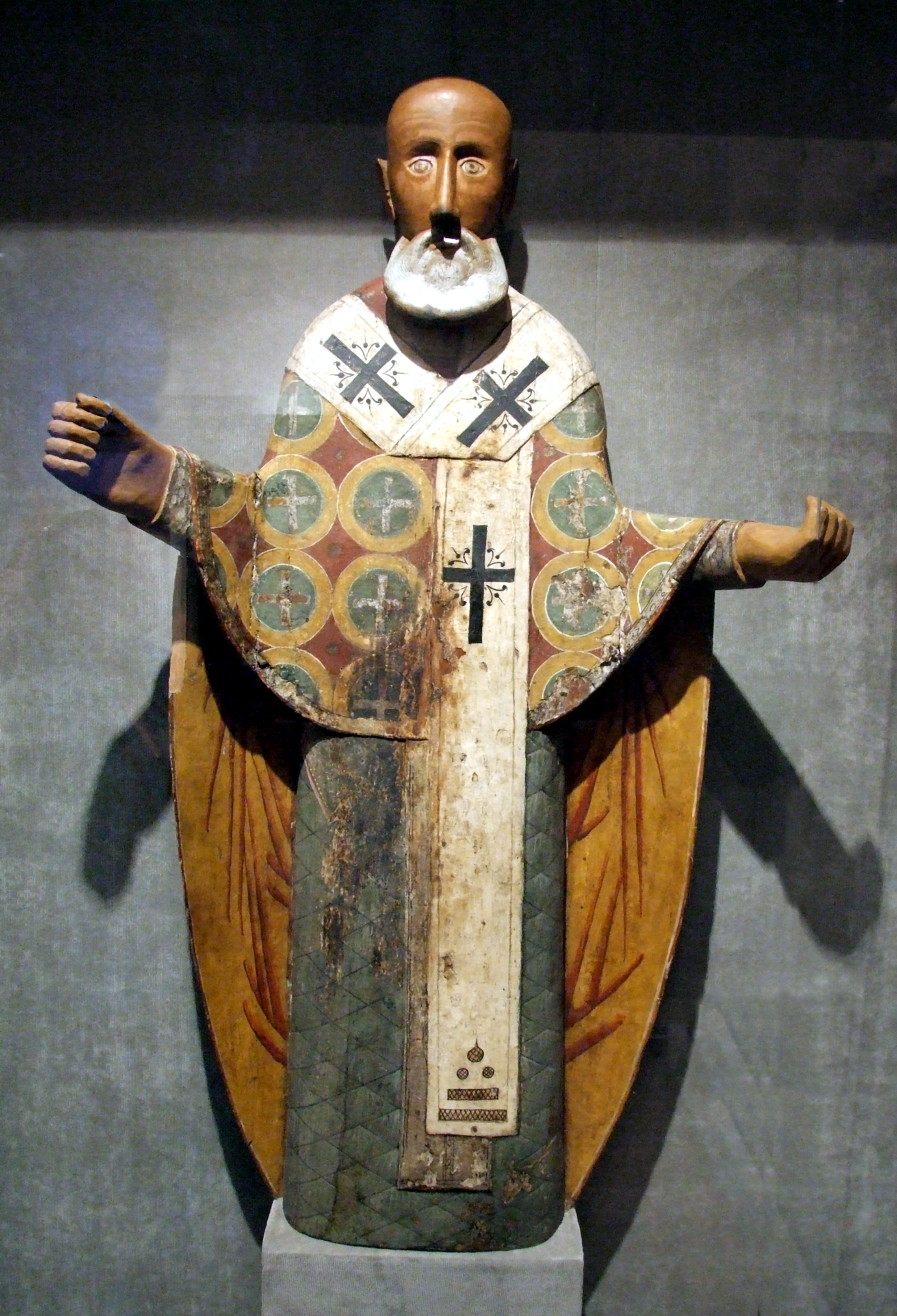
Святитель Николай. Конец 17 века. Музей Андрея Рублева
«Никита, побивающий беса», нач. XVII в. Музеи Московского Кремля[3]
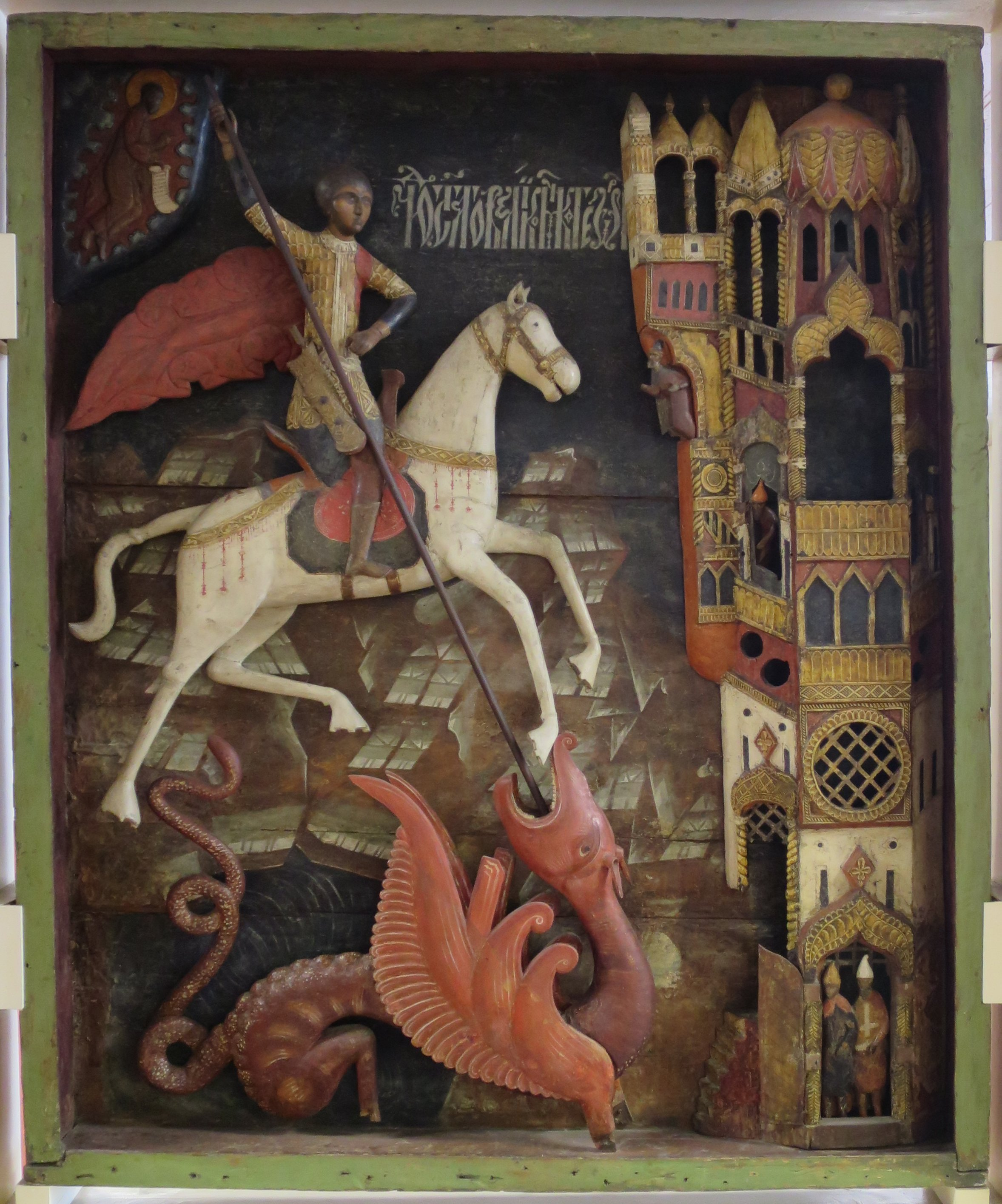
«Георгий Победоносец», XVII век, Архангельский музей
Резной лев, XVII век. Ярославо-Ростовский музей-заповедник[3]
Голова льва (часть корабельной резьбы), XVII-XVIII века. Переяславль-Залесский. Историко-художественный музей Ярославской области [3]
Четыре сидящих евангелиста, XVIII век. Сольвычегодский музей[3]
Херувим, XVIII век, деревня Конецдворье Архангельской губернии. ГРМ[3]
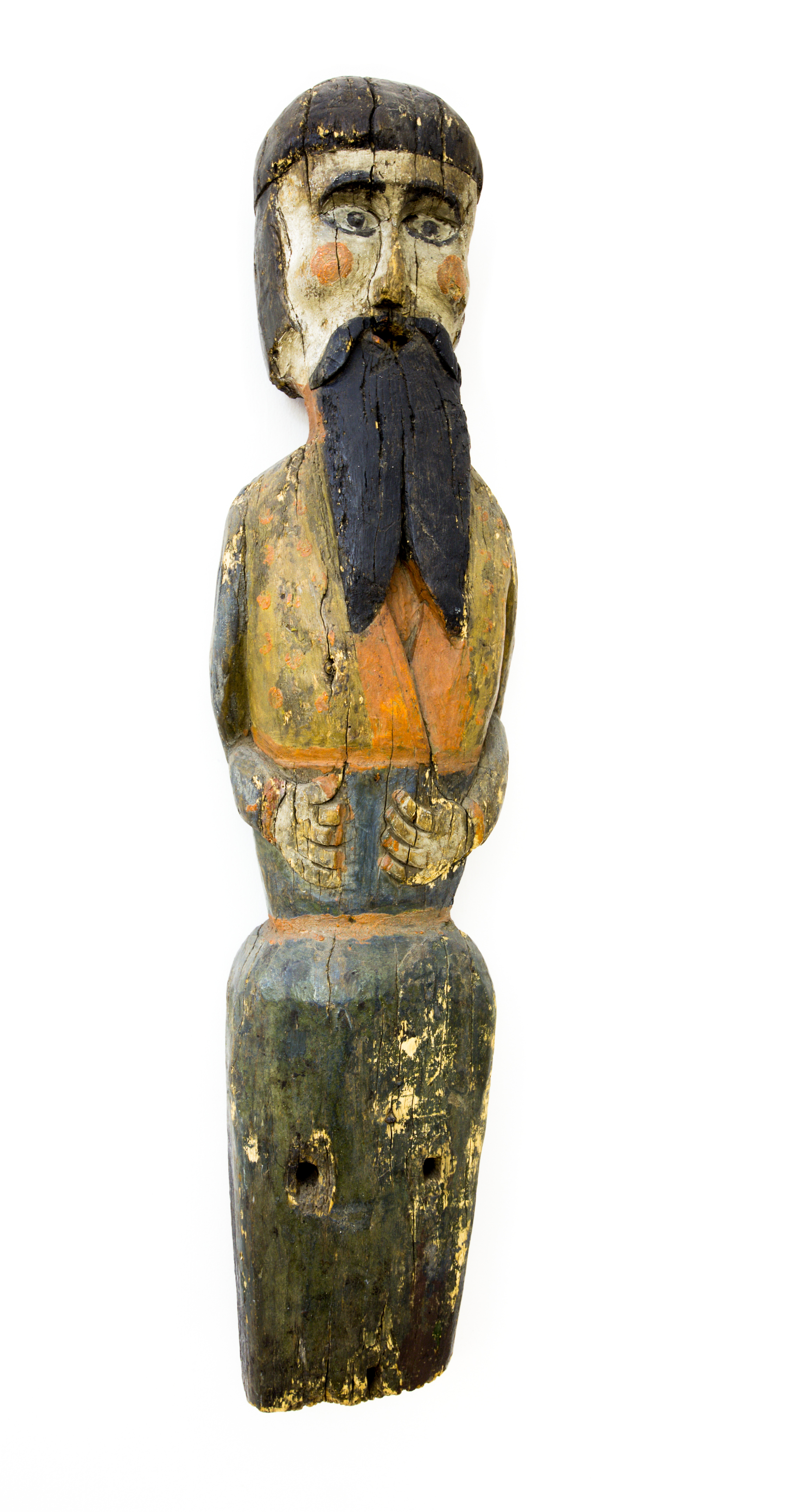
Мужичок, к. XVII-нач. XVIII в. Переяславль-Залесский музей
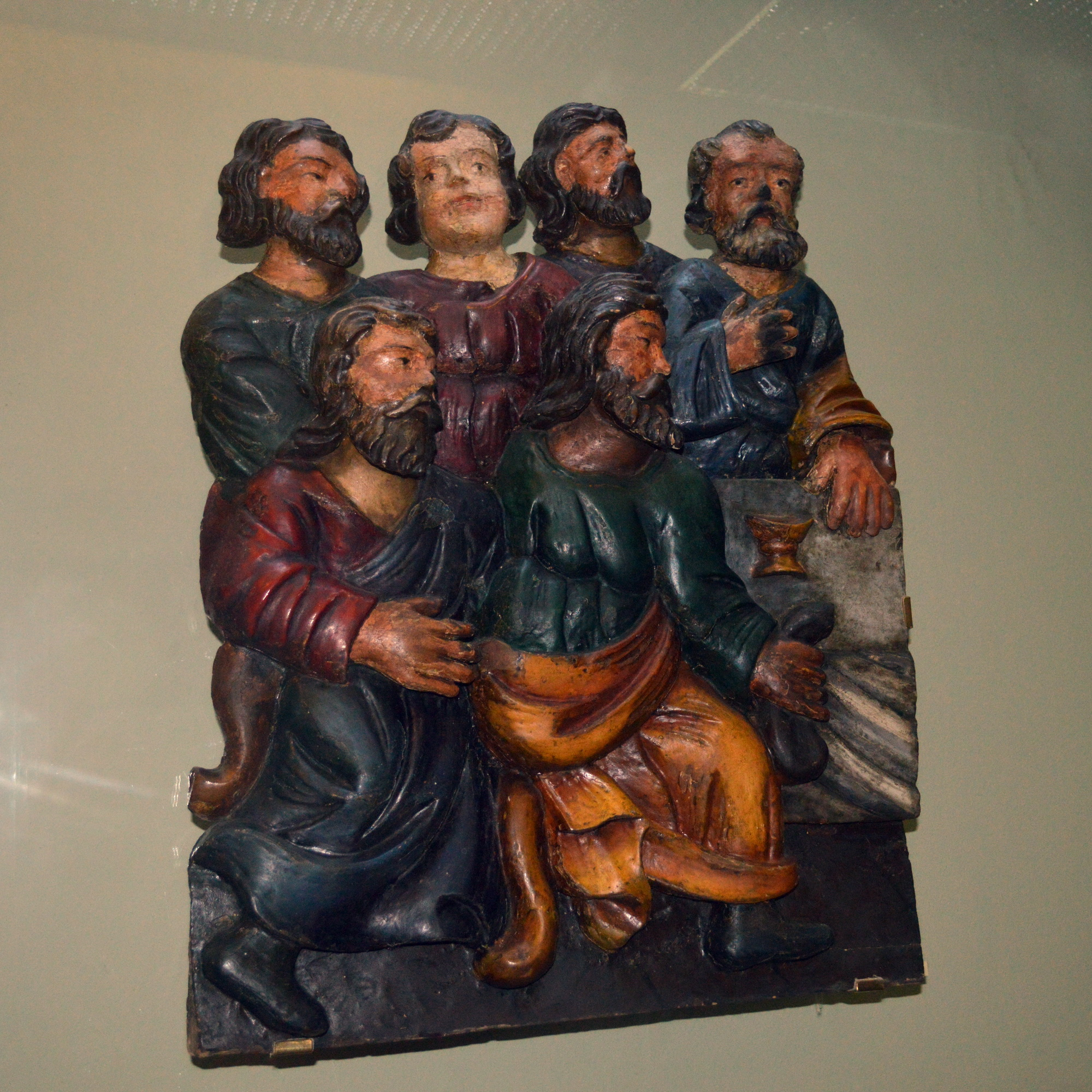
Двенадцать апостолов. Фрагмент резных дверей, XVIII век. ГИМ
Голова Иоанна Крестителя. XVIII в. ГРМ[3]
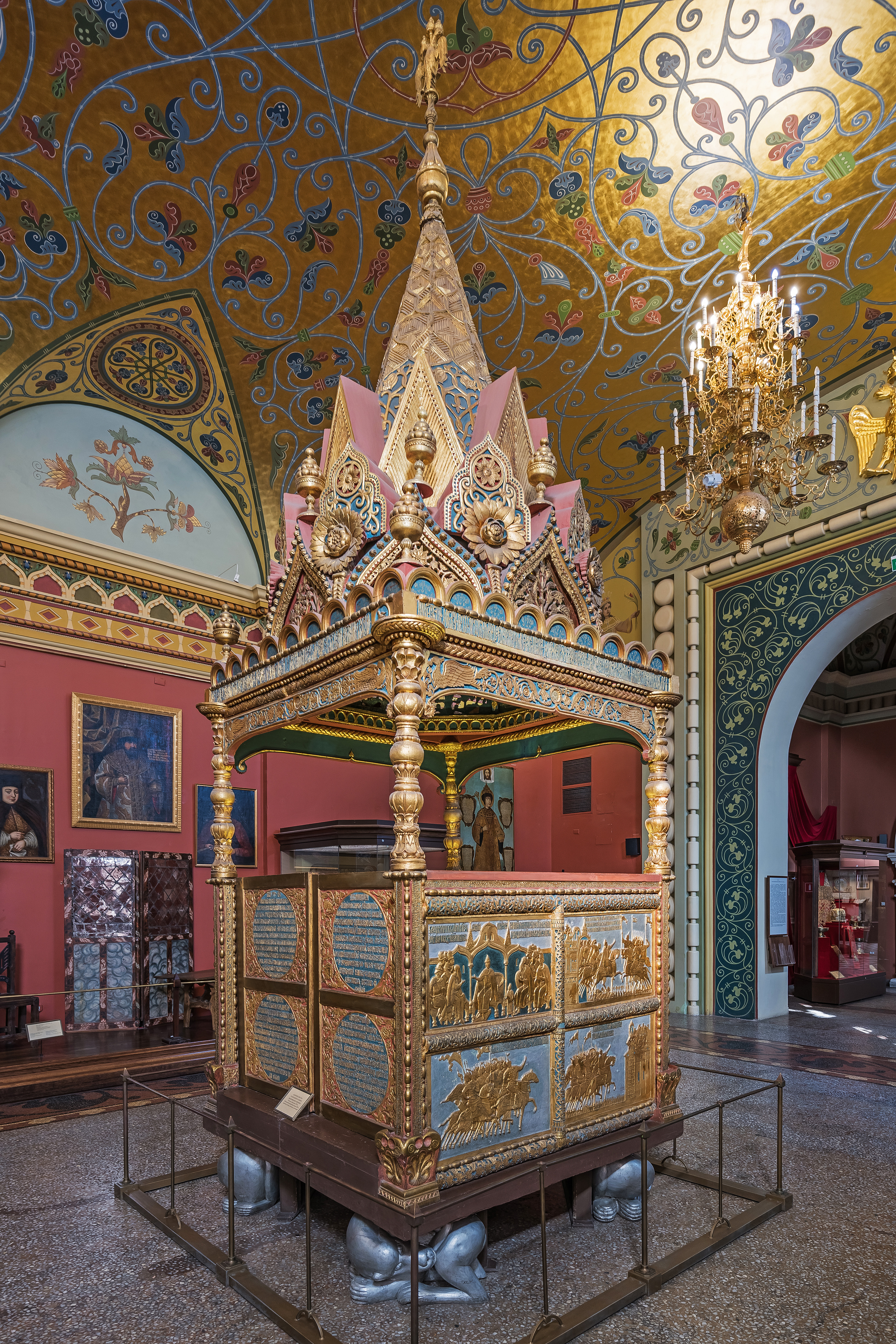
«Мономахов трон» 1551 (реплика в ГИМ, 19 век)
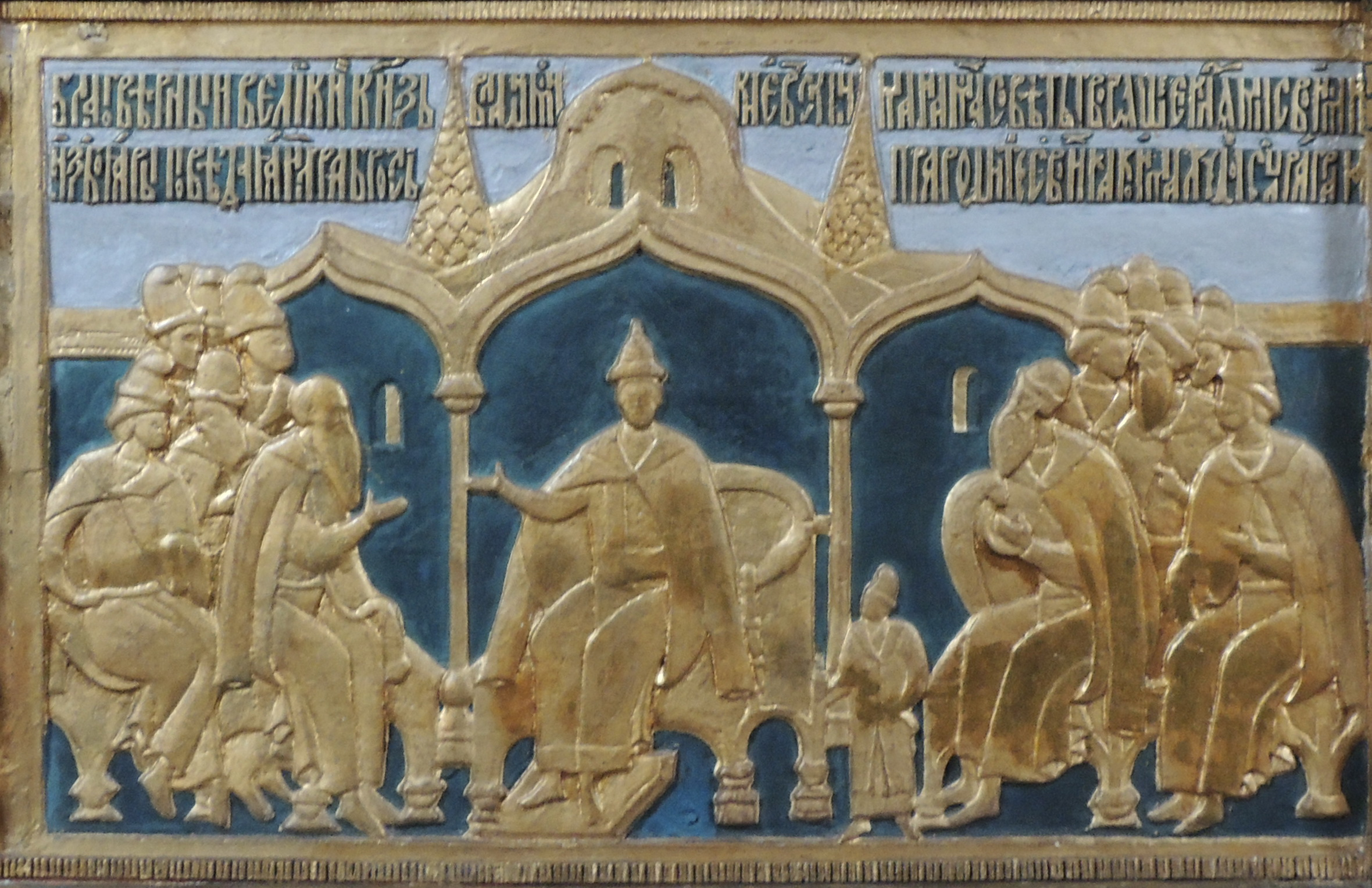
Рельеф Мономахового трона, резьба по камню (реплика, раскрашенная в первоначальные цвета)
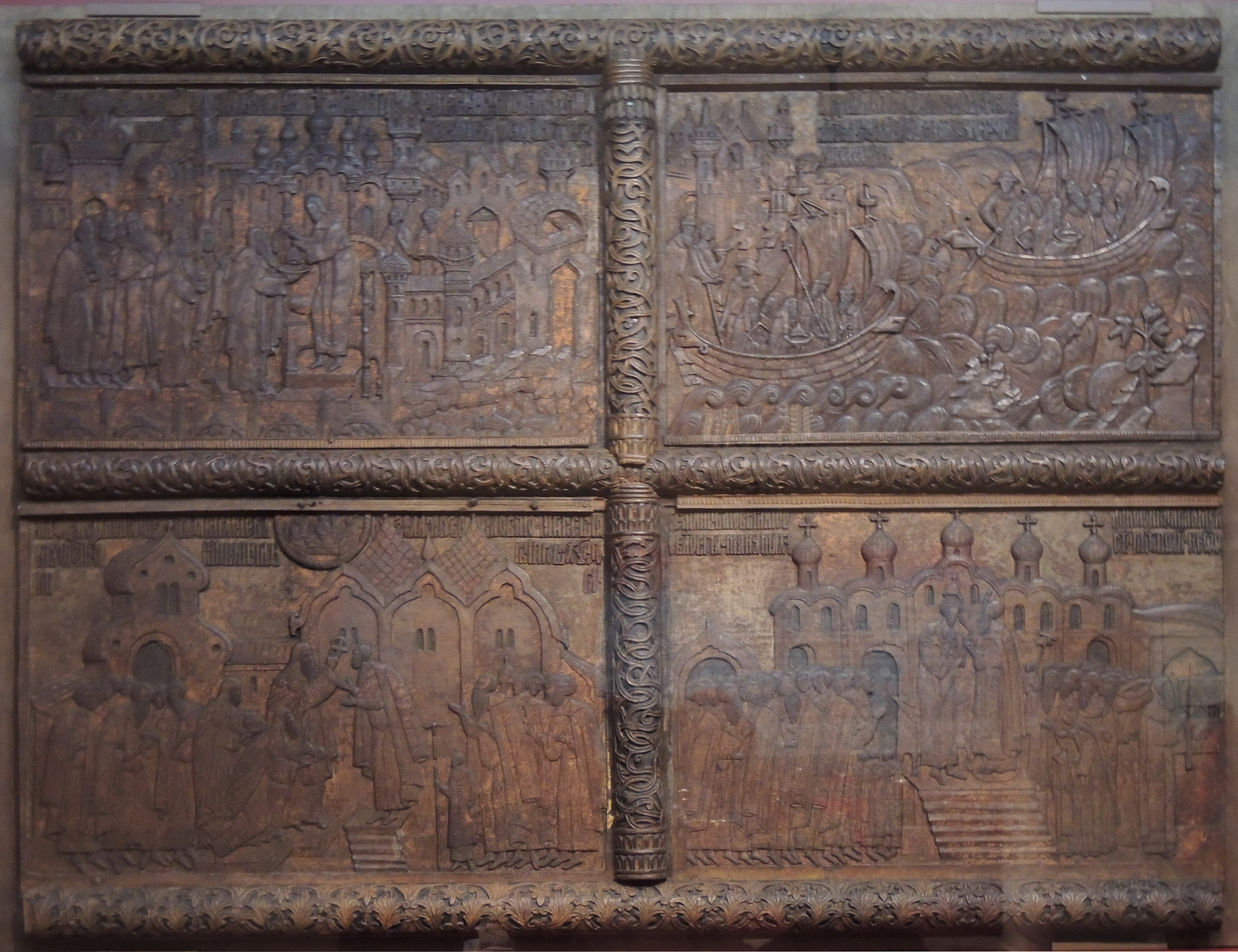
Рельефы "Мономахова трона", современный вид. Музеи Московского Кремля

## XVIII век

### 1-я пол. XVIII века

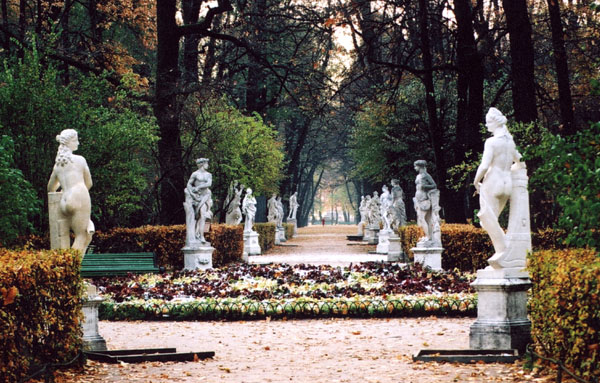
Летний сад

В Петровское время интерес к скульптуре становится невероятно острым. Строительство новой столицы, новый образ жизни, формирование ландшафтов, жилых интерьеров, пробуждают потребность в пластике (с оглядкой на западные образцы). «Становится вполне осознанной глубокая содержательная функция скульптуры, были оценены её многообразные возможности. Её рассматривали как могучее средство пропаганды идей большого общественного значения, как средство выражения духовного и физического совершенства человека. В образах скульптуры нашли отражение многие важные события современности».
В начале века происходит всплеск интереса к классической скульптуре. Формируется понимание профессиональных требований к жанру. В Россию ввозят превосходные образцы — например, античный мрамор Венера Таврическая, который выставили в Летнем саду в специальном павильоне. При создании Петергофа программно широко использовали пластику, водрузив в центре знаменитого «Самсона, раздирающего пасть льву» — свейскому льву, что обозначало торжество русских над шведами в Северной войне. Скульптура же стала и основным украшением Летнего сада.
Скульптура умело использовалась и в убранстве городских построек. «Архитектура начала XVIII столетия с её рациональной простотой тонко обогащалась пластическими элементами преимущественно в виде скромных рельефов и лепнины, которые хорошо связывались с четким рисунком фасадов, с изогнутыми волютами карнизов и капителями пилястр».

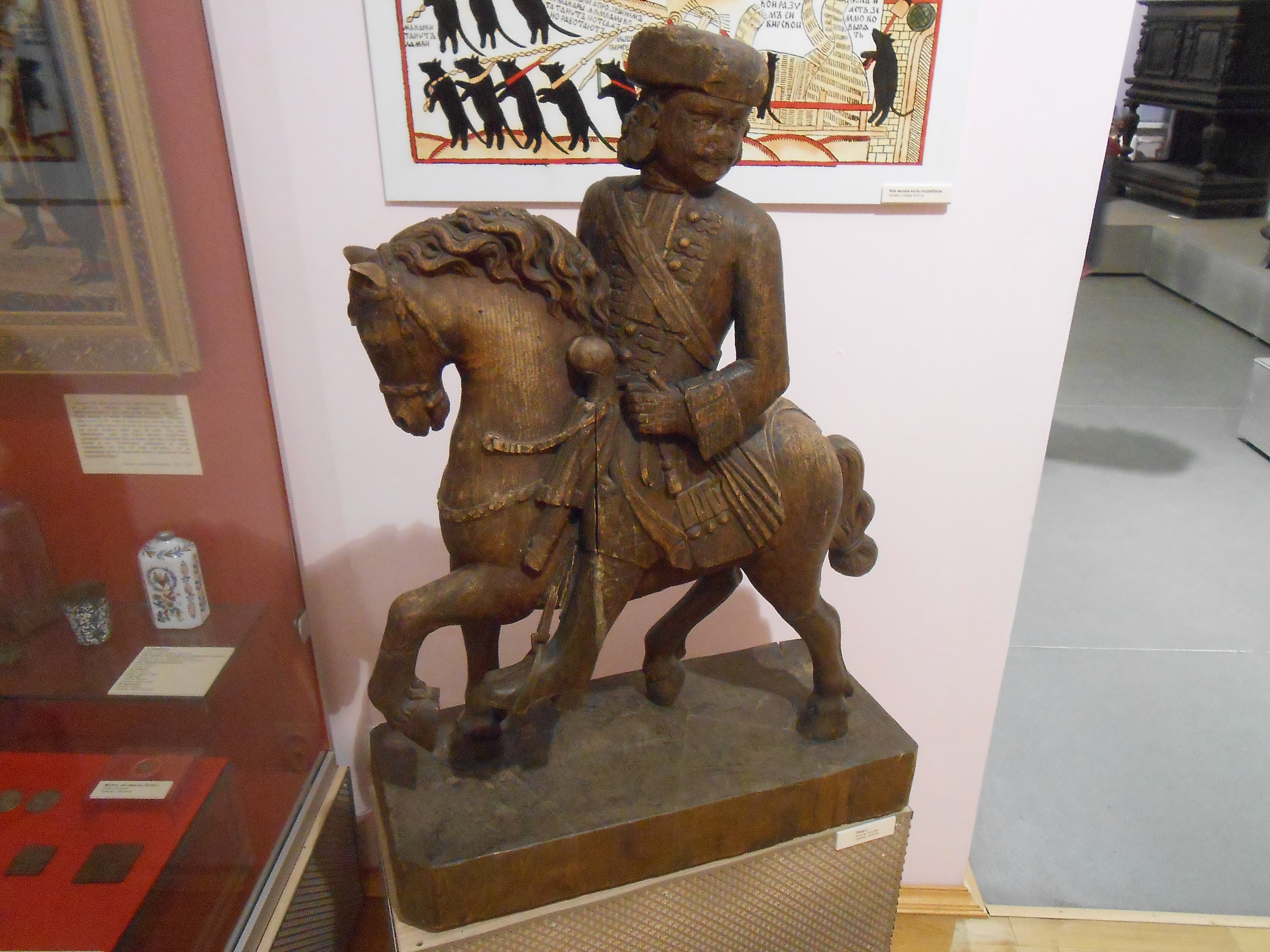
«Петр I», дерево. Нач. XVIII в. Смоленский музей
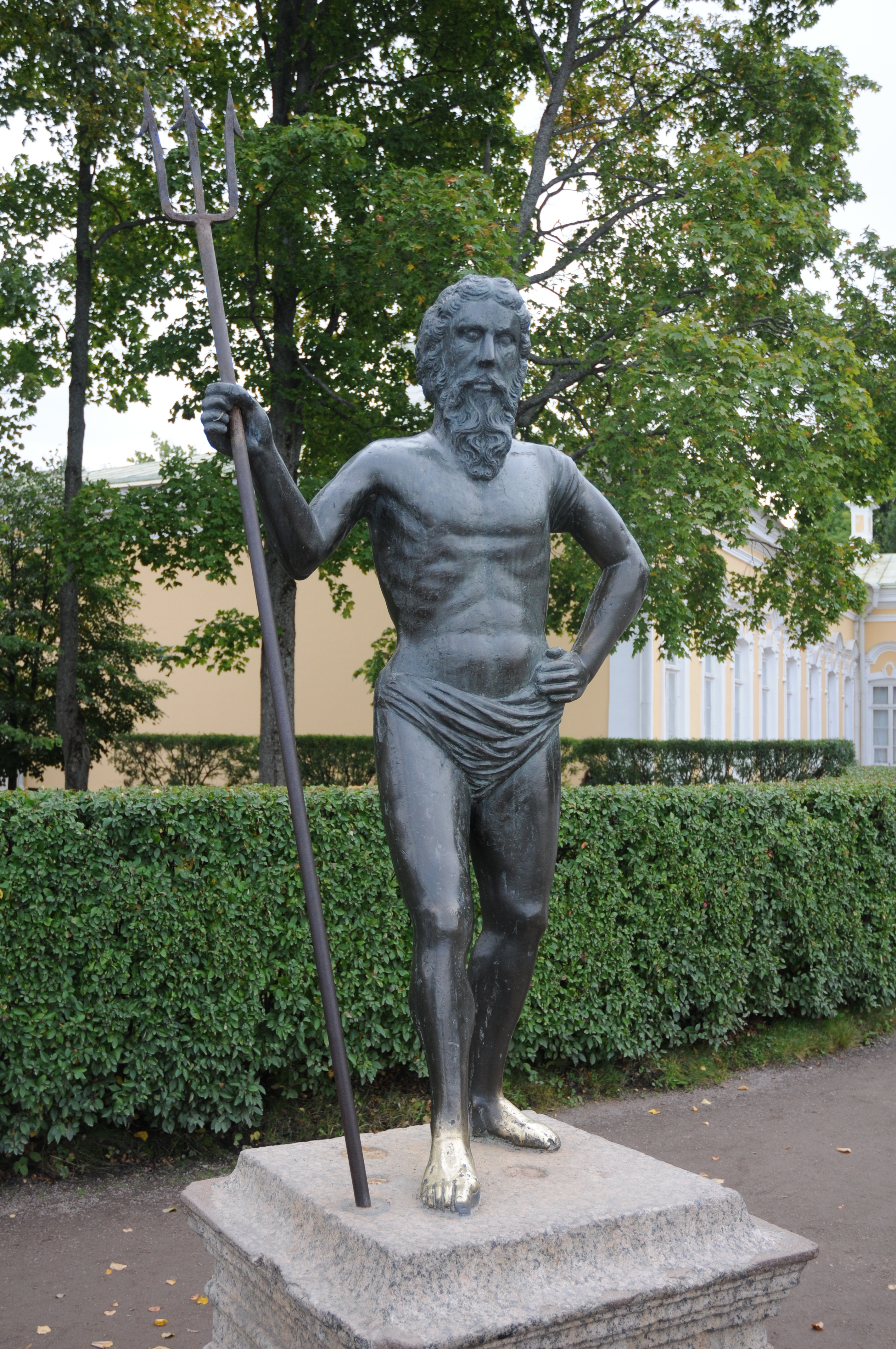
«Нептун», 1716. Неизвестный скульптор. Петергоф
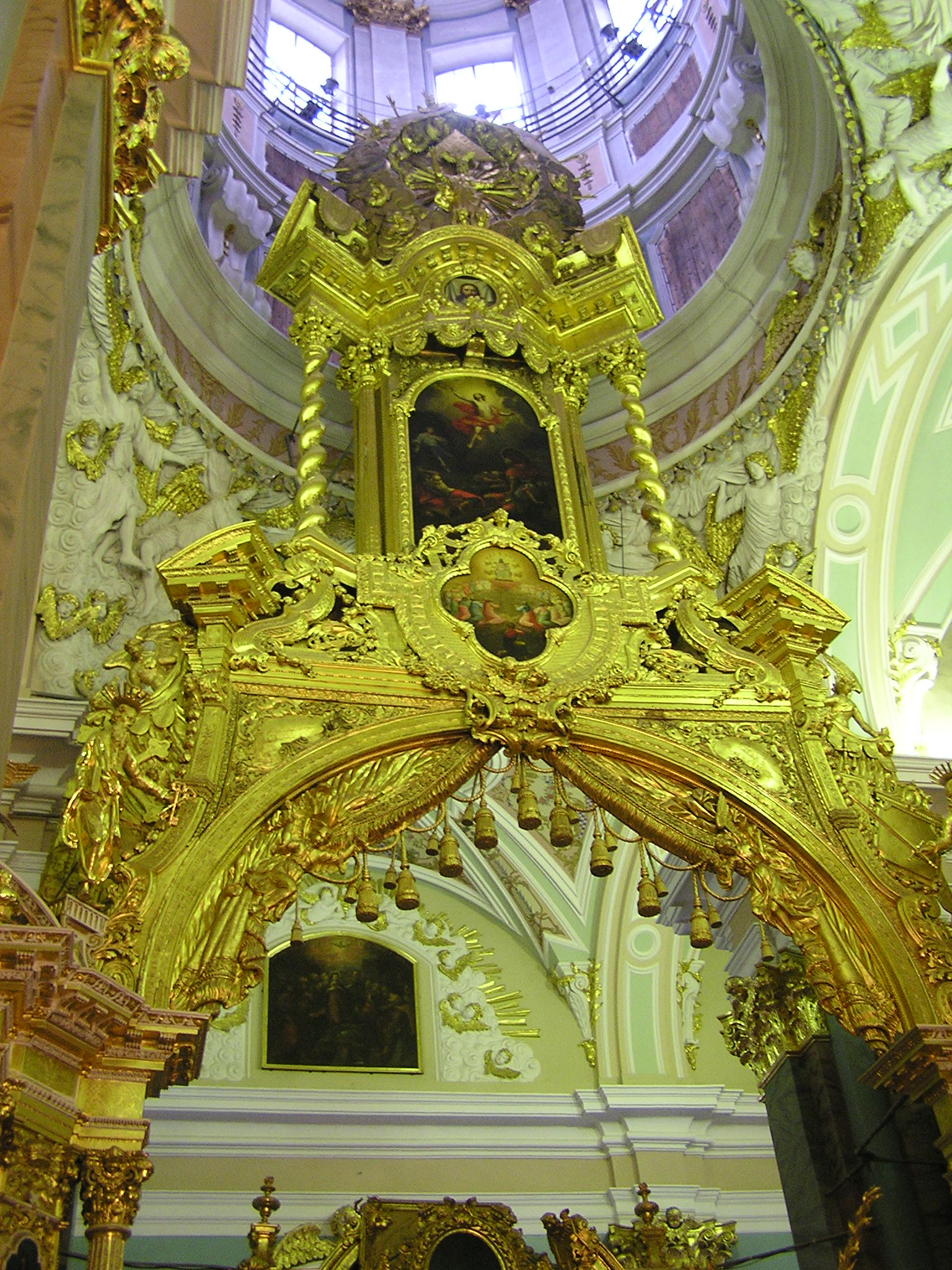
Иван Зарудный. Иконостас Петропавловского собора, 1726. Дерево
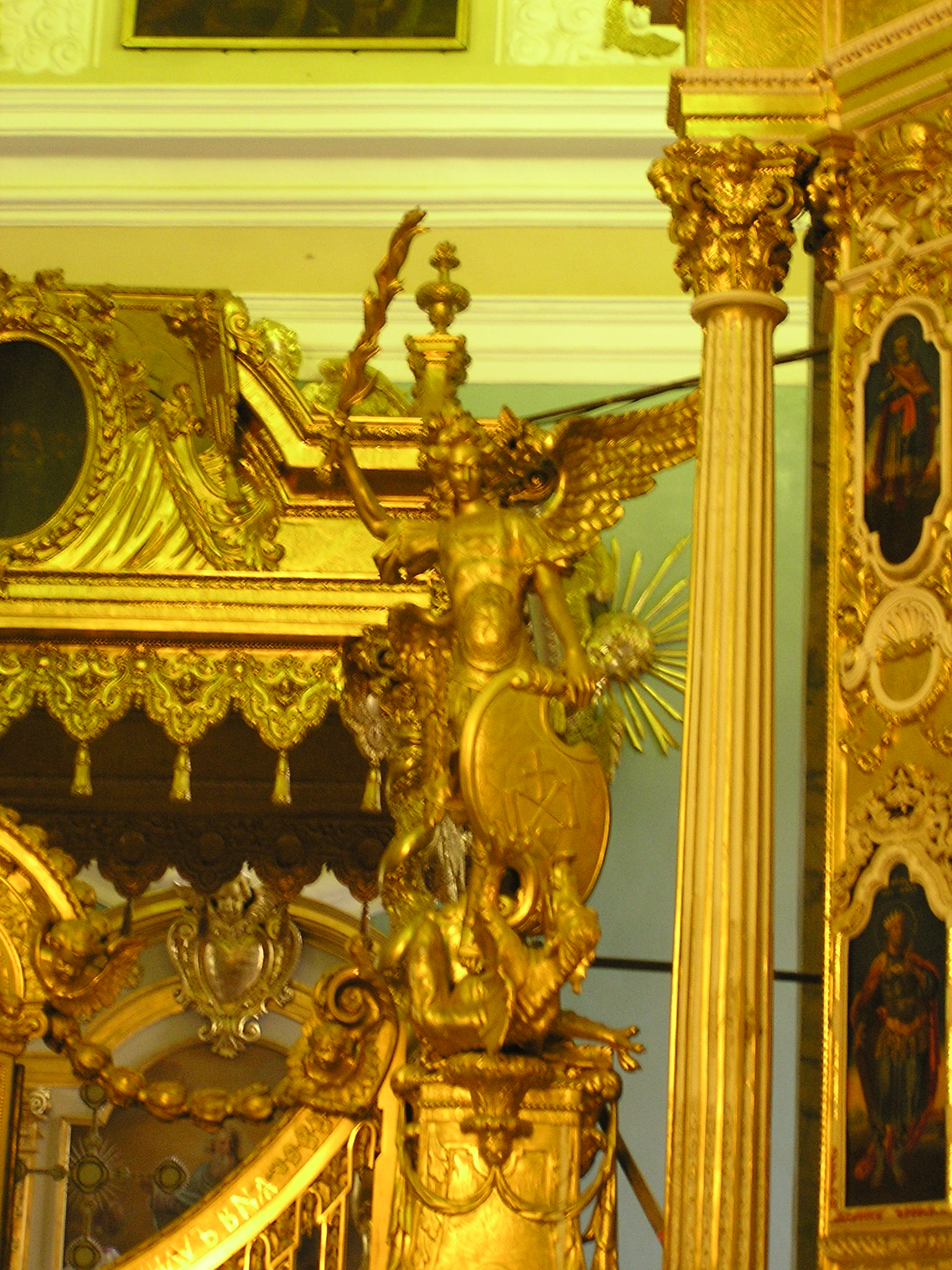
То же
Иван Зарудный. Ангел с Меншиковой башни. Гипс, 1704-7[3]
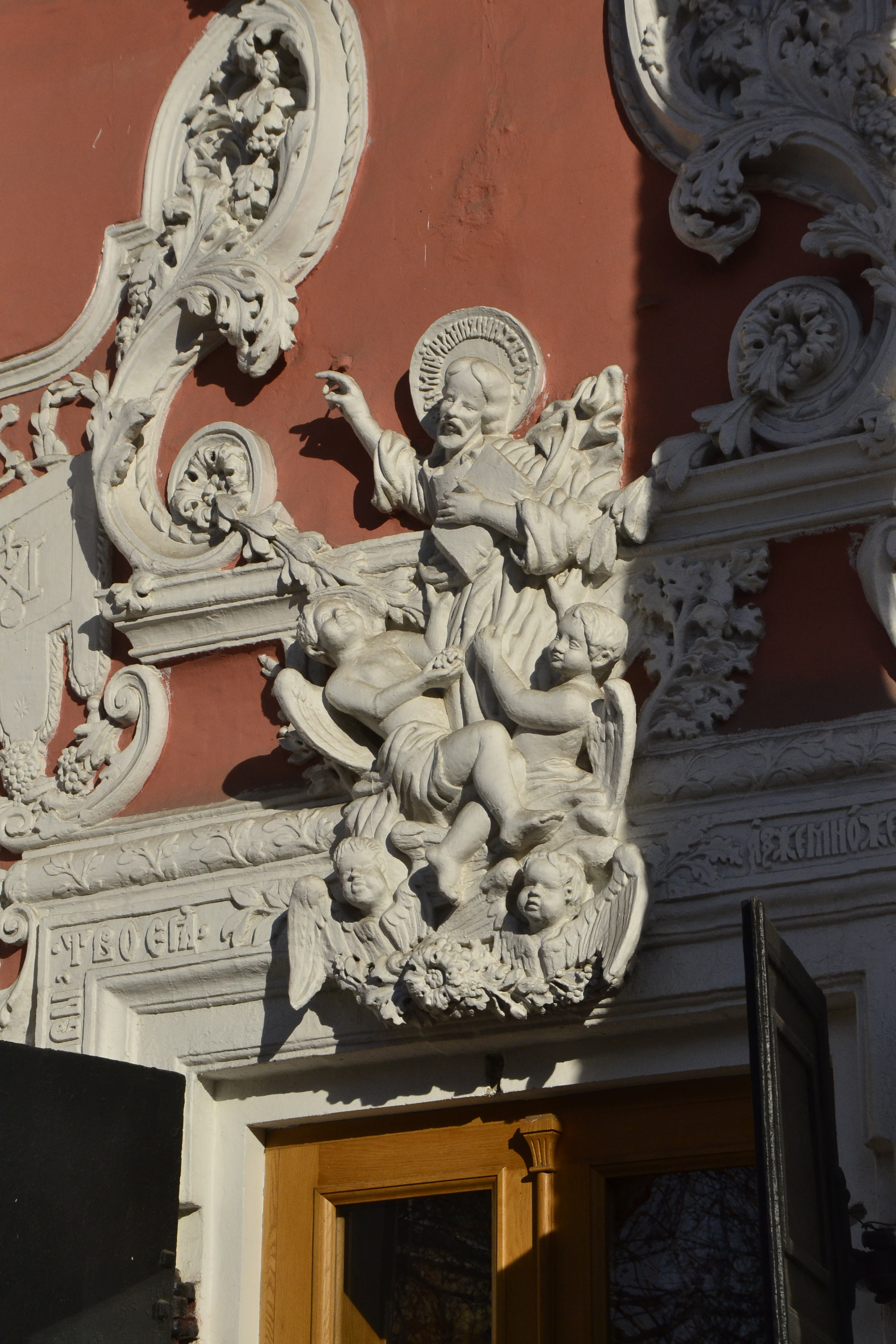
Фигура святого с Меншиковой башни[5].
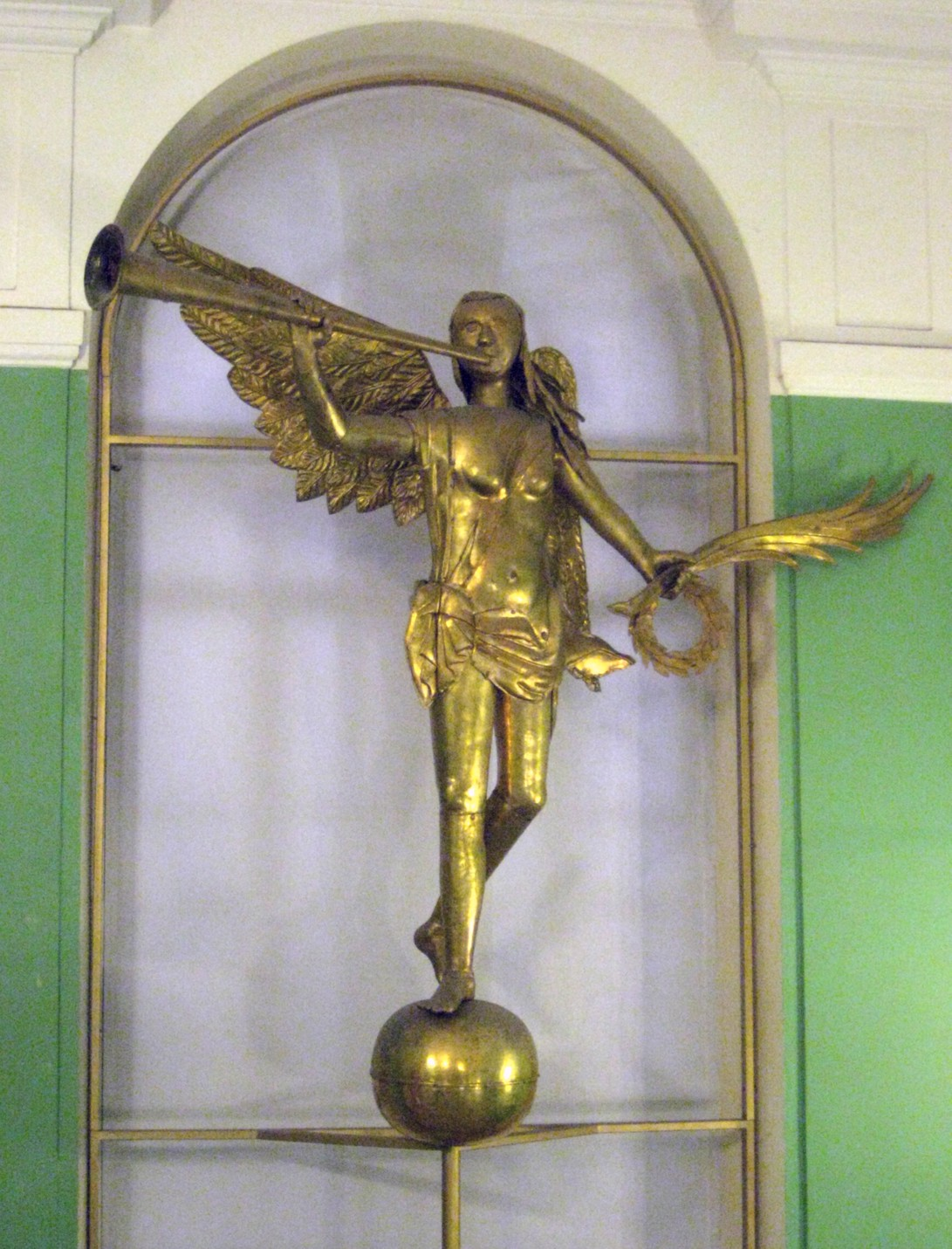
Скульптура трубящего ангела с Красных ворот. ГИМ

#### Бартоломео Карло Растрелли
Скульпторы были отечественными и иностранными. Из русских отметим Ивана Зарудного, выполнившего иконостас Петропавловского собора. Иностранные мастера приезжали разного уровня, из них примечательны — Николя Пино, Андреас Шлютер, Конрад Оснер (начало века). Однако все они, за исключением Бартоломео Карло Растрелли, оставили незначительный след в русской пластике.
Растрелли нашёл в России вторую родину и возможность проявить все свои дарования. Скульптор работал в самых различных жанрах, причём весьма активно. Особенно ему удавался скульптурный портрет. Его бюст Петра I — динамичный образ, парадный и при этом правдивый, оказавшийся новым словом в портретной скульптуре. Значительны и другие сохранившиеся его работы — портрет Меншикова, статуя Анны Иоанновны, автопортрет, декоративная пластика.
В начале века были задуманы два крупных монумента. Первый — «Триумфальный столп», создавался Растрелли с группой мастеров, включая Андрея Нартова и Николя Пино. Проект памятника в виде высокой колонны, сплошь покрытой рельефами о событиях Северной войны, основания Петербурга и проч. Колонну должна была венчать статуя Петра. Памятник остался неосуществлённым, дошёл до нас только в виде модели. Вторая большая работа — конный памятник Петру I, над которым Растрелли трудился много лет и большую модель которого он закончил незадолго до смерти. Памятник был переведён в бронзу — фигура императора, закованного в латы, торжественно восседающего на коне. Но его не установили и забыли, а в 1760-х, когда возникла потребность в монументе Петру, он казался уже слишком архаичным, и новый памятник заказали Фальконе. Работу Растрелли, о которой вспомнили по случайности, по указанию Павла I поставят в 1800 году перед Михайловским замком.

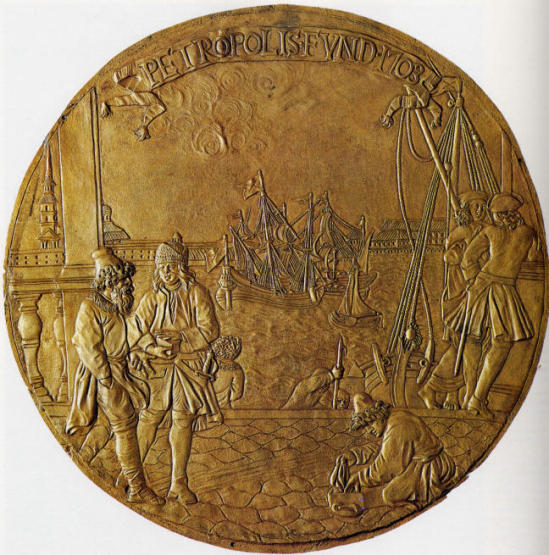
Карло Растрелли и проч. «Триумфальный столп». Бронза, 1721-1730. Реконструкция в Эрмитаже 1938 года.
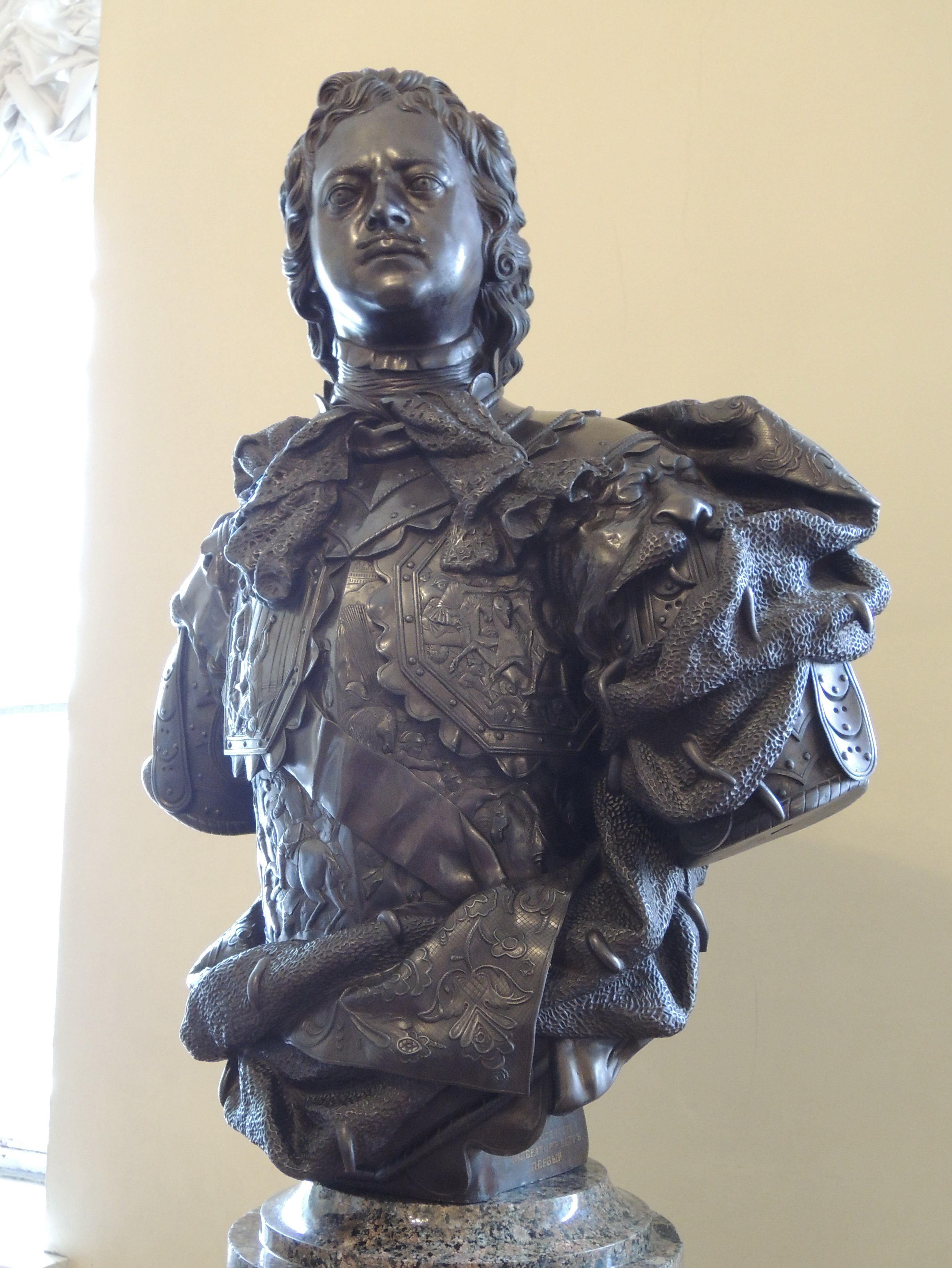
Карло Растрелли. «Портрет Петра I», бронза. 1723-9. ГРМ
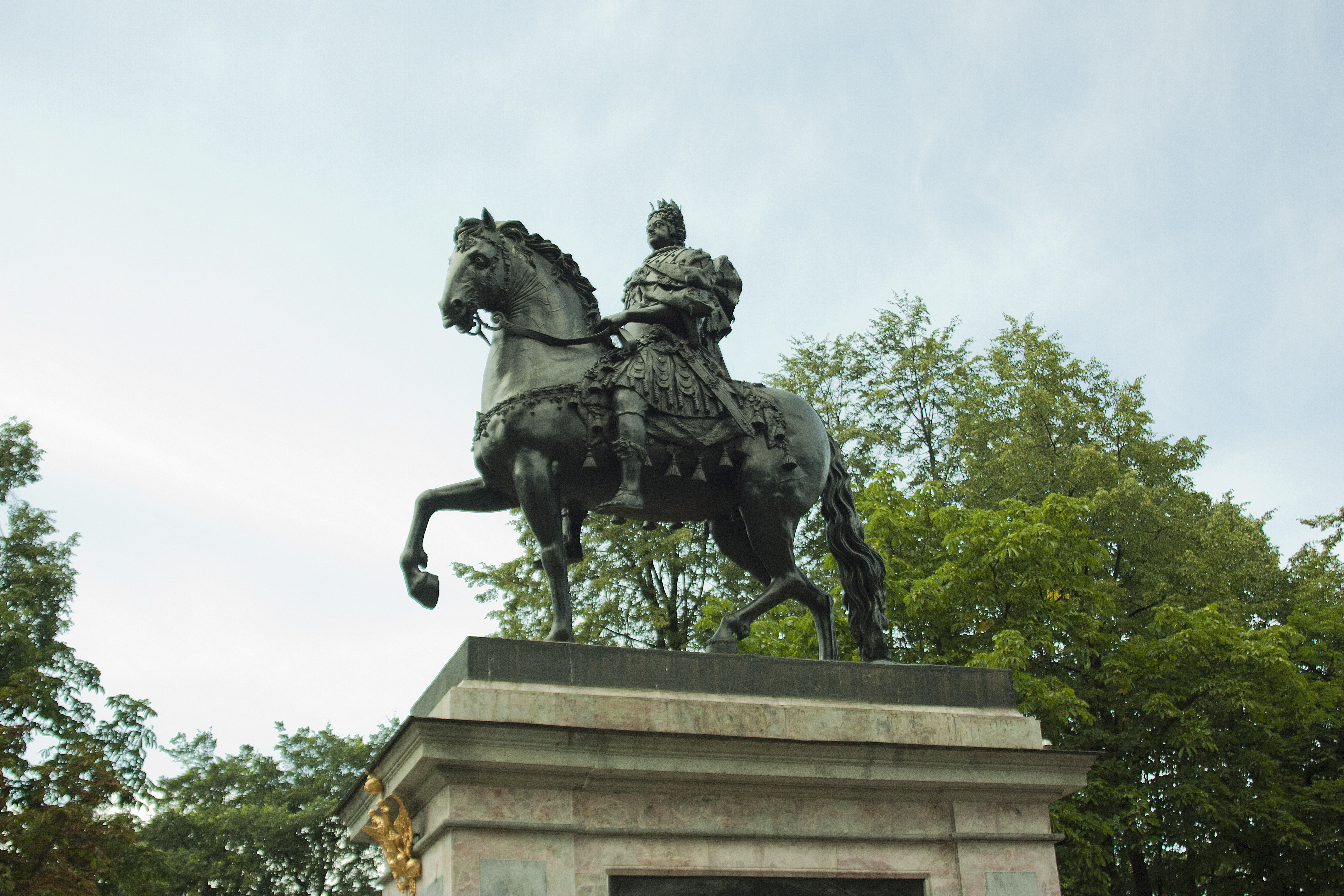
Карло Растрелли. Памятник Петру I (Михайловский замок), 1743 (установлен в 1800).
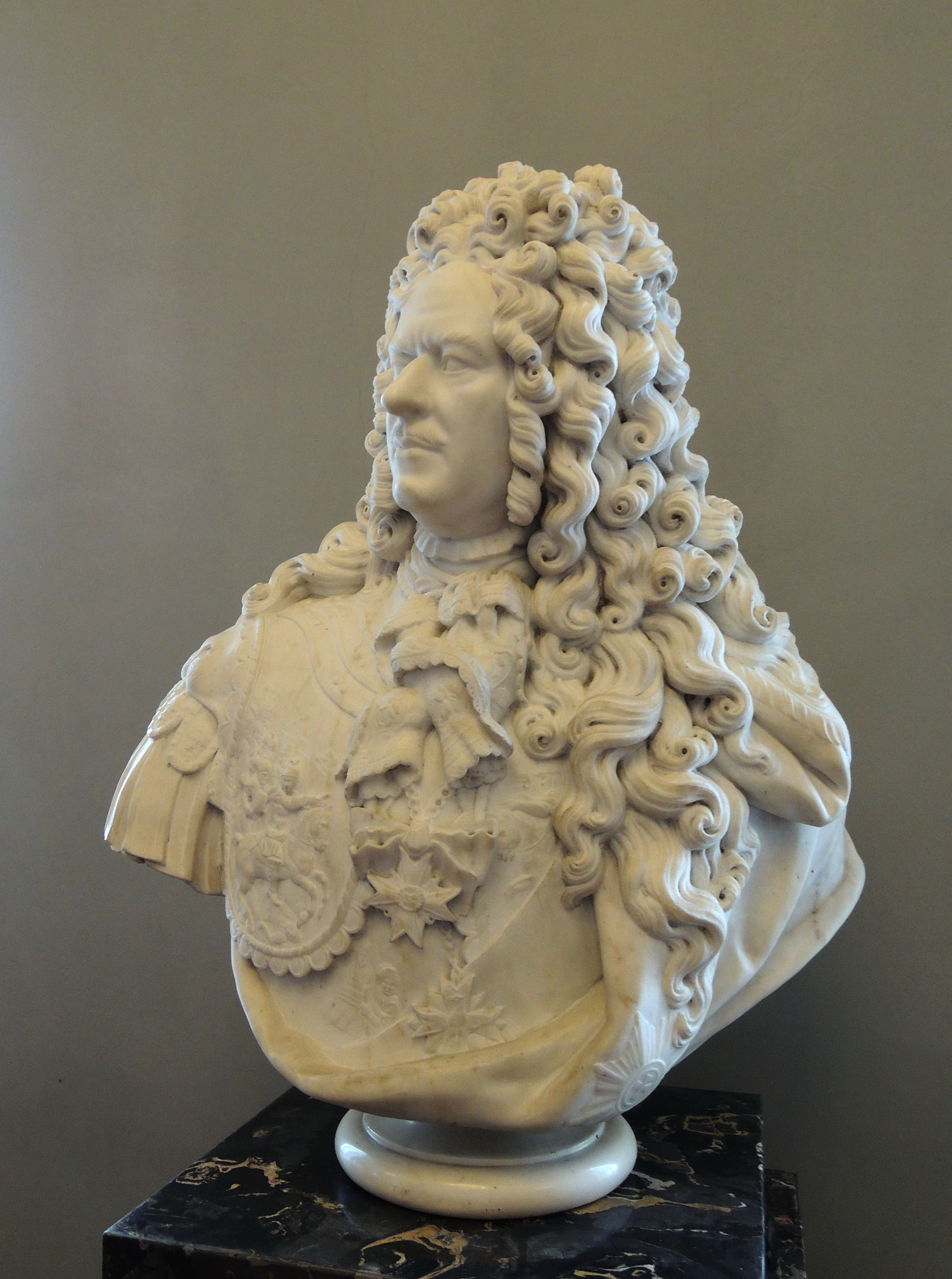
Карло Растрелли. «Портрет Александра Меншикова», мраморный вариант работы Ивана Витали с бронзового оригинала 1717 года. ГРМ
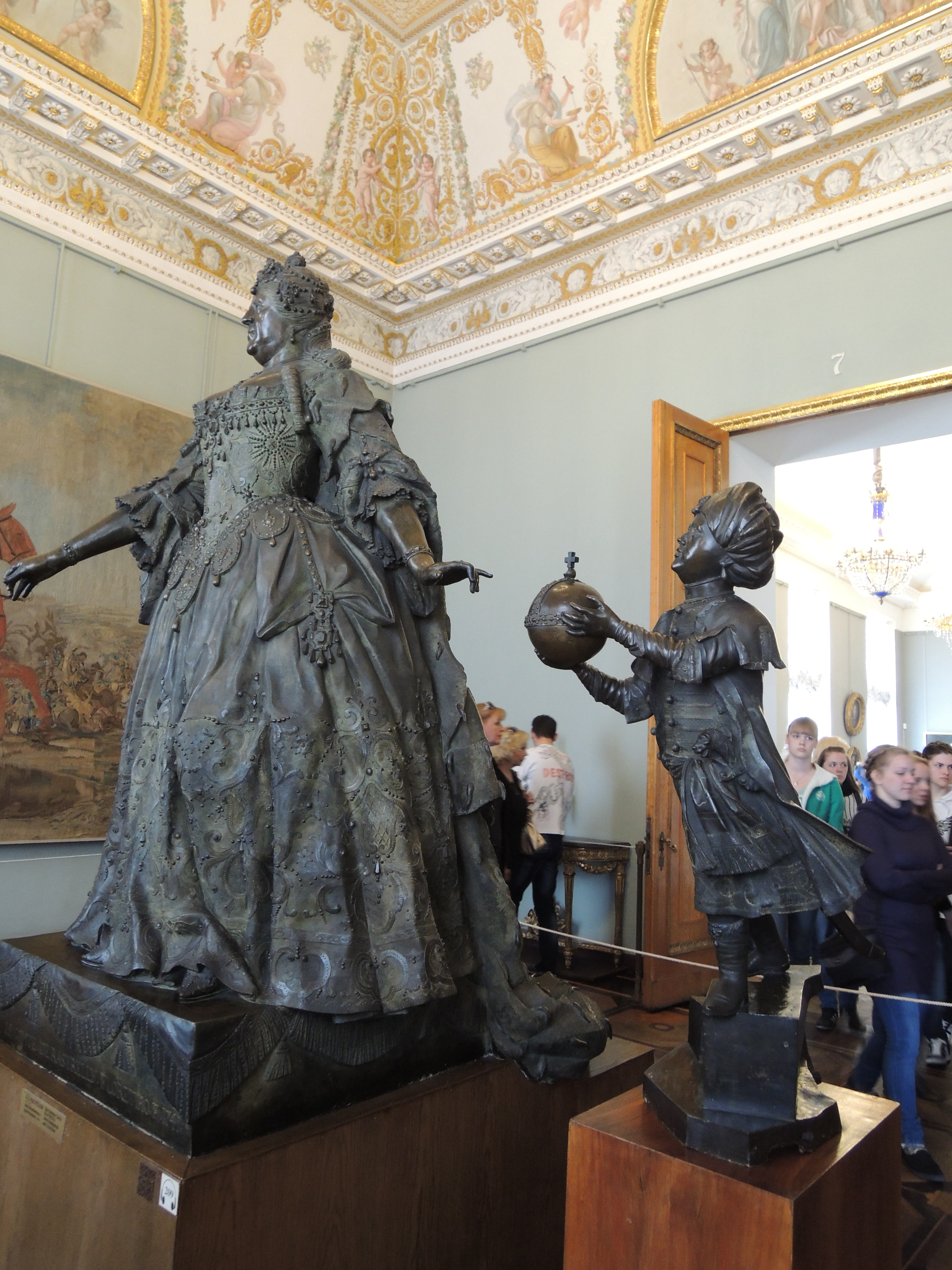
Карло Растрелли. «Анна Иоанновна с арапчонком», 1741. ГРМ

### 2-я пол. XVIII века

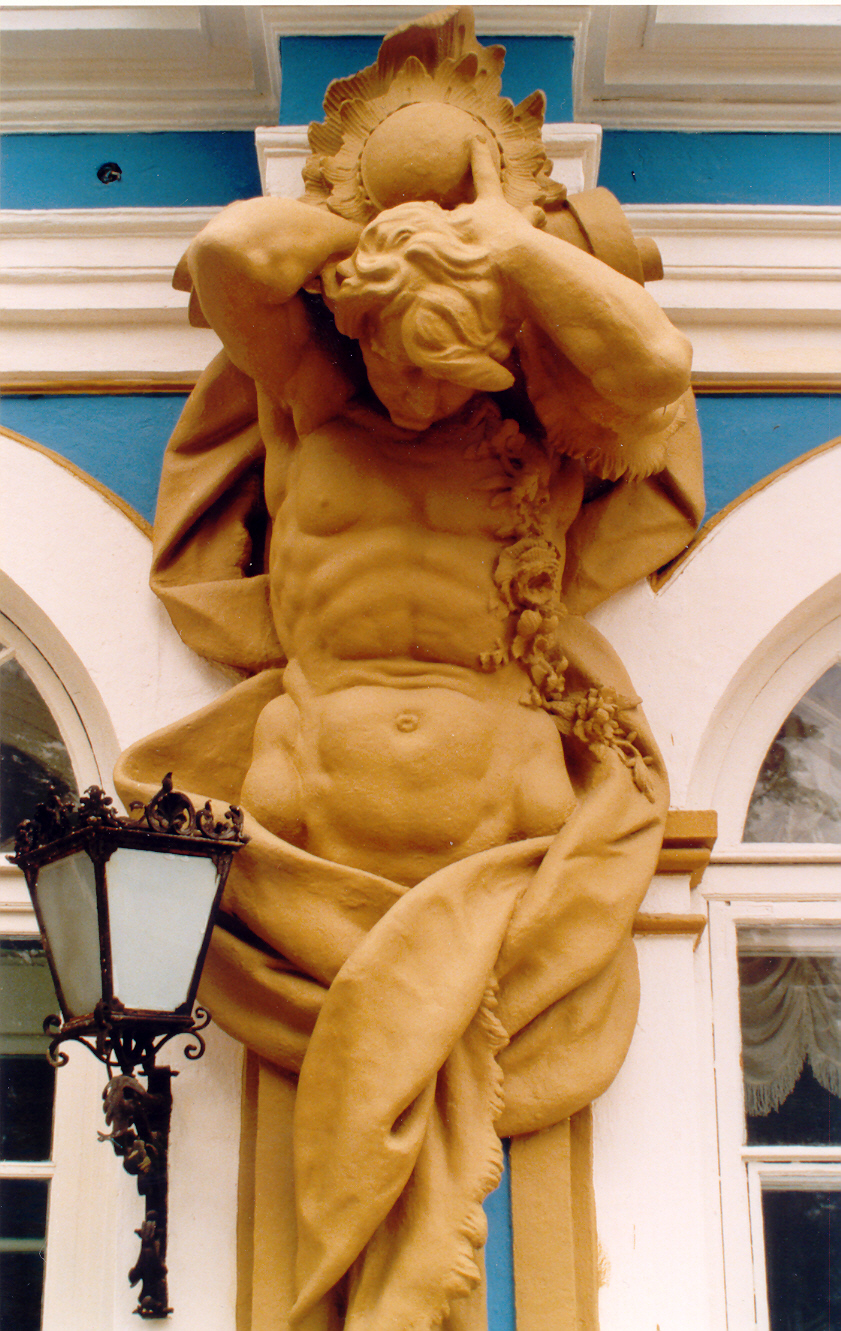
Фигура атланта. Большой Царскосельский дворец, 1752-56

В середине XVIII века декоративная скульптура переживала подъём. Она нашла широкое применение в архитектуре барокко. Тогда в России строилось огромное число роскошных дворцовых и общественных сооружений. Скульптура в изобилии применялась на фасадах (круглая скульптура, горельефы, рельефные ленты). Это самый активный период использования пластики в русской архитектуре. Показательны многочисленные сооружения работы следующего из династии — архитектора Варфоломея Растрелли: в Екатерининском дворце в Царском Селе скульптура подчас заменяет архитектурную деталь, создавая акценты в самых значительных частях здания — но при этом не уничтожая архитектонике здания, не снимая ритмичности элементов и конструктивности. Также обильно пластика применялась и в интерьерах — рельефы служили рамами для панно и вставками. Скульптура остаётся средством раскрытия образной выразительности здания, не теряя самостоятельности.

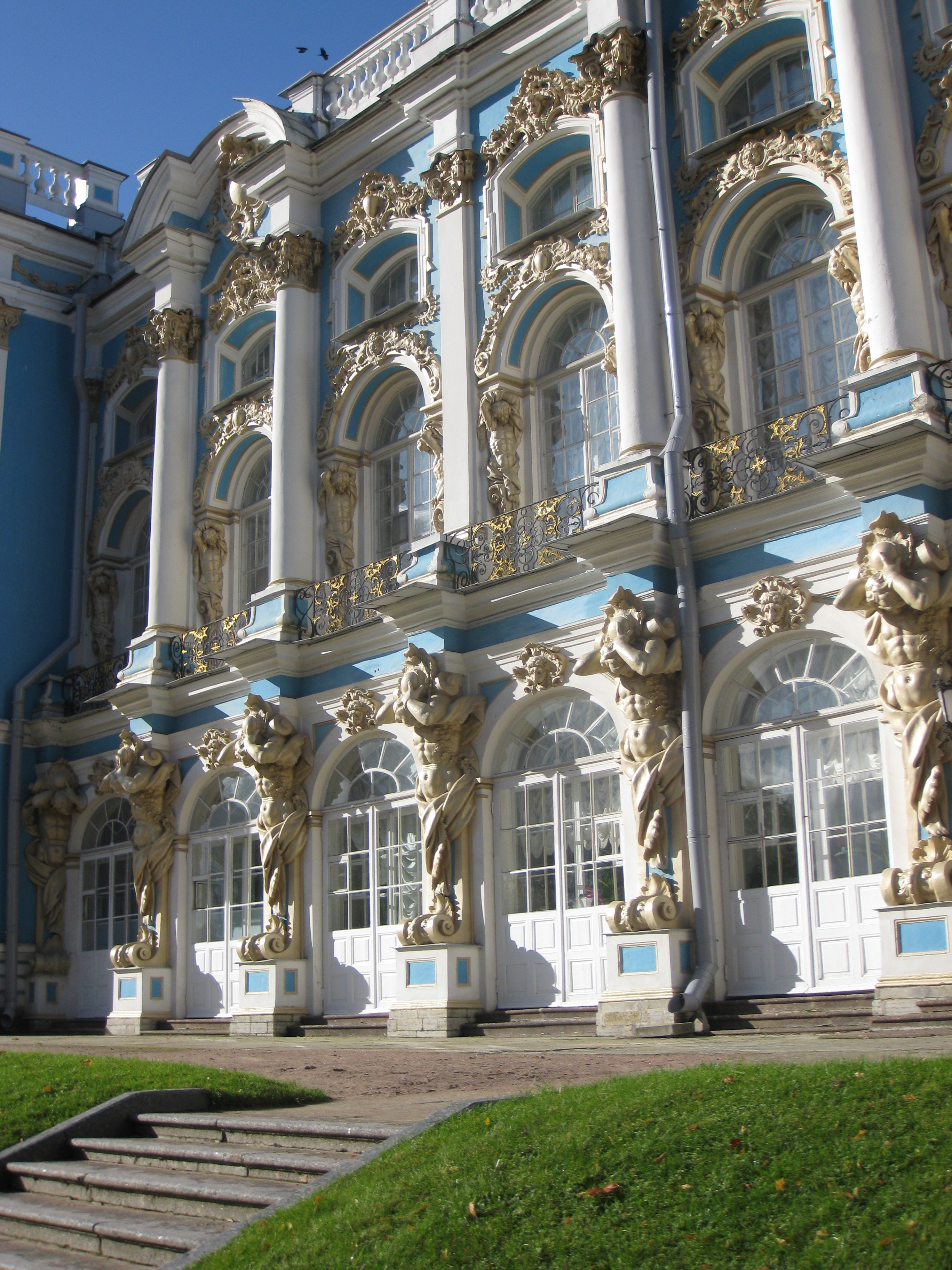
Большой Царскосельский дворец (фасад), 1752-56

В этот период определяющим стилем являлось барокко, который характеризуется динамичностью, каскадом объёмов и живописным светотеневым трепетом, беспокойностью. «Только конструктивность архитектурного объёма сдерживает поток скульптурной формы, придает ей необходимую логическую строгость. В образах скульптурных украшений барокко получило дальнейшее развитие декоративное начало, столь же свойственное и предшествующему времени». (В царствование Елизаветы Петровны в Россию придет и рококо (см. Рококо в России), однако проявляться оно будет с гораздо меньшей интенсивностью, чем барокко).
Важную роль в формировании русской скульптуры, совершенствовании мастеров сыграла основанная тогда же Императорская Академия художеств. Она быстро стала крупнейшей профессиональной школой, воспитав плеяду замечательных художников (Федот Шубин, Фёдор Гордеев, Михаил Козловский, Иван Мартос, Феодосий Щедрин и проч.). «Если в 1-й половине столетия обучение резному делу было рассредоточено и подготовка мастеров осуществлялась преимущественно в процессе практической деятельности, то в Академии скульптурное образование сразу же приобрело вполне профессиональный характер. В основу обучения была положена строгая и продуманная программа, которая давала всестороннюю подготовку молодому скульптору». Академия оказалась крайне полезной в совершенствовании пластики, формировании высокого профессионализма нескольких поколений скульпторов. Благодаря ей развивались различные жанры скульптуры, с особенным вниманием к рельефу.
Важным был вклад иностранных профессоров. Так, Николя-Франсуа Жилле, пользуясь некоторой известностью во Франции и будучи членом Парижской академии изящных искусств, в 1758 году прибыл в Санкт-Петербург по приглашению основателя русской Академии И. И. Шувалова и поступил на службу во вновь учреждённую Императорскую Академию художеств профессором скульптуры, сроком на три года, (но исполнял эту должность в течение двадцати лет). Под его руководством обучались Шубин, Гордеев, Феодосий Щедрин, Иванов и практически все остальные русские ваятели, обучавшиеся в академии с 1758 по 1778 гг.

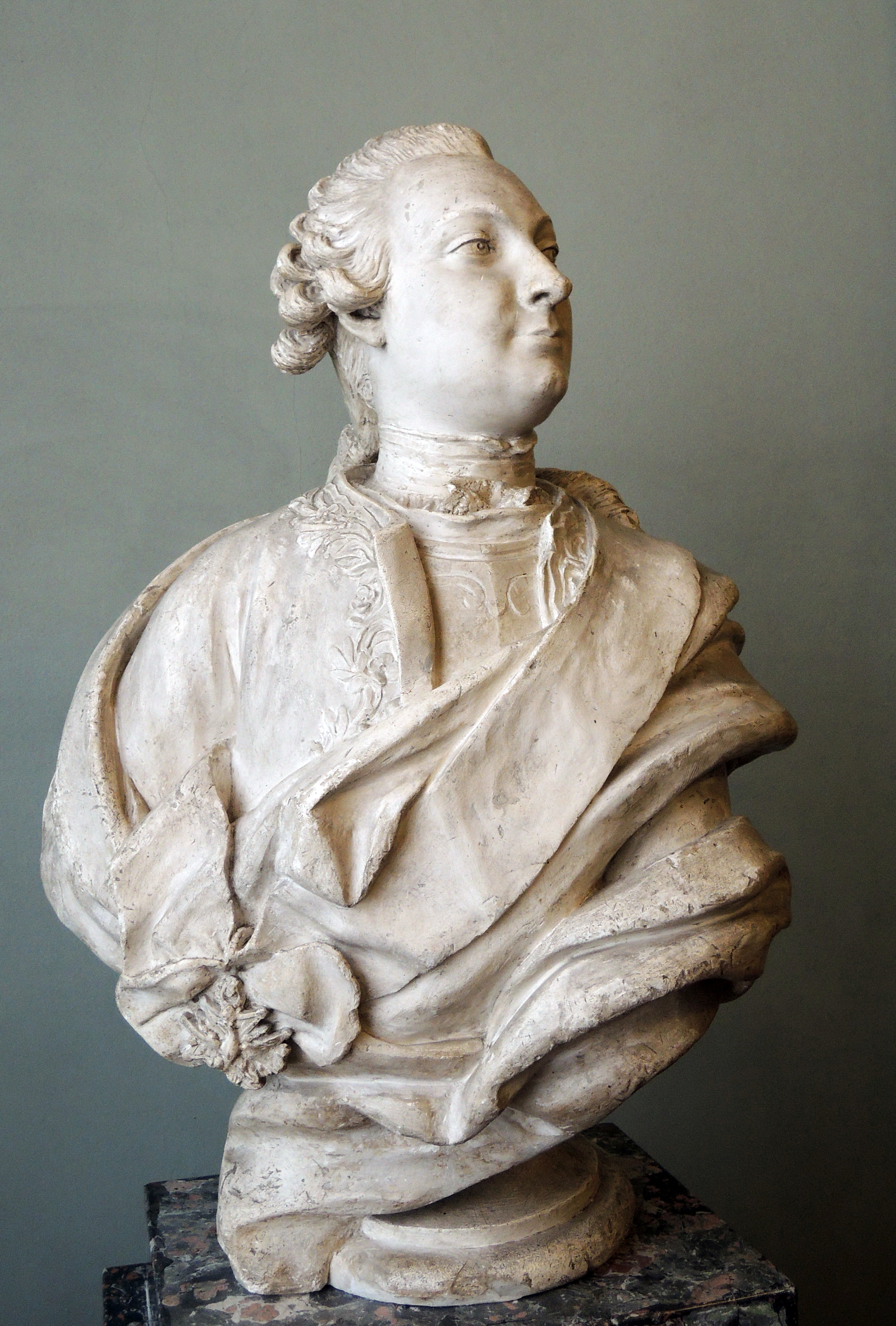
Н. Ф. Жилле. «Портрет И. И. Шувалова». 1760. ГРМ
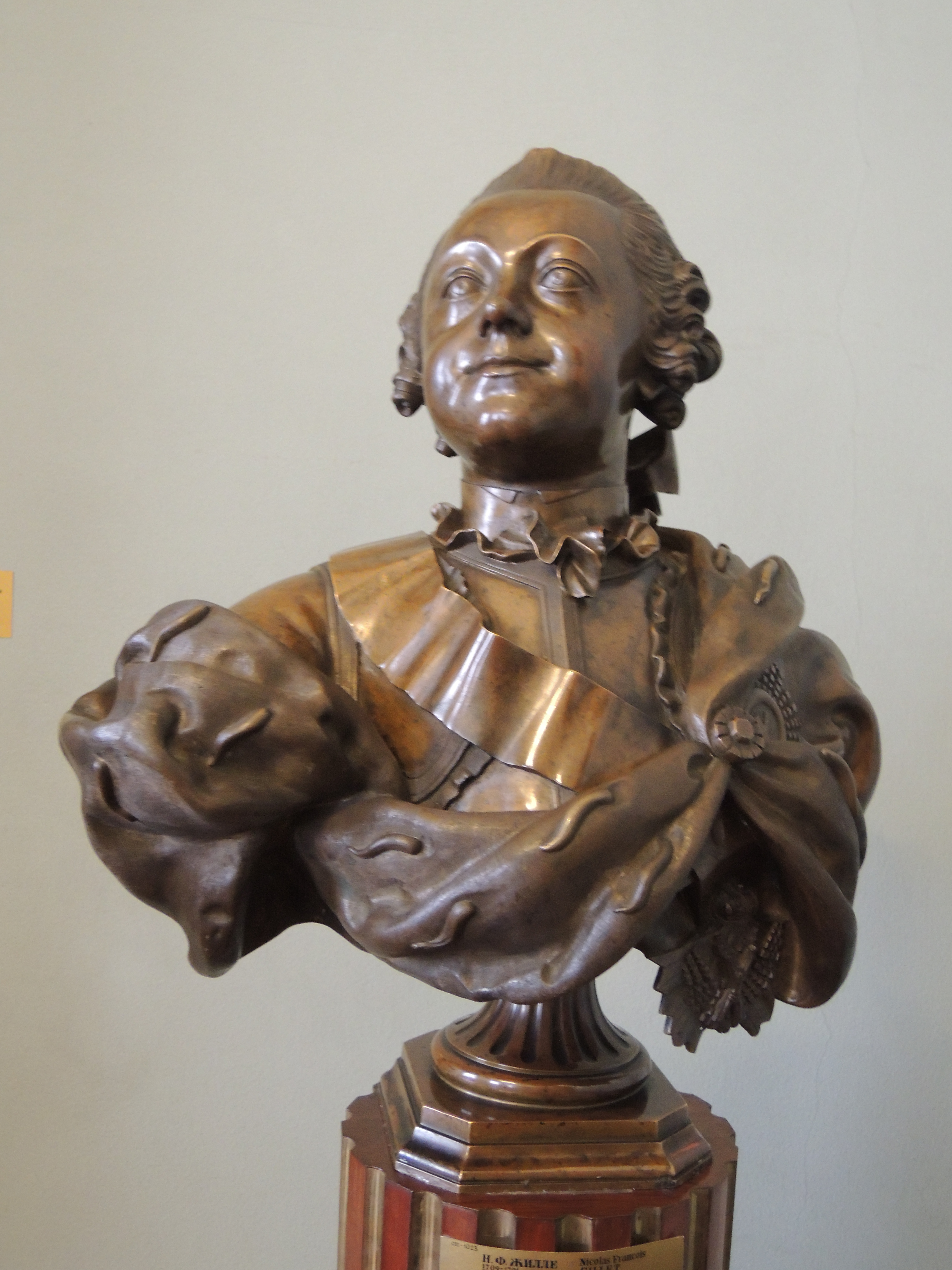
Н. Ф. Жилле. «Портрет вел. кн. Павла Петровича (Павла I)». 1765. ГРМ
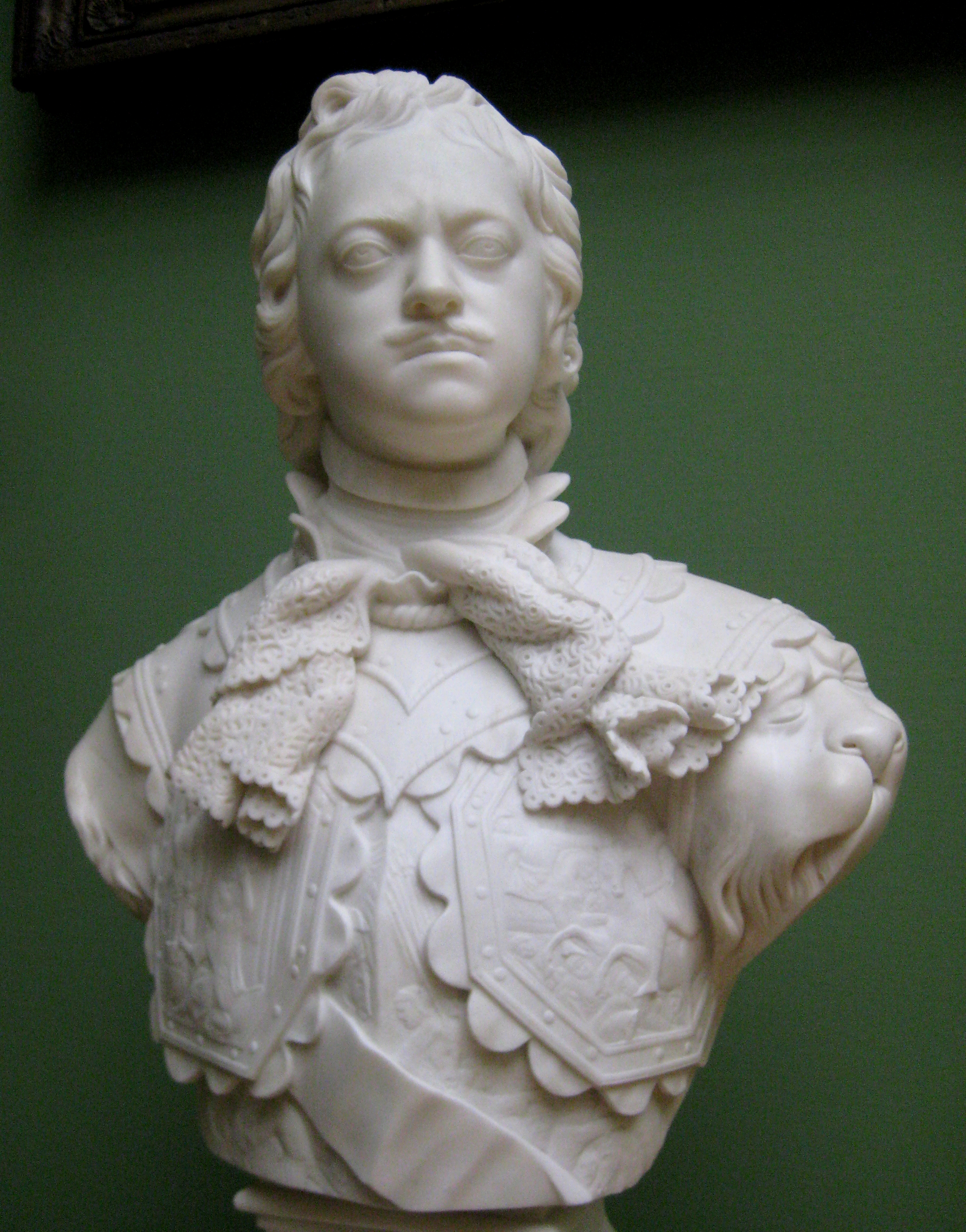
Н. Ф. Жилле. «Портрет Петра Великого» (тип Б. К. Растрелли). ГТГ

#### Рельеф
Рельеф стал так популярен из-за своей востребованности в убранстве архитектурных сооружений, монументальной и надгробной пластике. «Дошедшие до нас надгробия свидетельствуют о высокой профессиональной культуре их исполнителей. Превосходное владение анатомией человека, умение группировать фигуры в композициях, придавать им необходимую степень психологической выразительности отличают их. Высокая культура рельефа объясняется ещё и тем, что этот жанр имел богатую традицию, восходящую к древнерусскому искусству».

#### Портрет
Скульптурный портрет 2-й пол. XVIII века стал величайшим завоеванием русского искусства этого периода. В этом жанре работало множество талантливых мастеров. Качество русского скульптурного портрета стало симптомом зрелости русского искусства. «Стремление познать человеческий характер, богатство его психологии, столь свойственное искусству столетия в целом, в полной мере сказалось и в области скульптурного портрета, где были созданы и подлинные ценности, сохранившие своё художественное и историческое значение до наших дней». В этом жанре работали почти все крупные мастера эпохи: Фёдор Гордеев, Михаил Козловский, Иван Прокофьев, Иван Мартос, Феодосий Щедрин.
Однако наибольший взлёт жанра отразился в произведениях Федота Шубина.
Шубин отличался глубиной характеристики, подчёркнутым психологическим строем образа, композиционным своеобразием, высоким техническим совершенством. «Несмотря на то, что портрет официальной эстетикой признавался второстепенным жанром, Шубину, как никому другому, удалось достичь высокого мастерства и утвердить его эстетическую значительность».

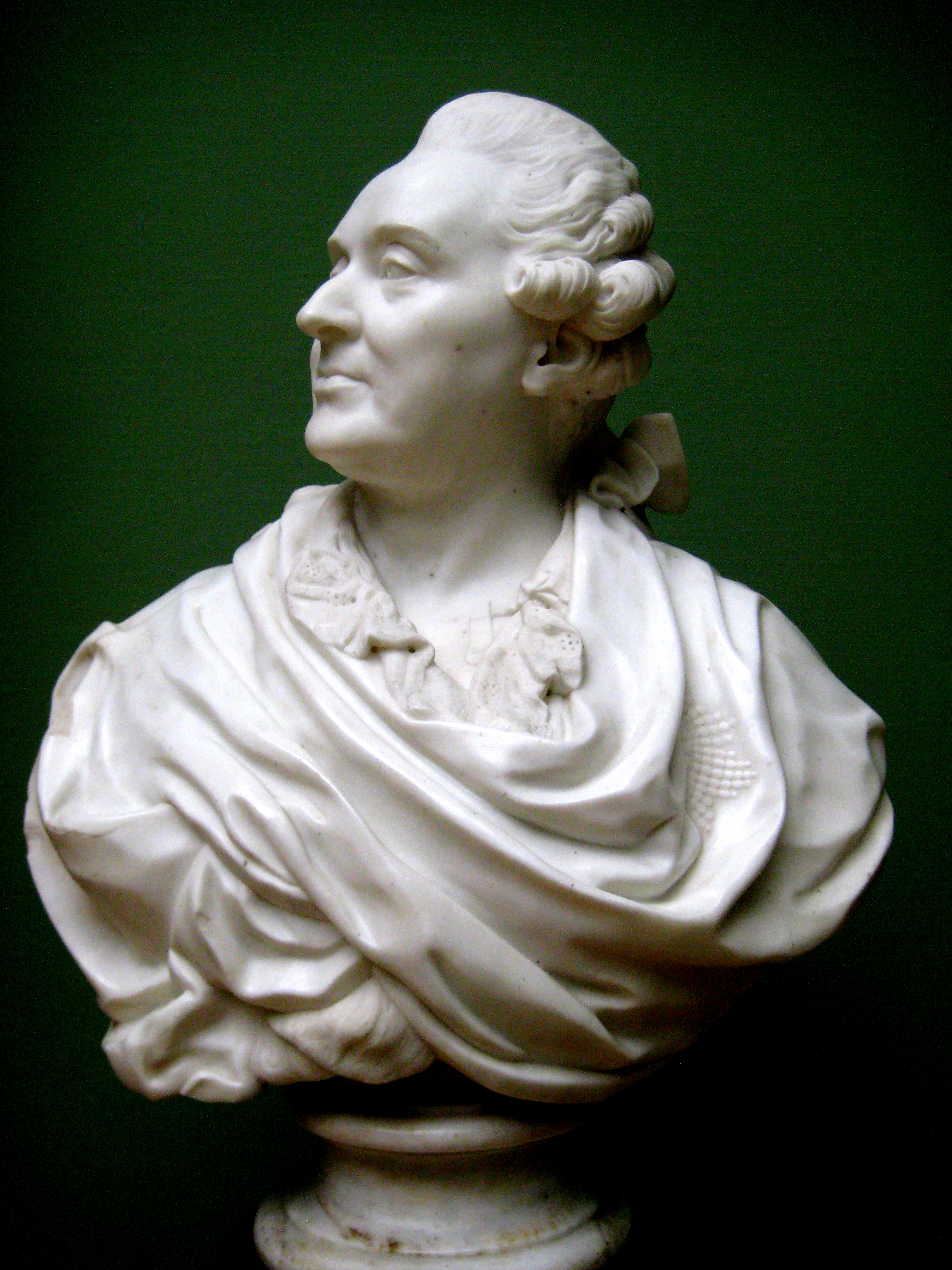
Ф. Шубин. «Портрет А. М. Голицына», 1773, ГТГ
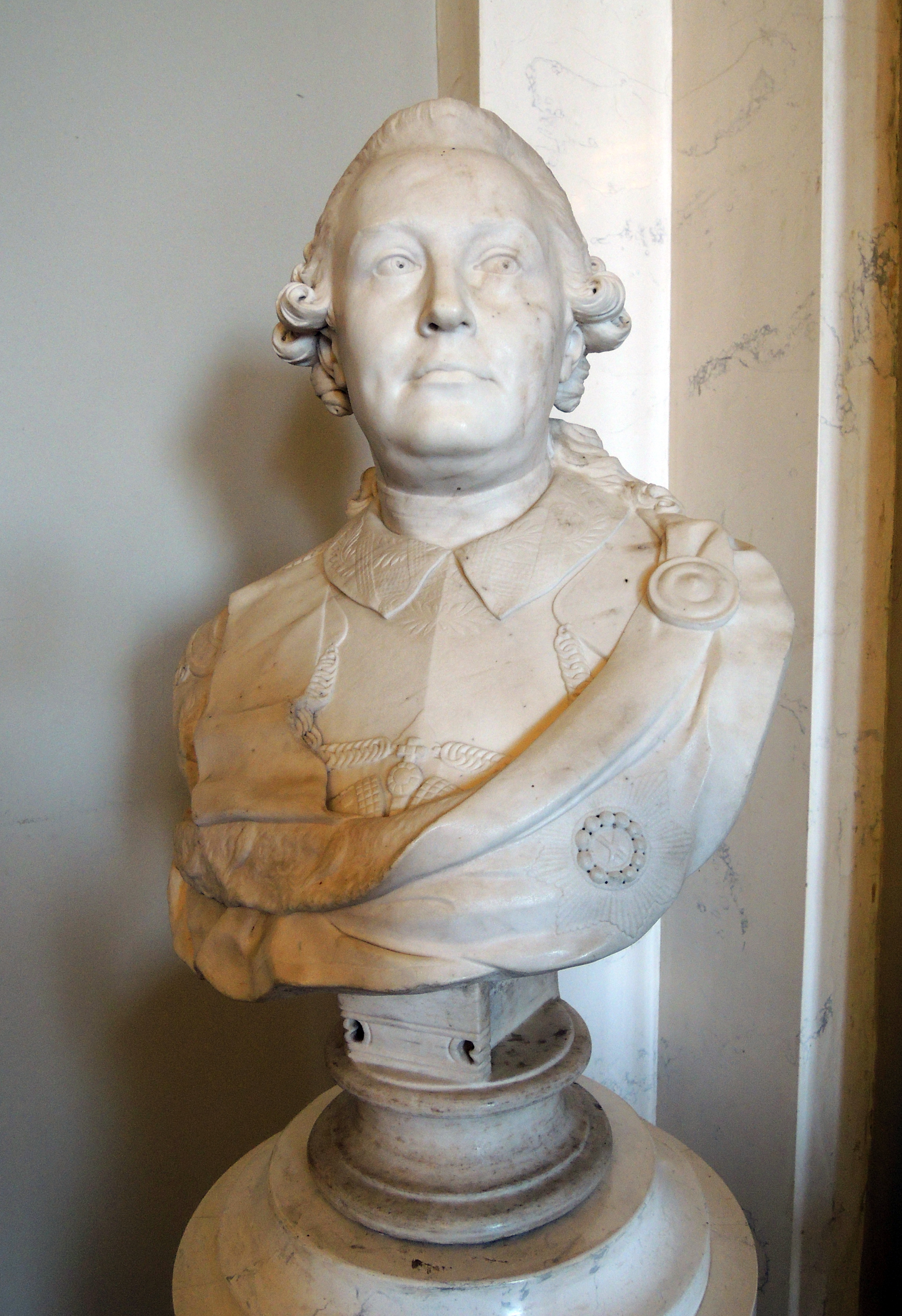
Ф. Шубин. «Портрет Г. Г. Орлова», 1773, ГРМ
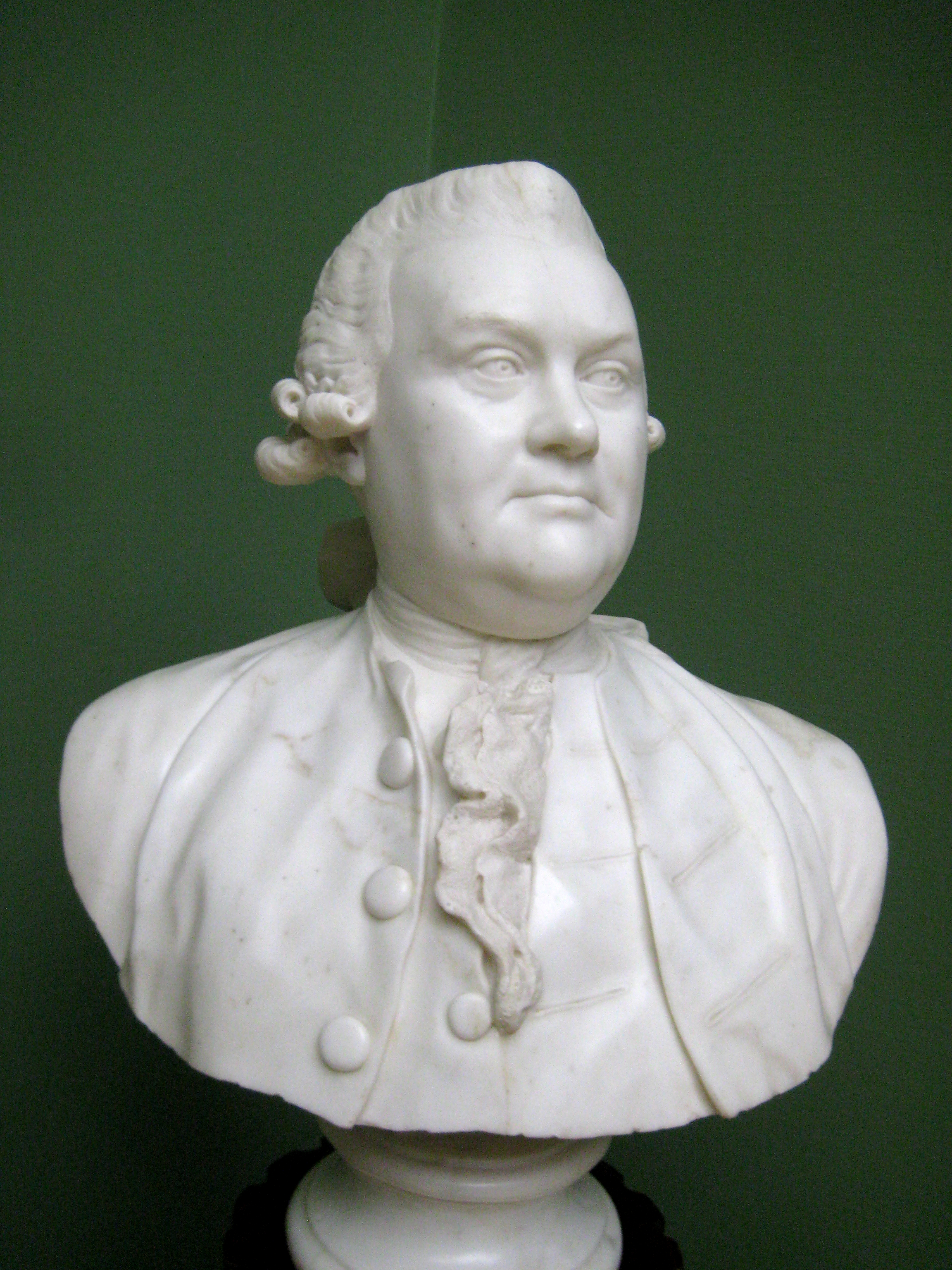
Ф. Шубин. «Портрет И. С. Барышникова», 1778, ГТГ
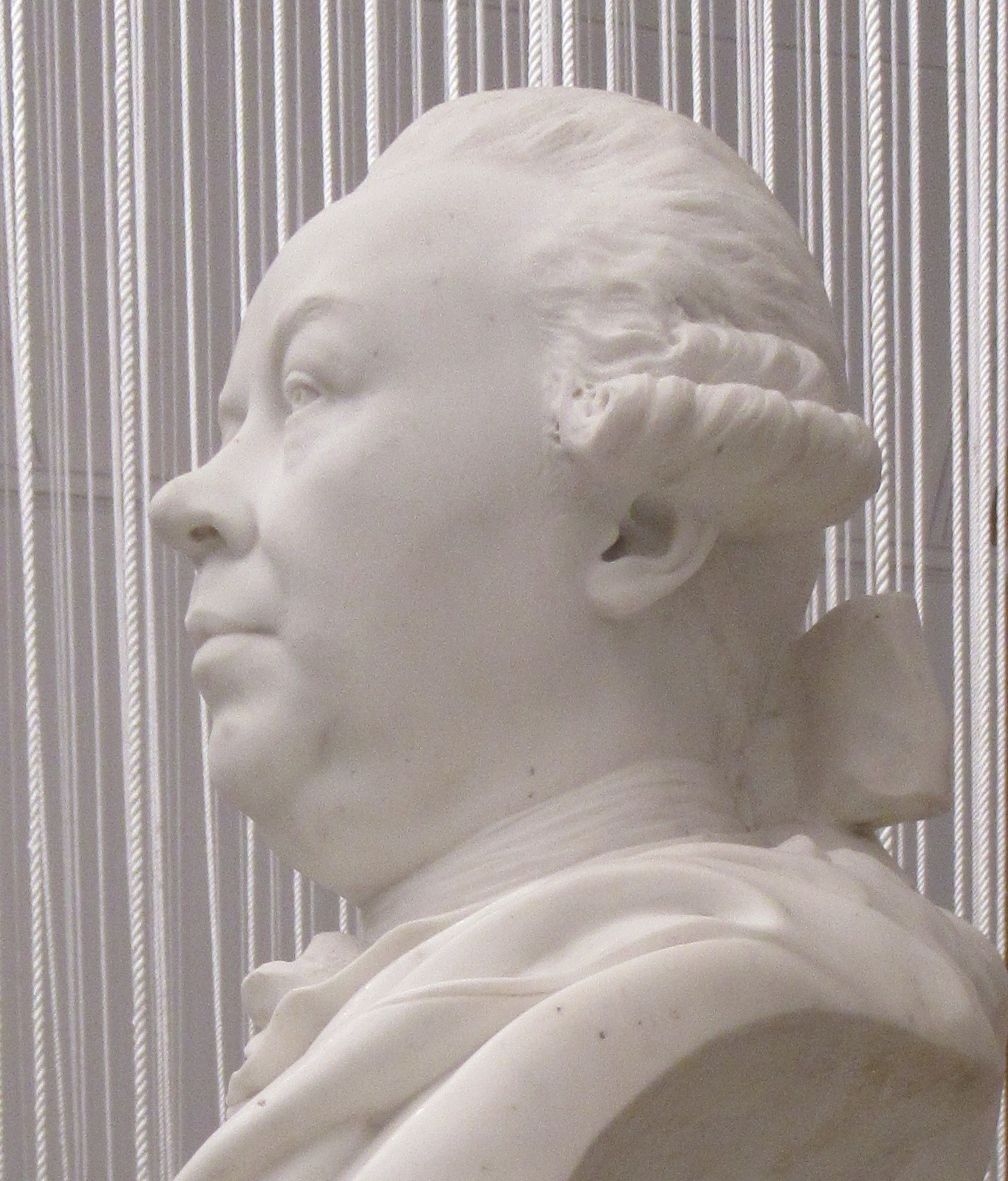
Ф. Шубин. «Портрет П.А. Румянцева», 1778, ГРМ
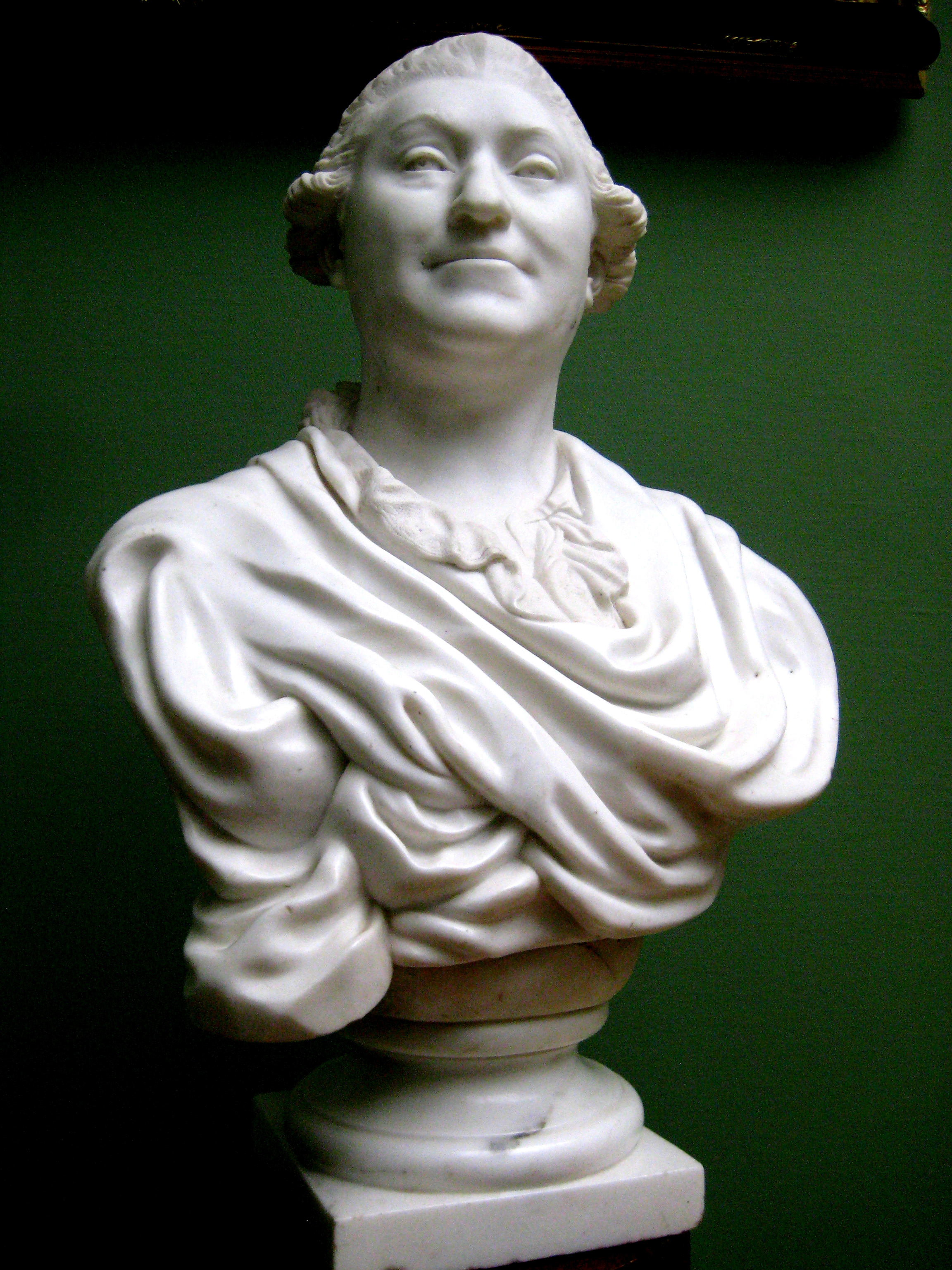
Ф. Шубин. «Портрет И.Г. Орлова», ГТГ, 1778
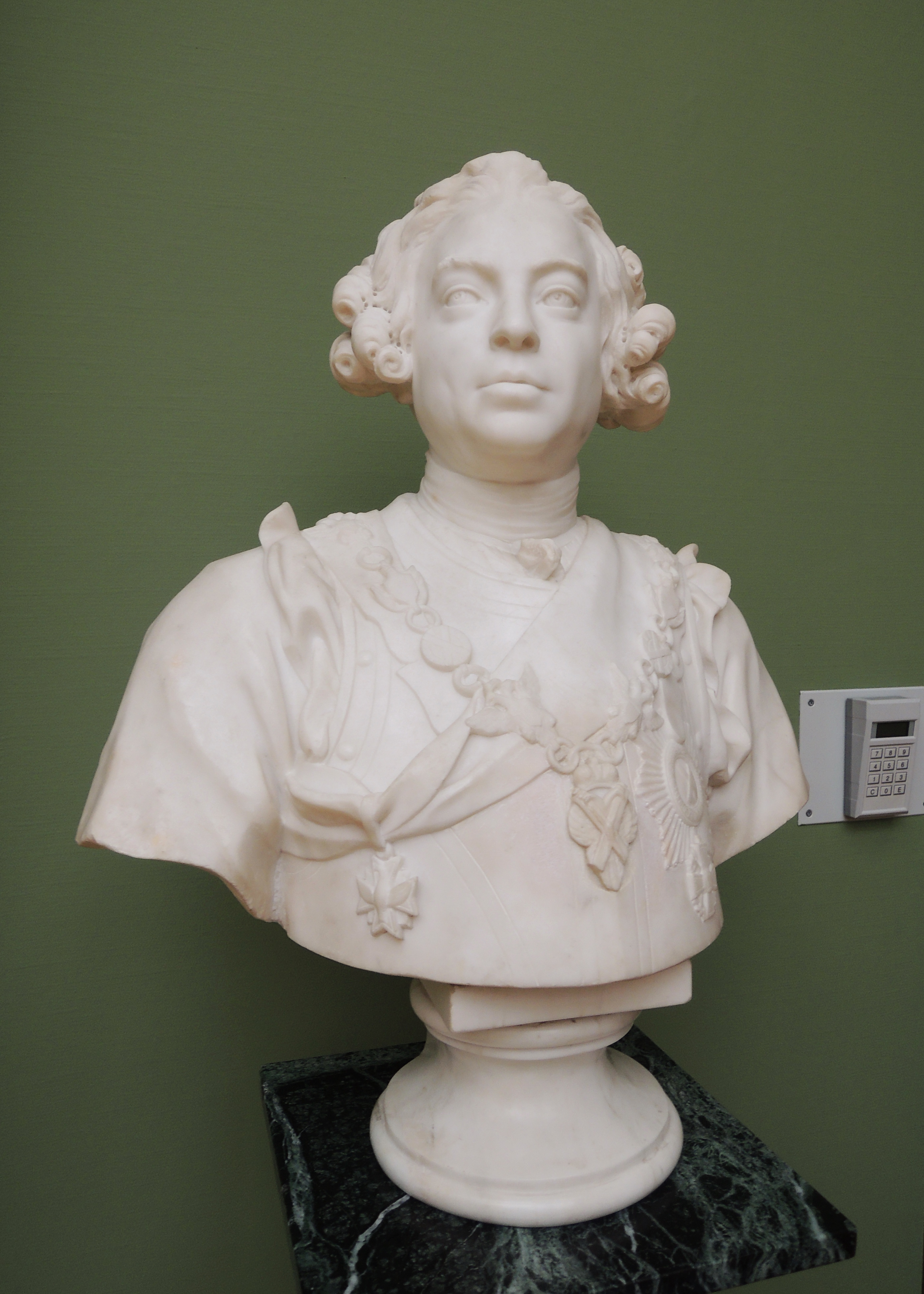
Ф. Шубин. «Портрет П. Г. Чернышева», 1779, ГТГ
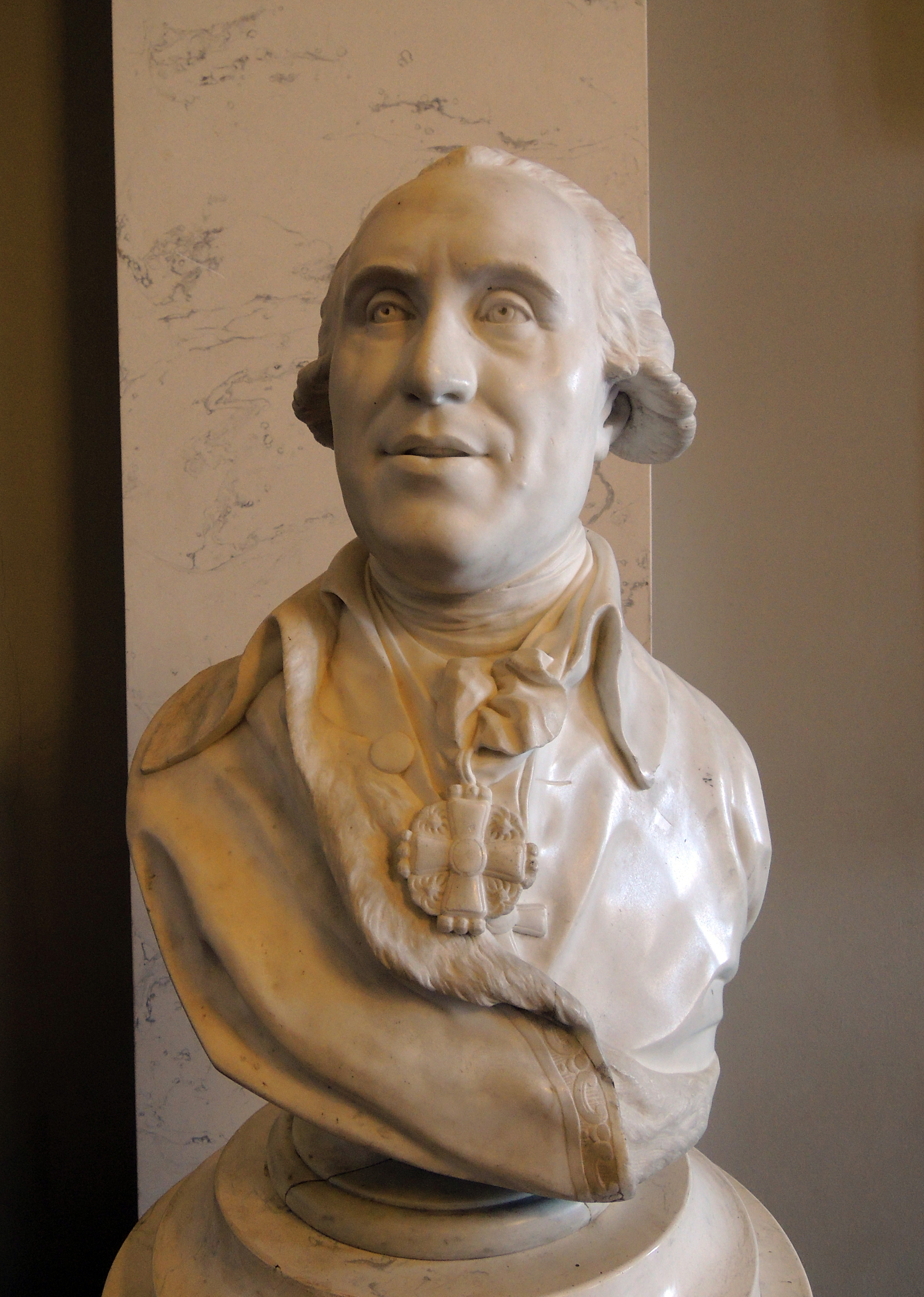
Ф. Шубин. «Портрет Е.М. Чулкова», 1792, ГРМ
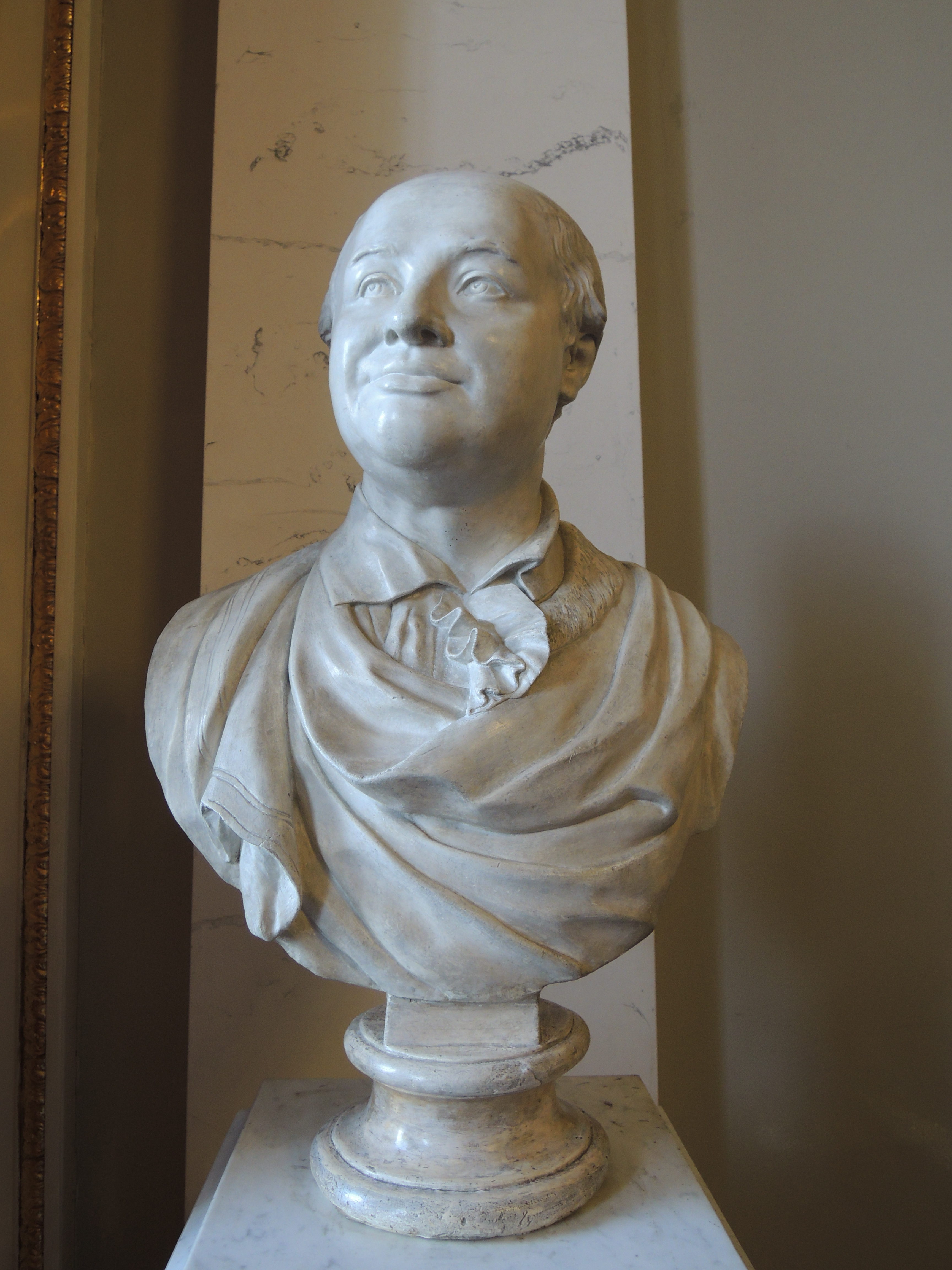
Ф. Шубин. «Портрет М.В. Ломоносова», до 1793, ГРМ
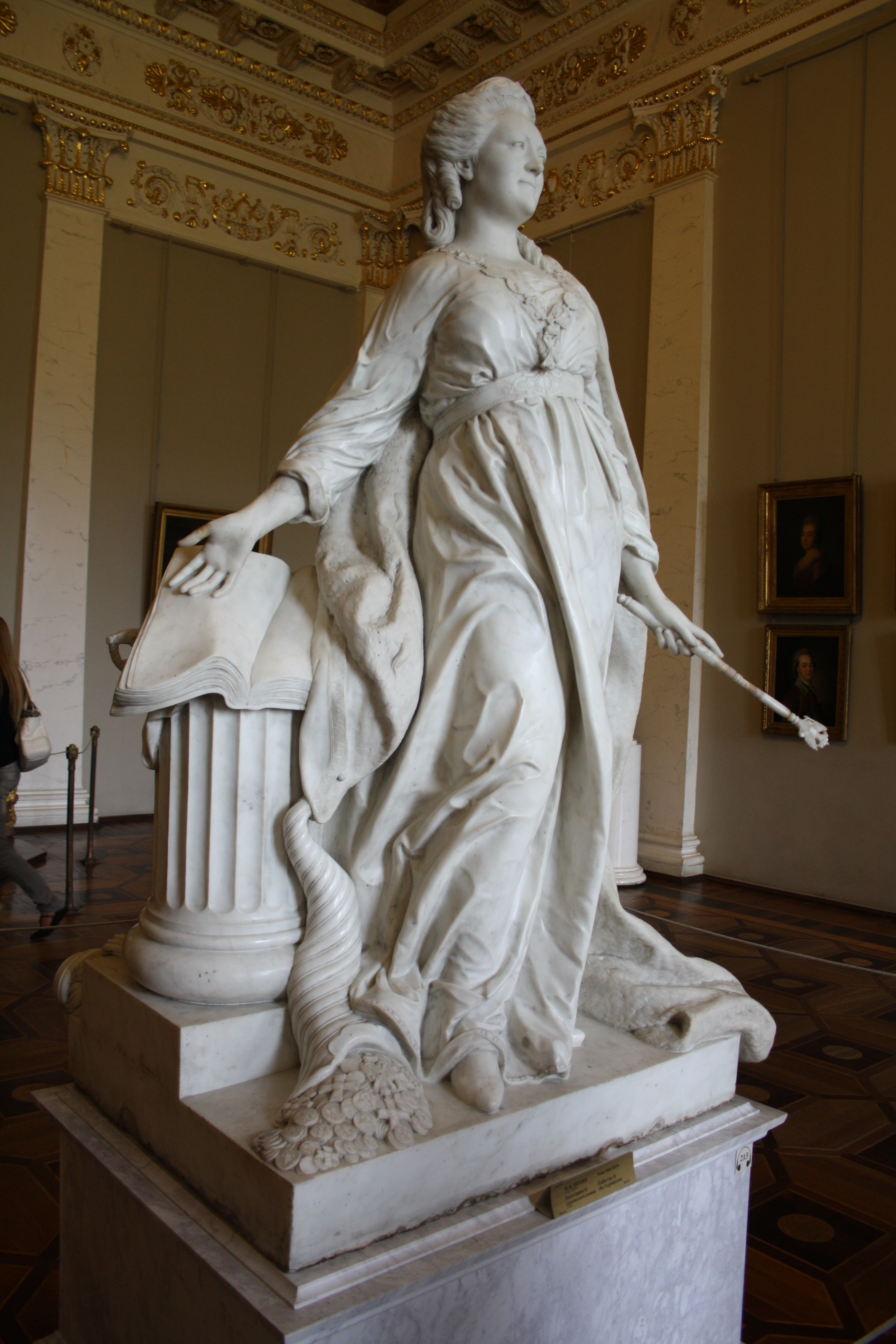
Ф. Шубин. «Екатерина II — законодательница», 1790, ГРМ
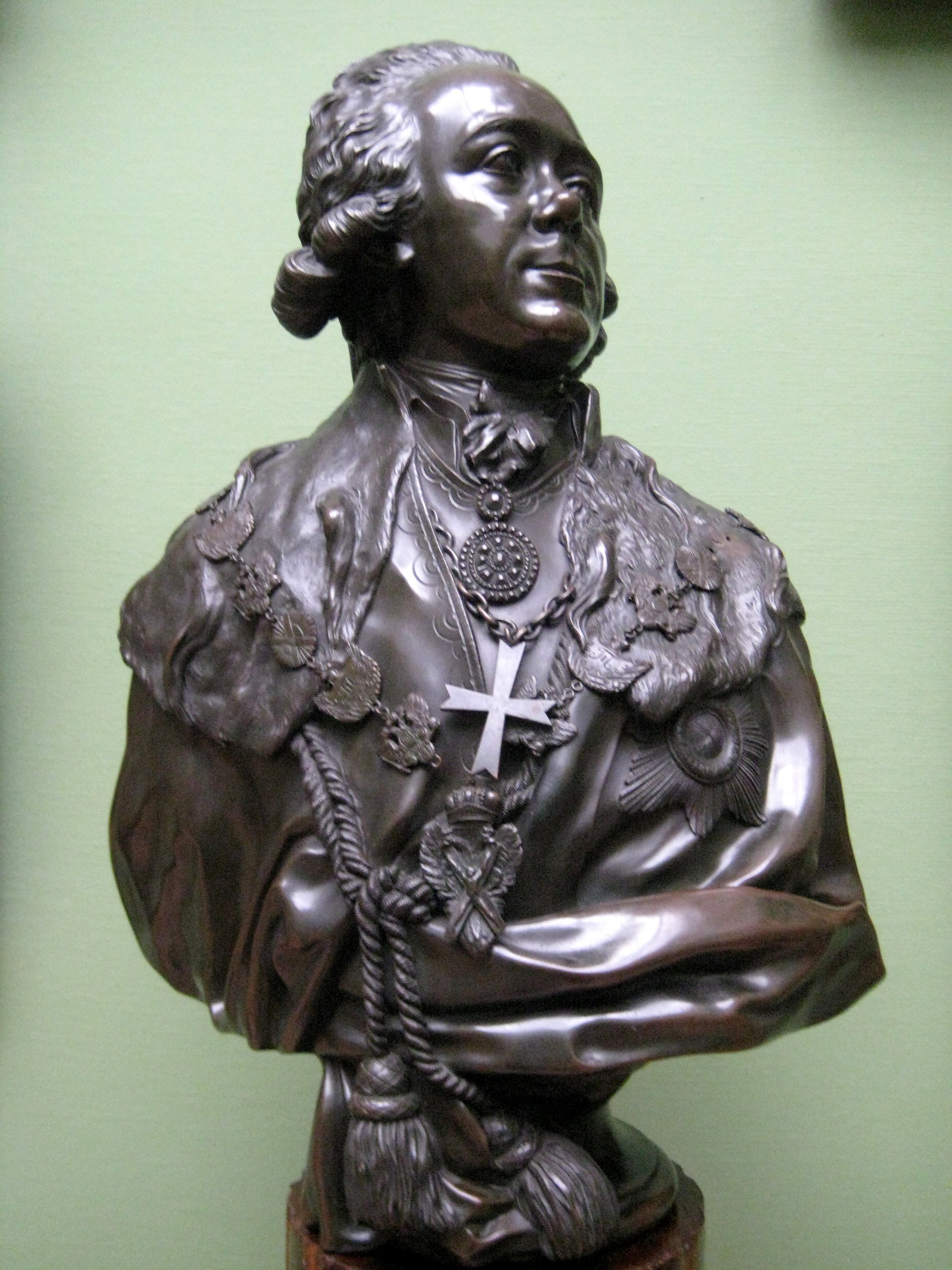
Ф. Шубин. «Портрет Павла I», 1798, ГТГ

#### Памятники

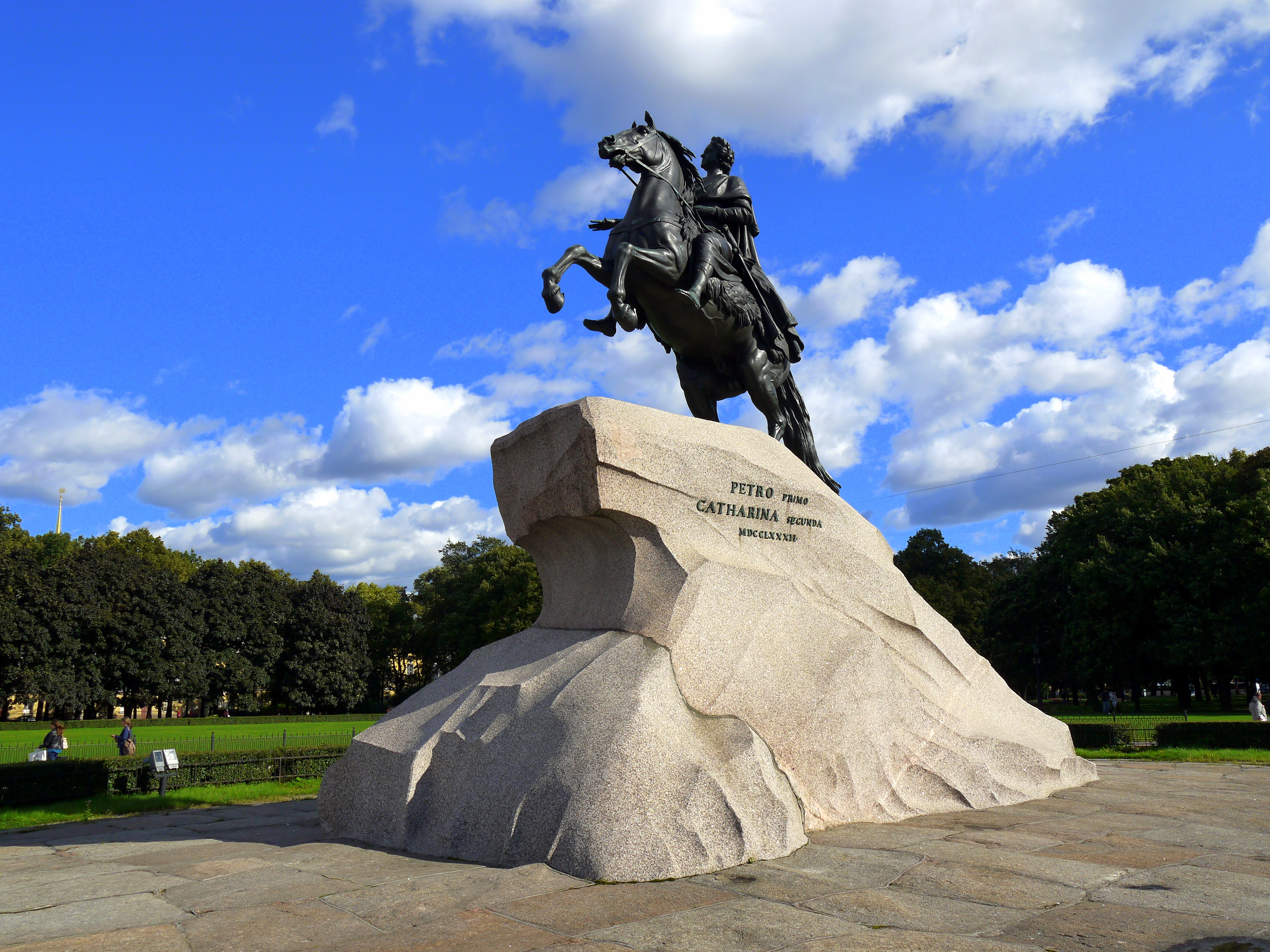
«Медный всадник»

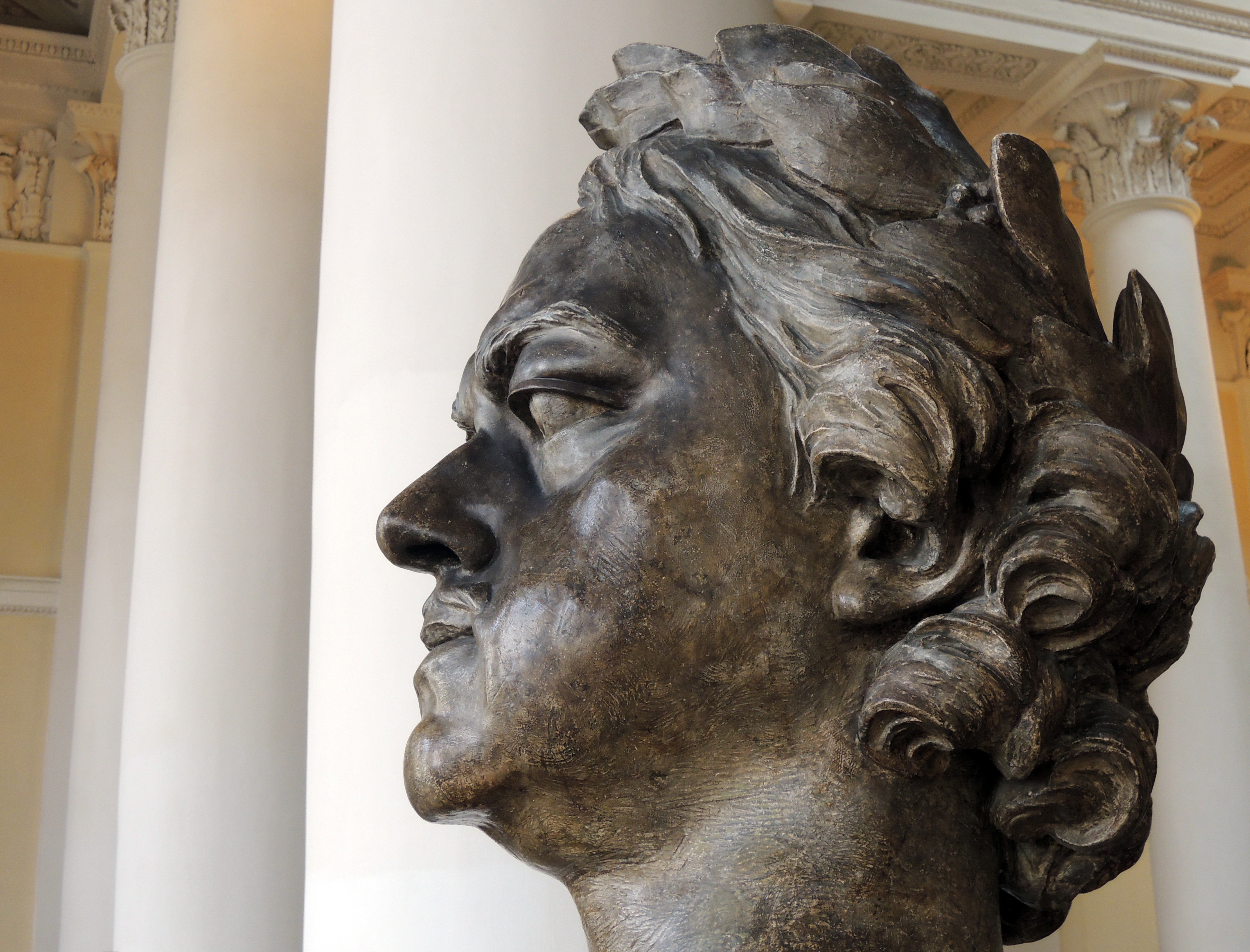
Голову «Медного всадника» лепила ученица Фальконе, Мари-Анна Колло (гипсовая модель в Русском музее, ок. 1773). Змею вылепил Фёдор Гордеев.

Создание Этьеном Фальконе памятника Петру I — «Медного всадника» явилось крупнейшим событием истории скульптуры XVIII века. Монумент пронизан сильной динамикой, ритм его стремительных линий слит в едином порыве. «Простота и лаконизм общего композиционного строя сочетаются с простотой и значительностью деталей. Обобщенный монументальный образ объединяется здесь с ярко выраженной портретностью».
У Фальконе не было учеников в России, однако его произведение стало «школой мастерства» для русских скульпторов и воздействовала на них весьма благотворно. «Опыт Фальконе, отдавшего много лет жизни созданию этого произведения, весь сложный комплекс скульптурных и архитектурных задач, вставших перед художником, масса технических проблем наглядно убеждали в сложности и значительности монументальной пластики. В ближайшие десятилетия русские художники докажут превосходное понимание специфики этого жанра и создадут работы, которые по праву займут видное место в истории мировой скульптуры» — например, произведения Козловского и Мартоса.

### Классицизм
В последнюю треть XVIII века в русском искусстве формируется новый стиль — классицизм. Он возникает и развивается под воздействием просветительских прогрессивных тенденций общественной мысли. Господствующими становятся идеи патриотизма и гражданственности, создания «нового отечества», внесословной ценности человеческой личности. В античности, особенности классической эпохе Древней Греции находят пример идеального государственного устройства и гармоничных соотношений человека с природой. Античность (известная по памятникам литературы, скульптуры и архитектуры) воспринимается как благодатная эпоха свободного развития личности, духовного и физического совершенства человека, идеальной порой человеческой истории без общественных противоречий и социальных конфликтов.
Архитектура и вслед за ней пластика обратились к античности раньше прочих жанров. Античная скульптура была известна по оригиналам и гравюрам, и поэтому стала отличным образцом для новых мастеров. Многие русские художники сделали своей главной задачей постижение античного идеала, меры классического совершенства. Но при этом сохранялось и стремление выразить актуальные вопросы современности. Произведения русской скульптуры эпохи классицизма — крайне высокого художественного уровня и большой образной выразительности. Мастера этого стиля, прежде всего — Фёдор Гордеев, Иван Мартос, Феодосий Щедрин, Михаил Козловский, Иван Прокофьев. Эти скульпторы в некоторых произведениях ещё не совсем свободны от влияния барокко, однако в зрелых работах они выражали эстетический идеал классицизма вполне совершенно.
Фёдор Гордеев был самым старшим из этого поколения скульпторов. Он прославился композицией «Прометей» и рядом надгробий. Именно ему русская скульптура была обязана серией копий с античных оригиналов, трактованных довольно свободно.

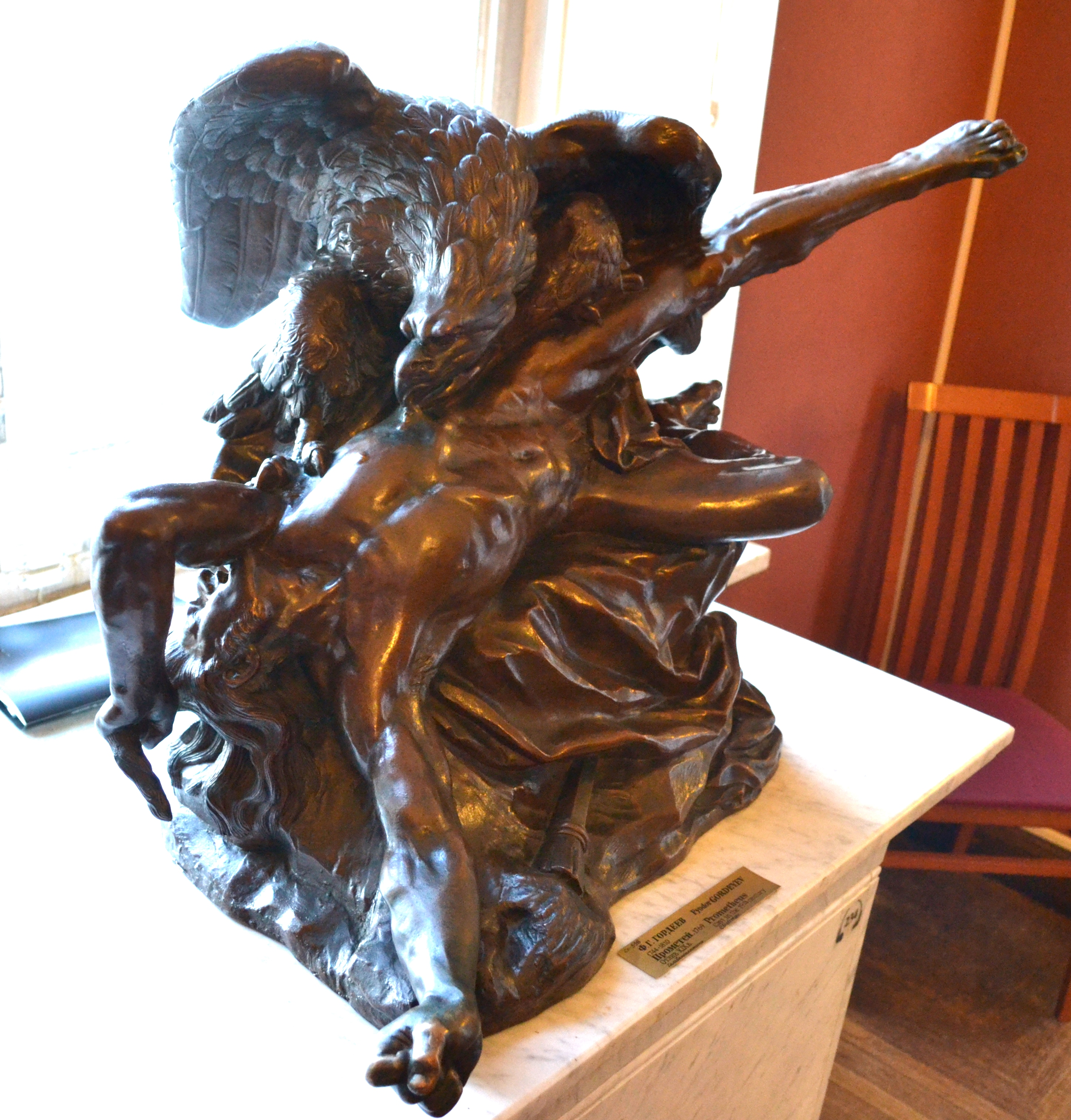
Ф. Гордеев. «Прометей», 1769, гипс, ГРМ
Ф. Гордеев. «Надгробие Н.М. Голицыной», 1780 (Голицынская усыпальница Донского монастыря)[3]
Ф. Гордеев. «Надгробие Д.М. Голицына», 1799, МУАР[3]
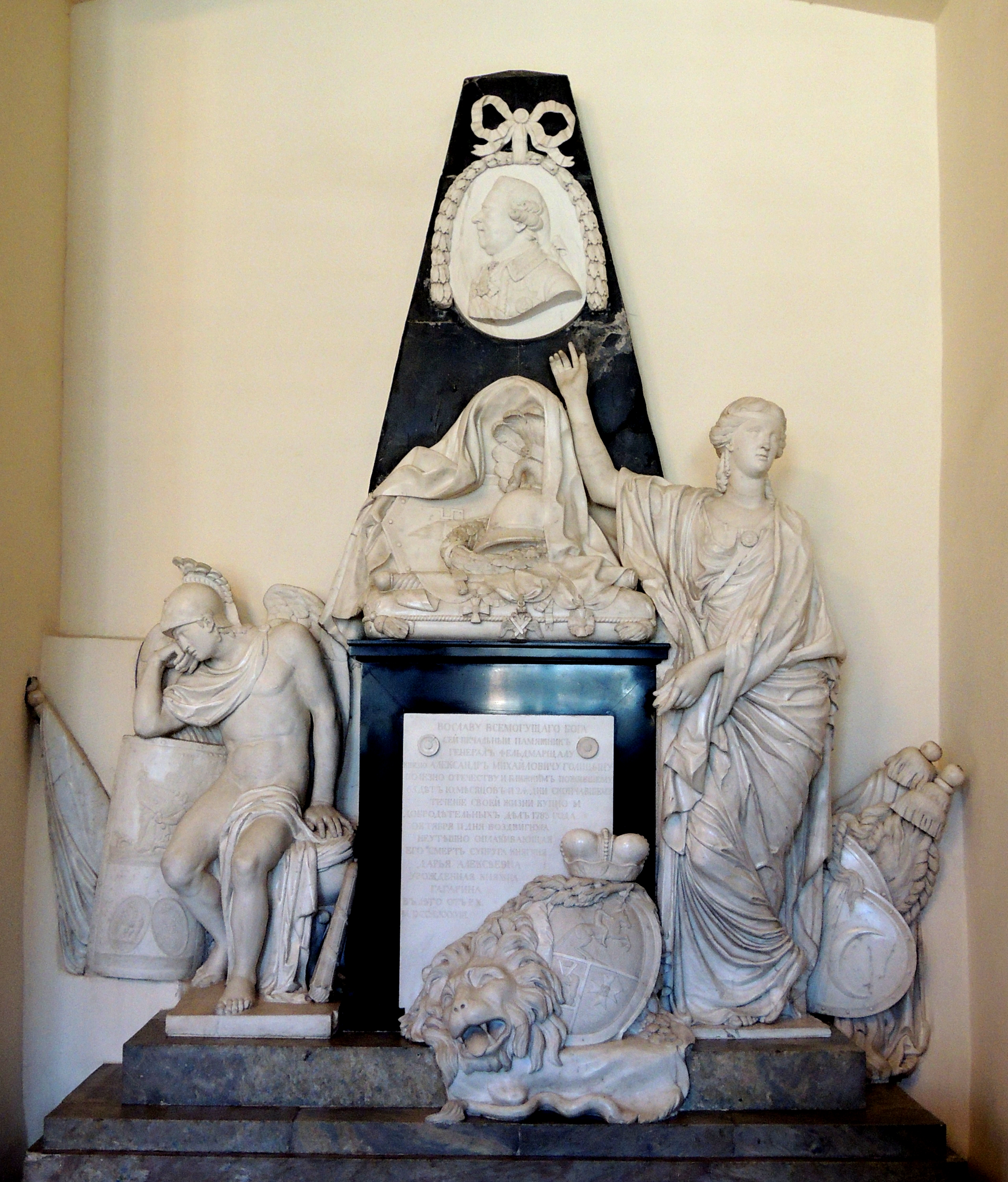
Ф. Гордеев. «Надгробие А.М. Голицына», 1788, Благовещенская усыпальница Александро-Невской лавры
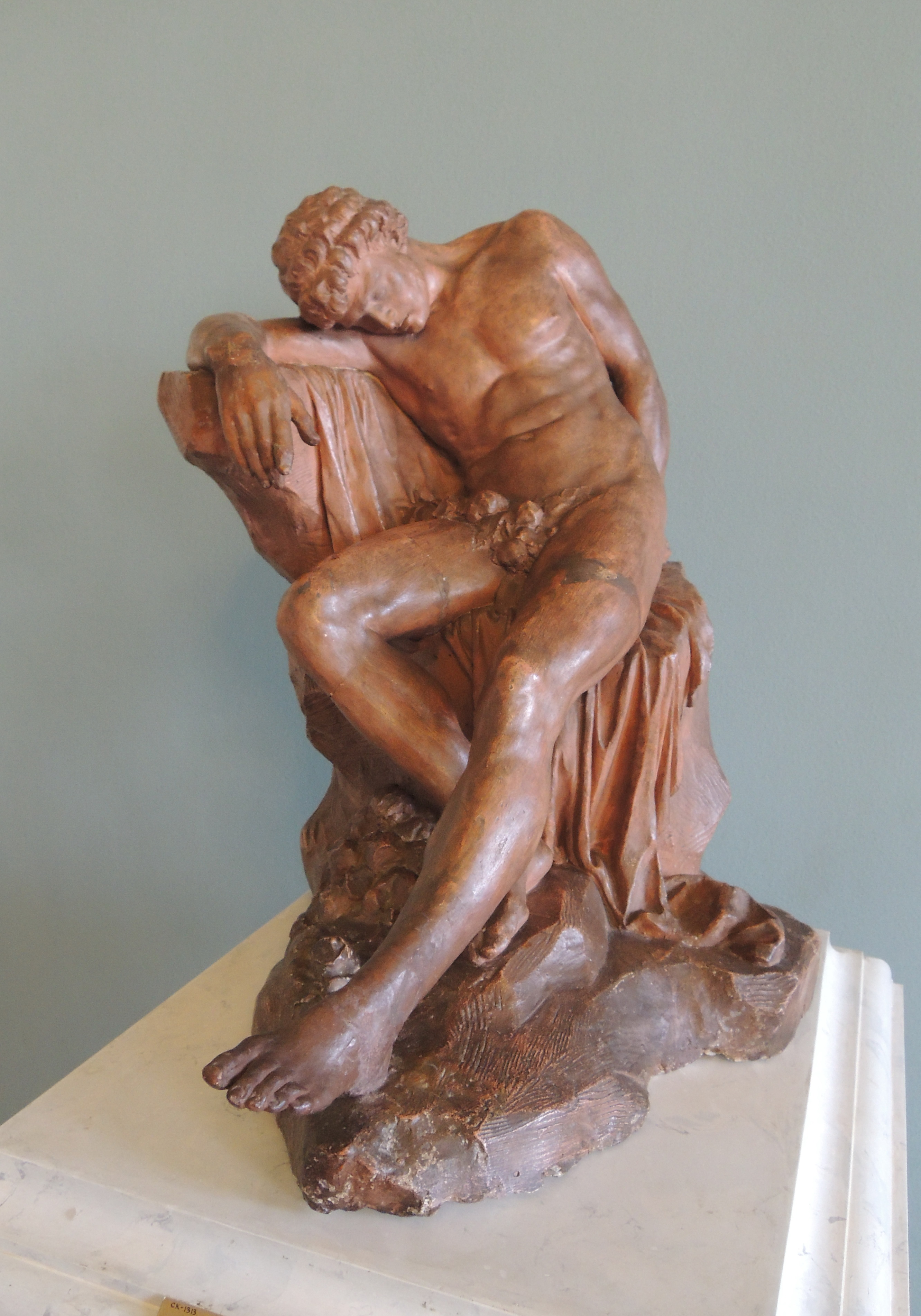
И. Прокофьев. «Морфей», 1782, ГРМ
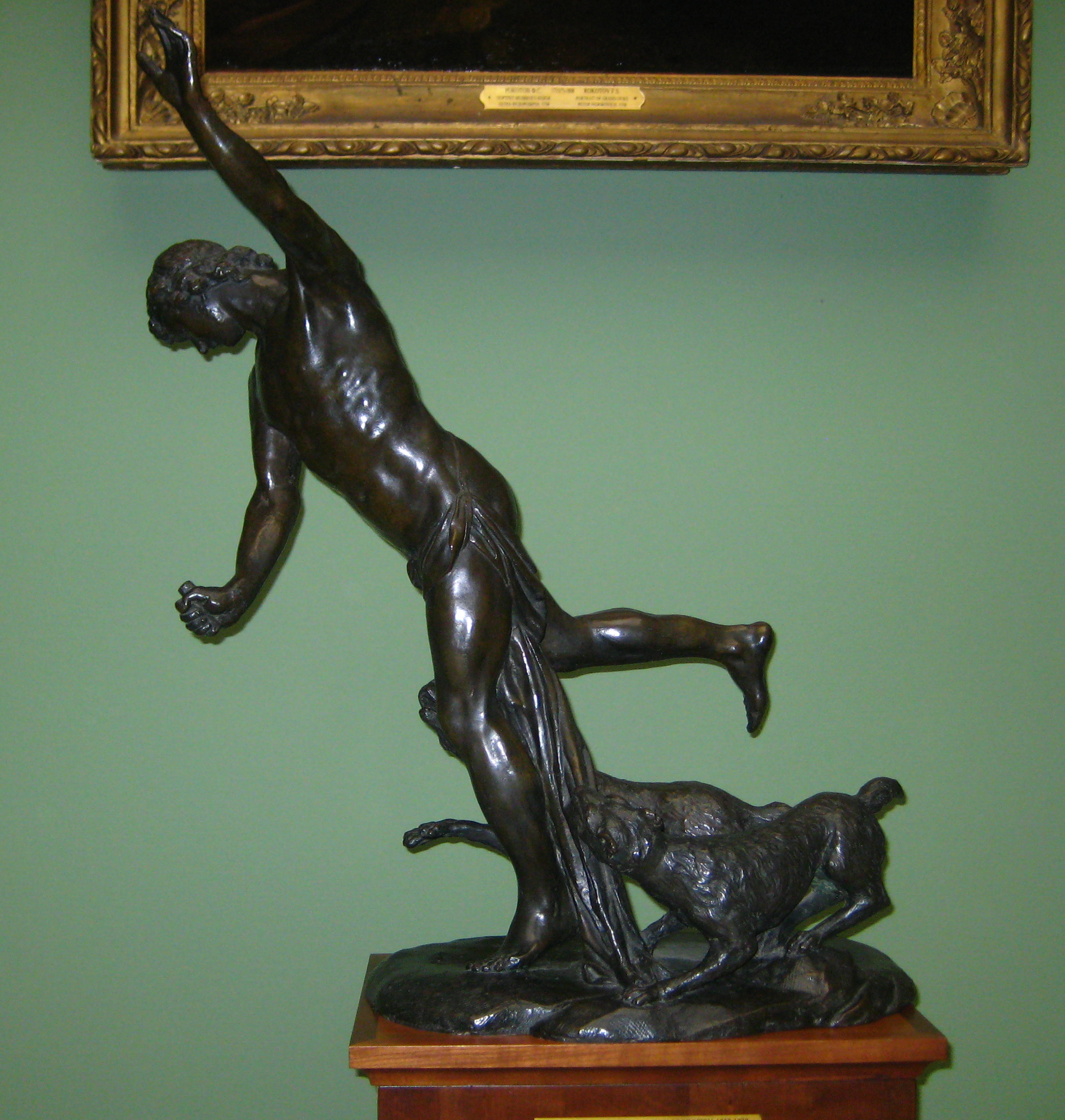
И. Прокофьев. «Актеон, преследуемый собаками», 1785, ГТГ
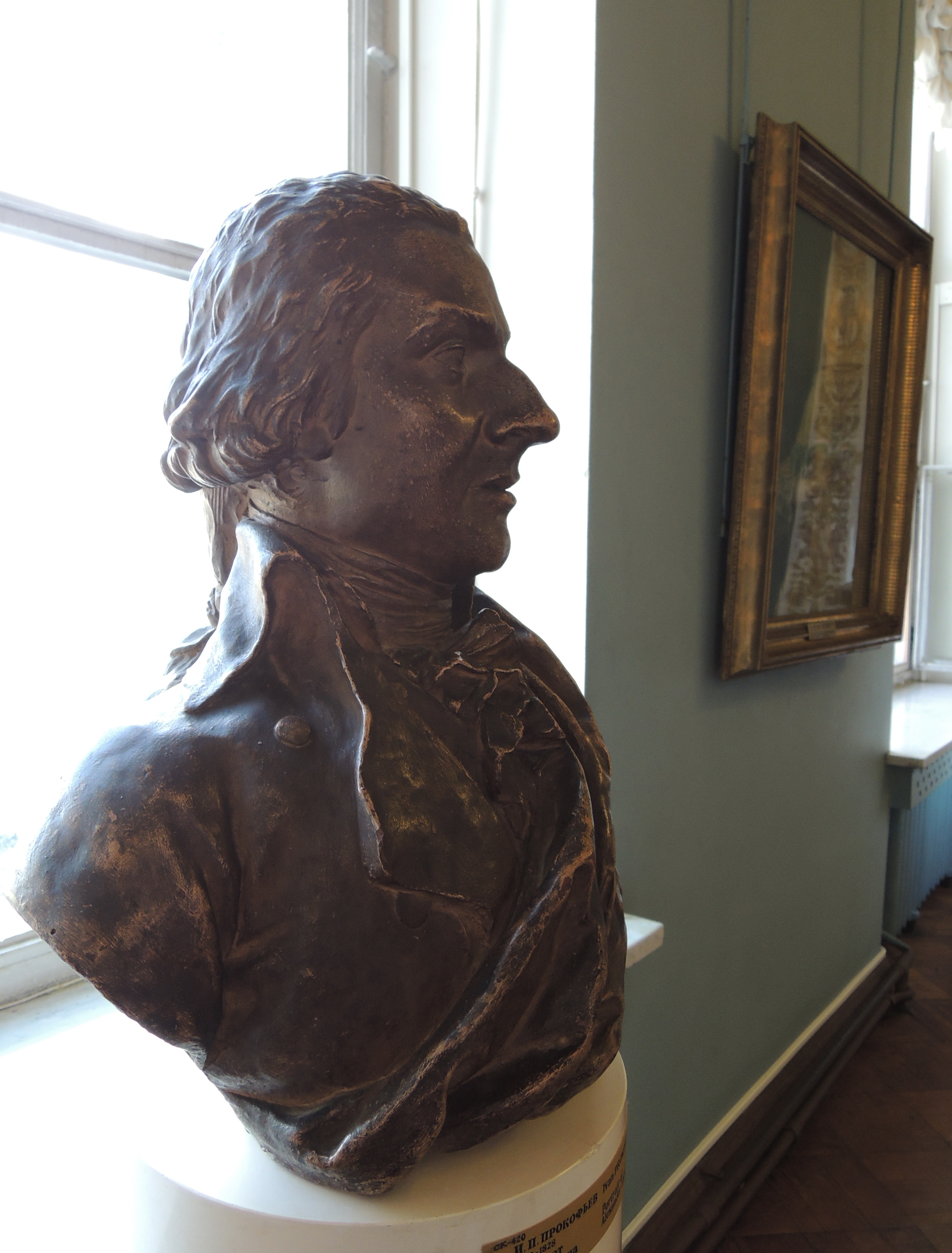
И. Прокофьев. «Портрет А.Ф. Лабзина», 1802, ГРМ
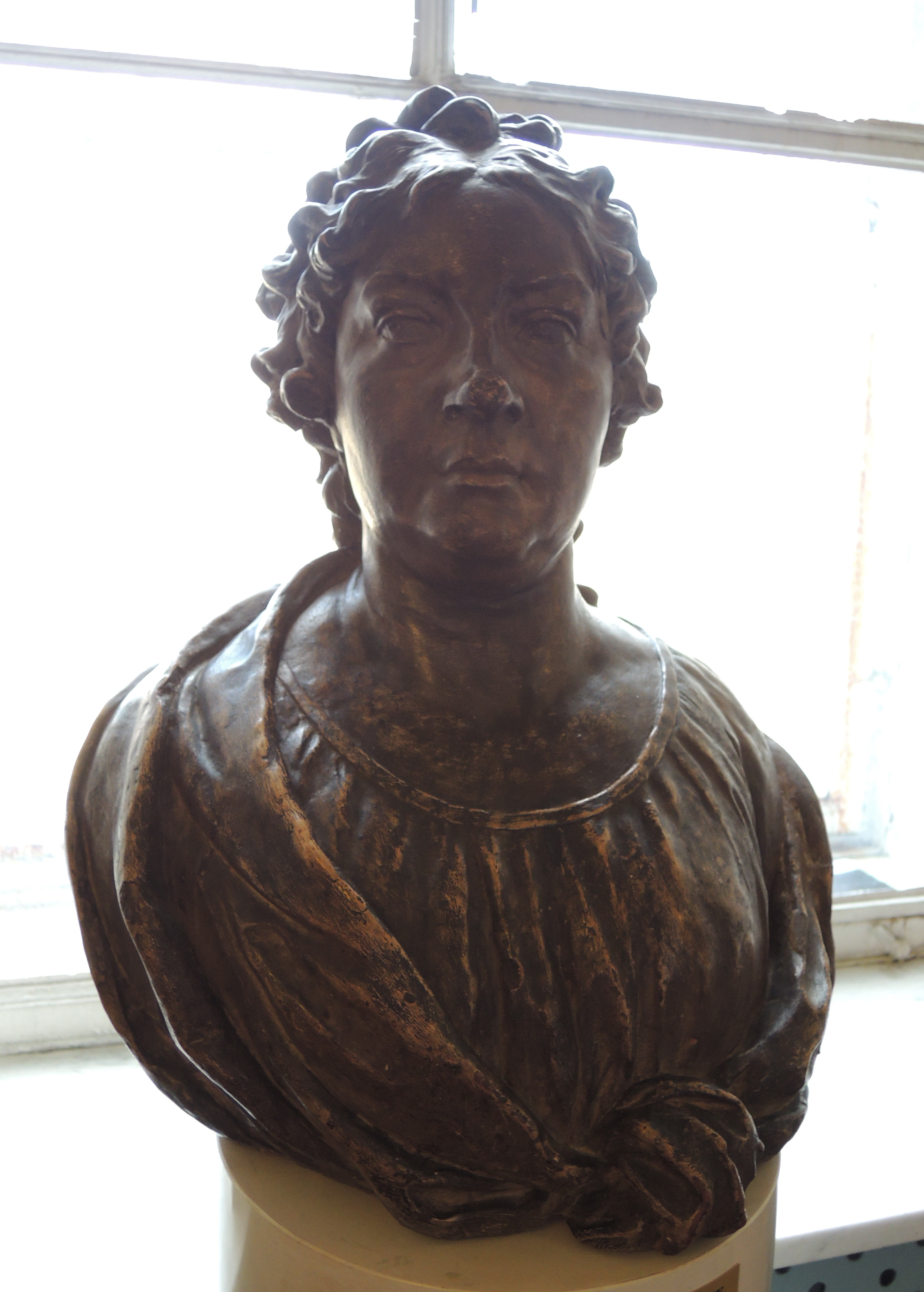
И. Прокофьев. «Портрет А.Е. Лабзиной», 1802, ГРМ
И. Прокофьев. «Борцы», 1818, ГРМ[3]
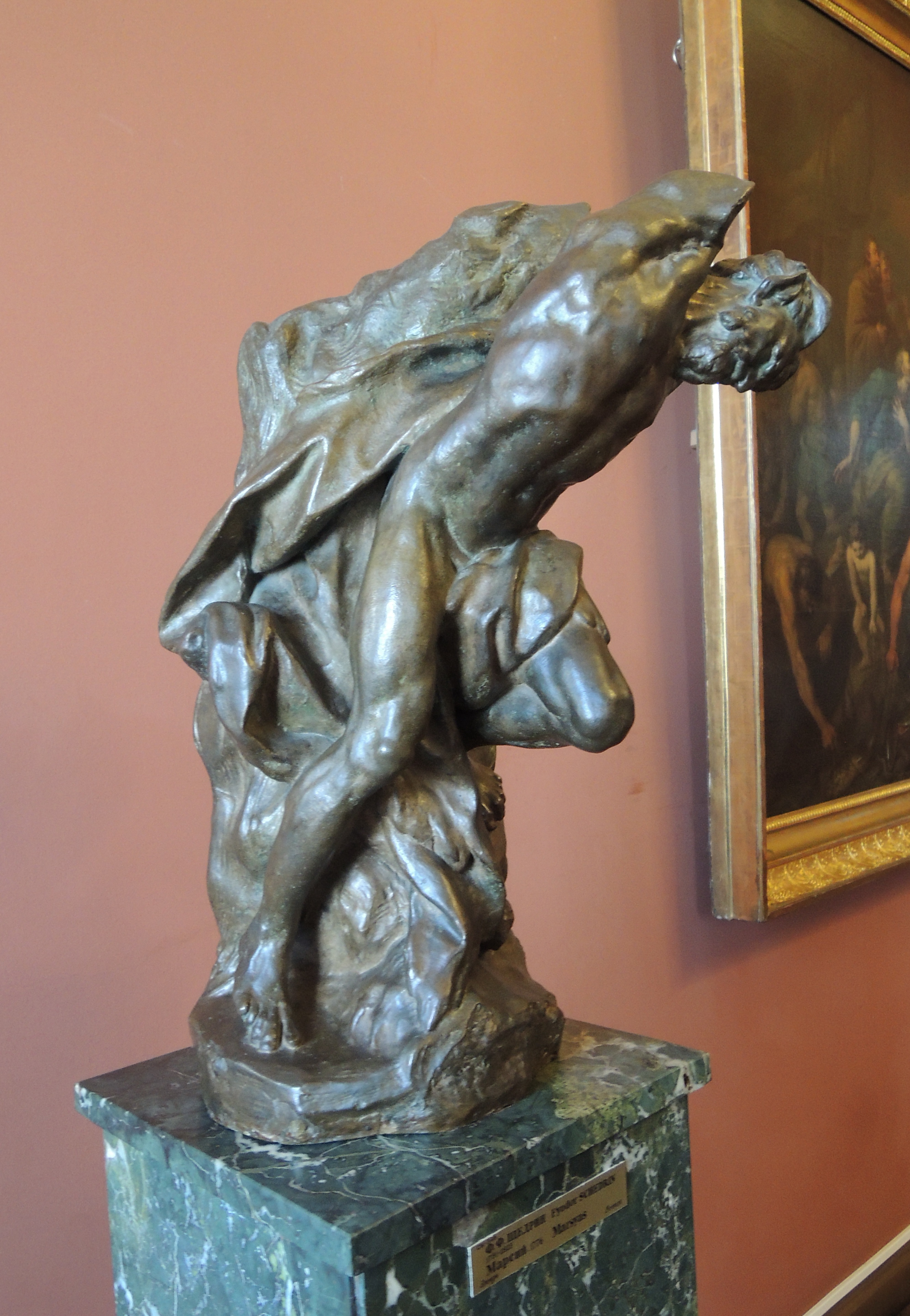
Ф. Щедрин. «Марсий», 1776, ГРМ
Ф. Щедрин. «Спящий Эндимион», 1779, ГРМ[3]
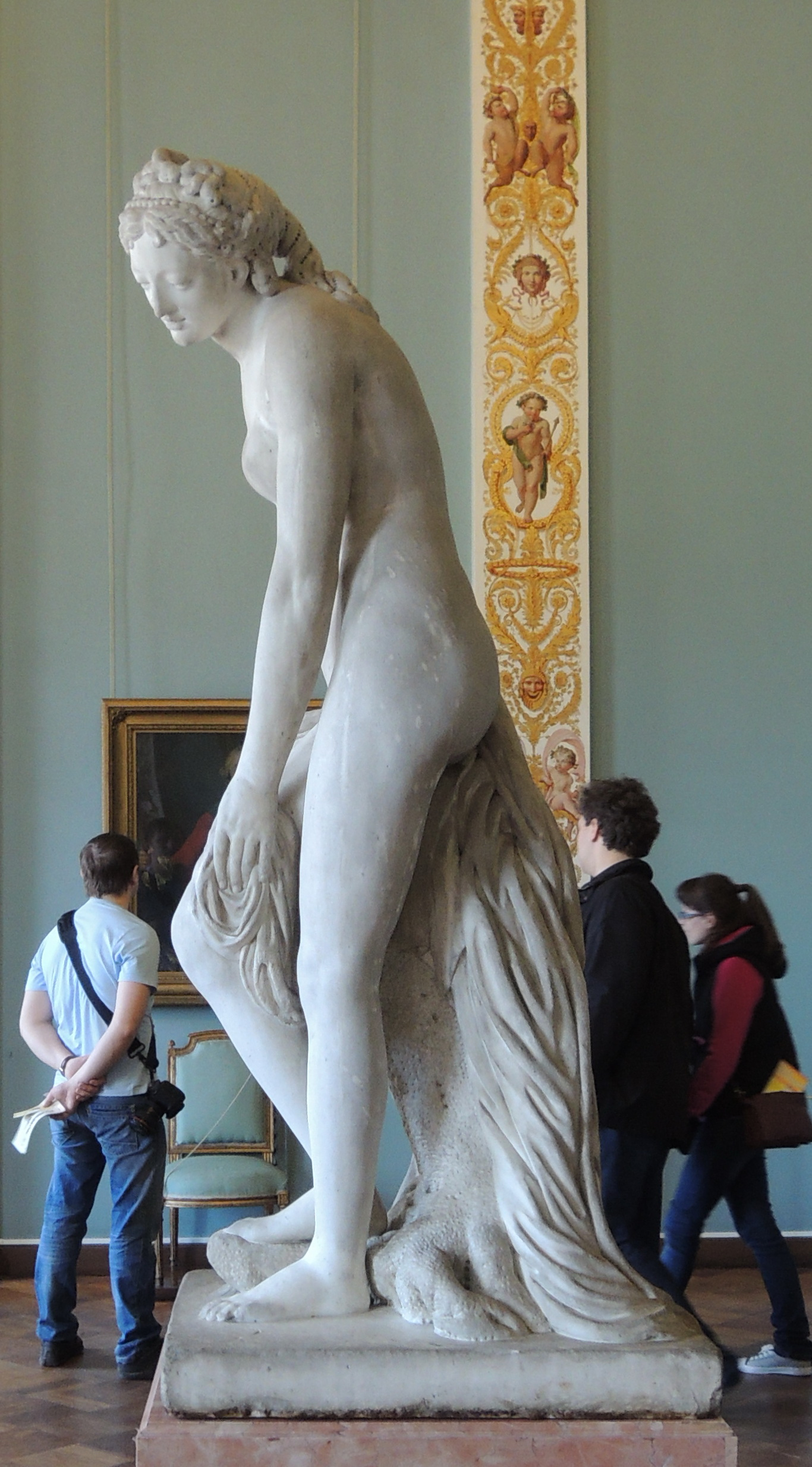
Ф. Щедрин. « Венера», 1792, ГРМ
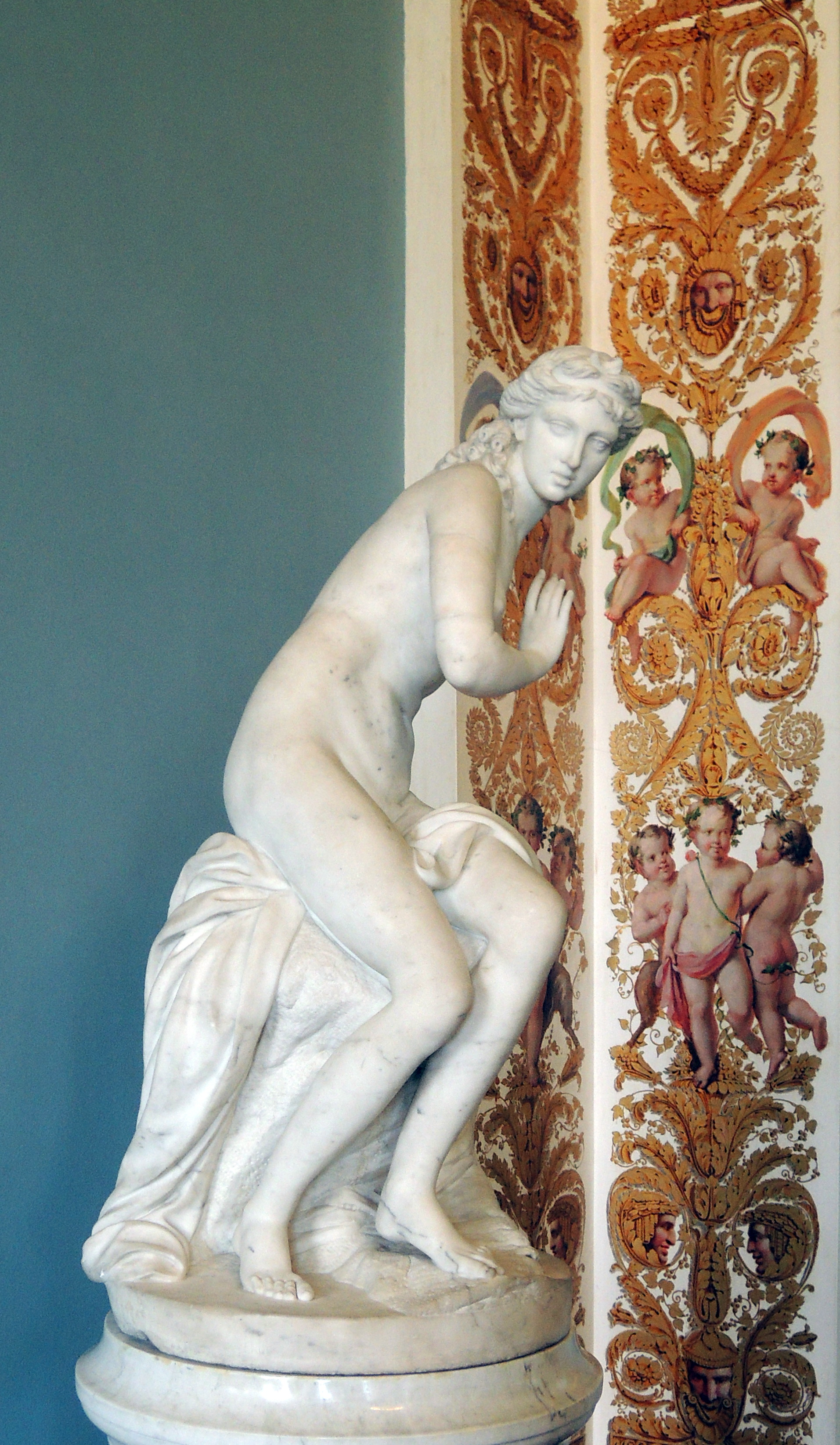
Ф. Щедрин. «Диана», 1795, ГРМ

#### Козловский
Михаил Козловский был наиболее значительной фигурой в области классицистической пластики конца XVIII века. Ему лучше прочих удавались произведения, исполненные большого гражданского звучания, насыщенные идеалами патриотизма («Геркулес на коне», «Яков Долгорукий», «Бдение Александра Македонского»), которые стали примером содержательности русской пластики. Особенно значительны его последние работы — фонтан «Самсон» и памятник Суворову в Петербурге, в которых русский классицизм XVIII века нашёл самое совершенное выражение.

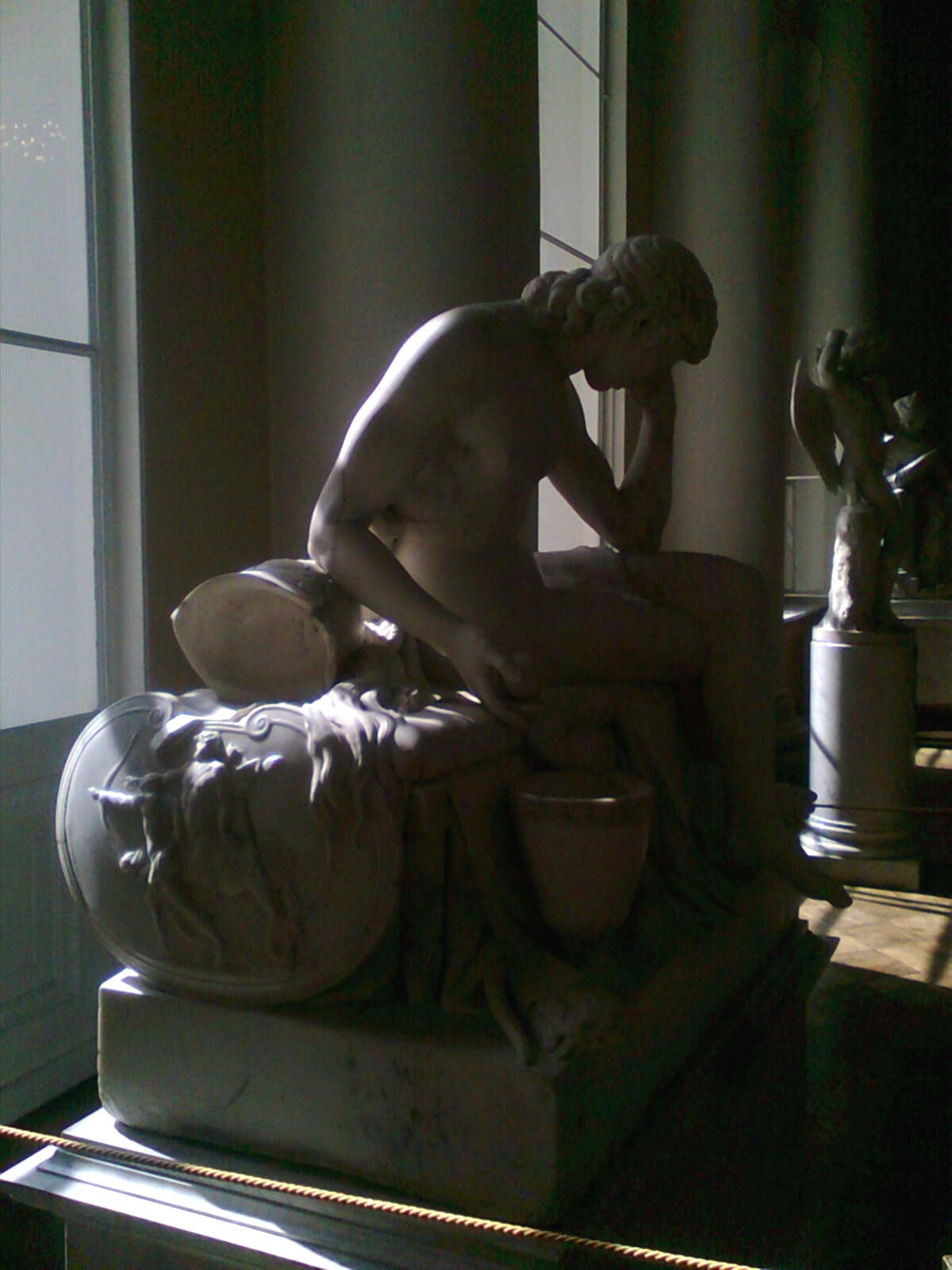
М. Козловский. «Бдение Александра Македонского», 1780-е, ГРМ
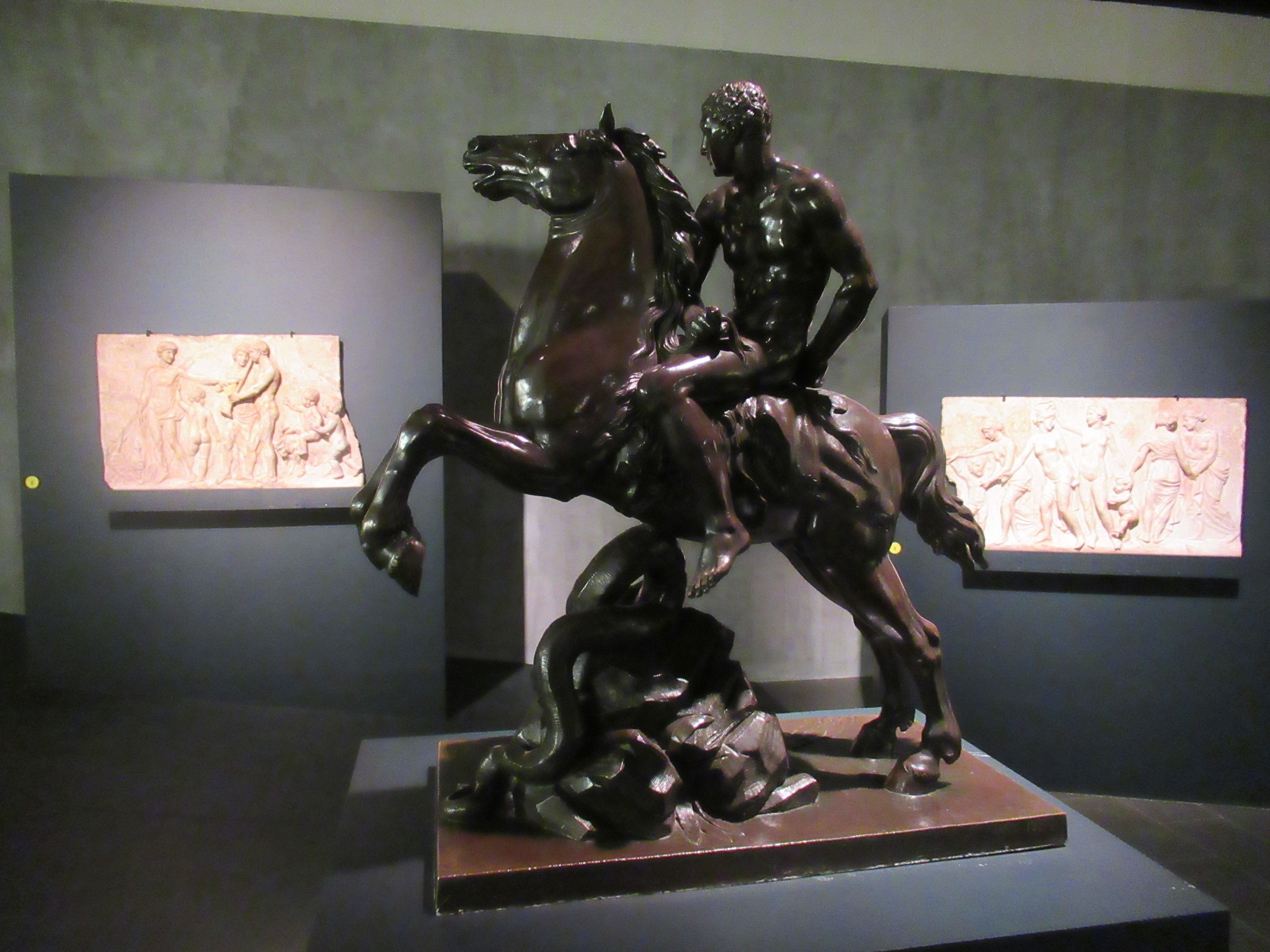
М. Козловский. «Геркулес на коне», 1799, ГМЗ Павловск
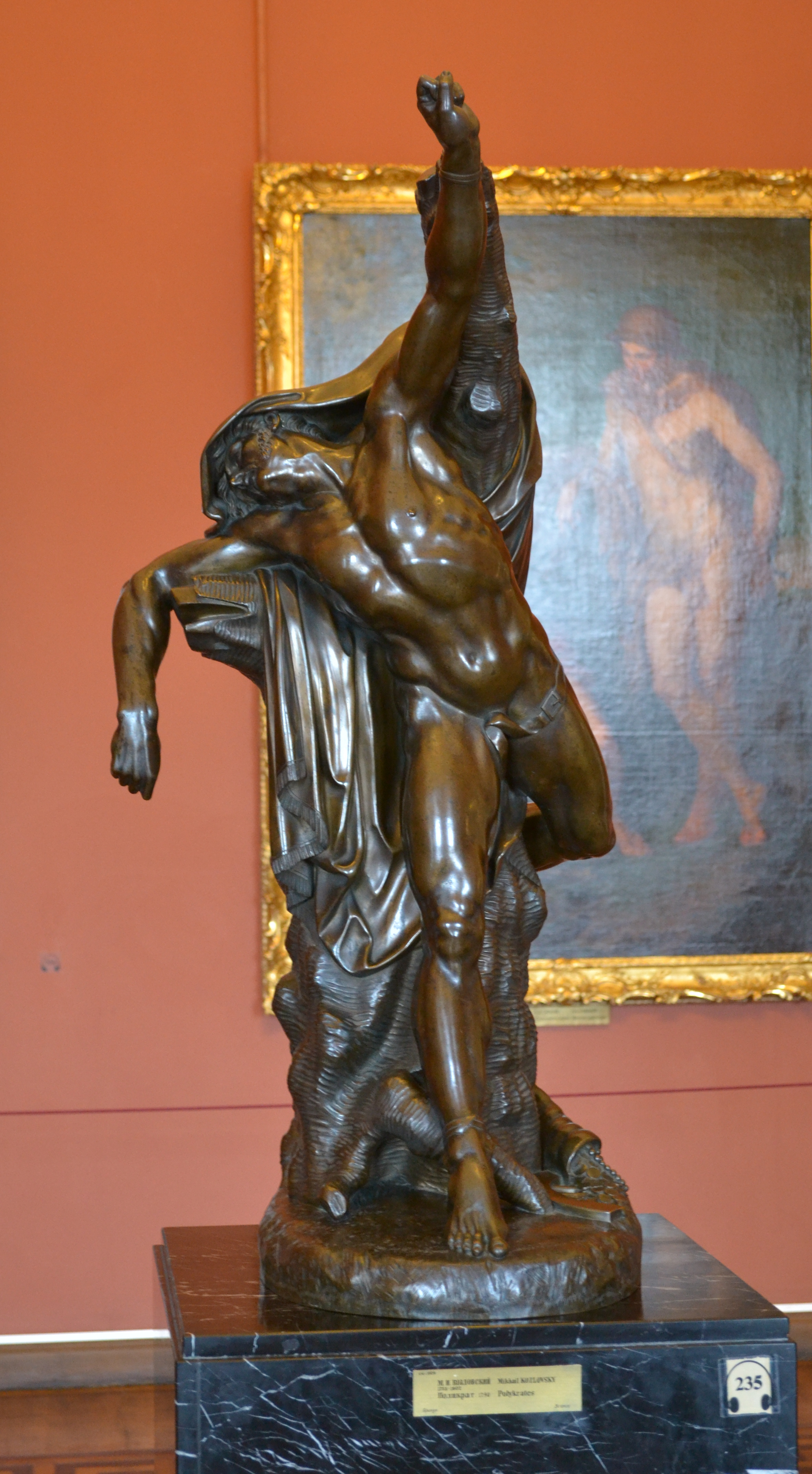
М. Козловский. «Поликрат», 1790, ГРМ
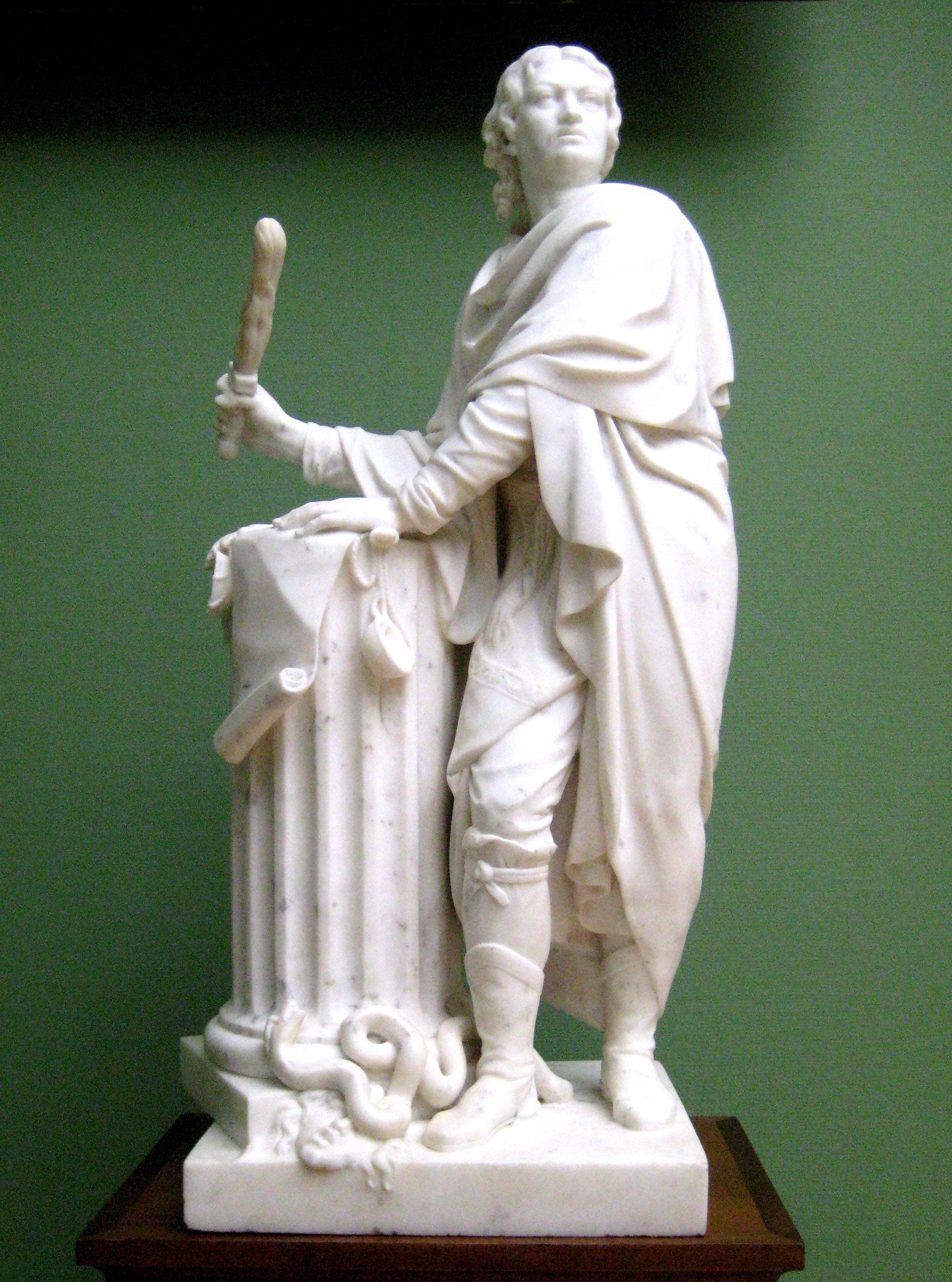
М. Козловский. «Яков Долгорукий, разрывающий царский указ», 1797, ГТГ (копия)
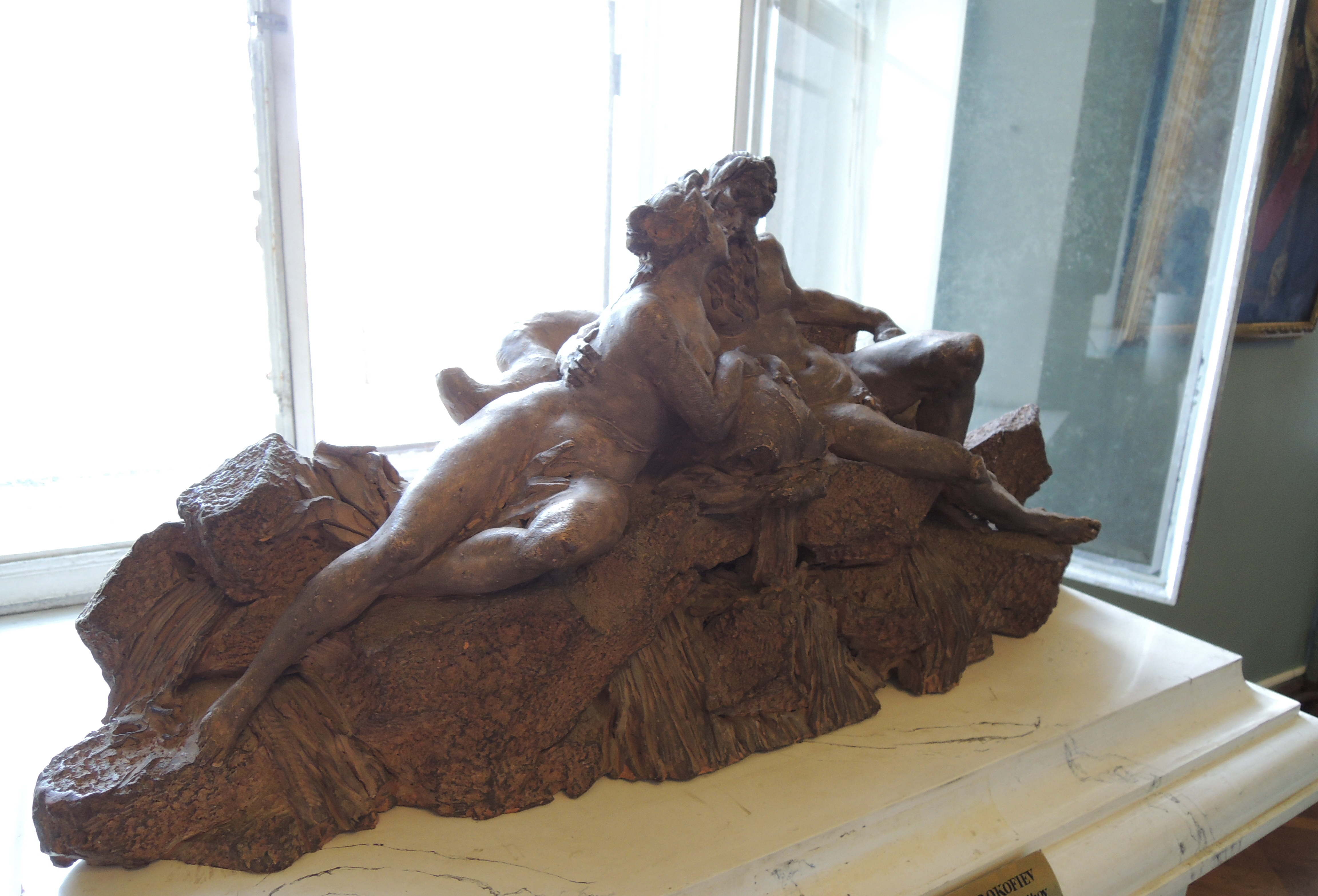
И. Прокофьев. «Волхов и Нева», 1801, ГРМ
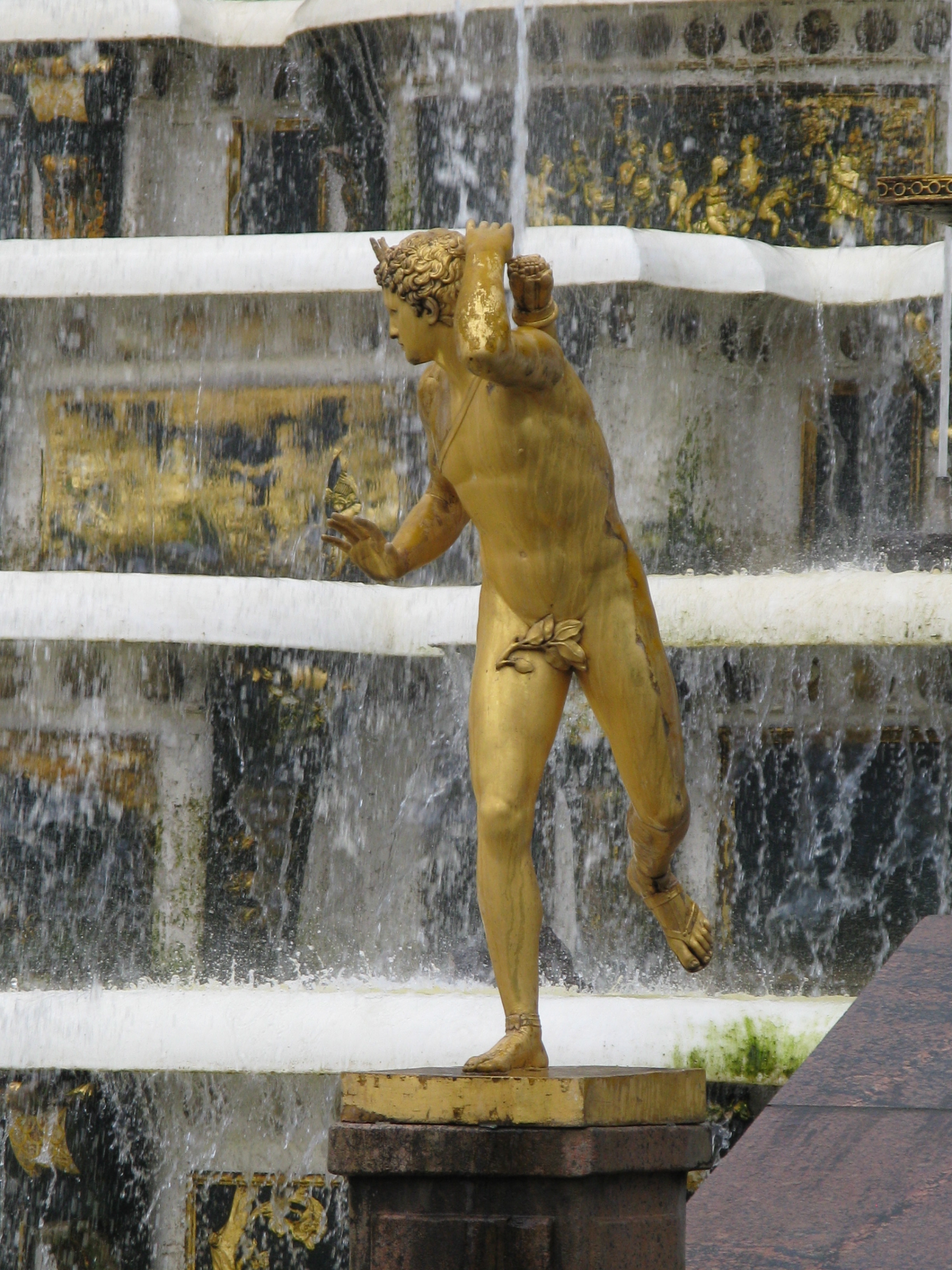
И. Мартос. «Бегущий Актеон», 1800, Петергоф, Большой фонтан
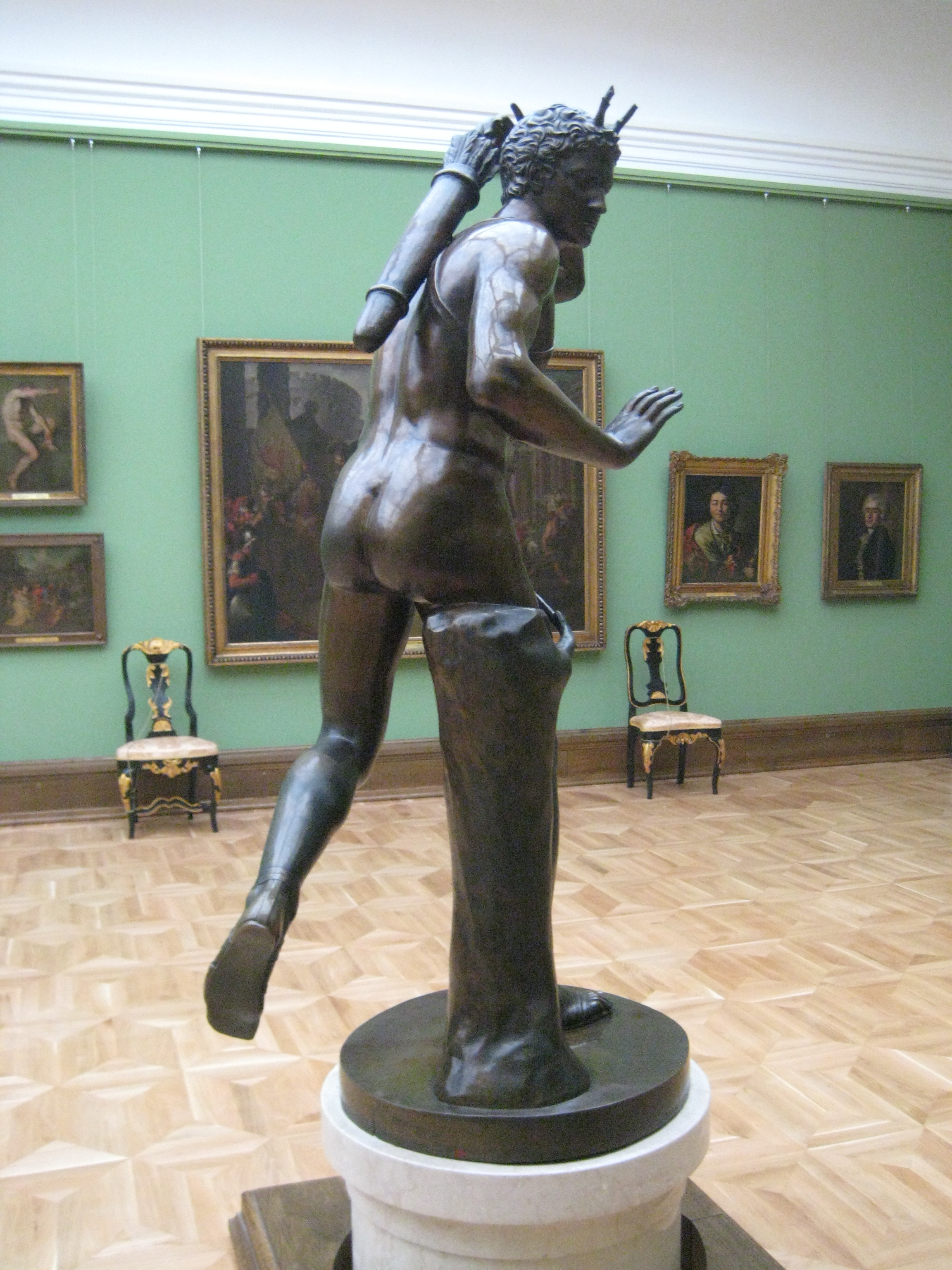
И. Мартос, «Бегущий Актеон», 1800, ГТГ (копия)
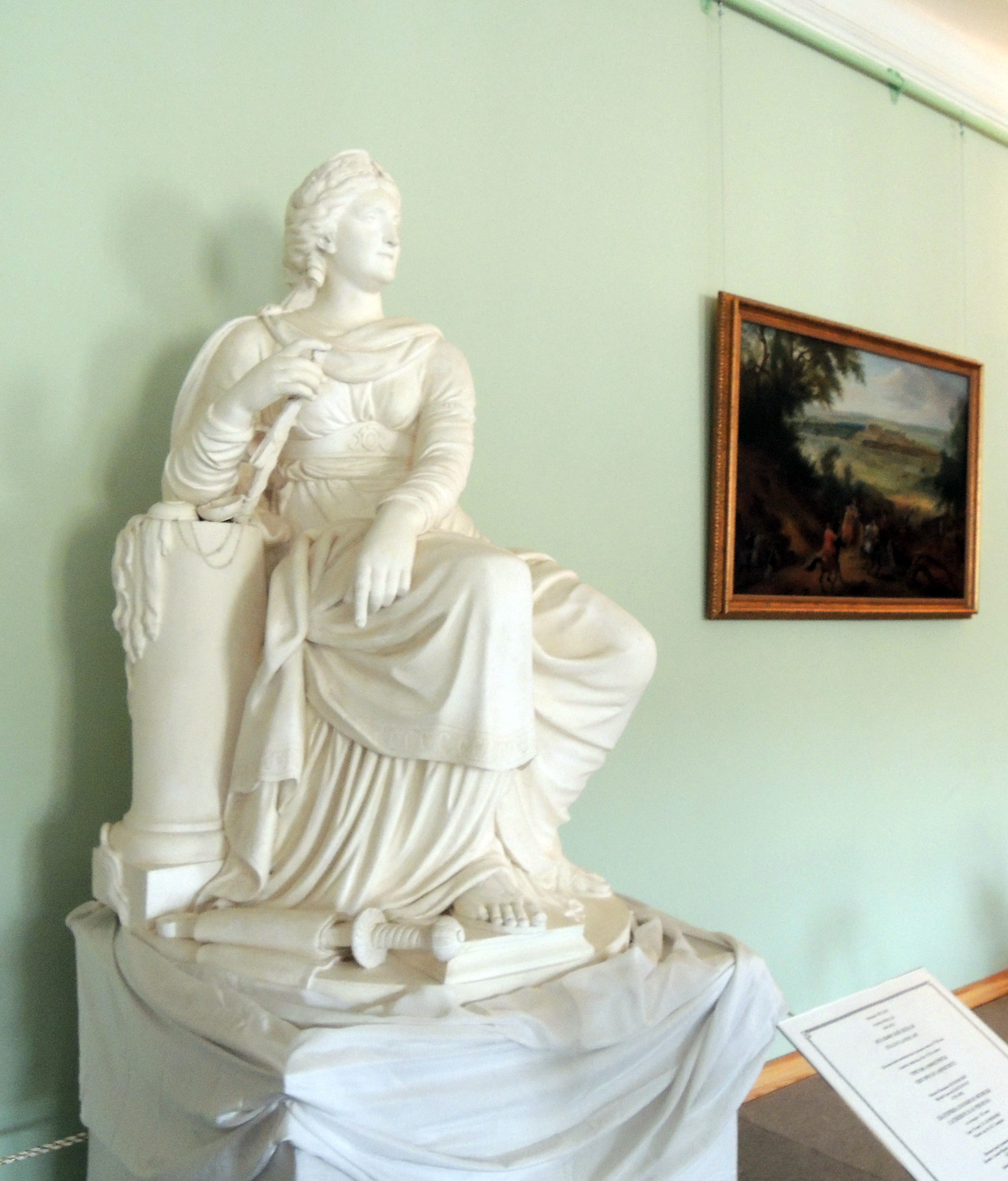
«Екатерина II в образе Фемиды» (усадьба Архангельское). Статуя выполнена по модели скульптора М.И.Козловского в 1819 году. Гипс. Отлив С.П. Камиони

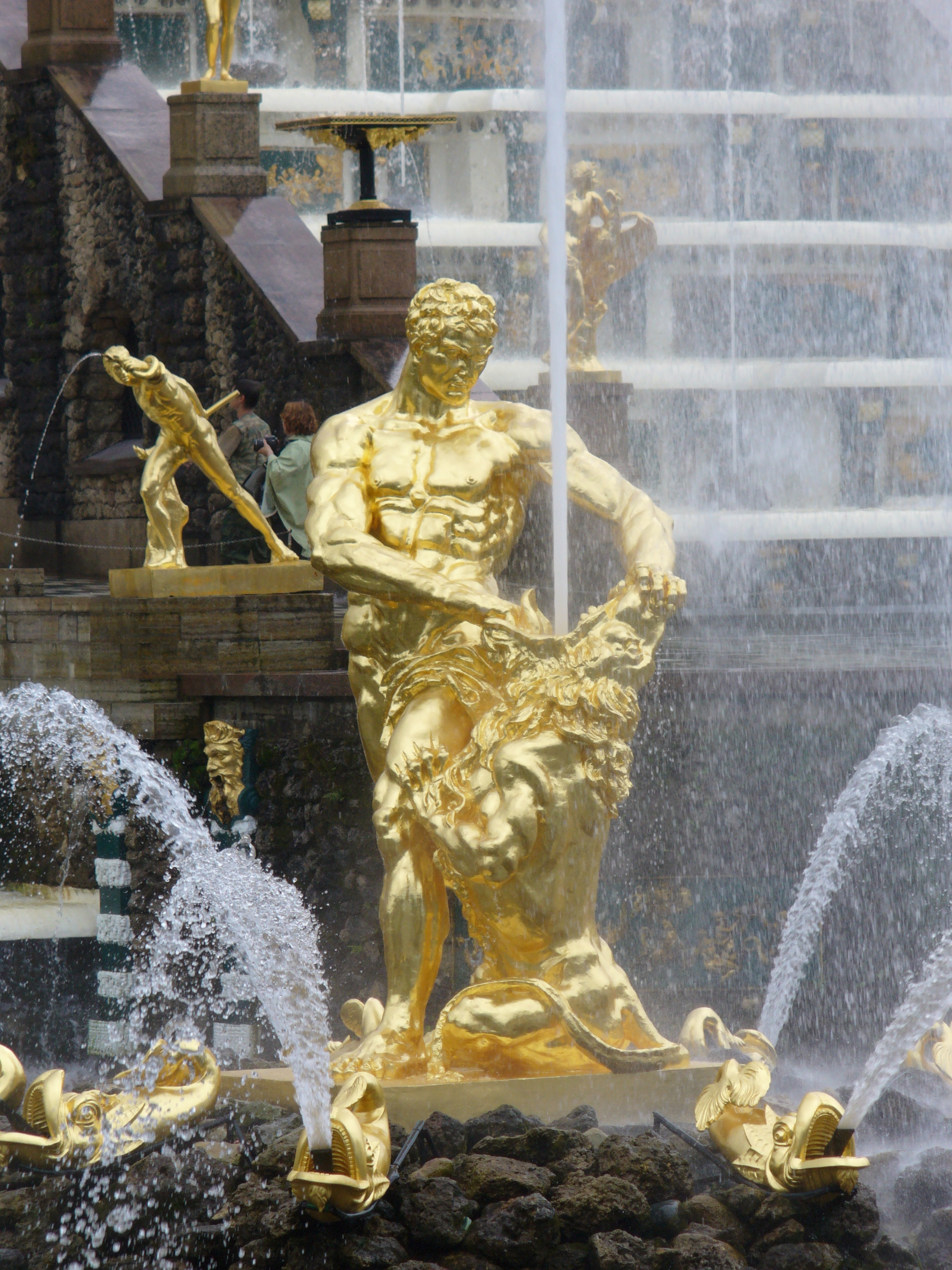
М. Козловский. Фонтан «Самсон», 1802, Петергоф, Большой каскад (реконструкция)

Фонтан «Самсон» — пластический и смысловой центр Большого Каскада Петергофского парка. Этот парк — один из самых значительных по своей художественной ценности. Над его Большим каскадом работал ряд иностранных и русских зодчих — Михаил Земцов, Жан-Батист Леблон, Бартоломео Франческо Растрелли, Джакомо Кваренги, Андрей Воронихин, Иван Старов, на всем протяжении XVIII века. Здесь была разрешена проблема синтеза искусств. Переустройство фонтанов Большого каскада, пришедших к началу XIX века в запустение, и замена статуй на новые, явилось крупнейшим событием русской пластики этого периода. Все, что было создано ранее, требовало восстановительных работ, и для этого привлечены лучшие художественные силы. Кроме отливок с античных статуй, были созданы новые серии: «Персей», «Сирены» и «Нева» Щедрина, «Волхов» Прокофьева, «Пандора» Шубина, «Актеон» Мартоса.
Памятник Суворову на Суворовской площади — вершина творчества Козловского-монументалиста. Полководец показан с мечом и щитом в руках, в порывистом движении, как античный герой. Здесь синтезируется идея гражданственности и триумфа. Памятник стал одним из самых популярных, и его можно воспринимать как итог развития русской пластики за прошедшее столетие.

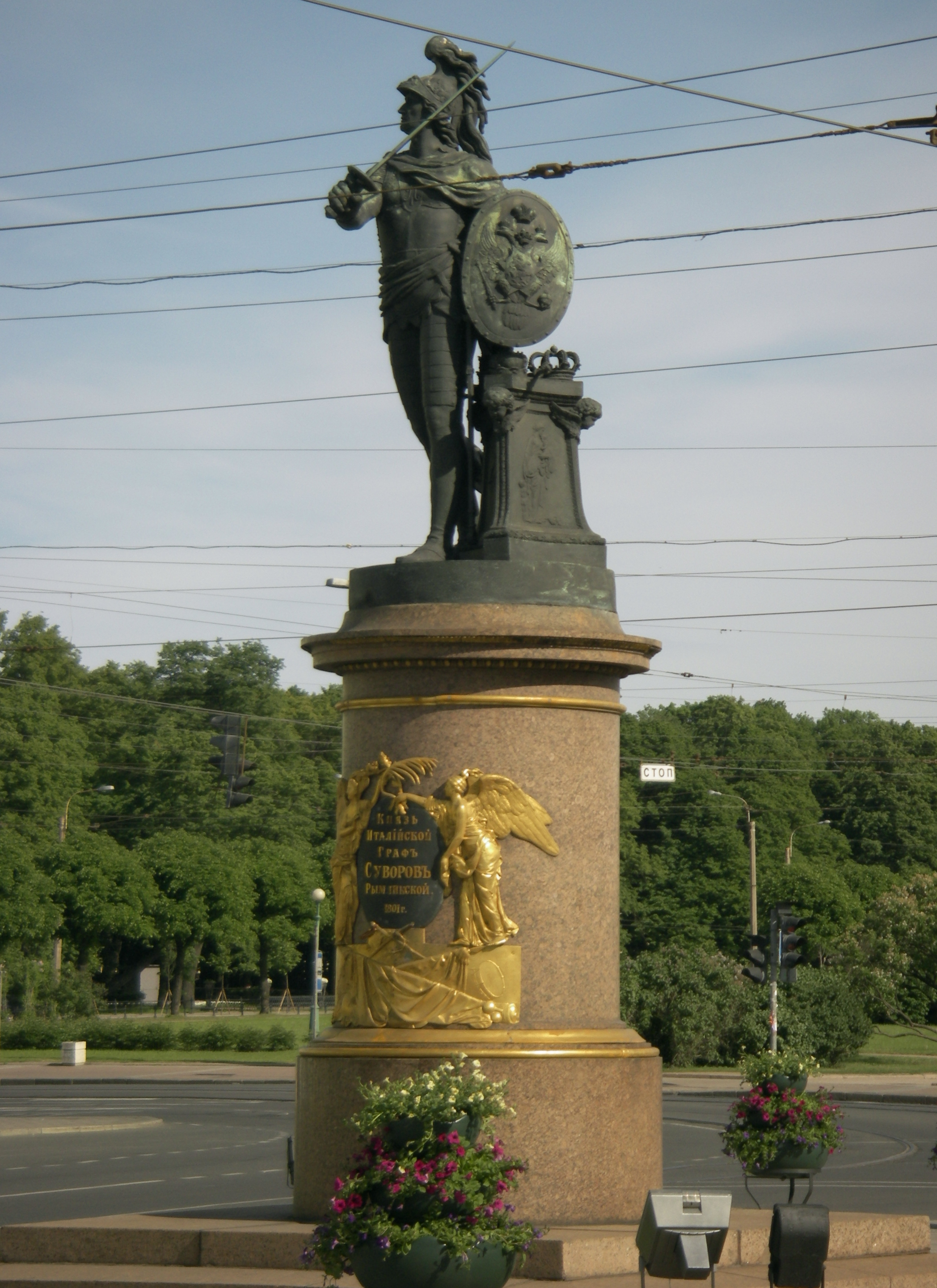
М. Козловский. «Памятник Суворову», 1801, Санкт-Петербург
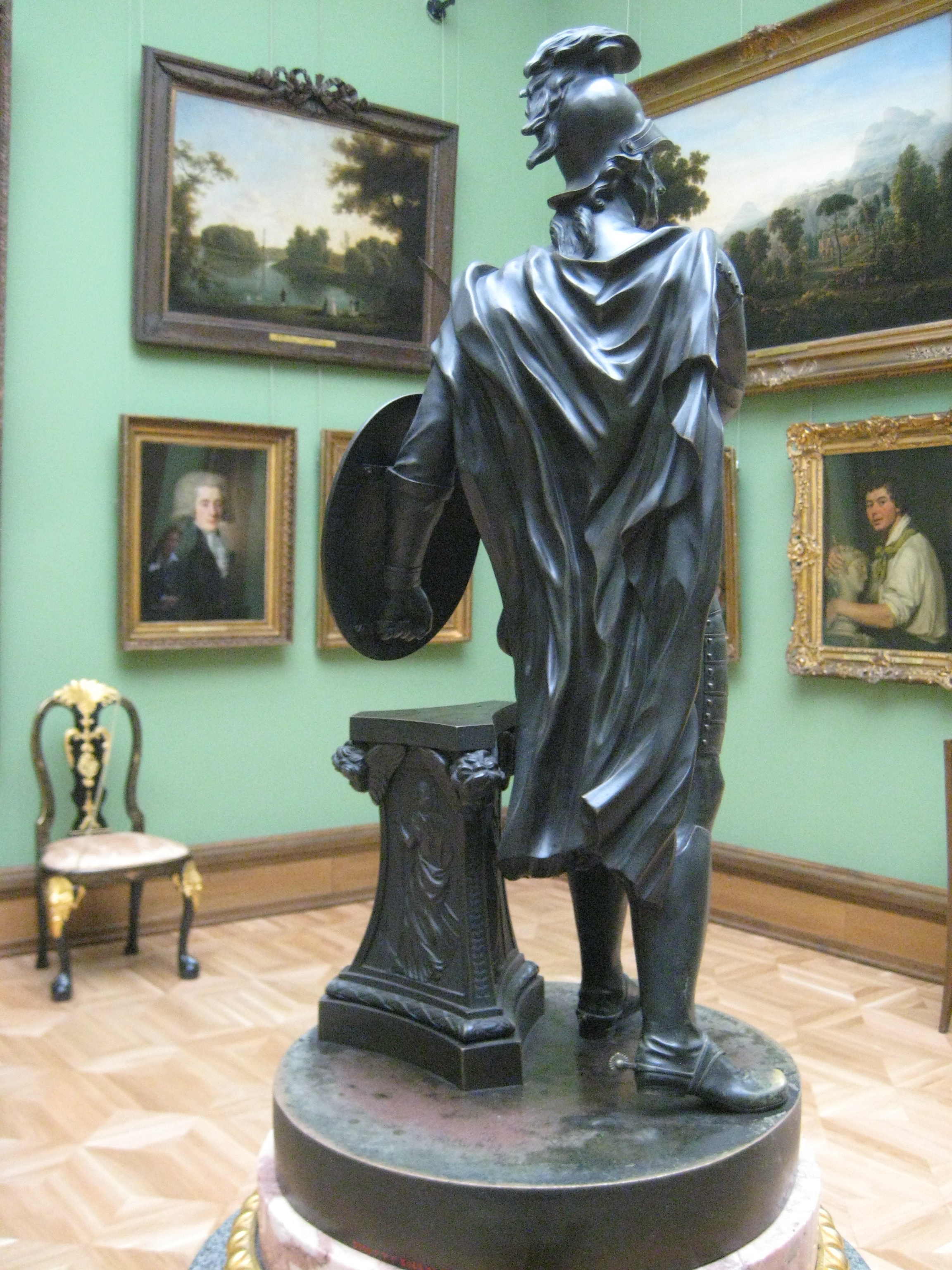
М. Козловский. «Памятник Суворову» (модель), ГТГ

### Провинциальное и народное искусство

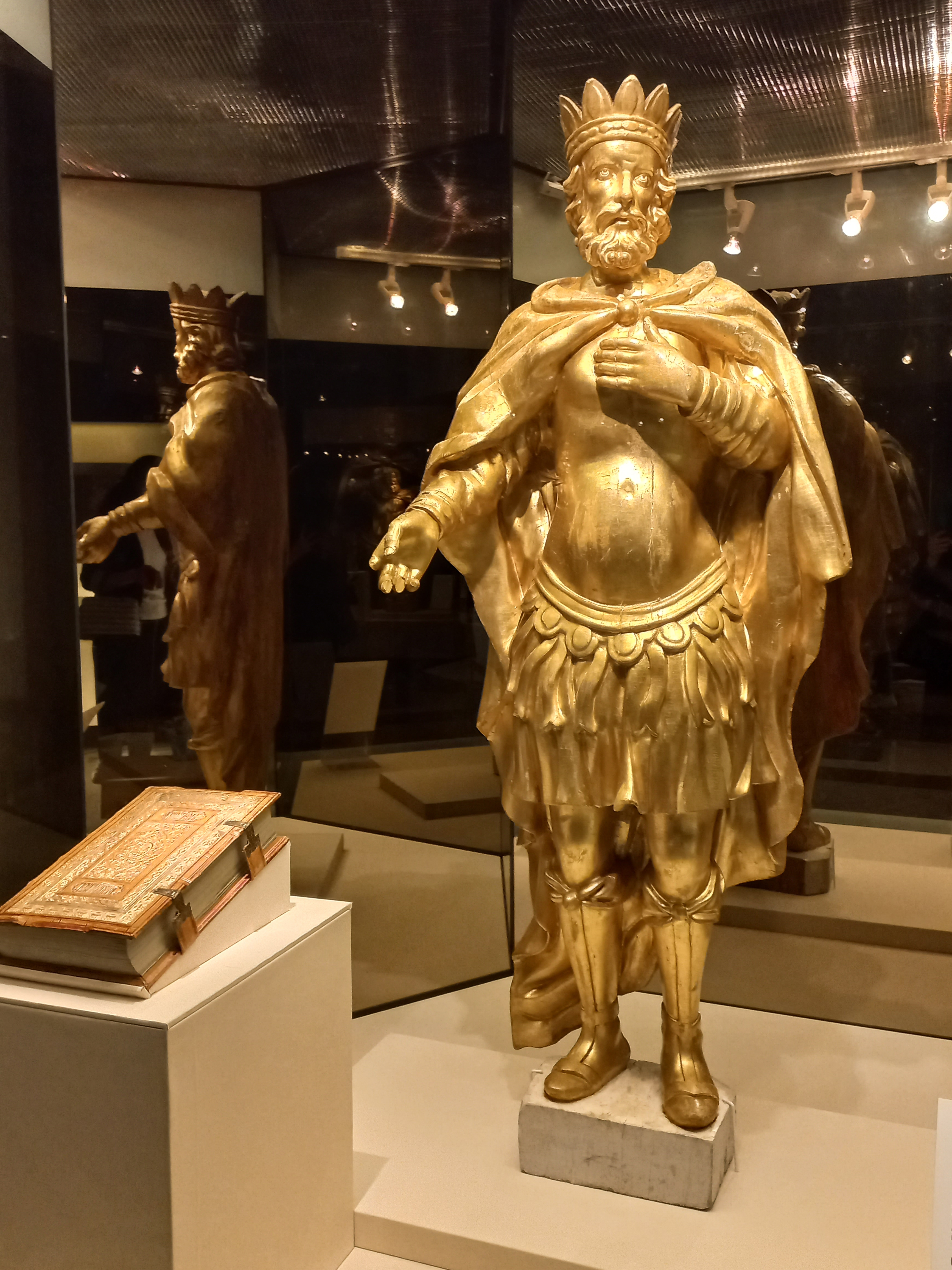
Позолоченная деревянная церковная скульптура «Царь Давид», 1760—1770-е, ГИМ

В российской провинции в II половины XVIII века создавались скульптурные и рельефные изображения святых. Иногда подобные фигуры даже получали широкое почитание у верующих как чудотворные. Среди таких изображений:
- «Нил Столобенский» — вырезанная из дерева и раскрашенная скульптура одноимённого святого, в настоящее время почитается Русской православной церковью как чудотворная. Предположительно, она создана в 1770-е — 1780-е годы для Покровского храма церкви Иоанна Предтечи Нило-Столобенской пустыни. В монастыре и окрестных деревнях было поставлено на поток создание изображений преподобного для паломников[6].
- «Параскева Пятница» из села Ильеши в Ленинградской области — вырезанная из дерева икона одноимённой святой, представляющая собой объёмное изображение. По местному преданию, она датируется примерно 1850 годом, однако, исследователи относят его к более раннему времени[7].

В отдельных регионах Российской империи существовала традиция скульптурного изображения «Христа в темнице» (или «Христа Страждущего»). Часто такую статую в церкви помещали в специально изготовленное помещение или глубокую тёмную нишу в стене. Перед ней зажигали лампаду. Одежду на статуе меняли. Обычно она была облачена в парчовое жёлто-золотистое облачение, но в дни Страстной недели её покрывали траурным чёрным бархатом, а на Пасху одевали в одежды из блестящей серебристой парчи.
Отдельное важное явление — Пермская деревянная скульптура.

## XIX век

### Ампир

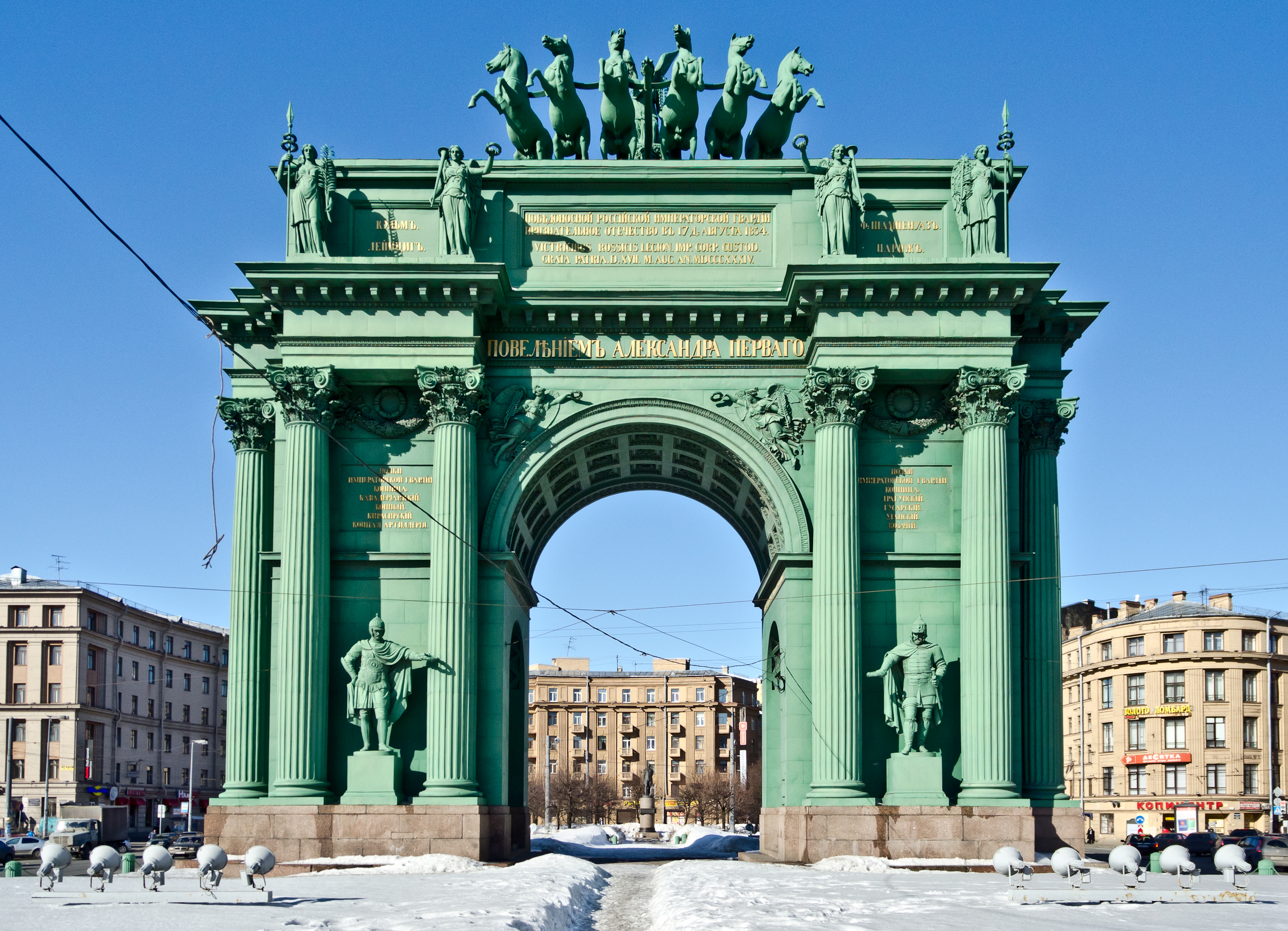
Нарвские Триумфальные ворота

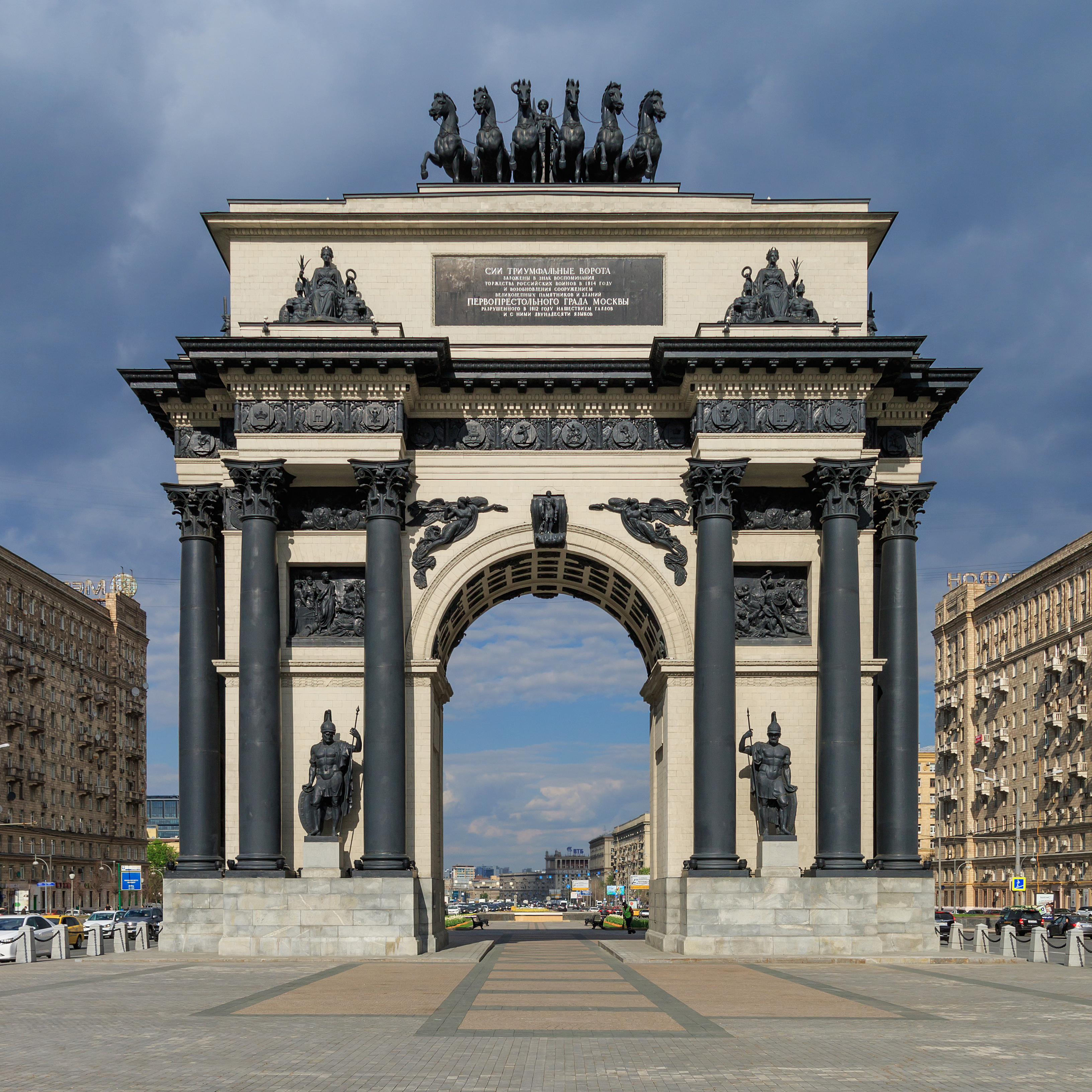
Триумфальные ворота в Москве

Скульптура начала XIX века отражает рост национального и общественного самосознания русского общества. Очень сильно на эти умонастроения повлияла борьба с Наполеоном. Отечественная война 1812 года породила высокий патриотизм, в искусстве отразившийся в интересе к воспеванию величия победившего народа.

#### Архитектурный декор
Для развития скульптуры этого периода оказался важен тот факт, что русская архитектура тогда поднялась на не бывало высокий уровень. В Петербурге, Москве и других городах возводились величественные сооружения и целые ансамбли, которые значительно меняли облик городов. Архитекторы Андреян Захаров, Андрей Воронихин, Жан-Франсуа Тома де Томон, Карл Росси — придали русской архитектуре торжественное величие, свойственное александровскому ампиру. Архитекторы активно сотрудничали со скульпторами, мастерами декоративной пластики, ведь скульптура обогащала архитектурные сооружения, внося в них силу конкретно-чувственного образа, углубляющую содержание построек и делающие их ближе и понятней. «Пластика развивалась в тесном единстве с поисками в области зодчества. Этим, между прочим, объясняются достижения в области синтеза искусств, до сих пор сохранившие значение высокого образца. Декоративная скульптура вводилась в архитектуру не как простое украшение, а как необходимая часть сооружения, связанная с ним тысячью нитей, обогащающая его содержание и вносящая пластическую красоту в замысел архитектора».

Таково, например, здание Адмиралтейства (1823), которое невозможно представить без декоративного убранства. По словам его автора архитектора Захарова, без скульптуры оно теряет пропорции и красоту. Пластика Адмиралтейства стала классическим примером синтеза искусств. Над ней трудились лучшие мастера — Феодосий Щедрин, Василий Демут-Малиновский, Степан Пименов, Иван Теребенёв. При создании здания архитектор подробно разработал систему убранства, определив для каждого скульптора участок работ, общий силуэт и масштабность декоративных элементов. 

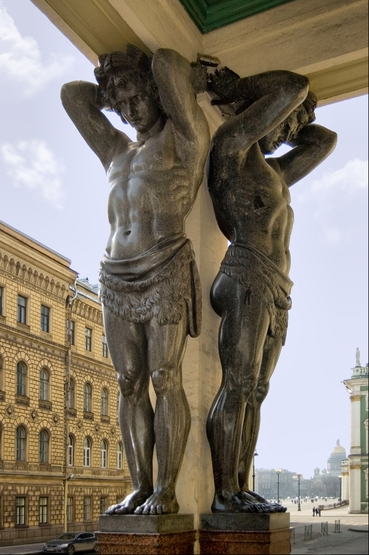
А. И. Теребенев. Фигуры атлантов в портике Нового Эрмитажа, 1849

Эта общая схема послужила руководством для скульпторов самого разного дарования и мастерства, которым удалось выразить общий замысел Захарова, сохранив своеобразие в частном. Важную роль в общем композиционном замысле играют «Морские нимфы» работы Щедрина — это наиболее яркое и зрелое произведение скульптора. По четырём углам аттика стоят фигуры Ахилла, Пирра, Аякса и Александра Македонского, скульптуры по наверху башни а также по углам четырёх фронтонов — аллегории 12 месяцев (скульпторы Щедрин, Демут-Малиновский и Пименов). Над «Нимфами» установлен знаменитый горельеф Теребенева «Возрождение флота в России». Им же выполнены рельефы для фронтонов портиков с изображением летящих Слав. «Успех этой грандиозной коллективной работы во многом объясняется тем, что вся скульптура была создана по единому плану зодчего и пронизана единым содержанием. В аллегорических композициях художники передали идею мощи России как великой морской державы, владычицы морей. Была найдена самобытная монументальная форма, которая придала сооружению неповторимую декоративную красоту».

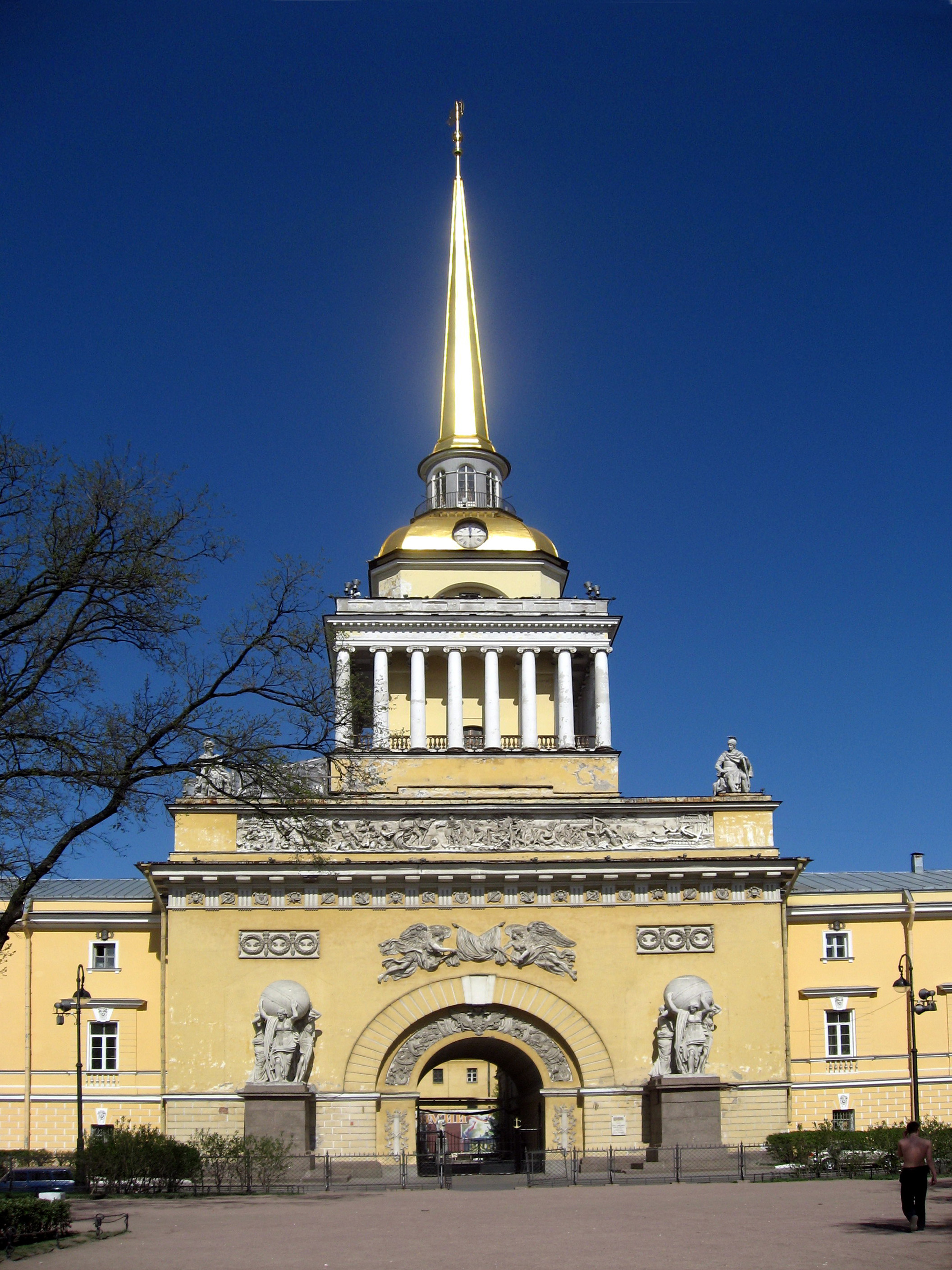
Здание Адмиралтейства
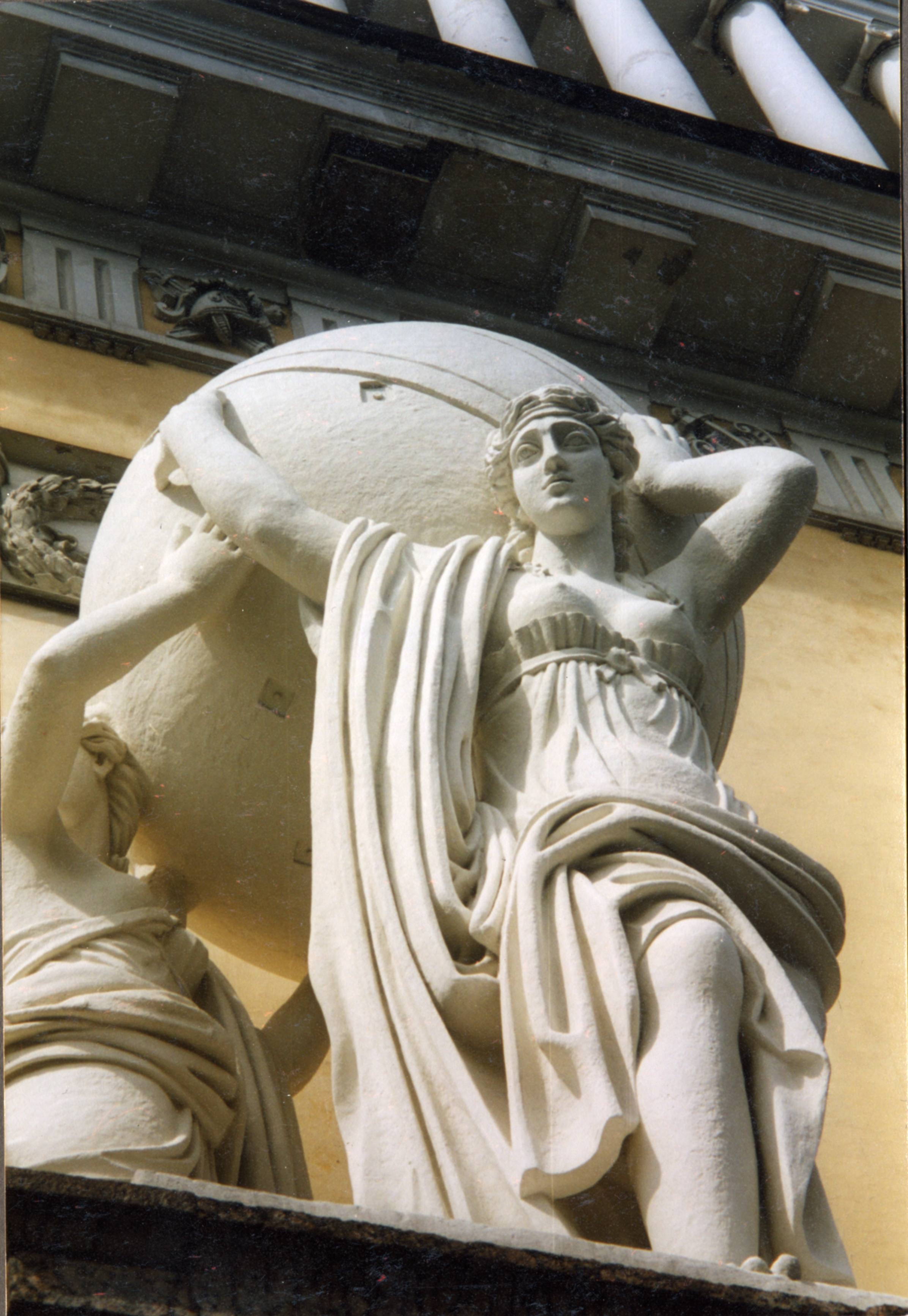
Ф. Щедрин. «Морские нимфы» на южном фасаде Адмиралтейства, 1812
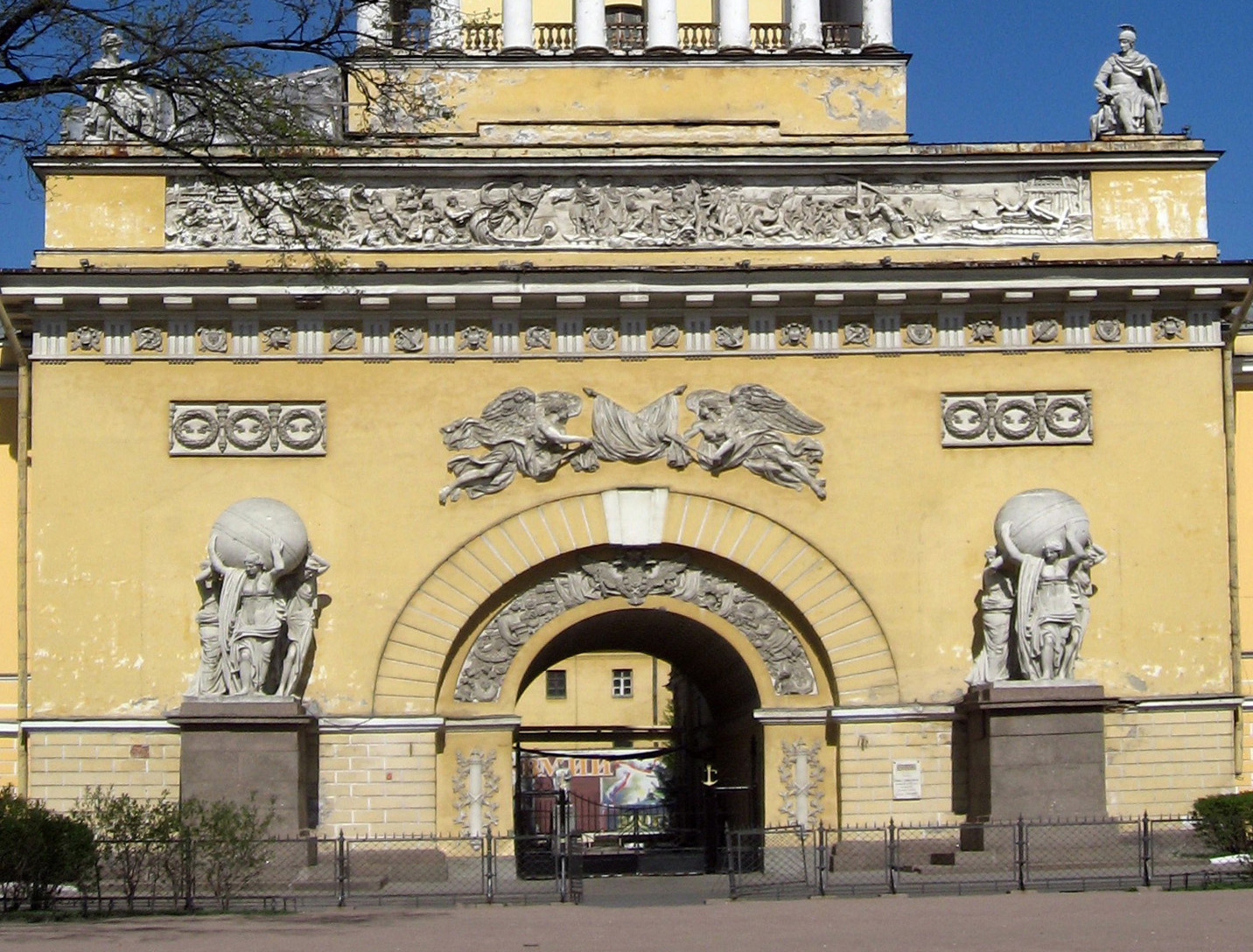
Южный фасад Адмиралтейства
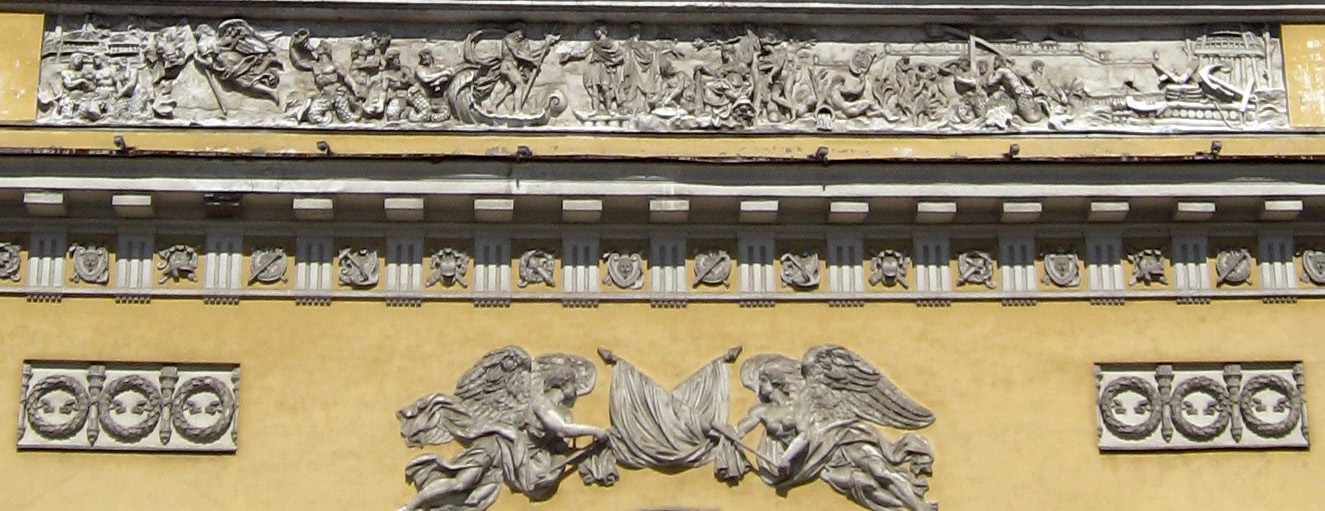
И. Теребенев. Панно «Возрождение флота в России», под ним «Летящие Славы» на южном фасаде Адмиралтейства, 1812
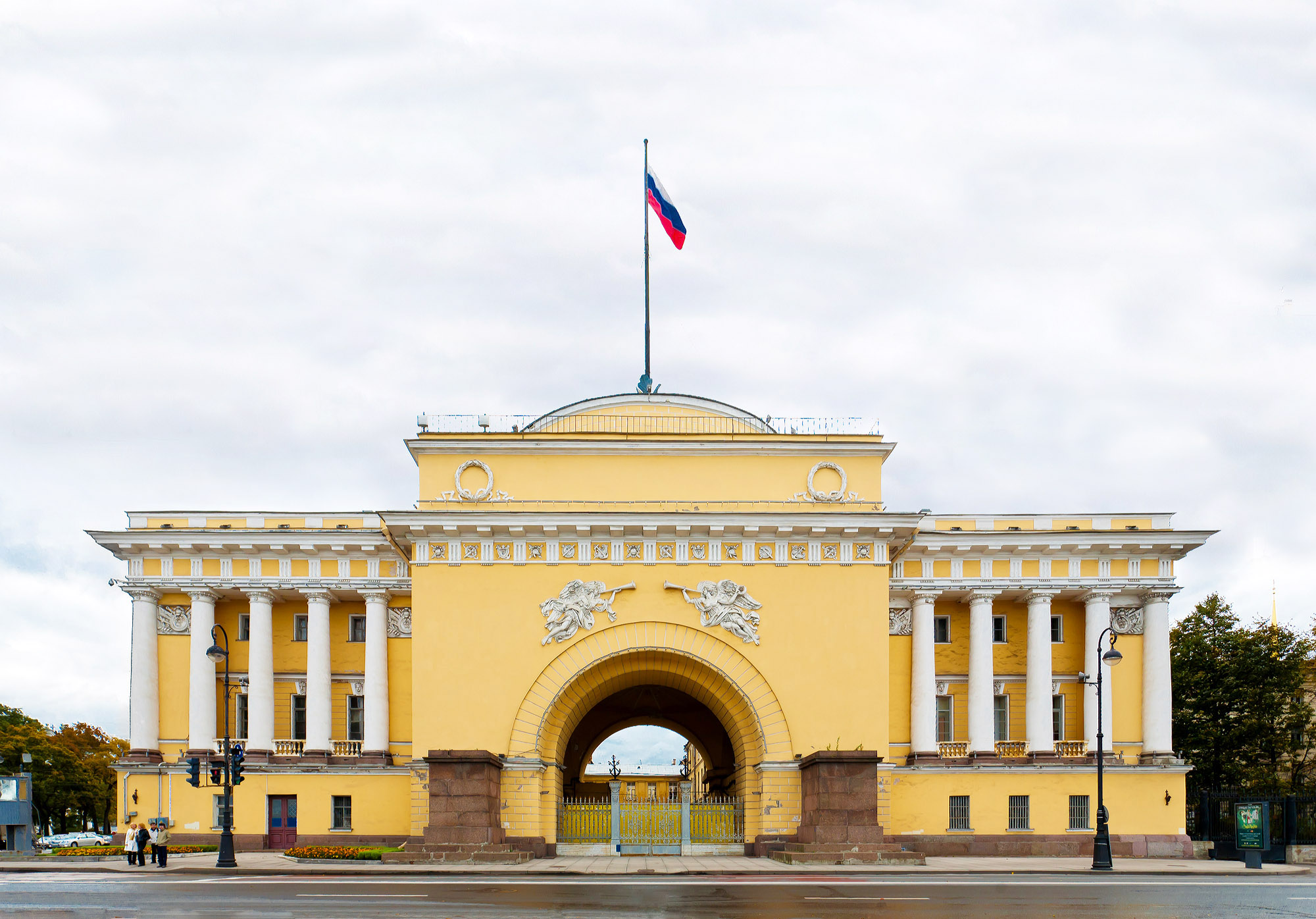
Северный фасад Адмиралтейства
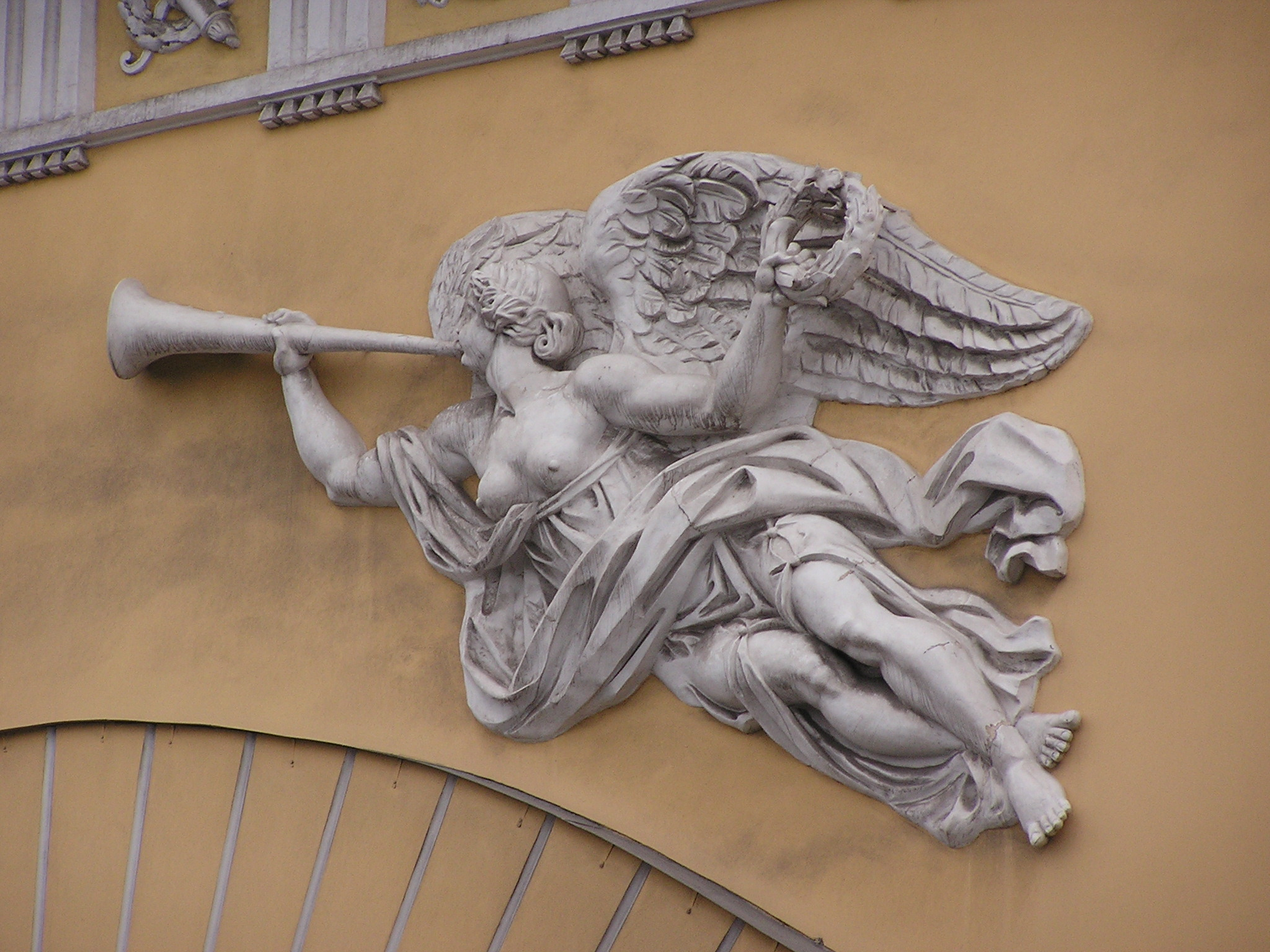
И. Теребенев. «Гений Славы, трубящий победу» на северном фасаде Адмиралтейства

«К лучшим образцам декоративной пластики того времени относятся также украшения здания Биржи в Петербурге, построенной Томоном, и особенно фигуры, сидящие у Ростральных колонн».
Раньше, в XVIII веке, скульптурные украшения во многих случаях являлись абстрактными аллегориями, то теперь их смысл стремились активно связывать с реальностью, предназначением сооружения. Характерные примеры — убранство арки здания Главного штаба, созданное Василием Демут-Малиновским и Степаном Пименовым, московские Триумфальные ворота работы Ивана Витали и Ивана Тимофеева, Нарвские триумфальные ворота работы Демута-Малиновского и Пименова вместе с Петром Клодтом. «В этих образцах звучали патриотические идеи, утверждался героизм русского народа, одержавшего блистательную победу в войне с французами». Типичные черты: фигура Славы на колеснице, фигуры воинов, торжественный ритм коней, которые влекут победную колесницу, летящие славы, военная арматура, аллегорическое изображение освобождения Москвы и т. п. «Трудно представить себе архитектуру классицизма без этой пластики. Она стала неотъемлемой частью стройных и строгих портиков, арочных пролётов. Она органически слилась с городским ансамблем, придала ему особую, строгую красоту, углубила содержание архитектуры, обогатила её живописностью объёмов, игрой светотени». Скульпторам того времени удавалось передать значительное содержание в форме строгой величавости.

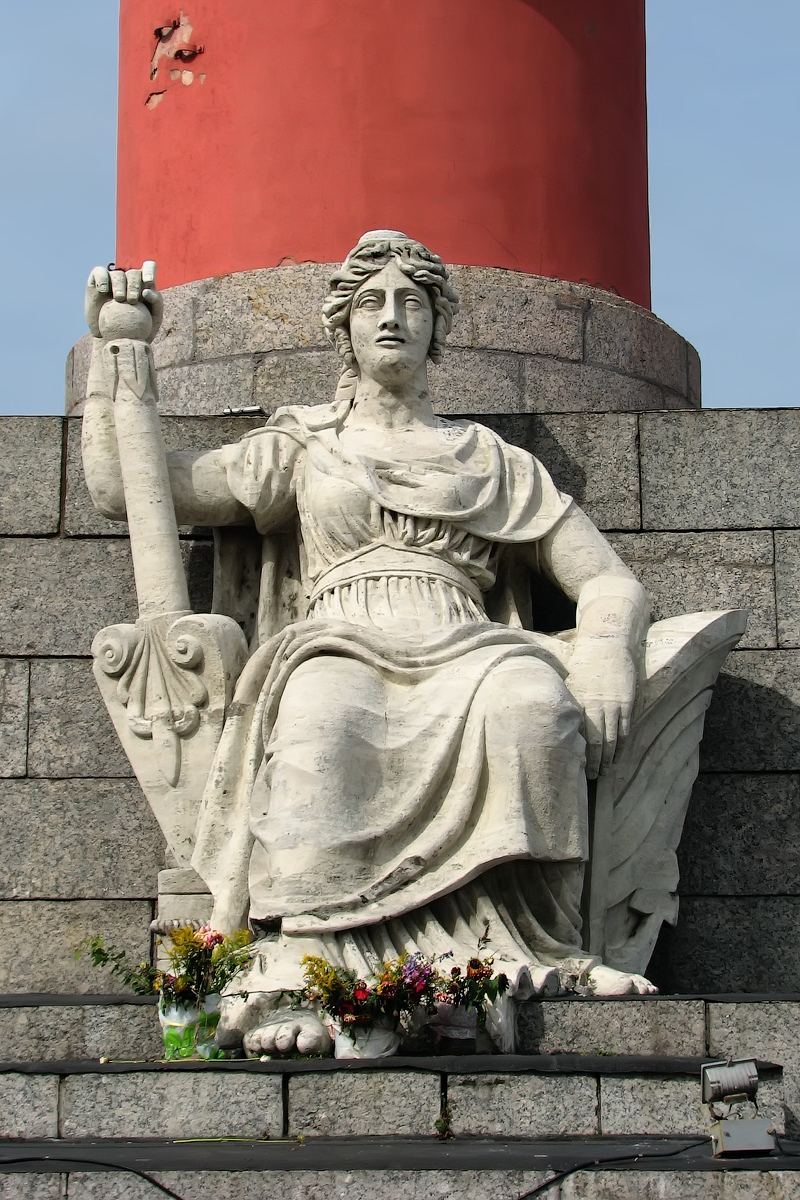
Ростральная колонна в Петербурге. Аллегорическая женская фигура («Аллегория реки Невы»). 1810. По моделям французских скульпторов И. Камберлена и Ж. Тибо
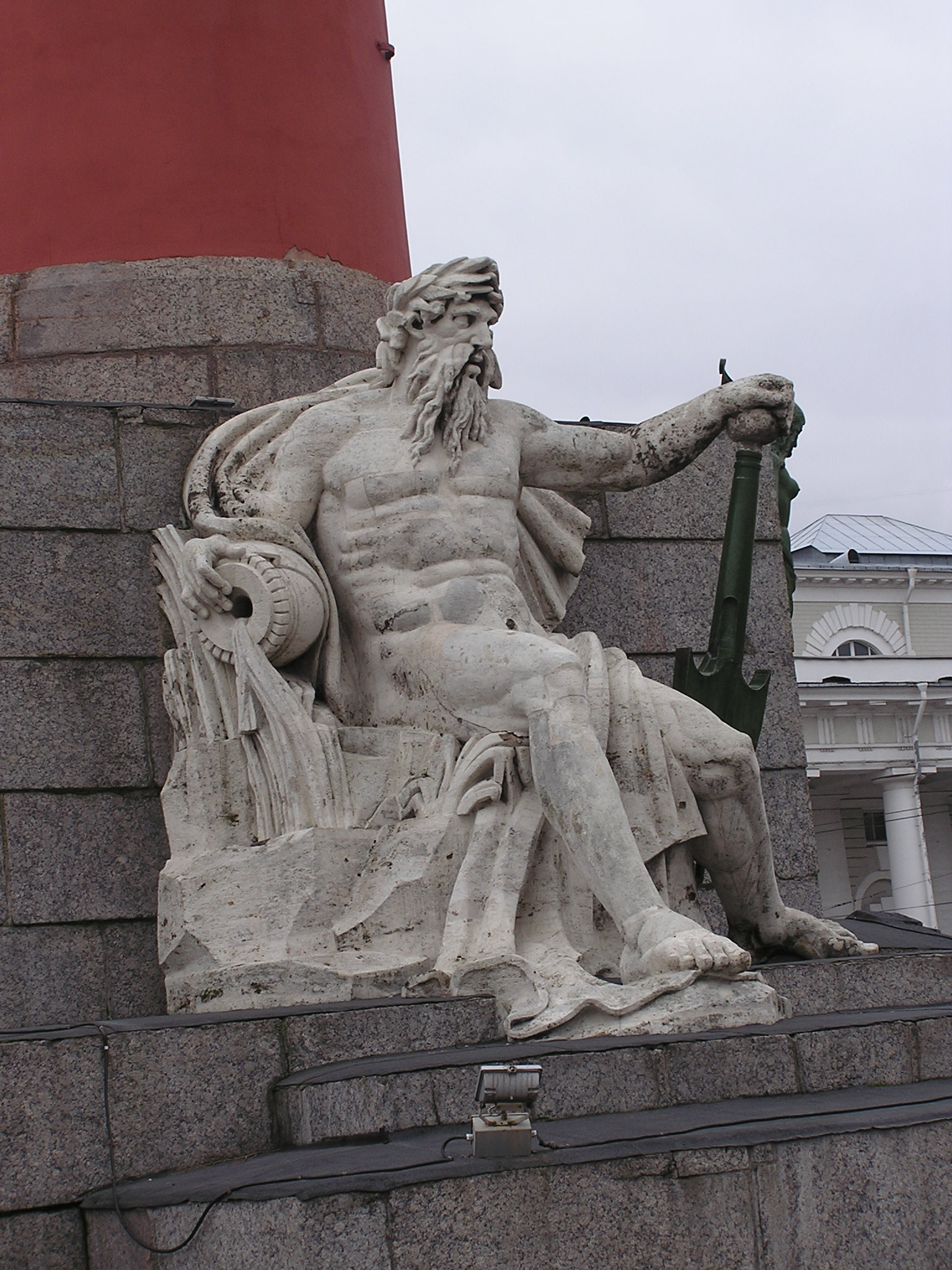
Ростральная колонна в Петербурге. Аллегорическая мужская фигура. 1810
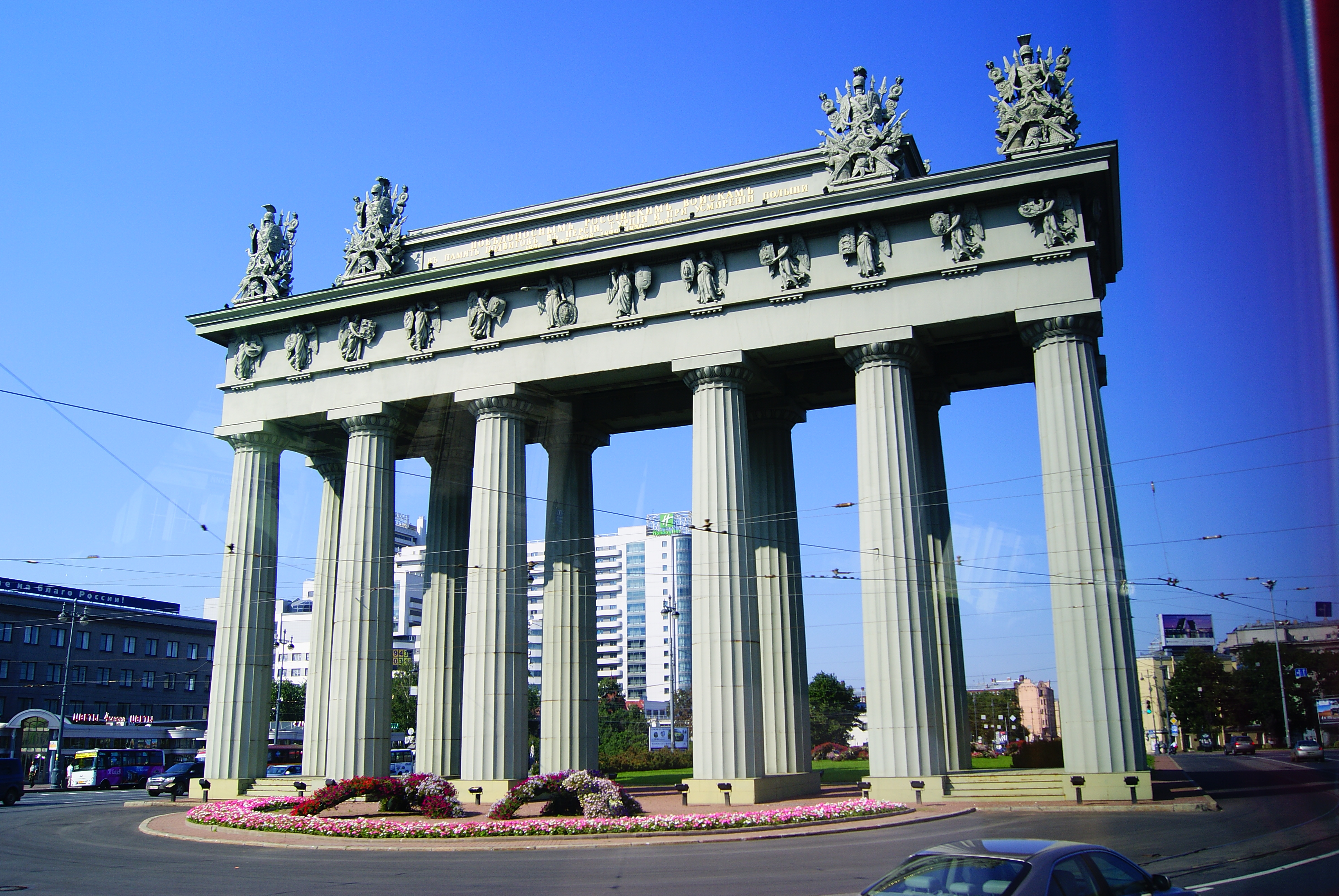
Московские ворота. 1838
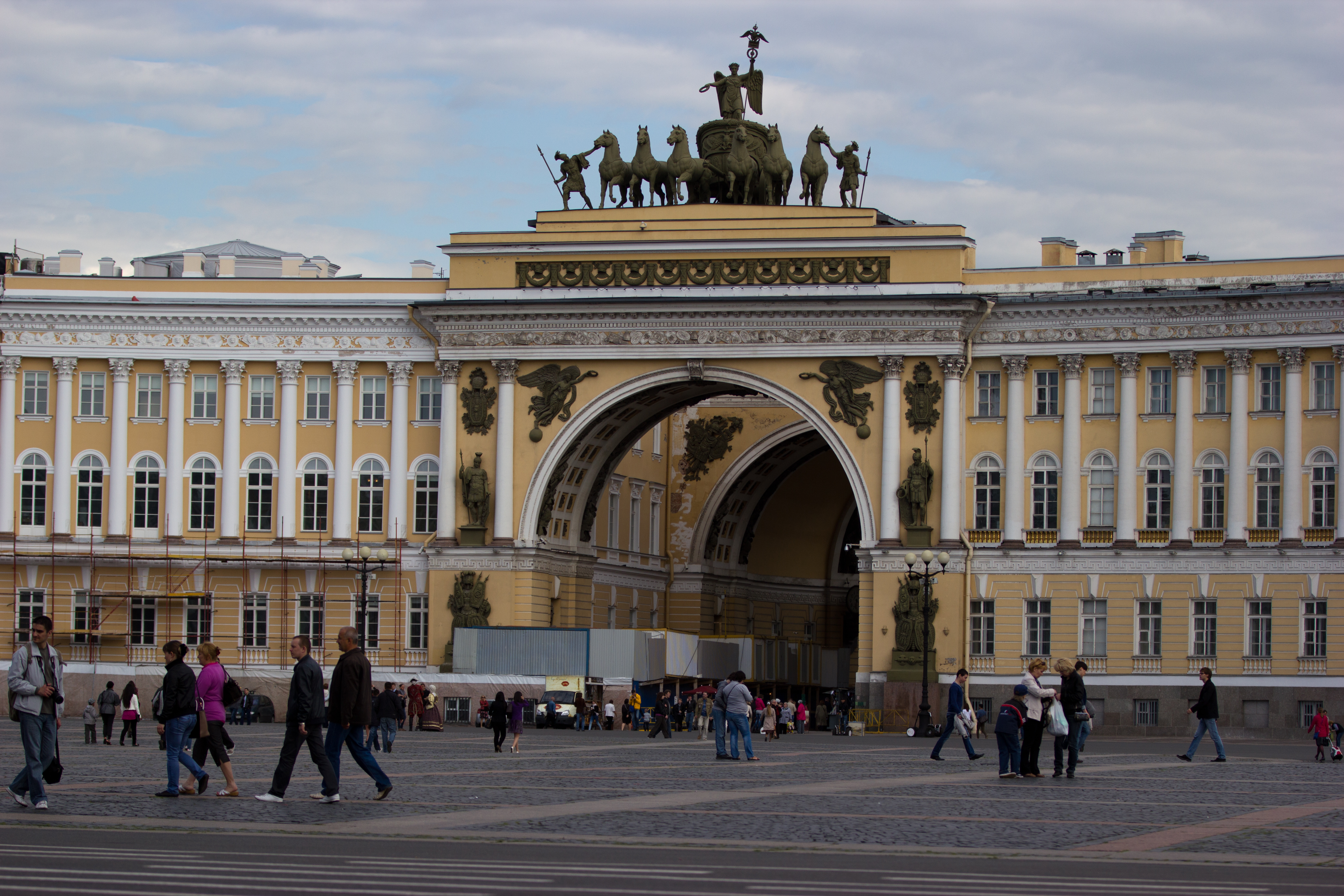
В. И. Демут-Малиновский и С. С. Пименов. Арка здания Главного штаба. 1828
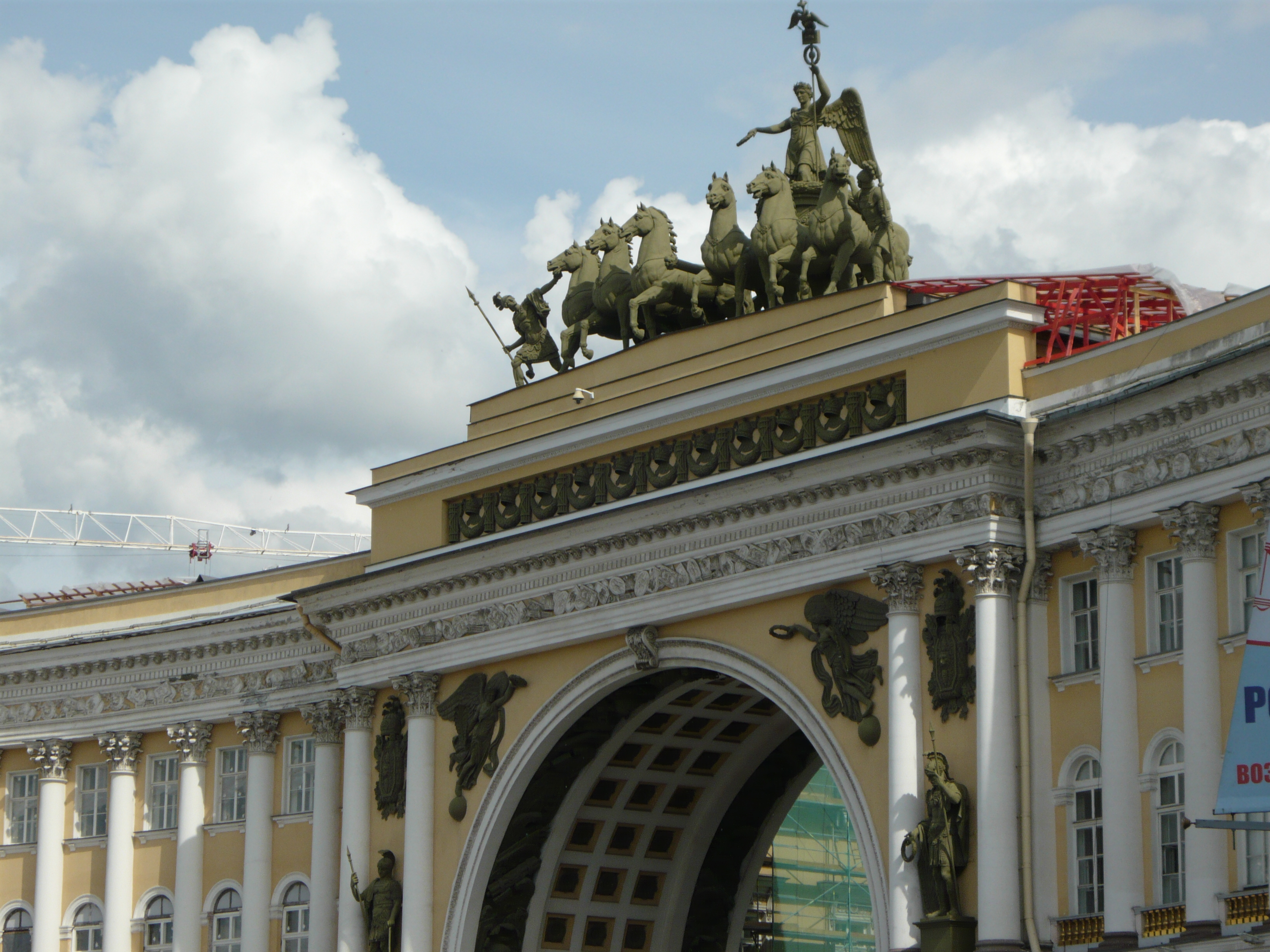
Арка здания Главного штаба. 1828
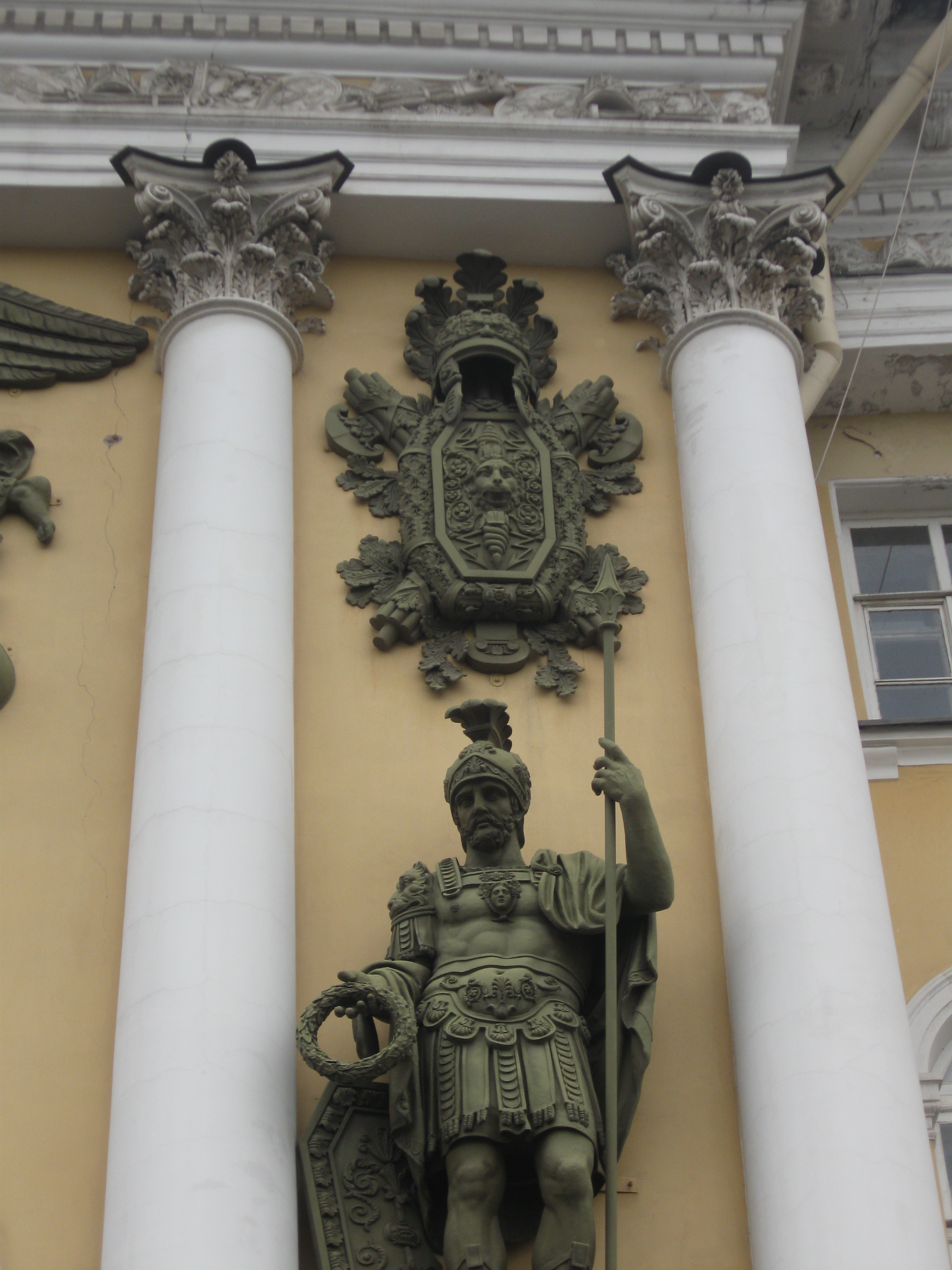
Арка здания Главного штаба. 1828
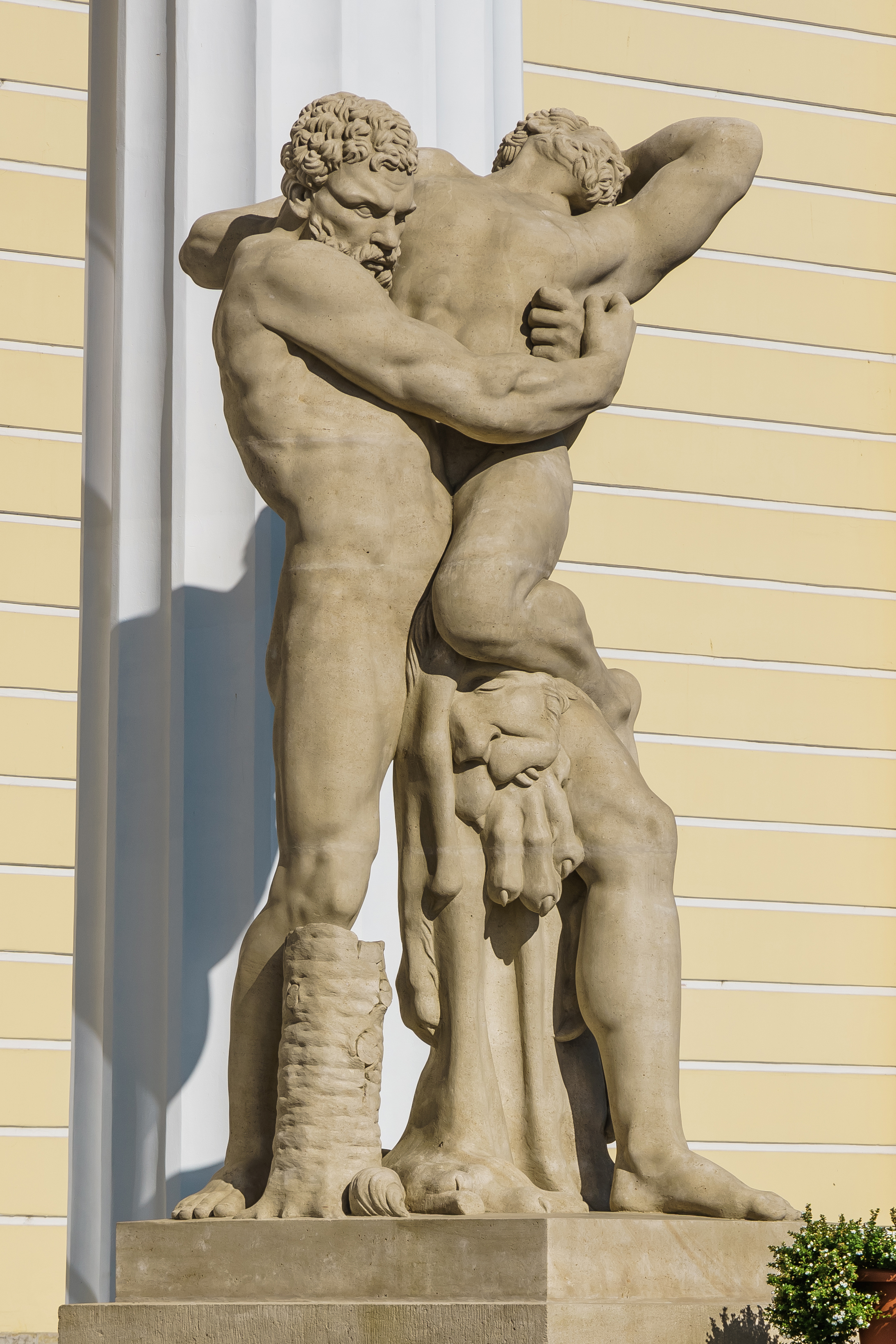
С. С. Пименов. «Геркулес и Антей». 1811. Горный институт, главный фасад
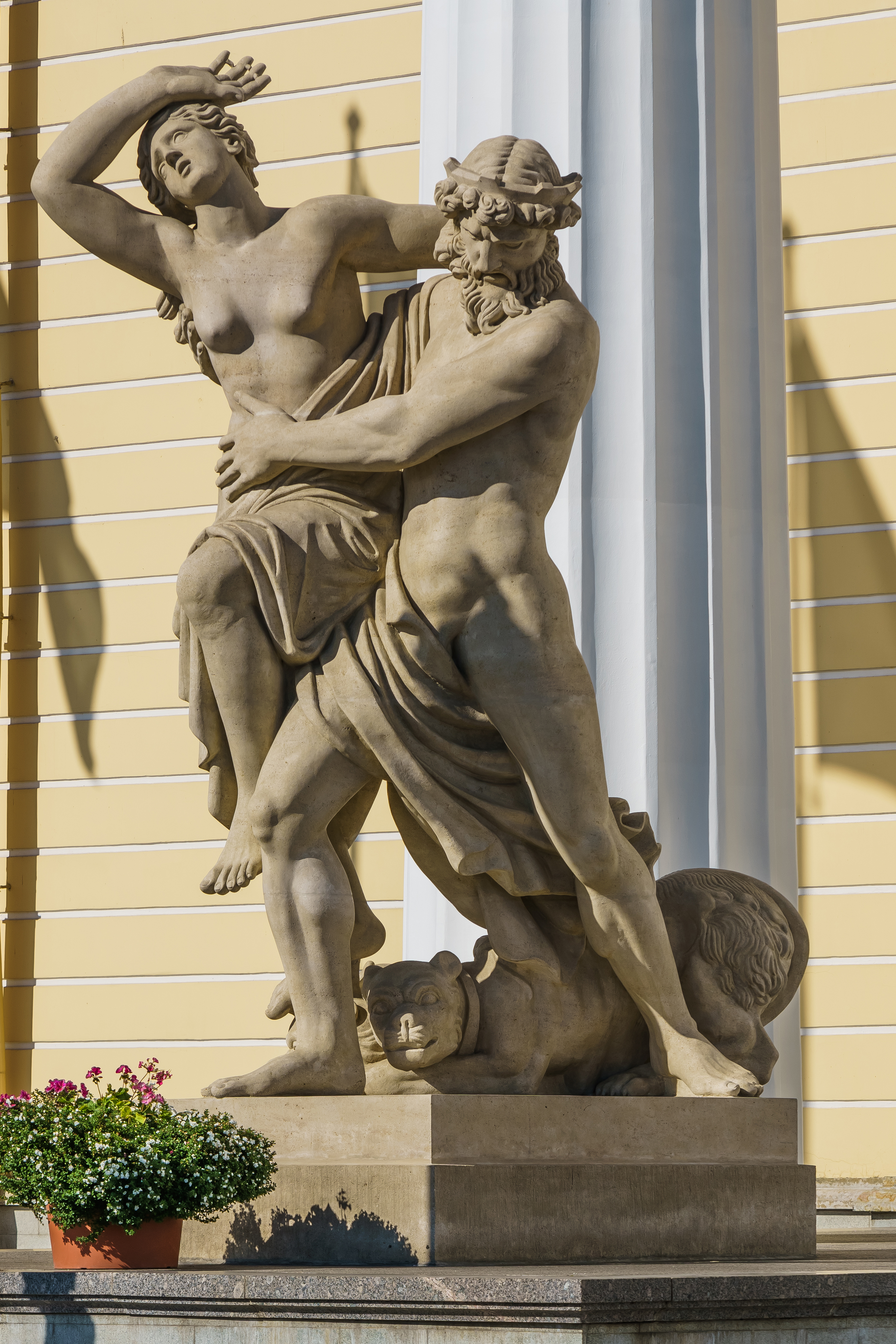
В. И. Демут-Малиновский. «Похищение Прозерпины». 1811. Горный институт
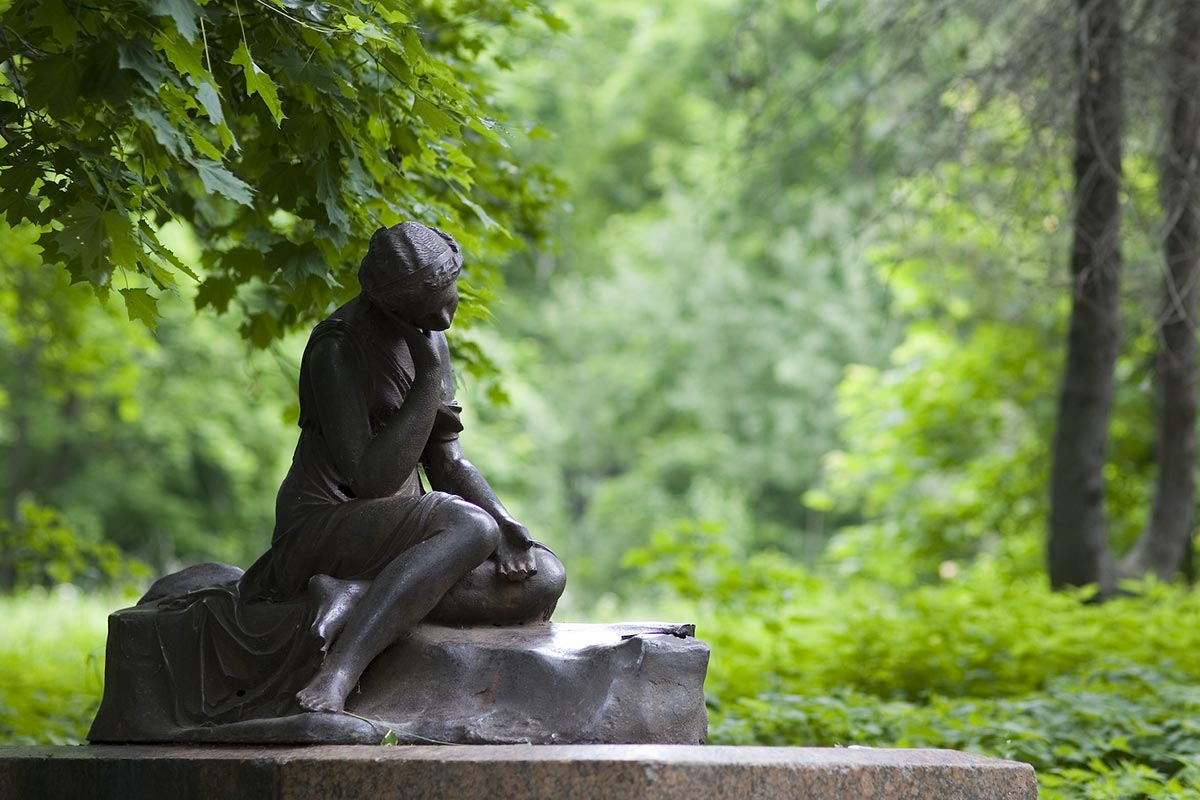
П. П. Соколов. «Девушка с кувшином», 1816

#### Монументы и памятники
В начале XIX века ведущее положение в русской скульптуре занимал Иван Мартос, который работал очень плодотворно и в самых разных жанрах — портреты, декоративные статуи и рельефы, надгробия. Среди его декоративных работ особенно выделяются работы для Петергофа и Казанского собора. Именно благодаря Мартосу жанр надгробий (см. Русское художественное надгробие) достиг в России больших успехов. К числу его шедевров относятся надгробия Собакиной, Куракиной, Гагариной и многих других.
Однако подлинную славу он обрёл благодаря своему памятнику Минину и Пожарскому (1818). «Именно в этом монументе проявился тот пафос воодушевления, который был столь характерным для освободительной борьбы против наполеоновского нашествия». Героика событий XVI века живо соотносилась с событиями Отечественной войны. Замысел создания памятника возник ещё в начале века, средства намеревались собирать по подписке. «История русской монументальной пластики ещё не знала замысла такой прогрессивной силы. (…) Сама по себе проблема связи и постановки в памятнике двух фигур представляет немалую сложность для скульптора. Поиски смыслового единства, выразительности силуэта, динамической связи, сочетания объёмов в пространстве и многое другое создают особый круг проблем, над разрешением которых приходится серьёзно думать любому скульптору, каким бы творческим опытом он не обладал. Поэтому достойно восхищения то мастерство, с которым Мартос блестяще связал своих двух героев». Этот памятник оказался первым скульптурным памятником в Москве, и вдобавок первым, установленным в разорённой французами столице, в обновлённой Москве. «Мотивы триумфального в новой классицистической архитектуре как нельзя более гармонировали с характером произведения Мартоса».

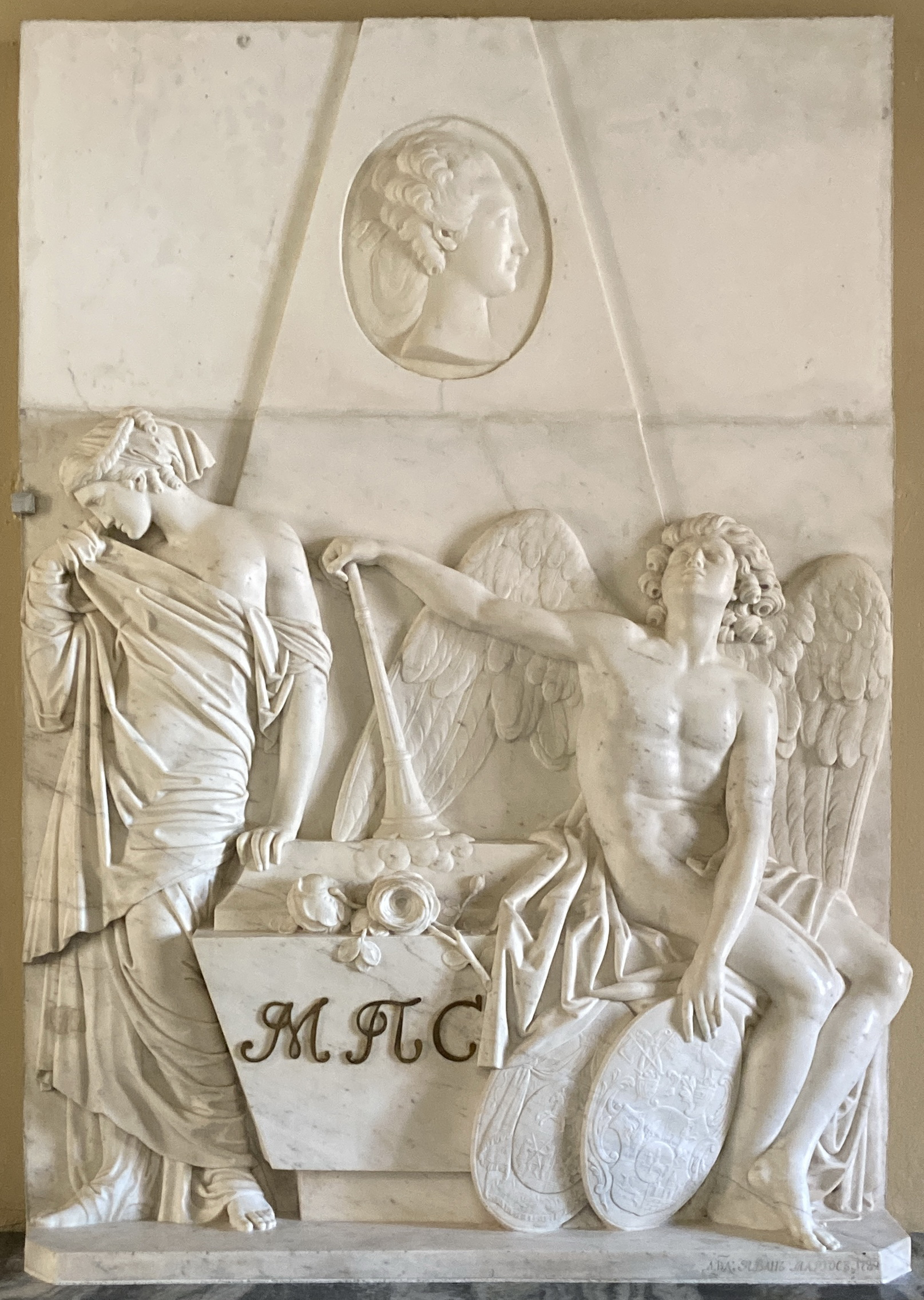
И. П. Мартос. «Надгробие  М.П. Собакиной». 1782. МУАР
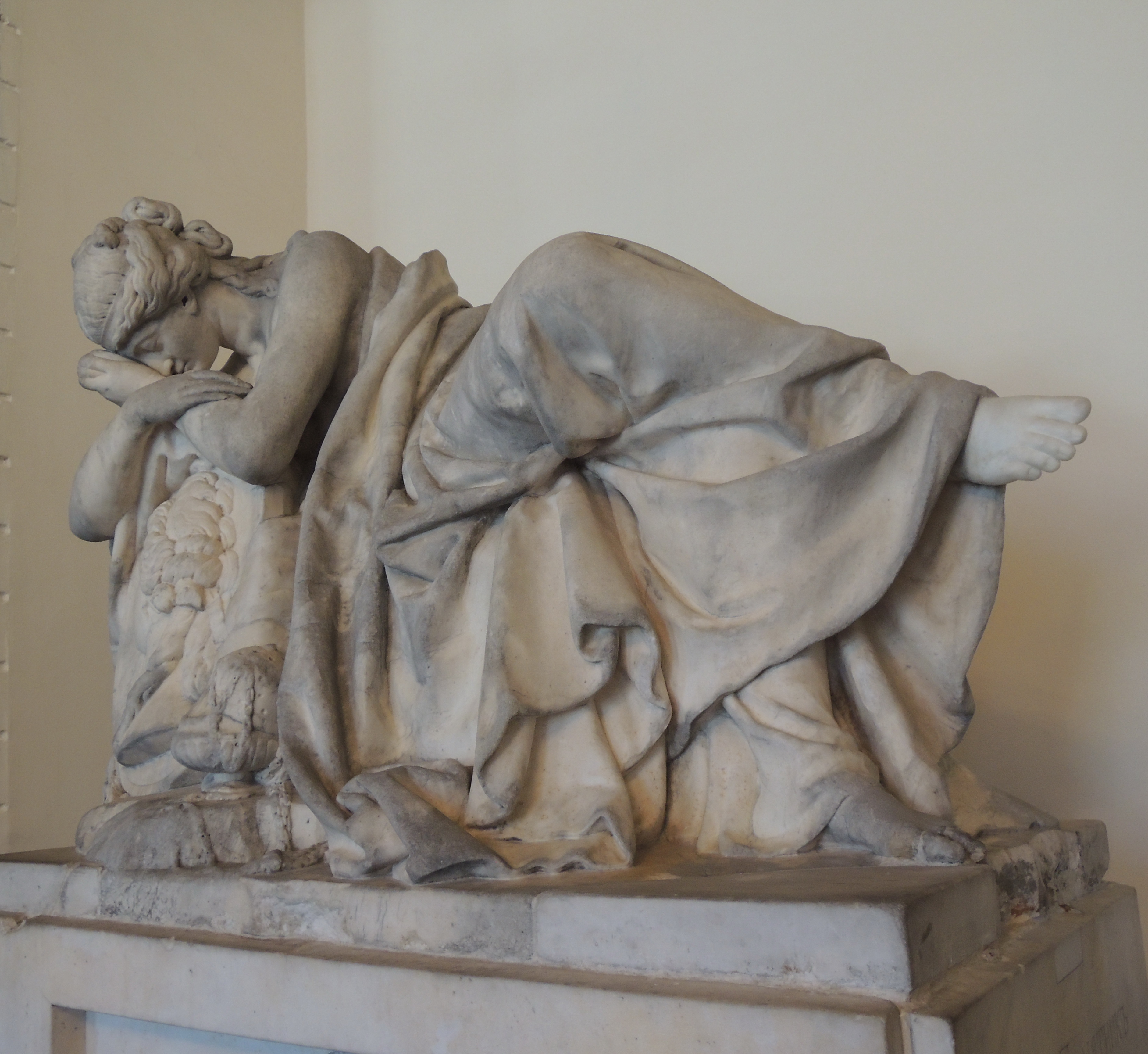
И. П. Мартос. «Надгробие Е.С. Куракиной». 1792. Благовещенская усыпальница Александро-Невской лавры
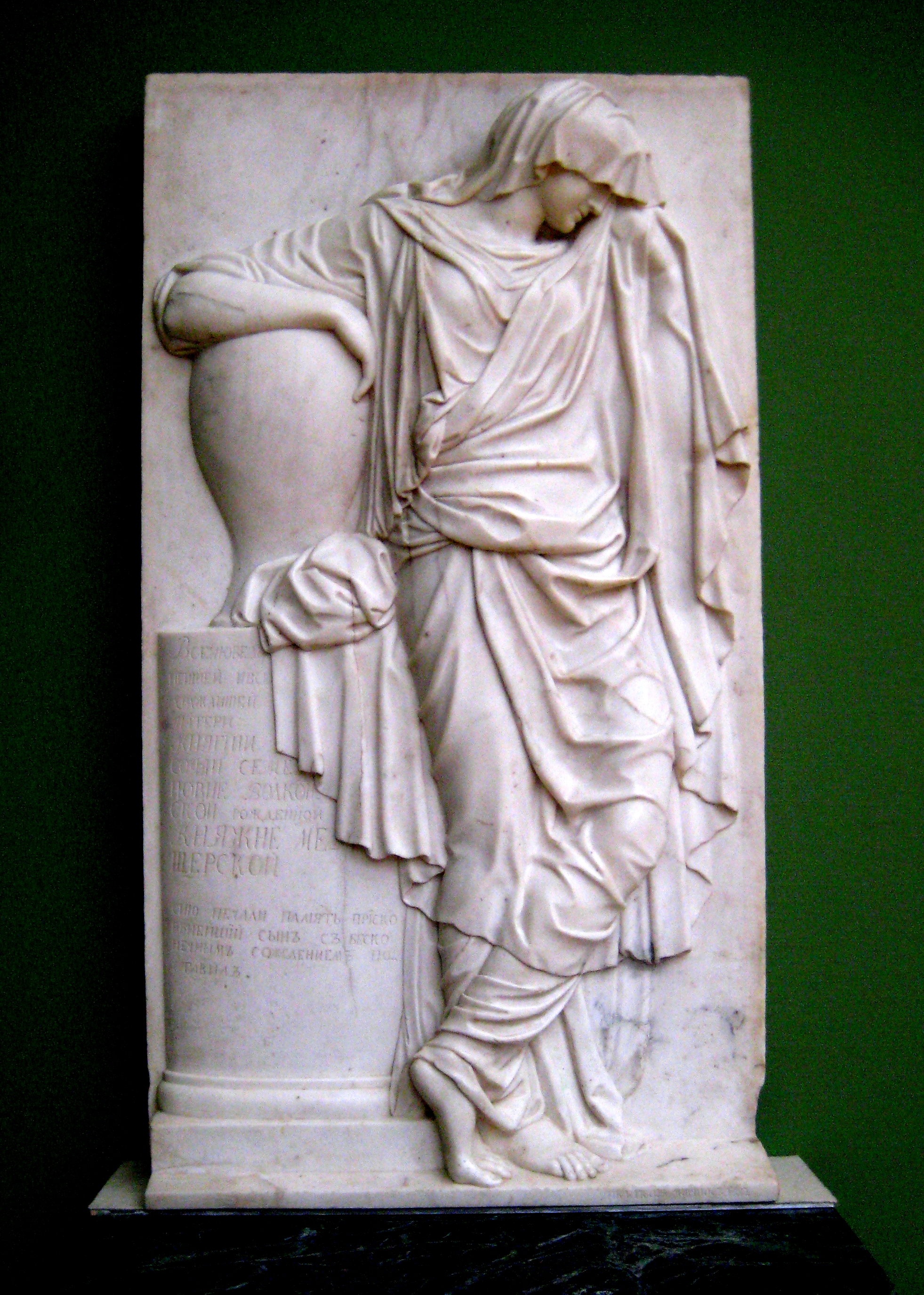
И. П. Мартос. «Надгробие С.С. Волконской». 1782. ГТГ
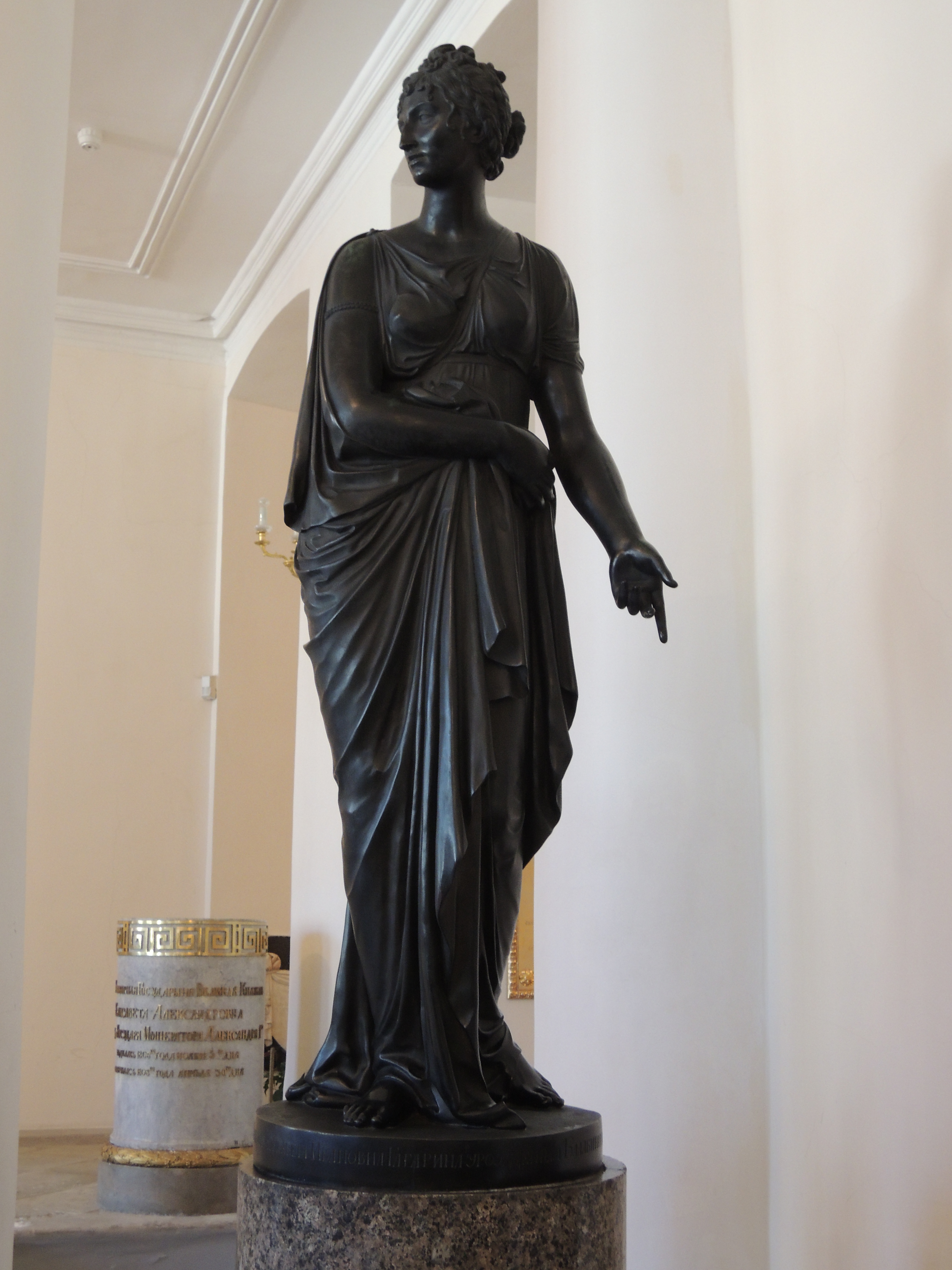
И. П. Мартос. «Надгробие Е.И. Гагариной». 1803. Благовещенская усыпальница Александро-Невской лавры
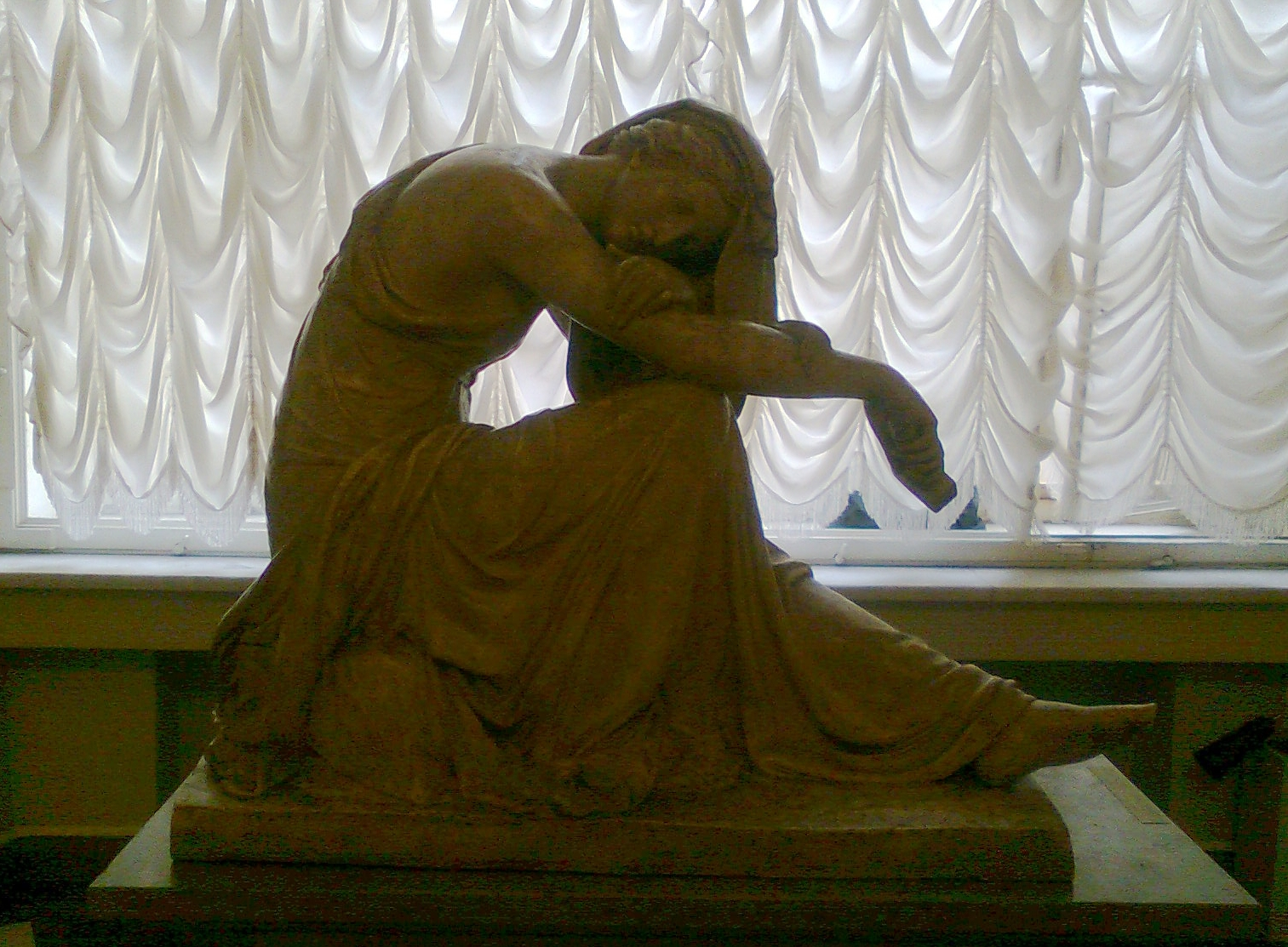
С. С. Пименов. «Проект надгробия М.И. Козловскому». 1802. ГРМ
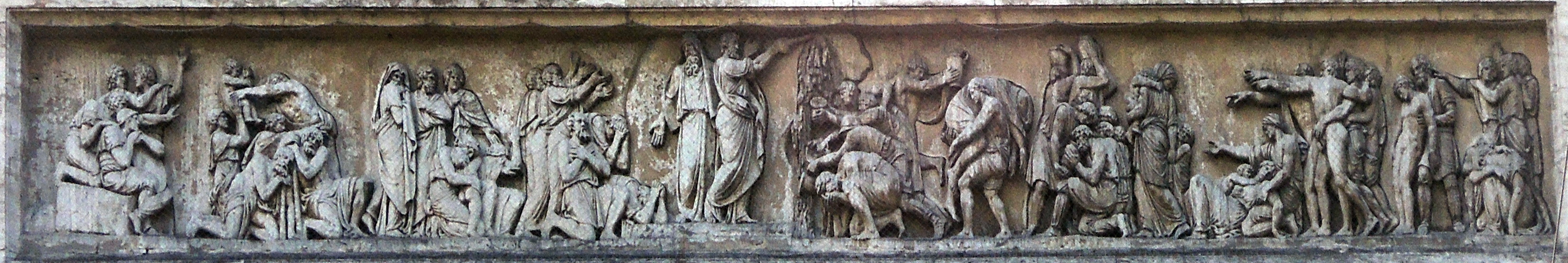
И. П. Мартос. «Источение воды Моисеем», 1806. Казанский собор
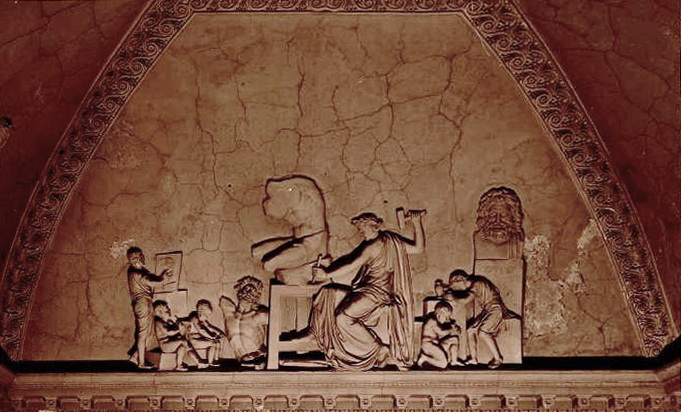
И. П. Мартос. «Аллегория скульптуры», 1819. Академия художеств
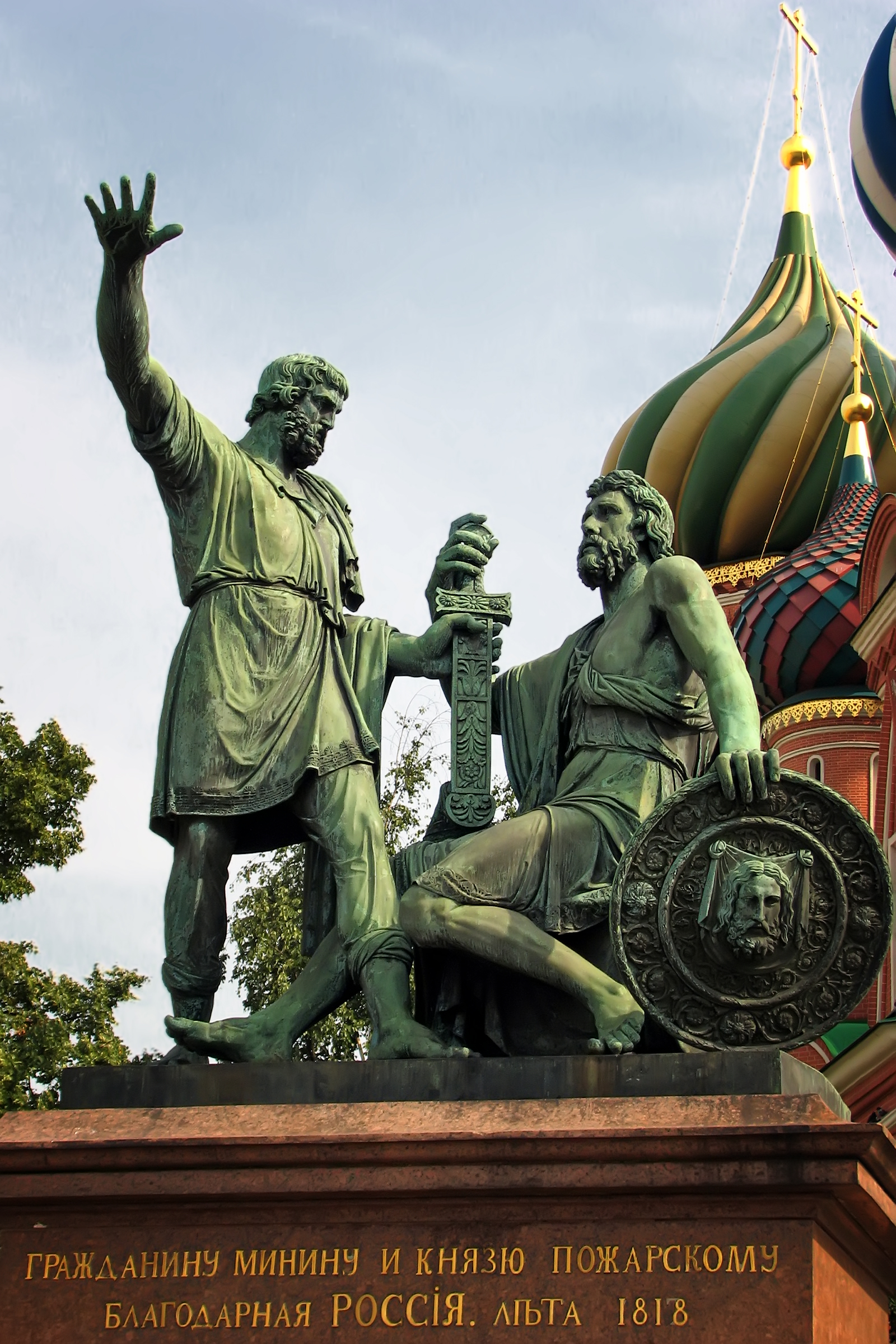
И. П. Мартос. «Минин и Пожарский». 1818. Красная площадь
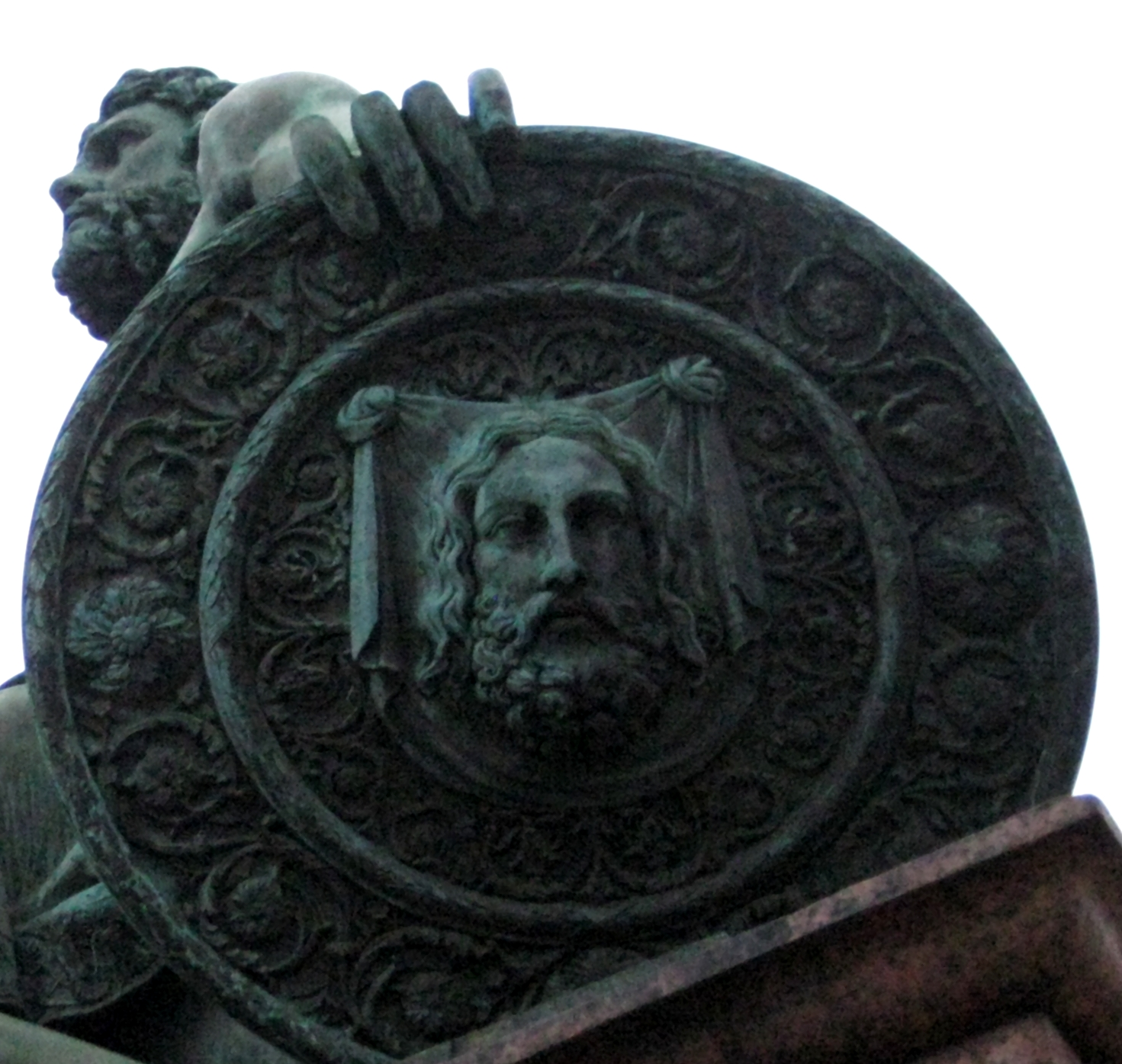
«Минин и Пожарский»

Продолжением этой патриотической тематики, однако уже целиком связанной собственно с историей Отечественной войны, стали памятники работы Бориса Орловского в честь Кутузова и Барклая-де-Толли перед Казанским собором. «Орловскому удалось убедительно передать роль каждого полководца в минувшей войне, лапидарно обрисовать их характер и превосходно связать памятники с ансамблем собора». Развивалось искусство Демута-Малиновского, также испытавшего влияние освободительных идей. Он создал статую «Русского Сцеволы». Фёдор Толстой создал превосходную серию медальонов, посвящённых Войне 1812 года. «Толстой был большим знатоком античного искусства — его рельефы, круглая скульптура и графика стали характерным проявлением русского классицизма».

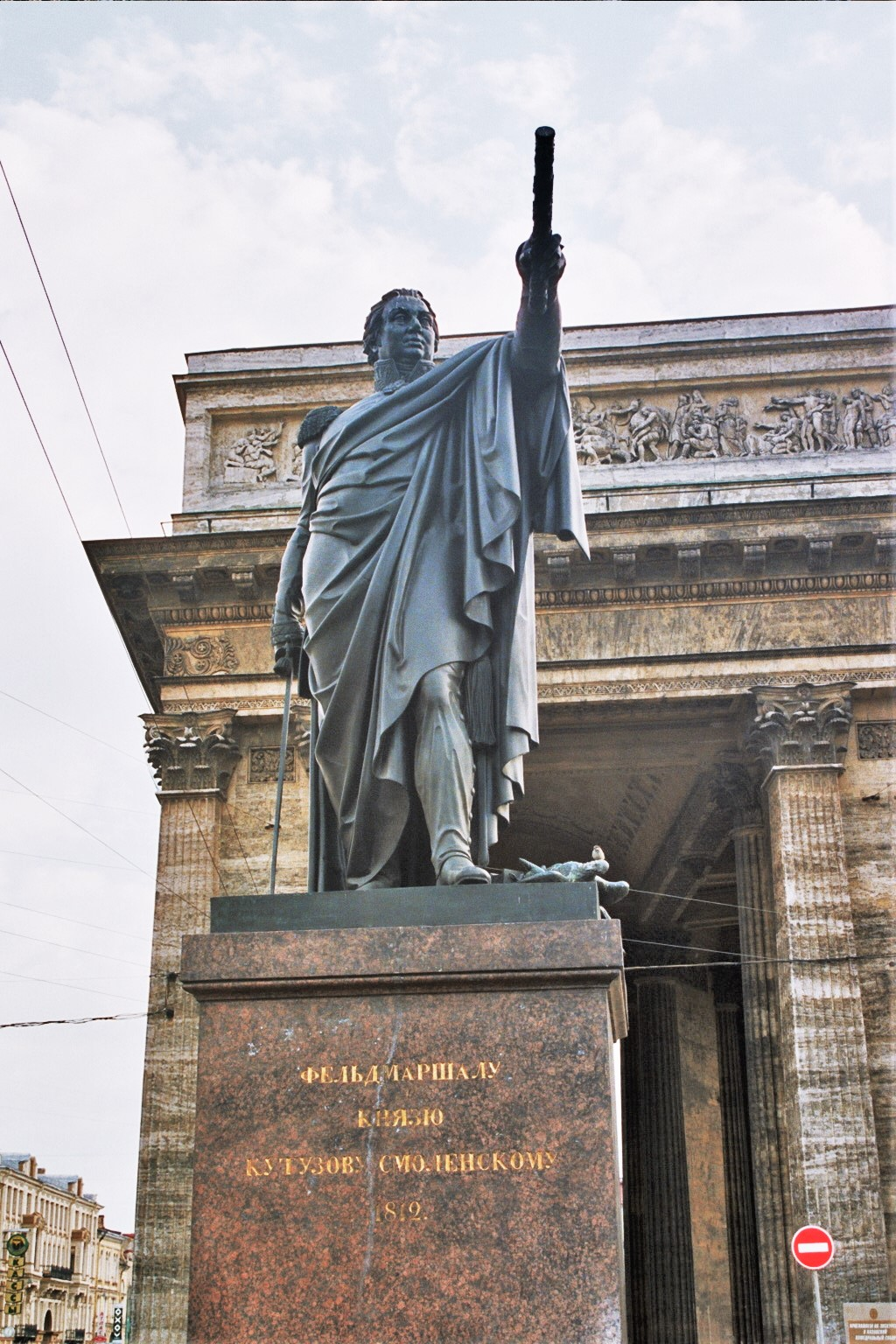
Б. И. Орловский. «Памятник М. И. Кутузову». 1836
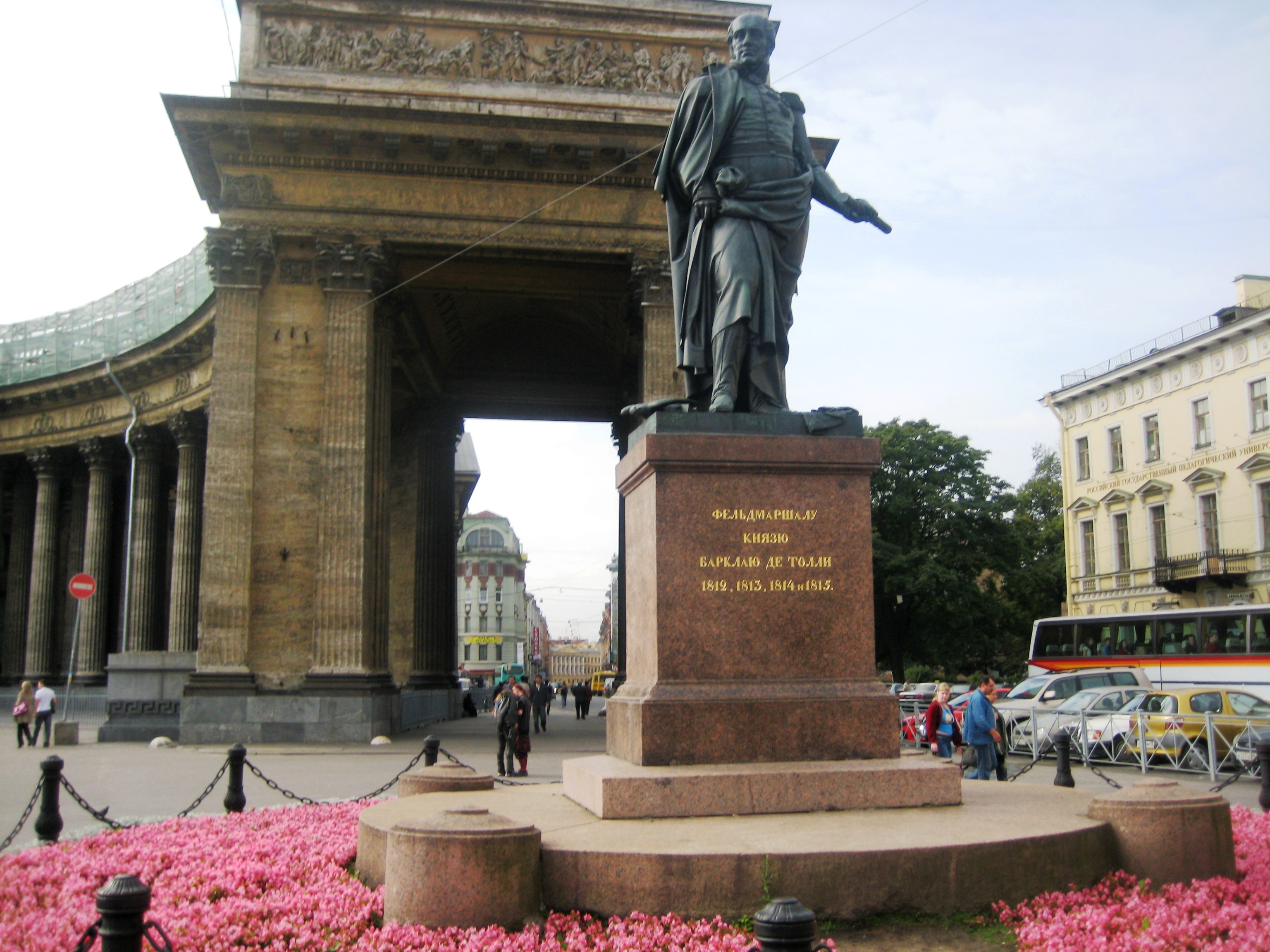
Б. И. Орловский. «Памятник Барклаю-де-Толли». 1836
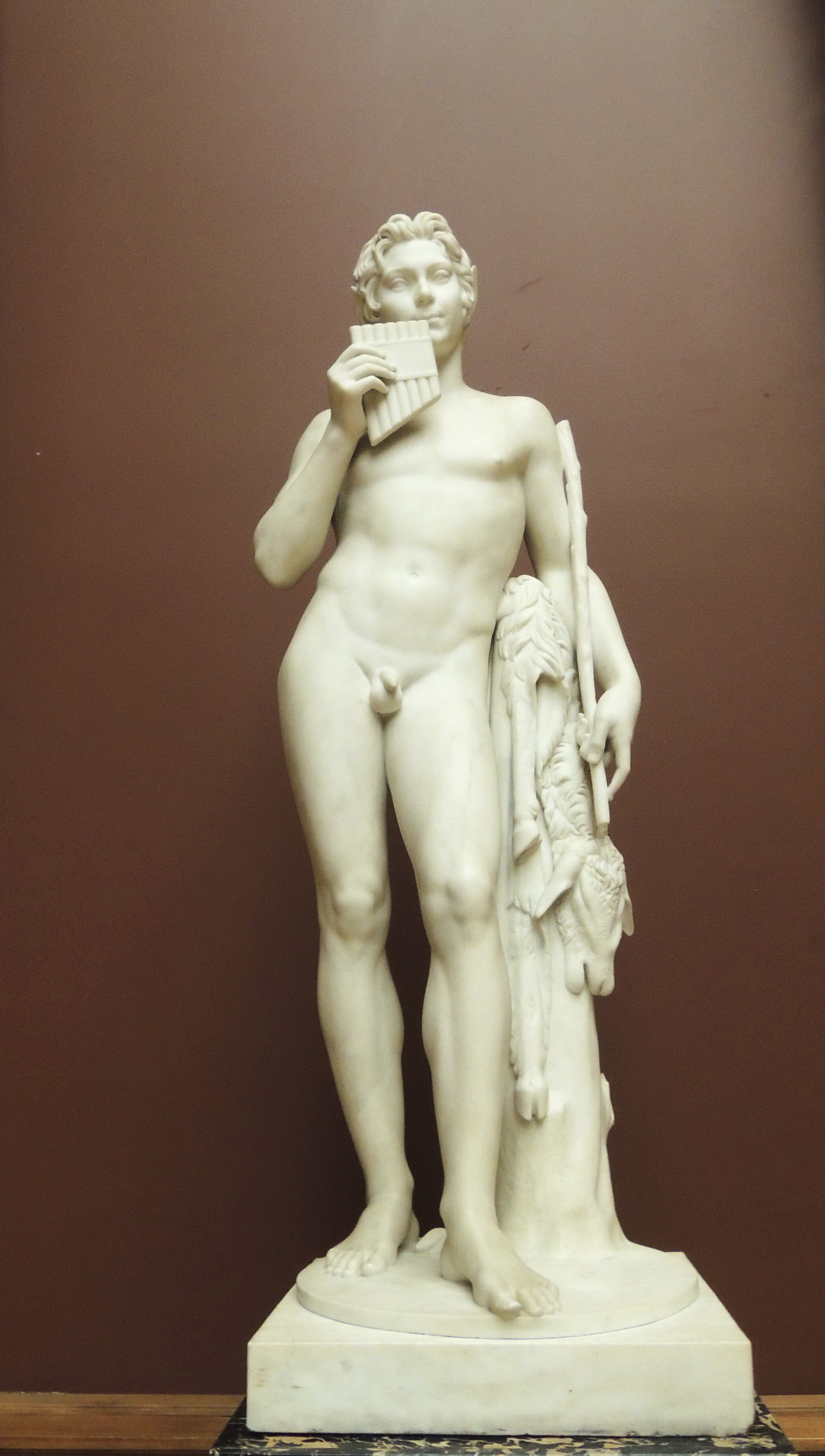
Б.И. Орловский. «Сатир». Начат автором в 1829, закончен С.И. Гальбергом и Д.С. Савельевым в 1838. ГРМ
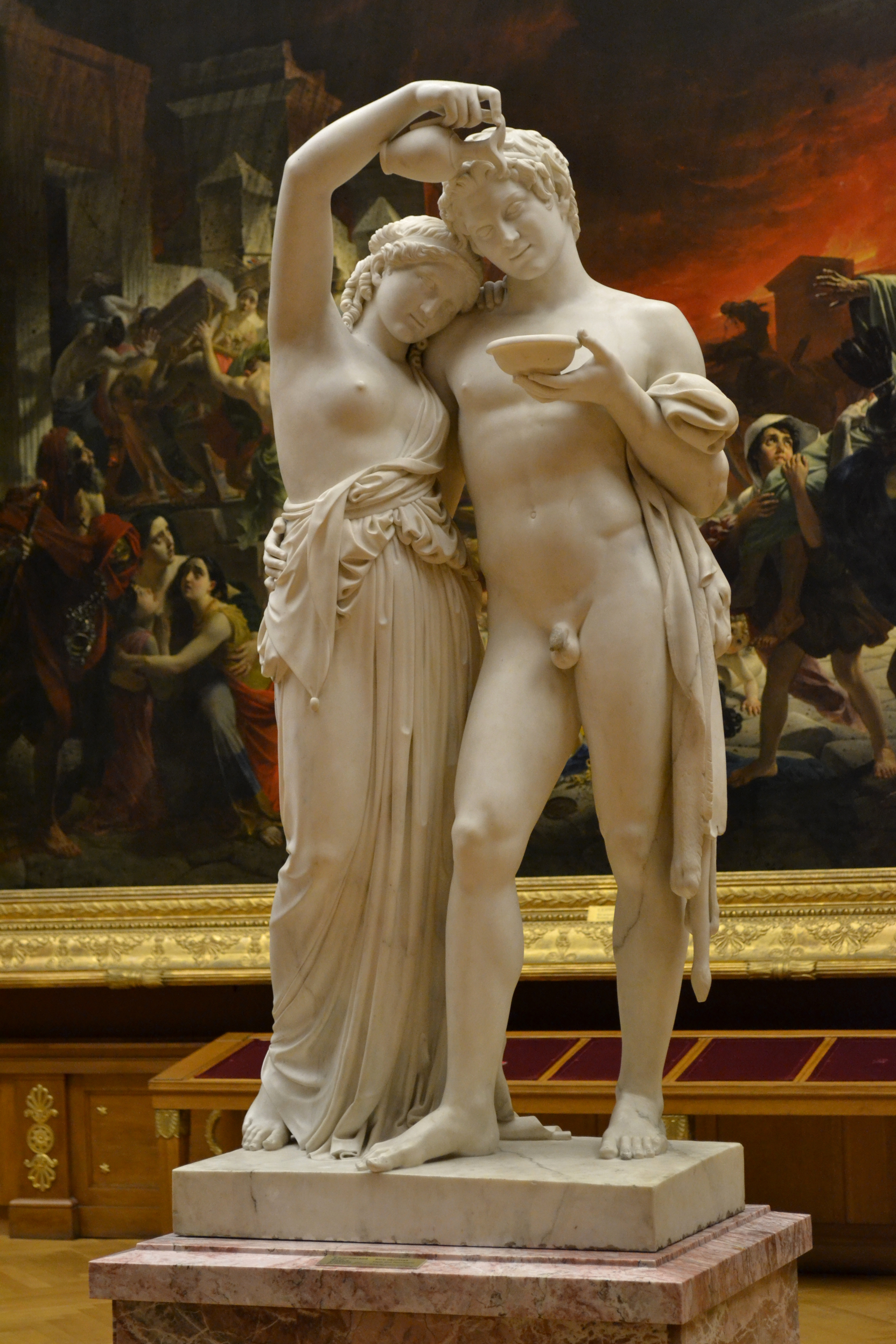
Б. И. Орловский. «Сатир и вакханка». 1837. ГРМ
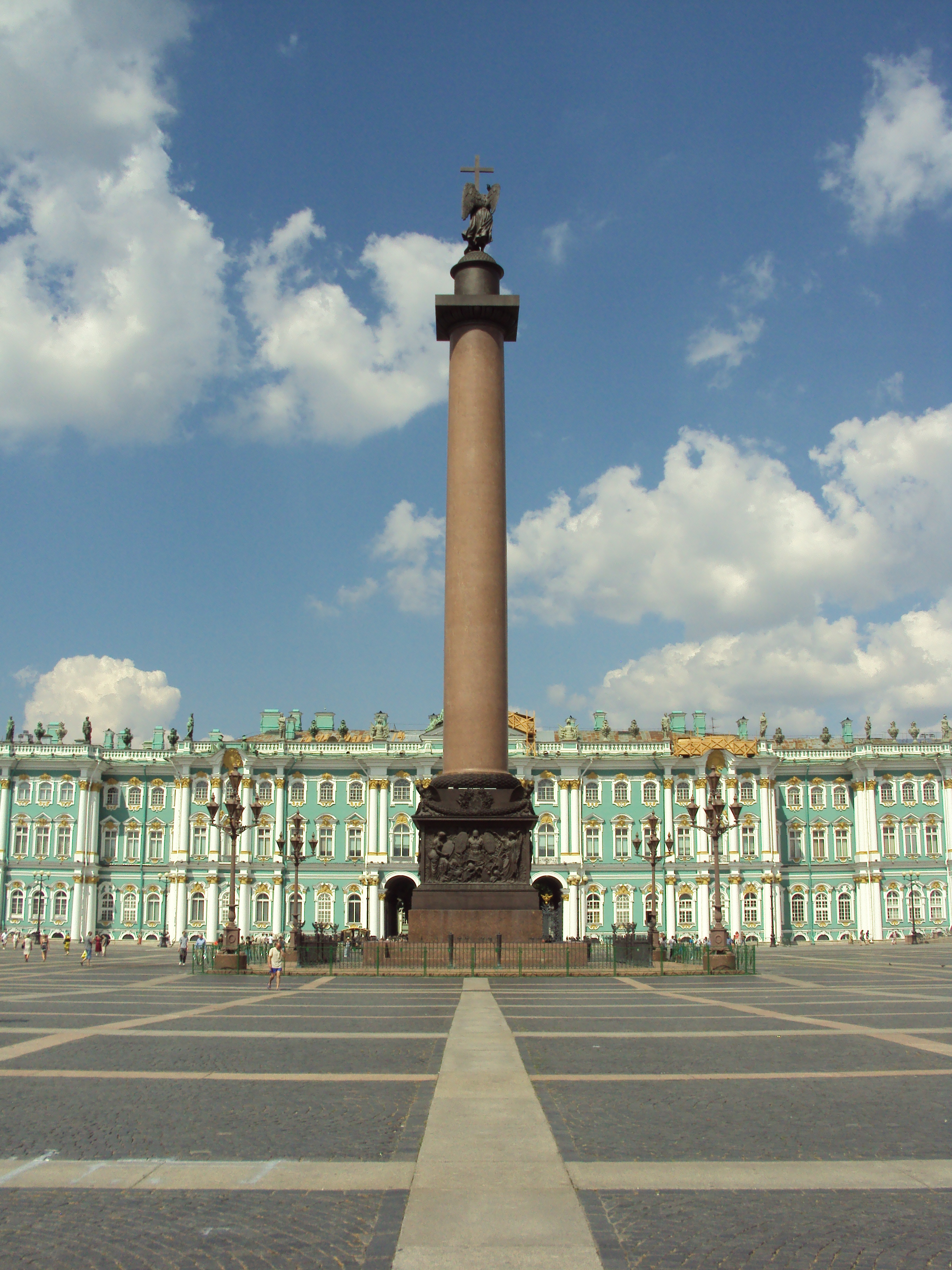
Александровская колонна. 1832
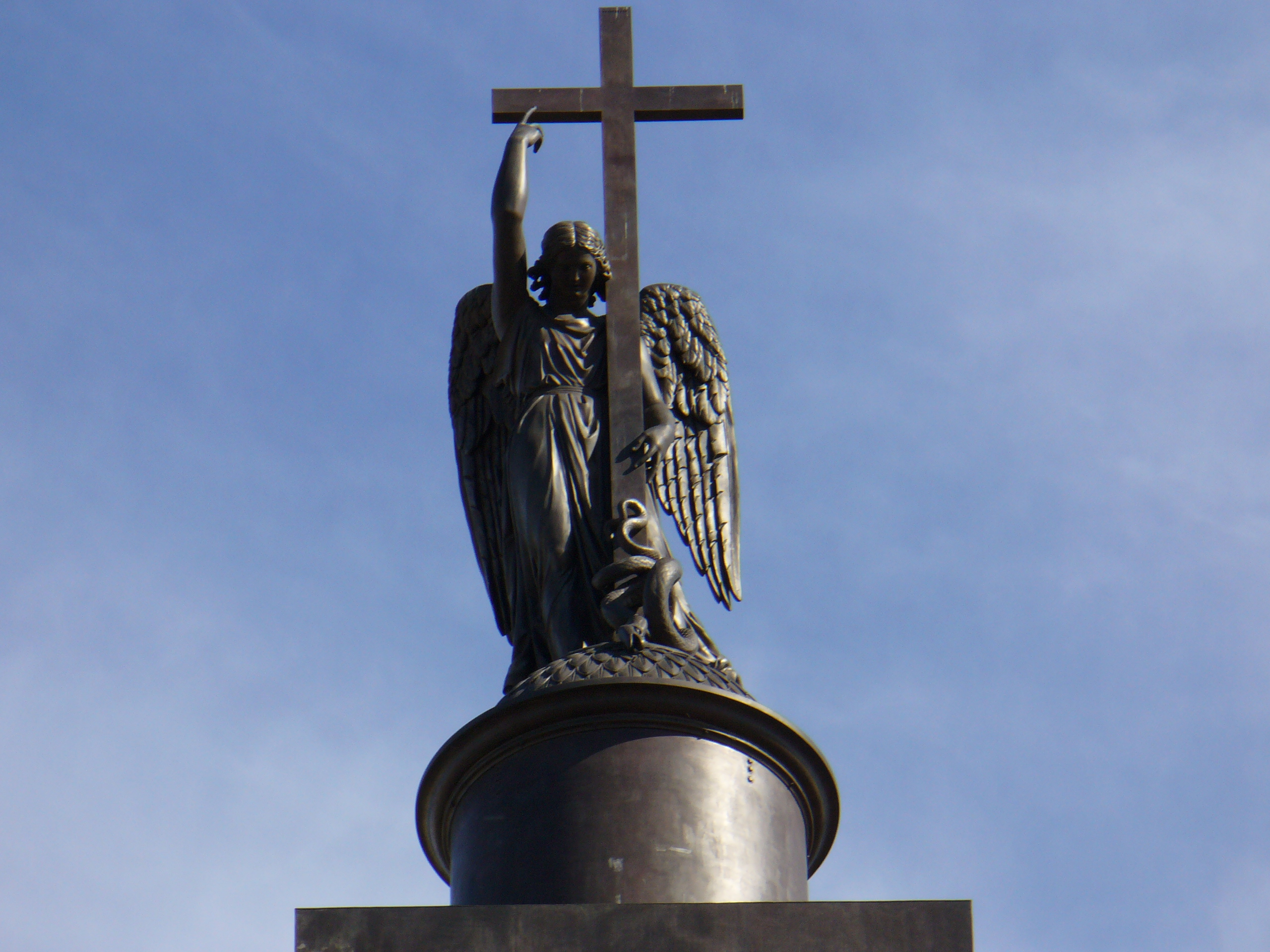
Б. И. Орловский. Ангел на Александровской колонне
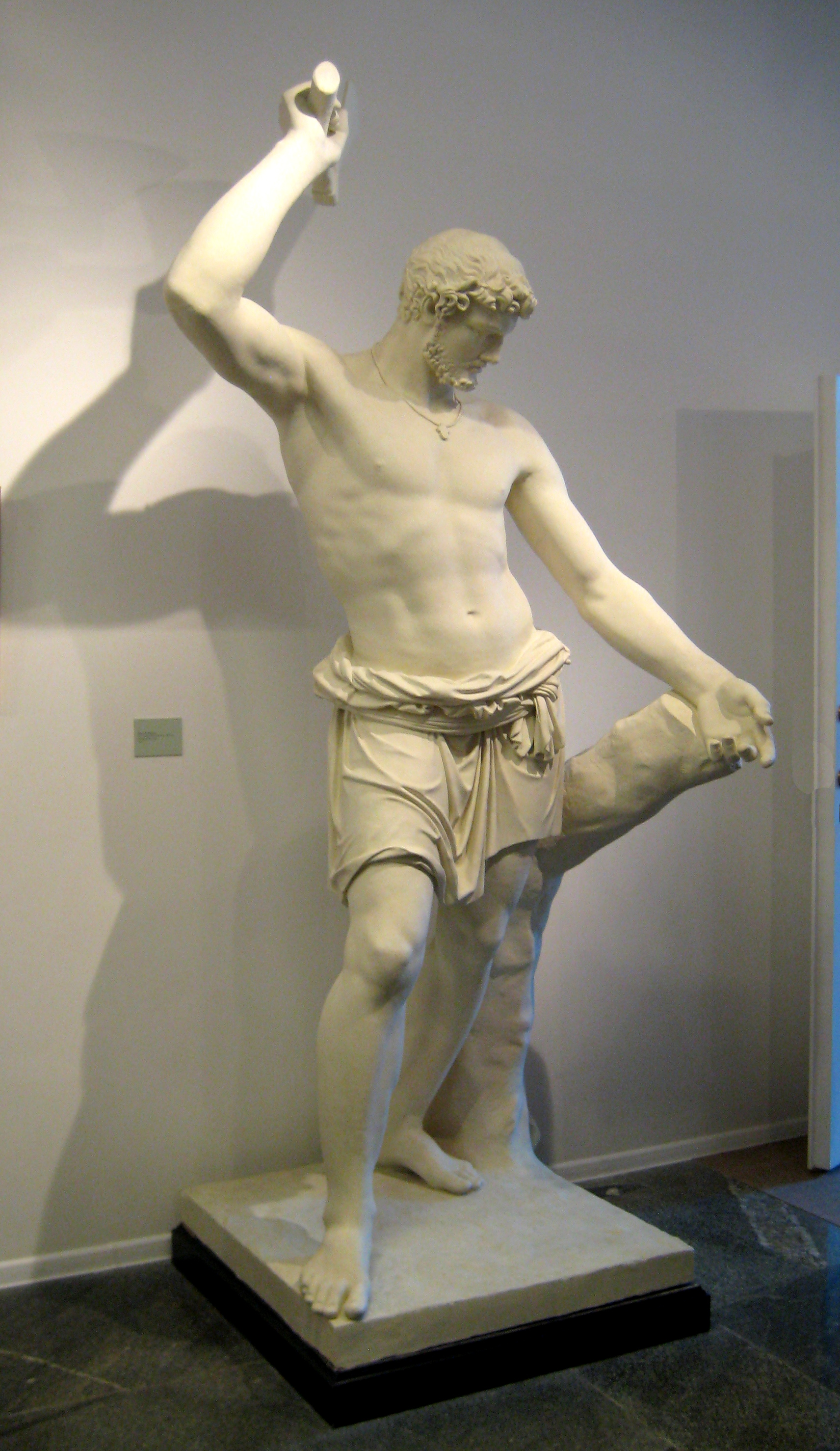
В. И. Демут-Малиновский. «Русский Сцевола». 1813. Оригинал - бронза, ГРМ
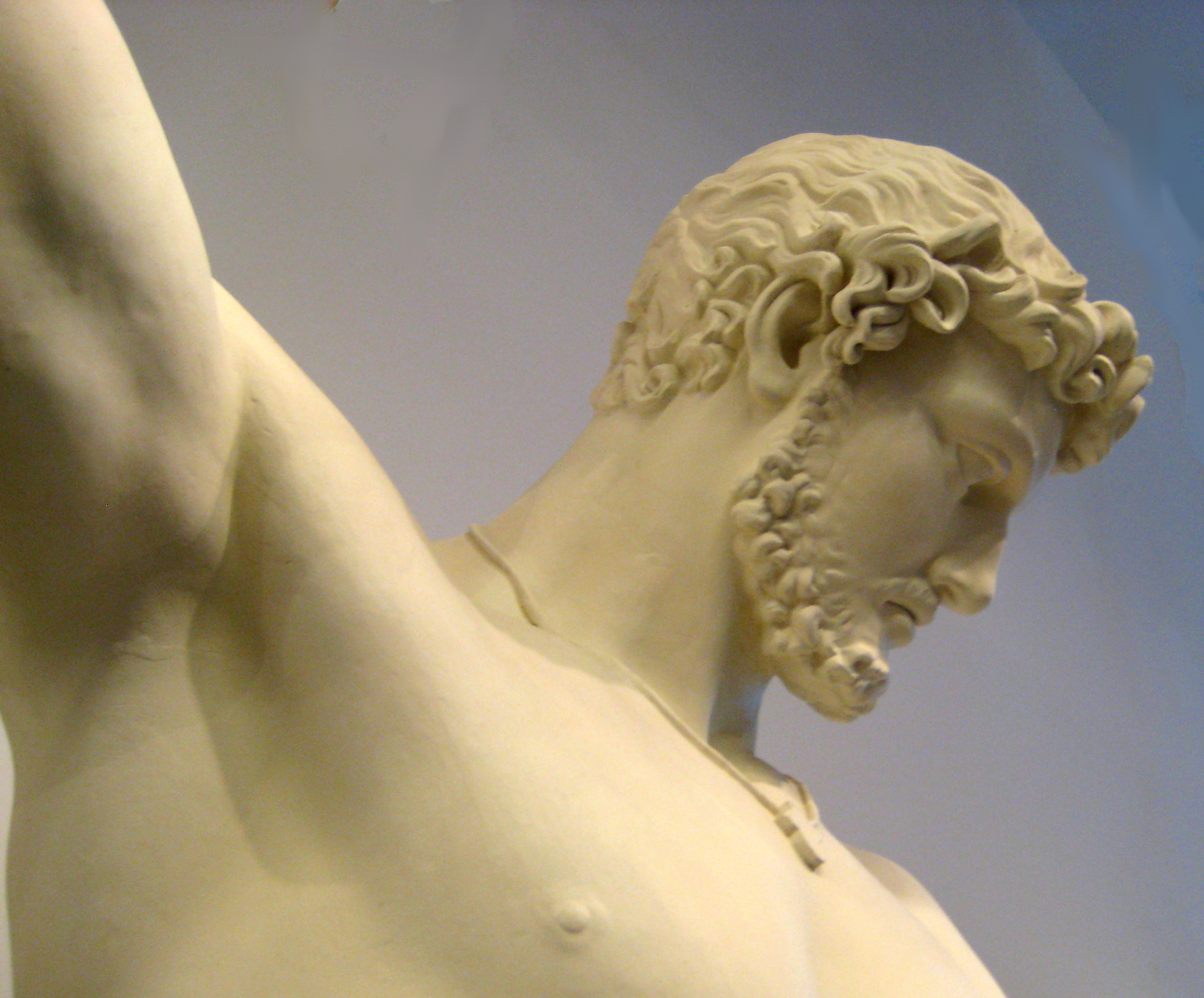
«Русский Сцевола». Копия в музее «Бородинская панорама»
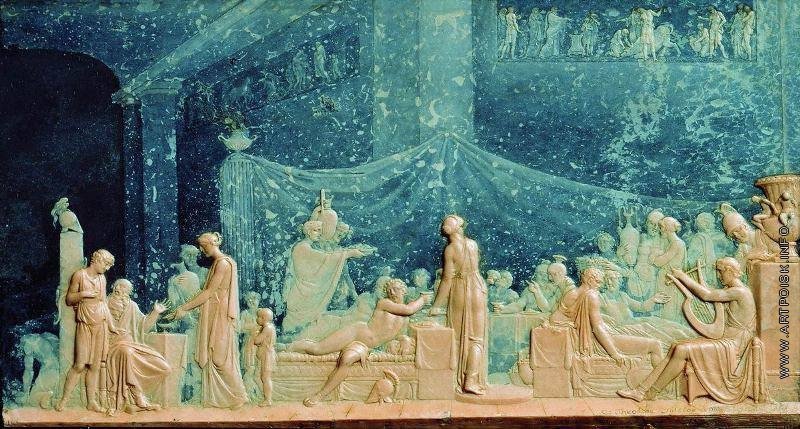
Ф. Толстой. «Пир женихов в доме Улисса». 1822. ГРМ
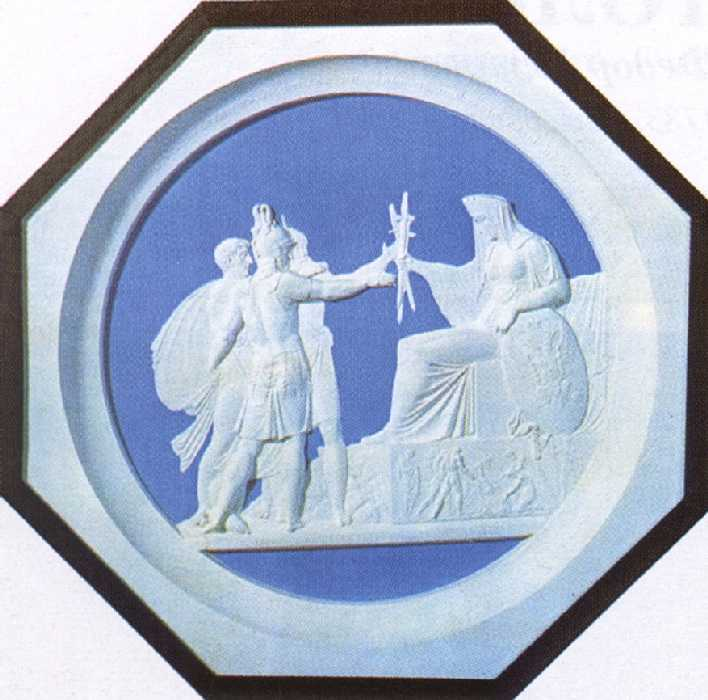
Ф. Толстой. Медаль «Народное ополчение», серия медальонов. 1816
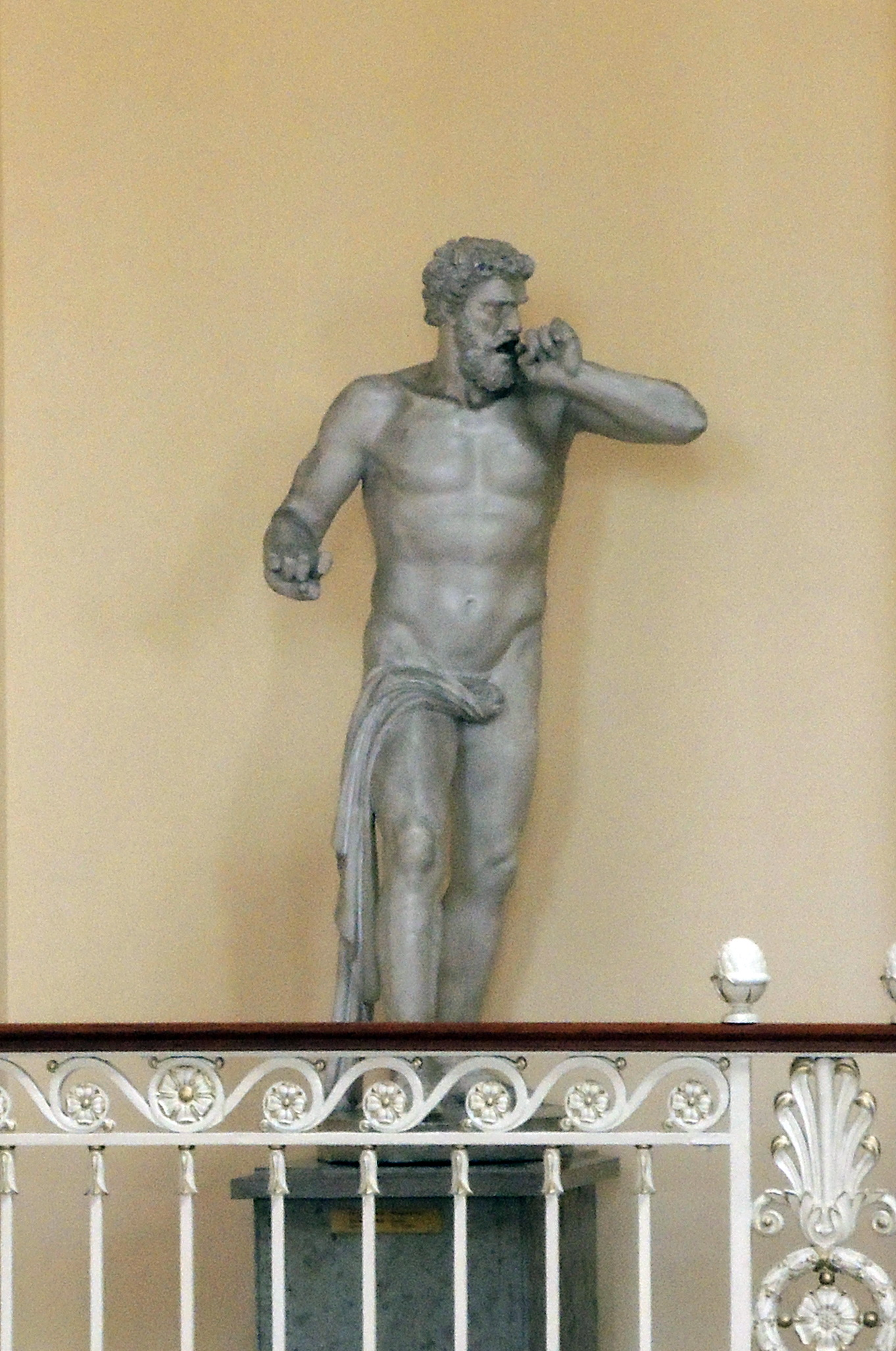
М.Г. Крылов. «Кулачный боец». 1837. ГРМ
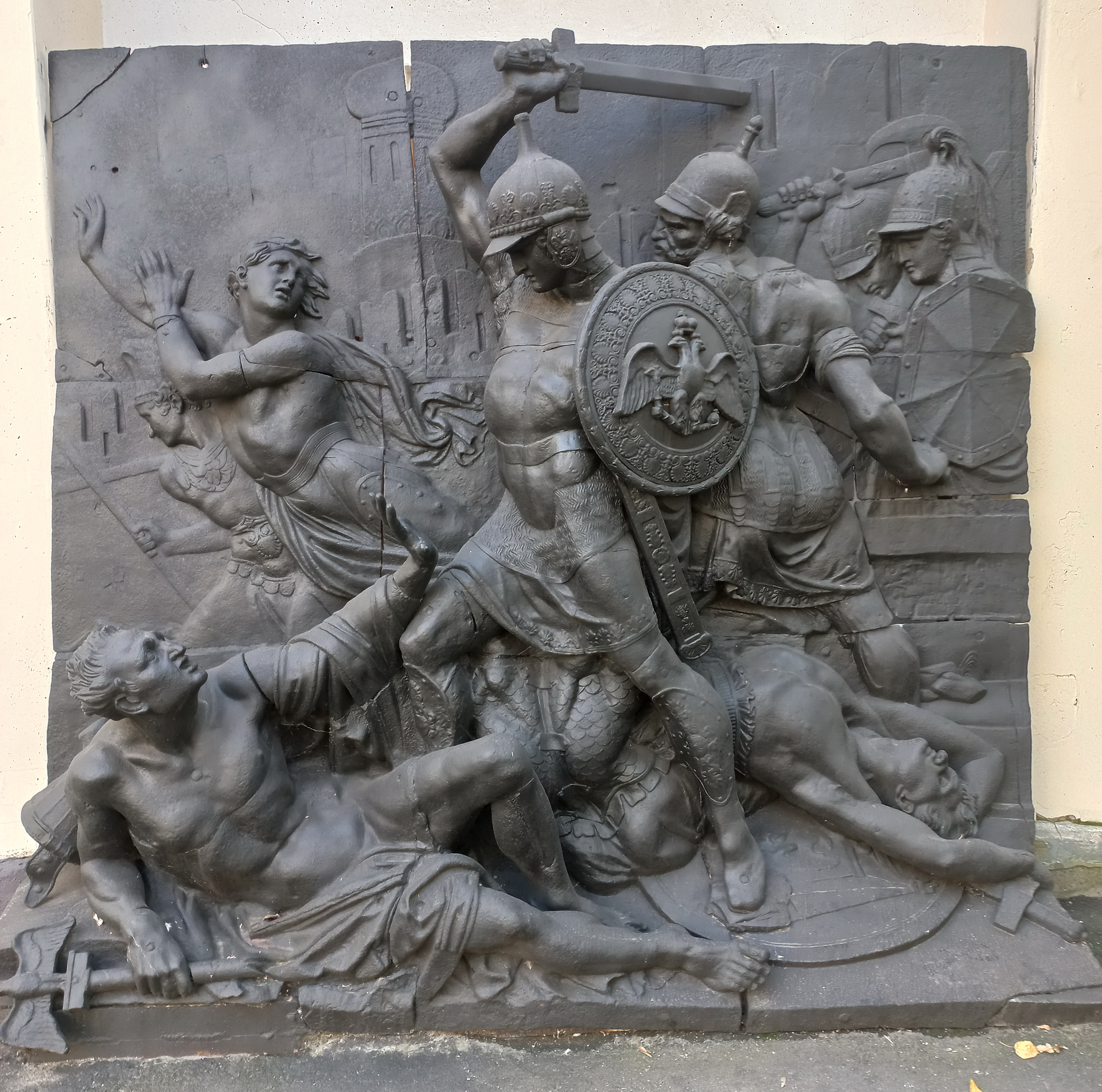
И. Т. Тимофеев.  Изгнание французов». 1830.  Барельеф с московской Триумфальной арки. МУАР
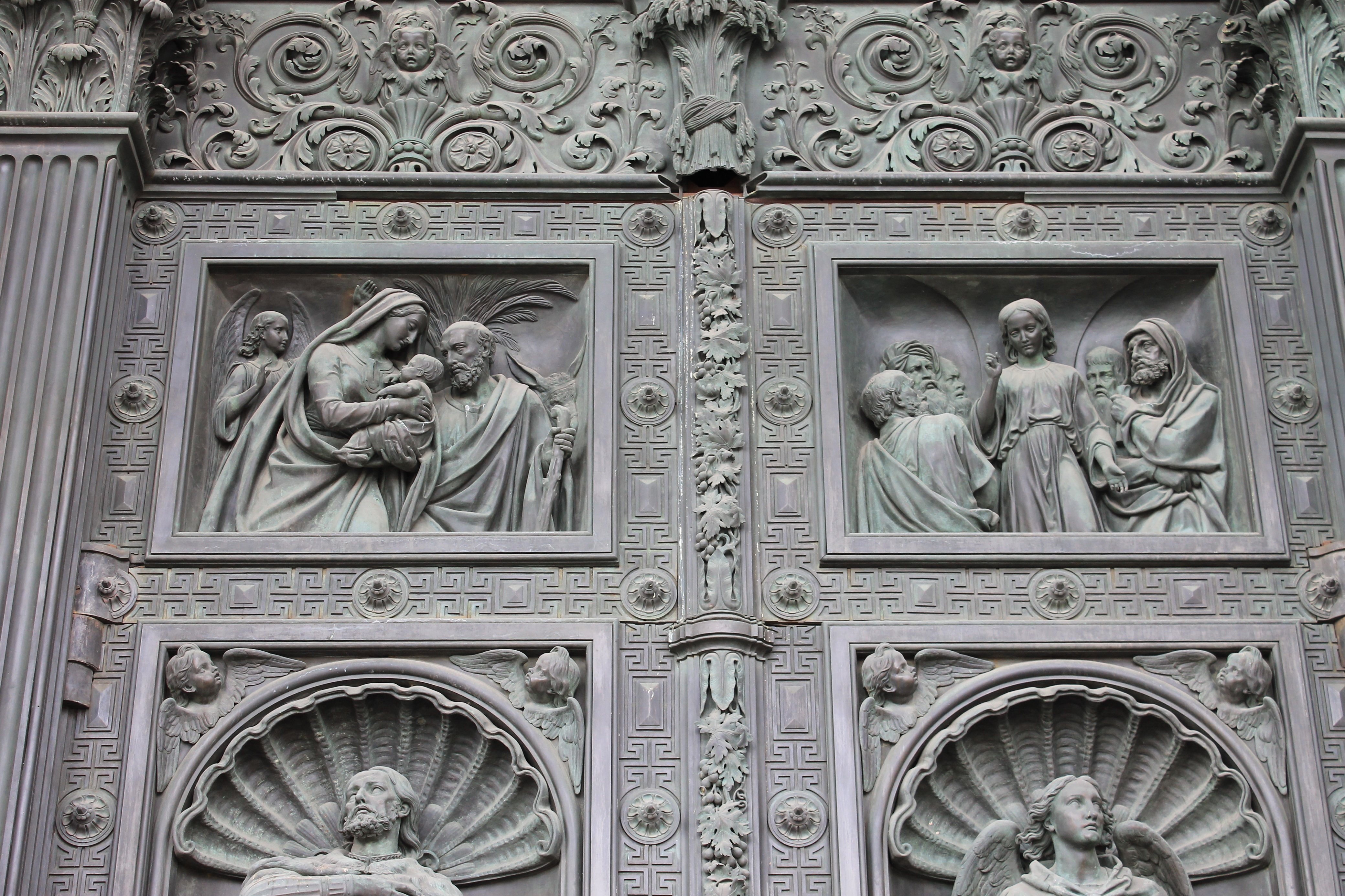
Двери Исакиевского собора. Ск. Иван Витали. 1845

В первой половине XIX века успехов достигает и жанр портретной скульптуры. Особенно показательно творчество Ивана Витали и Самуила Гальберга.

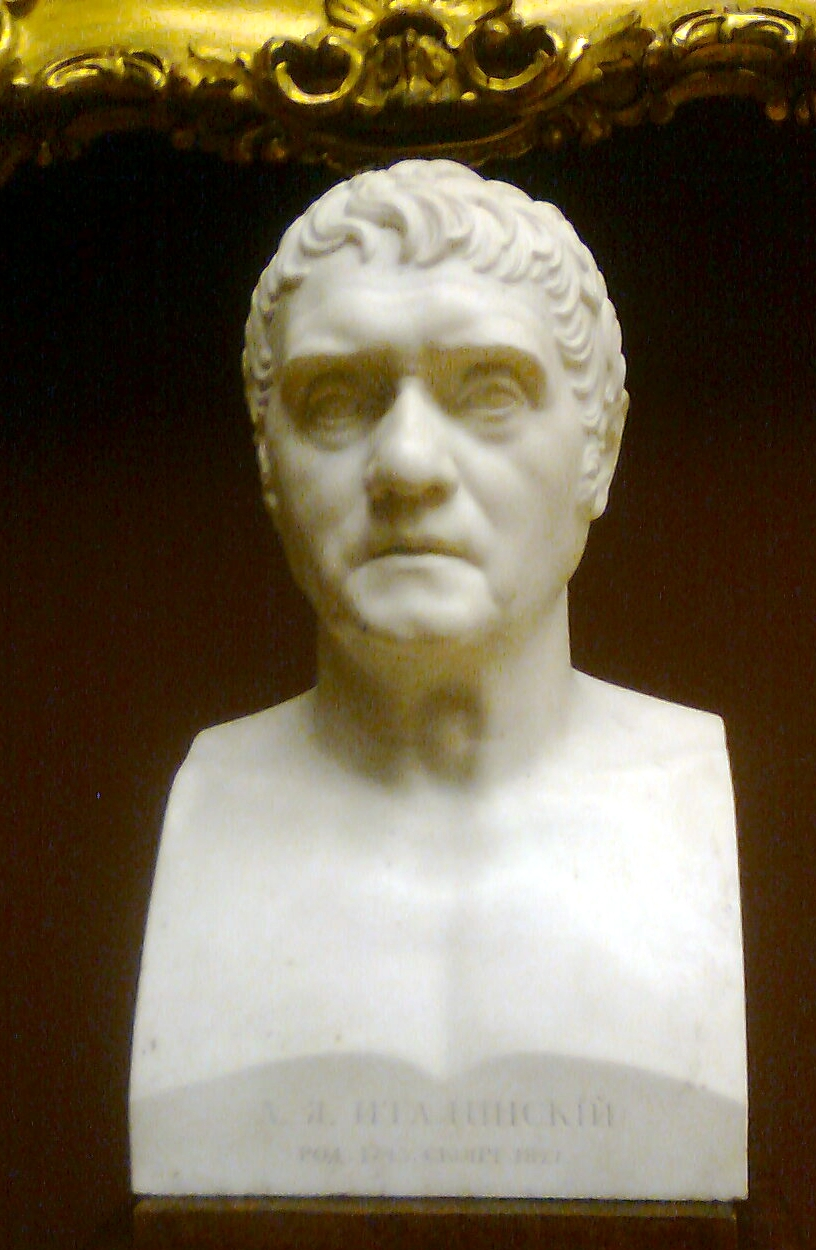
С. И. Гальберг. «Портрет А.Я. Италинского». 1823. ГРМ
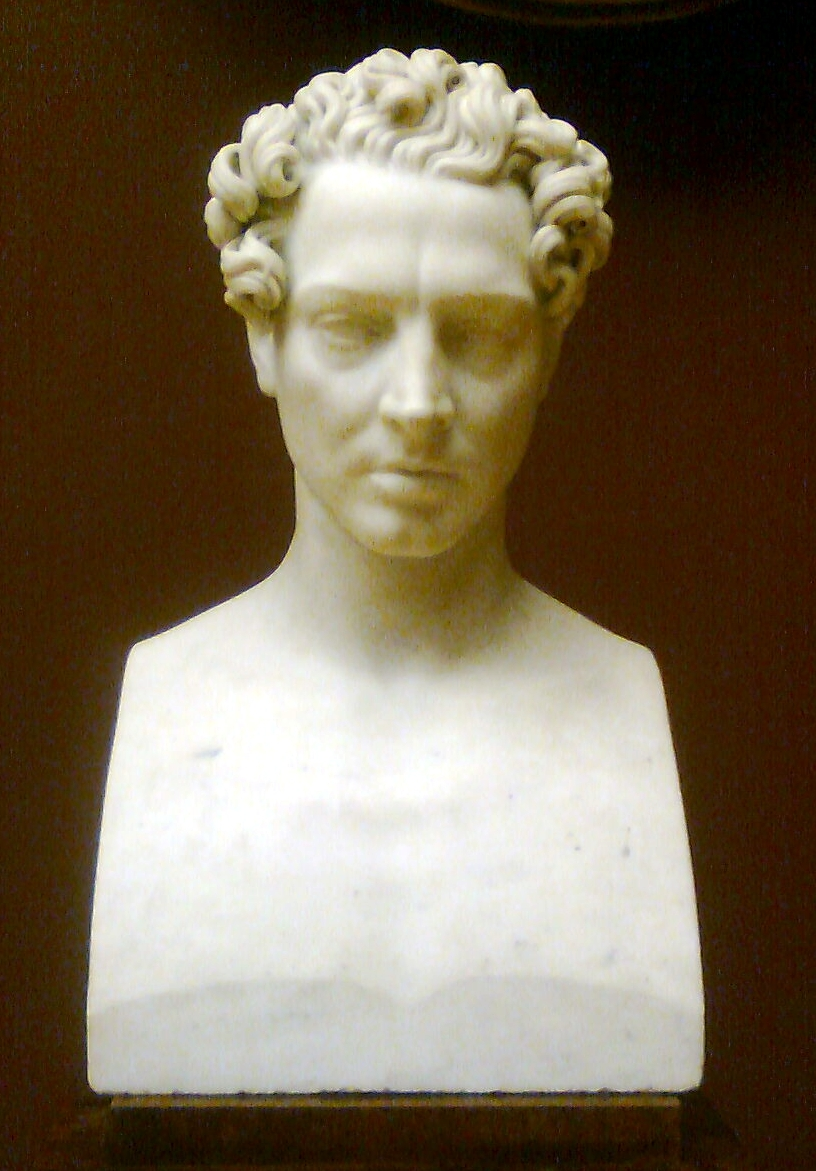
С. И. Гальберг. «Портрет В.А. Перовского», 1829, ГРМ
С. И. Гальберг. «Портрет А.Н. Оленина». 1827. ГРМ[3]
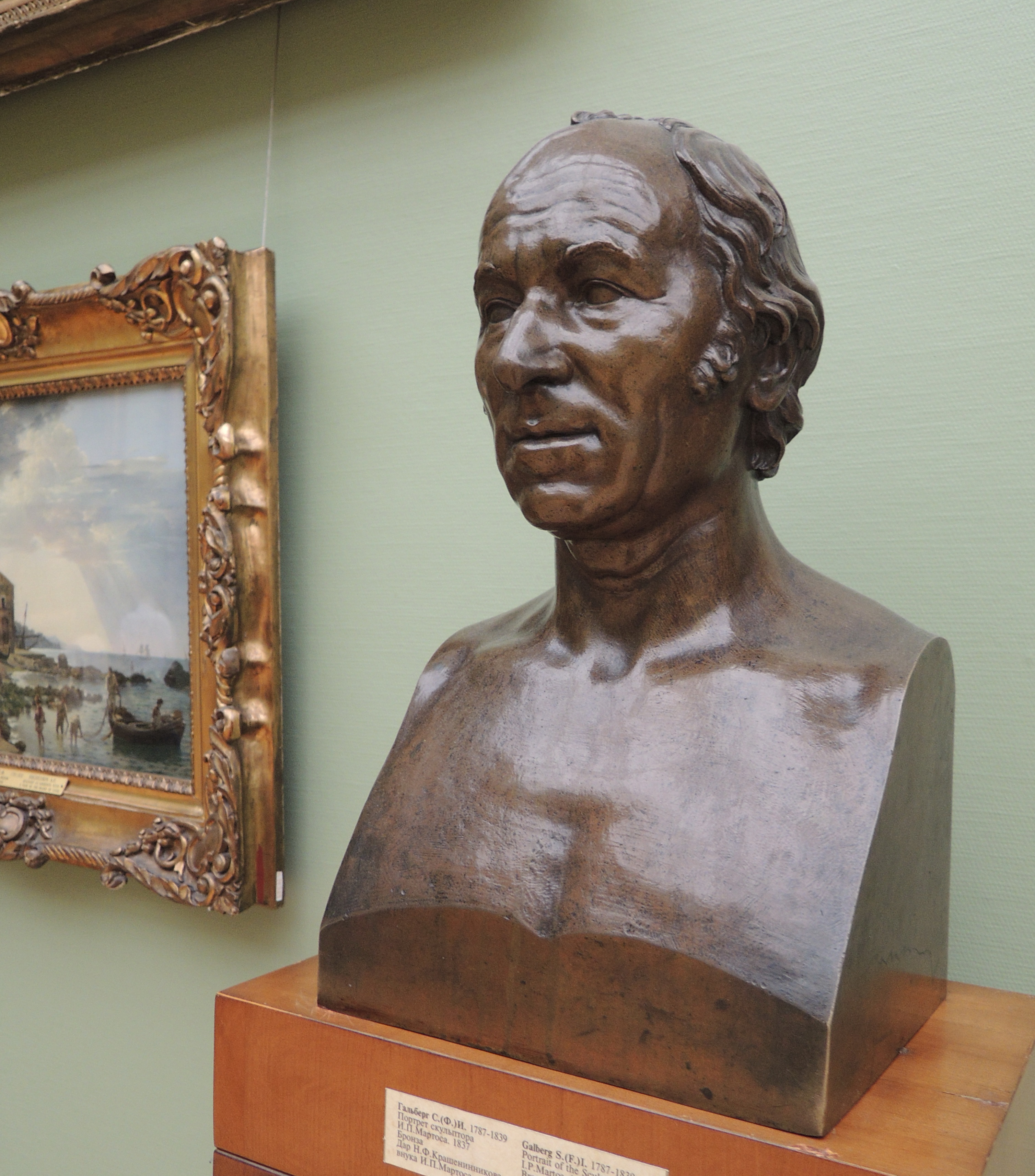
С. И. Гальберг. «Портрет И. П. Мартоса». 1837
П. И. Соколов. «Портрет  И.А. Дмитриевского». 1813. ГРМ[3]
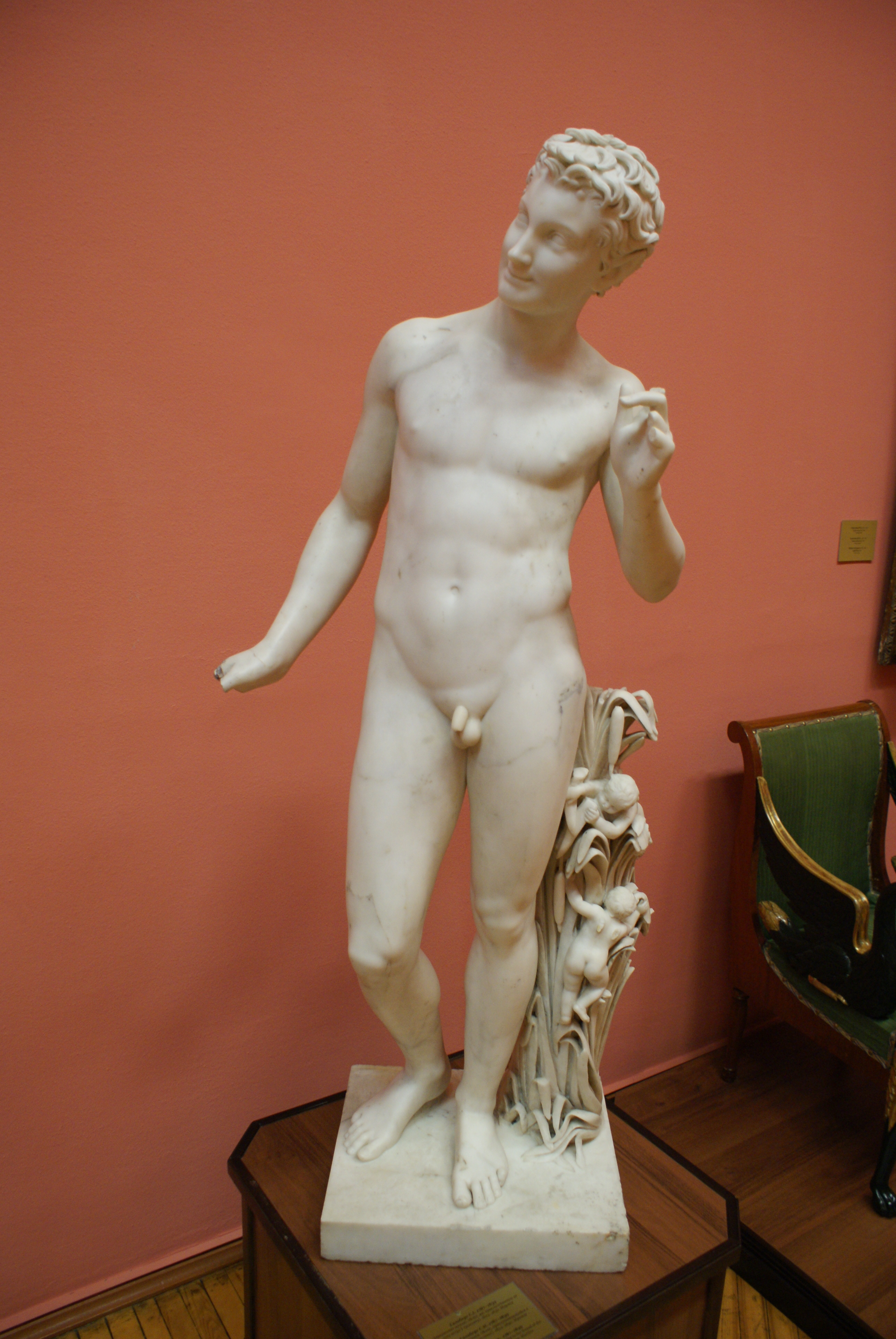
С. И. Гальберг. «Фавн, прислушивающийся к звуку ветра в тростнике (Зарождение музыки)», 1824-30. Национальный музей Белоруссии
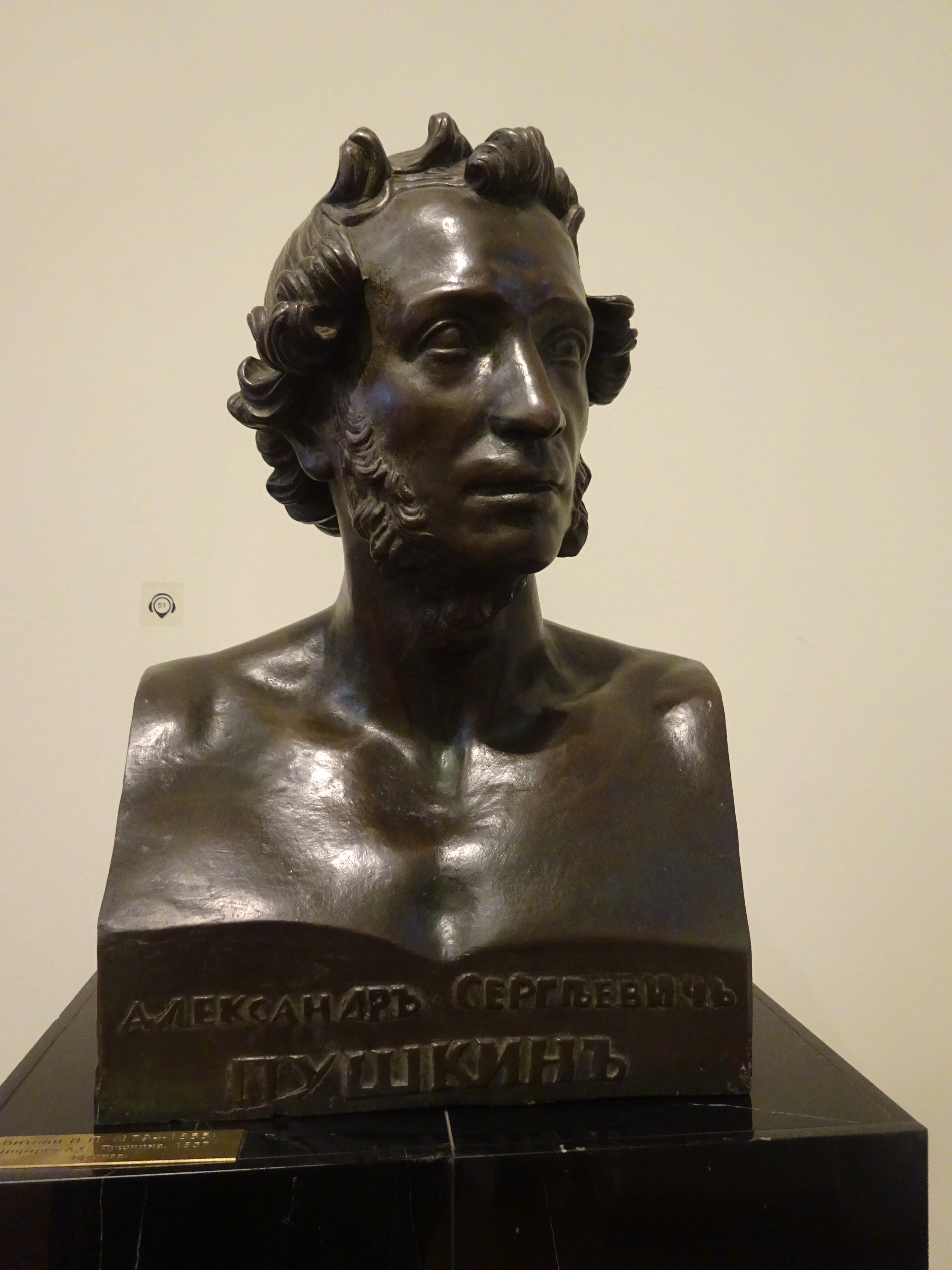
И. П. Витали. «Портрет А. С. Пушкина». 1837. Саратовский художественный музей имени А. Н. Радищева
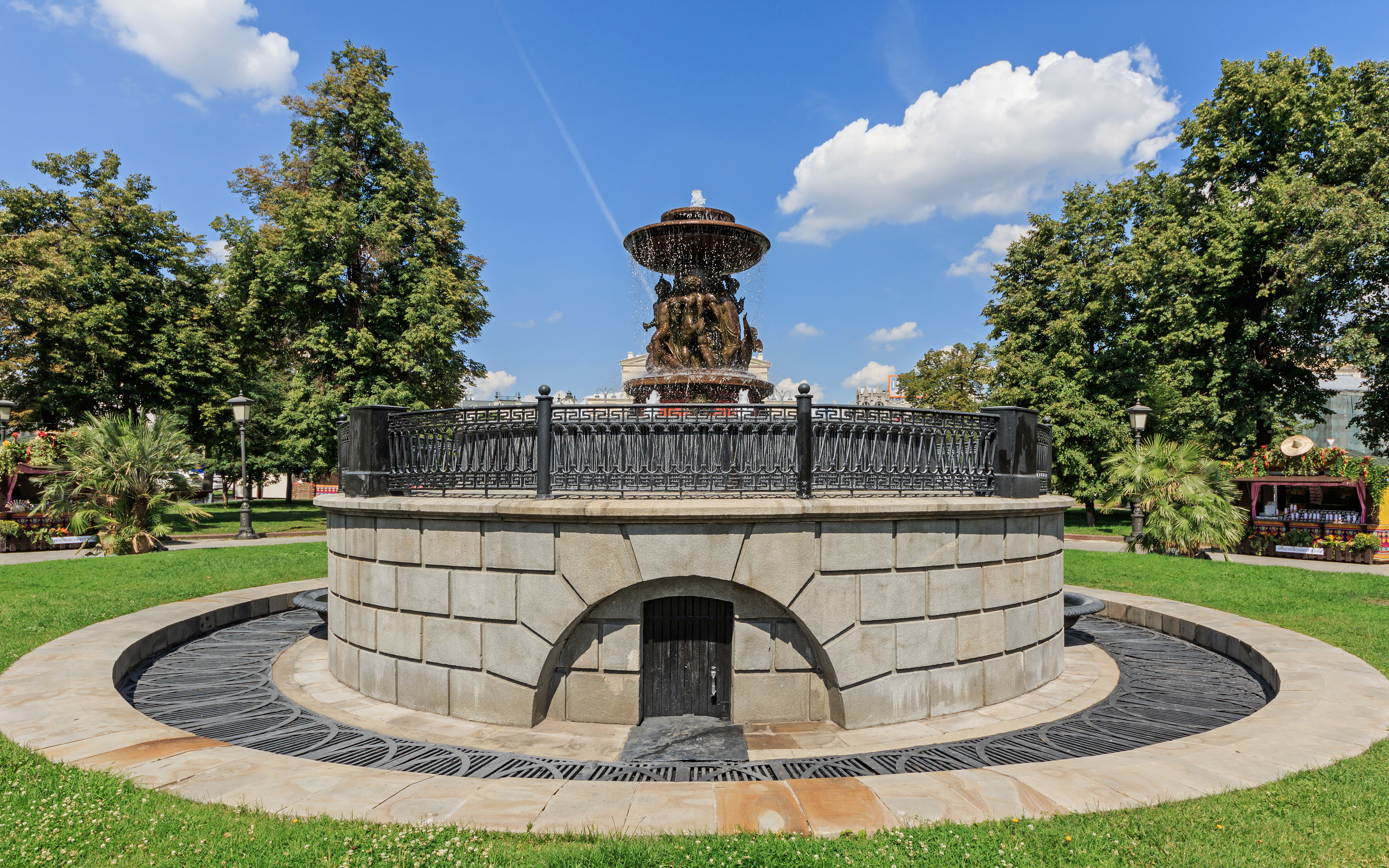
И. П. Витали. Фонтан на Театральной площади в Москве. 1835
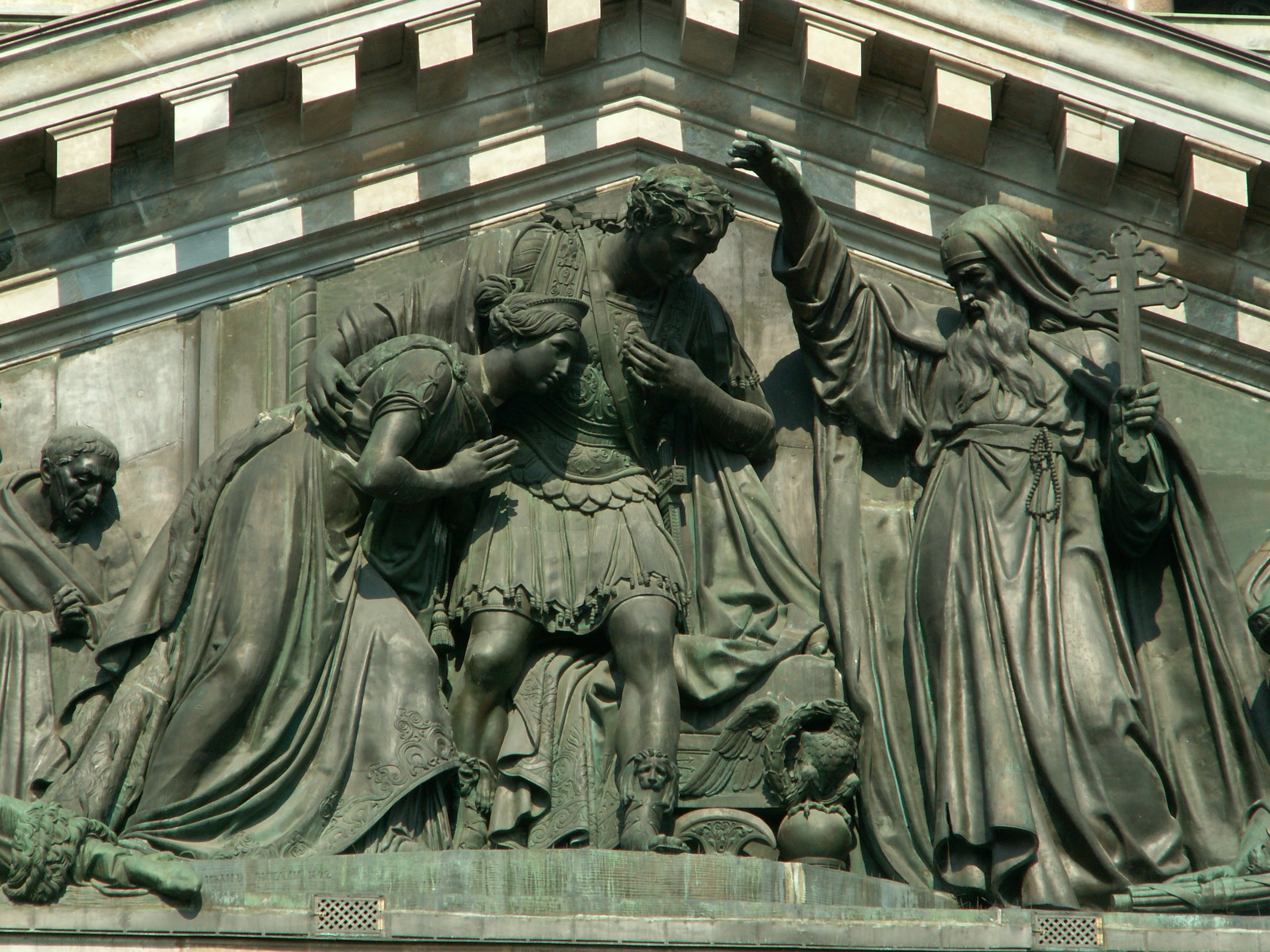
И. П. Витали. Скульптура западного фронтона Исакиевского собора. 1841-1844
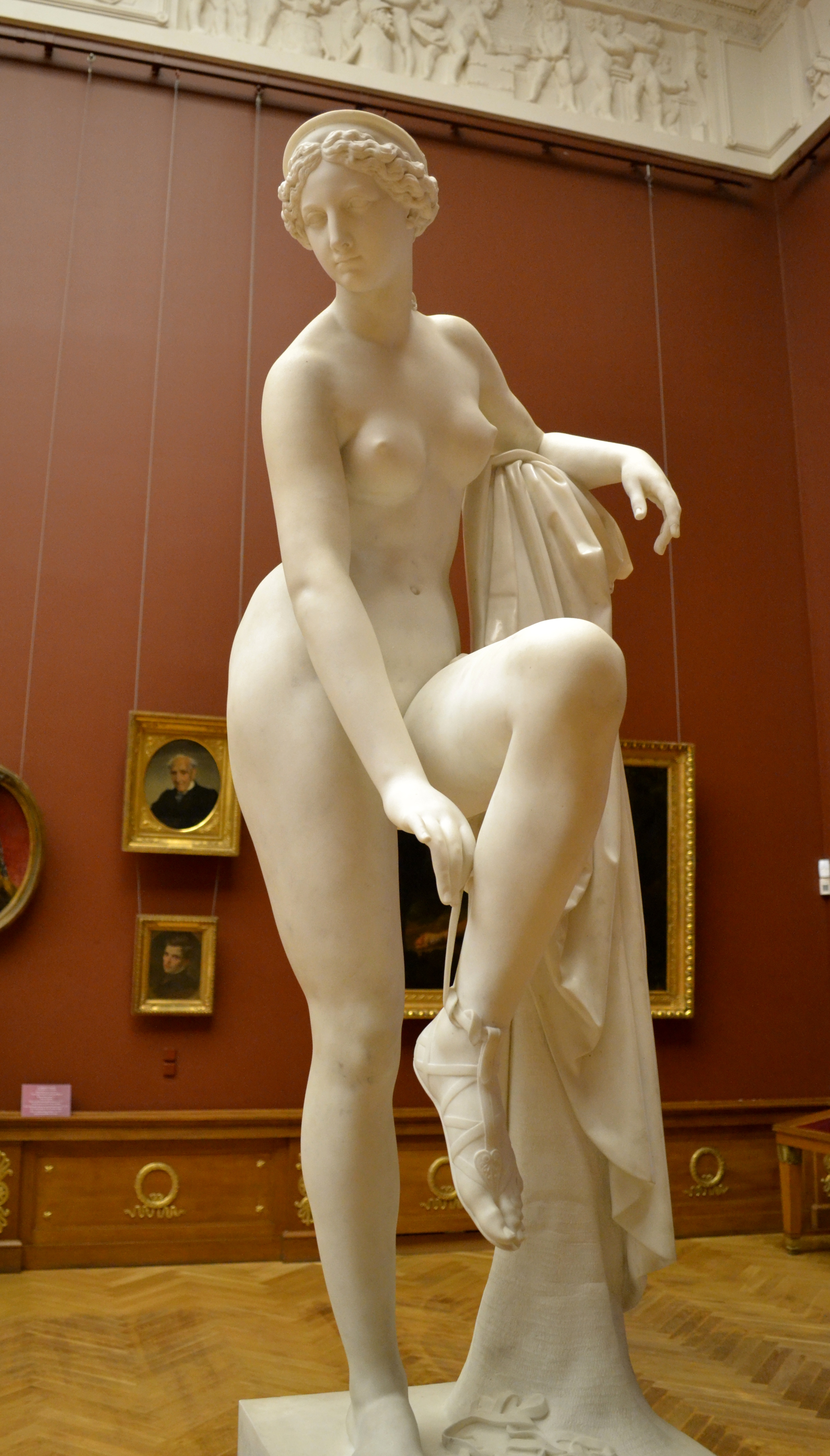
И. П. Витали. «Венера». 1852. ГРМ

#### Жанровая скульптура
Следы вторжения в жанровых сюжетов в скульптуру в русском искусстве заметны достаточно поздно, с 1830-х годов, однако  вначале они имеют отчетливо классицистический, возвеличивающий характер.
Например, в 1836 году появились две важные работы, которые стали весьма популярными у зрителя — «Парень, играющий в бабки» Николая Пименова и «Парень, играющий в свайку» Александра Логановского, поставленные у Александровского дворца в Царском Селе. Они удостоились похвальных гекзаметров Пушкина.
К ним примыкают жанровые произведения Антона Иванова, Петра Ставассера, Константина Климченко. Обращение к "русским народным" сюжетам среди представителей Академии отвечало национальной идеологии государства Николая I.

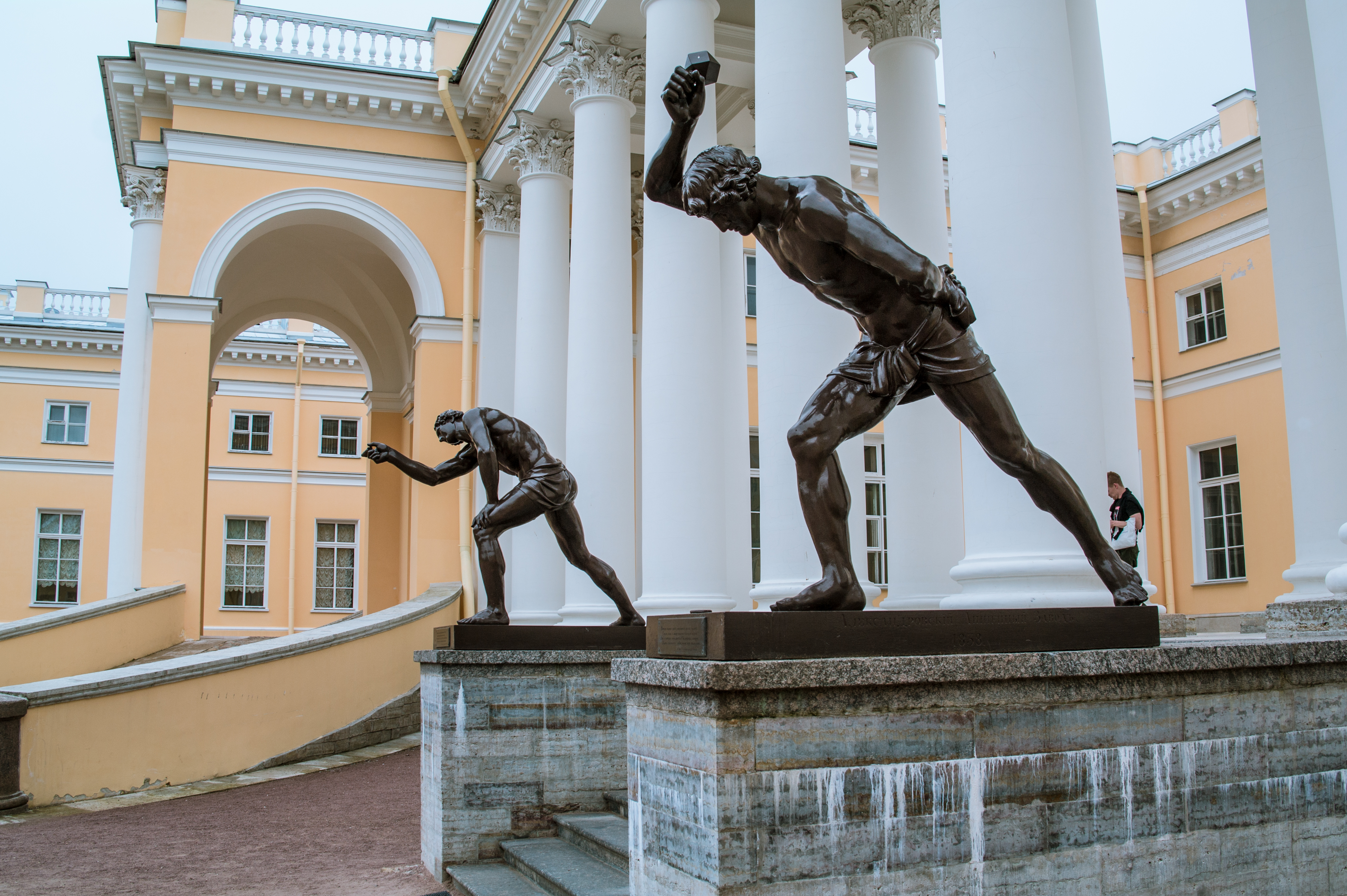
Крыльцо Александровского дворца со статуями играющих парней
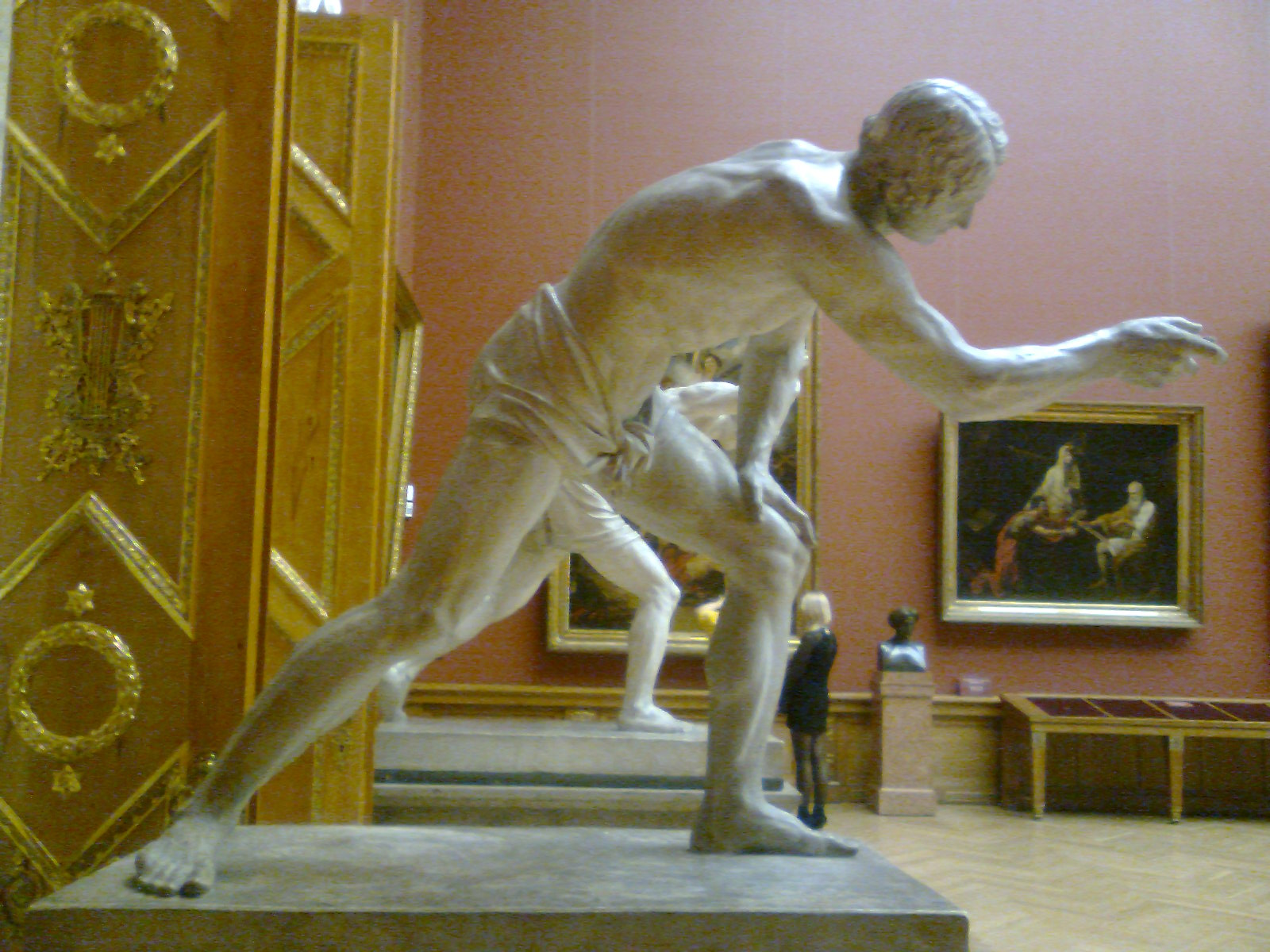
Н. С. Пименов. «Парень, играющий в бабки», 1836, ГРМ
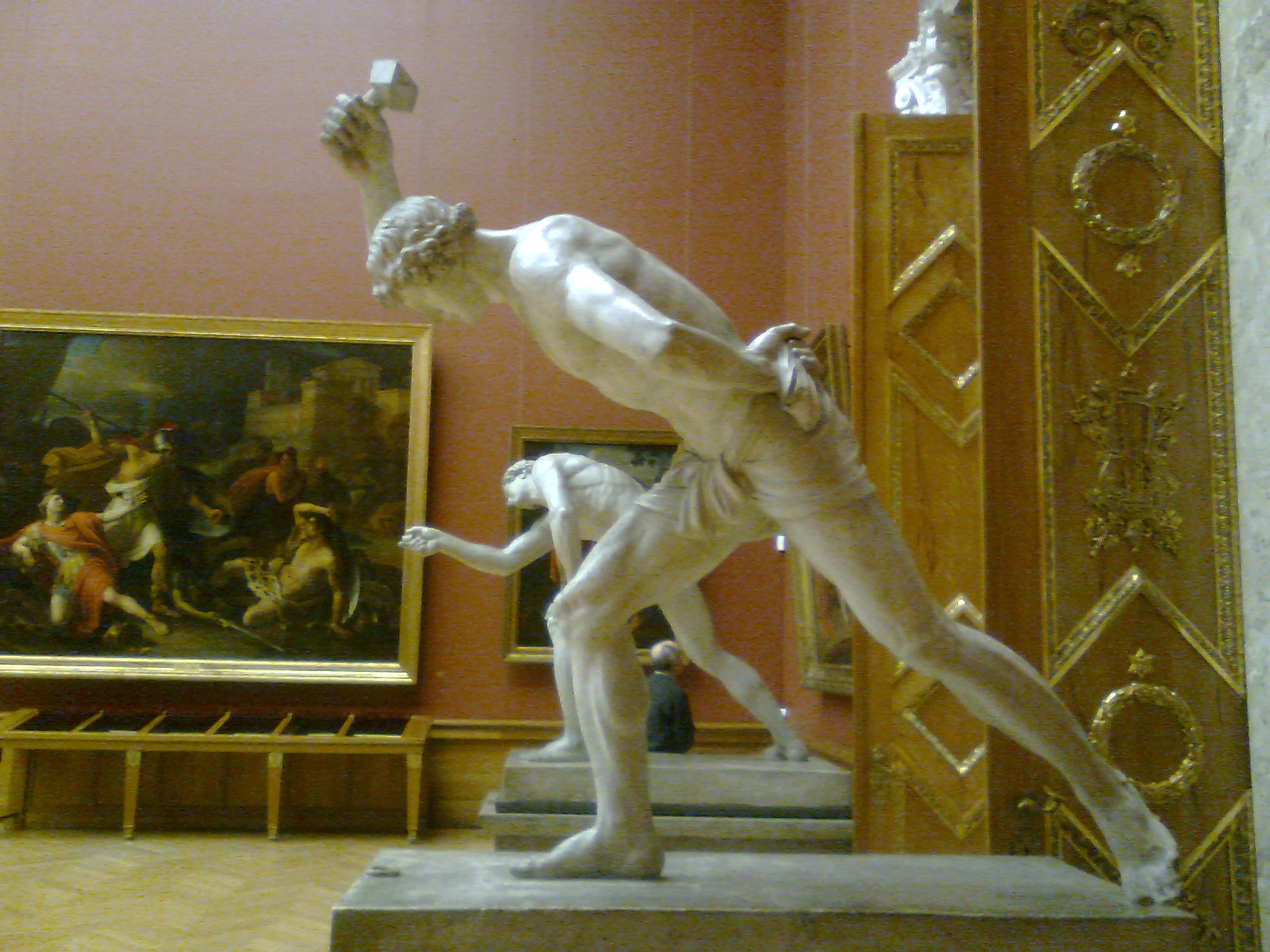
А. В. Логановский. «Парень, играющий в свайку», 1836. ГРМ
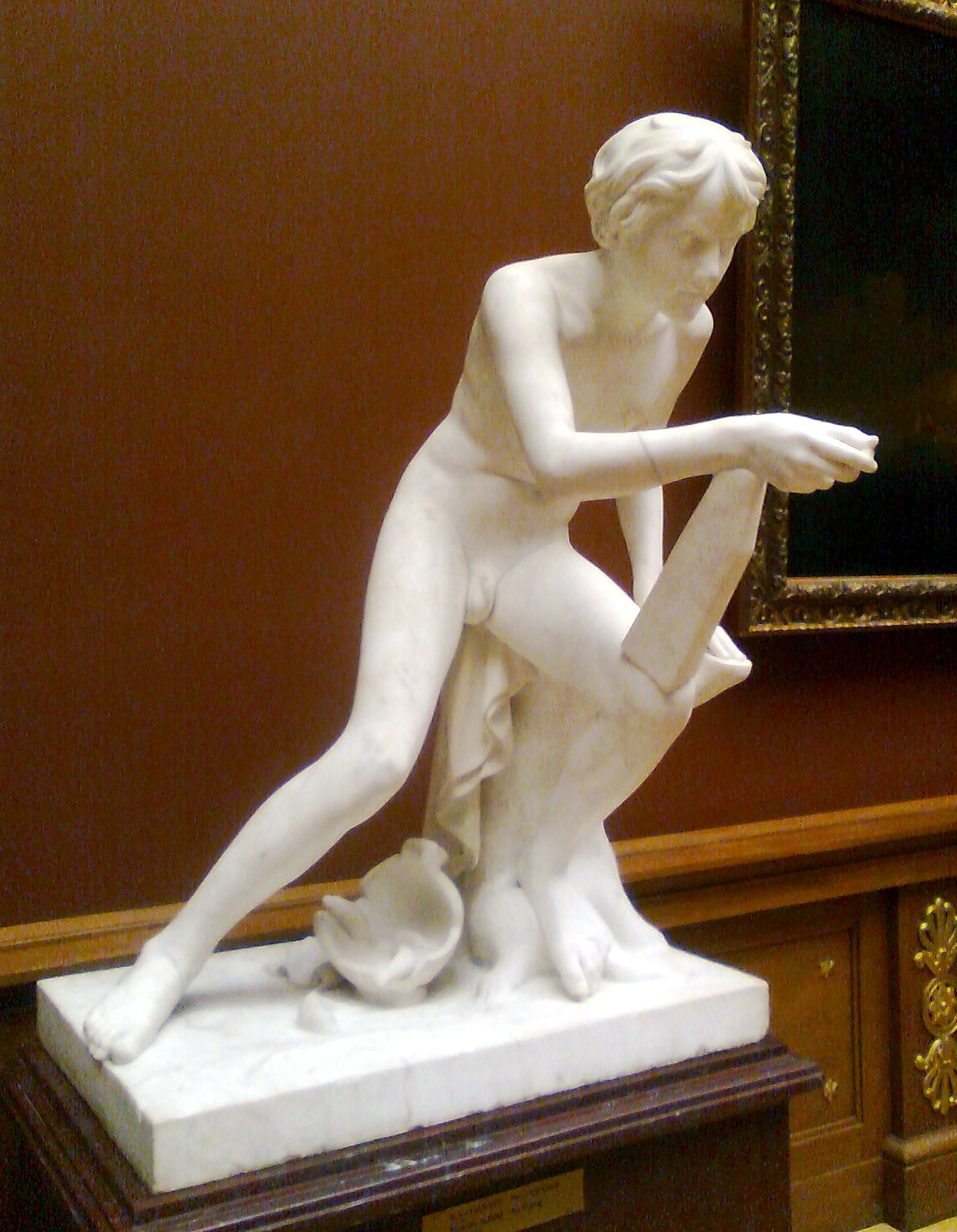
П. А. Ставассер. «Мальчик, удящий рыбу», 1839, ГРМ

### 2-я пол. XIX века

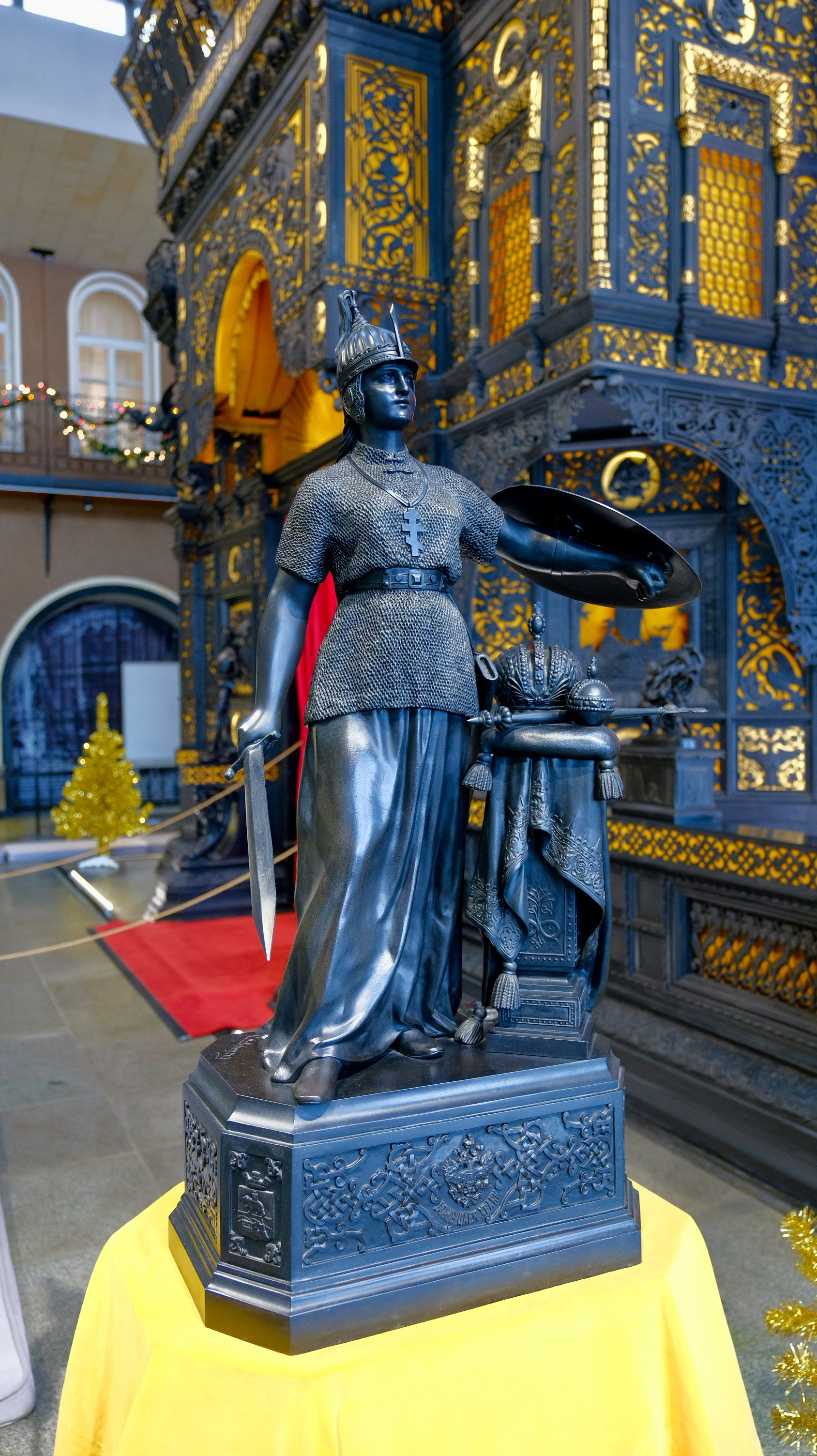
Чугунная скульптура «Россия» Н. А. Лаверецкого, образец каслинского литья. Отливка 1899 года по модели 1896 года, Екатеринбургский музей изобразительных искусств.

Данный период характеризуется продуктивным развитием русского искусства в таких жанрах, как живопись (с сильным влиянием передвижников), литература и музыка, но, как писал Авр. Каганович, «к сожалению, этого нельзя сказать о скульптуре. Она развивалась по тем же законам, преодолевая влияние старых ложноклассических традиций и стремясь к правдивому отражению русской действительности, однако всё это происходило в более сдержанной форме, менее активно и менее значительно, чем в живописи».
Советское искусствоведение резко осуждало скульптуру эпохи историзма, достаточно справедливо формулируя причины, почему скульптура этого периода не была «либеральной» или «прогрессивной»: «В скульптуре мы не встретим той силы реализма, того глубочайшего проникновения в существо социальных явлений жизни и того мастерства, как у Репина, Сурикова и многих других. Скульпторам не удалось так глубоко проникнуть в психологию человека и с такой полнотой утвердить образ борца за социальную свободу и прогресс, как это сделали живописцы второй половины столетия. Причина здесь кроется в специфике самого жанра. Суть монументального образа в скульптуре заключается в том, что он стремится к выражению положительного идеала в жизни, к образу большого общественного, социального звучания. Монумент, как правило, должен быть посвящён прогрессивному герою или значительному историческому событию в жизни народа. Те же, от кого зависела установка памятников, предпочитали другое: официальное верноподданническое искусство. Одному же художнику, как бы он ни был талантлив, не под силу создать монументальный образ героя, перевести его в материал и установить на улице или площади: таких случаев история пластики не знает. Создание монумента — дело во многом трудоёмкое и дорогое, требующее коллективных усилий». Таким образом, самый важный жанр пластики — монументальный, развивался в русле официозной стилистики, господствующего вкуса императорской фамилии, и не дозволял экспериментов, например, на социальную тематику.
Декоративная скульптура также была целиком связана с содержанием заказа и имела по большей части эклектический характер. Относительно свободно в то время развивалась станковая пластика, позволяя проявлять мастерство скульпторов, их отношение к действительности и понимание образа человека и прогресса. С точки зрения советского искусствознания, именно этот поджанр для данного периода «составляет довольно яркую страницу русского искусства и изобилует большими творческими достижениями».
С точки зрения стилистики ко времени правления Александра II ампир (классицизм) завершается, в дальнейшем доминирующим стилем становится историзм, эклектика. В статуях уже обычно не видны античные мотивы, даже выполненных скульпторами-академиками. Авторы стремятся к большему «реализму», меняется система пропорционирования, увеличивается внимательность к мелким деталям, идет поиск «национального», однако, в первую очередь — путем добавления атрибутики, сюжетов. Типическое произведение: «Россия» — чугунная скульптура Н. А. Лаверецкого в технике каслинского литья (1896).

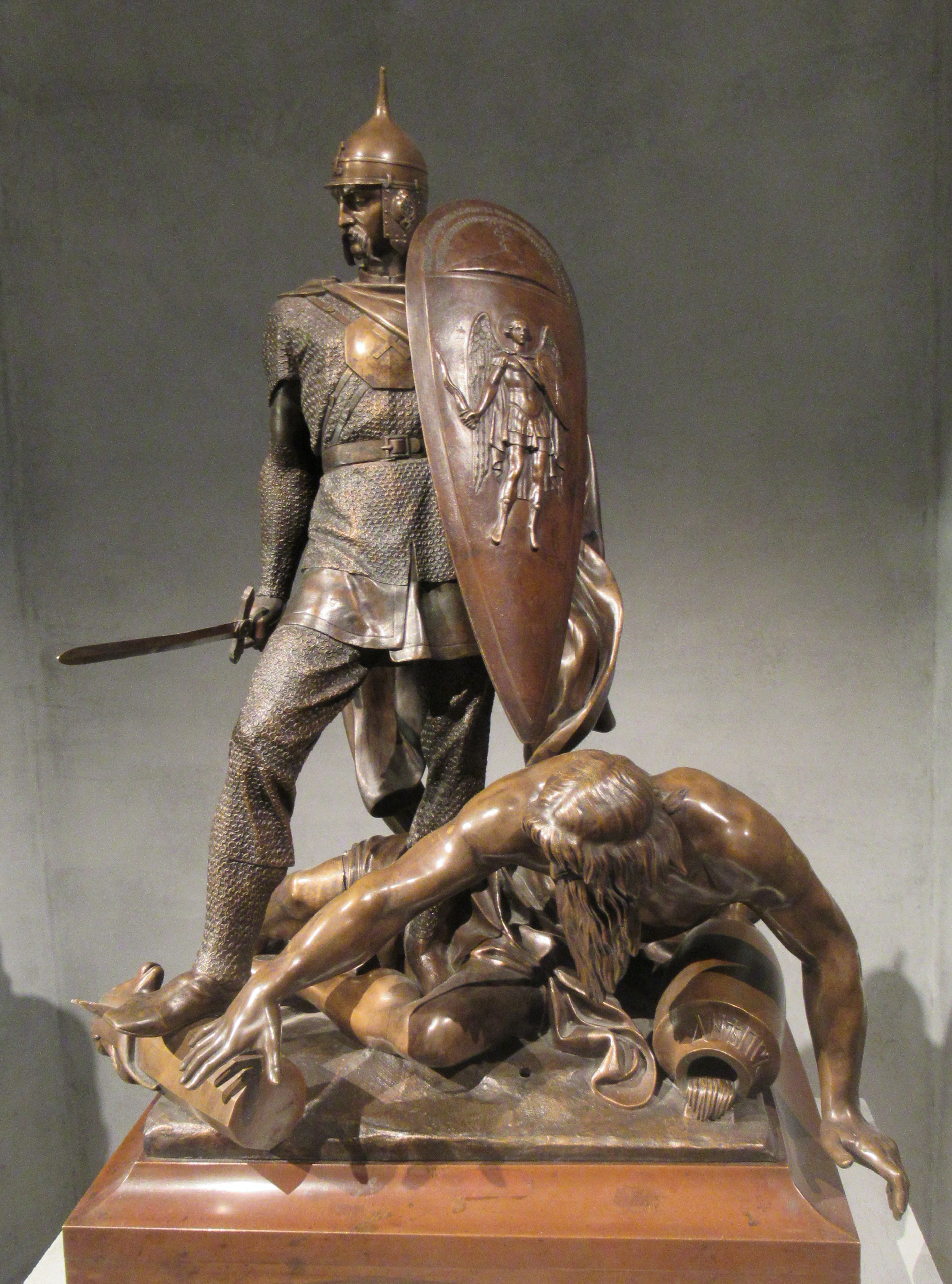
Николай Пименов. «Торжество христианства, или Ниспровержение идолов». 1850—1854. Русский музей. Модель неосуществленного памятника св. Владимиру в Киеве
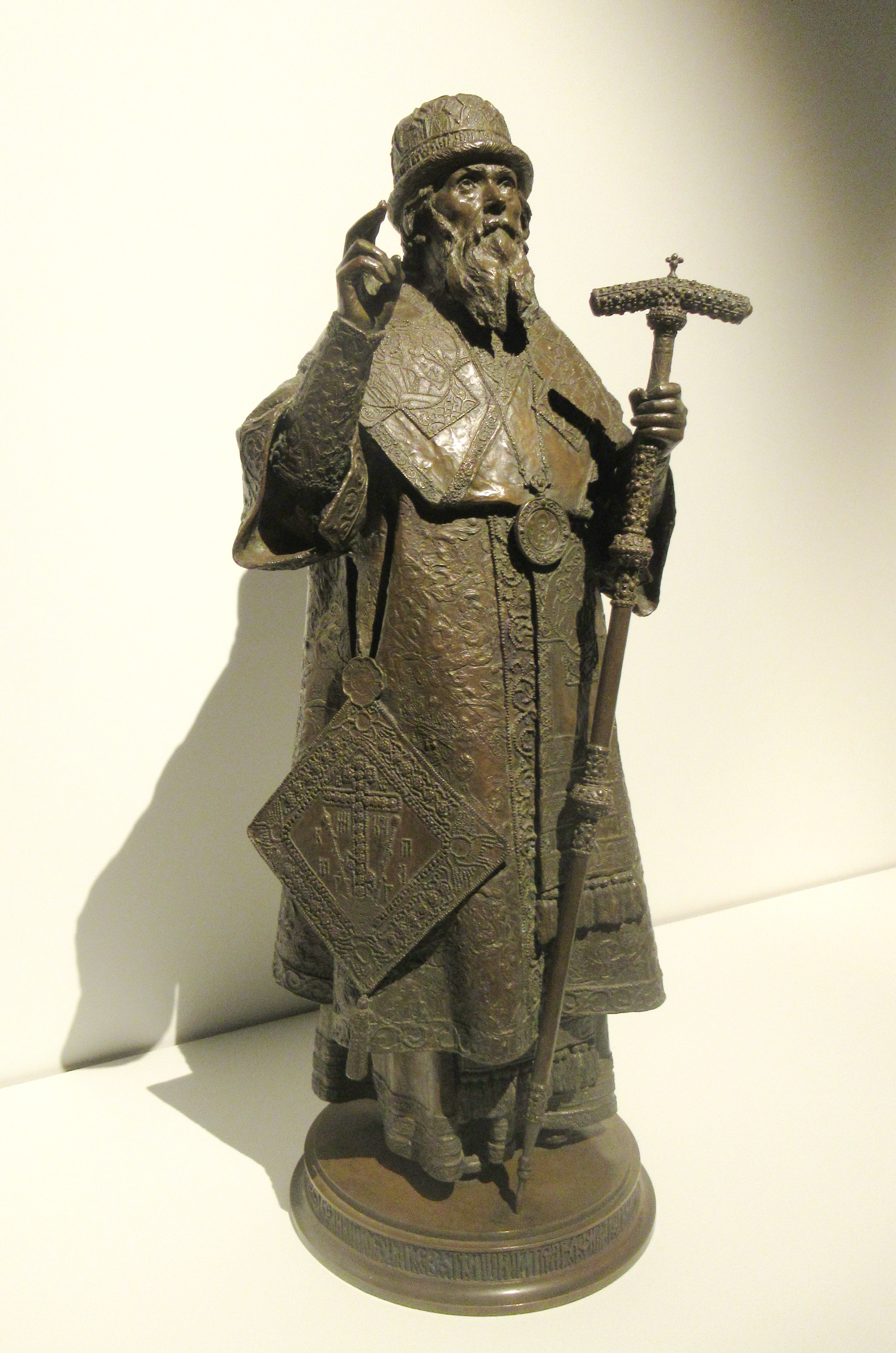
В. А. Беклемишев. «Патриарх Филарет». 1913. ГМЗ «Павловск».
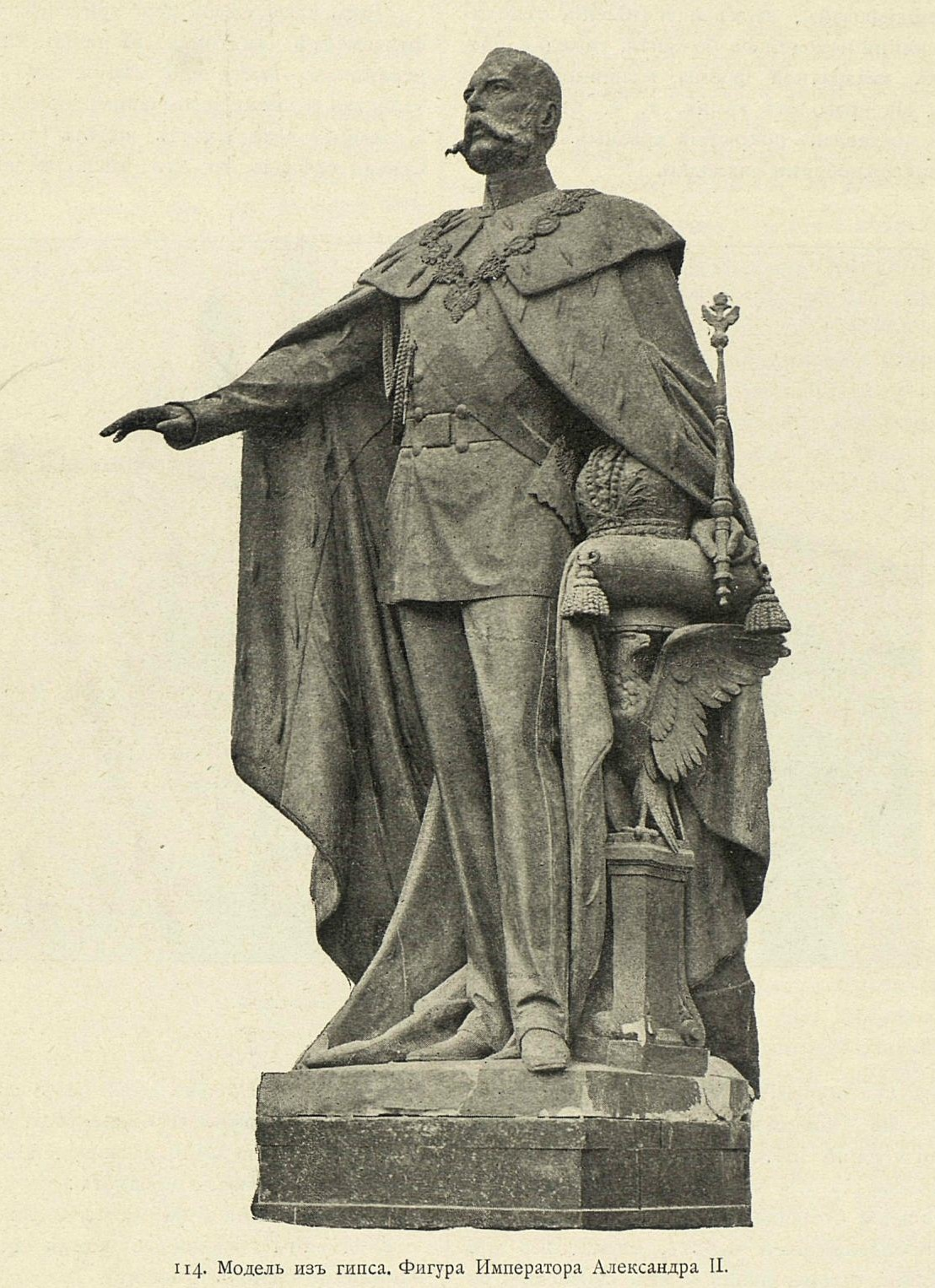
А. Опекушин. «Памятник Александру II в Кремле». 1898 (модель)
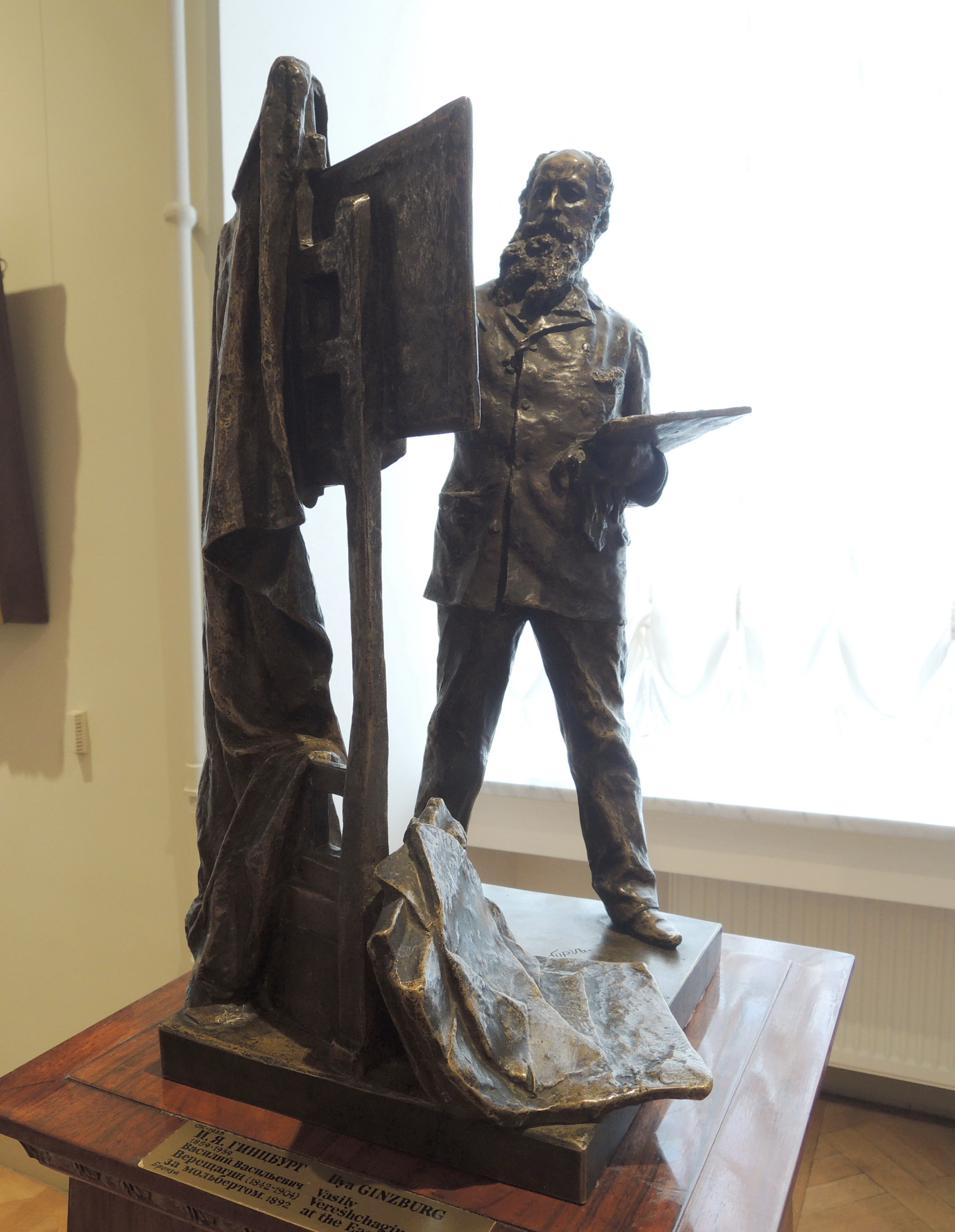
Илья Гинцбург. «Верещагин за работой». 1892, ГРМ
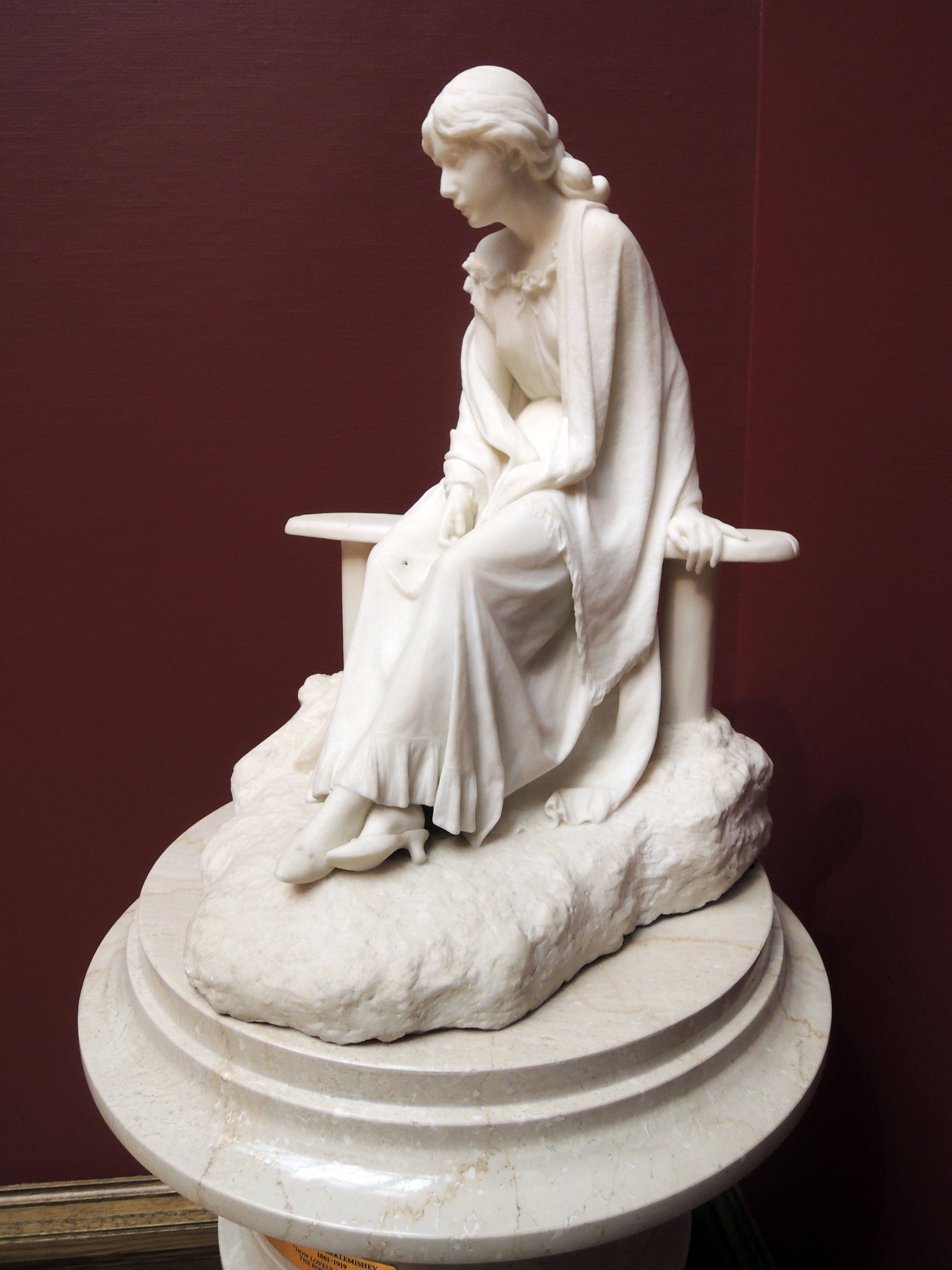
В. Беклемишев. "Как хороши, как свежи были розы...", 1896, ГРМ

#### Монументы
Пётр Клодт был одним из ведущих мастеров первой половины и середины XIX века. В его творчестве, сохраняющем гармонизирующие тенденции классицизма, получили дальнейшее развитие традиции русской пластики. Таковы его произведения — конные группы Аничкова моста (подражающие римским), другие произведения анималистического жанра. В 1850-х он создаёт памятники императору Николаю и баснописцу Крылову в более "современном" духе.
Его памятник Крылову (1848—1855) был установлен в Летнем саду, что определило свойственные композиции черты камерности. Пьедестал украшен множеством горельефов на сюжеты басен. В памятнике Николаю I Клодту принадлежит самая эффектная часть — верхняя, с изображением всадника. Также он создал полную горя композицию «Вдова с ребёнком». Его мастерство особенно полно сказалось в группе «Первый шаг». Изображая жанровый сюжет, он стремился расширить его рамки — в качестве игрушки изображён паровоз и карандаш, а на пьедестале — различные машины, и этим композиции придаётся более значительный характер, так как теперь в группе подразумевается Россия, которая делает первые шаги на пути промышленного прогресса.

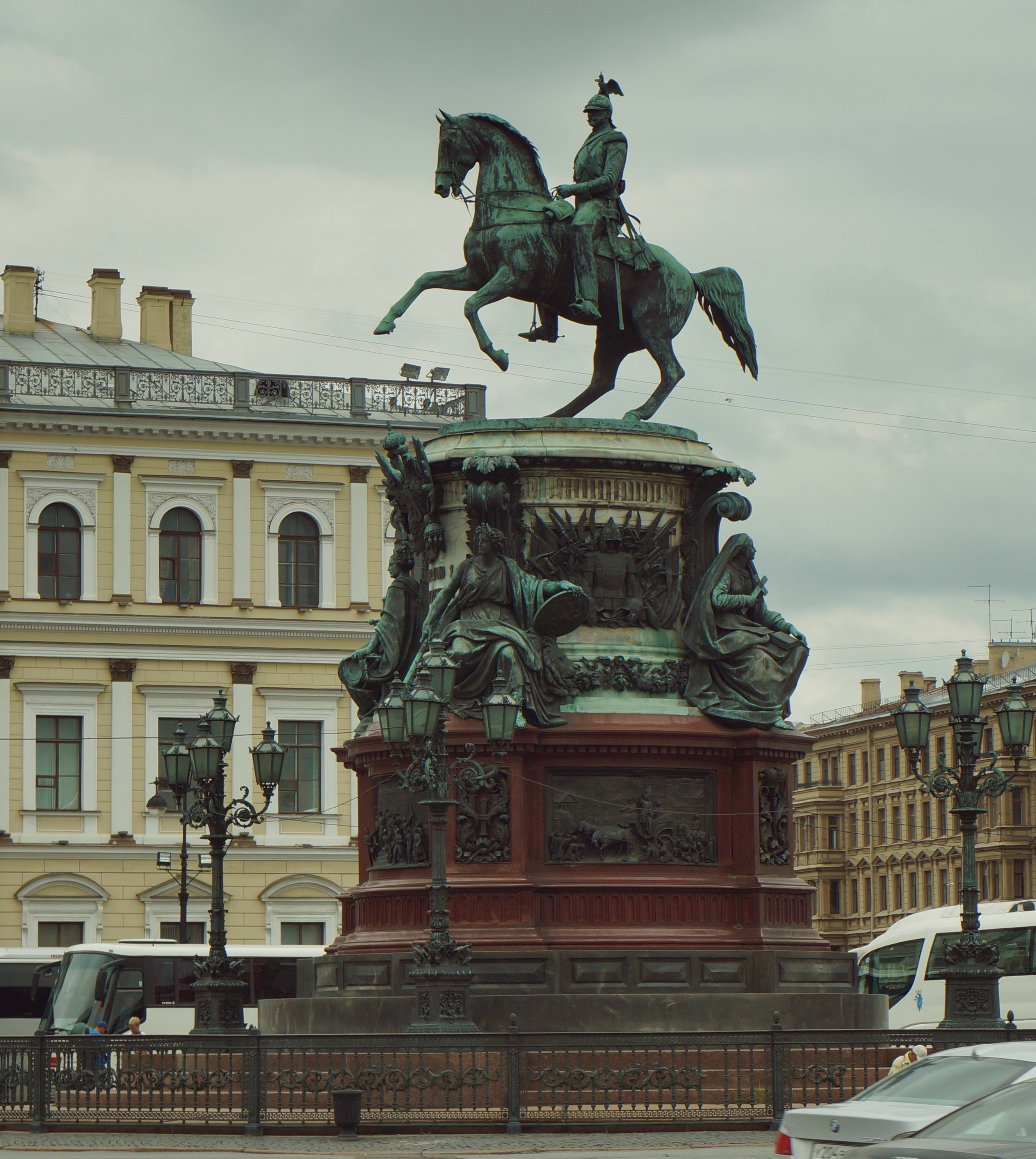
П. К. Клодт. «Памятник Николаю I». 1859
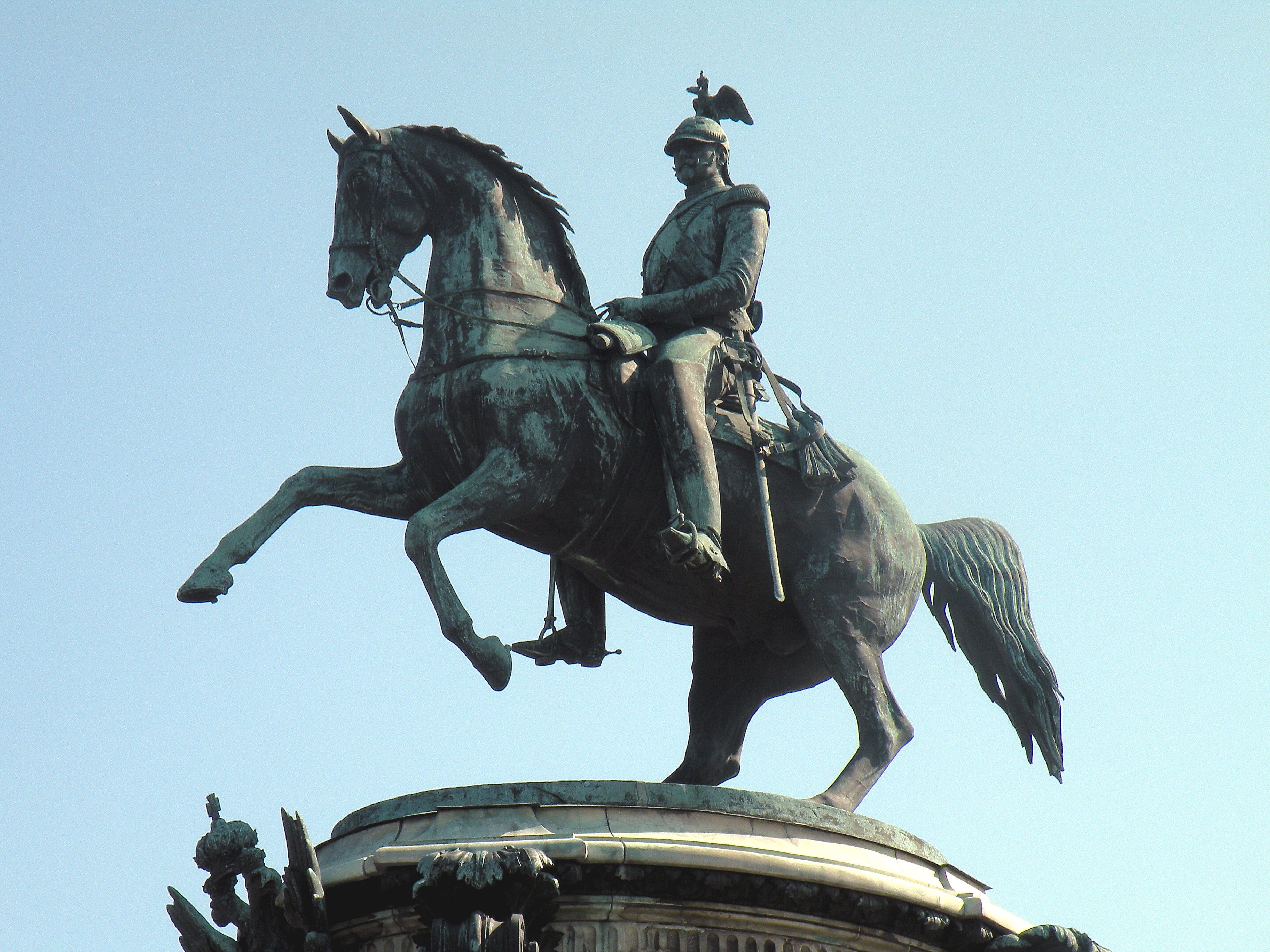
П. К. Клодт. «Памятник Николаю I».
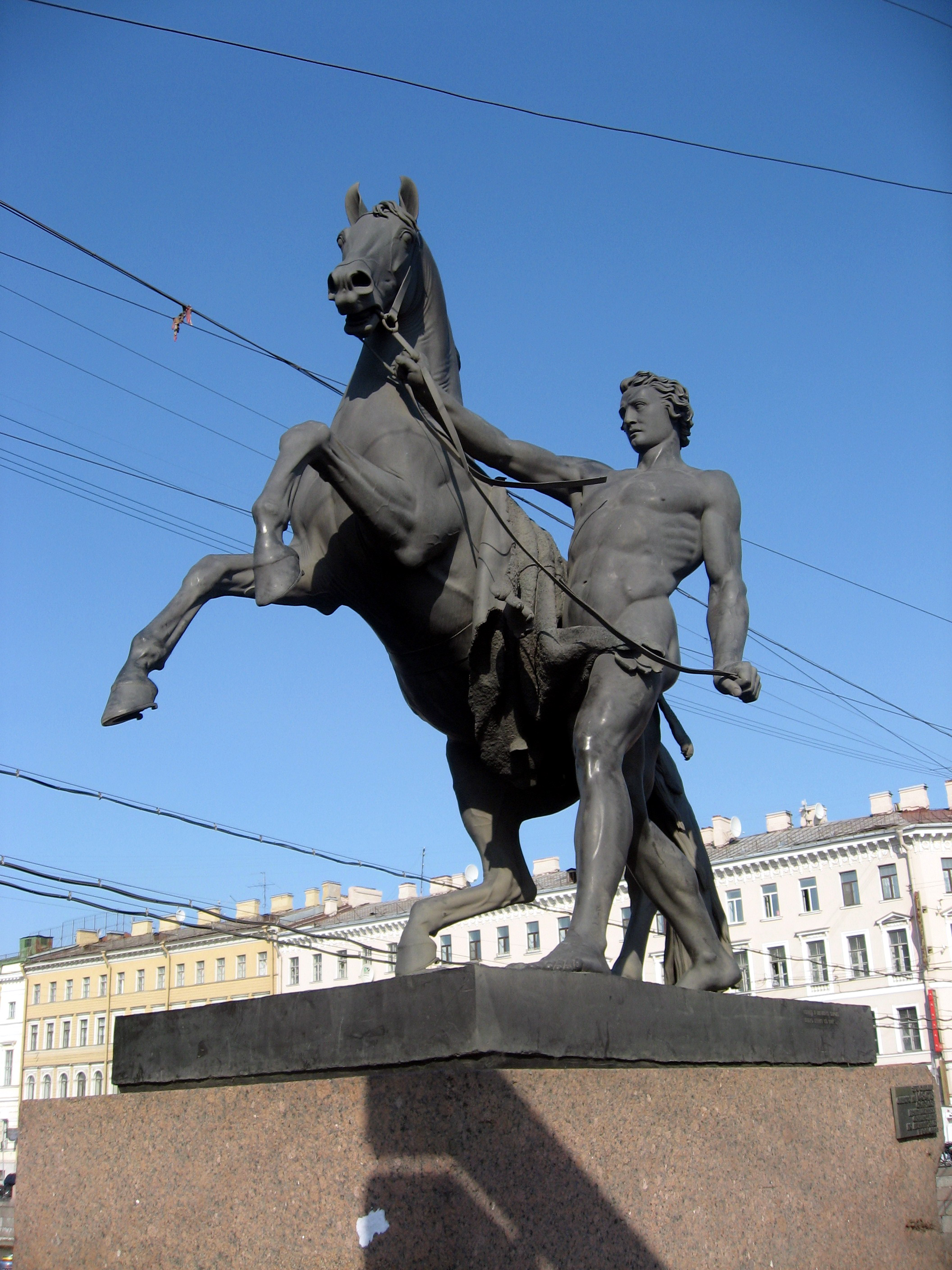
П. К. Клодт. Скульптурная группа Аничкова моста. 1836-1850
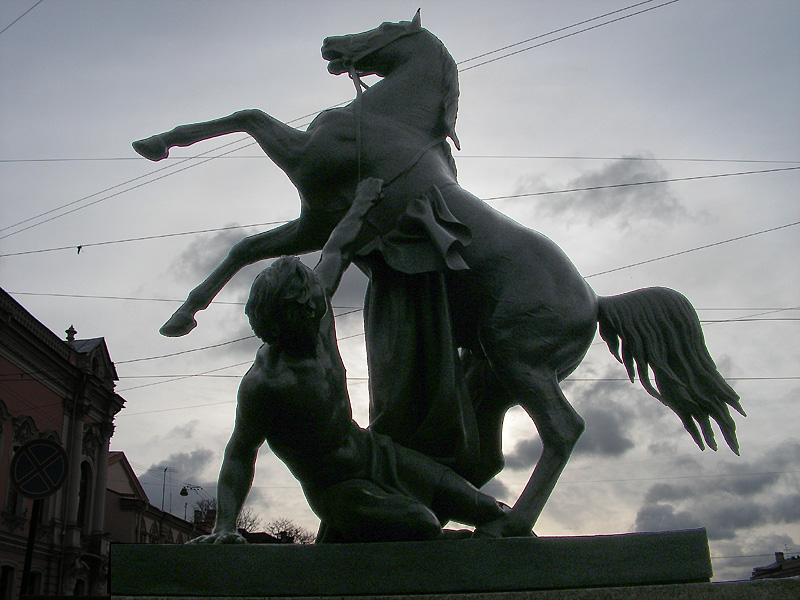
П. К. Клодт. Скульптурная группа Аничкова моста.
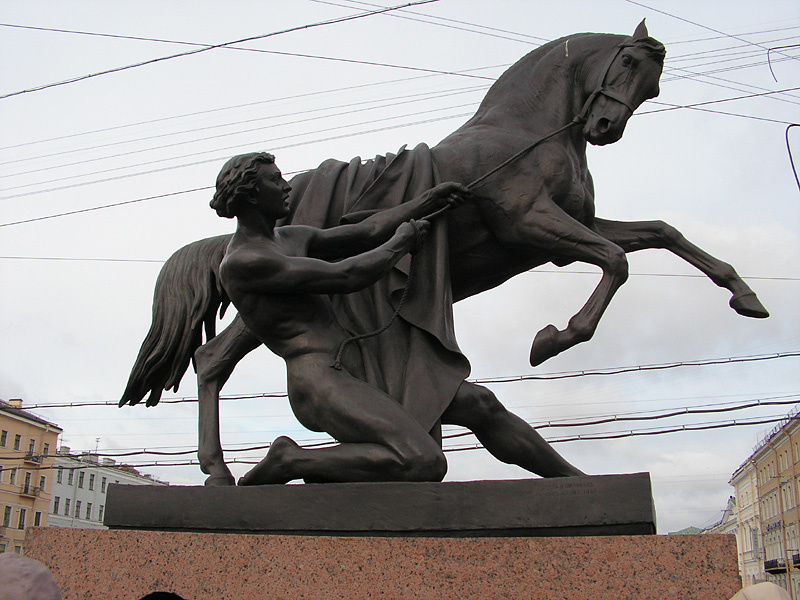
П. К. Клодт. Скульптурная группа Аничкова моста.
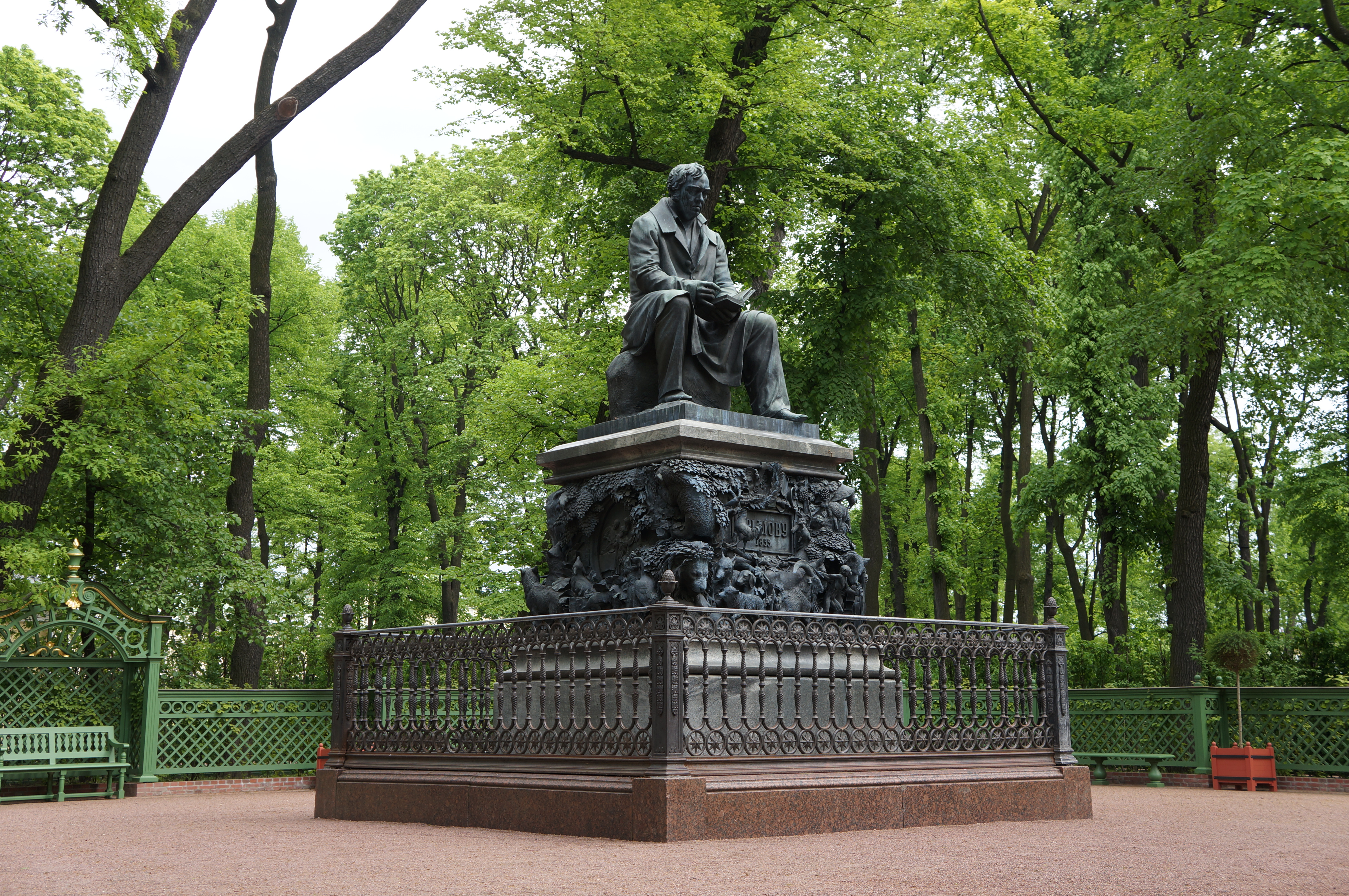
П. К. Клодт. «Памятник И. Крылову»

#### Опекушин
В проекте памятника «Тысячелетие России», осуществлённого по проекту Михаила Микешина, принимал участие большой коллектив художников — Николай Лаверецкий, Гуго Залеман, Александр Опекушин и прочие. Его создание стало значительным событием в культурной жизни России того времени. «Этот памятник приобрел большую популярность и любовь зрителей и, несмотря на присущие ему композиционные недостатки, прочно вошёл в историю русского монументального искусства».
Творчество Александра Опекушина — одно из крупных явлений русской скульптуры этого периода. В первые годы он был тесно связан с классицизмом (влияние Академии художеств, где он обучался). Но вскоре он находит новые идеалы, приближая своё творчество к реальности, к жизни. В конце 1860-х он много работает в жанре портрета. Стоит отметить его портрет скульптора Микешина, с которым он сотрудничал в нескольких проектах, в частности — в «Тысячелетии России». Важна его роль и при создании памятника Екатерине Великой.
Памятник Екатерине II в Петербурге занимает видное место в скульптуре эпохи. В сооружении памятника приняли участие Микешин, скульптурные работы выполнили Матвей Чижов, изваявший собственно статую Екатерины, и Александр Опекушин, создавший фигуры, окружающие пьедестал. «Самым существенным его пороком было отсутствие монументальности в общем замысле композиции. Чрезмерная дробность формы, перегруженность скульптурными элементами и беспокойный силуэт снижают его выразительность, но тем не менее он хорошо связался со сквером на площади». Особенно любопытны фигуры исторических персонажей в верхнем ярусе — Суворова, Державина, Потёмкина и проч. Скульптору удалось правдивые образы исторических персонажей. Фигура императрицы, исполненная Чижовым — «довольно безлика, чрезмерно официальна и холодна. И тем не менее общая стилевая направленность этого монумента, несомненно, реалистическая. Поэтому он сохранился до сих пор как характерное произведение пластики второй половины XIX столетия».
Крупнейший и наиболее значительный монумент того времени — Памятник Пушкину в Москве работы Опекушина. Его создание стало важнейшим событием культурной жизни России. Памятник отличается строгостью композиции, значительностью фигуры, сдержанностью чувств модели, убедительной портретной характеристикой, выразительностью, что выделяет его из ряда многих монументов, возникших в русском искусстве той поры.

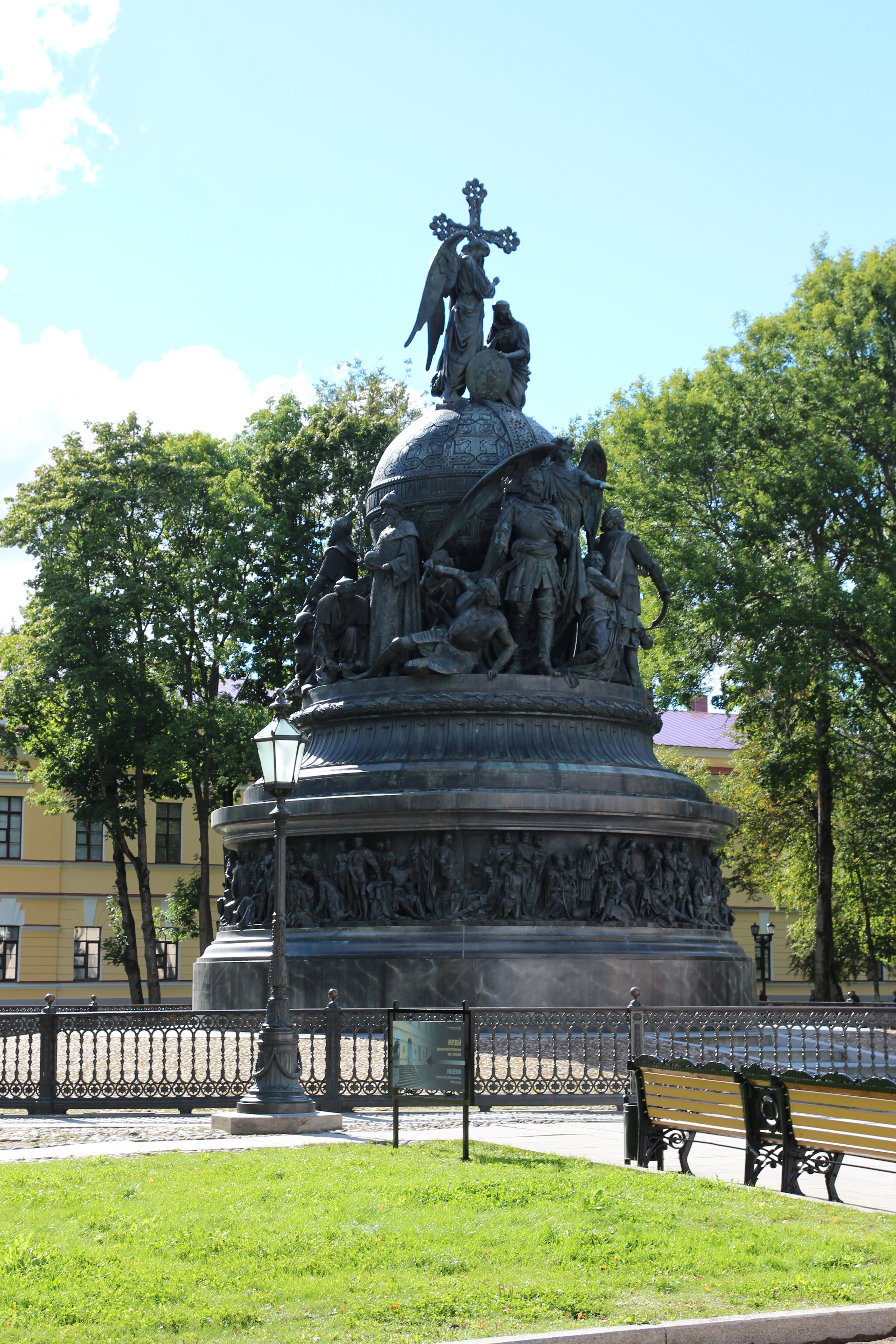
Памятник «Тысячелетие России». 1862
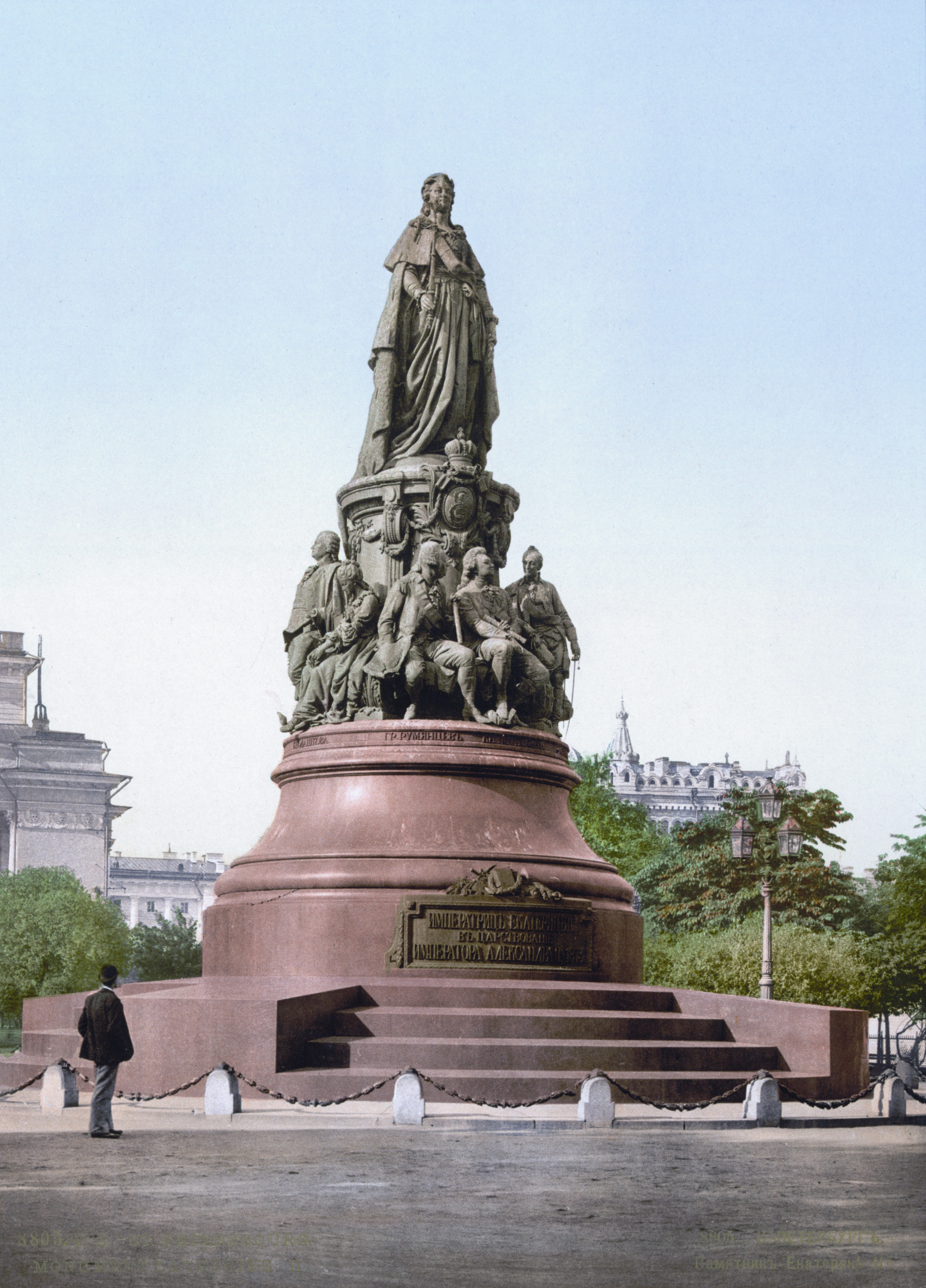
Памятник Екатерине II. 1873
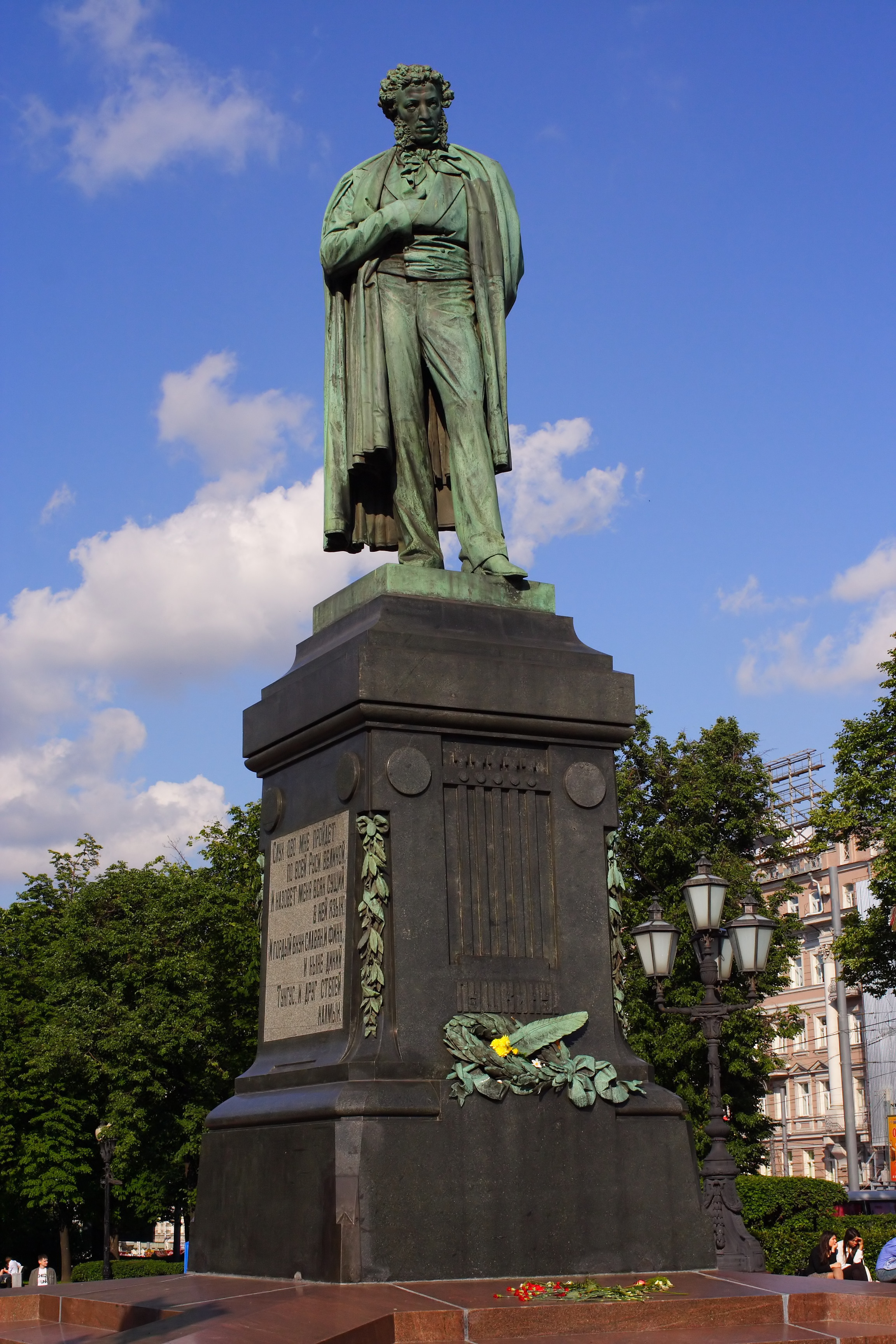
А. М. Опекушин. Памятник Пушкину. 1880
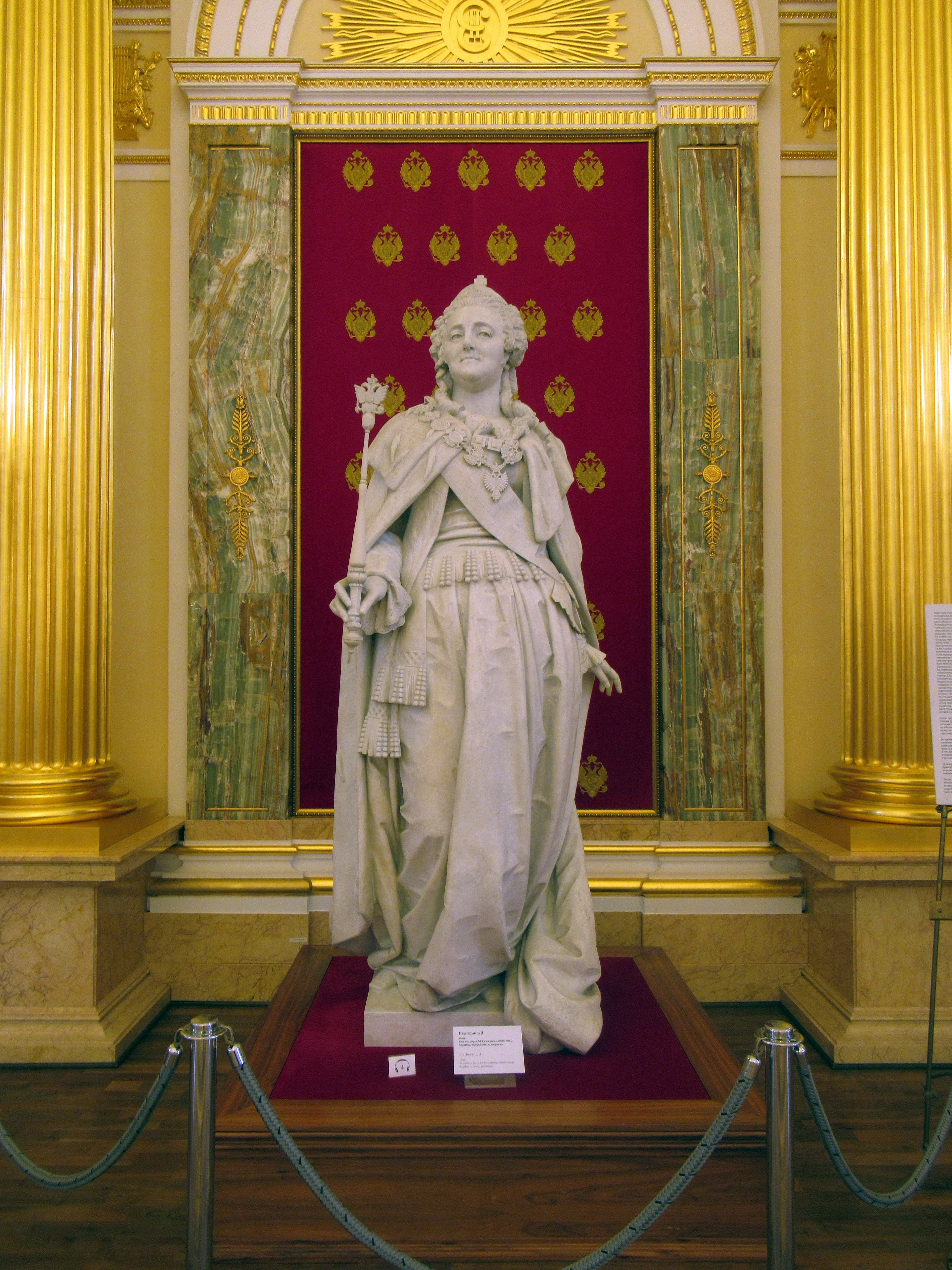
Статуя Екатерины II работы А. Опекушина. 1896. ГМЗ Царицыно

#### Антокольский
Марк Антокольский — крупнейший мастер русской скульптуры 2-й пол. XIX века. Известность ему принесла уже первая работа — «Иван Грозный». «Ярко выраженный психологизм образа отличал его от многих произведений пластики того времени». За ним последовал «Пётр I». «Способность к раскрытию внутреннего содержания образа, умение показать сложную работу мысли высоко ценились передвижниками, и именно это обеспечило Антокольскому видное место в их рядах». Он создаёт скульптуры «Христос перед народом», «Умирающий Сократ», «Иоанн Креститель» и «Спиноза». Эти работы не равноценны, в них меньше внутренней силы и целеустремлённости по сравнению с первыми работами, зато больше интереса к выражению «вечных» нравственных общечеловеческих идей. Это даже вызвало тревогу у критика Стасова, который увидел в этом отход от реализма.

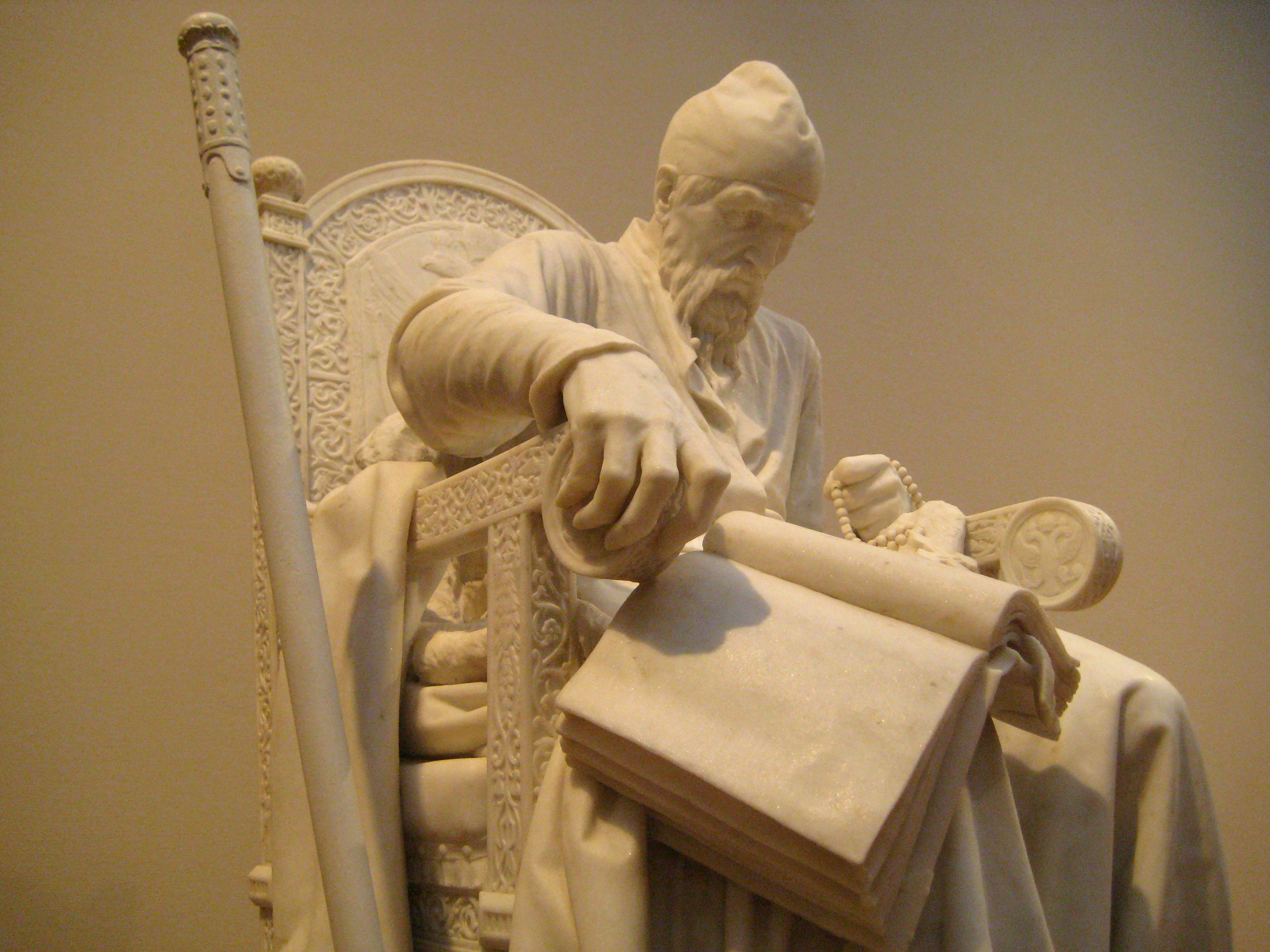
М. Антокольский. «Иван Грозный». 1875, ГТГ
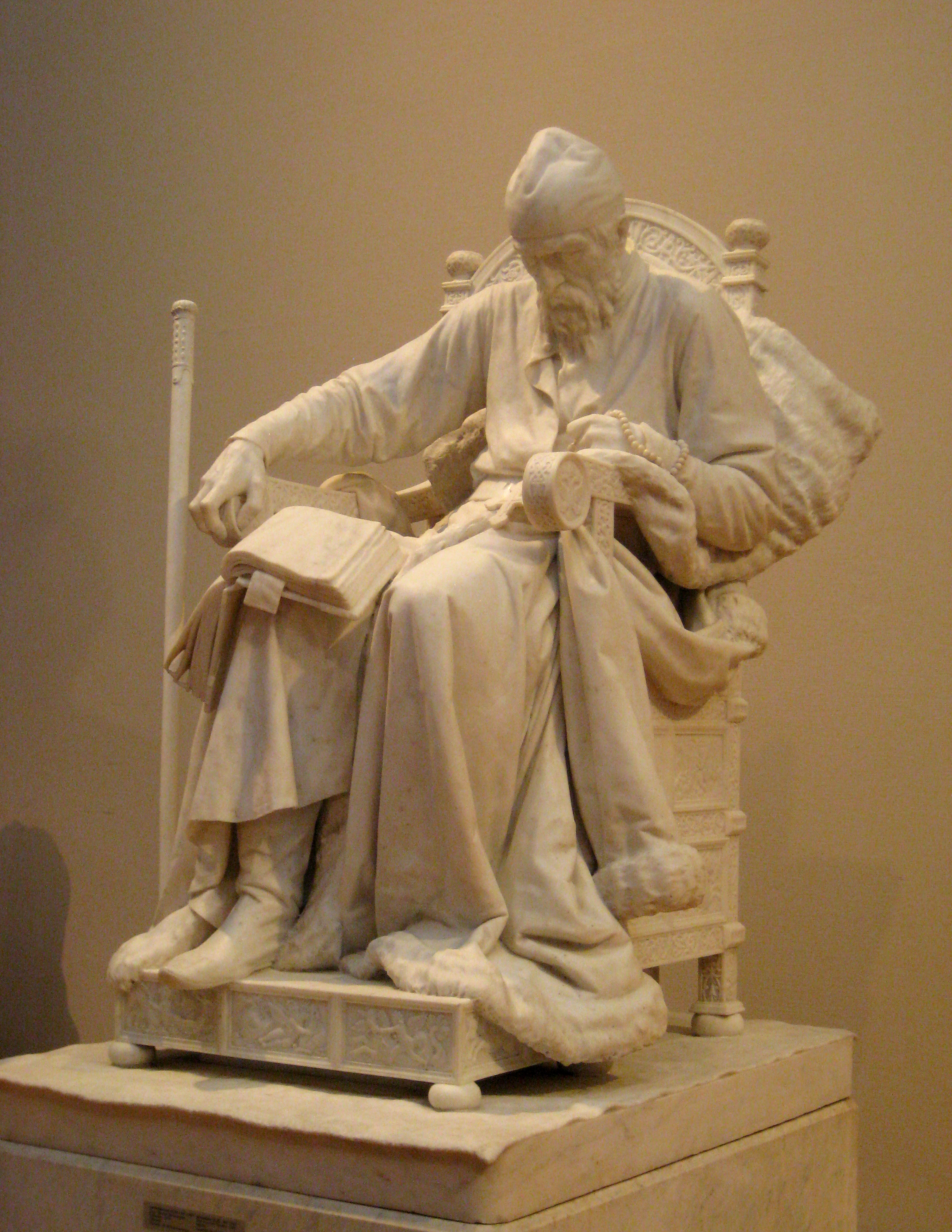
М. Антокольский. «Иван Грозный»
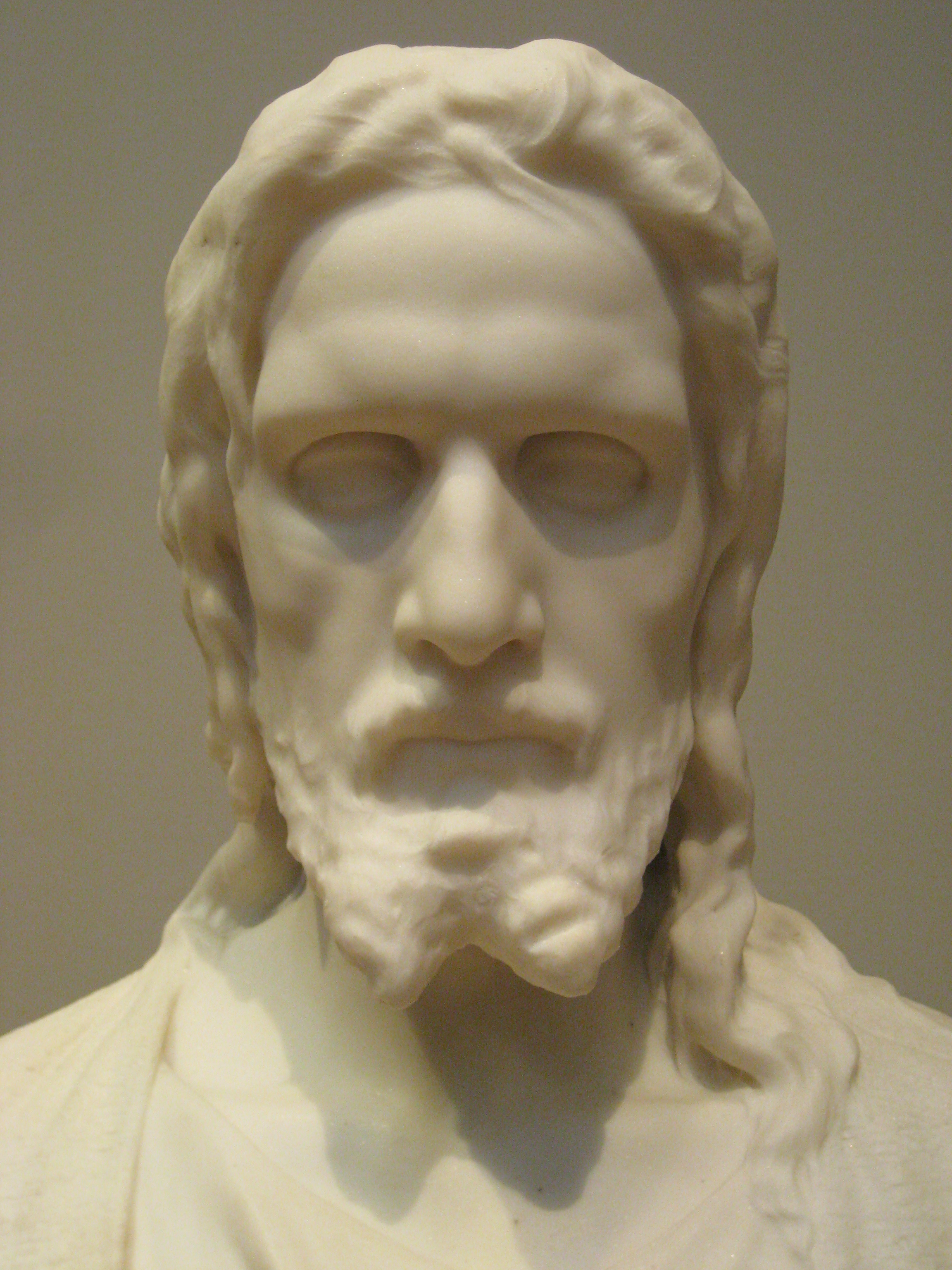
М. Антокольский. «Христос перед судом народа». 1875, мрамор, ГТГ
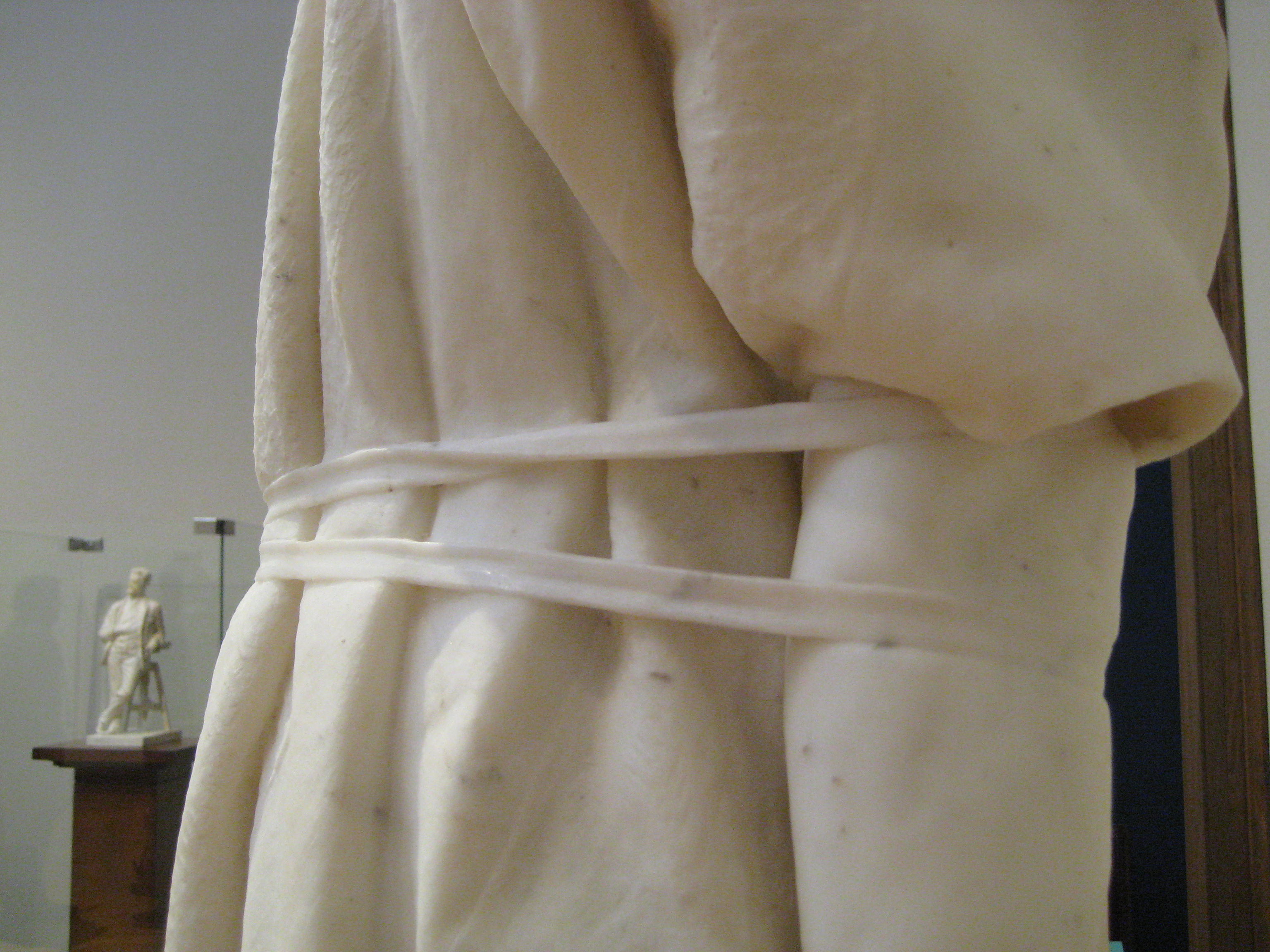
М. Антокольский. «Христос перед судом народа»
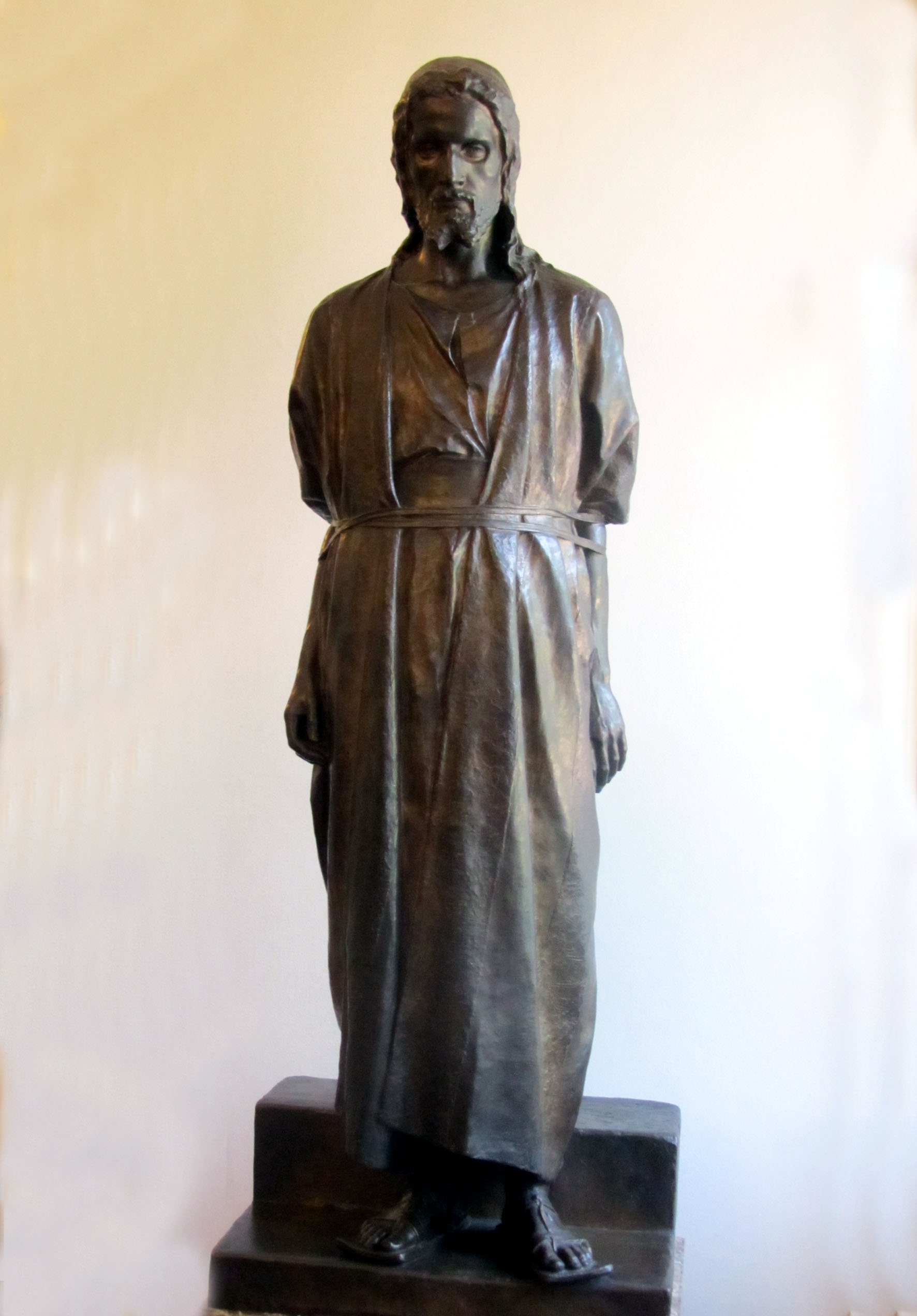
М. Антокольский. «Христос перед судом народа». 1875, бронза. ГРМ
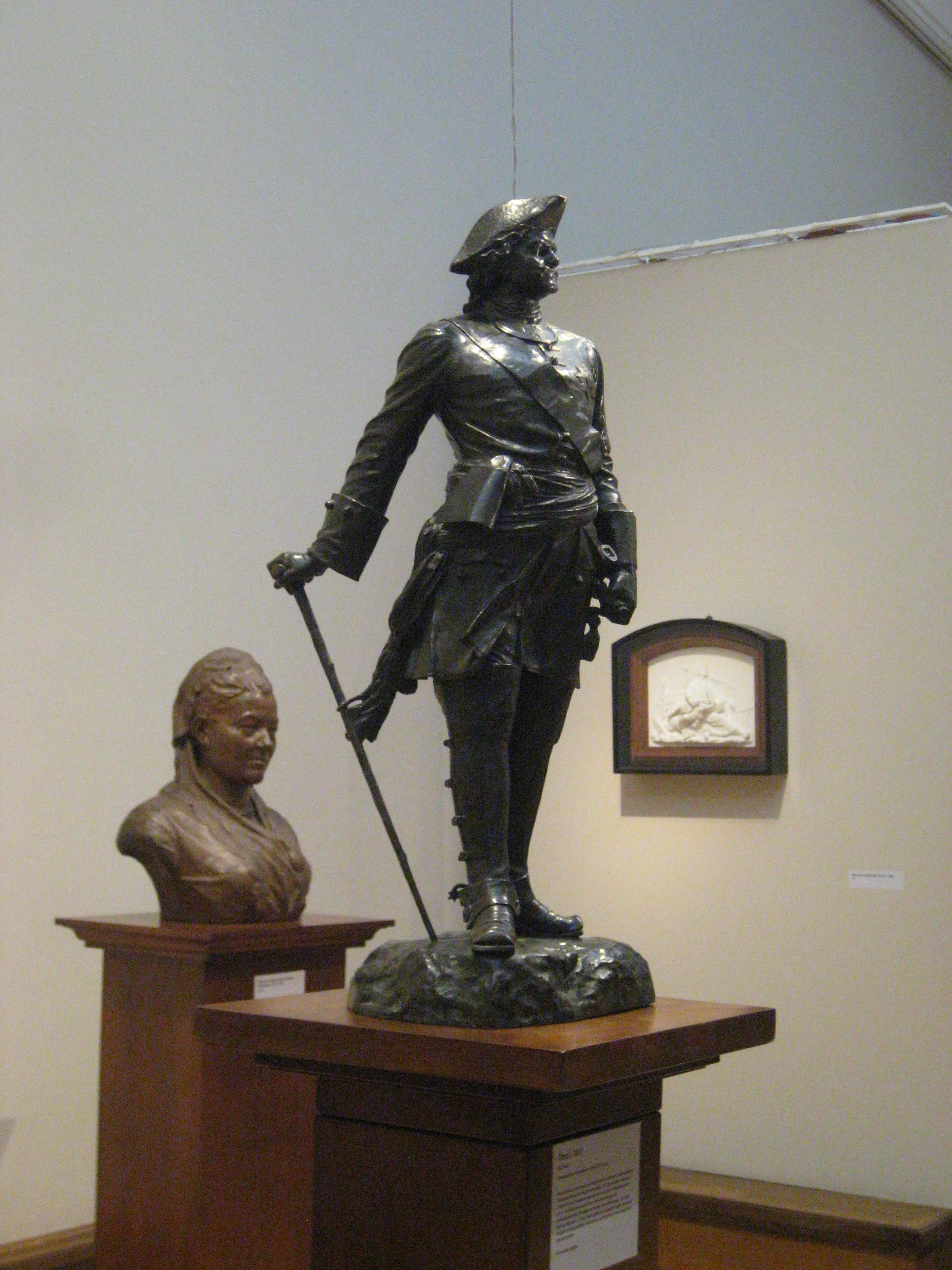
М. Антокольский. «Пётр I» (модель памятника). 1872, ГТГ
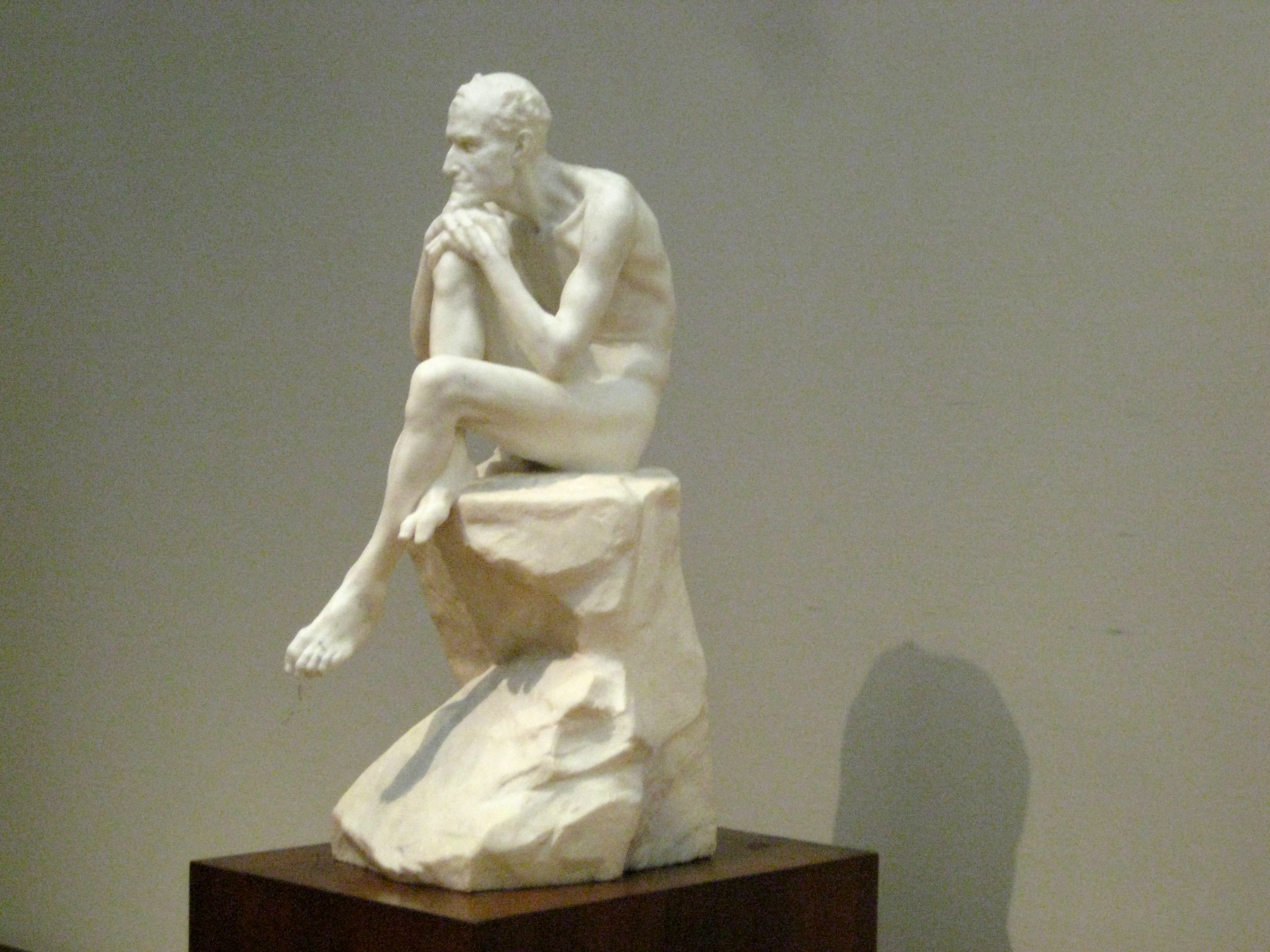
М. Антокольский. «Мефистофель». 1883. ГТГ

Во 2-й половине XIX века в Москве сформировалась школа скульптуры, положившая начало новой национальной традиции. Она была связана со скульптурным классом Московского училища живописи, ваяния и зодчества и ее педагогами - Николаем Рамазановым, Сергеем Ивановым и С.М. Волнухиным.

#### Портретная скульптура
В жанре портрета работали в тот период Николай Рамазанов, Иван Подозёров, Василий Крейтан, Александр Беляев, Леопольд Бернштам, Пармен Забелло и другие авторы.

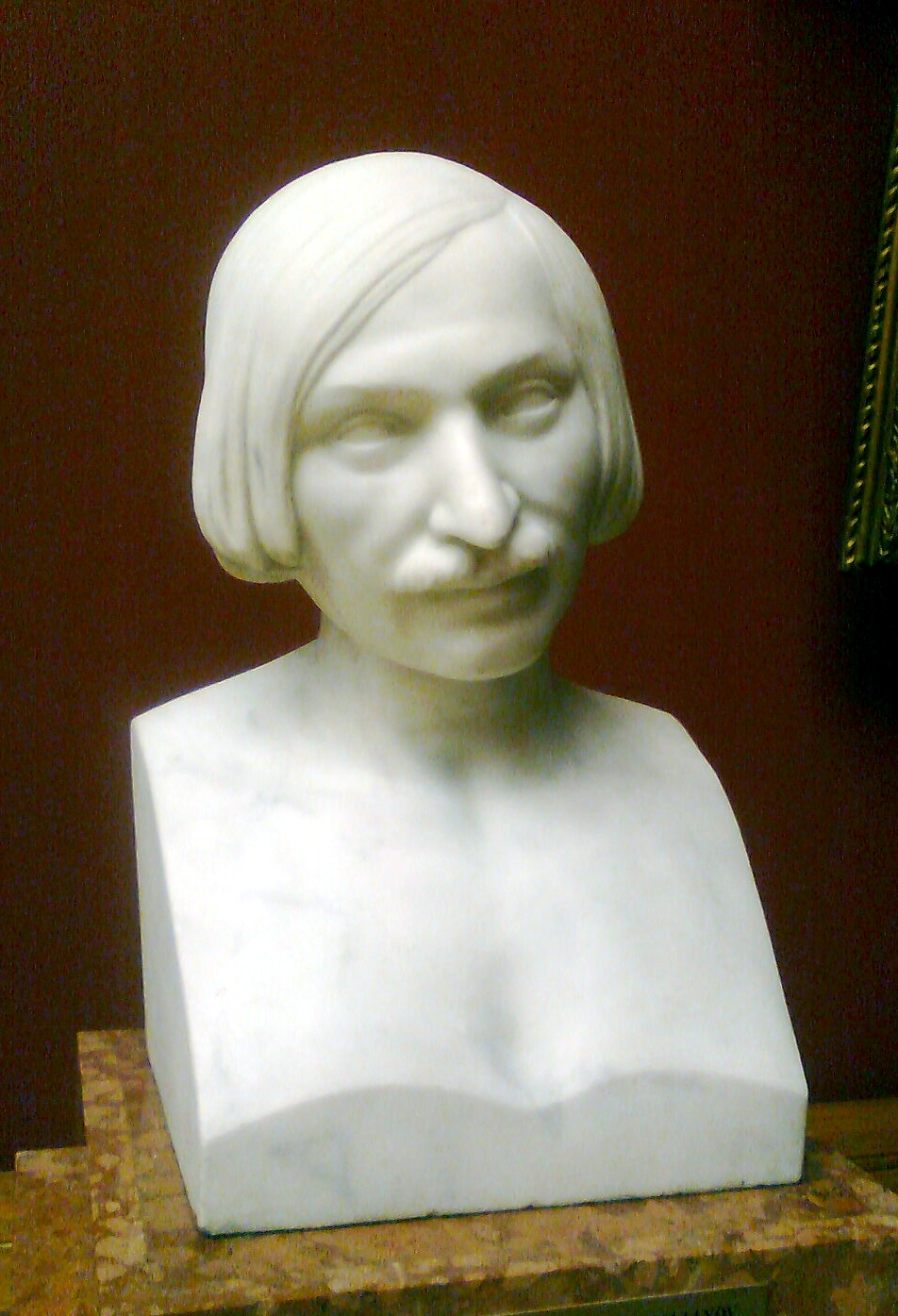
Н. А. Рамазанов. «Портрет Н. В. Гоголя», 1854, ГРМ
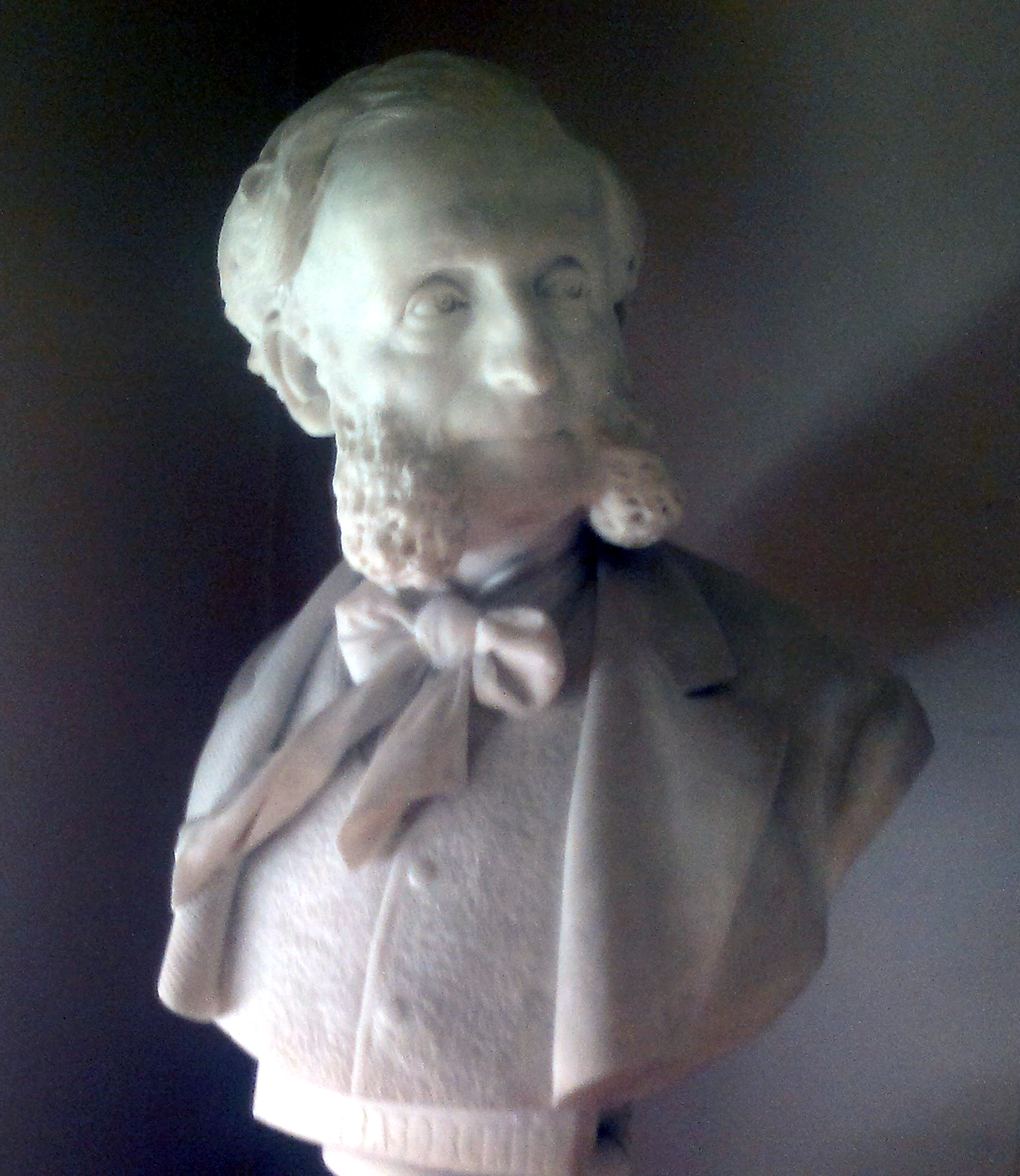
А. Н. Беляев. «Портрет И.К. Айвазовского», 1841, ГРМ
В. П. Крейтан. «Портрет А. Т. Маркова», 1879, ГРМ[3]
И. И. Подозеров. «Портрет  П. В. Басина», 1872, ГРМ[3]
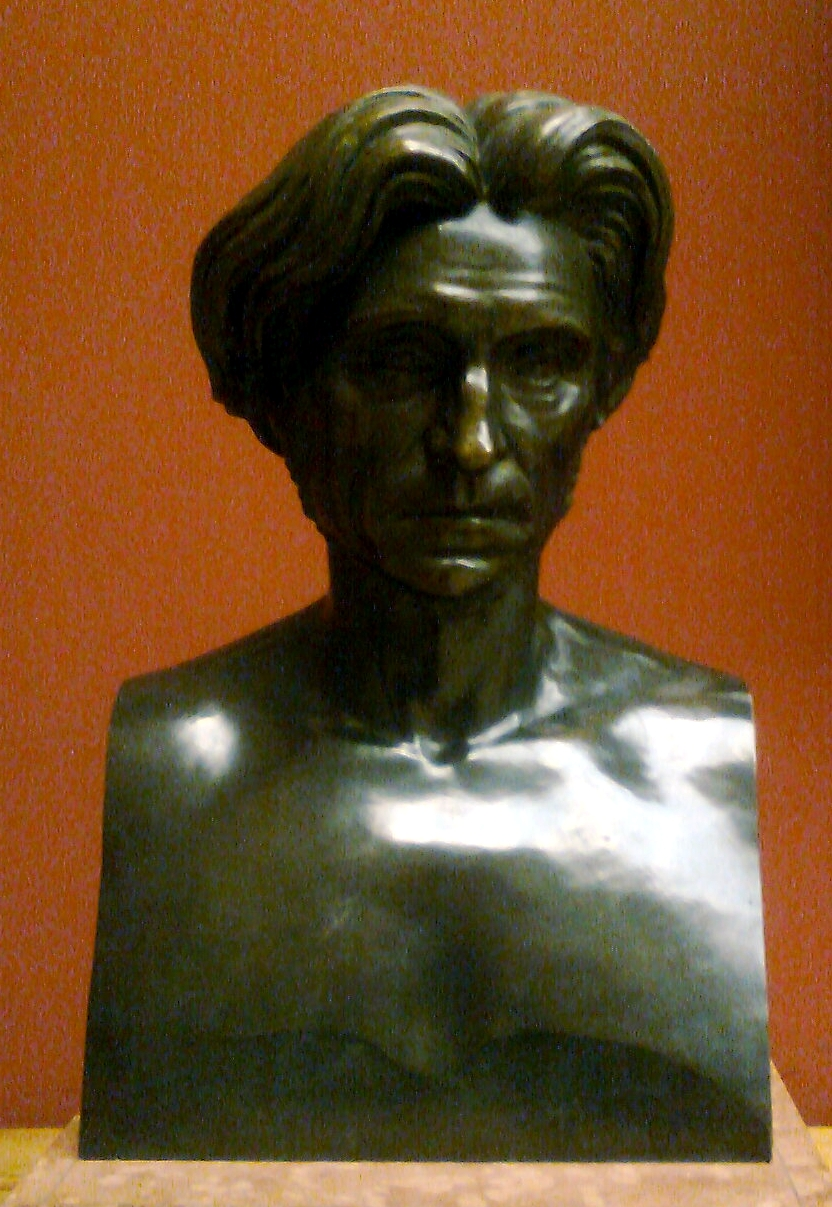
Ф. Каменский. «Портрет Федора Бруни», 1863, ГРМ
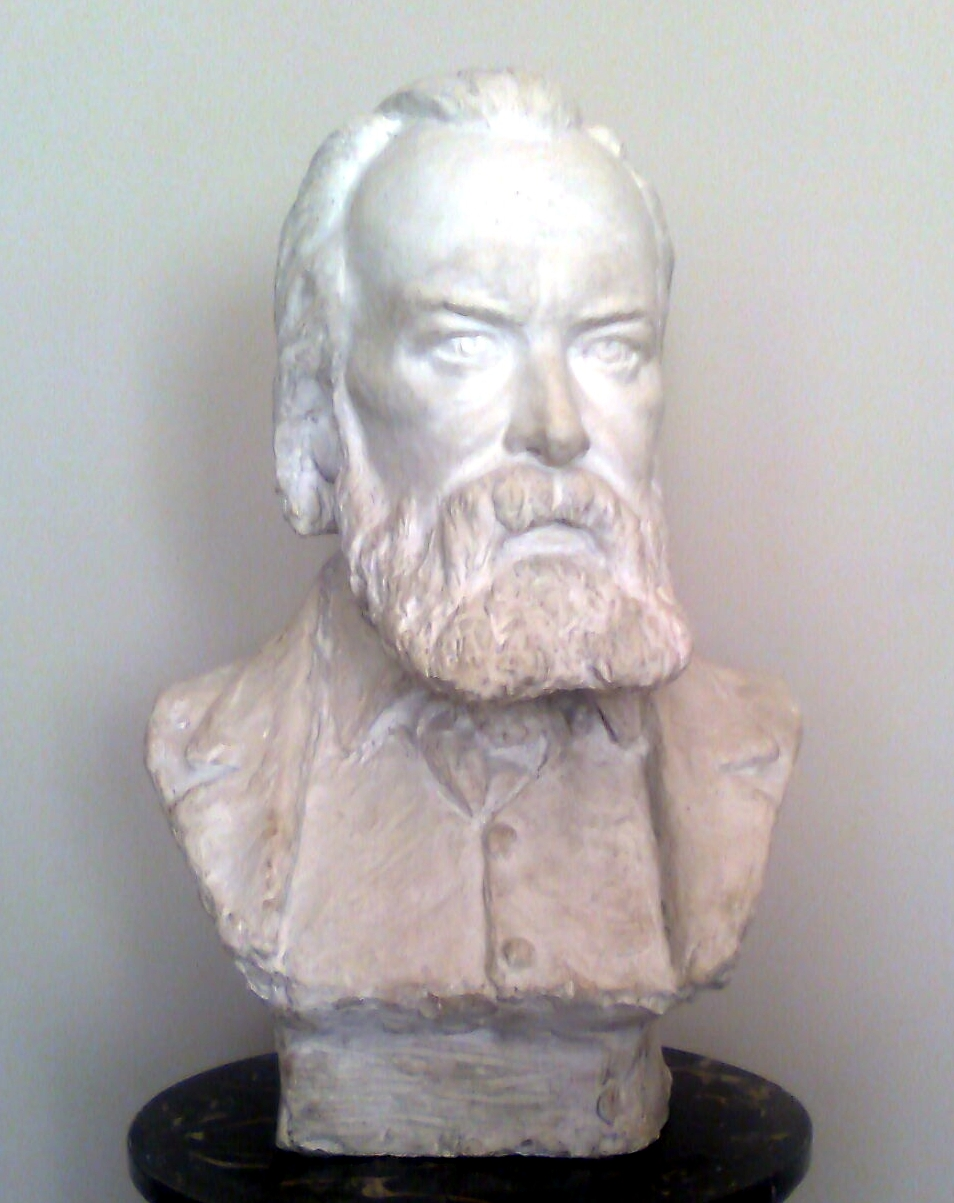
П. Забелло. «Портрет Александра Герцена», ок. 1872, ГРМ
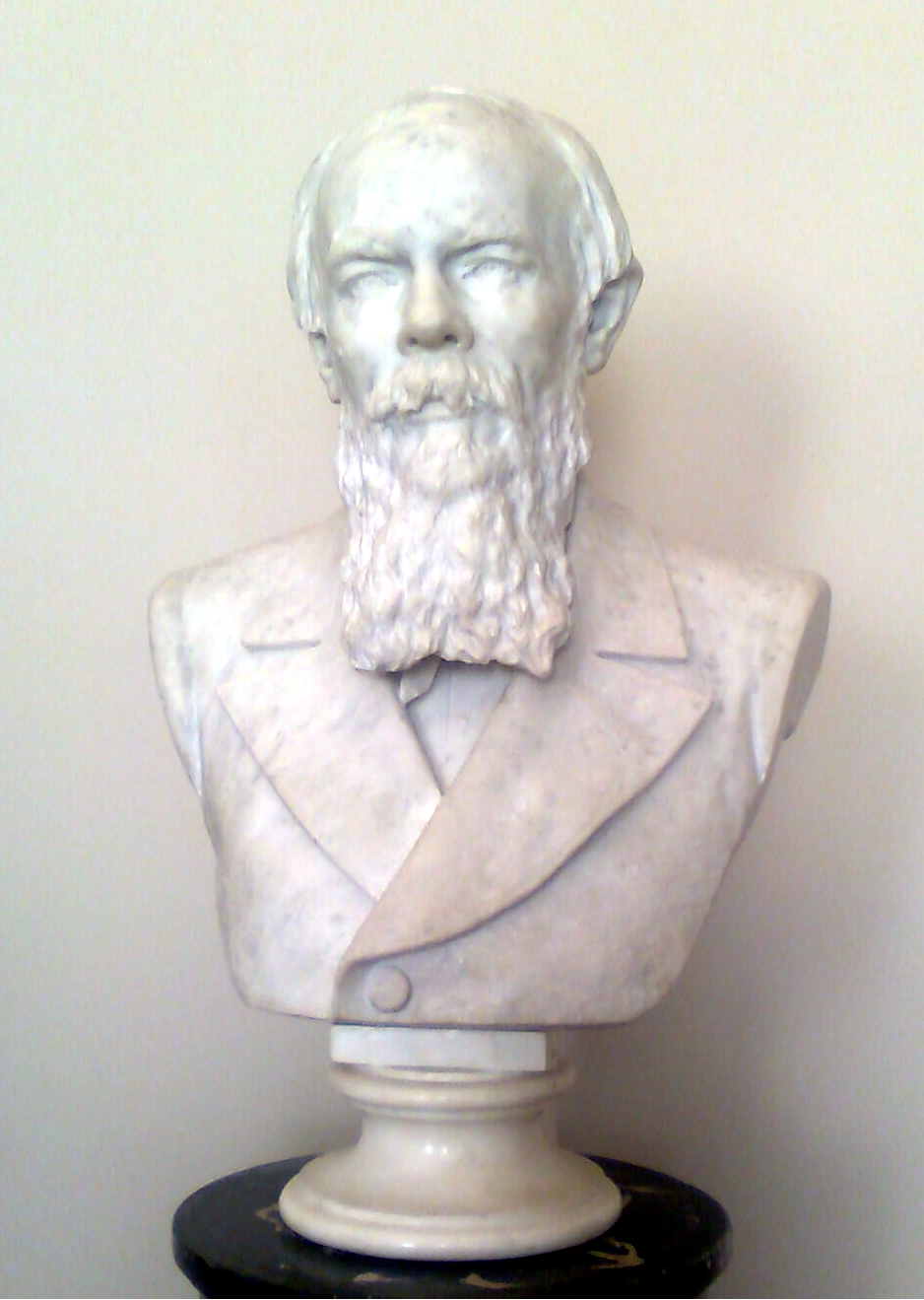
Л. Бернштам. «Портрет Фёдора Достоевского», ГРМ
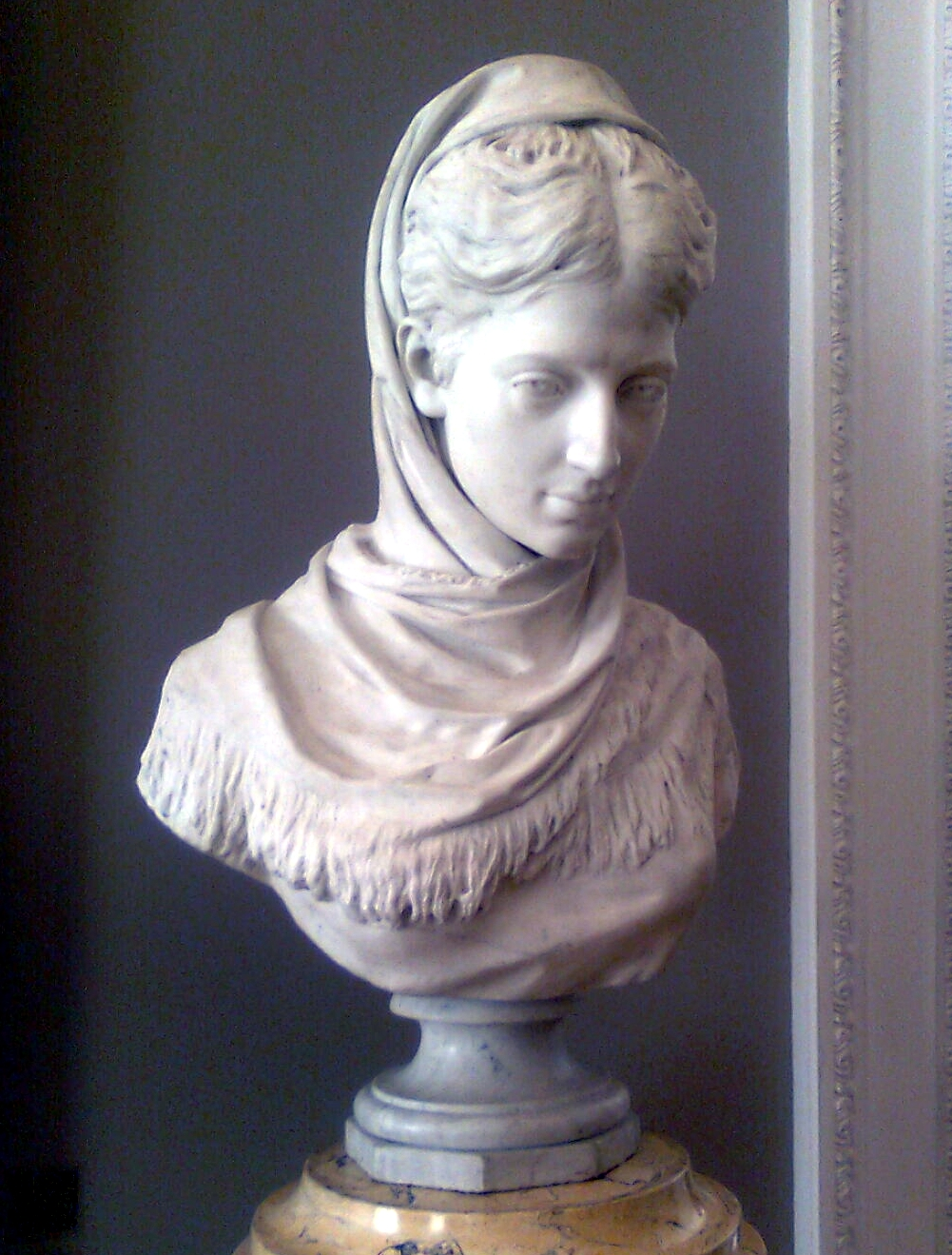
М. Попов. «Портрет неизвестной», ГРМ
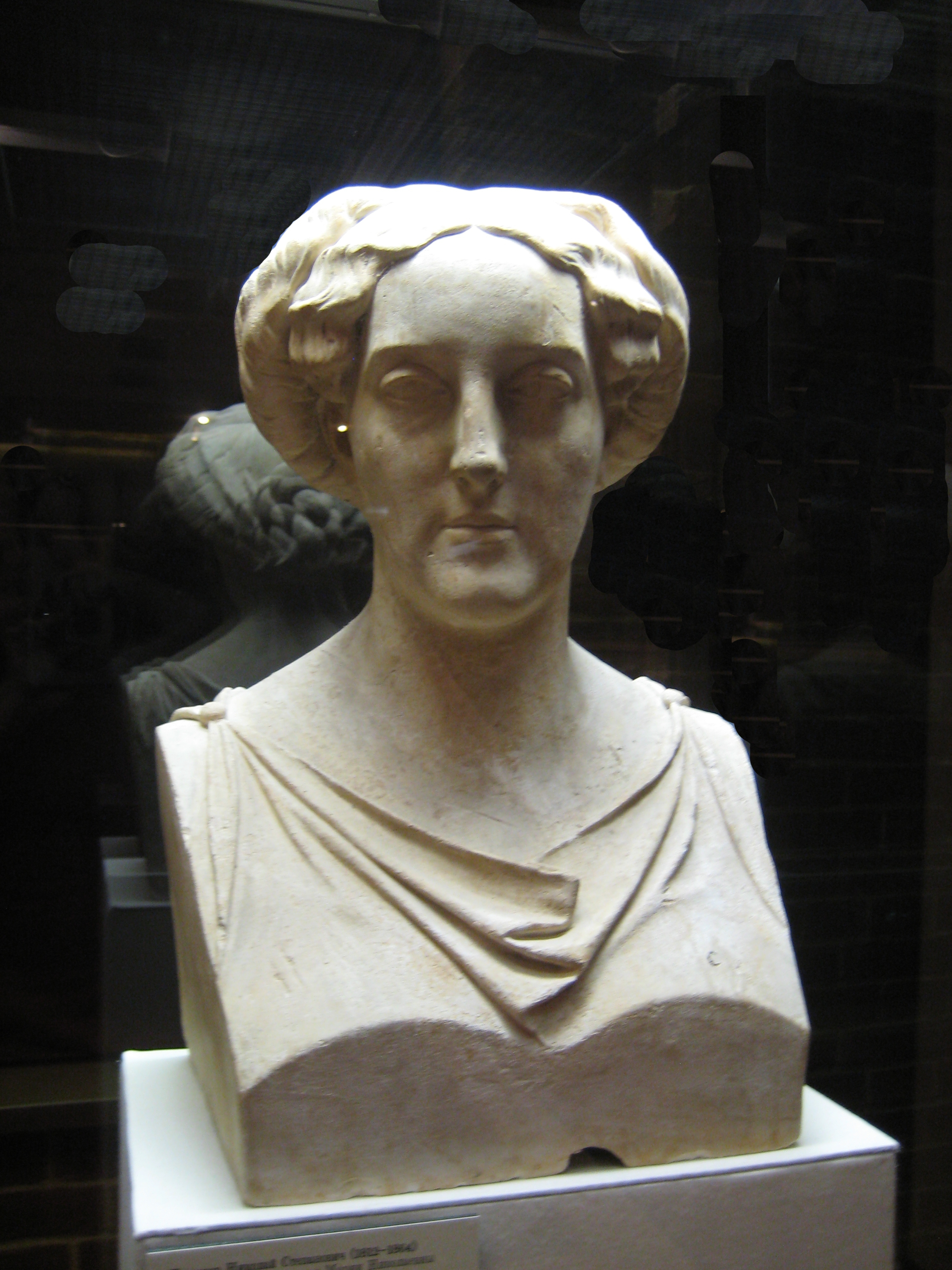
Н.С. Пименов. Портрет вел. кн. Марии Николаевны. 1856. Частная коллекция

#### Жанровая скульптура
В скульптуре этого периода все-таки проявляется интерес к жанру, который начинает толковаться уже отличающимся от жанровых сюжетов классицизма.
В 1862 году, группа молодых художников создала работы, близкие по духу «Парням…» из Александровского дворца 1830-х годов. Это были «Сеятели» работы Василия Крейтана и Матвея Харламова и «Косари» Михаила Попова и Ивана Подозёрова. Эти работы были тепло встречены на академической выставке. «Уже сам факт появления такой тематики в Академии свидетельствовал о стремлении „храма искусств“ стать ближе к реальной жизни. Здесь давали себя знать демократические настроения передовых представителей русской культуры шестидесятых годов», пишет советский искусствовед. Из этой группы выделяется Подозёров — его «Косарь» полон движения, видна попытка правдиво передать характер. Впоследствии скульптор создал большую серию острых портретов.

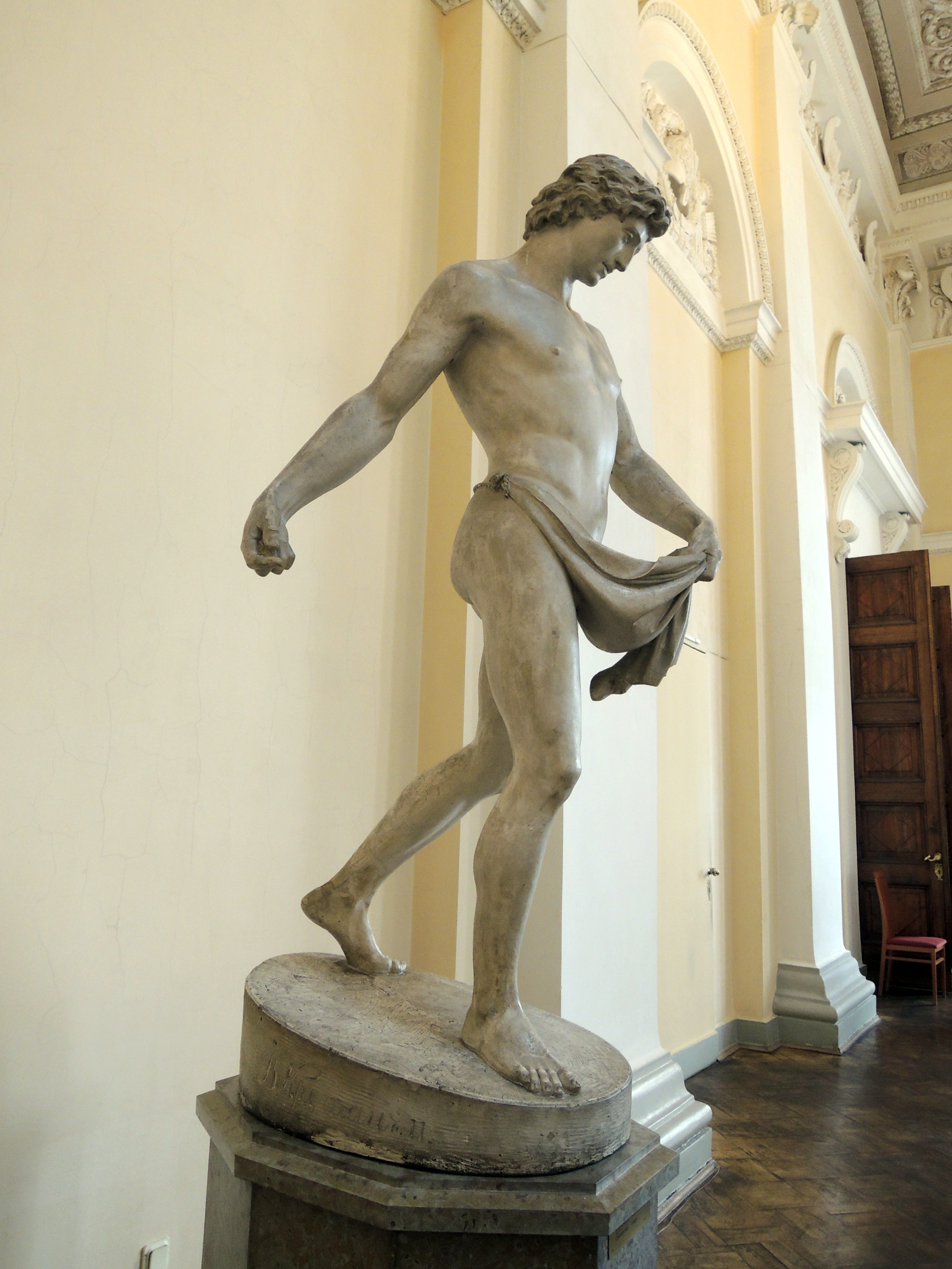
В. П. Крейтан. «Сеятель», 1862, ГРМ
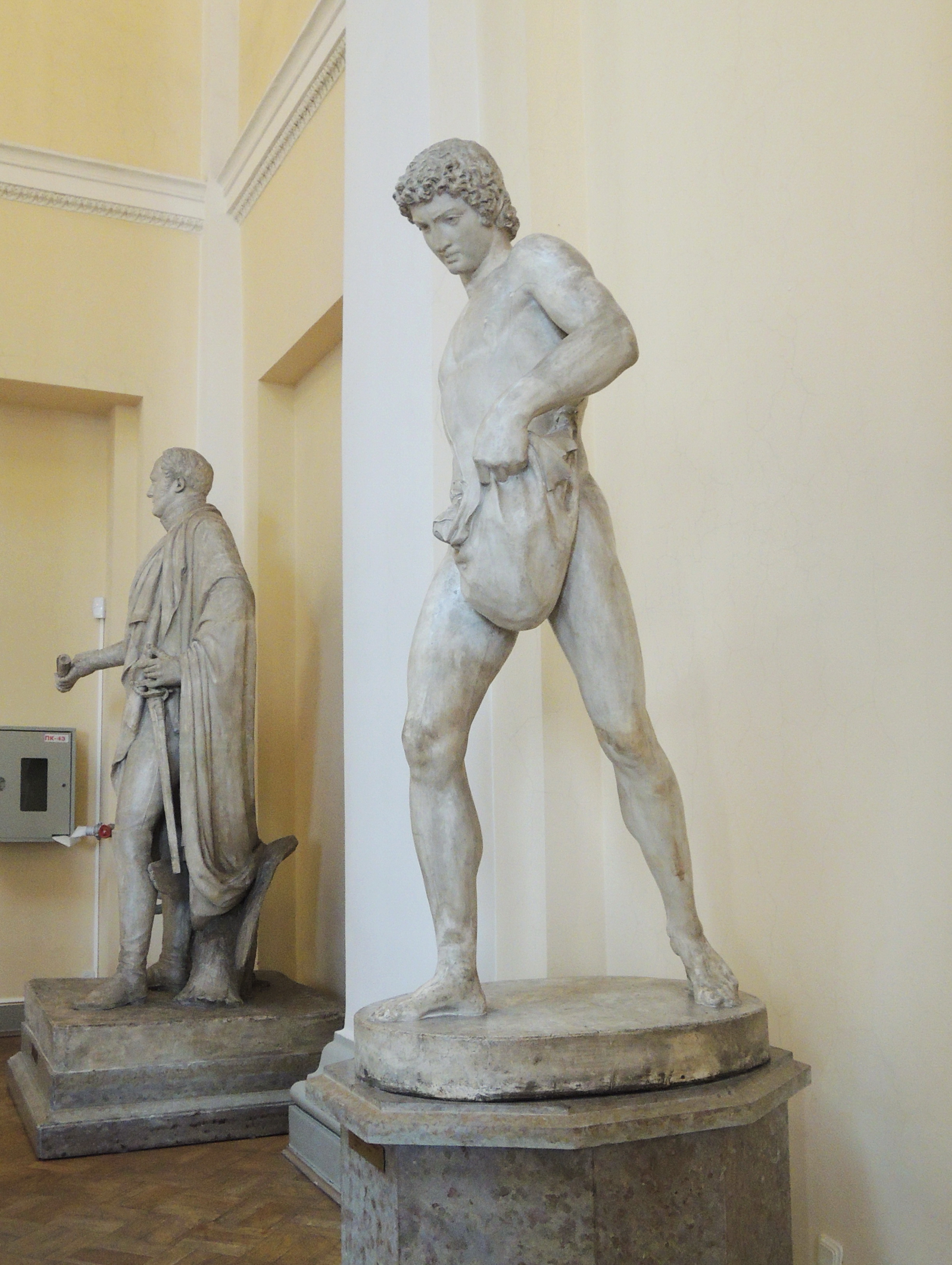
М. Харламов. «Сеятель», 1862, ГРМ
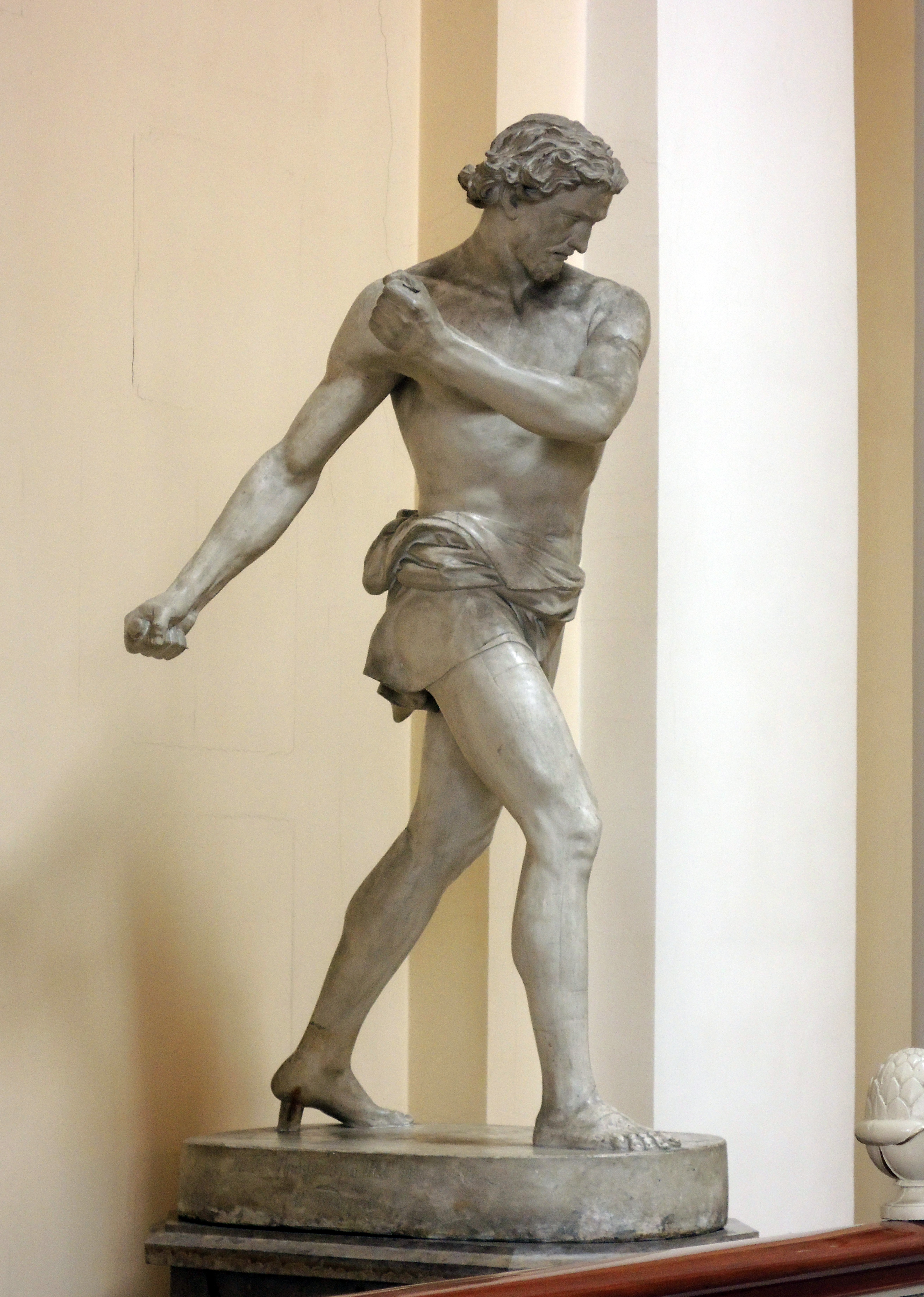
Иван Подозеров, «Косец» (1862), Фёдор Крейтан, «Кулачный боец» (1849)
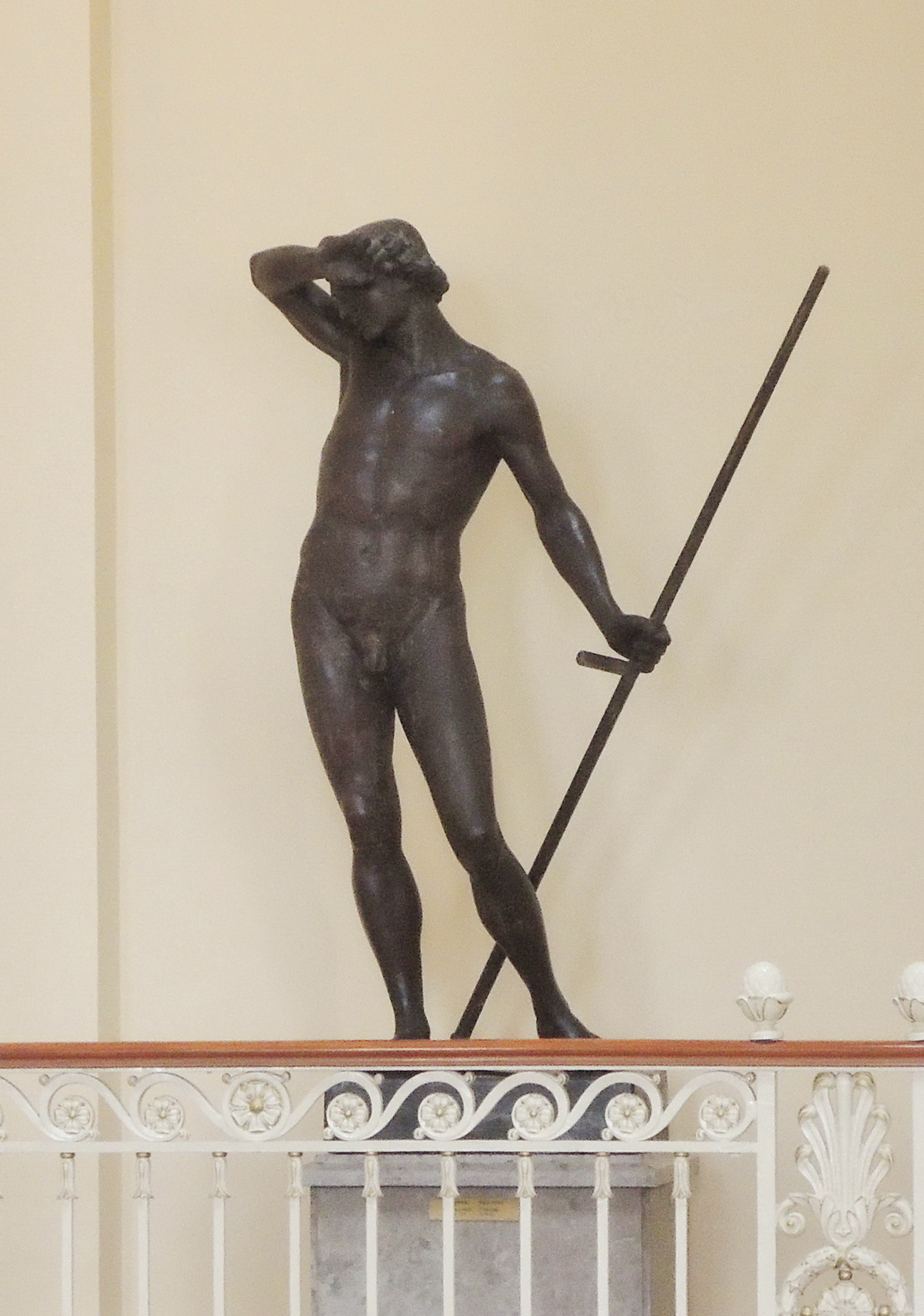
М. П. Попов. «Отдыхающий косец». 1862, ГРМ

Однако «крестьянские сюжеты» в крупной пластике оставались малопопулярными из-за условий коммерческого заказа.
Наиболее «передвижнической» по настроению в скульптуре 2-й пол. века была группа «Крестьянин в беде» (1873) Матвея Чижова. Она приобрела большую популярность и неоднократно повторялась. «В этой работе уже нет и в помине влияния классицизма, которое ещё так сильно давало себя знать в предшествующие десятилетия. Реальная жизнь, конкретная модель являются здесь ведущими и именно они определяют силу образа».
Первой значительной работой Чижова стали рельефы памятника «Тысячелетие России» (см. выше). Для него он выполнил горельефные фигуры «Герои», «Просветители», отчасти «Государственные люди», а также модели фигур Михаила Фёдоровича, Ивана IV и Петра I из верхнего пояса памятника. Однако исторические темы не были в его творчестве главными — он увлекался крестьянскими темами. В числе его произведений — «Первая любовь», «Мать-крестьянка, обучающая свою дочь родному слову», «Дети, играющие в жмурки».
Фёдор Каменский также занимает видное место в пластике 1860-х годов. В его работах «сильно прозвучали новые жанровые мотивы». В своих темах он опирался на повседневность, быт, поэтому обыденность его сюжетов была так близка зрителю и вызывала симпатию. Его «Мальчик-скульптор» — небольшая статуя, изображающая крестьянского мальчика, занятого лепкой. По своему характеру она примыкает к более ранней статуе «Мальчик в бане» Сергея Иванова.

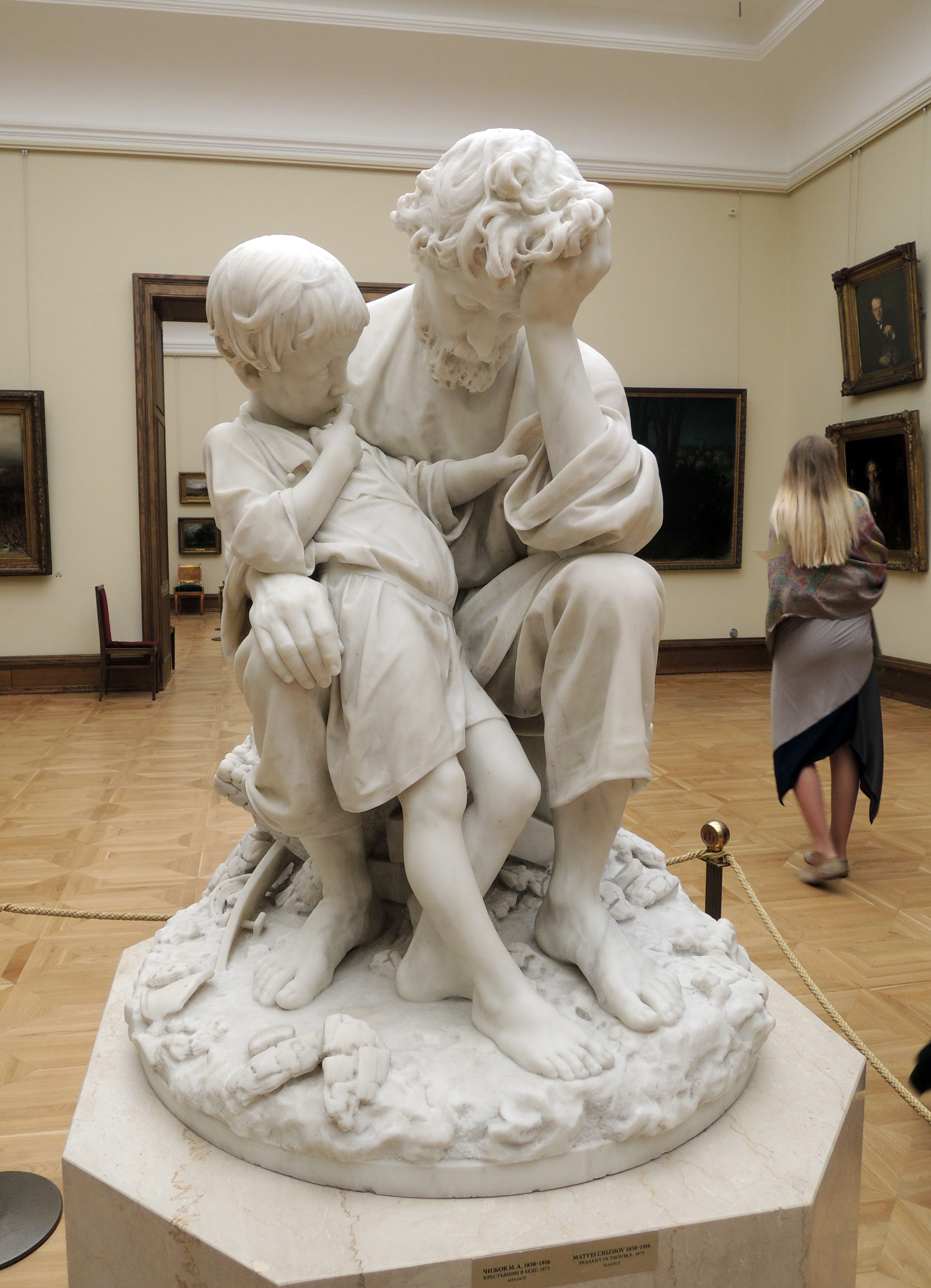
М. А. Чижов. «Крестьянин в беде», 1873, ГТГ
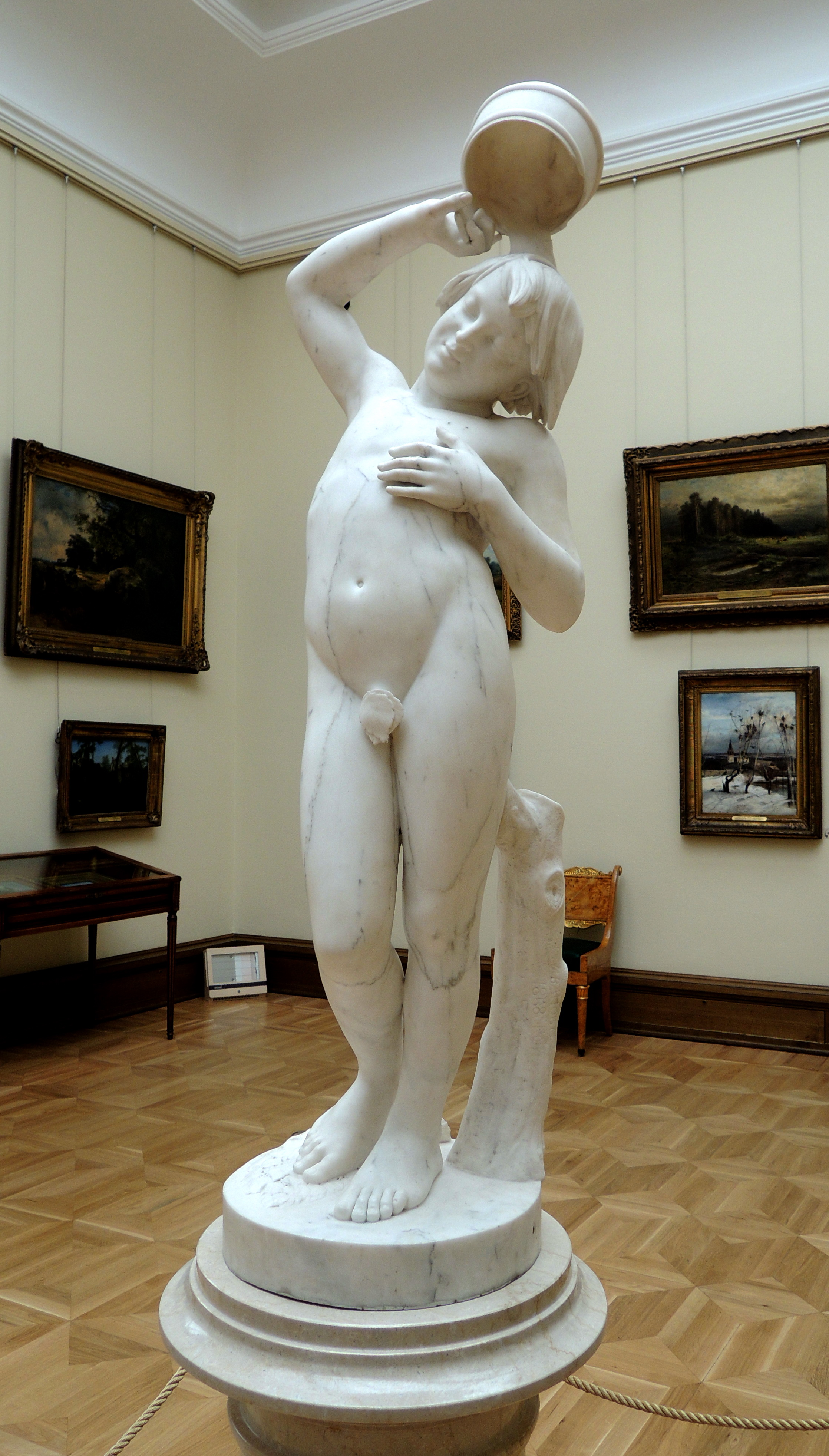
С. И. Иванов. «Мальчик в бане», 1858, ГТГ
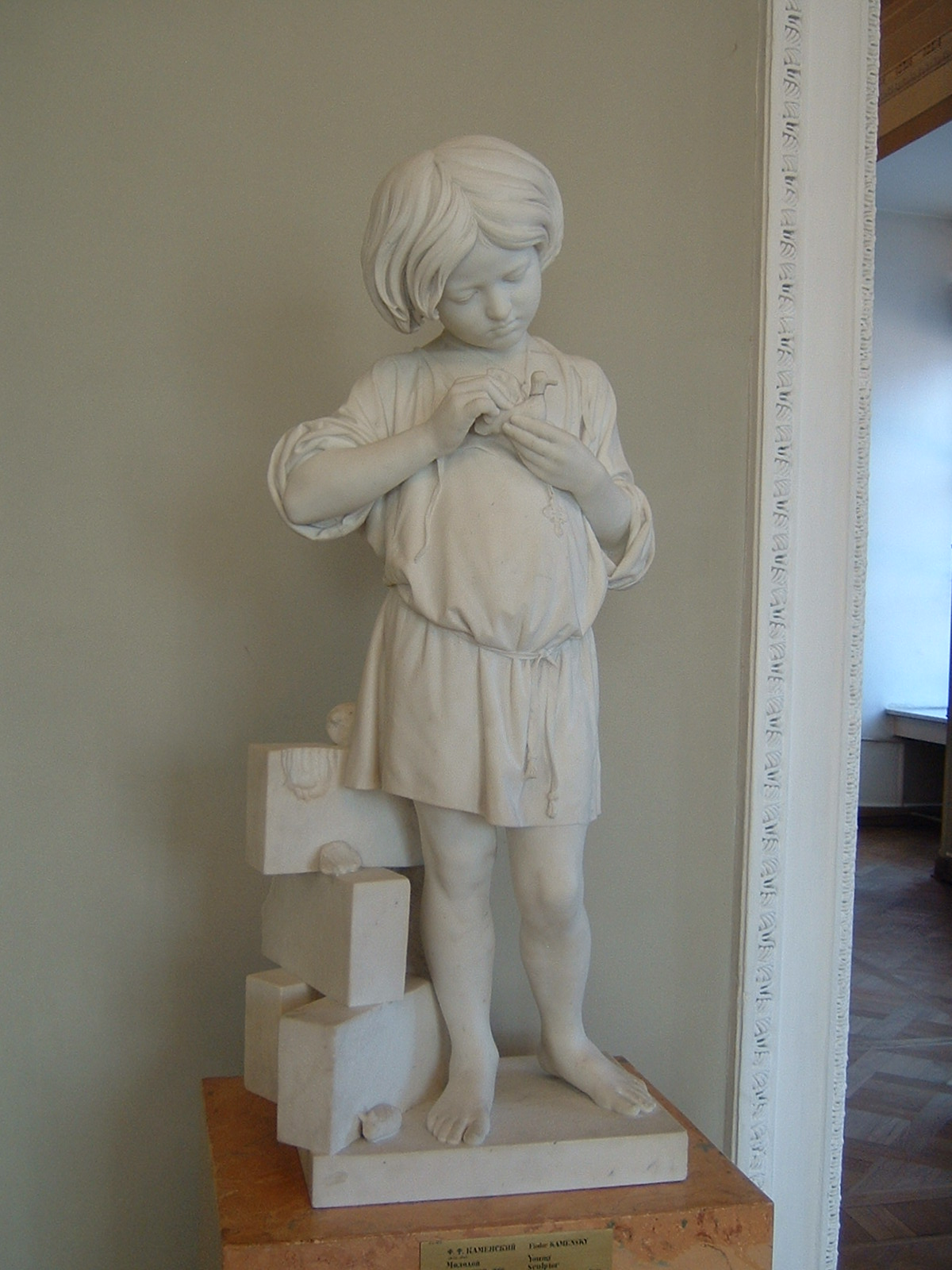
Ф. Ф. Каменский. «Мальчик-скульптор», 1866, ГРМ
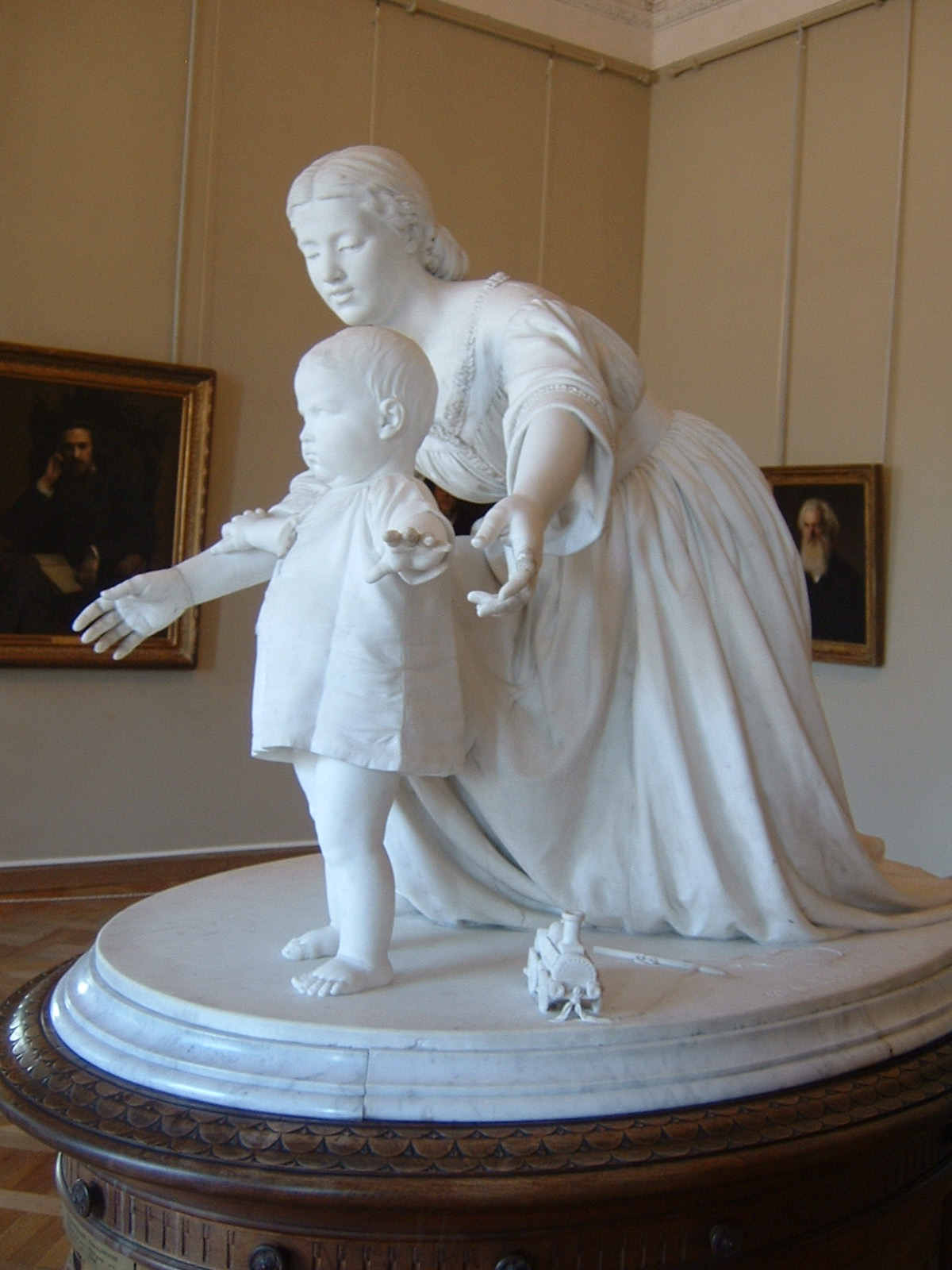
Ф. Ф. Каменский. «Первый шаг», 1872, ГРМ
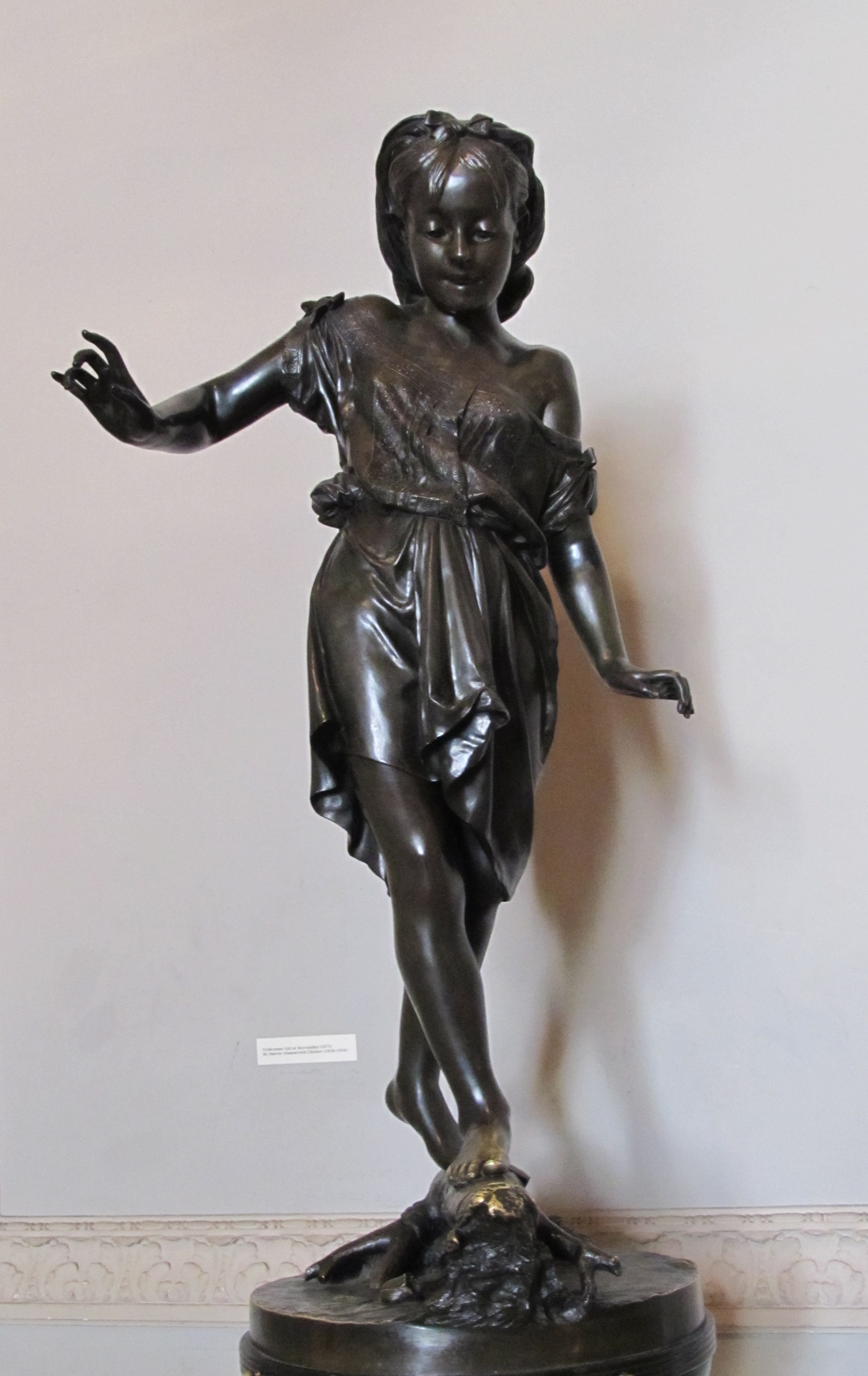
М. Чижов. «Резвушка»

#### Декоративно-прикладное искусство
Большое распространение получает мелкая «коммерческая» пластика на анималистические и жанровые сюжеты, например Николай Либерих, Евгений Лансере. «Кабинетная бронза», в большом количестве создававшаяся во 2-ю пол. XIX века, пользуется большой популярностью у покупателей.
В декоративно-прикладном искусстве большого подъёма достигают русские ювелиры и камнерезы (фирма «Фаберже», Денисов-Уральский).
Для советского искусствознания этот «буржуазный» поджанр был малоценен.

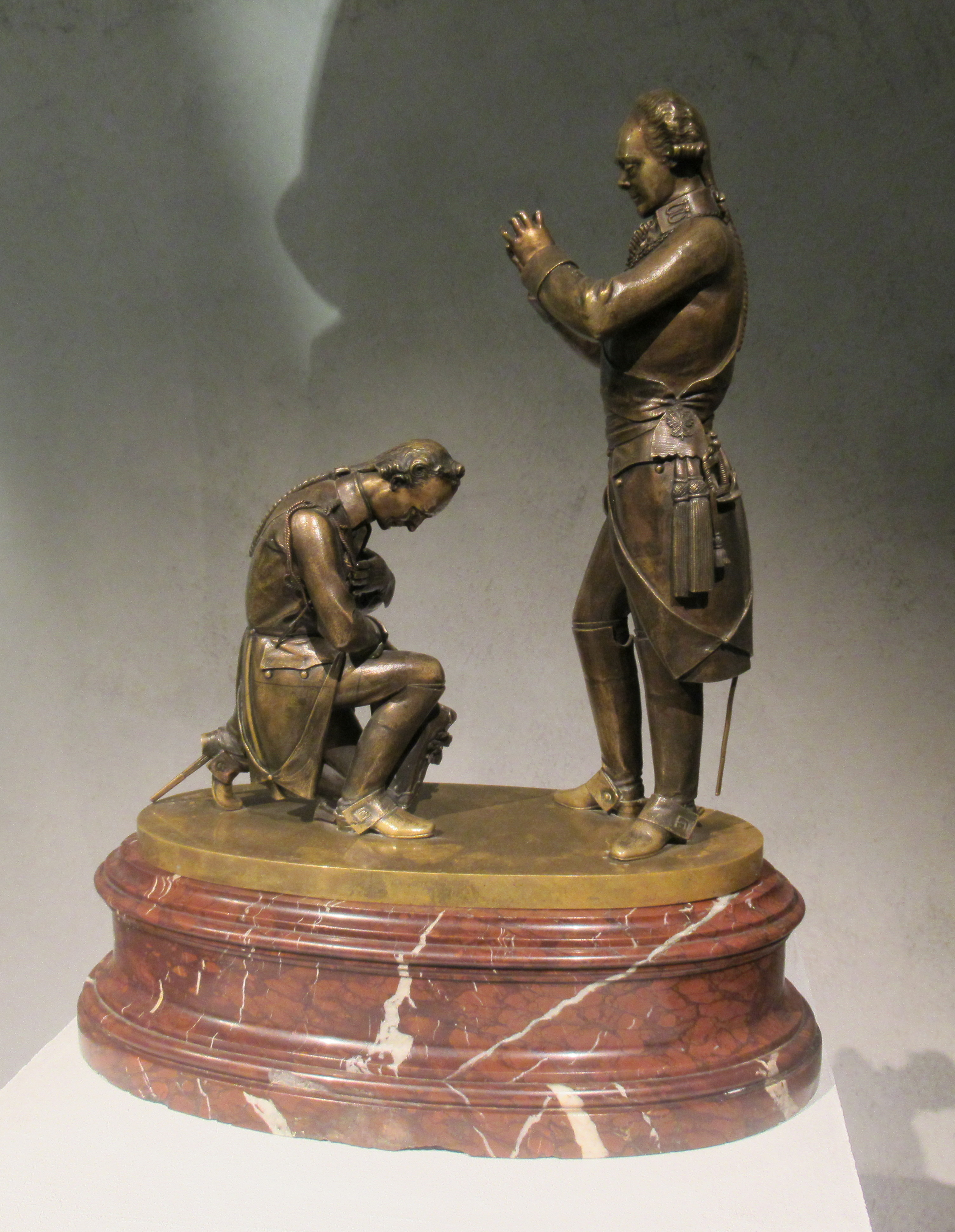
Иван Ковшенков. "Павел I награждает А.В. Суворова Мальтийским крестом". 1873. Государственный мемориальный музей А.В. Суворова.
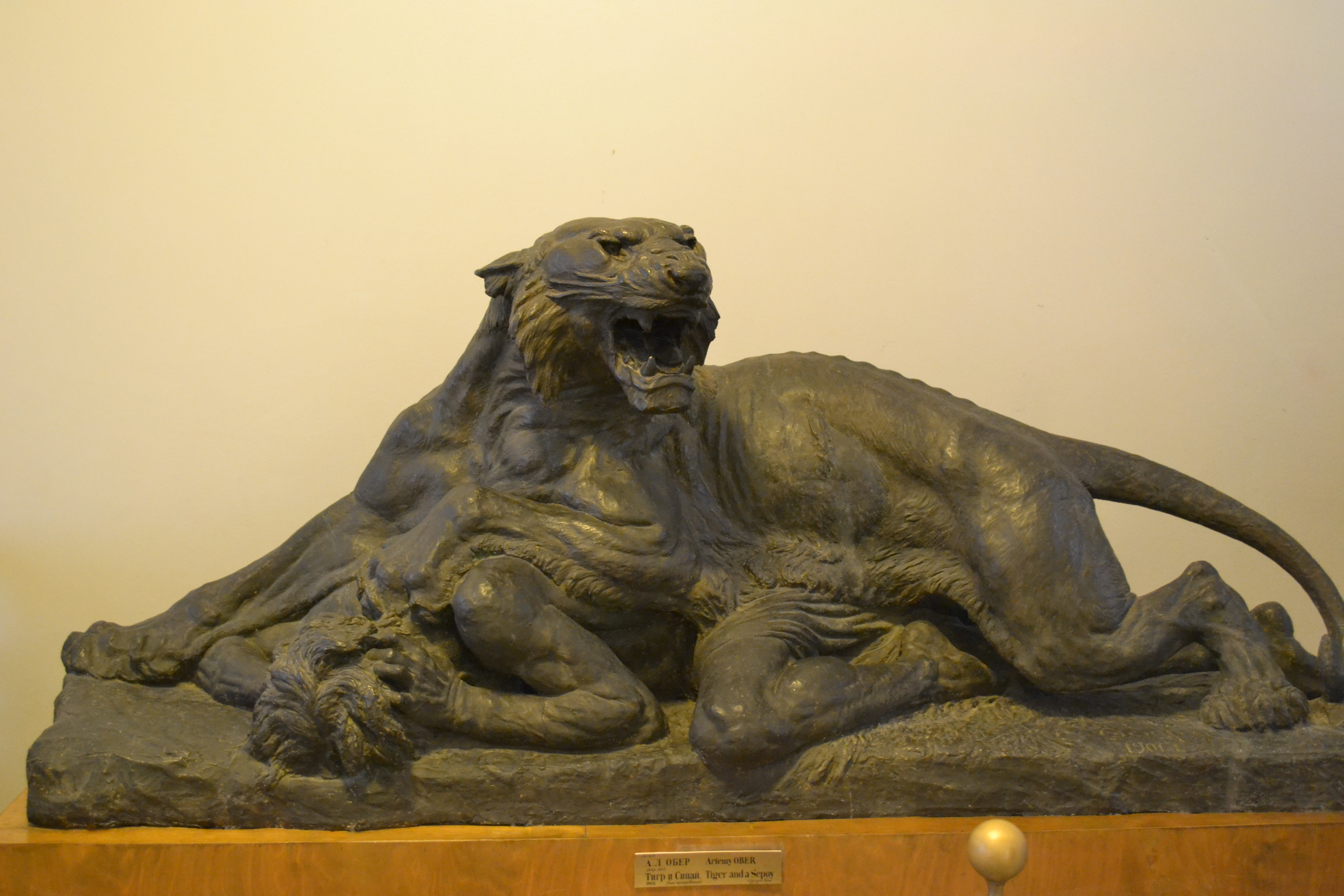
А. Л. Обер. «Тигр и сипай», ГРМ
А.Л. Обер. «Белый медведь». 1898. ГРМ[3]
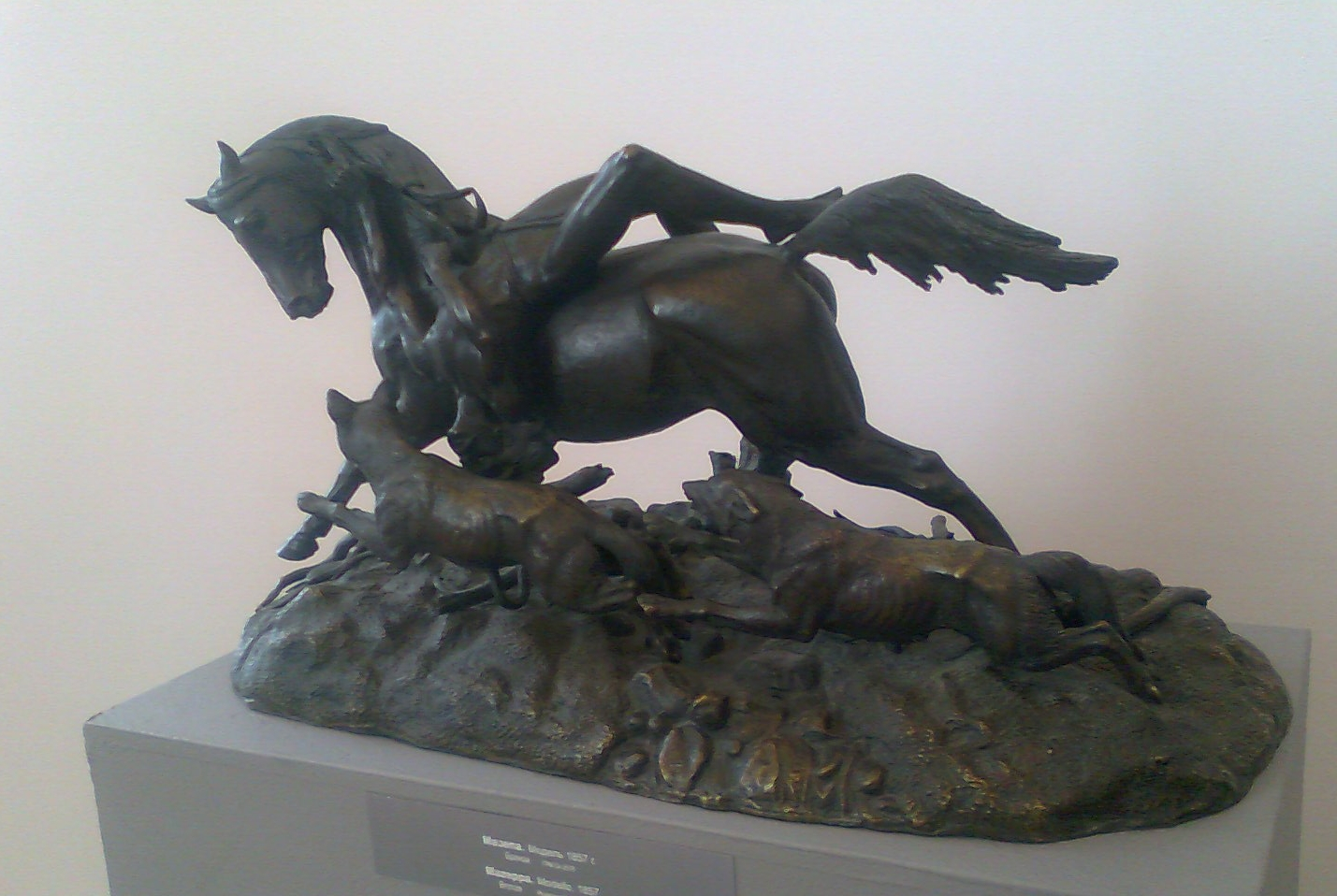
Н. Либерих, «Мазепа», 1857
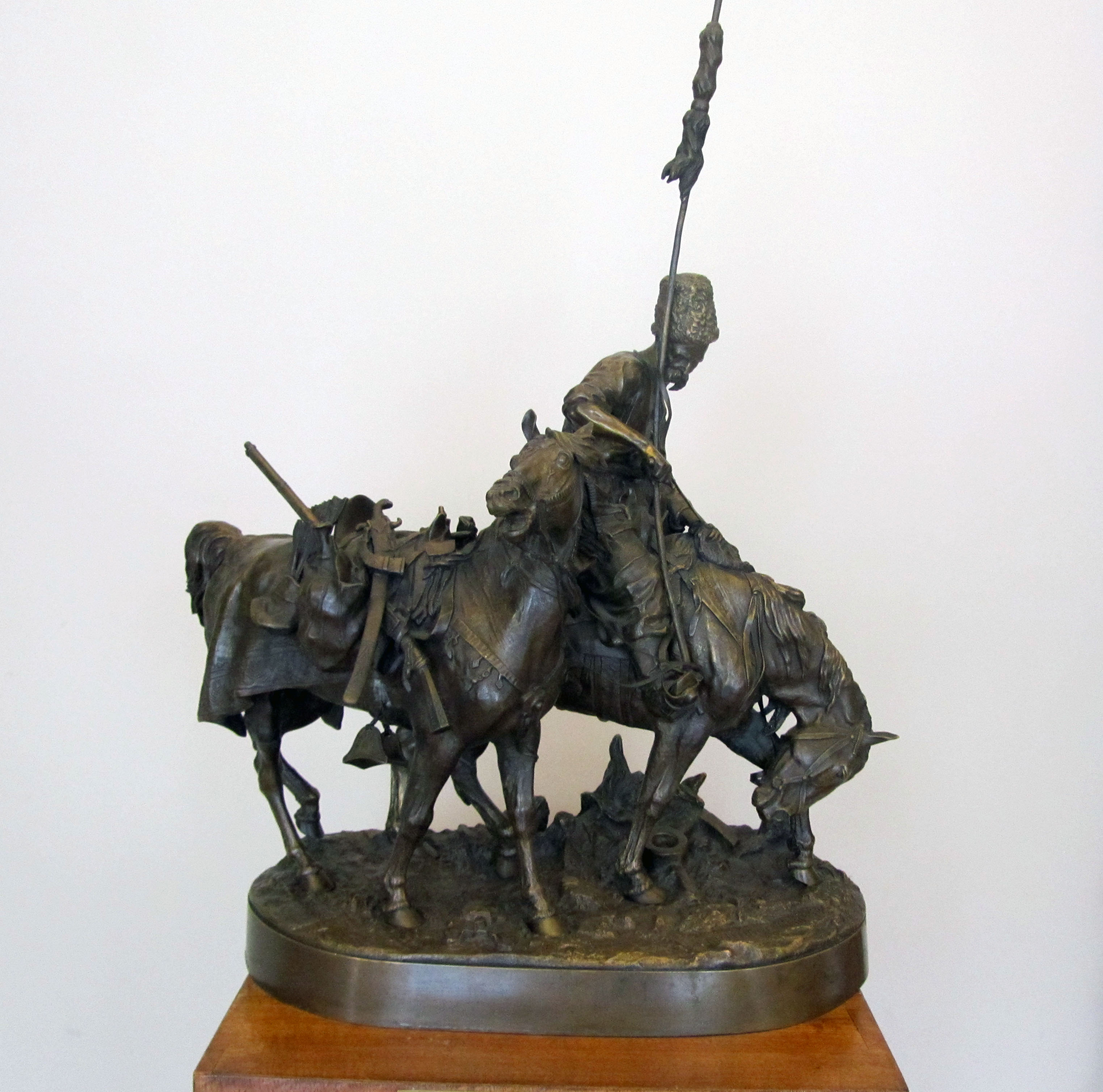
Евгений Лансере. «Казак после битвы», 1873. ГРМ
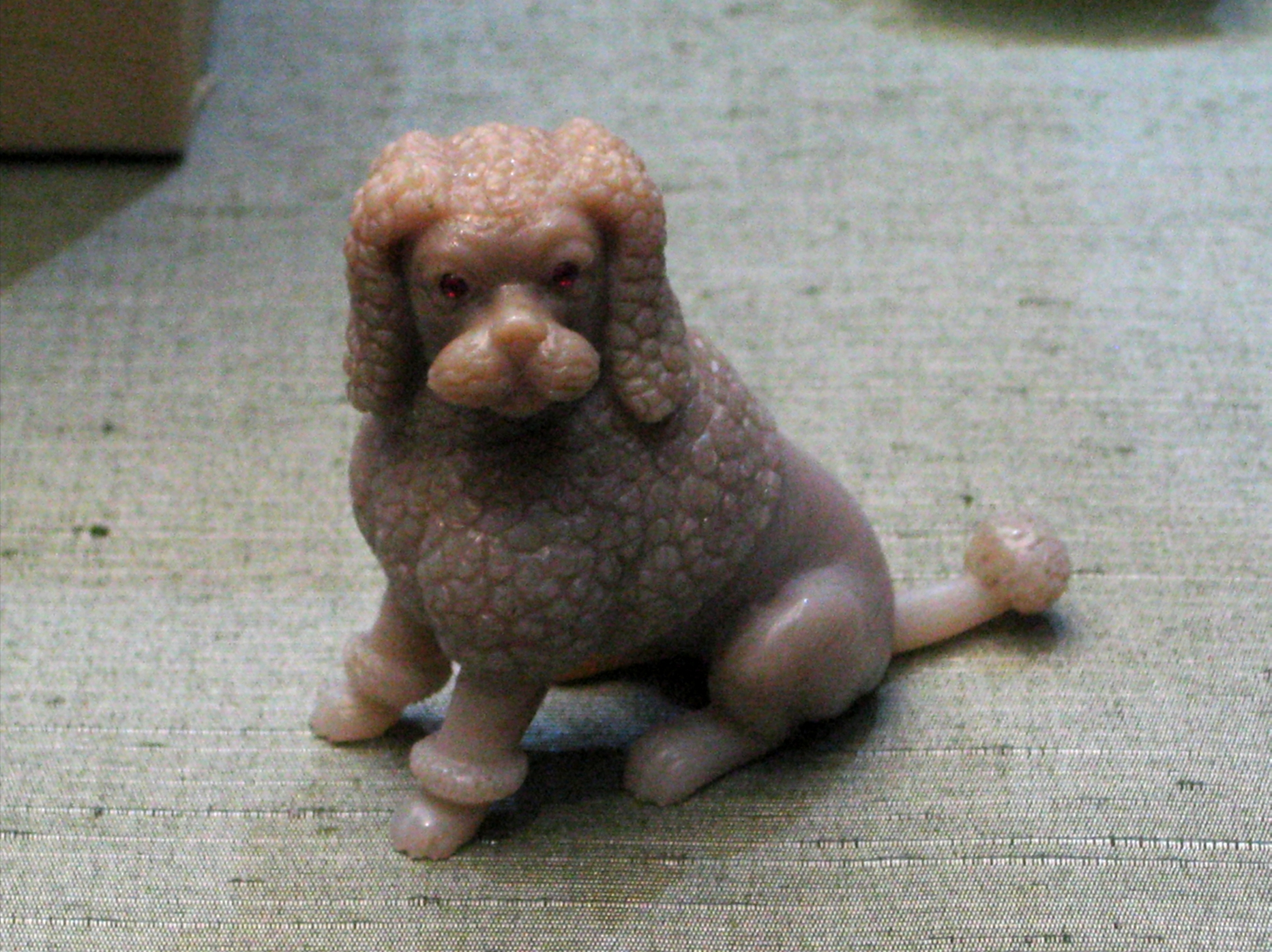
Фирма «Фаберже», «Пудель»
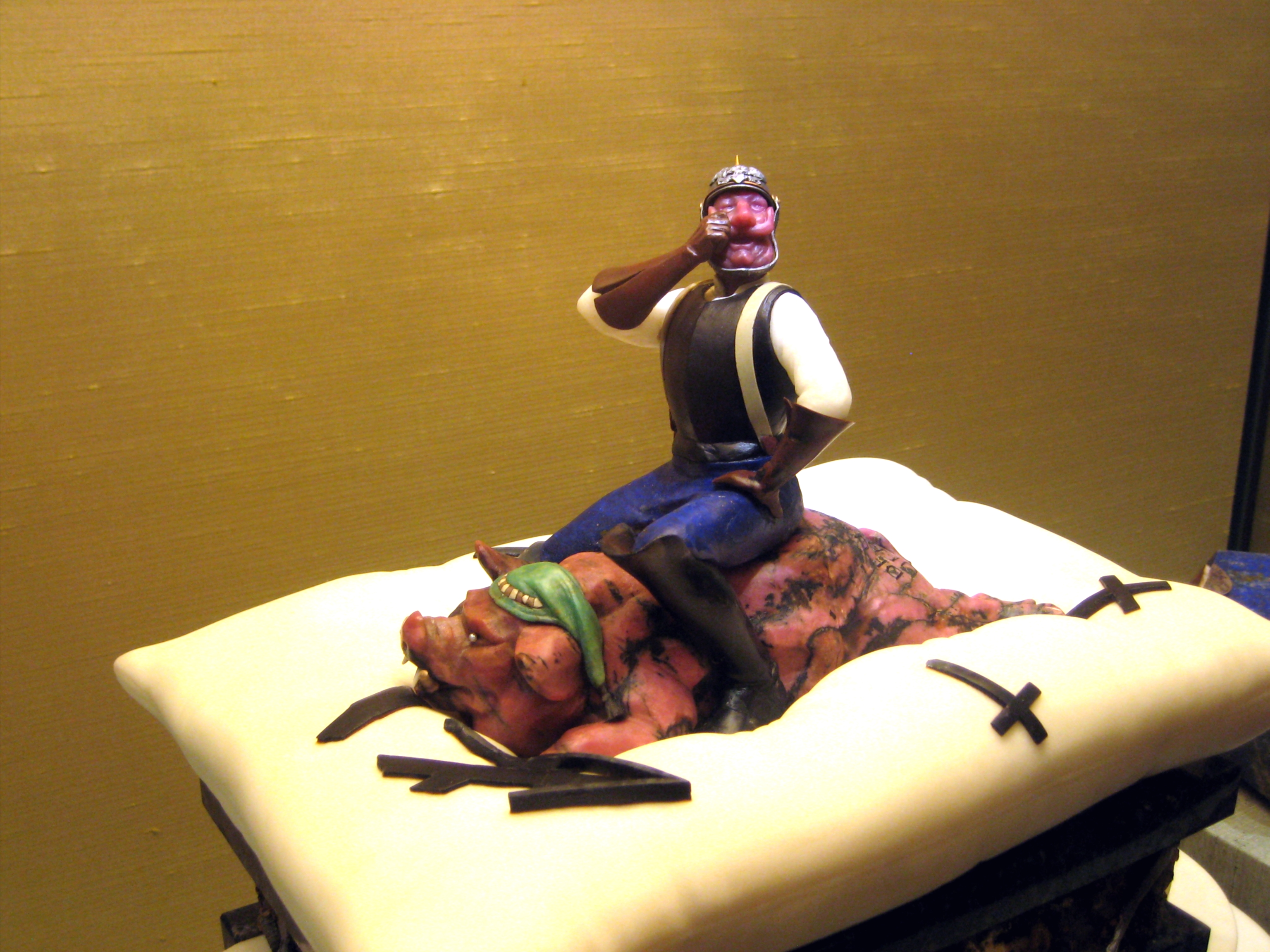
Фирма А. Денисова-Уральского. «Аллегория Германии». Петроград, 1914-16.

### Скульптура конца XIX — начала XX века
Рубеж веков был сложным периодом в истории русской скульптуры. Как и живопись этого времени, она не избежала влияния модернистских течений, а также настроений декаданса, свойственных части русской интеллигенции. Ряд мастеров были связаны с символизмом, или работали под влиянием салонных веяний. Одновременно происходило и развитие реалистических тенденций. Складывалось новое, более современное понимание пластического искусства. Молодое поколение мастеров — уже не эпигоны классицизма. Они постигали современность, стремились воплотить нового героя, искали новую форму — отчасти благодаря и влиянию импрессионизма. Реалистическая пластика обогащается новыми, более разнообразными средствами выражения. Тем не менее, в основном своем направлении, поощрявшемся государством, она сохраняла эклектические традиции предыдущего этапа, что особенно видно в городских памятниках (показателен случай эпигона Бориса Микешина, сына знаменитого Михаила).
В эти годы начинают работать многие мастера, которые прославятся в советское время. Революционно-демократические идеалы также оказывали влияние на поиски нового в жанре. В скульптуре появляются демократические образы, новые герои.
Больших успехов в этот период достигают портрет, станковая и декоративная пластика.

#### Памятники
Монументальная скульптура становится менее значительной и помпезной, чем в XIX веке. Хотя возникают и заметные работы — памятник Пушкину в Царском селе работы Роберта Баха, памятник Ивану Фёдорову работы Сергея Волнухина, памятник Гоголю скульптора Николая Андреева. «В этих работах с разной степенью успеха решилась задача пластической выразительности, и тем не менее им также присуще стремление авторов к возможно более полному раскрытию внутреннего мира героя реалистическими средствами». Их авторы пытаются отойти от застылости монументов историзма, применяя более сложные позы и обобщенные силуэты.

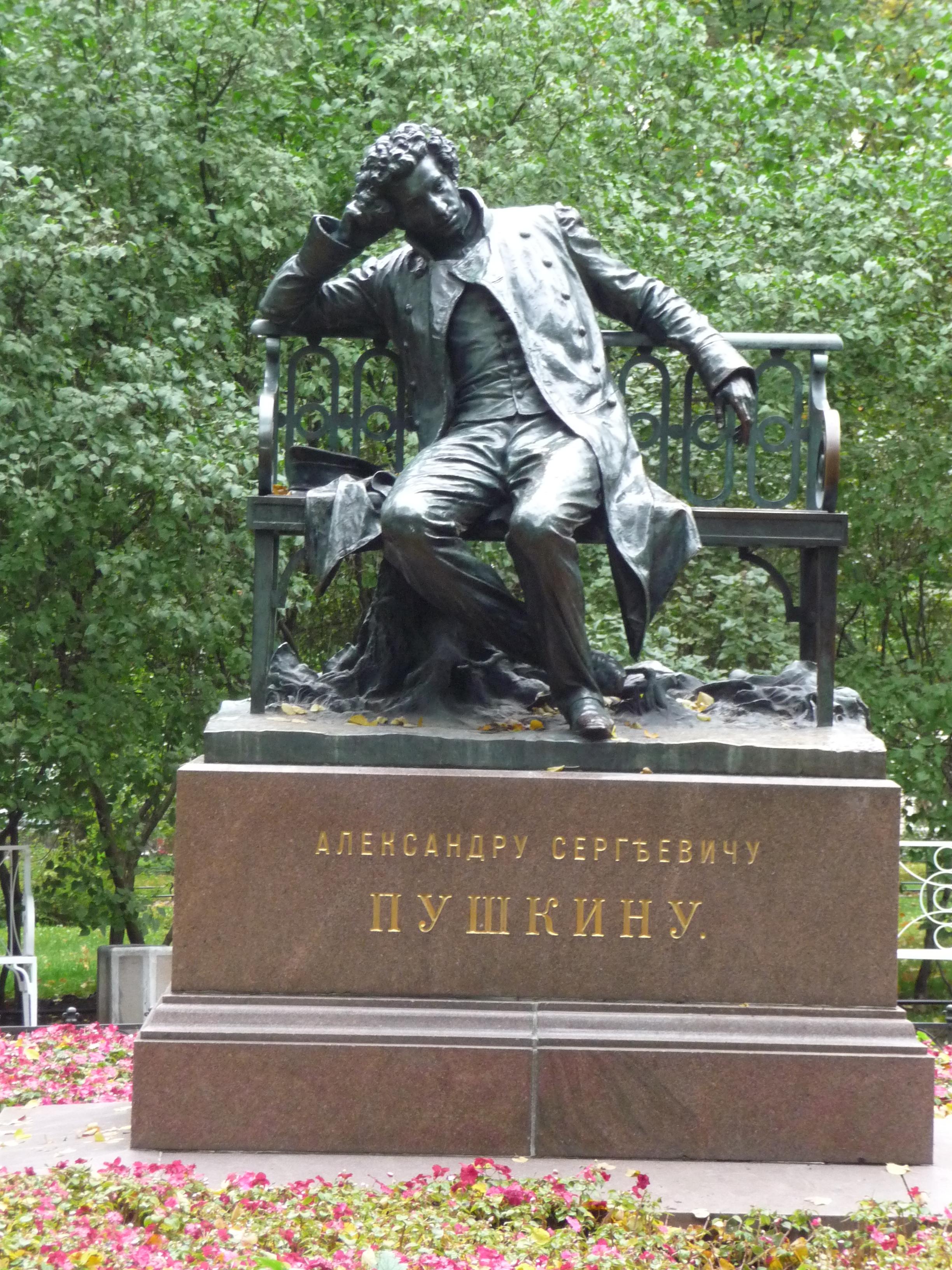
Р. Бах. Памятник Пушкину. 1899
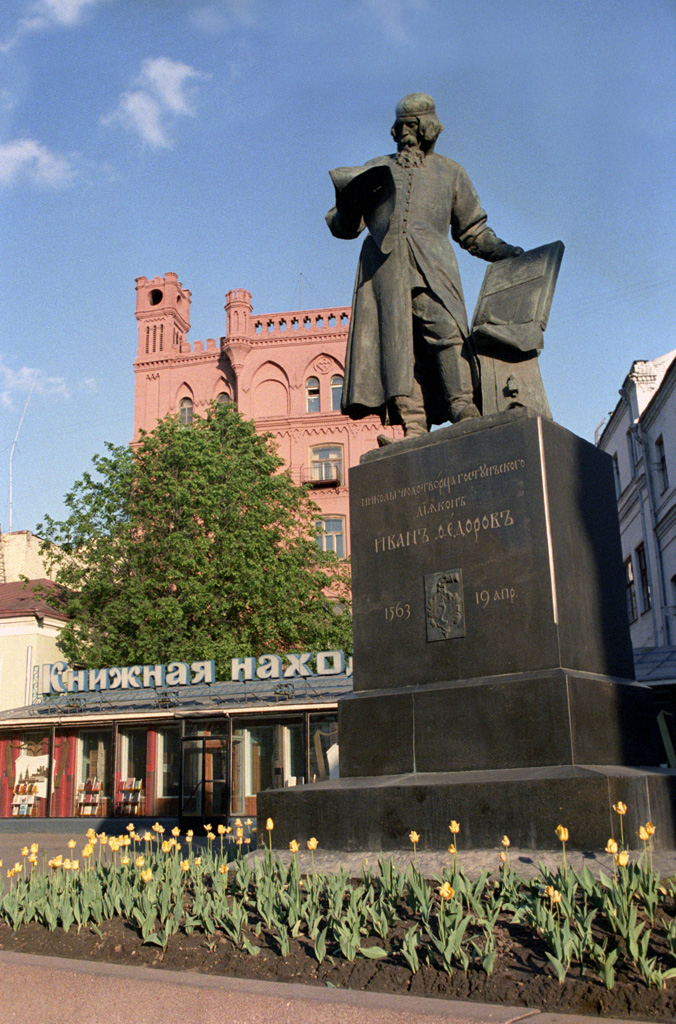
С. М. Волнухин. Памятник Ивану Фёдорову. 1909
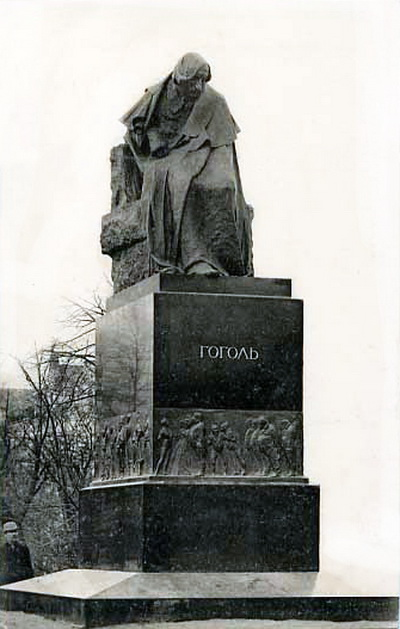
Н. Андреев. Памятник Гоголю. 1909
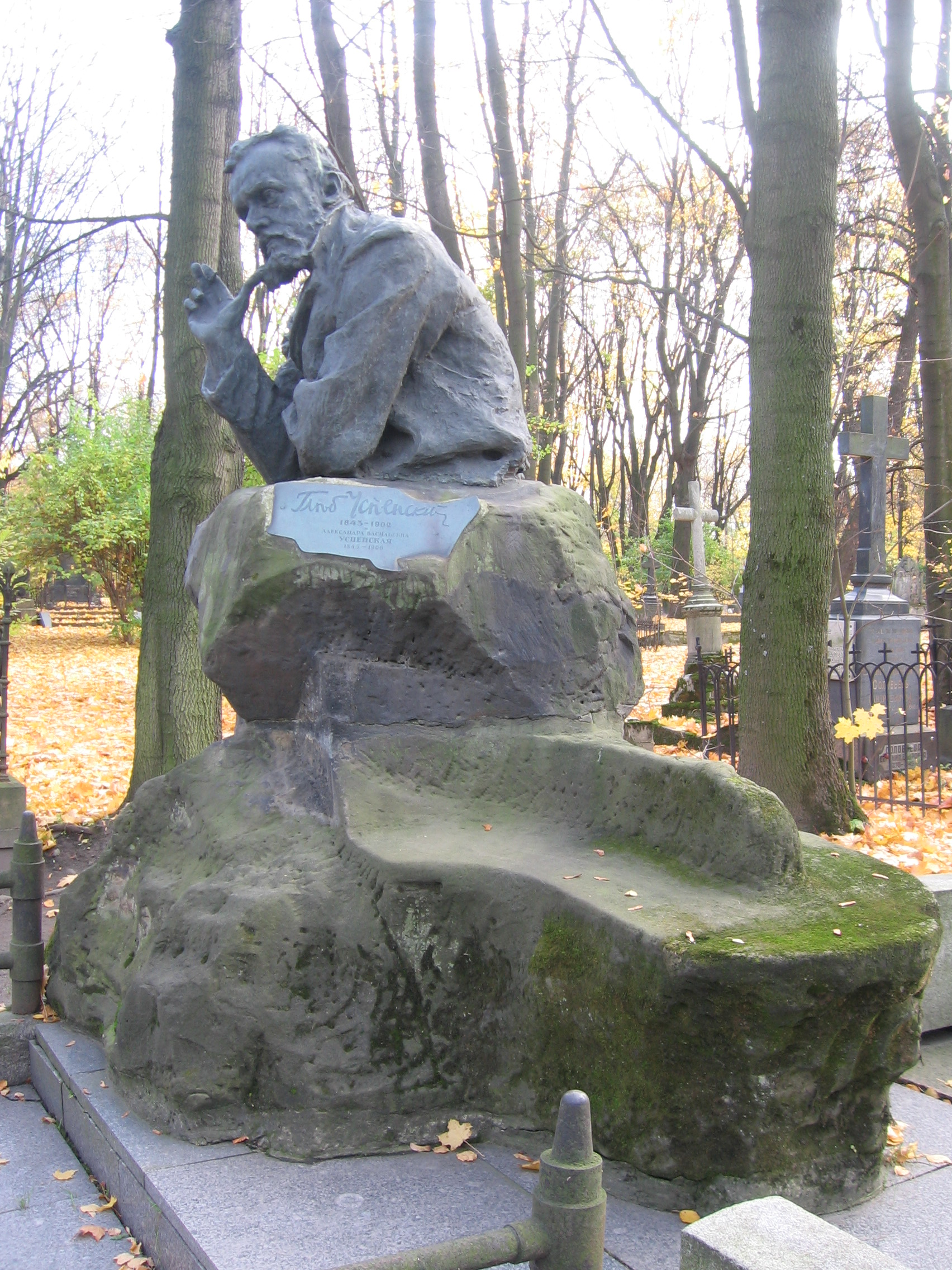
Л. В. Шервуд. «Надгробие Г. И. Успенскому». 1904. Петербург, Волково кладбище
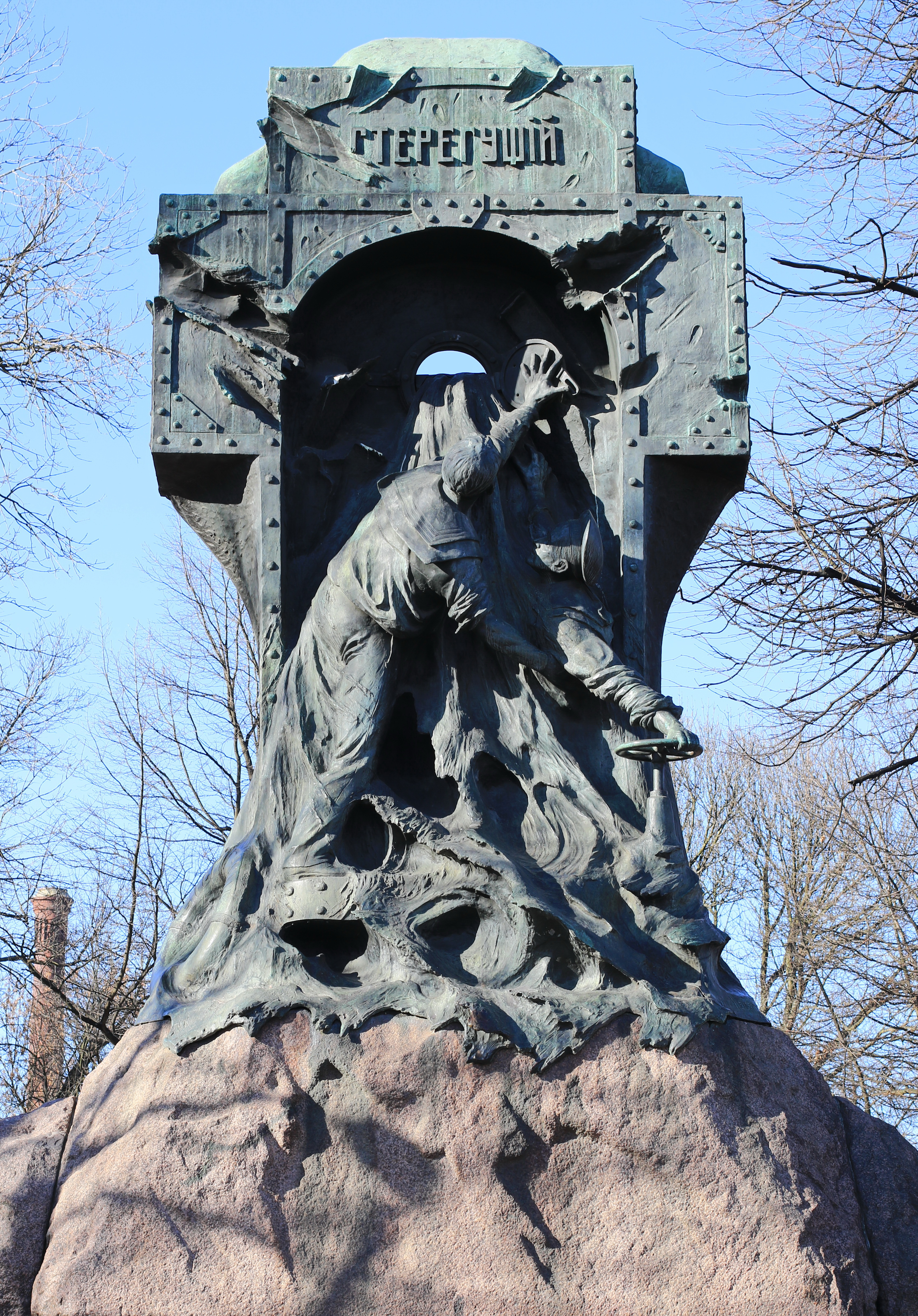
Константин Изенберг. "Памятник «Стерегущему». 1908—1911 годы

#### Паоло Трубецкой
Самая значительная монументальная работа начала XX века — «Памятник Александру III» Паоло Трубецкого. Скульптор смог показать царя в необычайно острой и выразительной художественной форме, подчеркнуть цельность объёма его тяжёлой фигуры на упирающемся коне. Выразительность композиции основана на строгом рисунке и безупречном конструктивном построении формы.
Прекрасно Трубецкой работал и в портрете, и в жанровых композициях. Его портрет Левитана, Толстого, матери с ребёнка отличаются остротой экспрессии и характерной импрессионистической лепкой.
Однако считать его исключительно «русским» скульптором не стоит: Паоло Трубецкой — родившийся в Италии внебрачный сын князя от американской певицы, вырос, учился и начал строить карьеру в Европе. Он, по сути, является модным интернациональным автором, типичным для Бель Эпок. Однако у него было много клиентов среди русской публики, как благодаря корням и родственным связям, так и из-за его престижности в мире. В его творчестве выделяют отдельный «русский период», когда в 1896 году он приехал в Россию, а в 1898 году по приглашению князя А. Е. Львова возглавил скульптурный класс Московского училища живописи, ваяния и зодчества, становится профессором скульптуры. Эту должность он занимает до 1900 года. Затем он бывает в стране наездами. В 1906 году он покидает Россию окончательно.

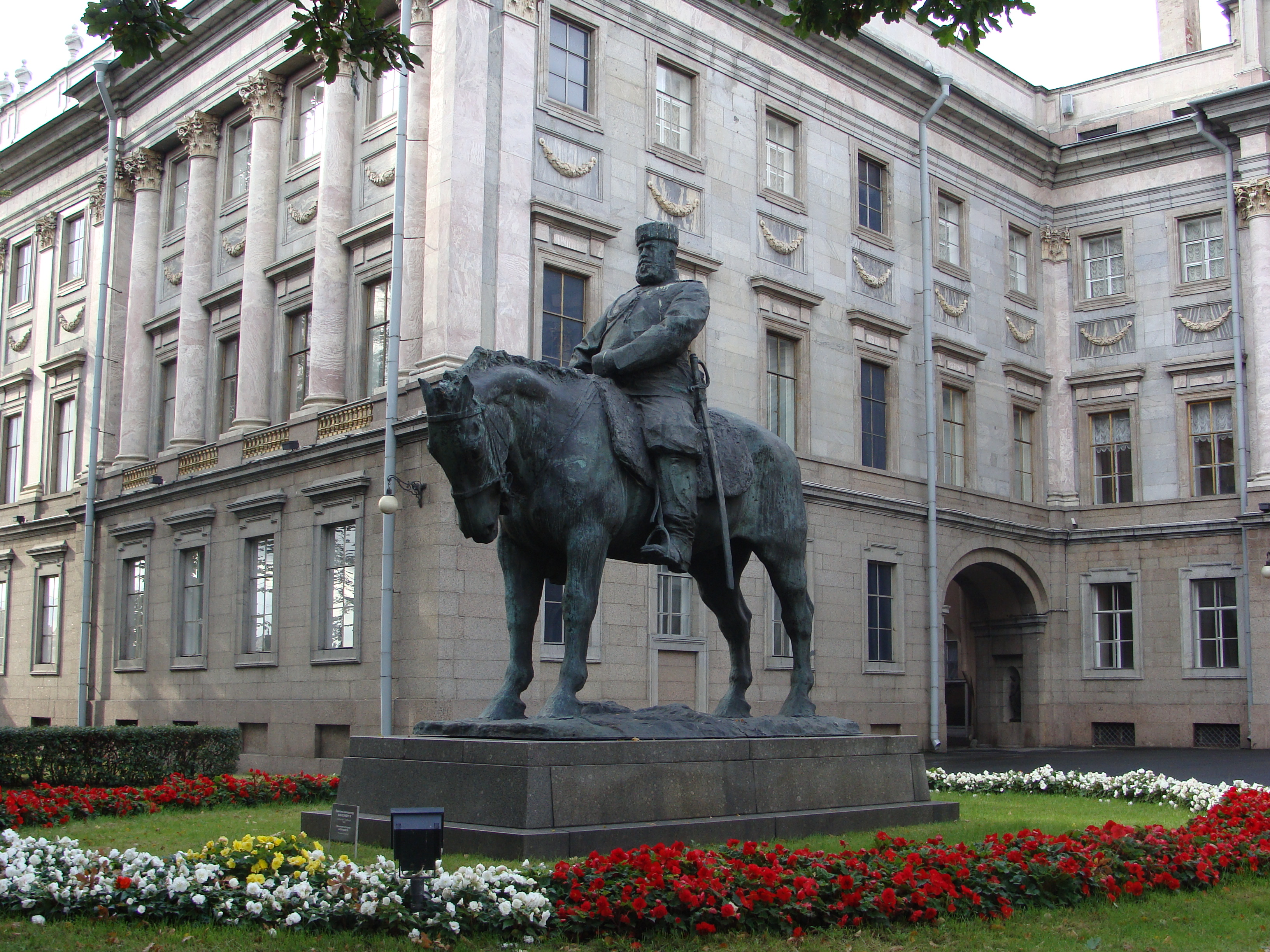
П. П. Трубецкой. «Памятник Александру III». 1909
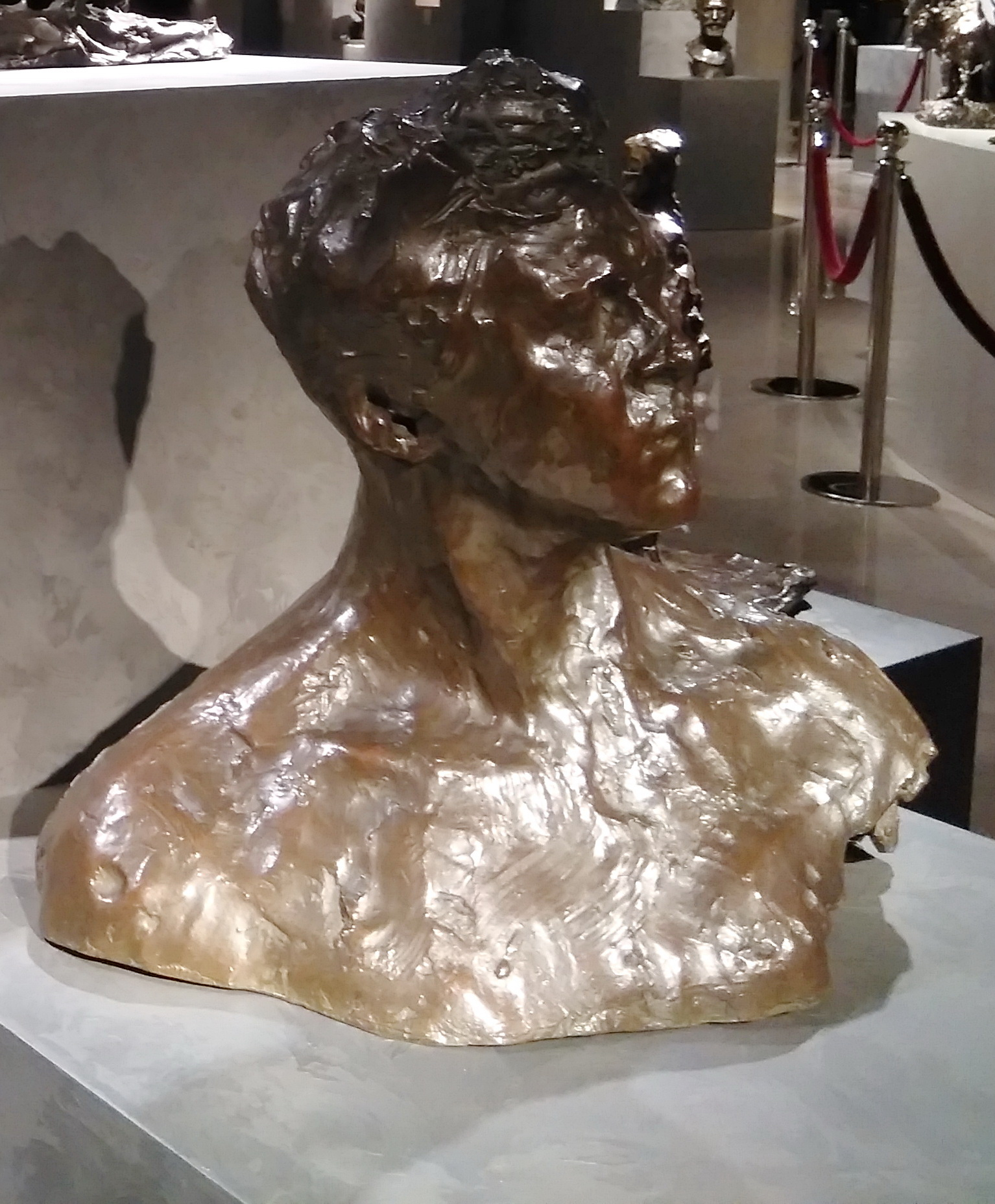
П. П. Трубецкой.  «Портрет Ф. И. Шаляпина». Музей Д. Якобашвили «Собрание»
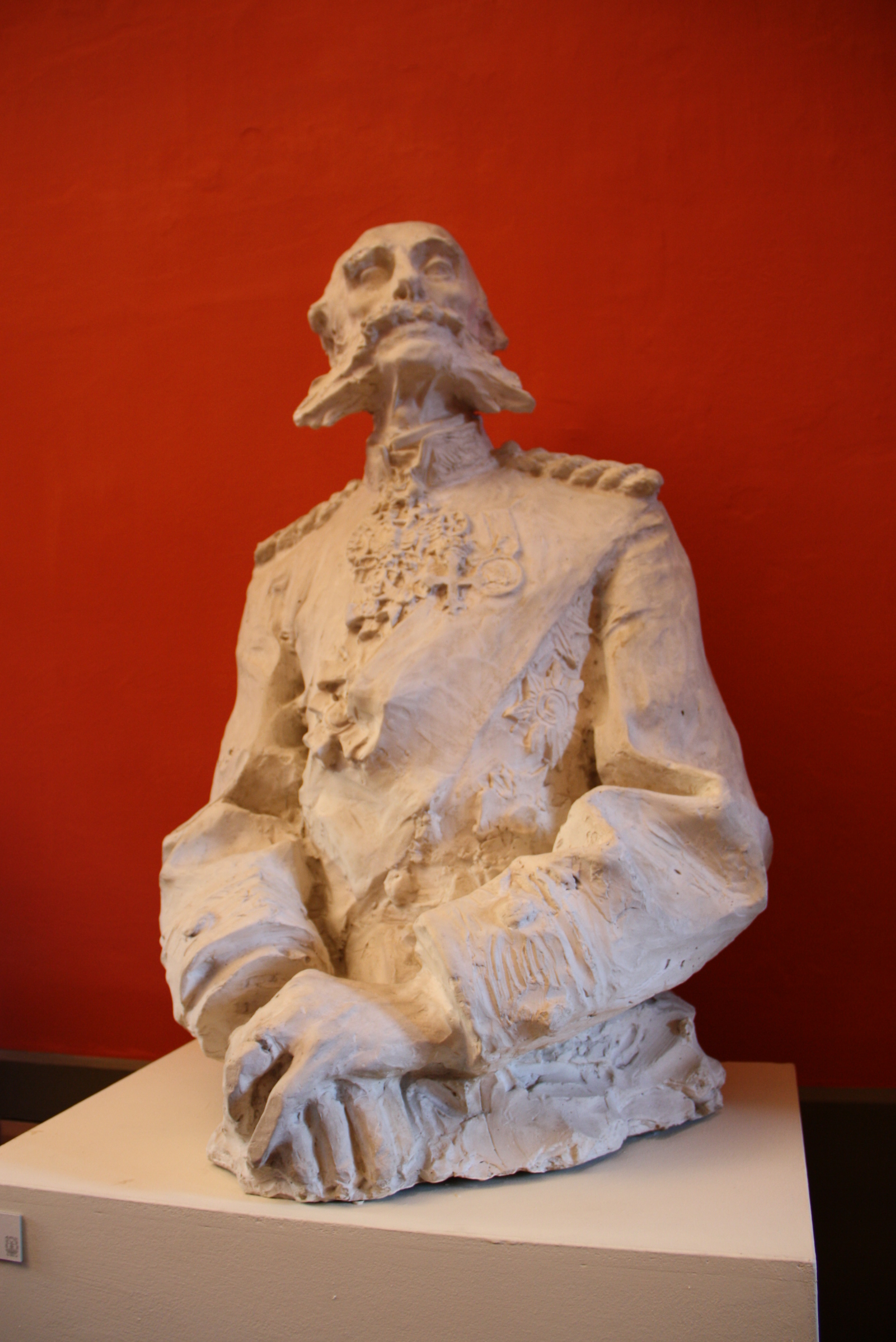
П. П. Трубецкой. «Князь Мещерский». 1895 (Museo del Paesaggio)
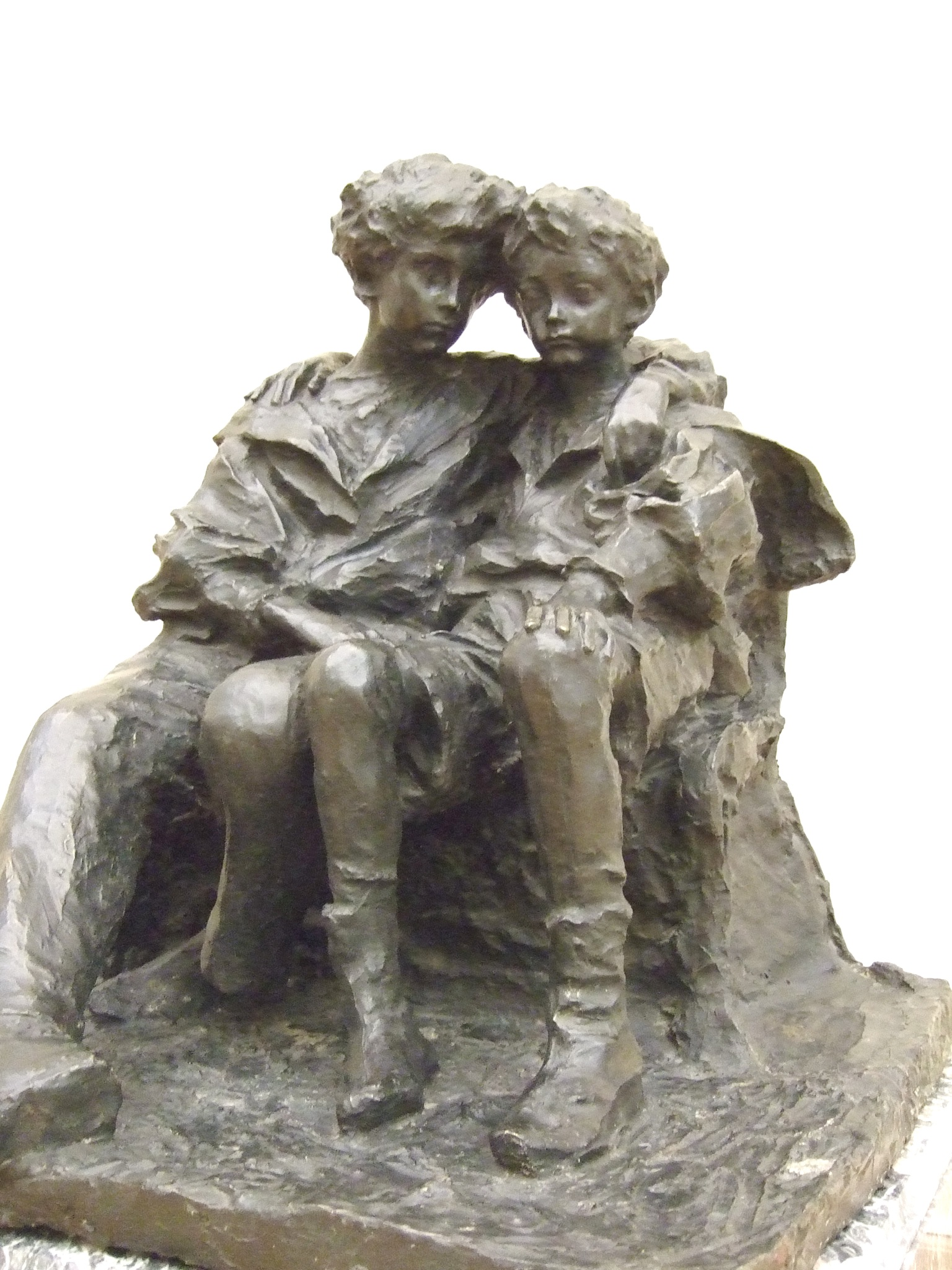
П. П. Трубецкой. «Дети». ГРМ
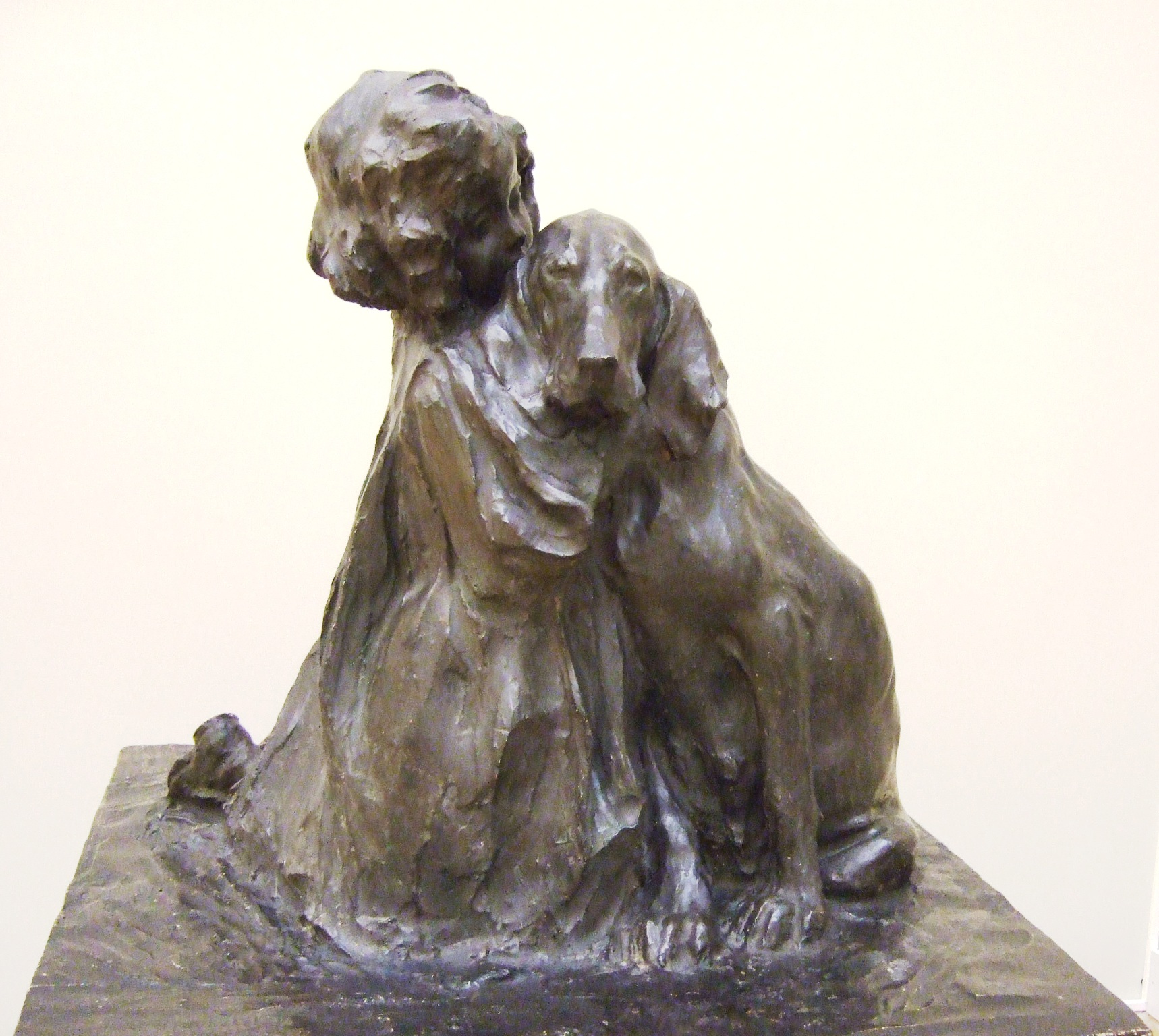
П. П. Трубецкой. «Девочка с собакой». ГРМ
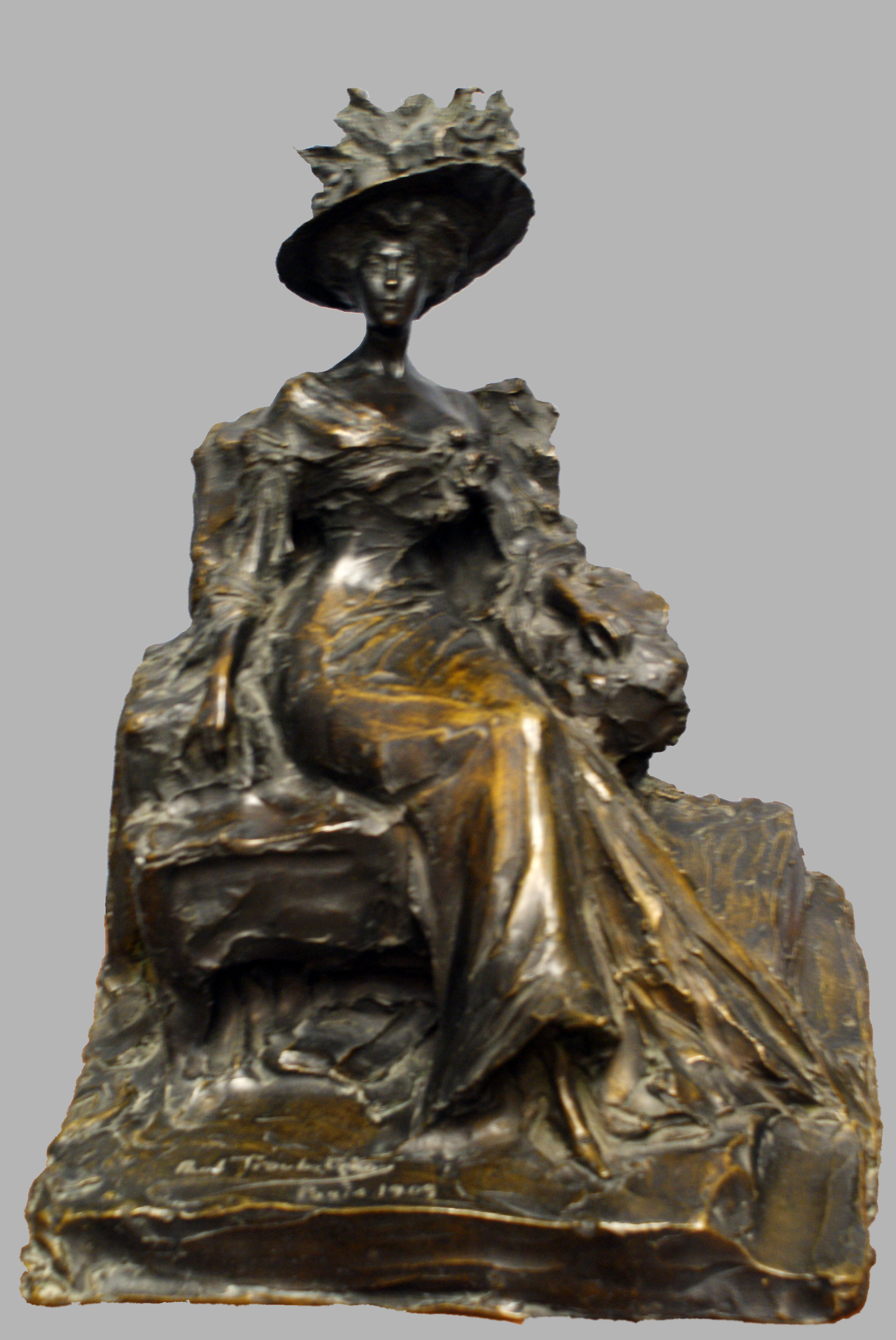
П. П. Трубецкой. «Сидящая дама (Княгиня В.К. Орлова ?)». 1909. Минск
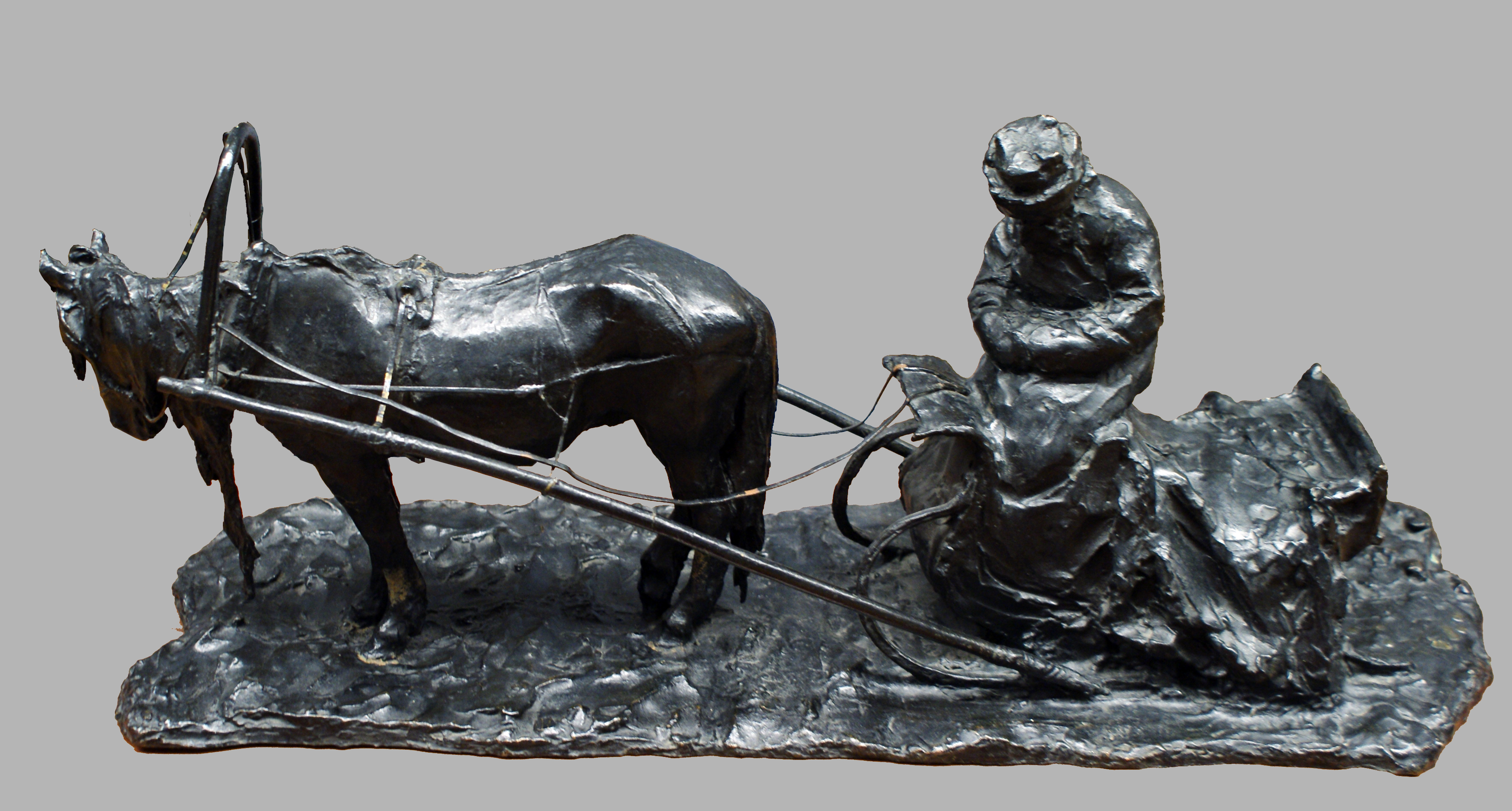
П. П. Трубецкой. «Московский извозчик». 1898. ГРМ

#### Стиль модерн
Модерн в России существовал с 1890-х до начала 1900-х.
Среди отдельных авторов, в наследии которых видят черты модерна, называют Паоло Трубецкого, Анну Голубкину и Андрея Матвеева, однако для столь самостоятельных творцов этот стиль не является кардинальной характеристикой. Стилистику пластики модерна можно найти в произведениях многих скульпторов этого периода: это представители старшего поколения, которые ранее были более реалистичны, либо более молодые авторы, которые позже зачастую придут к социалистическому реализму. Среди них — Николай Андреев, Петр Бромирский, скульптор-анималист Василий Ватагин, Адель Вернер, Владимир Домогацкий, Илья Гинцбург, Юлия Свирская, Борис Фредман-Клюзель,

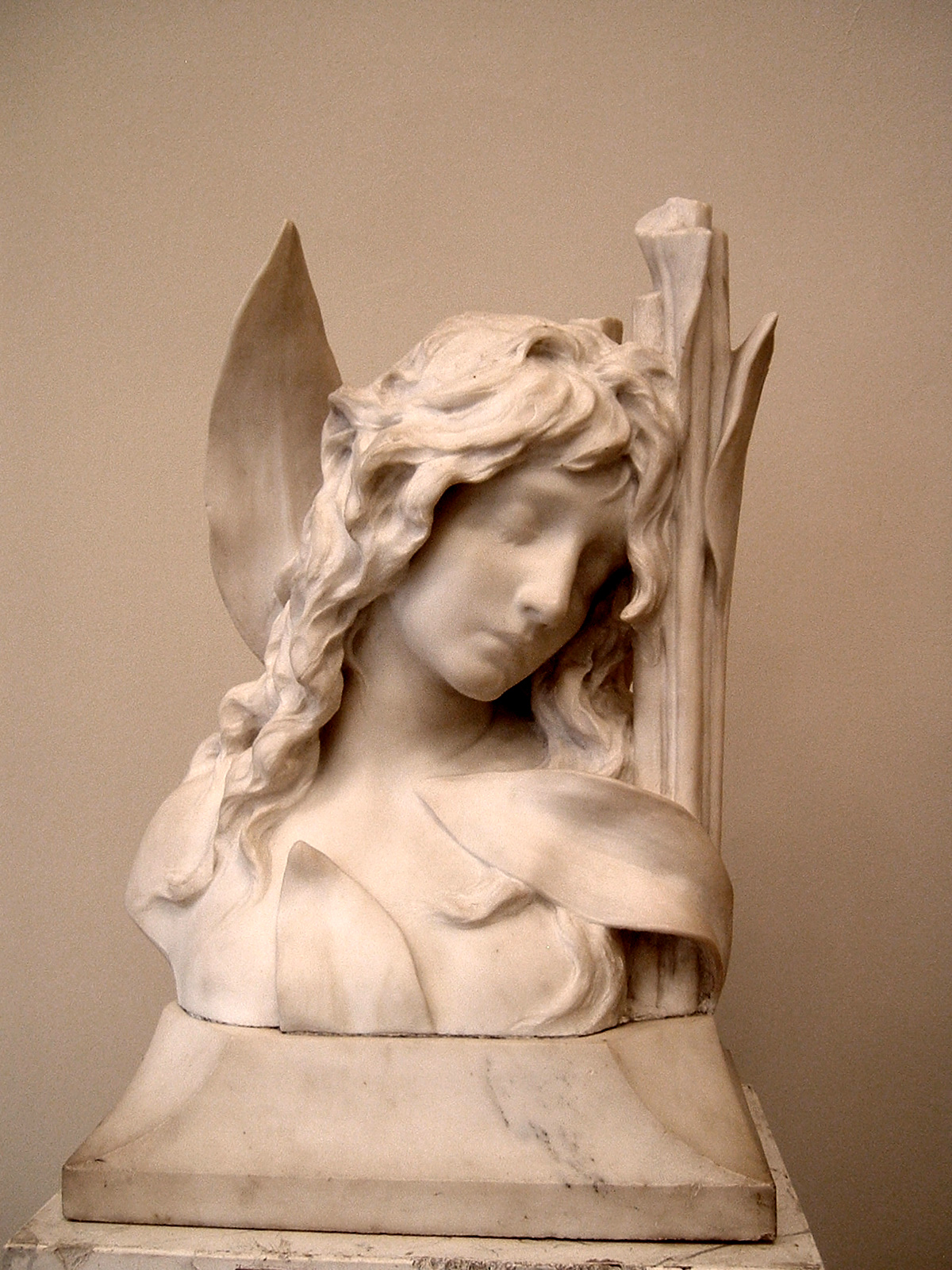
Марк Антокольский. "Ундина", 1899-1900 (?)
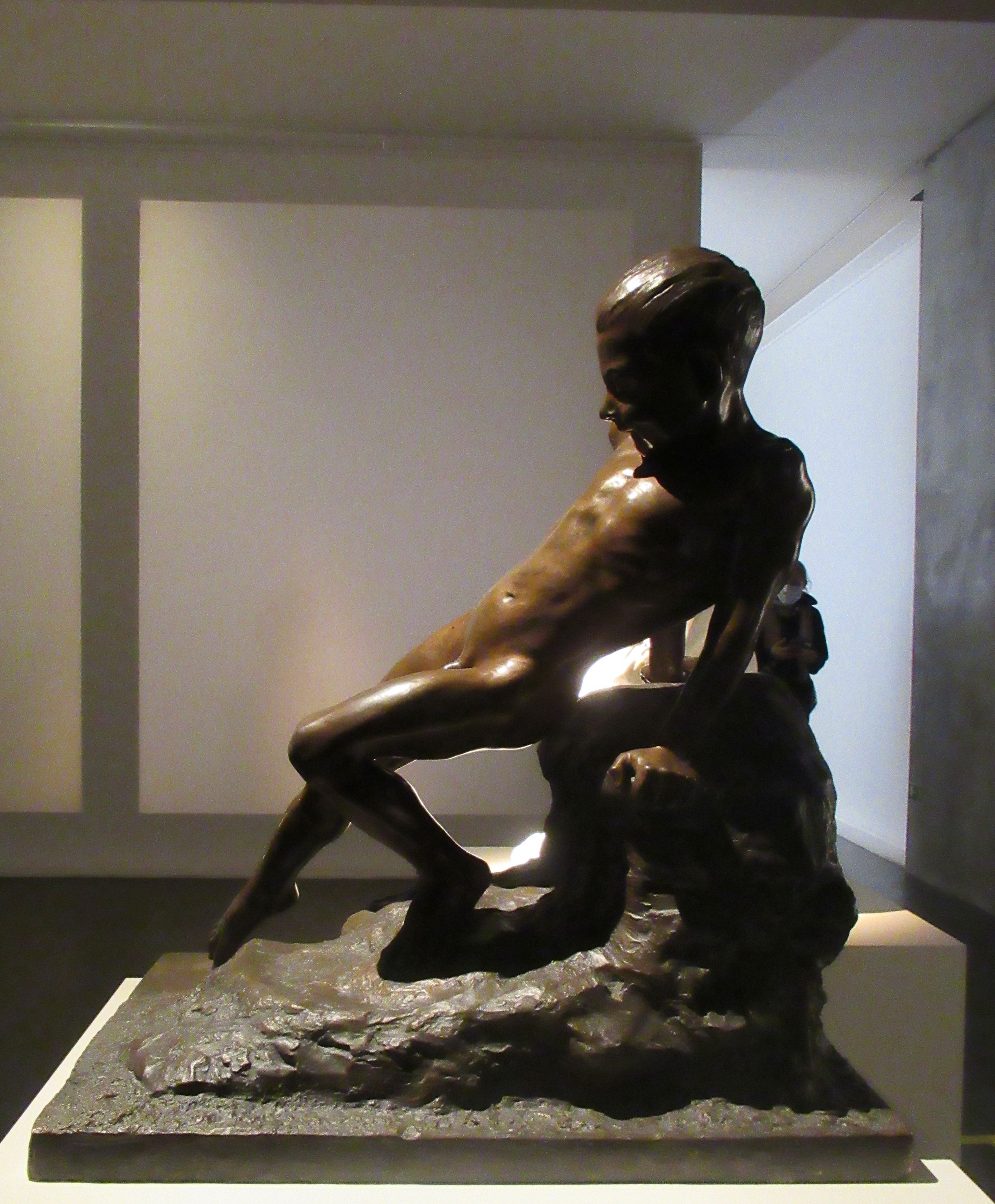
И. Я. Гинцбург. «Мальчик, спускающийся в воду». 1886. ГРМ
Сергей Меркуров. «Мысль» (1913)
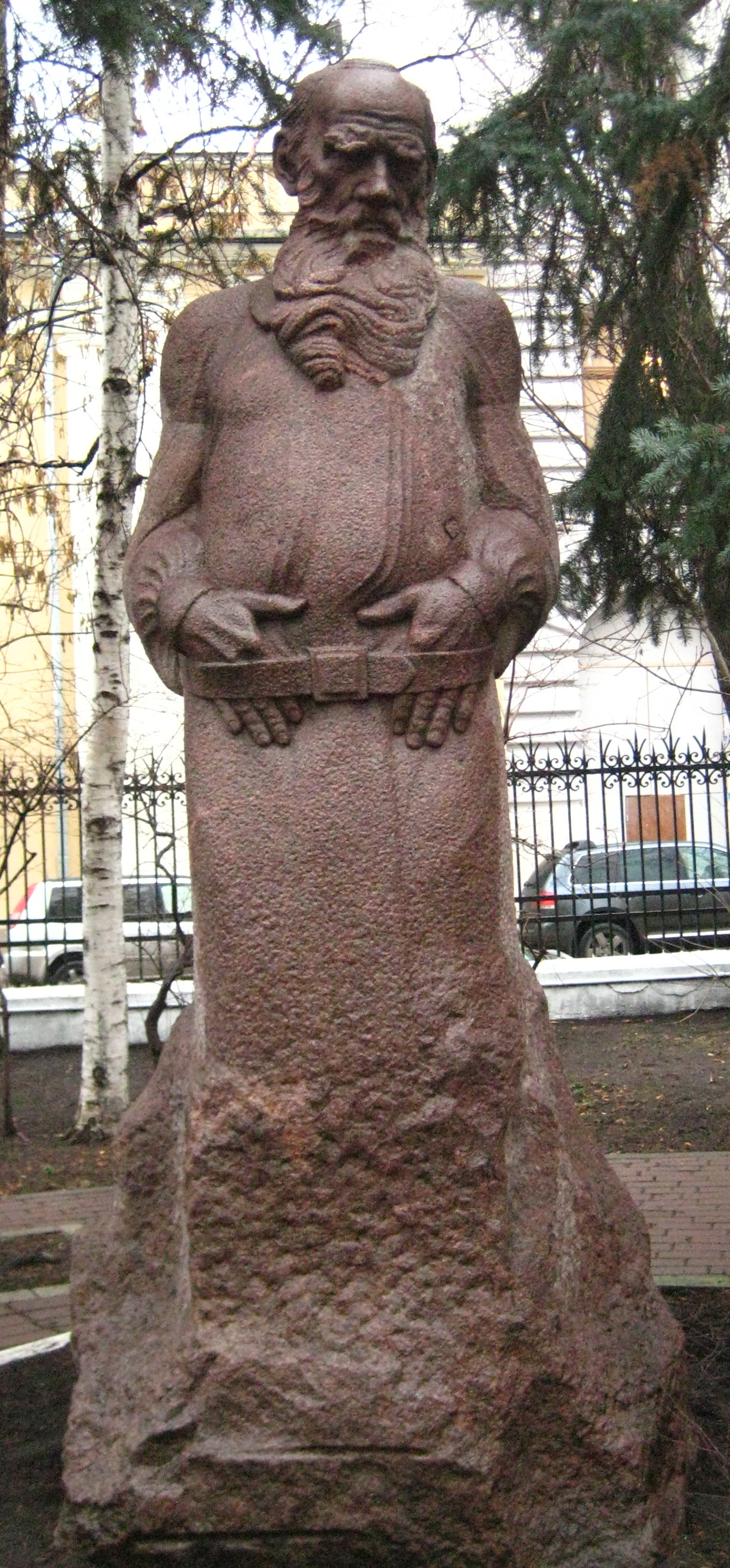
Сергей Меркуров. «Памятник Льву Толстому» (1913)
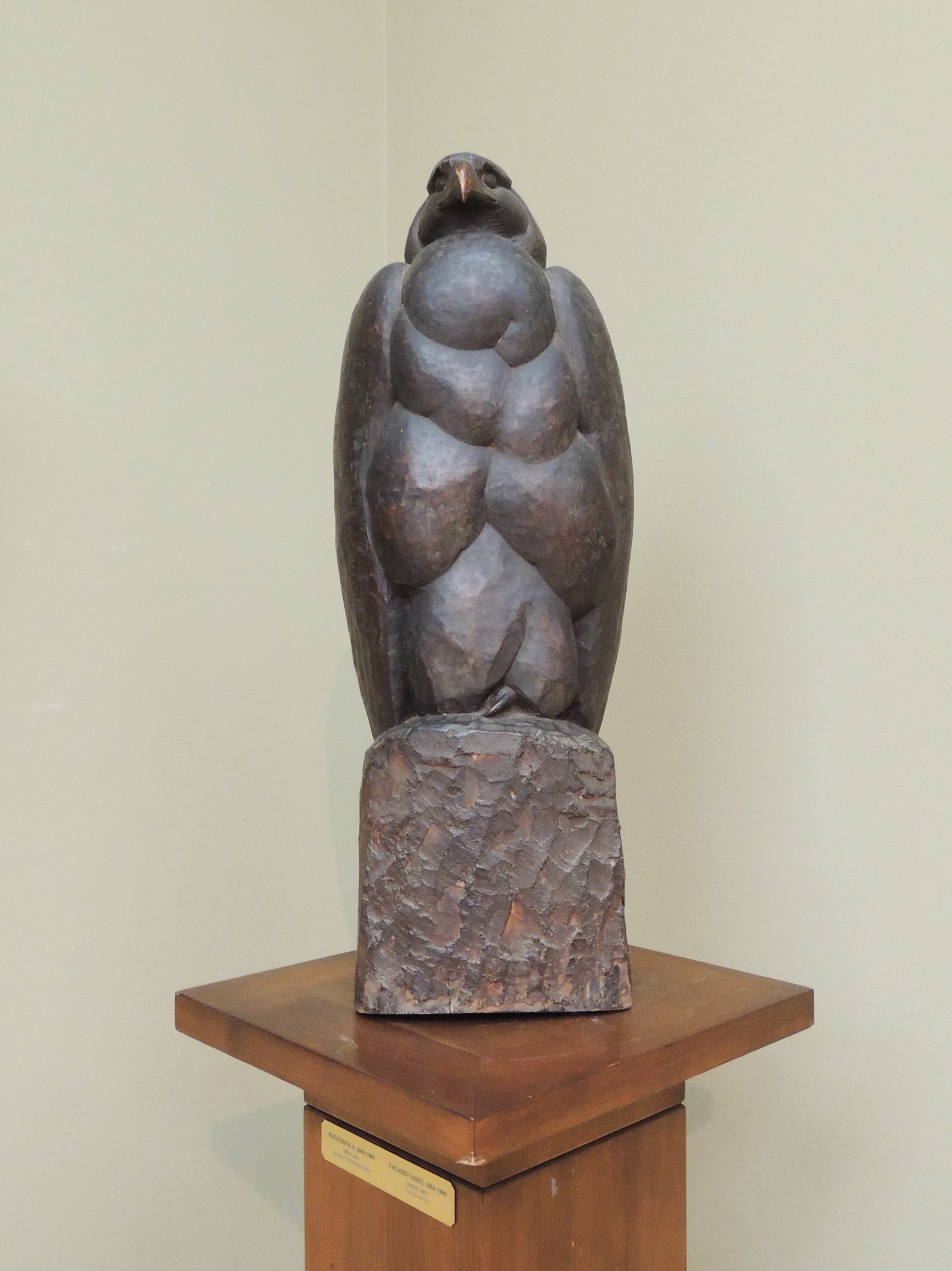
Василий Ватагин. «Орел», 1913, ГТГ
Неизвестный скульптор. «Крестьянин на плоту». ГРМ[3]
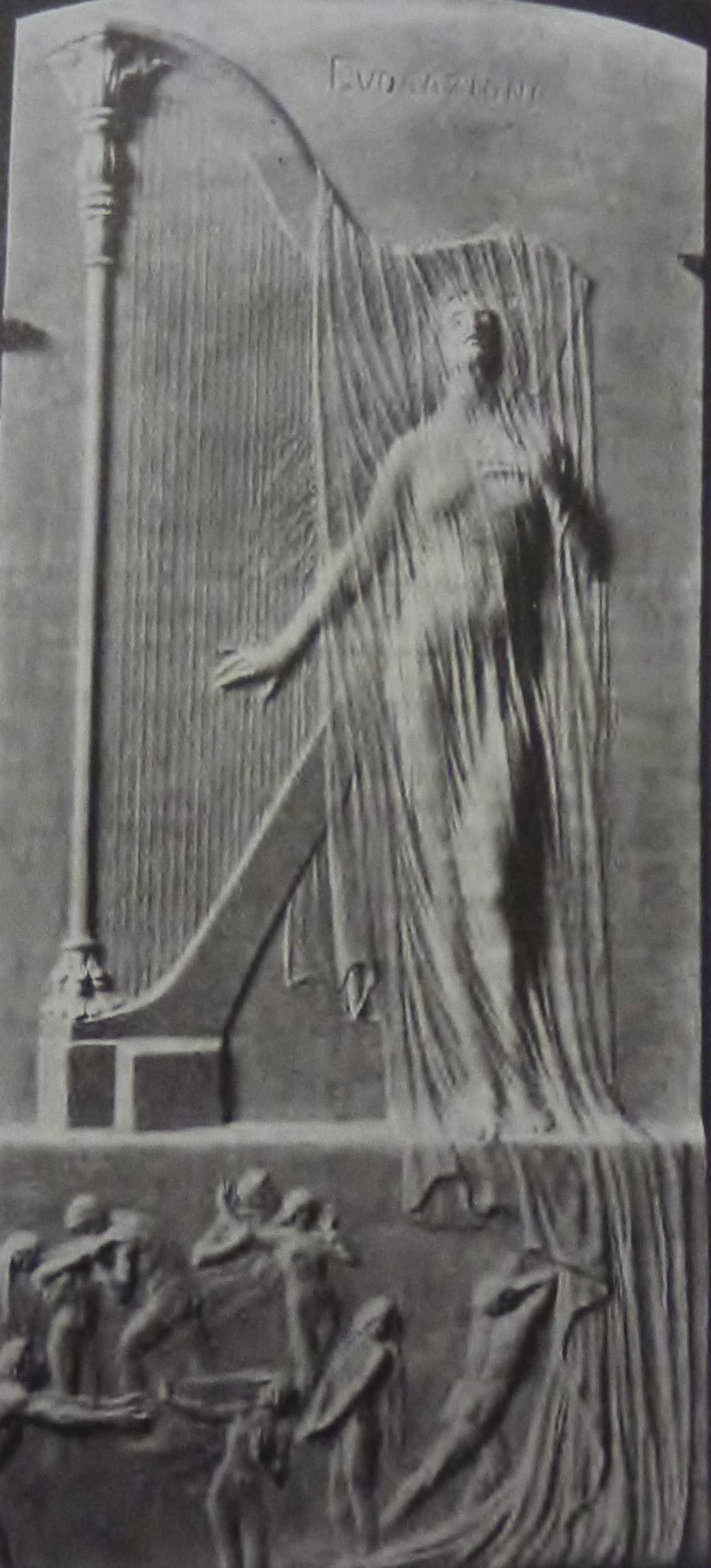
Адель Вернер, «Призыв», 1914
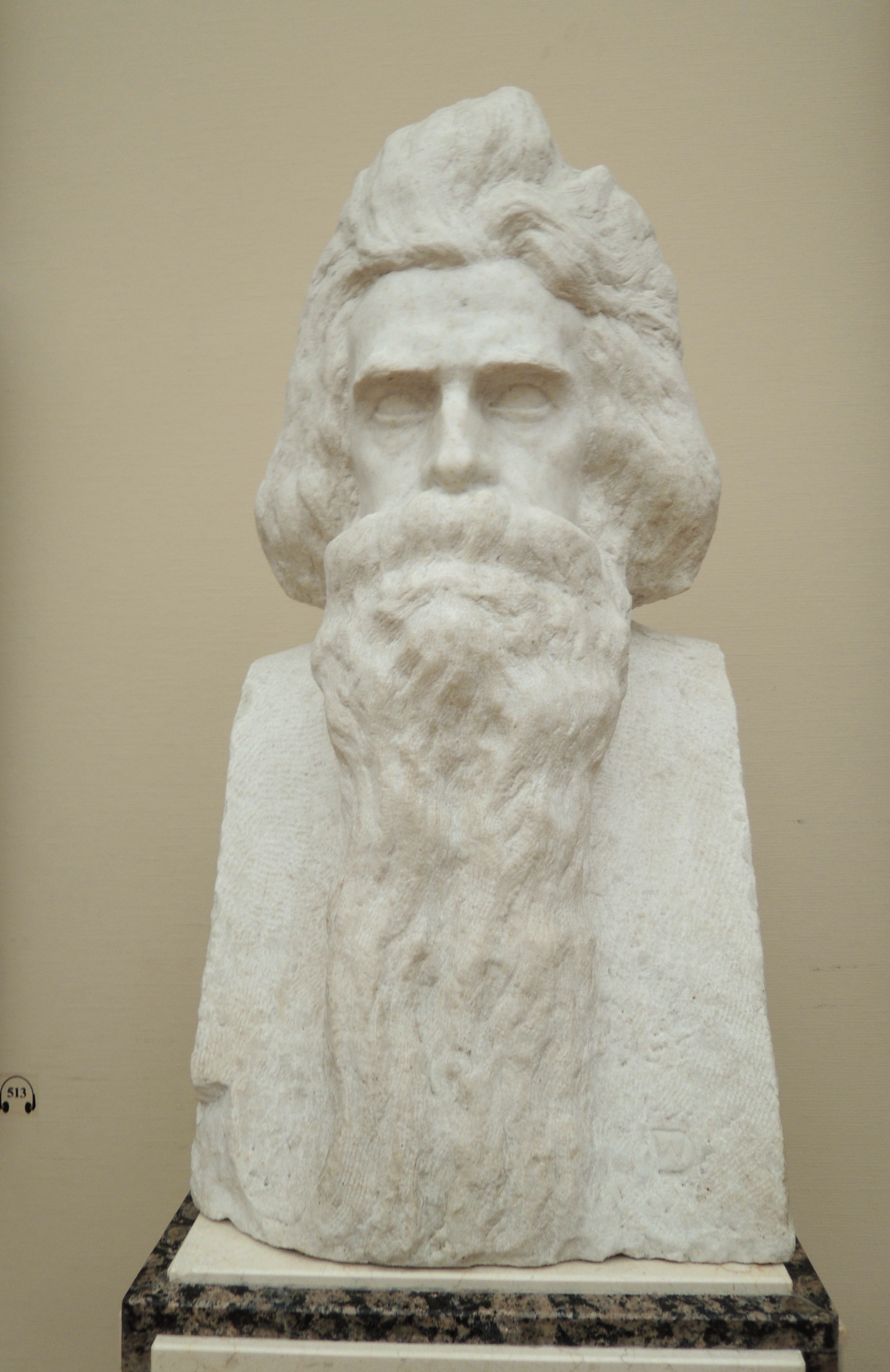
Владимир Домогацкий. «Портрет В. С. Соловьева», 1915, ГТГ
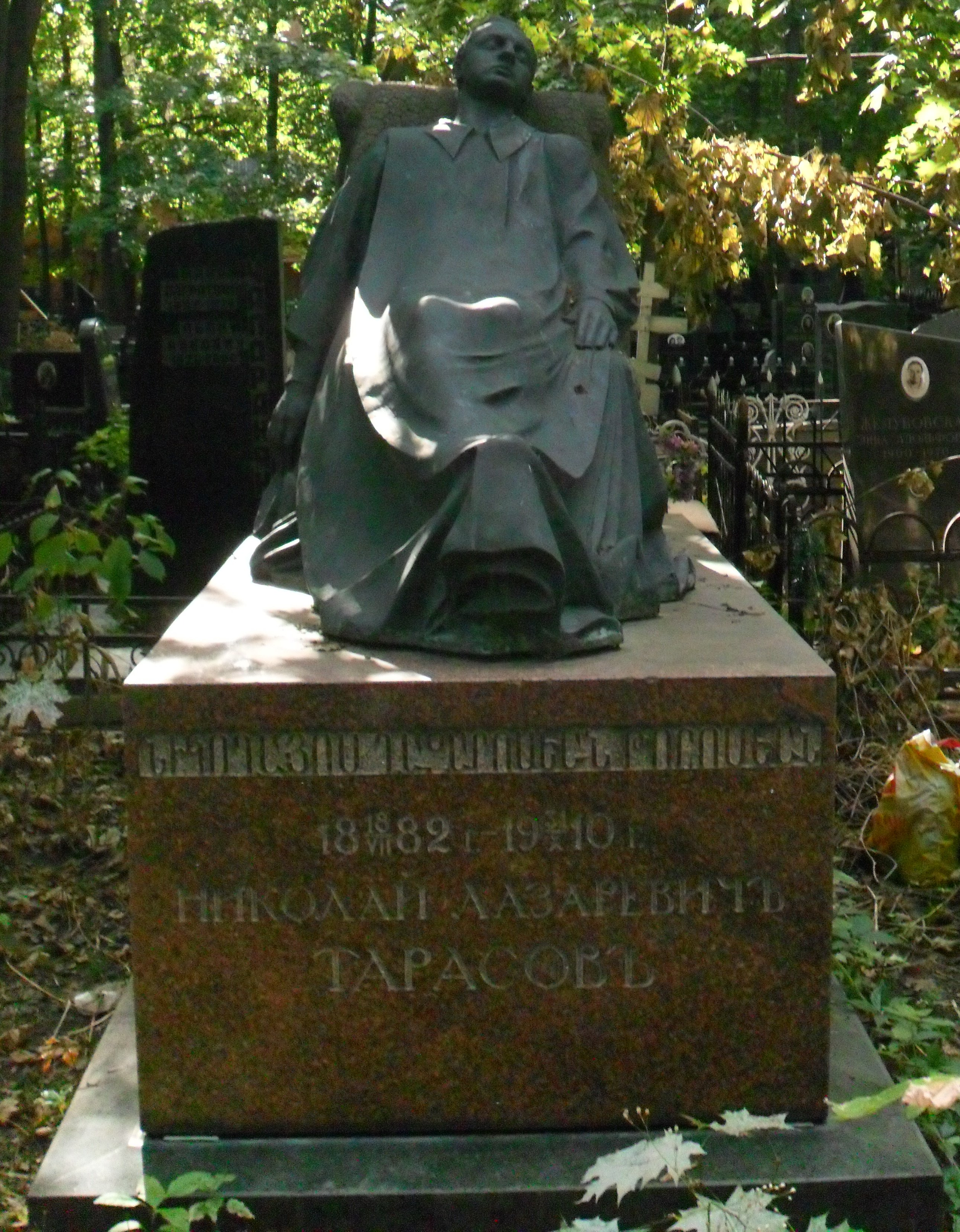
Николай Андреев. Надгробие Н.Л. Тарасова

В скульптуре стиль модерн наиболее отчётливо отразился в архитектурном декоре, будучи подчинённым общем стилю возводимых зданий.

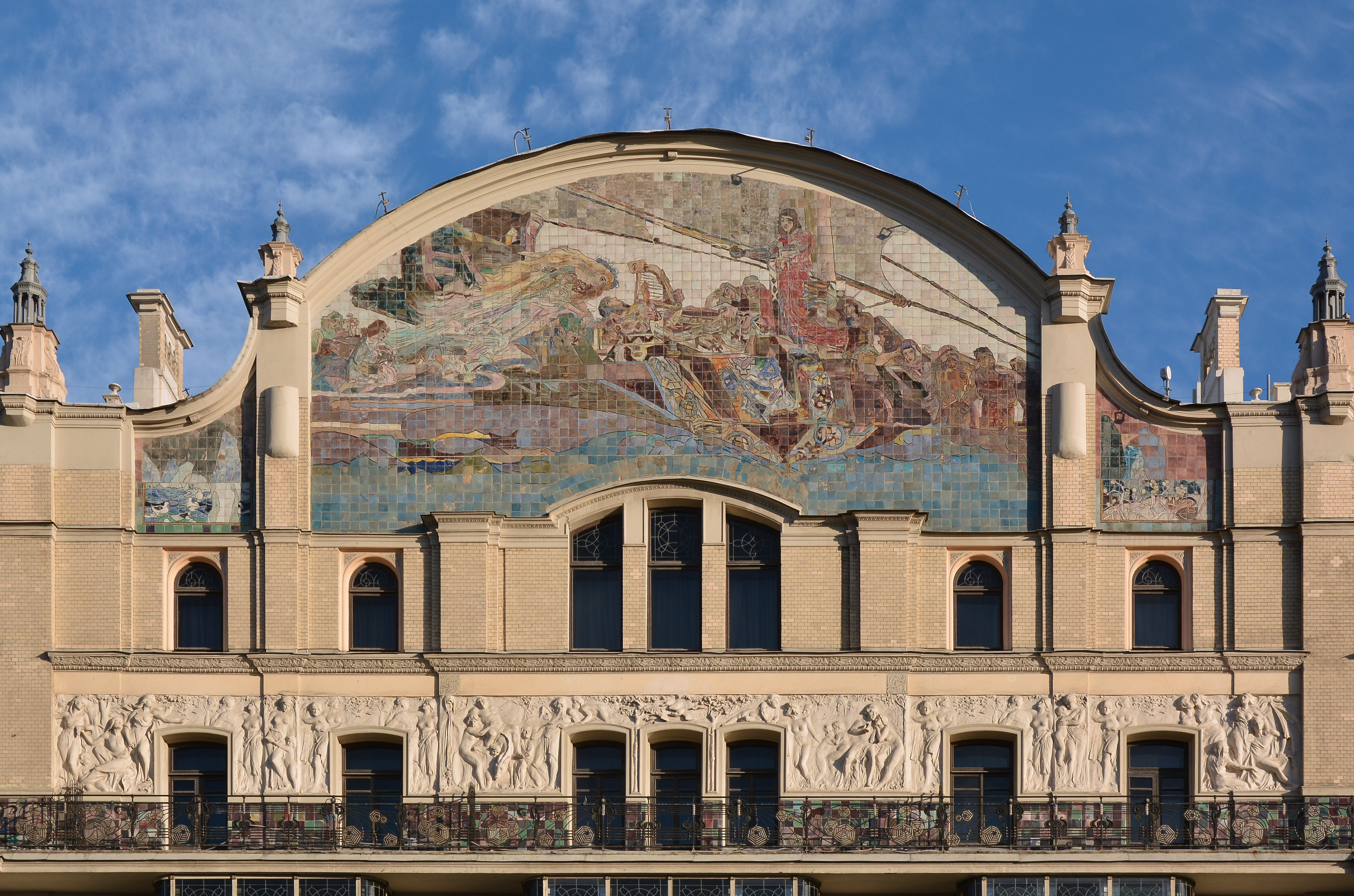
Николай Андреев. Рельеф «Времена года» на фасаде гостиницы «Метрополь»
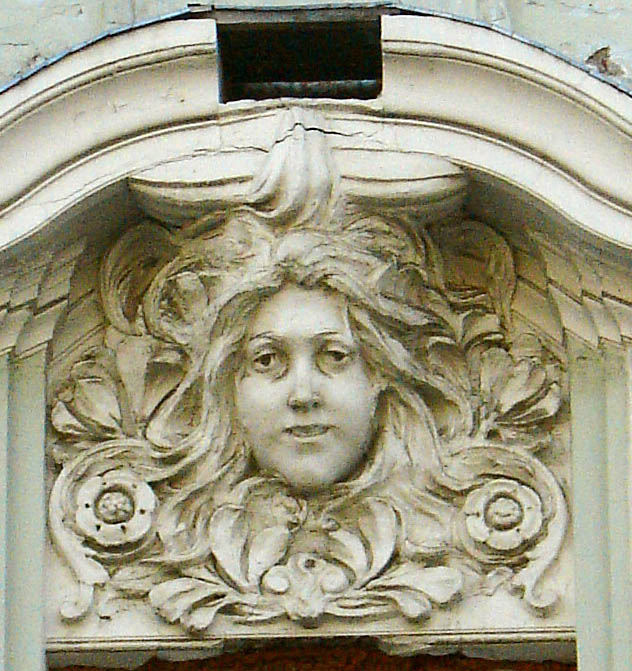
Москва, Лялин переулок, № 7/2
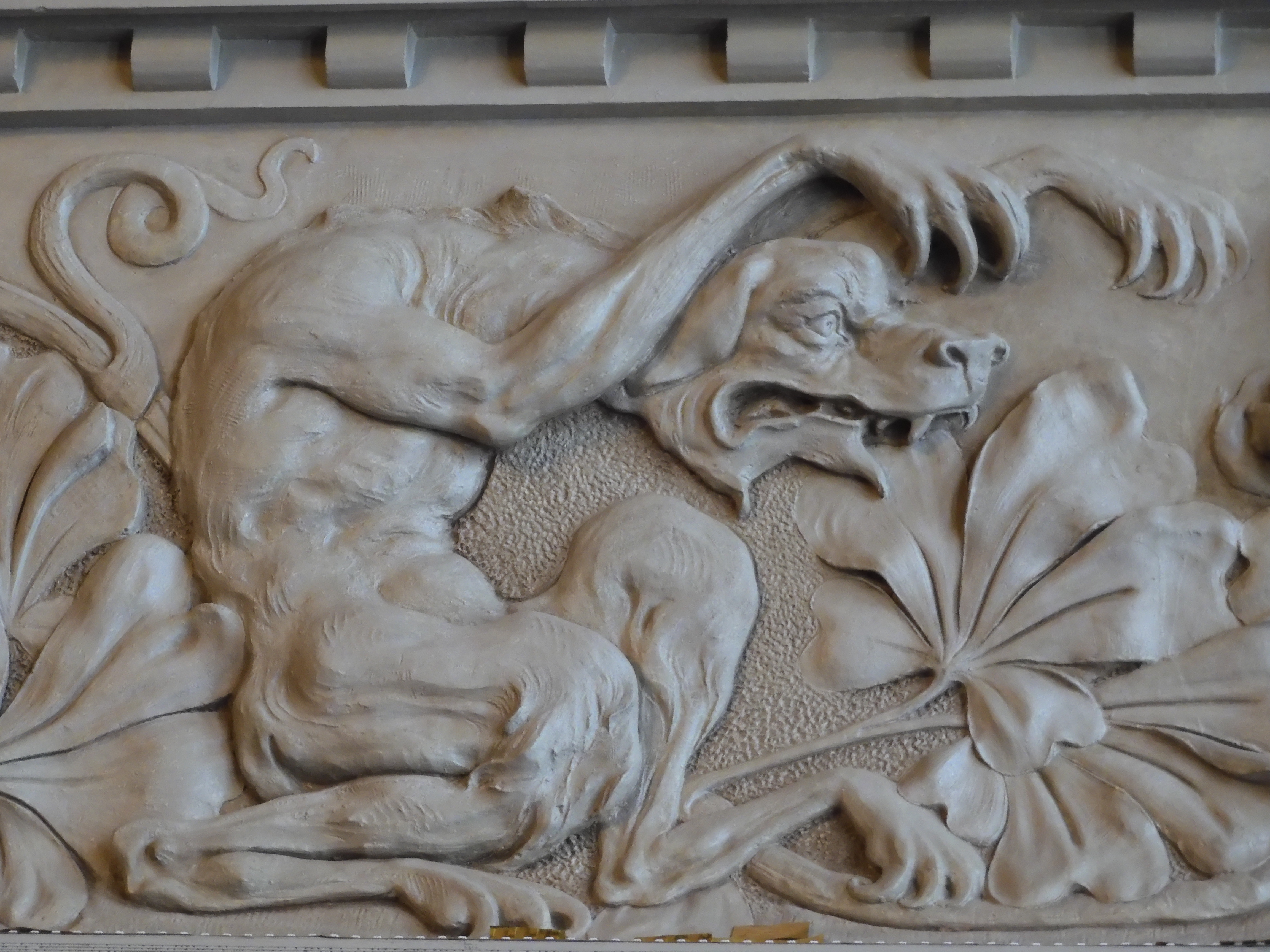
Москва, Особняк П. П. Смирнова
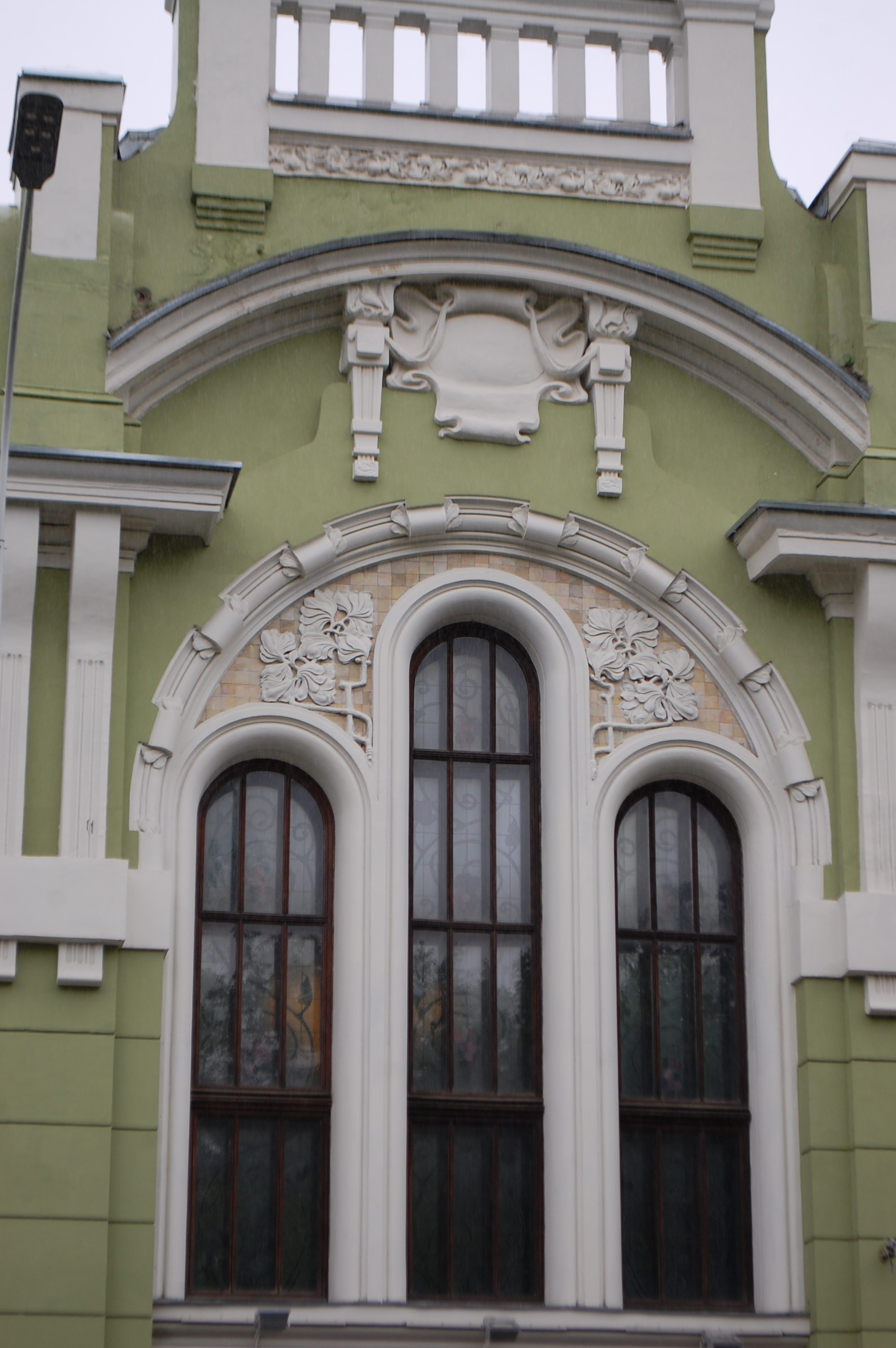
Москва, Особняк П. П. Смирнова
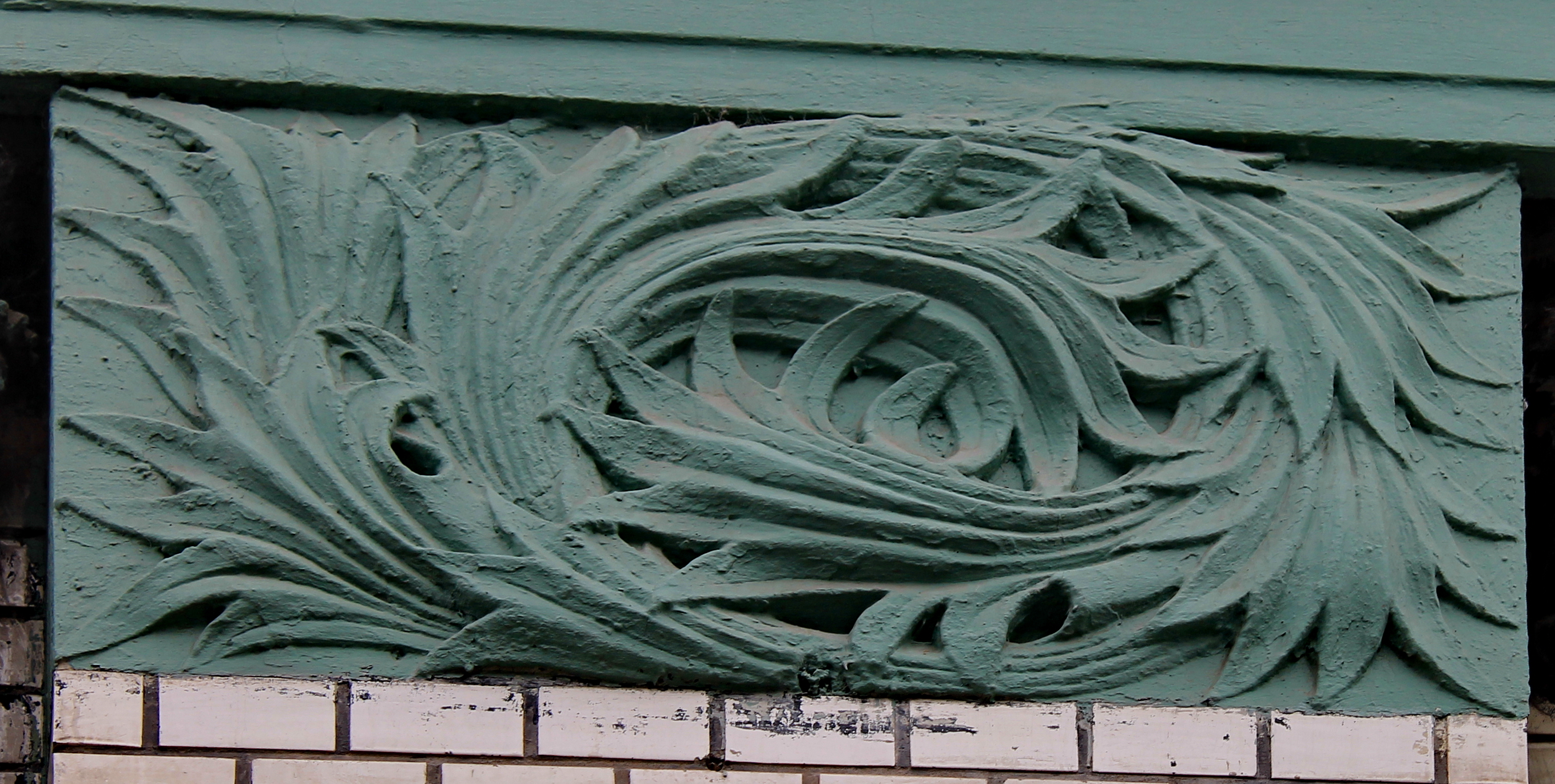
Нижний Новгород, Комплекс банка Рукавишниковых
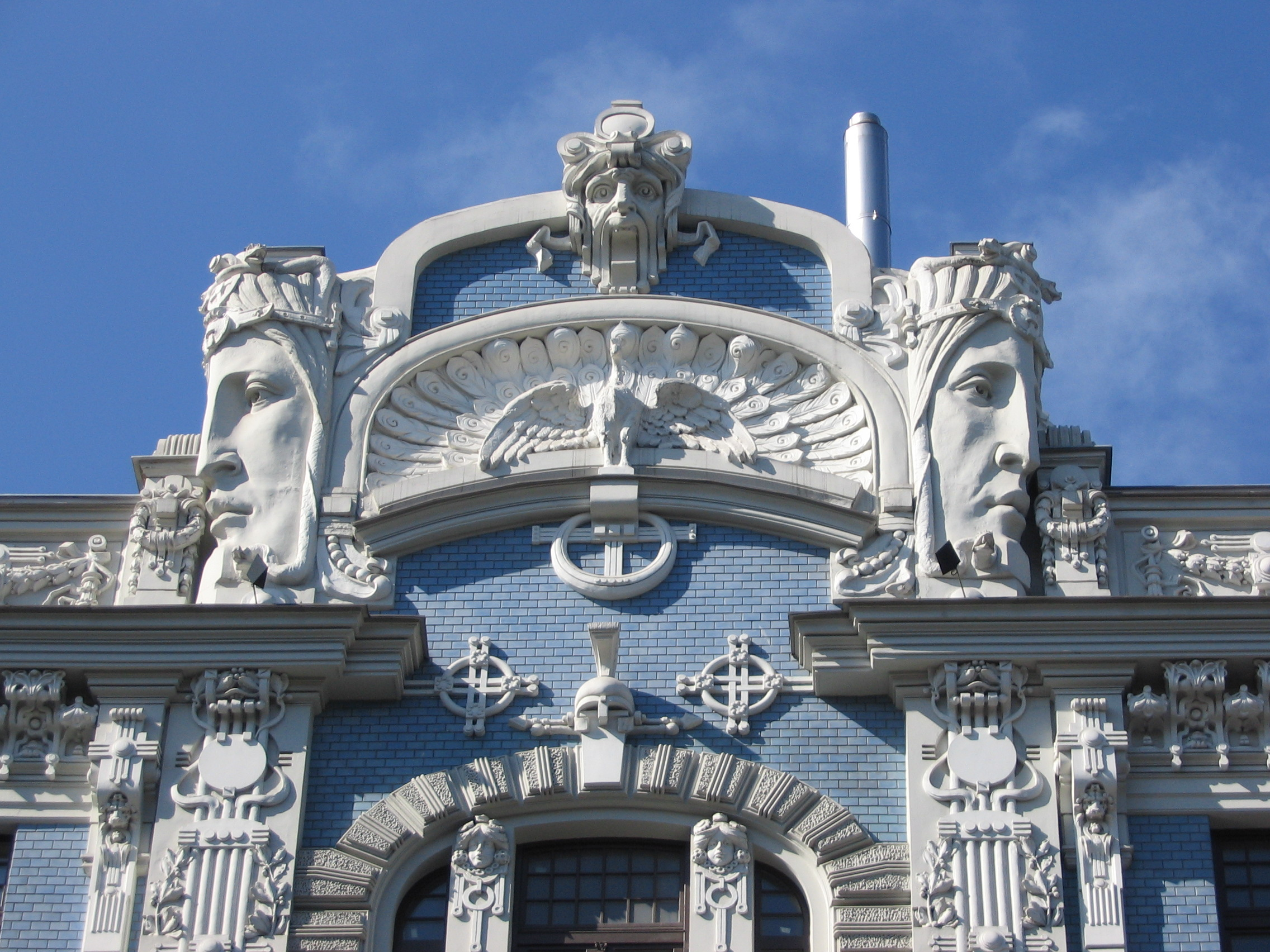
г. Рига, Elizabetes iela 10b. Архитектор Михаил Эйзенштейн.

Одной из черт модерна считается то, что появляются новые материалы — фарфор, дерево, майолика, начинают использовать полихромию. Михаил Врубель создаёт примечательные вещи — «Купава», «Египтянка», «Садко». В дереве характерны работы Дмитрия Стеллецкого, а в фарфоре — Константина Сомова, в керамике — Михаил Латри. Происходит очередное обращение к традициям древнерусского искусства, на сей раз не такое официозное (неорусский стиль, с явными чертами модерна) — возникают декоративно-прикладные мастерские в Абрамцево, Талашкино.

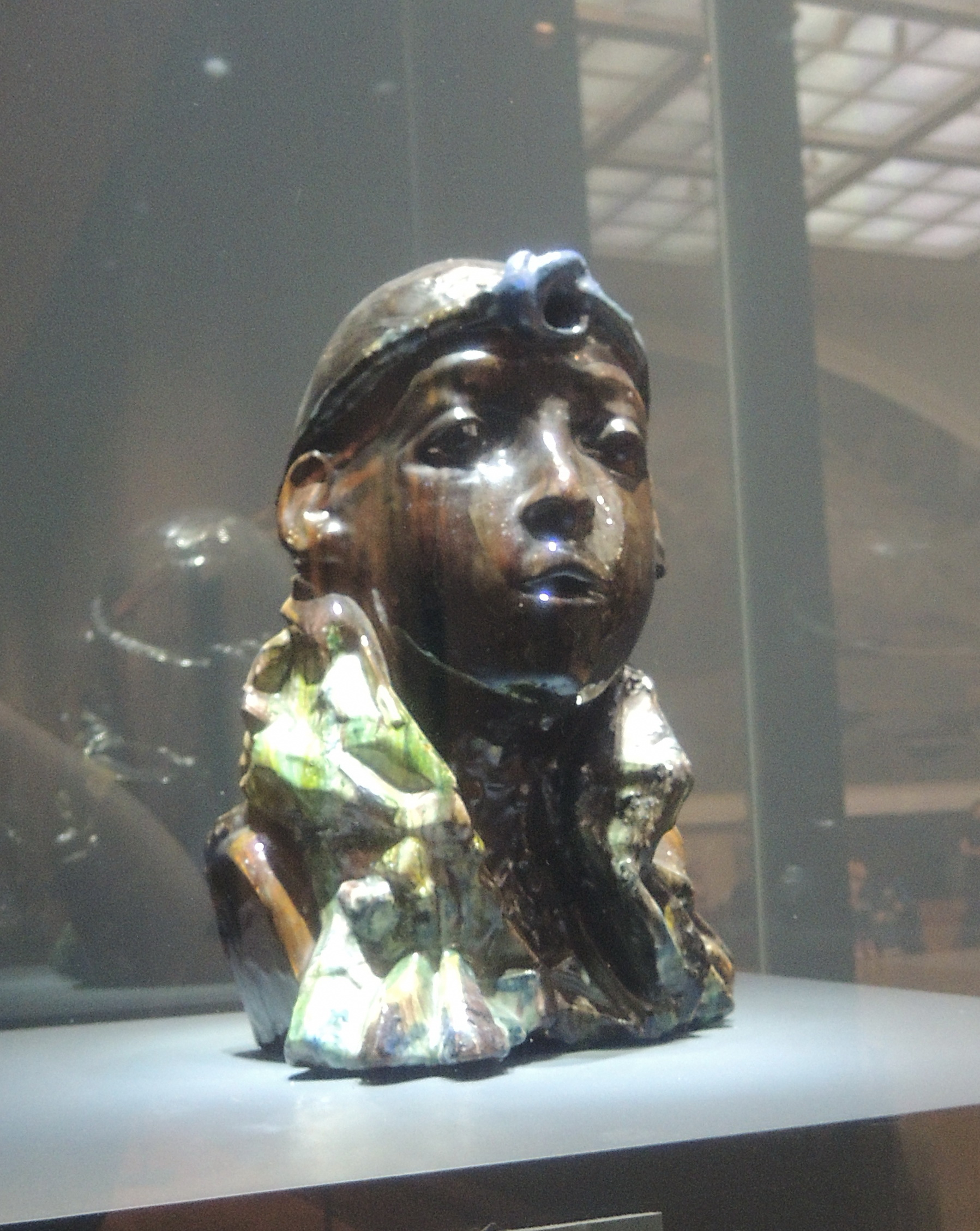
М. А. Врубель. «Египтянка». 1899-1900. ГТГ
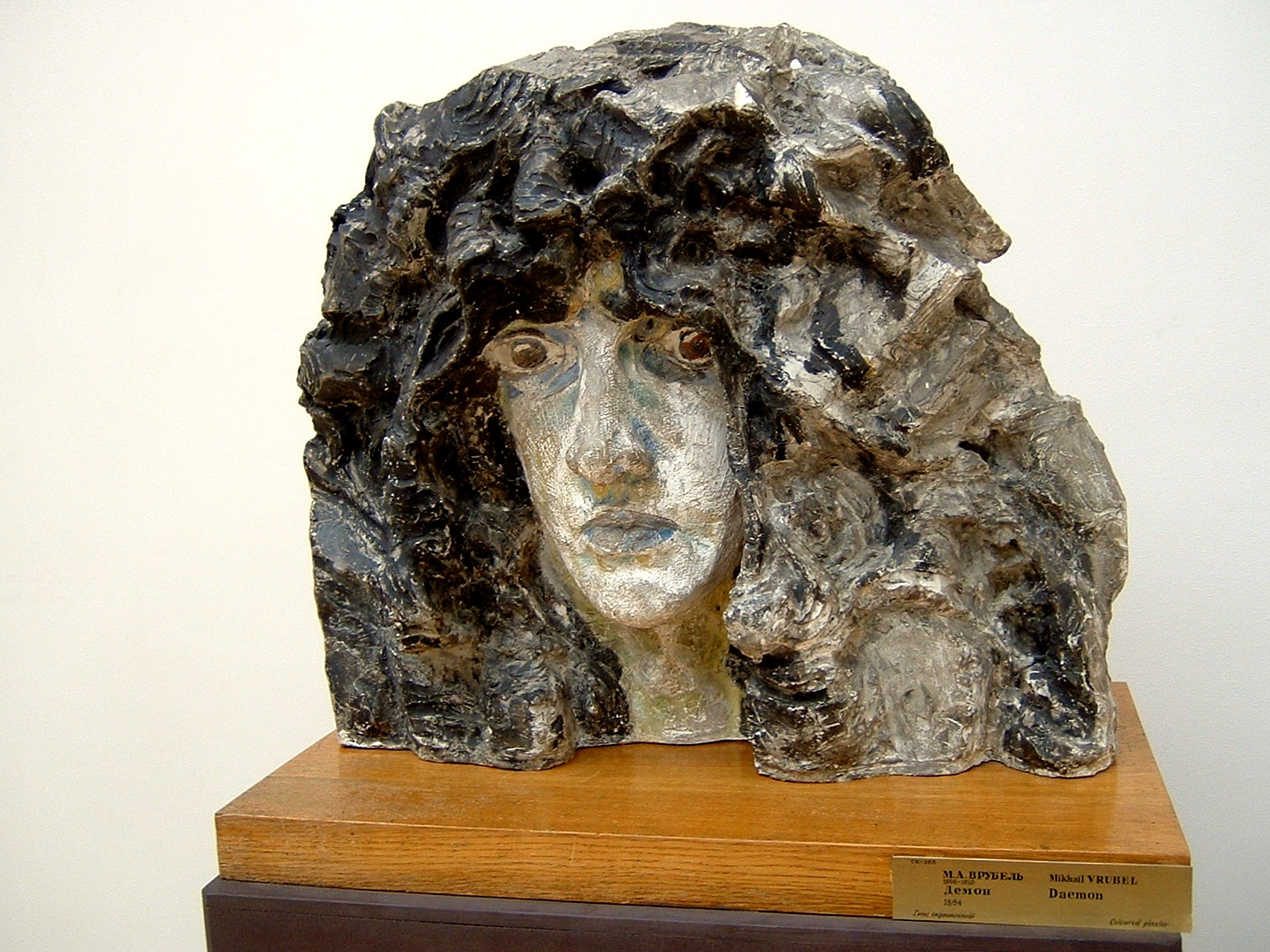
М. А. Врубель. «Голова демона». 1890. ГРМ
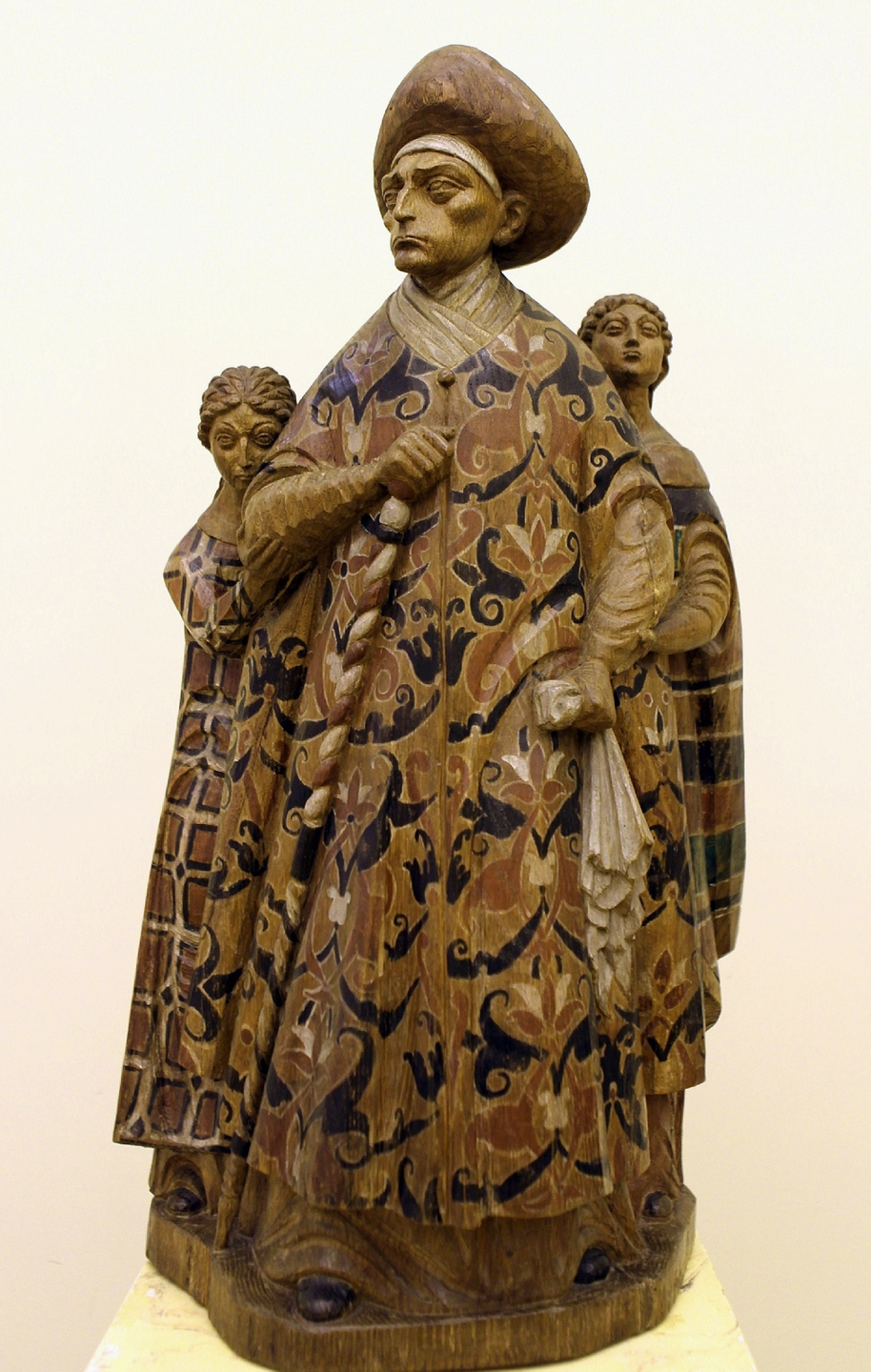
Д. С. Стеллецкий. «Знатная боярыня». 1910. ГРМ
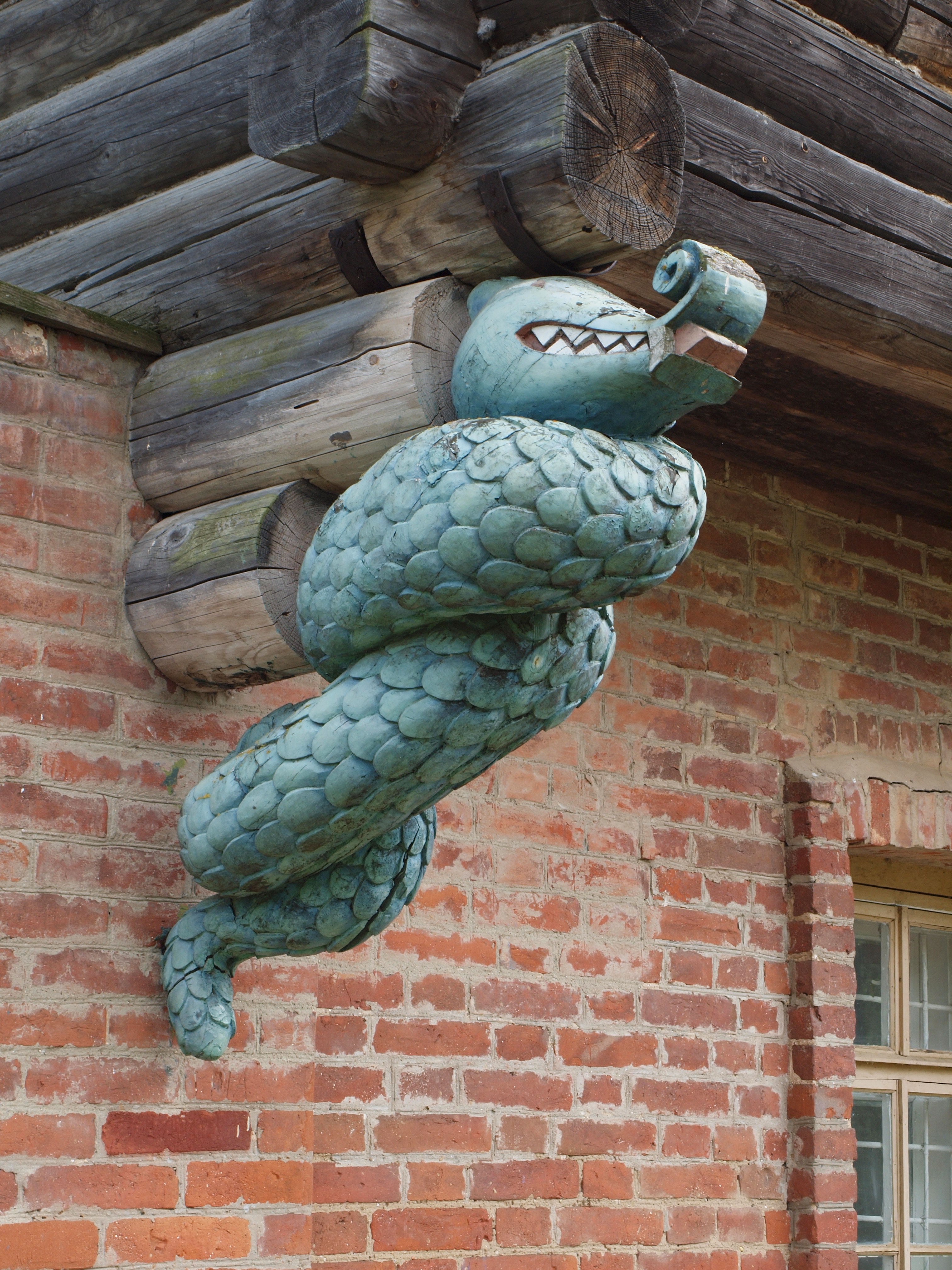
Теремок (Талашкино), фрагмент

Русская скульптура эпохи модерна остается крайне мало исследованной, что является наследием советской эпохи, относившейся к ней пренебрежительно, как к буржуазной и мещанской «красивости». Исключение — лишь у исследований произведений неорусского стиля, из-за патриотического подтекста.

#### Голубкина
Анна Голубкина относится к ведущим мастерам этого периода. Этой ученице Огюста Родена были свойственны черты импрессионизма, но они не оказались самодовлеющими — не ограничили её узким кругом формально-пластических задач. В её работах очевидны глубокий психологизм и социальная окраска (образы пролетариев, первый русский портрет Маркса, портрет А. Н. Толстого), драматизм, внутренняя динамика, эскизность и черты символизма, жадный интерес к человеку и противоречивости его внутреннего мира. «Она виртуозно подмечает характерные черты моделей, а также использует различные фактуры для передачи темпераментов. „Алексей Толстой“ (1911) вырезан из дерева, гладок и похож на языческого божка, бронзовый „Лев Толстой“ (1927) — будто гора мощной руды, а нервный „Лермонтов“ (1900) вылеплен из пластичного гипса, и на его застывшей мягкой поверхности ещё видны следы страстных пальцев автора».

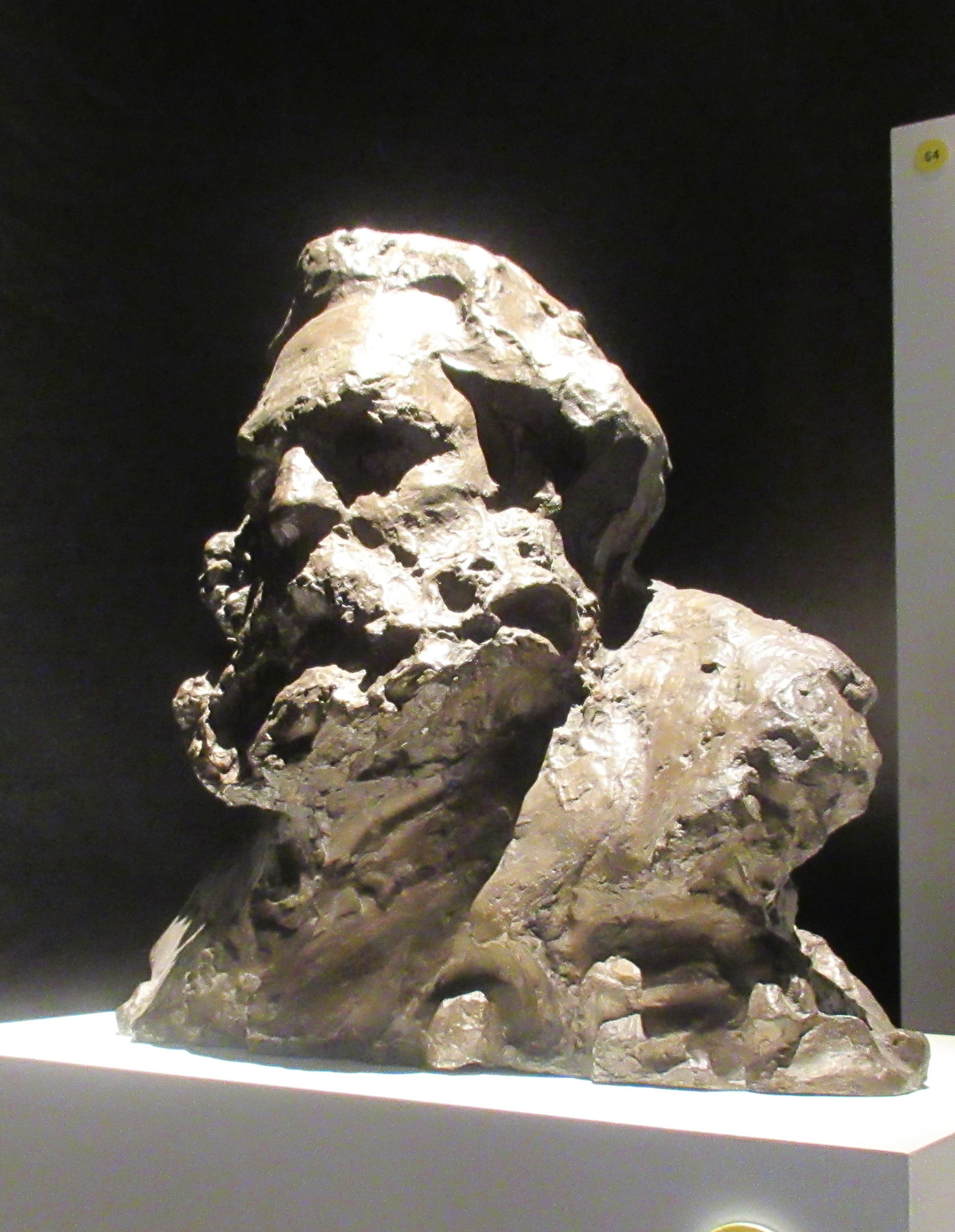
А. С. Голубкина. «Портрет Карла Маркса». 1905. ГРМ
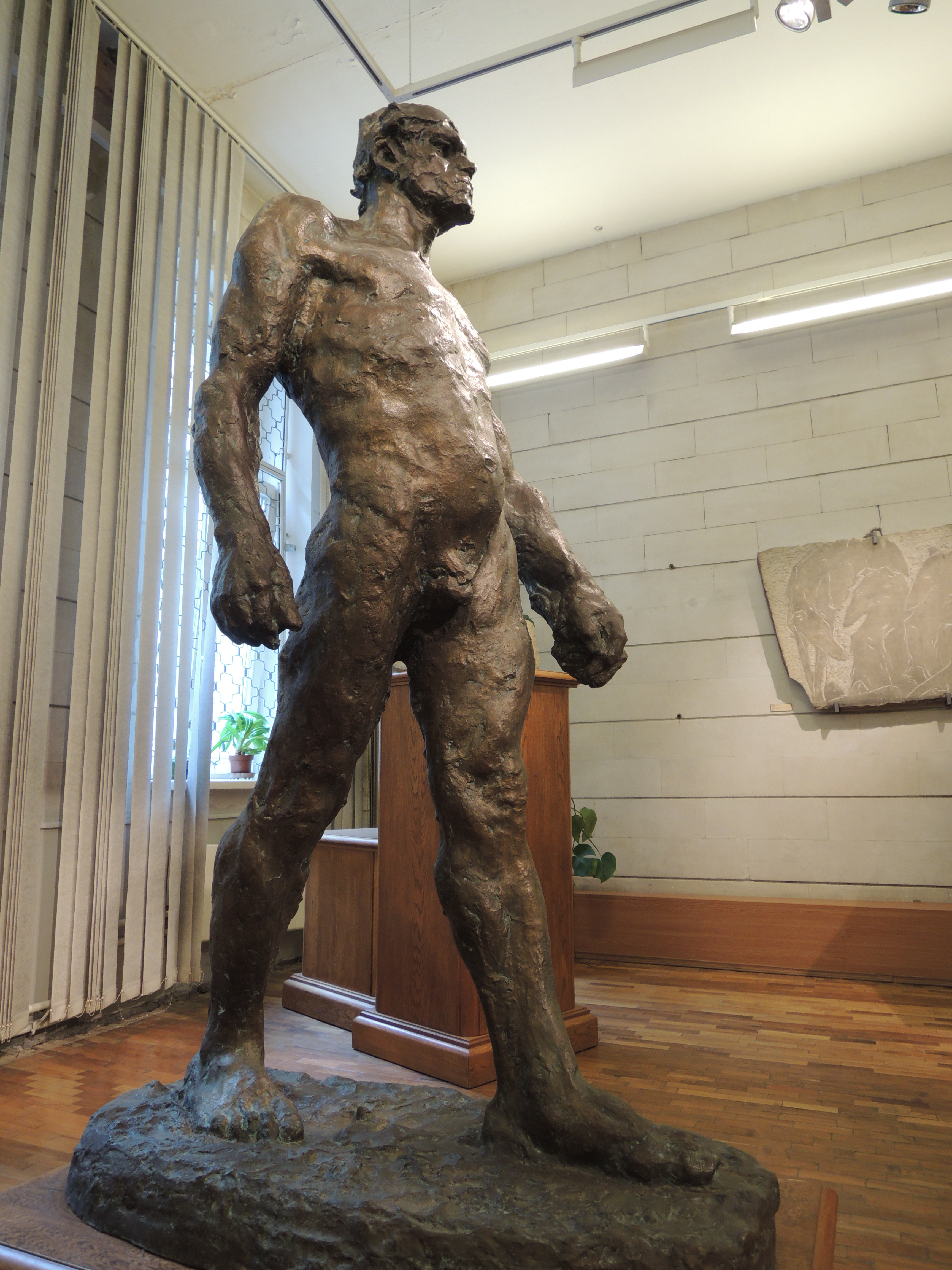
А. С. Голубкина. «Идущий». 1903. Музей-мастерская А. Голубкиной
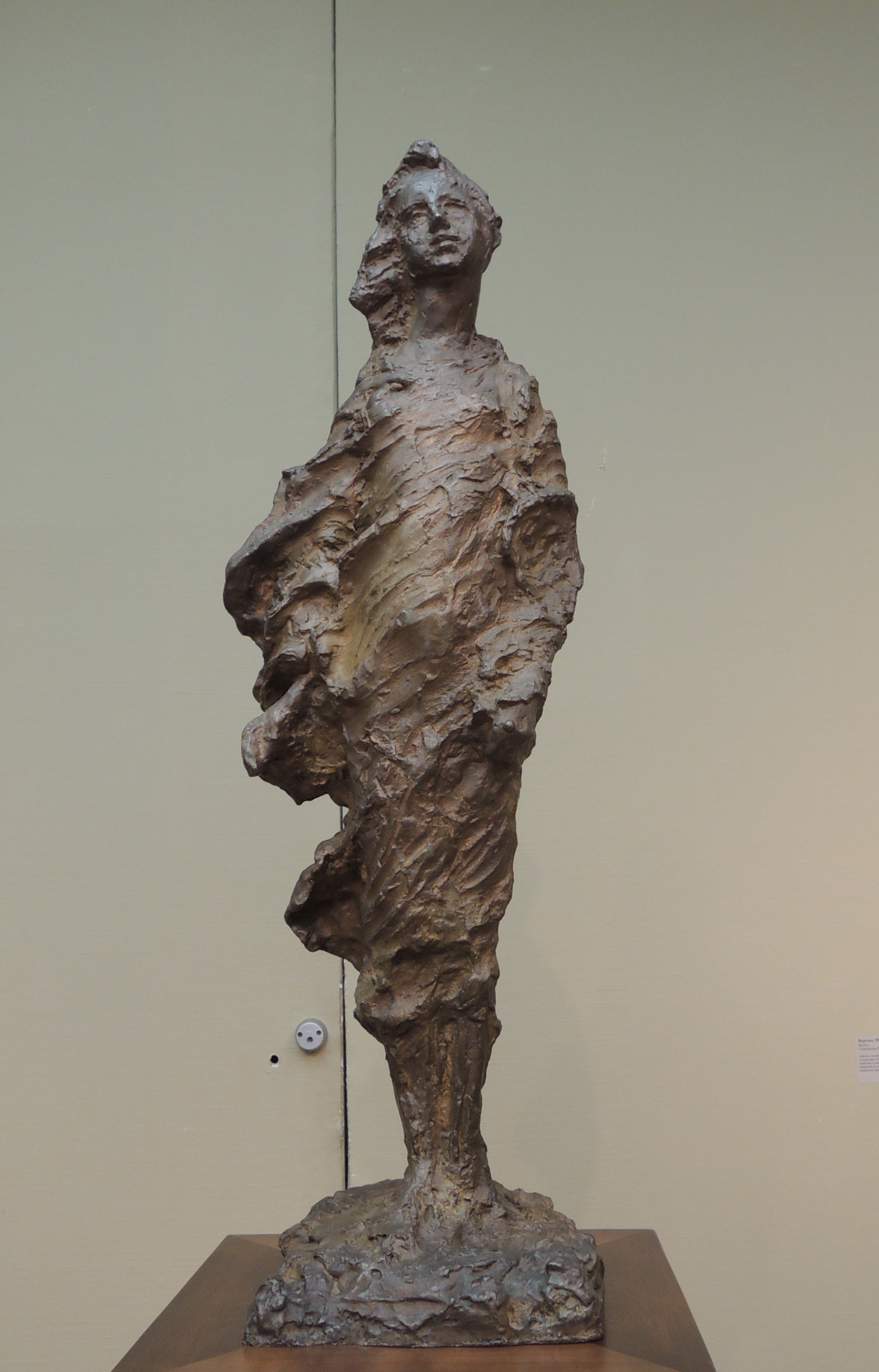
А. С. Голубкина. «Березка». 1927. ГТГ
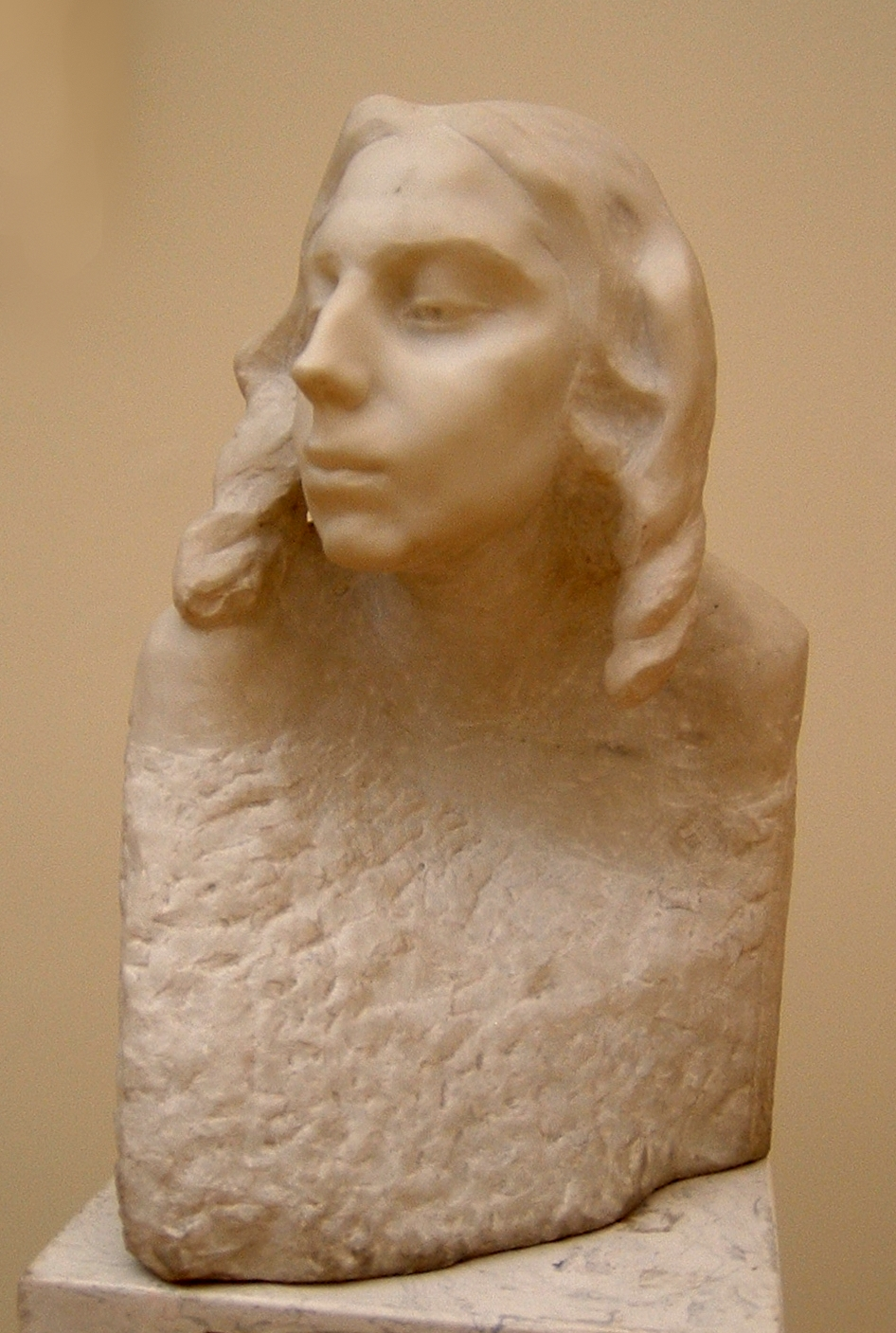
А. С. Голубкина. «Портрет Е.Д. Никифоровой». 1911. ГРМ
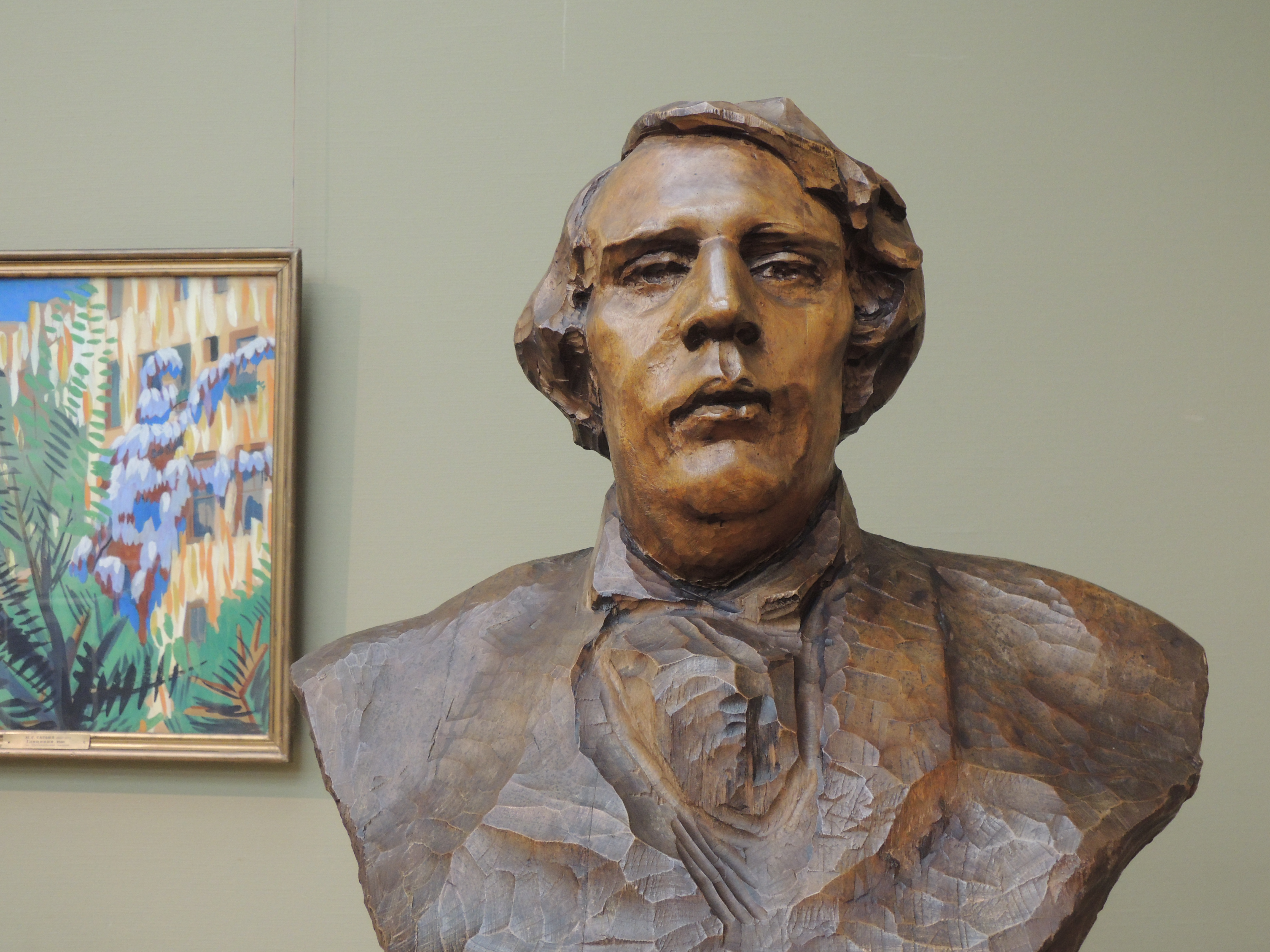
А. С. Голубкина. «Портрет А.Н. Толстого». 1911. ГТГ
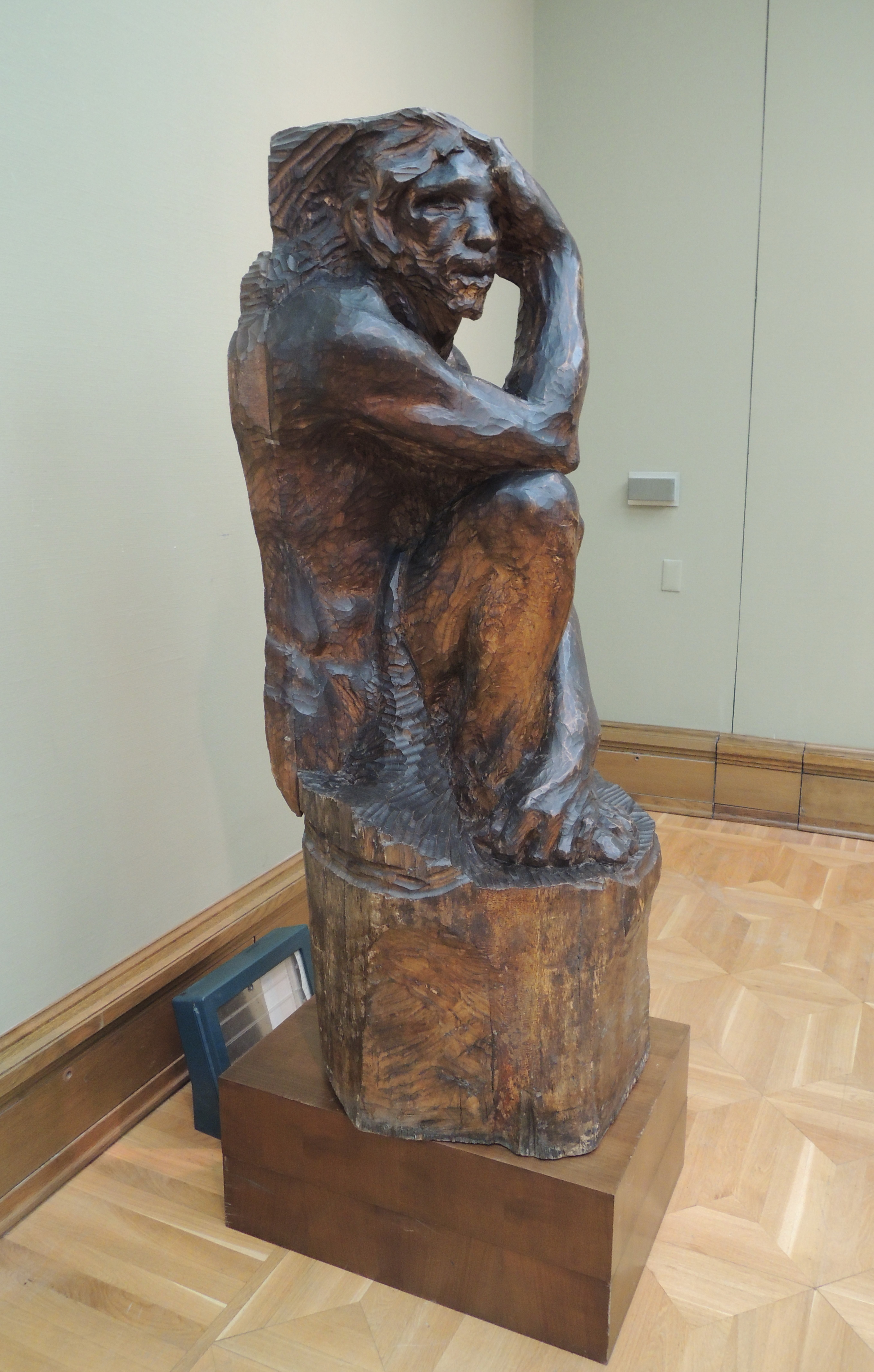
А. С. Голубкина. «Кариатида». 1911. ГРМ
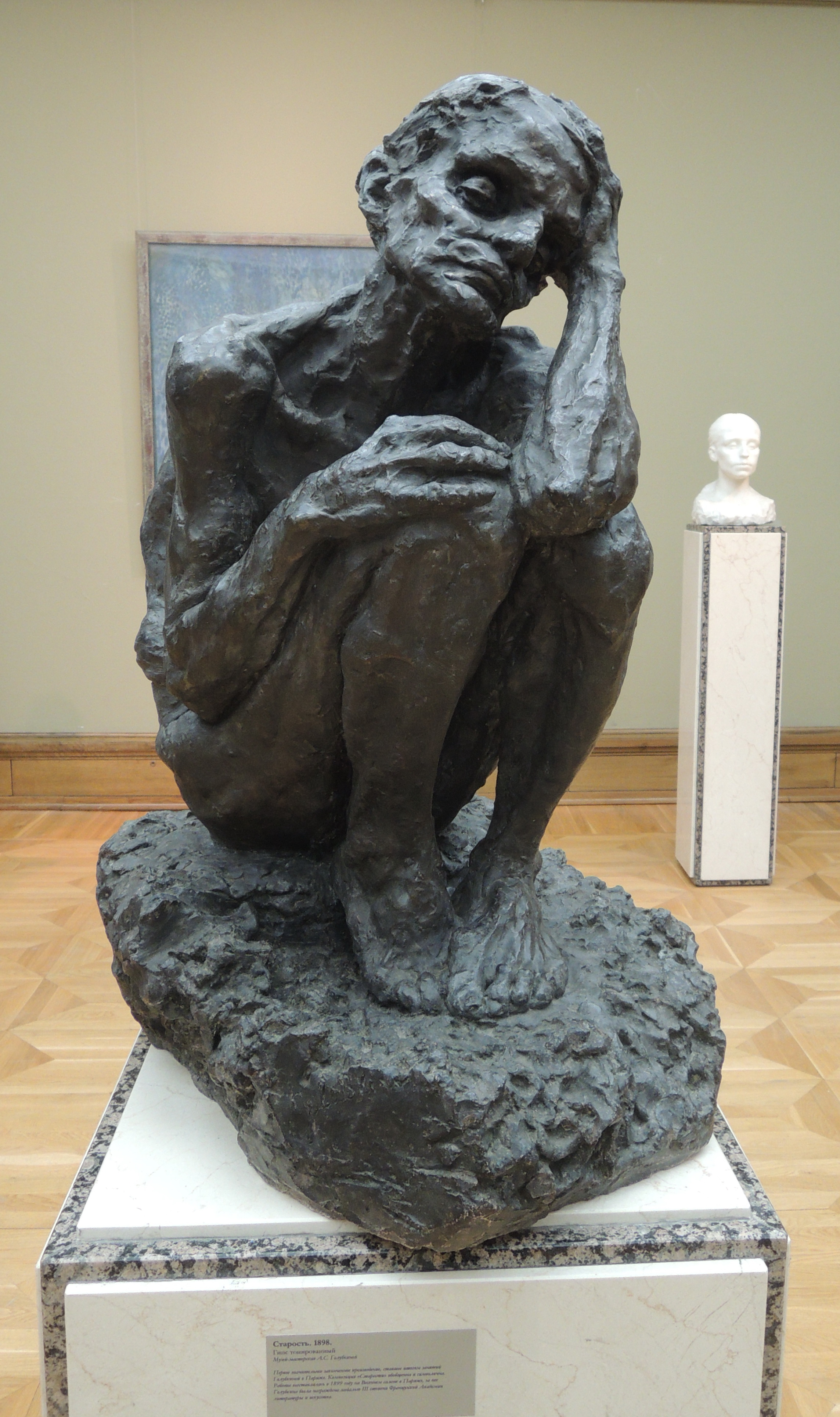
А. С. Голубкина. «Старость». 1898. Музей-мастерская А. Голубкиной
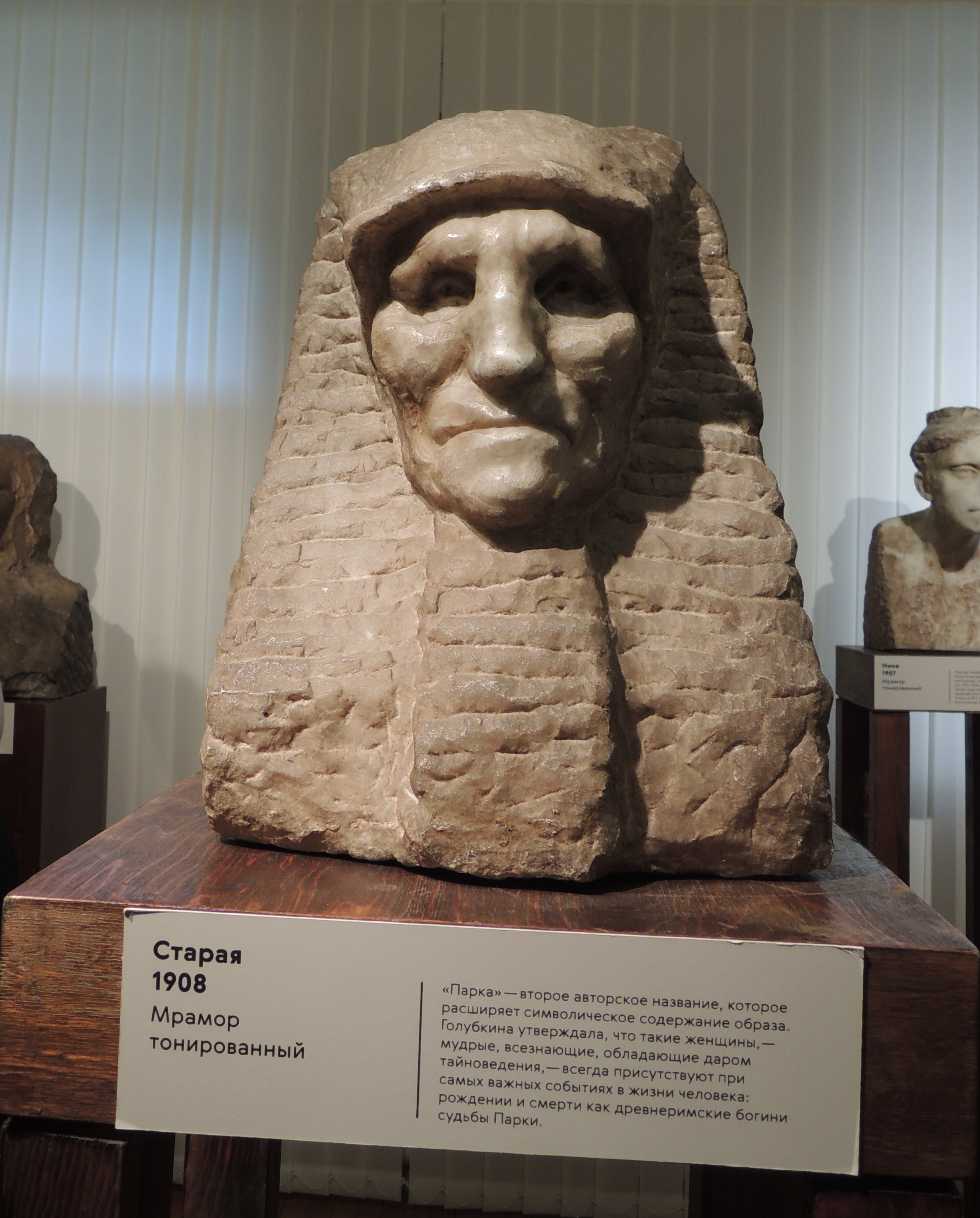
А. С. Голубкина. «Старая». 1908 Музей-мастерская А. Голубкиной

#### Матвеев
Александр Матвеев — ещё один мастер, сложившийся в предреволюционную эпоху, и масштабно проявившийся позже. Он создал надгробие Борисова-Мусатова, портреты, этюды обнажённого тела, декоративные скульптуры. Ранние работы художника говорили о поисках пластического идеала и гармонии, которые впоследствии приведут Матвеева к строгому синтезу в его произведениях 1920-30-х годов.

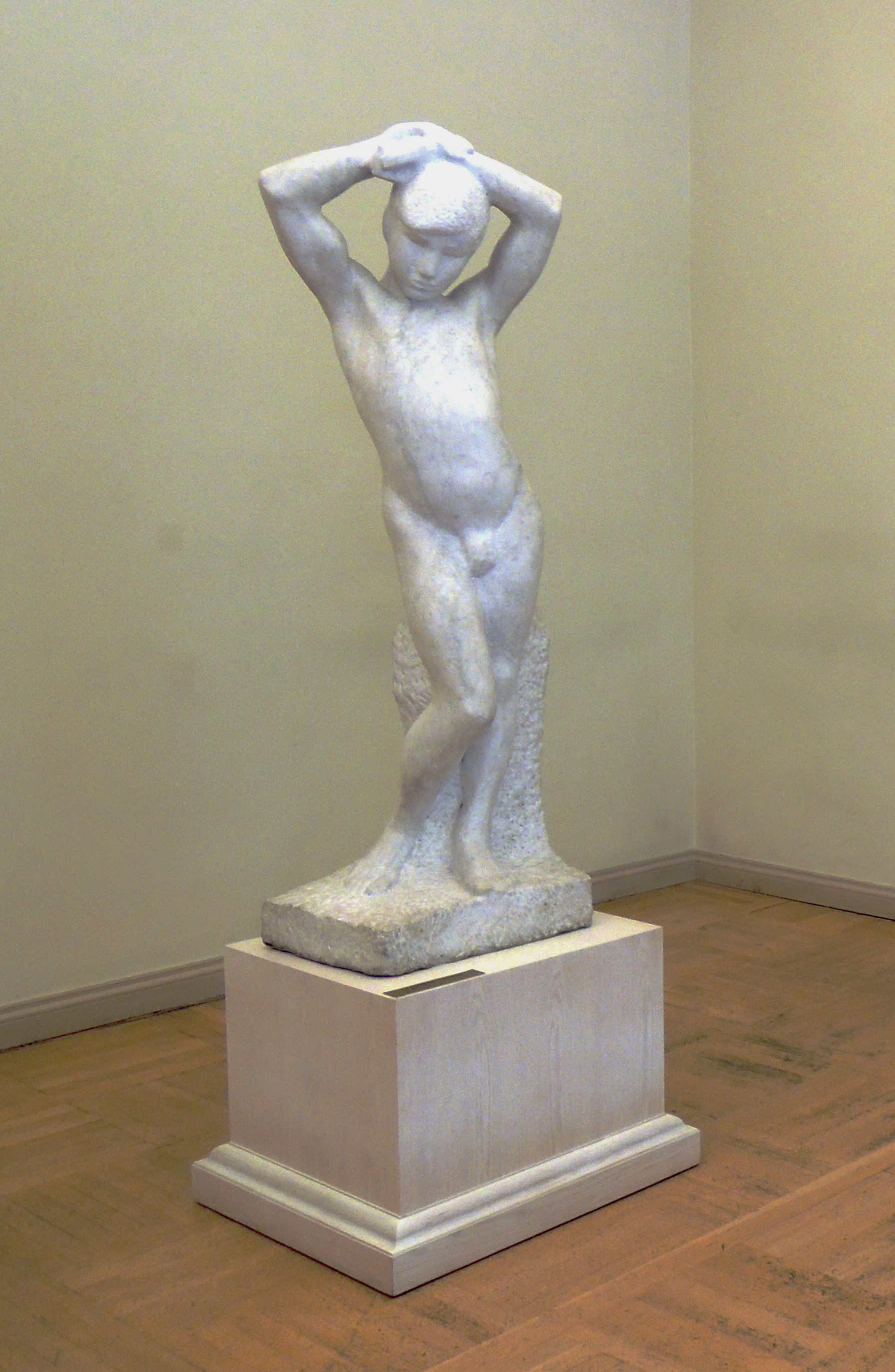
А.Т. Матвеев. «Юноша». 1911. ГРМ
А. Т. Матвеев. «Мальчик». 1912. ГРМ[3]
А. Т. Матвеев. «Садовник». 1912. ГРМ[3]
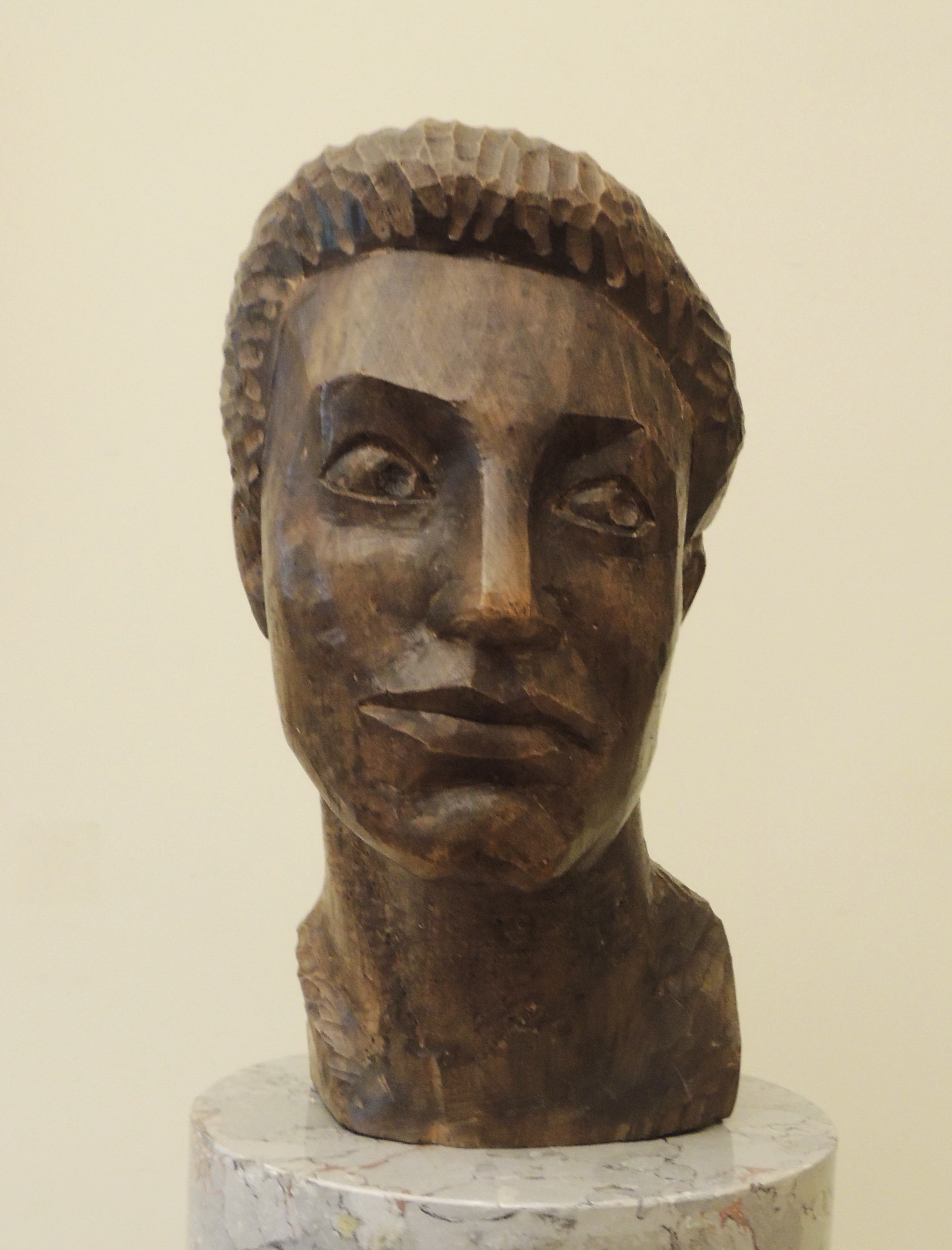
А. Т. Матвеев. «Крымский татарин». ГРМ
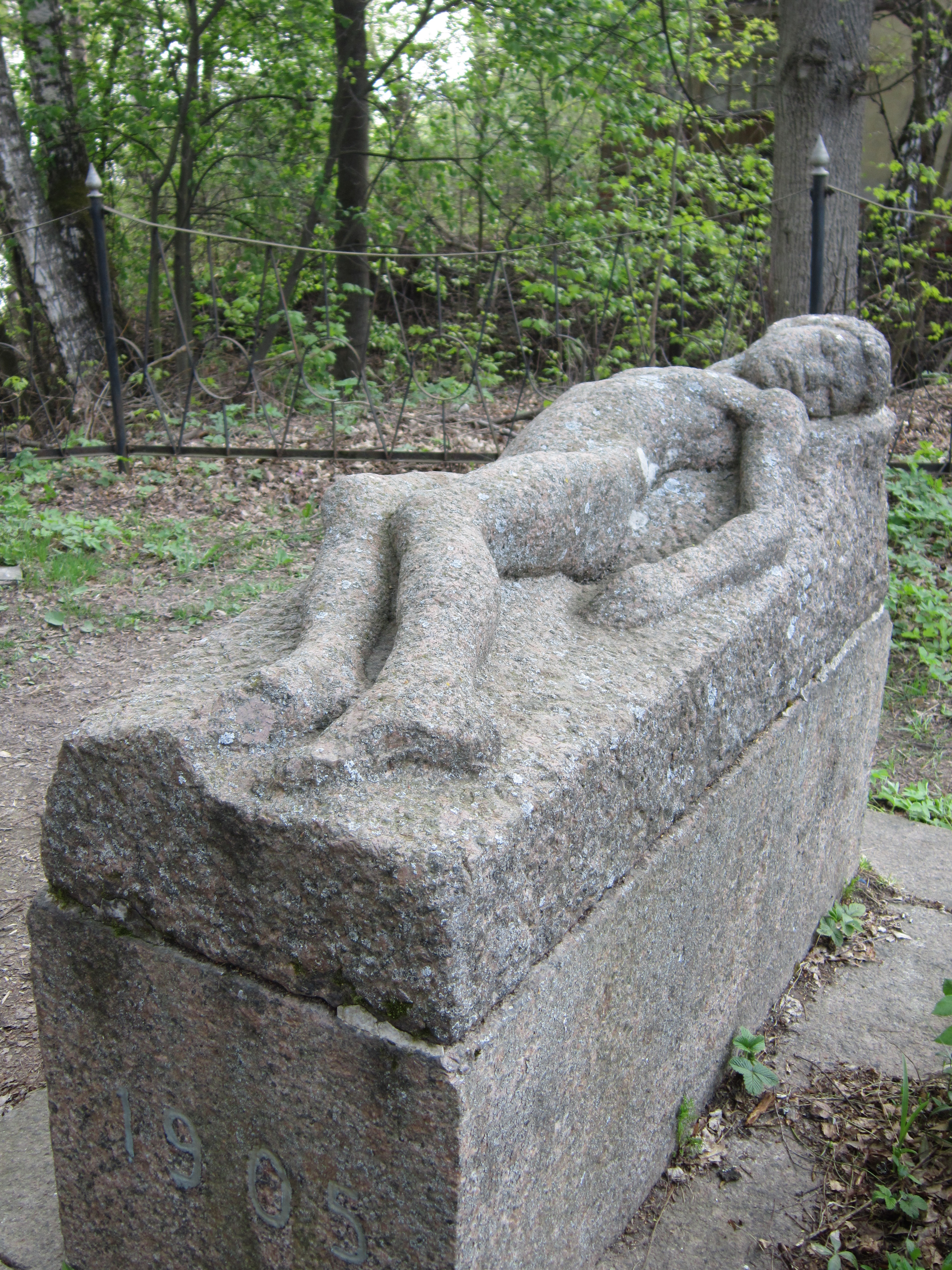
А.Т. Матвеев. «Надгробие Борисову-Мусатову». 1909. Таруса

#### Сергей Коненков
Сергей Конёнков — крупнейший русский мастер XX века. Уже первая его работа, «Камнебоец», показала его наследственность лучших традиций русского реализма. Его деревянная пластика, проникнутая влиянием эпоса, а также произведения на древнегреческую тематику, показали самобытность его таланта, способность к новым и оригинальным решениям. Конёнкова отличало яркое «чувство времени».

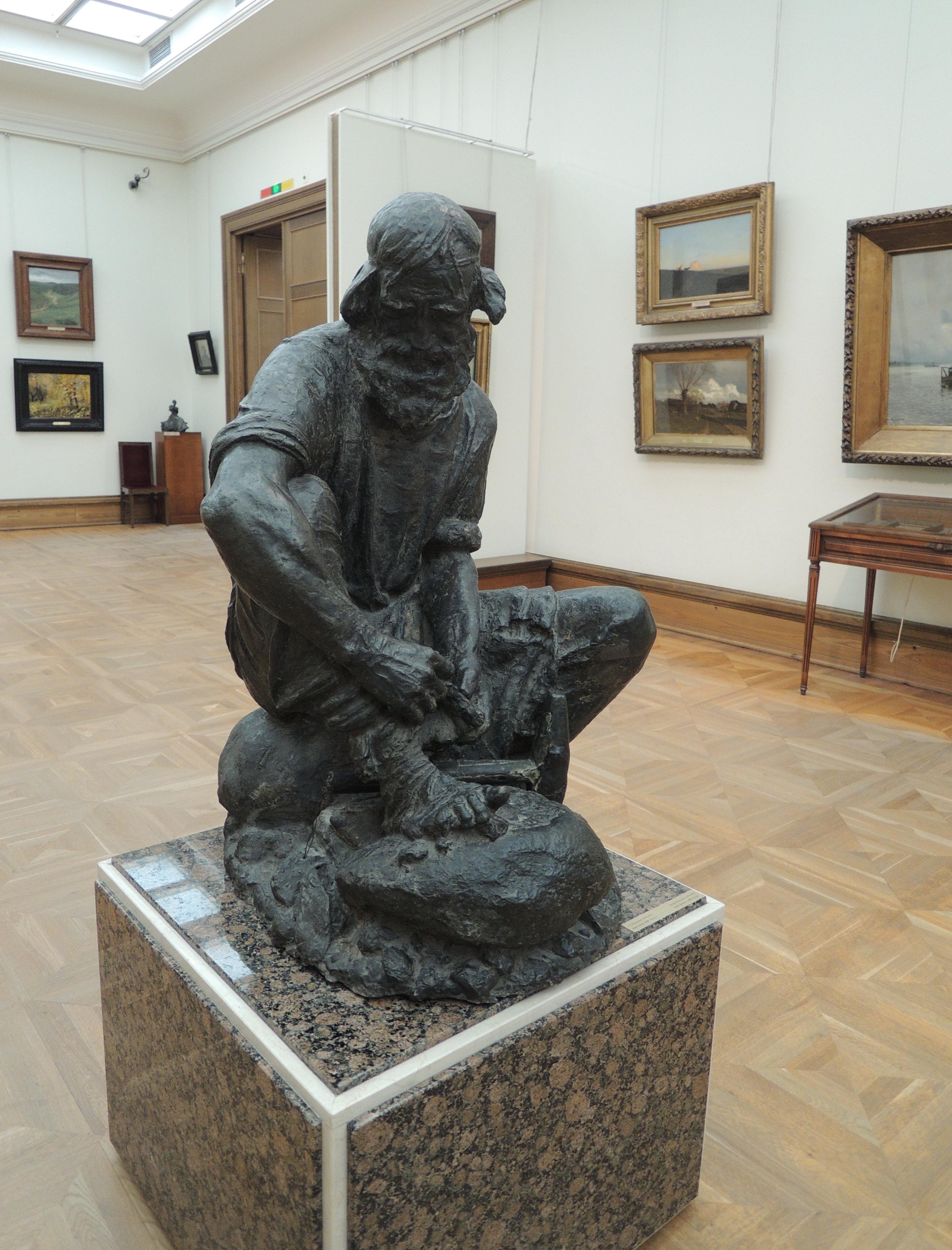
С. Т. Коненков. «Камнебоец». 1898. ГТГ
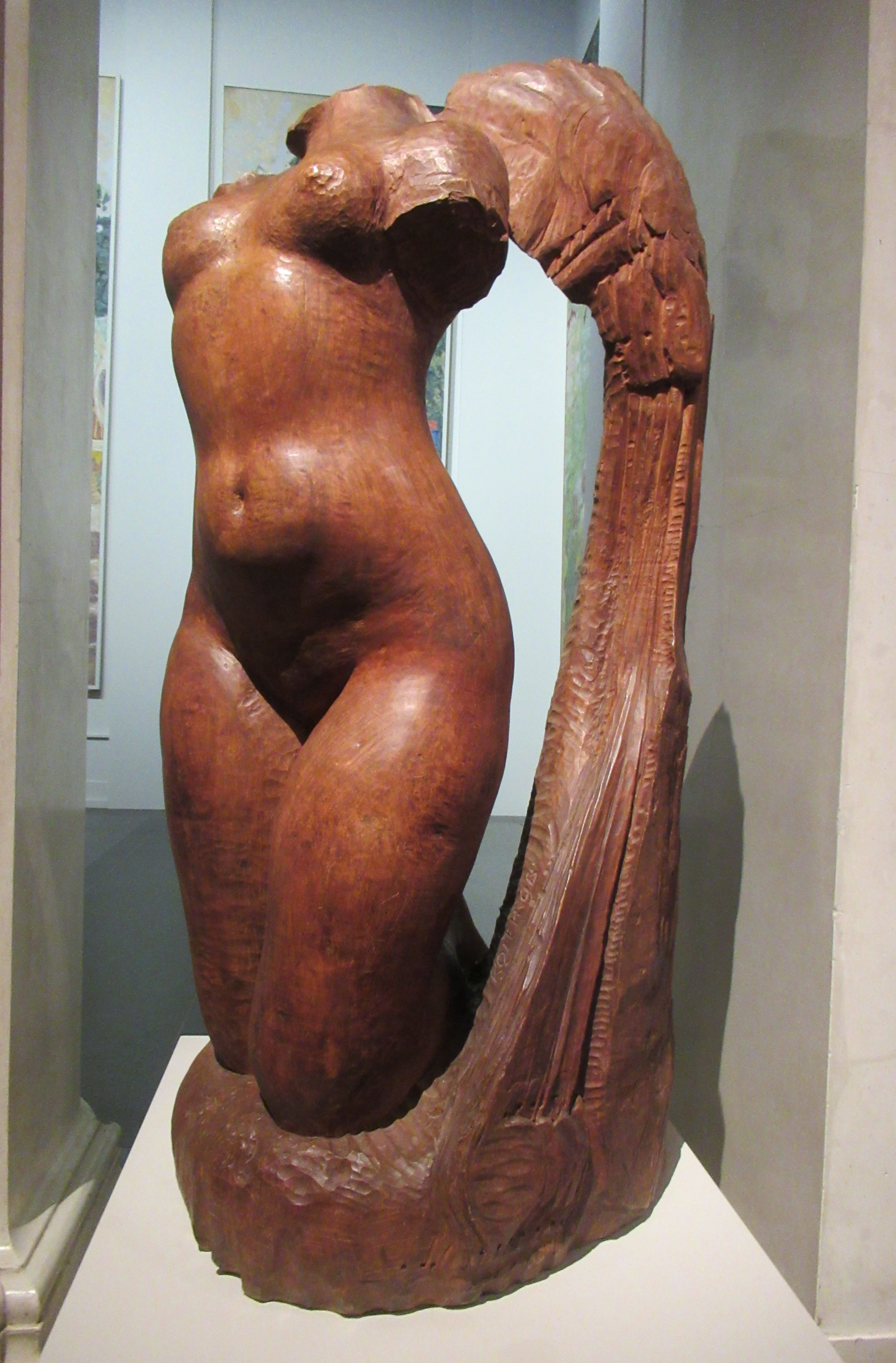
С. Т. Коненков. «Крылатая». 1913. ГТГ
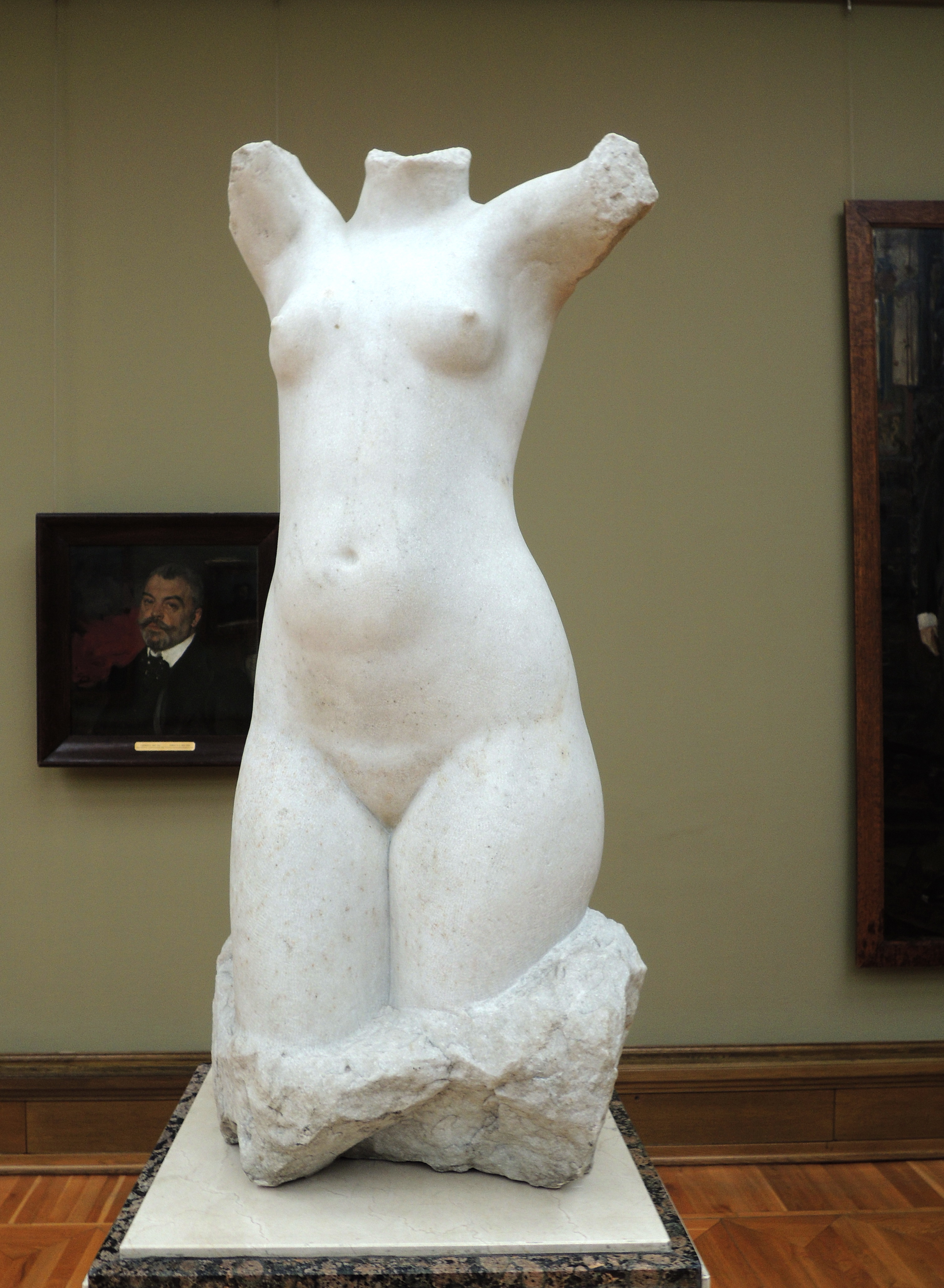
С. Т. Конёнков. «Торс». 1913. ГТГ
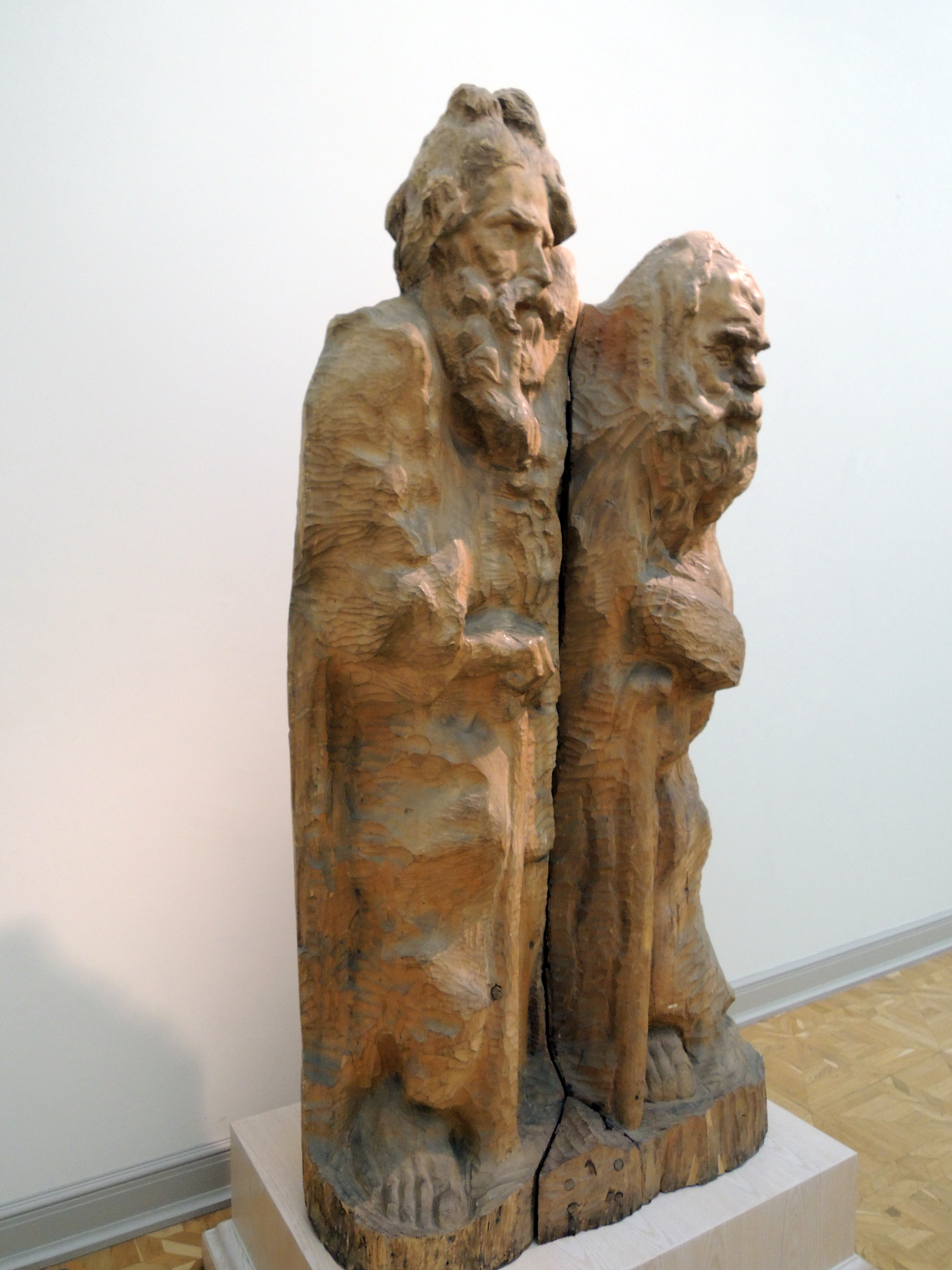
С. Т. Коненков. «Нищая братия». 1917. ГРМ
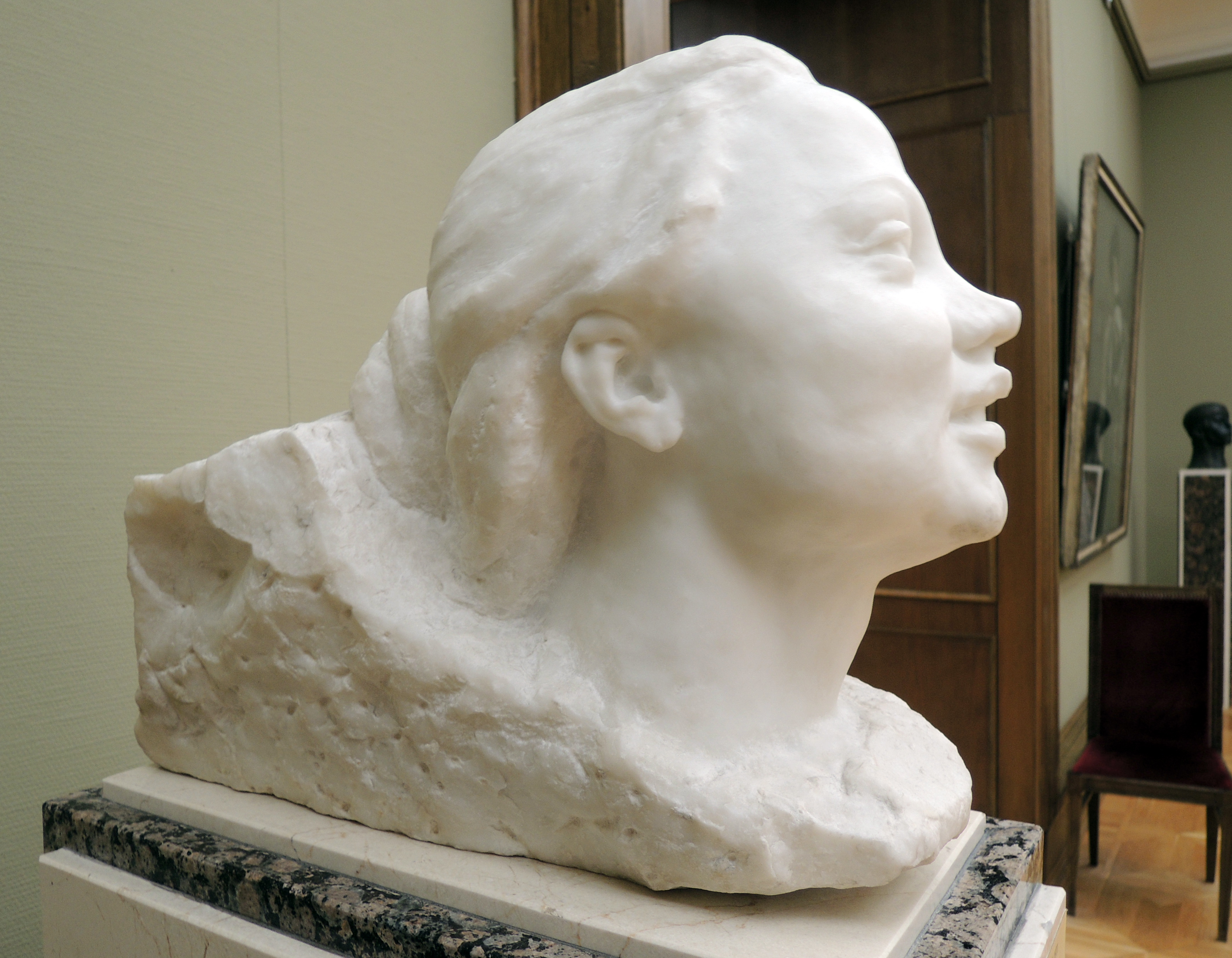
С. Т. Конёнков. «Нике». 1906. ГТГ

#### Авангард
В 1910-е годы в Российской империи авангард приходит в скульптуру, начинают работать мастера, которые позже составят славу советского авангарда (см.). Начинаются эксперименты с новой композицией, непривычными материалами.

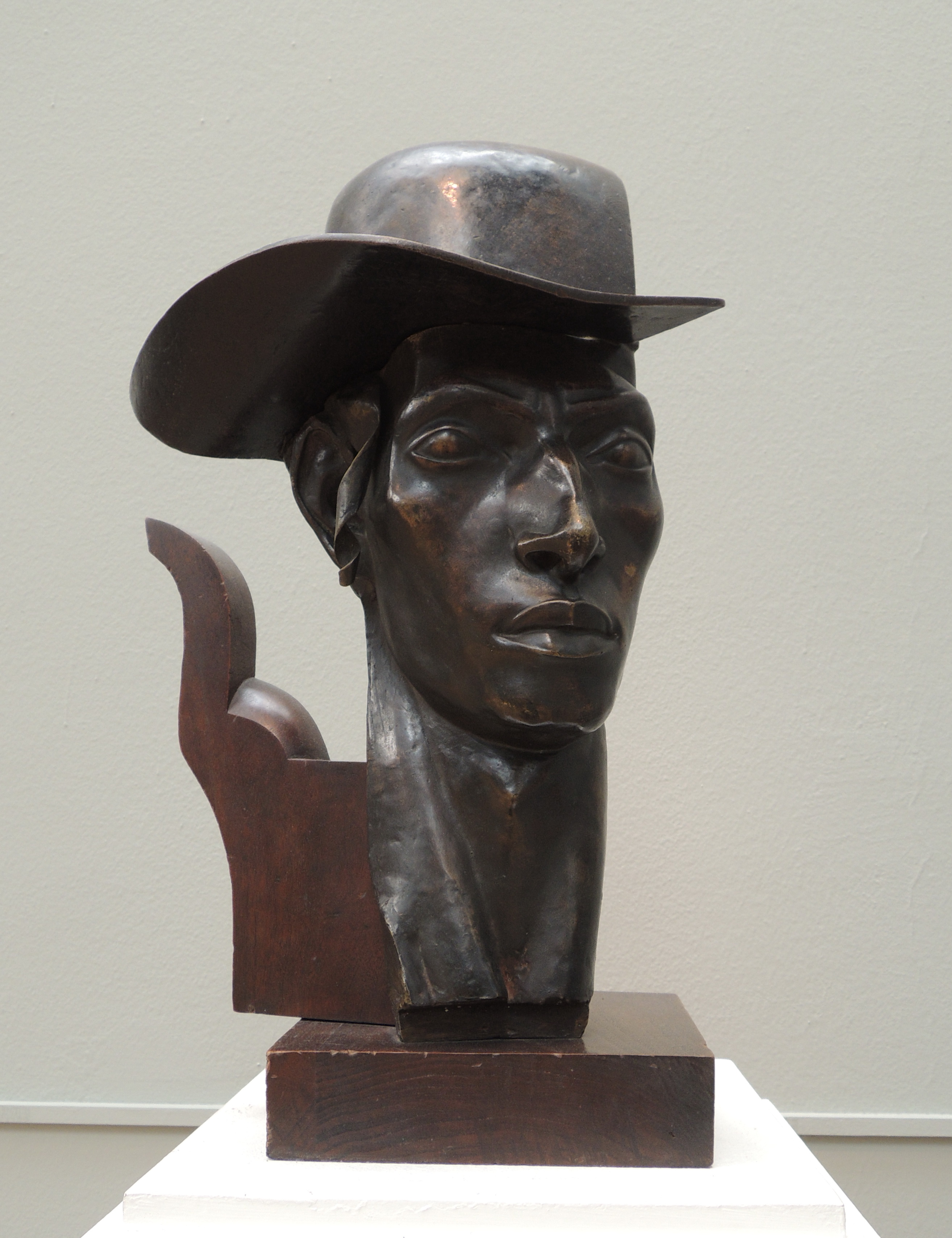
Натан Альтман (1889-1970). "Голова молодого еврея (Автопортрет)". 1916. Бронза, дерево. ГТГ.
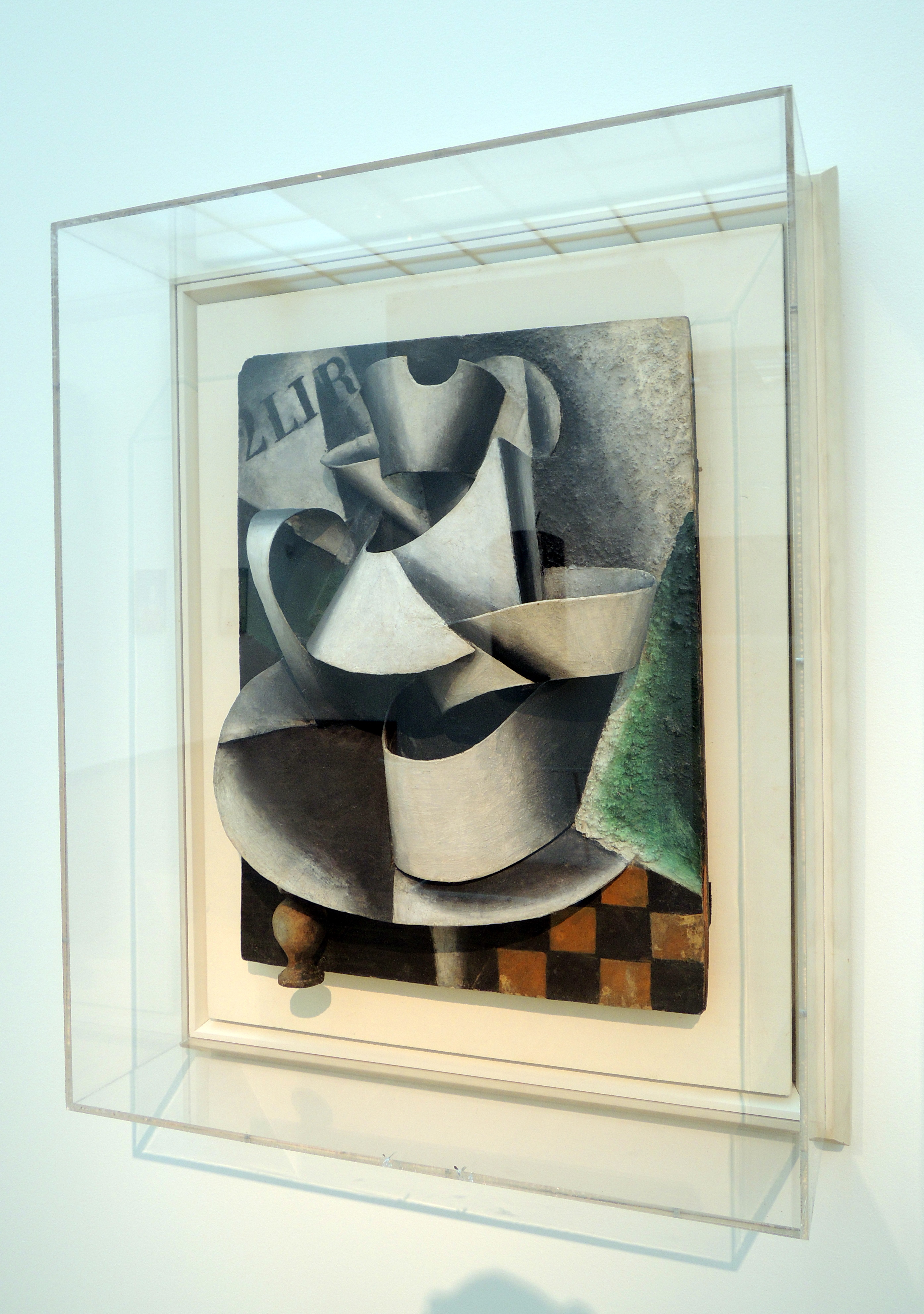
Любовь Попова. «Кувшин на столе. Пластическая живопись», 1915. Дерево, картон, масло. ГТГ.
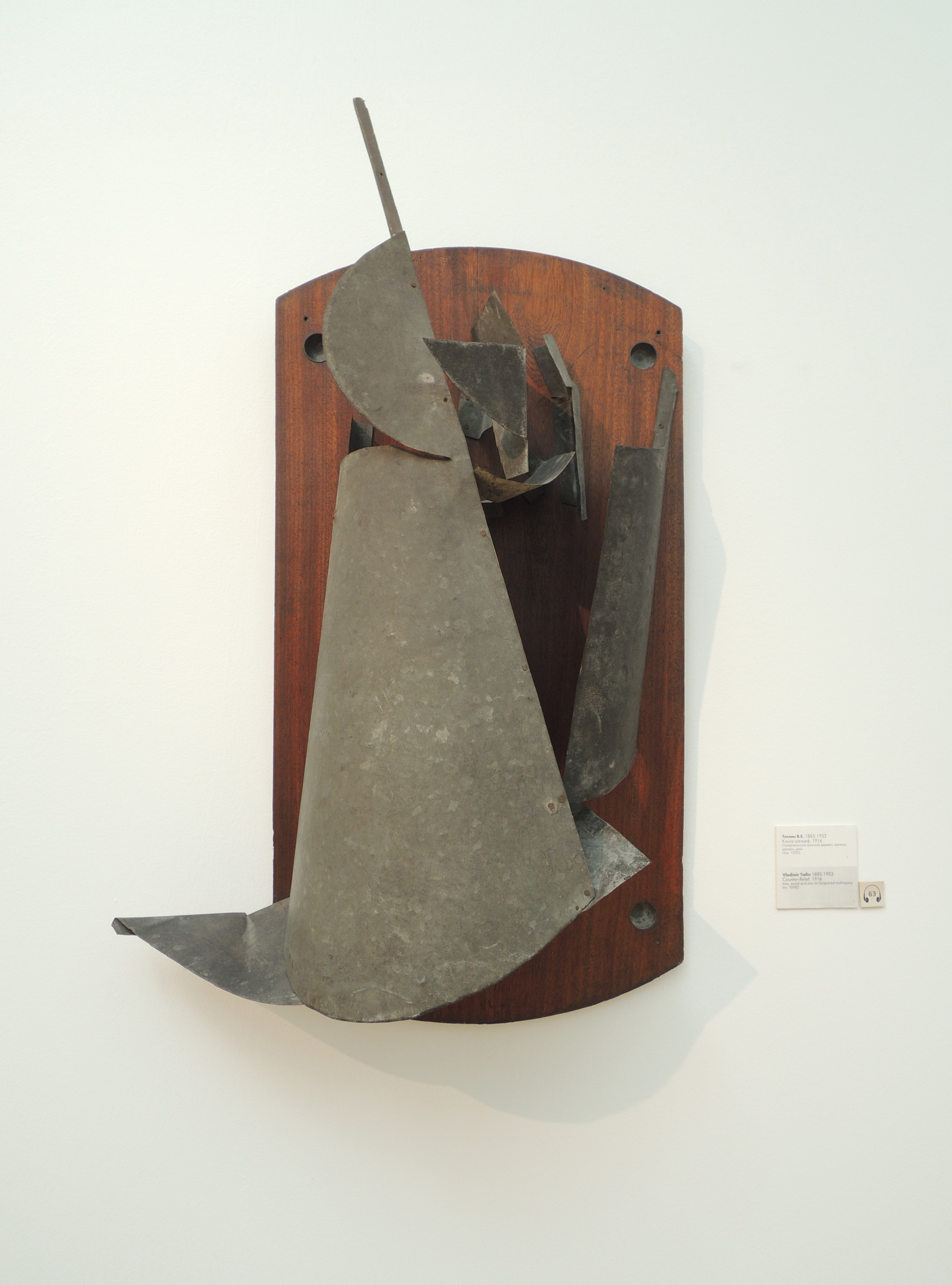
Владимир Татлин. «Контр-рельеф», 1916. Лакированное красное дерево, железо, дерево, цинк. ГТГ
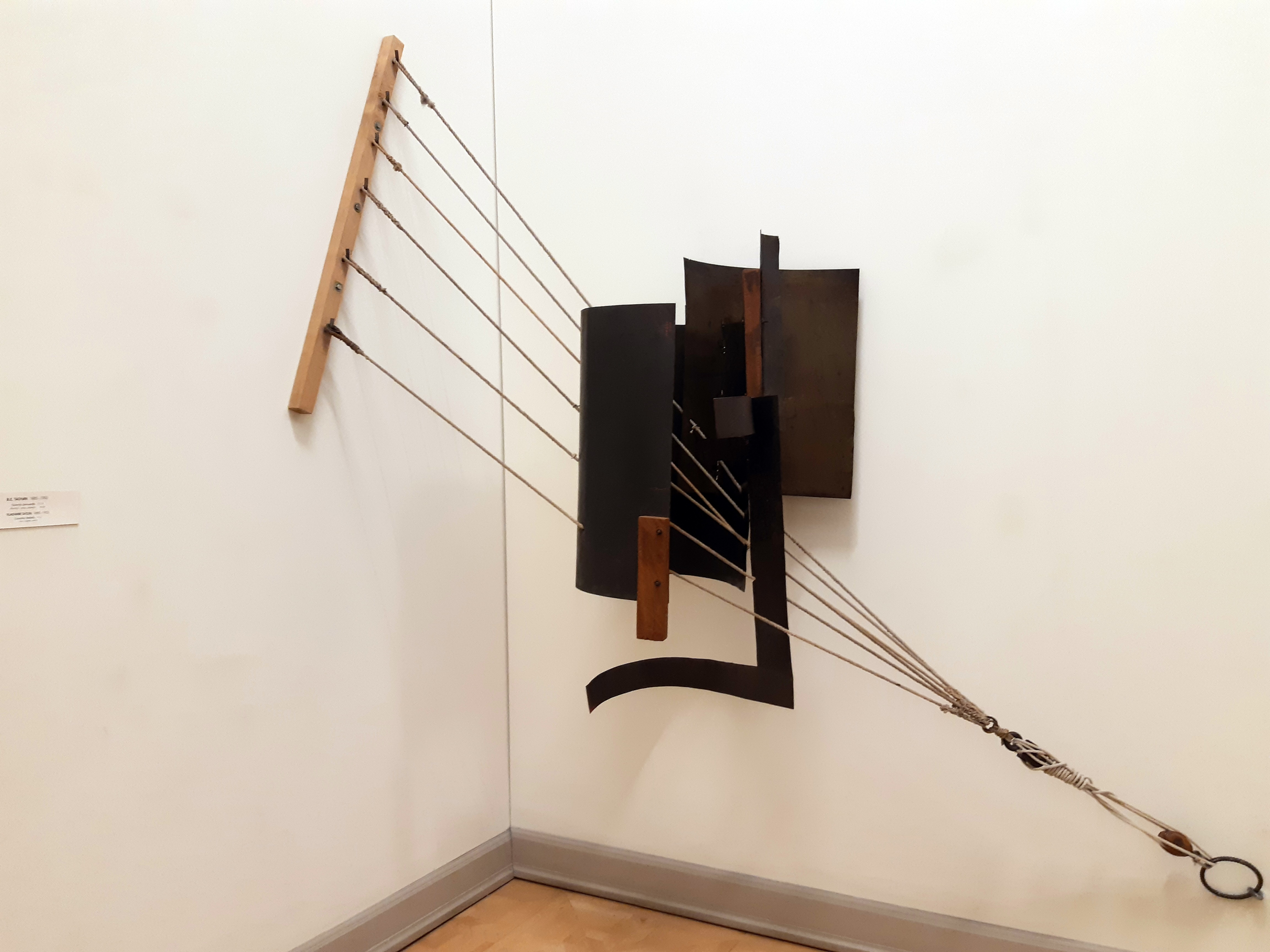
В. Татлин. "Угловой контррельеф". 1914. ГРМ

## Советский период

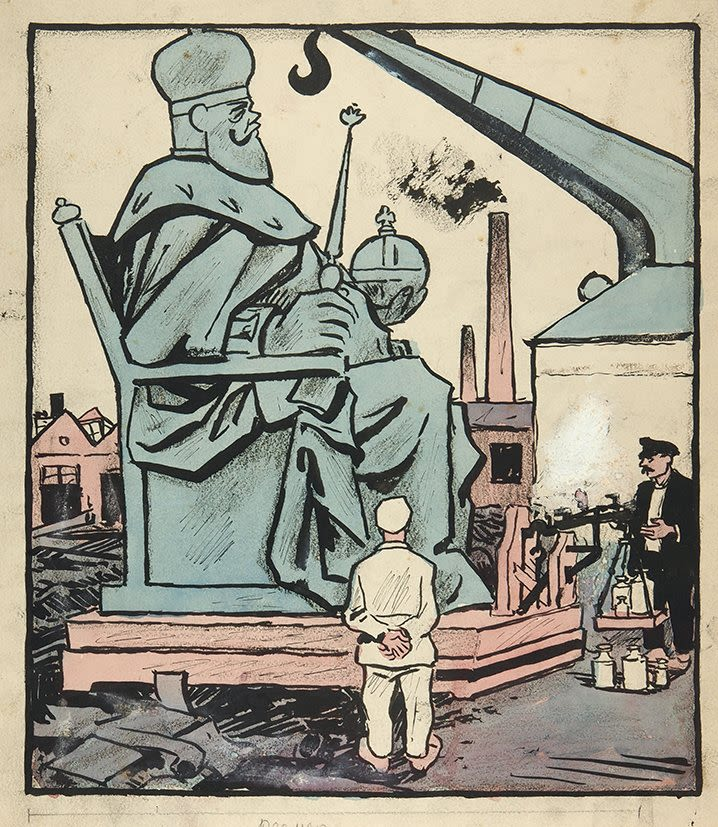
Снос памятника Александру III в Москве. Карикатура Ивана Малютина. «В металлолом». 1920-е.

Новая эра решительно изменила концептуальный подход к скульптуре в России, в первую очередь к городской. Предыдущий период - 2-я пол. XIX — начало XX века было временем обильного возведения монументов по всей России. Многие из поставленных тогда памятников, в первую очередь императорам, были уничтожены после революции, в особенности после того, как 12 апреля 1918 года большевики издали декрет «О снятии памятников, воздвигнутых в честь царей и их слуг».
После прихода советской власти в эмиграции оказались такие скульпторы, как Сергей Коненков (с 1923 года, вернулся в 1945 году); Степан Эрьзя (с 1926 по 1950); из "невозвращенцев" - Глеб Дерюжинский, успешно работавший в США в стиле ар-деко (с 1919); керамист Михаил Латри; Антуан Певзнер (с 1923); Наум Габо (с 1922). Многие к этому моменту уже давно проживали на западе (см. парижская школа), например, Александр Архипенко, Дмитрий Стеллецкий, Хана Орлова, будущие флагманы модернистской скульптуры Осип Цадкин, Жак Липшиц, мастер ар-деко Эрте и др.

### Период Революции и Гражданской войны

#### Авангард
Ещё в предреволюционные годы, а затем в первый период после Революции русские авангардисты, футуристы, конструктивисты экспериментировали, смешивая техники и границы жанров. «Многие работы художников данного направления были выполнены из гипса и иных непрочных материалов, являвшихся фрагментами, часто случайных, бытовых предметов или музыкальных инструментов», что повлекло за собой их плохую сохранность и уменьшение количества дошедших произведений. Также многие предметы этого периода уничтожались в СССР, так как считались неценными. Поэтому «практикуется изготовление современных реконструкций утраченных скульптурно-пространственных композиций В. Е. Татлина, Л. М. Лисицкого и других мастеров».
В 1920 году Владимир Татлин создал свою знаменитую башню, которая стала символом нового направления в искусстве, выражением смелости и решительности исканий. Также прославился его орнитоптер «Летатлин».
В постоянной экспозиции Третьяковской галереи также представлены произведения таких мастеров 1910-20-х годов, как И. М. Чайков, В. А. Стенберг, П. В. Митурич, Любовь Попова, Михаил Матюшин и другие. Отдельное пространство в музее выделено под инсталляцию «Реконструкция выставки ОБМОХУ 1921 года» (Общества молодых художников), воссозданной по сохранившимся фотографиям одного из залов. Там были представлены работы пяти мастеров-новаторов, членов Рабочей группы конструктивистов ИНХУКа — Александра Родченко, Константина Медунецкого, братьев Стенбергов и Карла Иогансона. Сохранившиеся фотографии «стали самой тиражируемой иллюстрацией новых приемов и принципов, внедрявшихся в искусство художниками-конструктивистами. Экспонируемые на выставке конструкции представляли собой лабораторные эксперименты в области поиска новых форм, которые в будущем могли бы стать реальными пространственными объектами. Это подвесные конструкции (Родченко), трехмерные динамичные структуры, построенные по инженерным принципам (братья Стенберги), скульптурные композиции, демонстрирующие соотношение формы и материала (Медунецкий), реальные сбалансированные структуры в виде пространственных крестообразных построений».

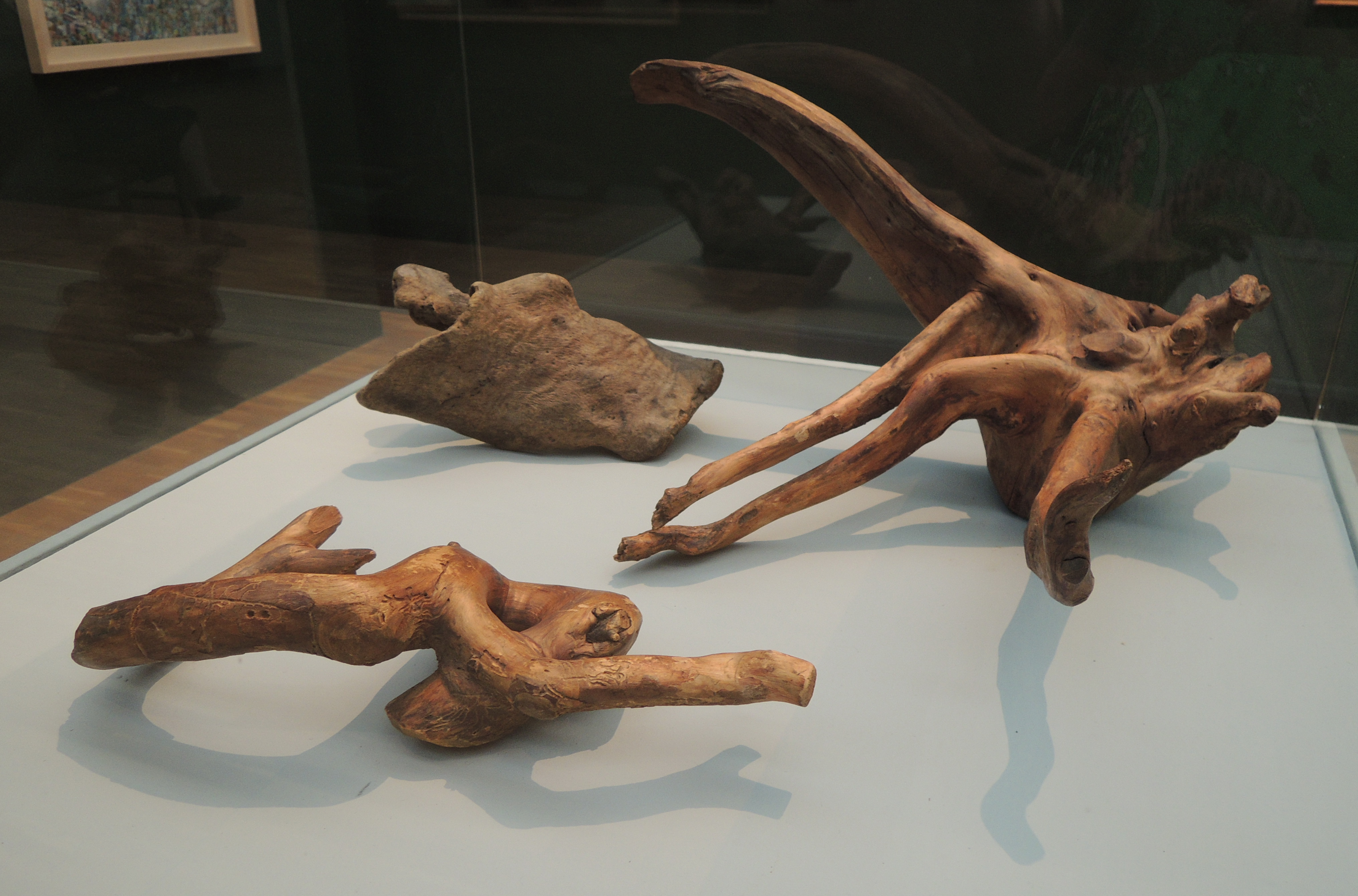
Михаил Матюшин. «Корневая скульптура», 1920-е. Деревo. ГТГ
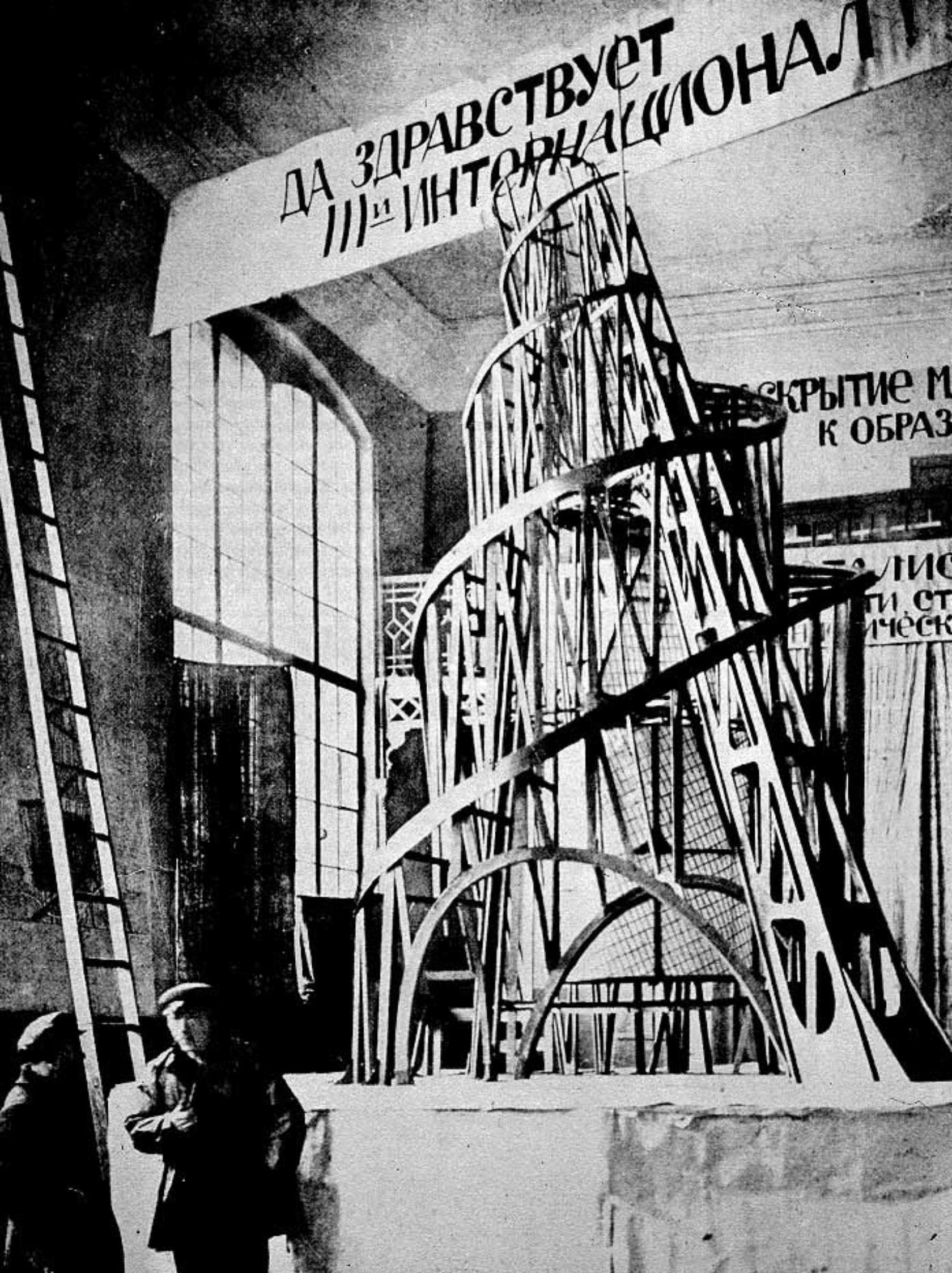
В. Татлин. «Памятник III Коммунистического интернационала». 1919–20
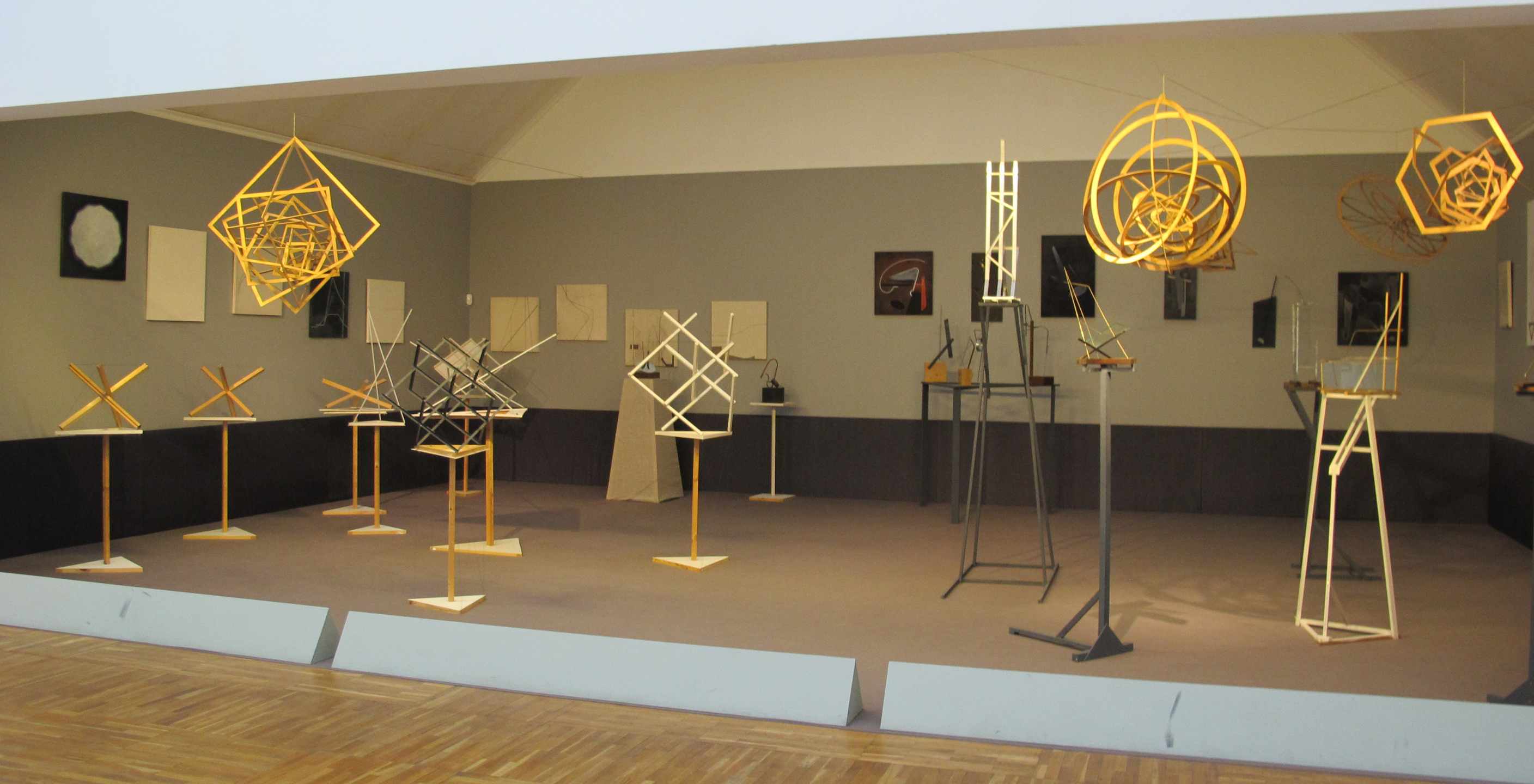
Реконструкция выставки ОБМОХУ 1921 года, ГТГ
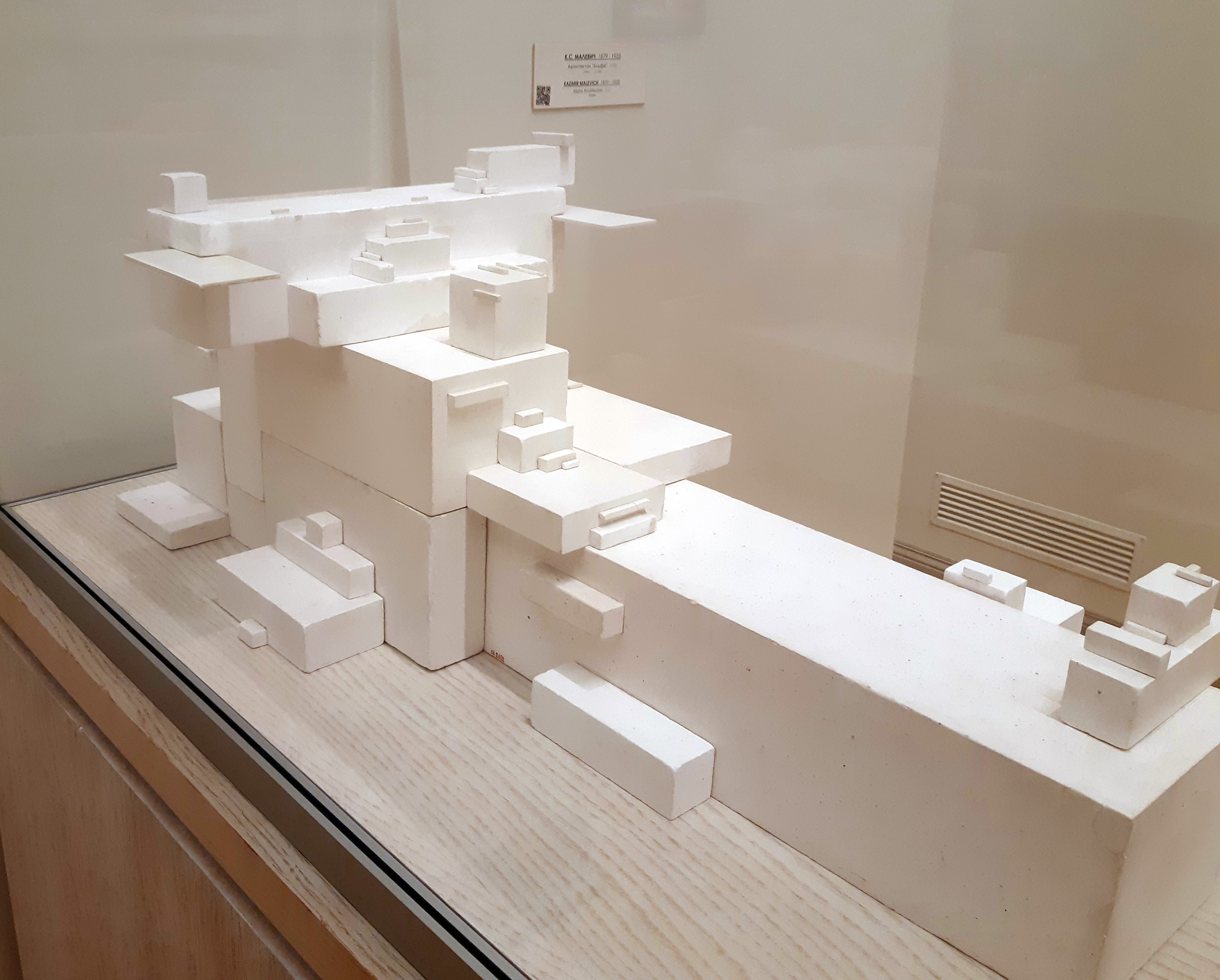
К. Малевич. Архитектон «Альфа». 1920. ГРМ

#### Ленинский план монументальной пропаганды
В 1918 году Ленин издал декрет «О памятниках республики». В нём оглашался план воздействия на народные массы с помощью скульптуры. За короткие сроки лучшими советскими скульпторами было возведено множество памятников деятелям революции и культуры. К сожалению, большинство из них не сохранилось из-за дешевизны применённых материалов.
В военный период большинство архитекторов осталось без работы и занималось «бумажной архитектурой». Некоторые сотрудничали со скульпторами, создавая памятники (Л. В. Руднев, памятник «Жертвам репрессии» на Марсовом поле, 1917—1919).

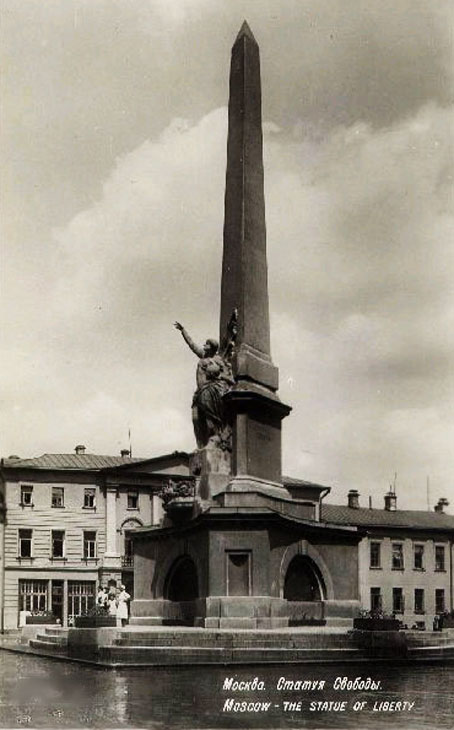
Монумент советской конституции (1918, архитектор Д. П. Осипов; 1919, скульптор Н. А. Андреев), не сохранился
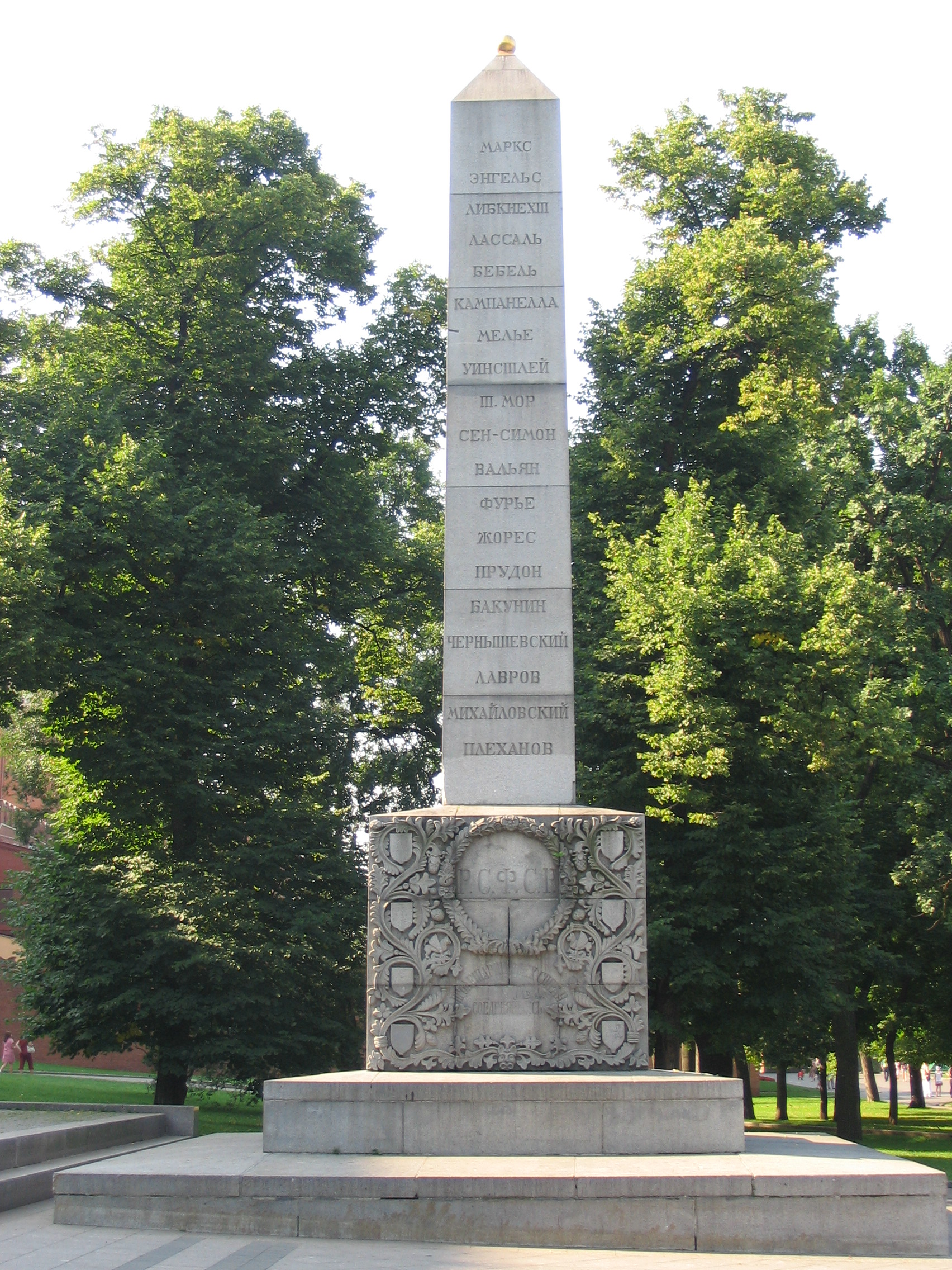
Памятник-обелиск выдающимся мыслителям и деятелям борьбы за освобождение трудящихся (7 ноября 1918, Александровский сад; переделан обелиск С. А. Власьева, установленный в 1914 году в ознаменование 300-летия царствования Дома Романовых), не сохранился
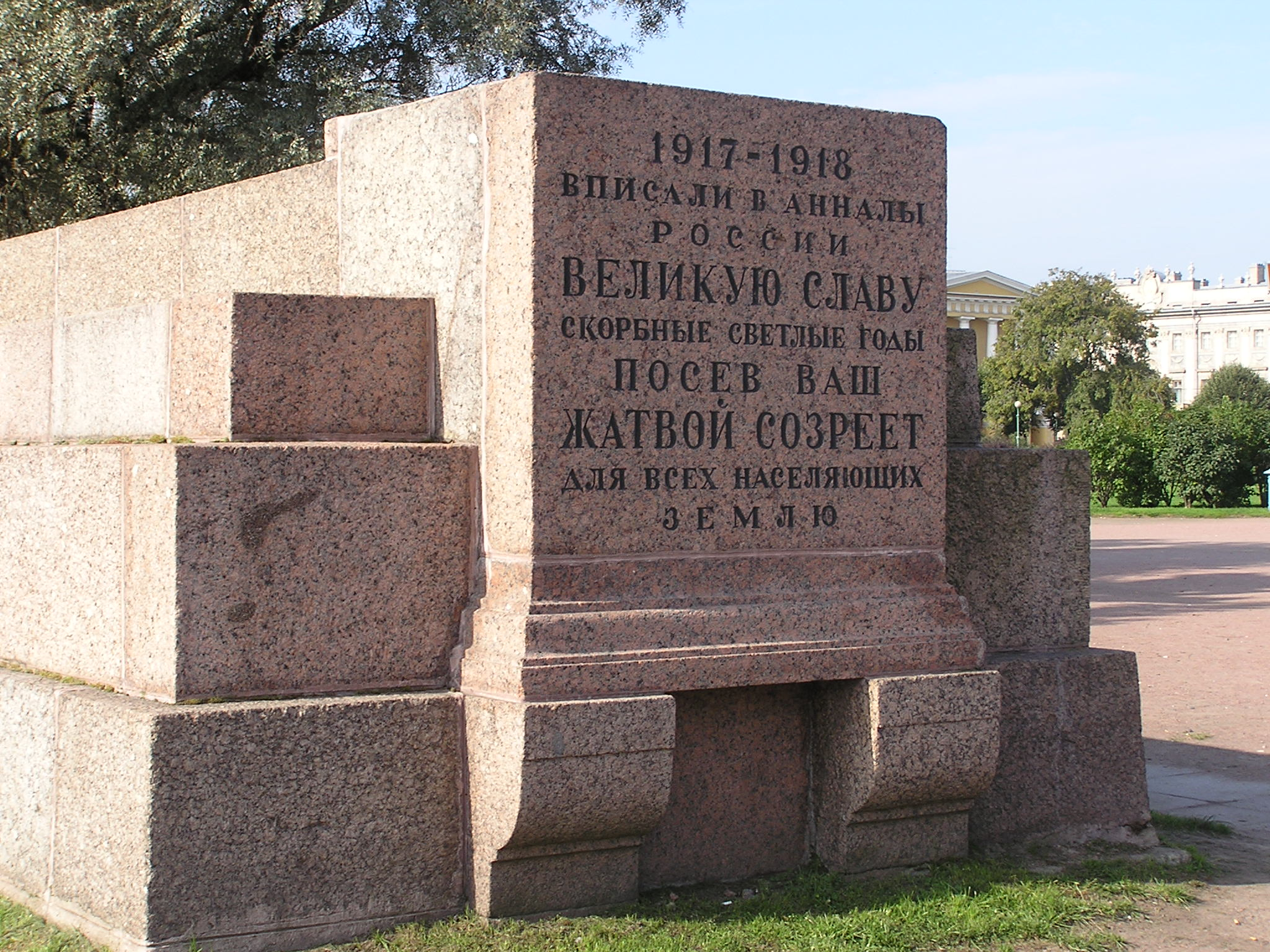
Л. В. Руднев. Памятник на Марсовом поле
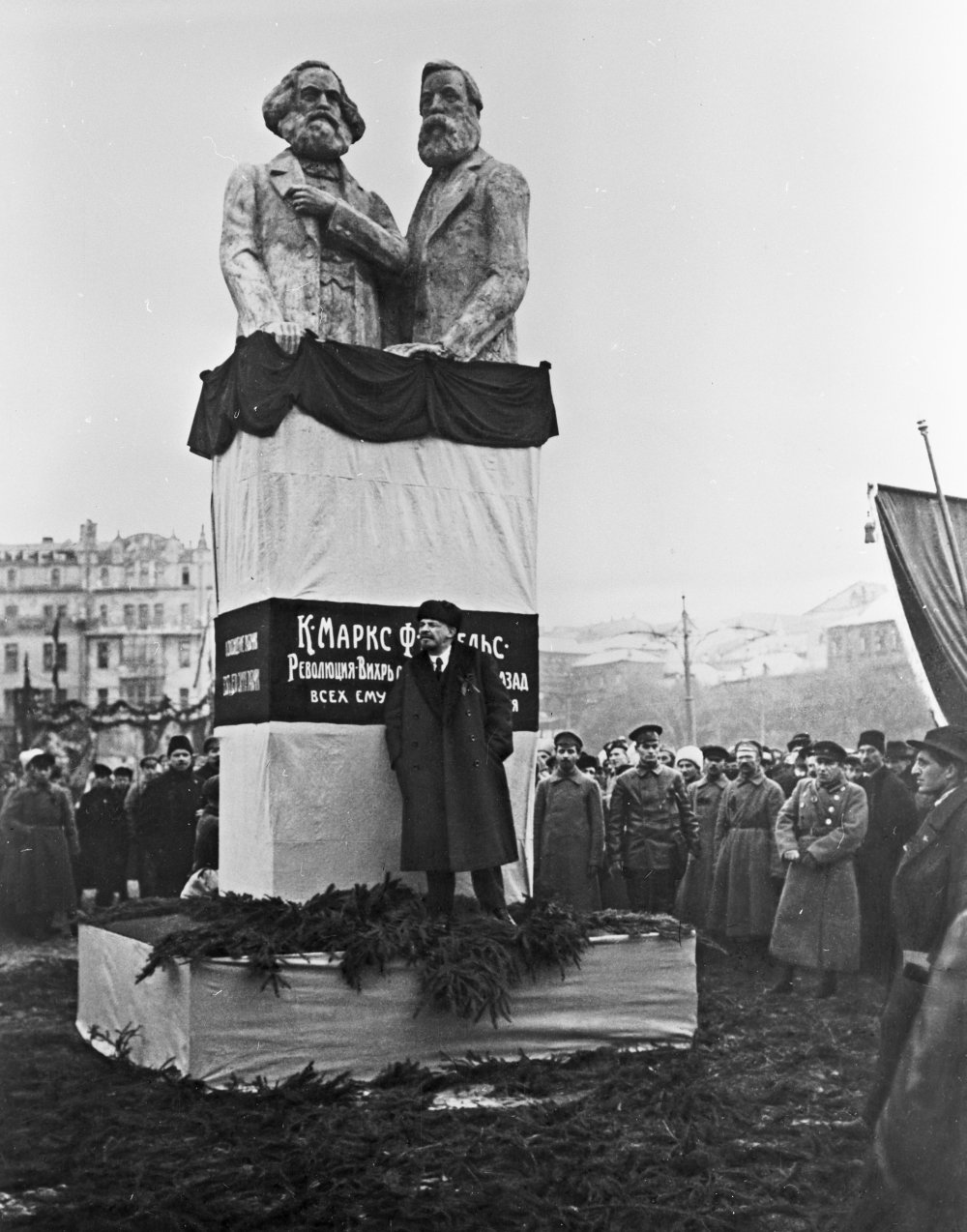
С. А. Мезенцев. Памятник К. Марксу и Ф. Энгельсу, площадь Революции), не сохранился
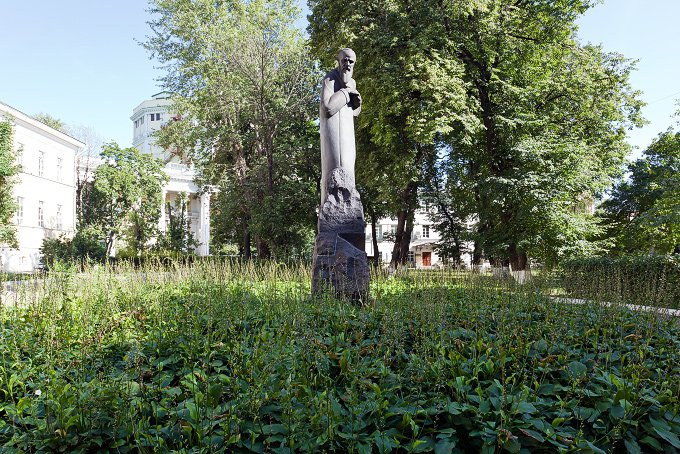
Памятник Ф. М. Достоевскому, скульптор С. Д. Меркуров (1918, Цветной бульвар), перенесён к зданию больницы им. Достоевского
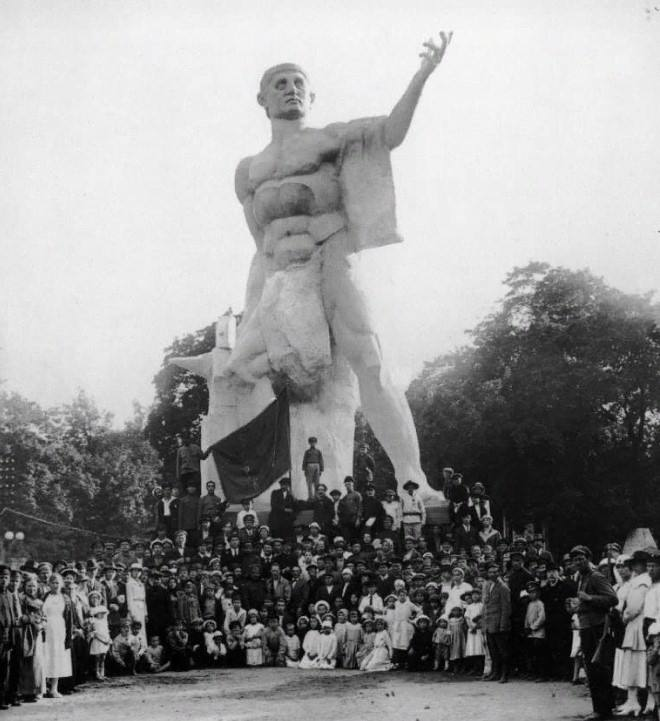
«Освобожденный труд» («Пролетарий»), скульптор М. Блох, архитектор Фомин И. А. Открыт в июне 1920 г., утрачен в 1920-е годы
Памятник К. А. Тимирязеву, скульптор С. Д. Меркуров, архитектор Д. П. Осипов (1923, Никитские ворота)
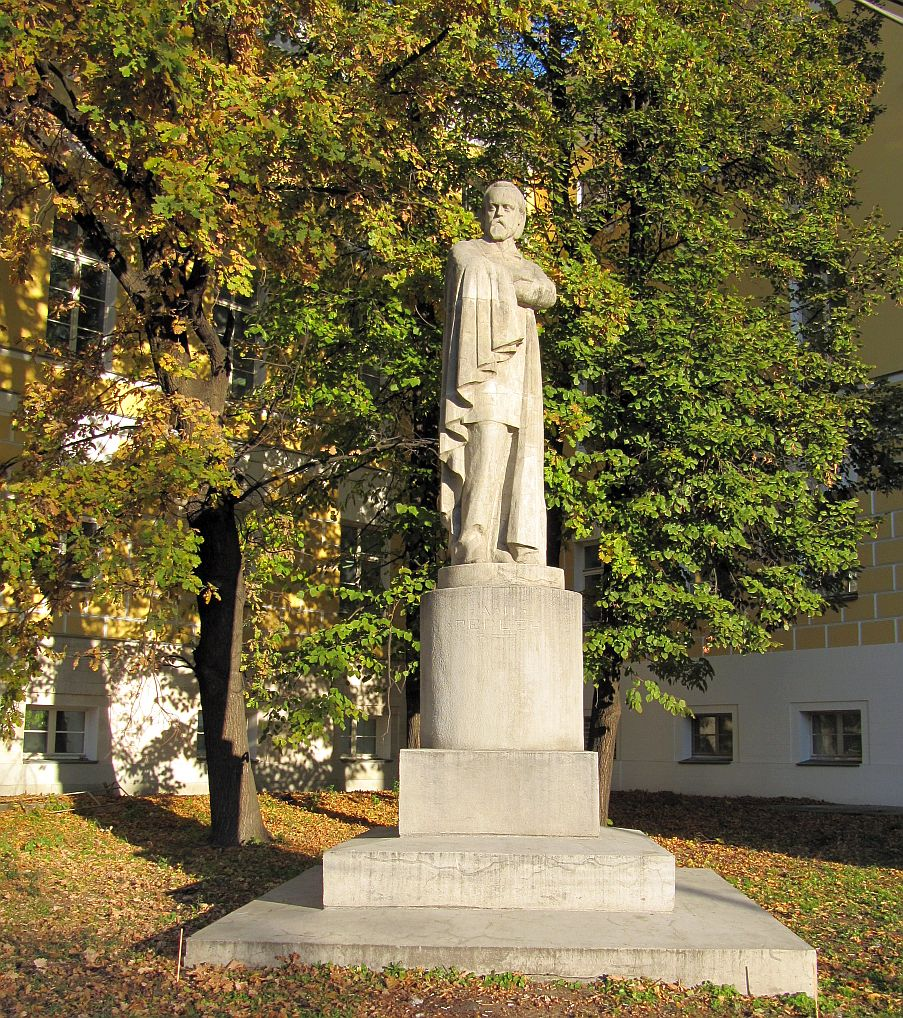
Памятники Герцену и Огарёву на Моховой улице. Скульпторы Н. А. Андреев и В. А. Андреев, архитектор  В. Д. Кокорин

#### Агитационный фарфор
Наряду с плакатом неотъемлемой частью советского прикладного искусства послеоктябрьского периода можно считать первый советский фарфор. Ему суждено было стать одним из самых убедительных памятников этого времени. Сейчас агитационный фарфор остаётся бесспорным по исторической значимости документом первых послереволюционных лет.
Первый советский фарфор был создан в течение 1918—1923 годов на Государственном фарфоровом заводе им. Ломоносова большой группой художников под руководством С. В. Чехонина. Чехонин дал этому направлению мощный импульс, фарфор заговорил новыми образами, красками, в нём создалась и получила развитие новая советская эмблематика. По старому нерасписанному фарфору, оставшемуся в кладовых императорского завода, художники писали новые революционные лозунги, заменяли старую царскую маркировку серпом и молотом.

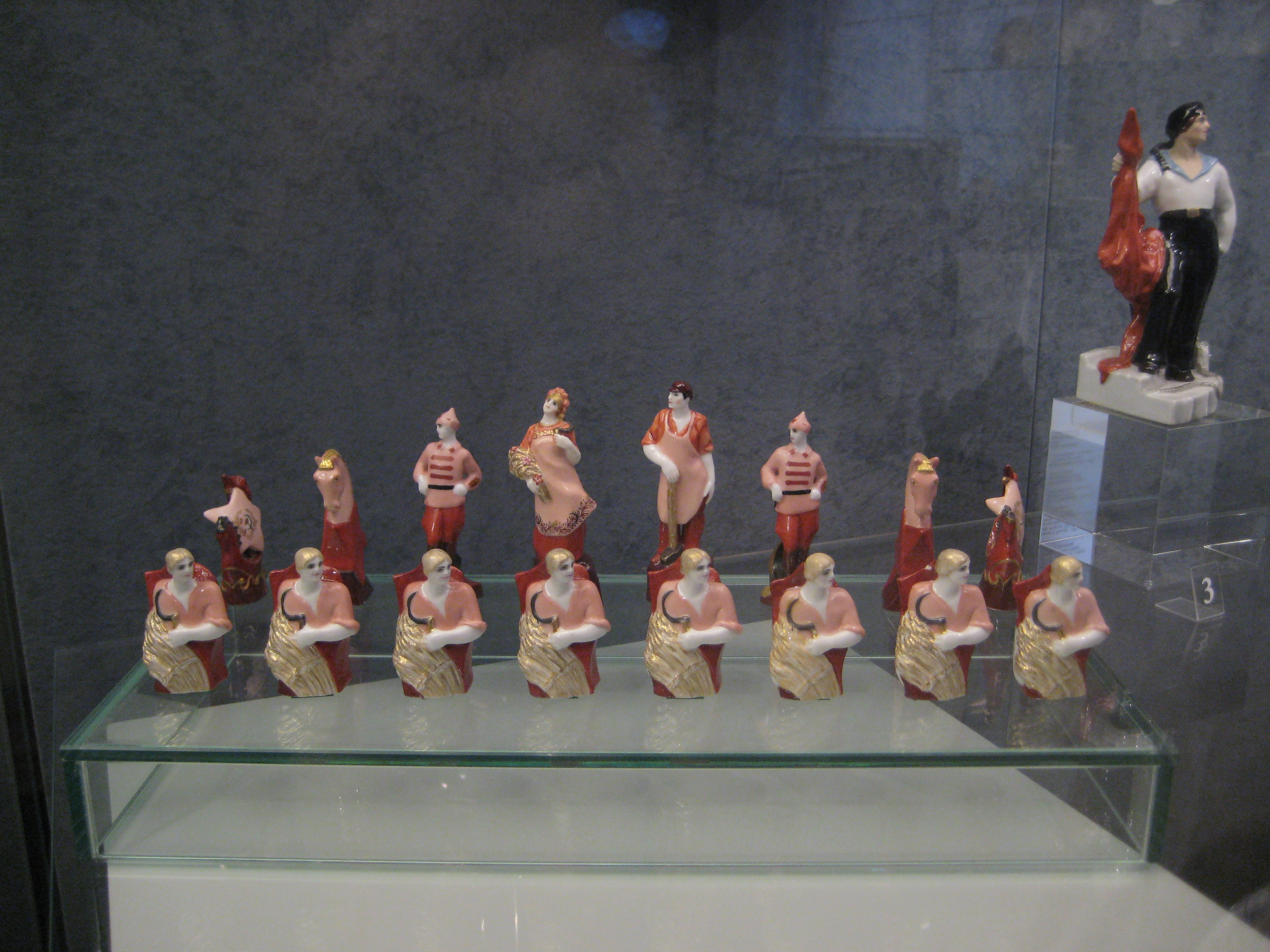
Советские фарфоровые шахматы «Красные и белые», 1925. ВМДПНИ

В фарфор, камерный вид искусства, пришло искусство улицы, плаката, оформления революционных праздников, пришло искусство монументальной пропаганды, ставшее более долговечной, чем временное праздничное убранство улиц. С фарфора звучат лозунги: «Земля трудящимся!», «Кто не работает, тот не ест!», «Пропади буржуазия, сгинь капитал!», «Пусть, что добыто силою рук трудовых, не проглотит ленивое брюхо!». Тарелка уподобляется плакату и листовке, на ней изображается даже трудовая карточка.
Борьба за новый быт традиционно находит одну из своих форм в художественном оформлении фарфора в конце 1920-х годов. Посуда берёт на себя роль пропагандиста нового образа жизни, социалистического отношения к труду, учёбе, отдыху. Актуальные темы переустройства общества- индустриализации промышленности, коллективизация сельского хозяйства, внешняя политика государства, культурная революция — становятся темами художественного оформления массовой посуды.
Создавая новый облик бытовой вещи, художники сочетали композиционные приёмы плаката, фотомонтажа, кинематографической кадрировки, с механизированными способами декора, трафаретом и аэрографом, позволяющими выпускать изделия большими тиражами.
Чаще всего агитационный фарфор выставлялся на советских и международных выставках, в витринах магазинов, и был практически недоступен обывателю.
Художник Елена Данько позднее вспоминала: «Кто помнит Петроград тех лет — выщербленные пустыни мостовых, погруженные во тьму и холод безмолвные дома, в окнах иглистые звёздочки — следы недавних пуль, тот помнит и витрину на проспекте 25-го Октября. Там на белых блестящих блюдах горели красные звёзды, серп и молот мерцали неярким фарфоровым золотом, сказочные цветы сплетались в вензель РСФСР. Там стояли маленькие фарфоровые красногвардейцы, матросы, партизаны и блестящие шахматы „Красные и белые“. На большом блюде была надпись в венке из цветов „Мы превратим весь мир в цветущий сад“».
Искусство фарфора в те годы осознавалось как искусство будущего. Эта посуда была адресована новому человеку общества созидателей, свободного от власти потребительства.

### Межвоенный период

#### 1920-е годы

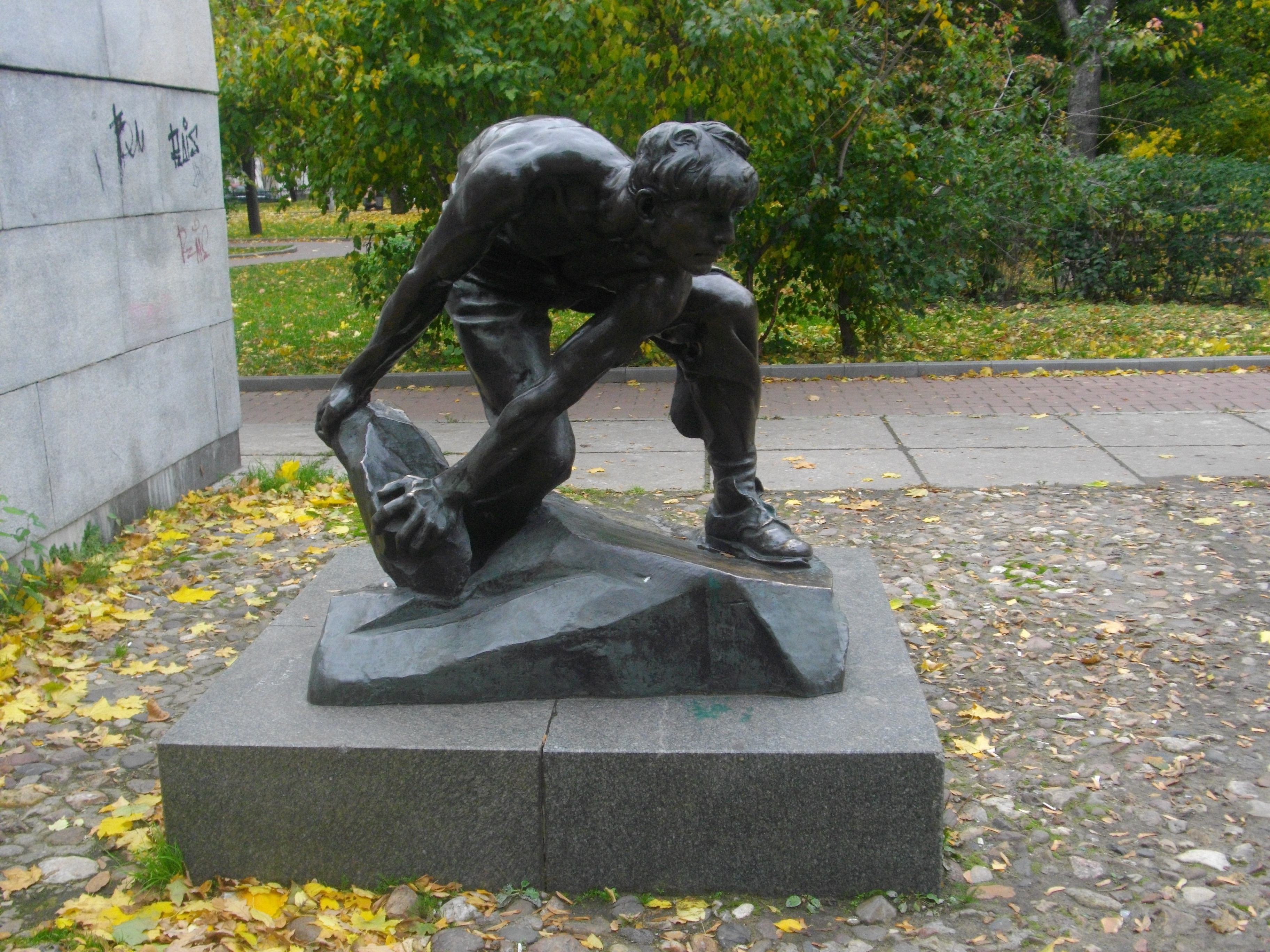
«Булыжник — оружие пролетариата» (парк Декабрьского восстания, Москва)

Николай Андреев создал серию скульптурных портретов вождя, в том числе известную «Ленин — вождь» (1931—1932).
Другой видный скульптор этого периода — Иван Шадр. В 1922 году он создал статуи «Рабочий», «Сеятель», «Крестьянин», «Красноармеец». Своеобразие его метода — обобщение образа на основе конкретной жанровой завязке, мощная лепка объёмов, выразительность движения, романтический пафос. Самое яркое его произведение — «Булыжник — орудие пролетариата. 1905 год» (1927). В том же году на территории гидроэлектростанции на Кавказе ЗАГЭС установлен его же работы памятник Ленину — «один из лучших». Вера Мухина формируется как мастер тоже в 1920-е. В этот период она создаёт проект памятника «Освобожденный труд» (1920, не сохранился), «Крестьянка» (1927).
Из более зрелых мастеров отмечают творчество Сарры Лебедевой, которая создавала портреты, в том числе характерный портрет Дзержинского (1925). В своём понимании формы она учитывает традиции и опыт импрессионизма. Александр Матвеев характеризуется классической ясностью в понимании конструктивной основы пластики, гармоничностью скульптурных масс и соотношения объёмов в пространстве («Раздевающаяся женщина», «Женщина, надевающая туфлю»), а также знаменитый «Октябрь» (1927), где в композицию включены 3 обнажённые мужские фигуры — сочетание классических традиций и идеала «человека эпохи Революции» (атрибуты — серп, молот, будёновка).

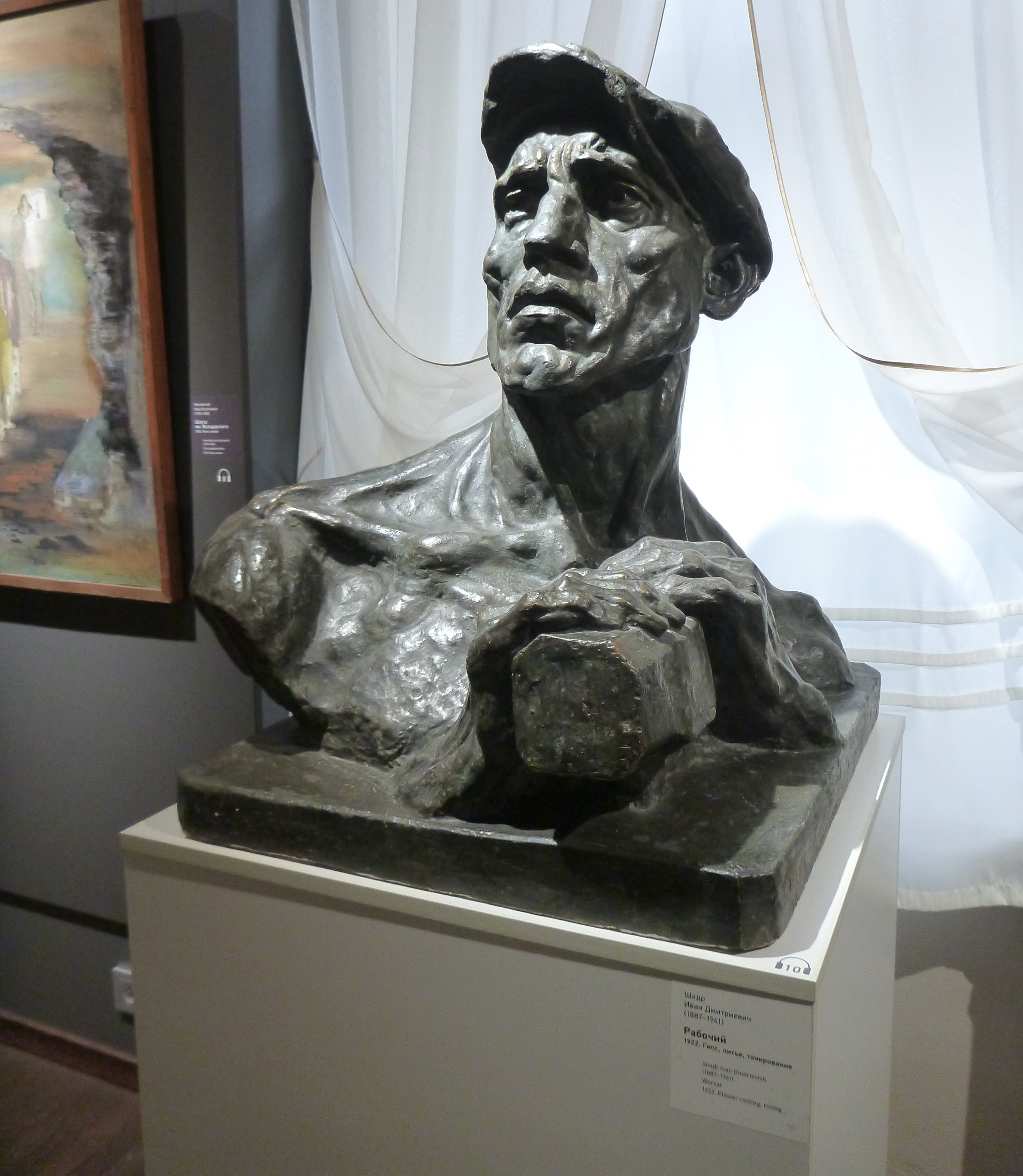
И. Шадр. Рабочий. 1922

#### Социалистический реализм
В 1934 году на I Всесоюзном съезде советских писателей Максим Горький сформулировал основные принципы соцреализма как метода советской литературы и искусства.
Этим моментом датируется начало новой эпохи советского искусства, с более жёстким идеологическим контролем и пропагандистскими схемами.
Основные принципы:
- Народность. Как правило, героями соцреалистических произведений становились труженики города и деревни, рабочие и крестьяне, представители технической интеллигенции и военнослужащие, большевики и беспартийные[16].
- Идейность. Показать мирный быт народа, поиск путей к новой, лучшей жизни, героические поступки с целью достижения счастливой жизни для всей людей[16].
- Конкретность. В изображении действительности показать процесс исторического развития, который в свою очередь должен соответствовать материалистическому пониманию истории (в процессе изменения условий своего бытия люди меняют и своё сознание, отношение к окружающей действительности)[16].

В годы, последующие за этим постановлением ЦК ВКП(б) о перестройке литературно-художественных организаций, был проведён ряд крупных мероприятий, направленных на развитие искусства в требуемом для государства русле. Расширяется практика государственных заказов, творческих командировок, устроения масштабных тематических и юбилейных выставок. Советские художники создают множество произведений (панно, монументальных, декоративных) для будущего ВДНХ. Это означало важный этап возрождения монументального искусства как самостоятельного. В этих работах стало очевидным, что тяга советского искусства к монументальности является не случайной, а отражает «грандиозные перспективы развития социалистического общества».

#### 1930-е годы

Павильон СССР на Всемирной выставке в Париже 1937 года

Основная тенденция развития скульптуры этого периода — также тяготение к монументальности. Ясней всего их выражает творчество Веры Мухиной. Её работы этого периода — портрет доктора А. А. Замкова (1934-35) — мужа скульптора, а также архитектора С. А. Замкова (1934-35), который приводился советскими искусствоведами как пример «собирательного образа молодого человека 1930-х годов». В 1936 году в Париже состоялась Всемирная выставка, советский павильон для которой создал Борис Иофан. Мухина выиграла конкурс на создание статуи, которая по замыслу Иофана должна была его увенчивать — так появилась знаменитая скульптурная группа «Рабочий и колхозница», прославившая её имя. В конце 30-х она принимает участие в ряде конкурсов, в частности, создавая проект памятника молодому Максиму Горькому в переименованном в его честь Нижнем Новгороде. Также она выполняет ряд моделей и декоративных проектов для украшения новых сооружений — Москворецкого моста, статую «Родина» для Рыбинского узла канала Москва-Волга и проч.
Продолжает работать Иван Шадр, своими произведениями, наравне с мухинскими, определяя характер и направленность всей советской монументальной скульптуры. Его главная работа этого периода — статуя Горького для площади Белорусского вокзала Москвы (1938) — он успел создать только небольшую модель, скульптура после его смерти была завершена бригадой во главе с Мухиной (В. И. Мухина, Н. Г. Зеленская и З. Г. Иванова, архитектор З. М. Розенфельд)..
Матвей Манизер создал более 40 памятников, в основном — изображения современников. Он — представитель академического направления в советской скульптуре; его манера сочетает приёмы повествования на основе точного воспроизведения натуры с достаточной эмоциональностью образов. В числе произведений — памятник Тарасу Шевченко в Харькове.
Сергей Меркуров работает по другим принципам: он строит свою образную систему на активной пластической интерпретации впечатлений от натуры. То, что он выбирает для ваяния камень, определяет его творческий язык. В его активе — памятник Ленину в Киеве (1924), «Смерть вождя» (1927), 15-метровый гранитный монумент для аванпорта канала имени Москвы, статуя Ленина для зала заседания Верховного Совета СССР в Кремле (1939).
Николай Томский — представитель нового поколения скульпторов, начинающий работать в этот период. Среди самых известных его работ тех лет — памятник Кирову в Ленинграде (1935—1938), строгий, простой и лаконичный.
Снова открывшаяся Всесоюзная сельскохозяйственная выставка в Москве (на территории будущего ВДНХ) послужила значительным поводом для развития монументальной скульптуры. Она обильно украшалась и декорировалась, для сотрудничества приглашались региональные скульпторы, которые использовали национальные орнаменты и предметы декоративно-прикладного искусства. Много скульптурного декора использовалось для украшения Московского Метрополитена, а также для канала имени Москвы.
Советские скульпторы продолжают вносить вклад в фарфор, фаянс и другие материалы с большими декоративными возможностями.
Помимо монументально-декоративных форм всё-таки продолжают развиваться и камерные тенденции, в частности — в портретном жанре. Сарра Лебедева оказывается здесь главной фигурой, развивая намеченное ею в 1920-е годы («Портрет Чкалова», 1937; «Портрет П. П. Постышева», 1932; «Портрет С. М. Михоэлса», 1939; «Портрет Мухиной», 1939). Яков Николадзе, скульптор старшего поколения, учившийся у Родена, также продолжает работать, создавая сильные и глубокие вещи.
В постоянной экспозиции Третьяковской галереи также представлены произведения таких скульпторов 1920-30-х годов, как М. Д. Рындзюнская, Б. Д. Королев, Б. Ю. Сандомирская, И. М. Чайков, А. Е. Зеленский, Д. Ф. Цаплин, А. Г. Сотников.

### Великая Отечественная война

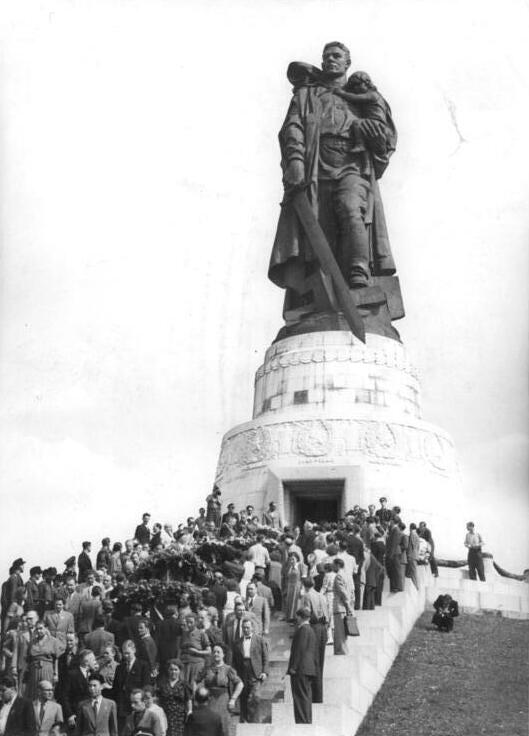
«Воин-освободитель» Евгения Вучетича, архитектор Белопольский

Война, разумеется, стала основной темой этого жанра, хотя скульпторам намного труднее было работать в условиях фронта, чем художникам или фотографом.
Наиболее распространённым жанром военной скульптуры был портрет. В нём обобщалось героическое, трудное время. Вера Мухина была самым активным мастером при создании портретной галереи героев военного времени. У неё выходили «труженики боев», вызывающие симпатию отсутствием внешней патетики — («Б. А. Юсупов», 1942; «И. Л. Хижняк», 1942). Одно из самых сильных её произведений — обобщённый портрет «Партизанка» (1942). Николай Томский создаёт другой тип военно-героического портрета. Его скульптурная галерея Героев Советского Союза сочетает классическую героизацию с пристальной индивидуальной характеристикой (М. Г. Гареев, П. А. Покрышев, А. С. Смирнов, И. Д. Черняховский — 1945-48).
Яков Николадзе истолковывает тип военного портрета по своему — его «Портрет К. Н. Леселидзе» выражает прежде всего индивидуальность модели, состояние, конкретное настроение. Евгений Вучетич также много работал в портретном жанре. «Он как бы заведомо выдвигает тип героя — победоносного полководца, а затем уже индивидуализирует его. В выражении величия героя — эффекты композиции бюста, его декоративное оформление — главное качество образов Вучётича». Примечателен его бюст Черняховского. Иван Першудчев занимает особое место в развитии портрета военного периода. Один из немногих скульпторов, которые работали непосредственно на фронте (с передвижной мастерской в грузовичке), он создавал особенно конкретные, достоверные портреты (М. В. Кантария, М. А. Егоров и проч).
Хотя в эти тяжёлые годы монументальных памятников не строили, проектирование продолжалось. В 1941 году прошёл конкурс на памятник генералу Панфилову (позже установлен в городе Фрунзе). Победили Аполлон Мануйлов, А. Могилевский и Ольга Мануйлова. Один из наиболее замечательных памятников — работа Вучечича, памятник генералу М. Г. Ефремову (г. Вязьма, установлен в 1946), являющийся 5-фигурной группой. В 1943-45 на мосту Ленинградского шоссе Москвы был поставлен скульптурный ансамбль «Торжество Победы» Томского — юноша и девушка, два бойца (см. Мост Победы).
В конце 1945 года по постановлению советского правительства началось возведение памятников в честь павших за освобождение Европы от фашизма. «Воин-освободитель» в Берлине Вучетича был открыт одним из первым.

Памятник Михаилу Ефремову в г. Вязьма
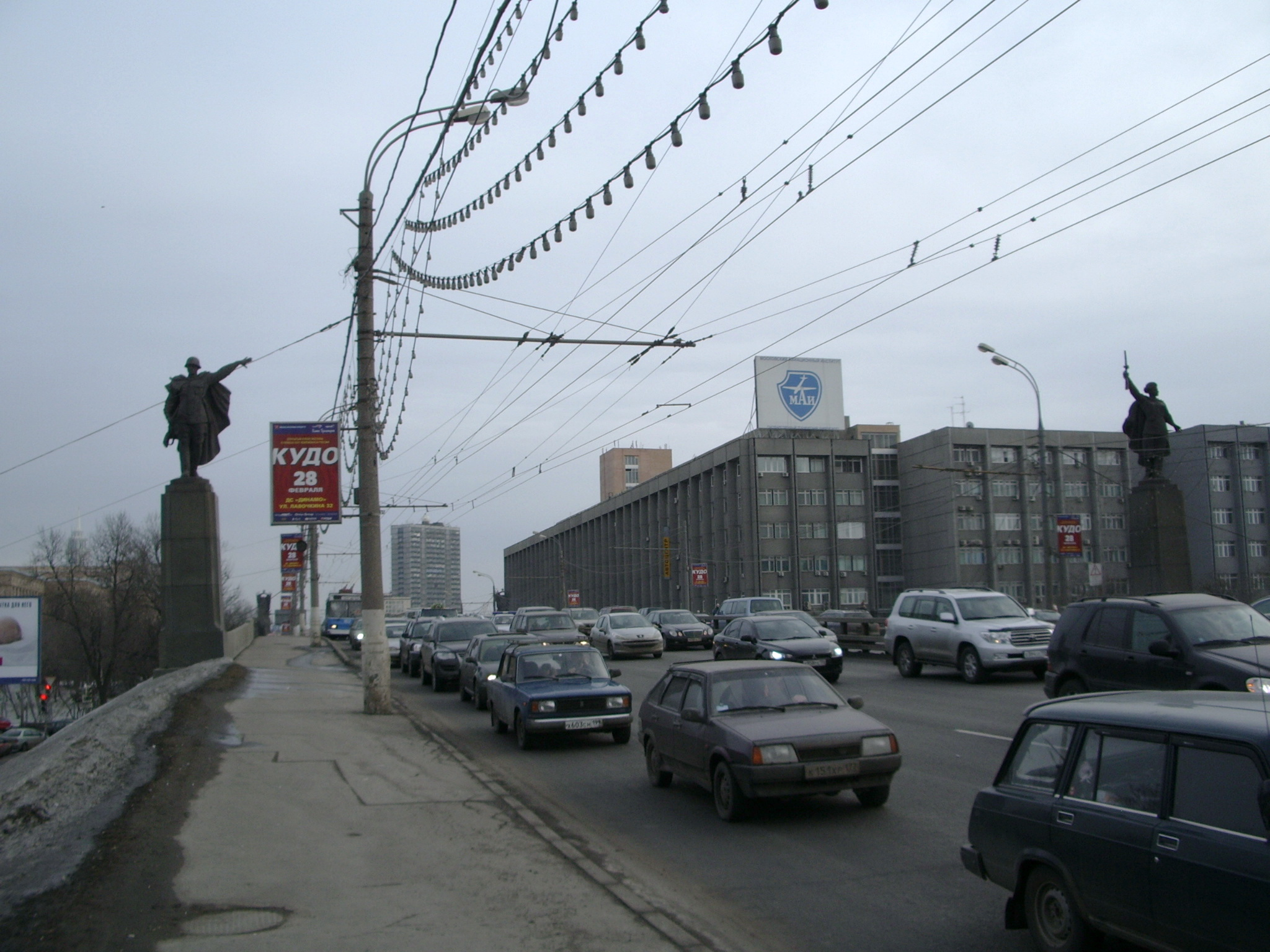
Мост Победы, Москва

### 1945—1961 годы

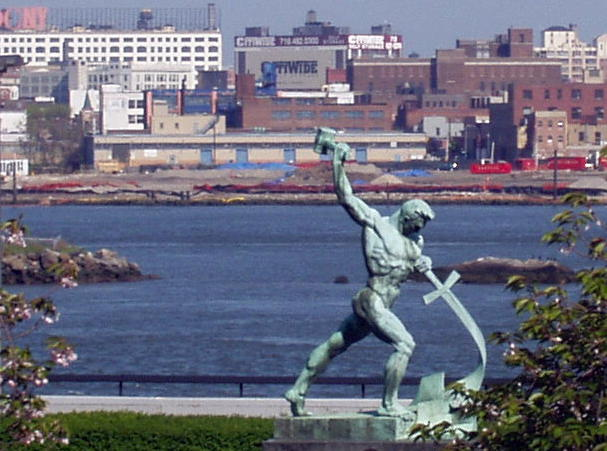
Е. Вучетич. «Перекуём мечи на орала». 1957

В послевоенные годы в скульптуре усиливаются монументальные тенденции. Этому способствовало издание постановления правительства о сооружении памятников-бюстов дважды Героев Советского Союза и дважды Героев Социалистического Труда для последующей установки их на родине. Скульптурный монумент и памятник-монумент как жанр стали чрезвычайно востребованными.
Николай Томский на основе созданных им же ранее памятников-бюстов создаёт монументы генералов Апанасенко (Белград, 1949) и Черняховского (Вильнюс, 1950 — перевезён в Воронеж). В них скульптор сочетает меру конкретного сходства с обобщённой лепкой, гармонией скульптуры и архитектурного постамента, чёткостью и выразительностью постамента.
Евгений Вучетич продолжает работать над бюстами героев и памятниками. Один из первых он начинает создавать портреты героев труда («Узбекский колхозник Низарали Ниязов», 1948), сохраняя опыт работы над военным портретом, добиваясь парадности, прибегая к эффектной композиции. Юозас Микенас создал выразительный Памятник 1200 гвардейцам в Калининграде (1946) — две устремлённые вперёд фигуры с чётким динамическим силуэтом, памятник выражает дух победы.

Н. Томский. Памятник Черняховскому
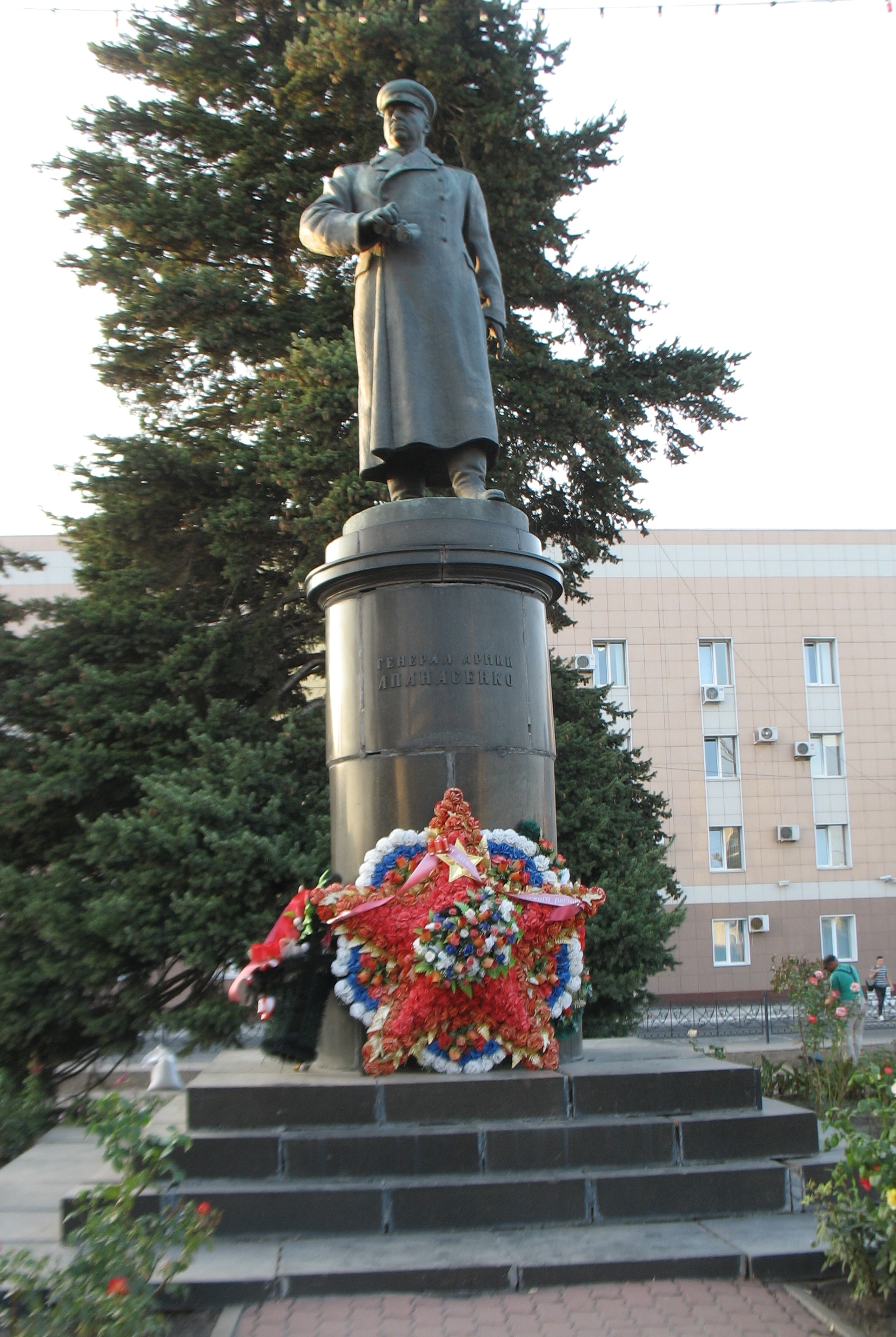
Н. Томский. Памятник генералу Апанасенко (Белгород)
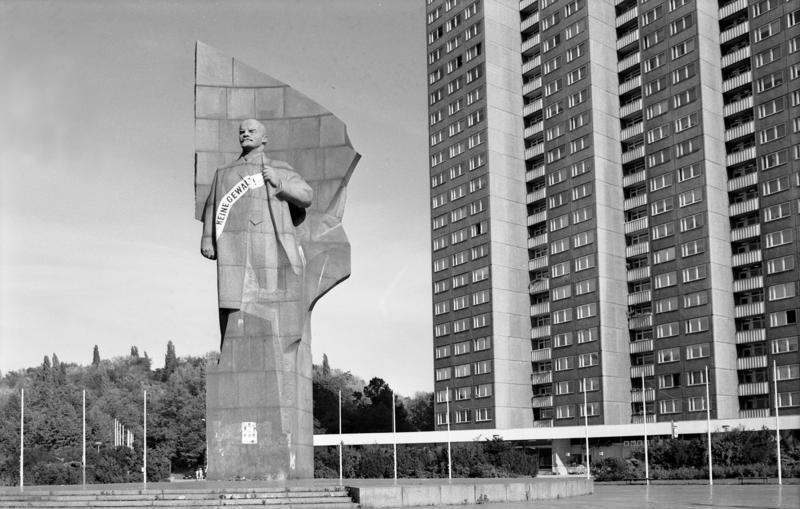
Н. Томский. Памятник Ленину в Берлине

Кроме памятников героям войны и мемориалов в 1950-х годах устанавливались памятники историческим персонажам и деятелям культуры. В 1953 году по проекту Сергея Орлова был поставлен Памятник Юрию Долгорукому; в 1958 году — памятник Маяковскому скульптора Кибальникова. Михаил Аникушин создал памятник Пушкину (1957), изобразив поэта в характерной позе чтеца; его же ваял Александр Матвеев (1948-60), хотя работа осталась незаконченной, но глубина проникновения в характер, передача сложного состояния делает эту работу одним из лучших произведений послевоенных лет.

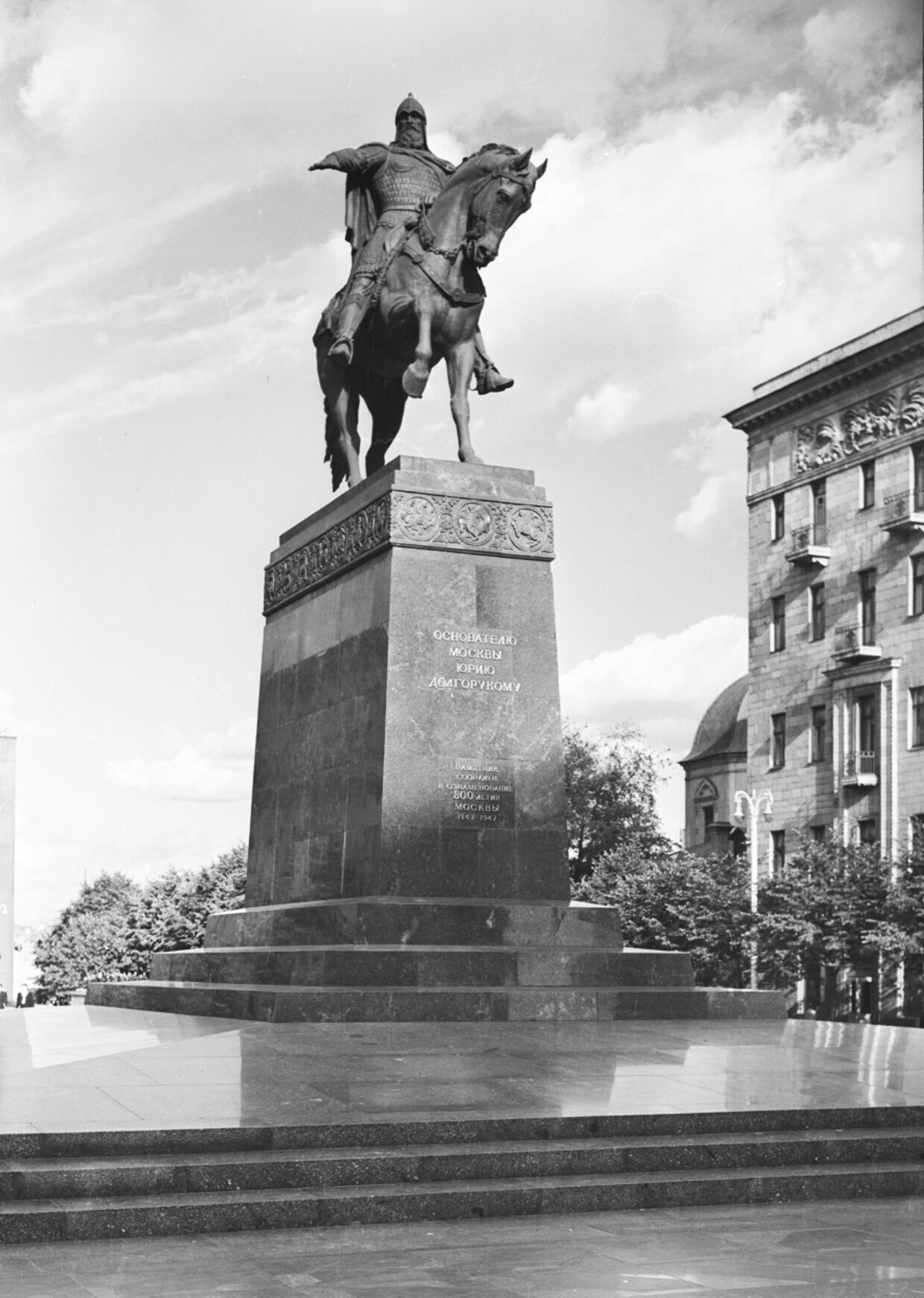
С. Орлов. Памятник Юрию Долгорукому. 1954
А. Кибальников. Памятник Маяковскому. 1958
М. Аникушин. Памятник Пушкину. 1957

В 1940-50-х продолжают плодотворно работать скульпторы старшего поколения, включая Мухину. Её наиболее удачное монументальное произведение этих лет — памятник Чайковскому у Консерватории, над которым она работала начиная с 1945 года. Также она участвовала в завершении памятника Горькому в Москве, начатому Шадром — сохранив решение Шадра она внесла в проект и своё отношение: свободу пластики, мощь скульптурных форм, сгармонизированных точным конструктивным расчётом.

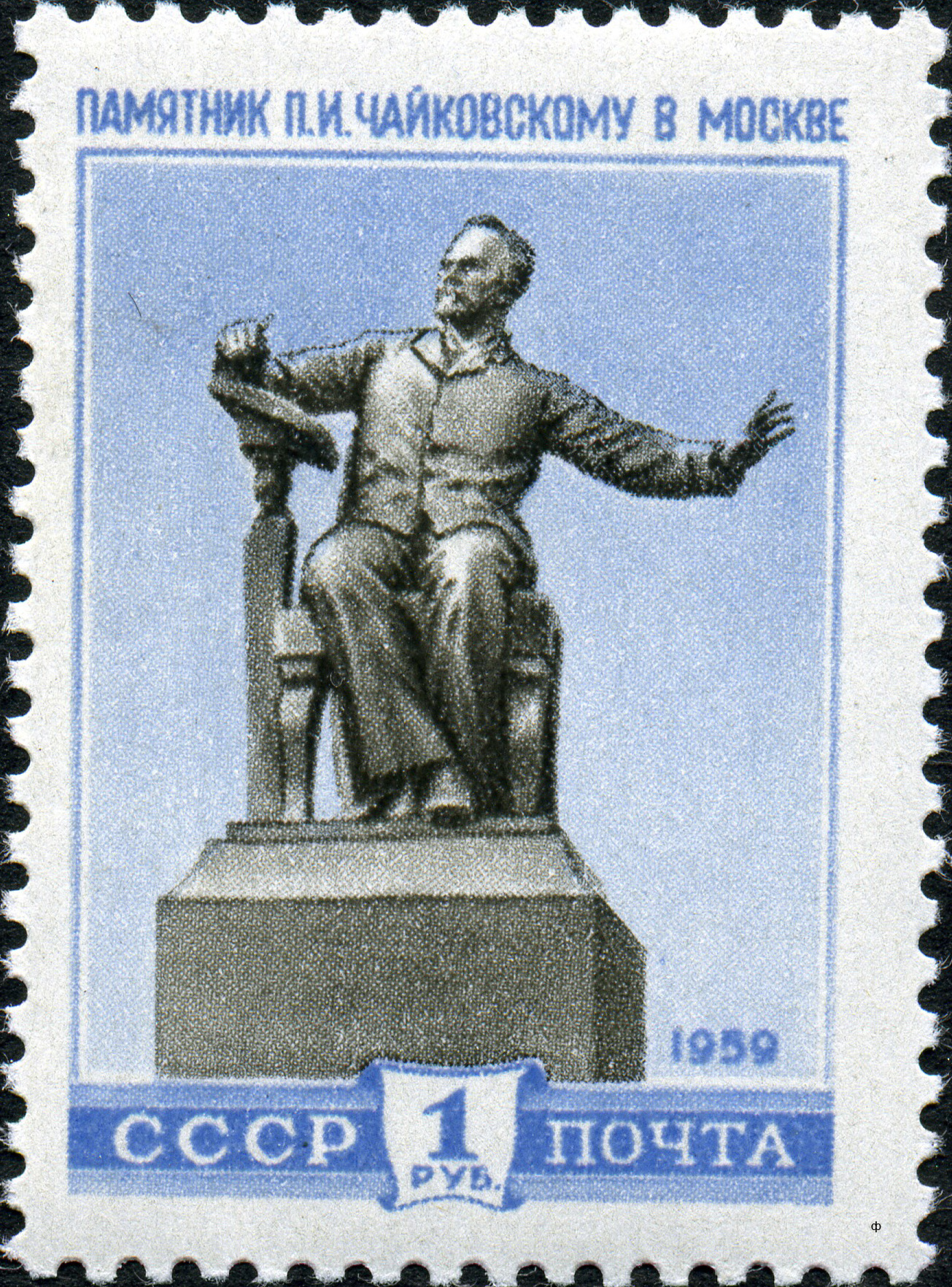
В. Мухина, Н. Г. Зеленская, З. Г. Иванова. Памятник Чайковскому. 1944-54
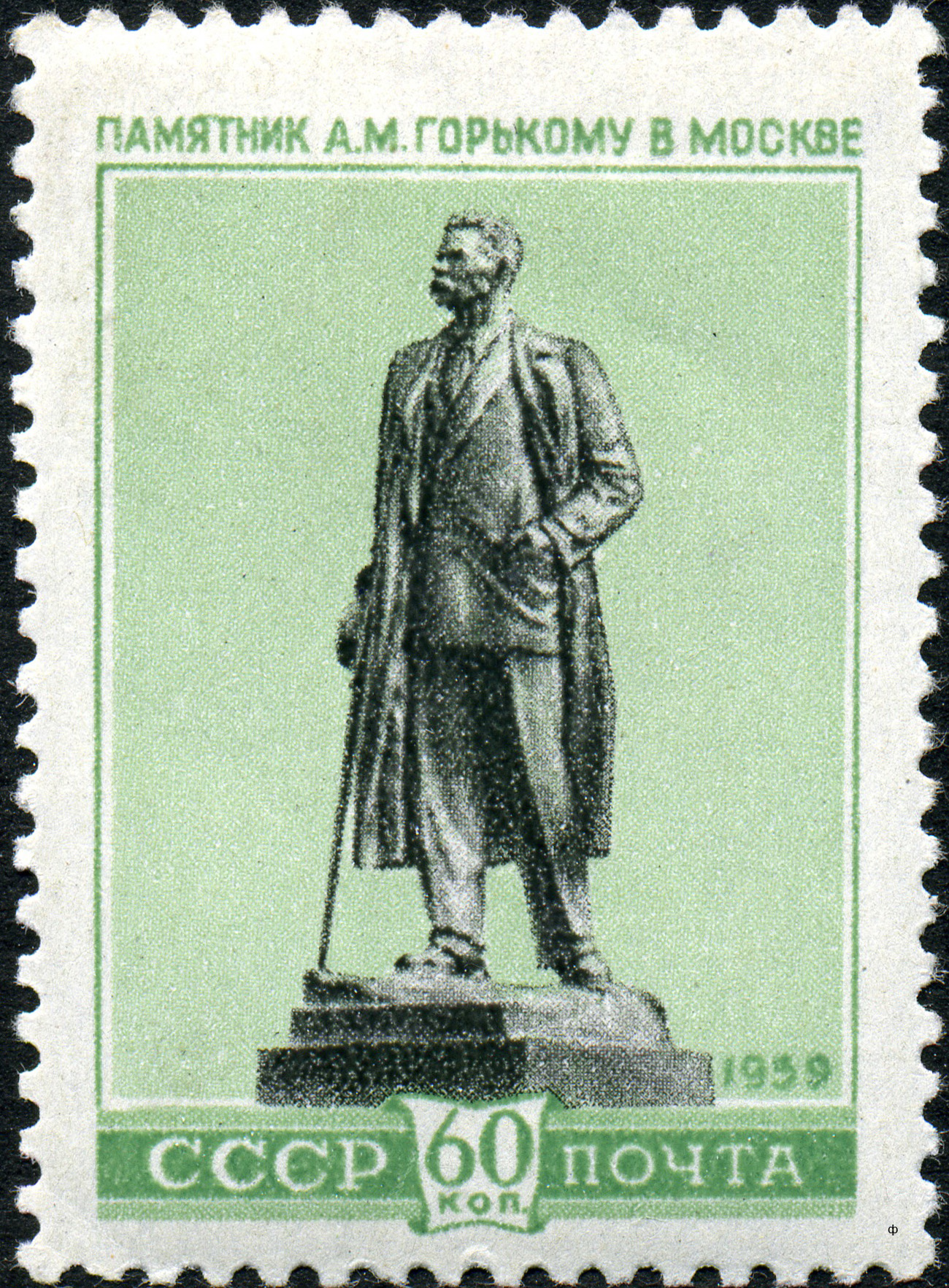
И. Д. Шадр, В. И. Мухина. Памятник Горькому. 1939-1951

После 23-летнего перерыва, в 1945 году, на родину вернулся скульптор Сергей Коненков. Его программной работой стал «Освобожденный человек» (1947): разорвавший цепи Самсон, в победном жесте вскинувший руки. «В образе освобожденного гиганта скульптор воплотил свою радость и гордость за народ, одержавший победу над фашизмом». В 1949 году он создаёт «Портрет старейшего колхозника деревни Караковичи И. В. Зуева» — своего односельчанина и друга детства. Скульптор много сделал для развития портрета 1940-50-х годов, внёс в решение портрета «остро ощутимое пластическое многообразие, великолепное чувство материала, высокую культуру и чуткость в восприятии личности современника». Одна из лучших работ Коненкова — «Автопортрет» (1954). В 1957 году он первым среди советских скульпторов получил Ленинскую премию. В 1950 из Аргентины возвращается Степан Эрьзя.

### 1960—1980-е годы

##### Мемориальные комплексы

Скульптура «Стоять насмерть». Мамаев курган

Монументальная скульптура в послевоенное время по большей части развивалась в рамках темы героизма воинов и жертвах ВОВ. Центральное место занял памятник-ансамбль, мемориал. Именно такой комплексный архитектурно-скульптурный тип памятника лучше всего подходил к выражению темы победы над смертью, гуманизма. Кроме того, чем больше поколений проходит, тем более важным становится образный характер памятника.
Памятники ставились по всему миру. Мемориальные комплексы создавались в бывших лагерях (Освенциме, Бухенвальде, Заксенхаузене, Майданеке, Маутхаузене, Равенсбрюке), местах битв (Волгоград, Брест, подступах к Москве). Комплексы ставились в СССР и за рубежом (Трептов-парк в Берлине — скульпторы Евгений Вучетич и Яков Белопольский; памятник генералу Карбышеву в Маунтхаузене — скульптор Владимир Цигаль).
Если замысел памятника определяется окружающим ландшафтом, то именно он становится его главным героем, не нуждающимся в дополнительных сооружениях. Таково отношение к самому месту событий, как к памятнику — в Бабьем Яре (Киев), Зелёном поясе Славы под Ленинградом.

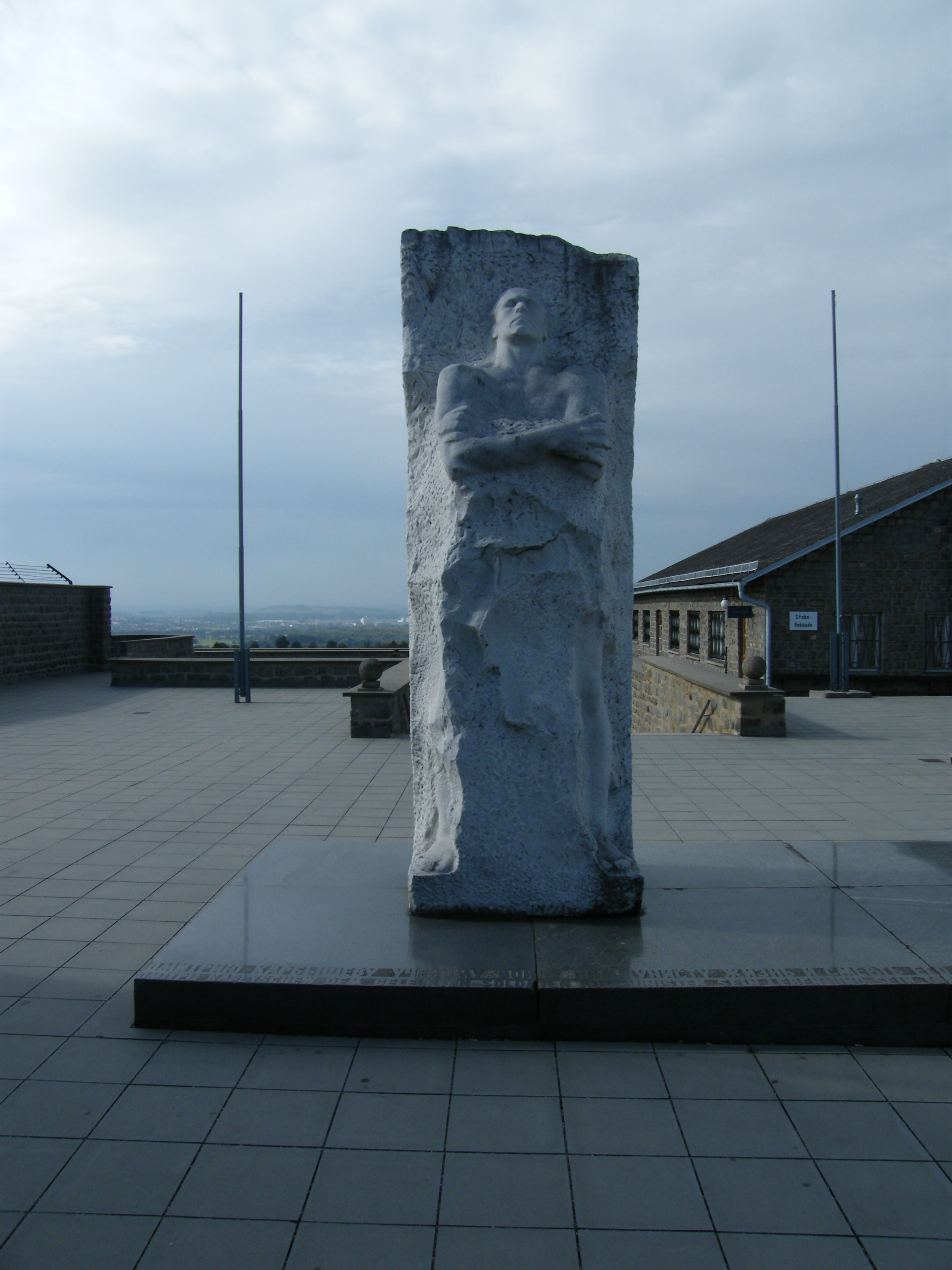
В. Цигаль. Памятник генералу Карбышеву (Маутхаузен)
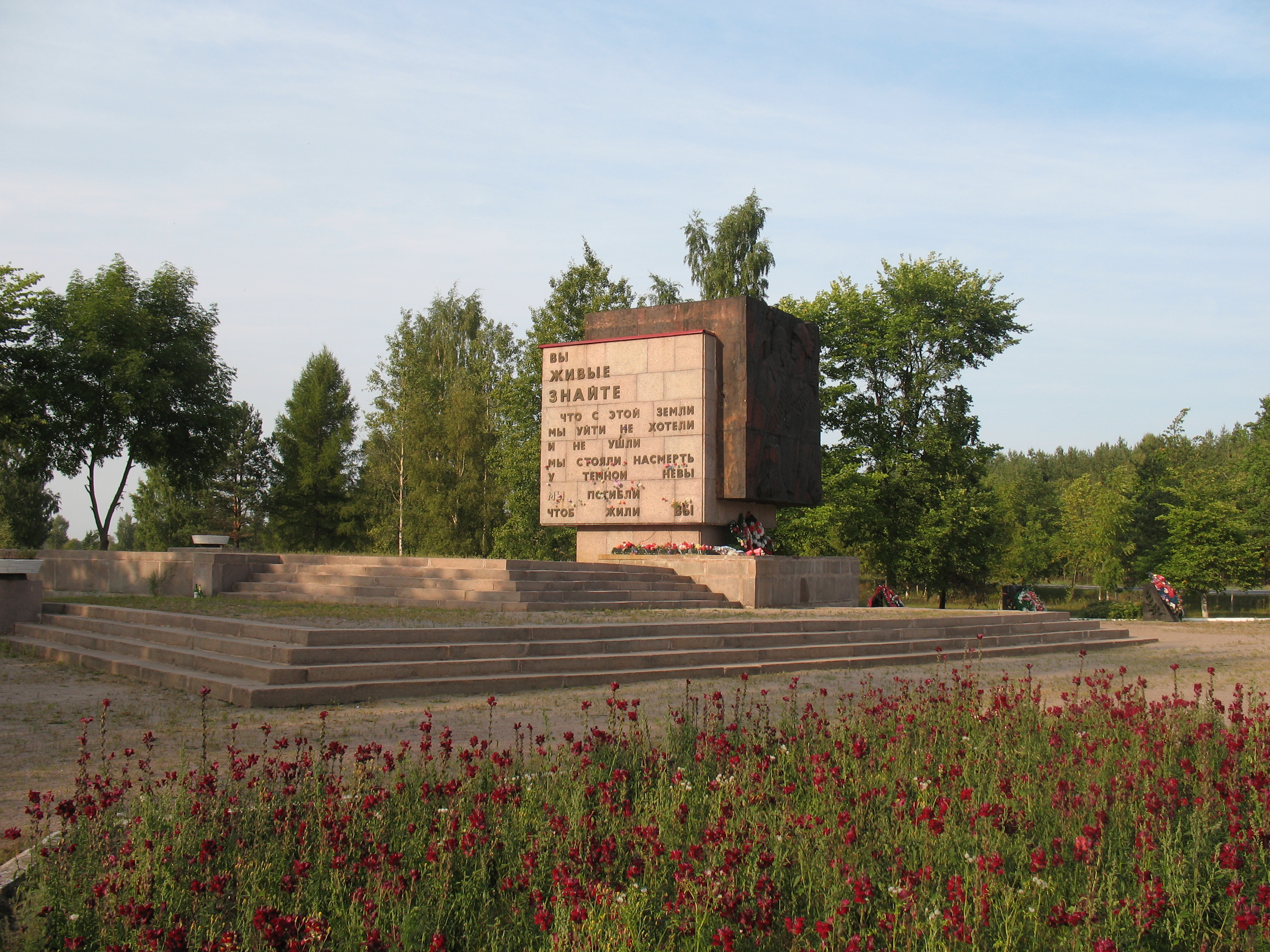
Мемориал «Невский пятачок» (Зелёный пояс Славы)

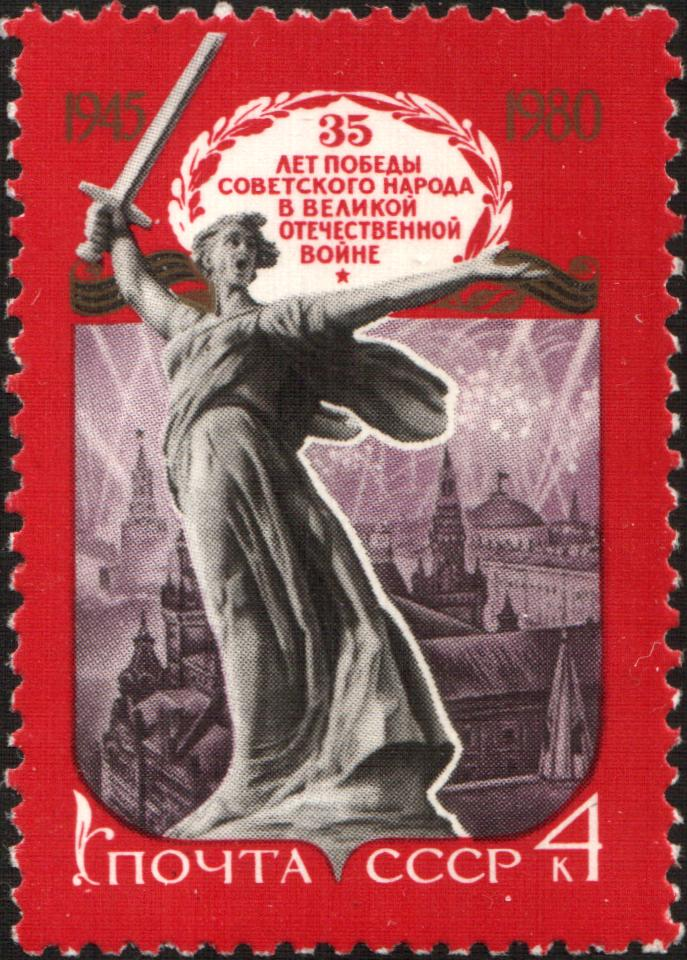
"Родина мать зовет!"

Комплекс мемориала часто включает музейную экспозицию (например, в сохранившихся зданиях). Такова Брестская крепость, памятник героям сталинградской битвы на Мамаевом кургане (скульптор Е. Вучетич) со знаменитой статуей "Родина-мать" (1959-1967 годы).
Есть мемориалы, рассчитанные на музей как на главный элемент композиционного решения — Пискаревское кладбище (скульпторы Вера Исаева, Роберт Таурит), мемориальный ансамбль в Саласпилсе (1969, скульпторы Лев Буковский, Янис Заринь, Олег Скарайнис; архитекторы Гунар Асарис, Олег Закаменный, Иварс Страутманис, Ольгертс Остенбергс). Пространство природы здесь сочетается с архитектурными и скульптурными объёмами — вехами. Памятник в деревне Пирчюпис (1960, Гедиминас Иокубонис) — создан по тому же принципу.
Комплекс Хатынь в Белоруссии решает задачу в другом плане — как пример сложного превращения остатков сгоревшей деревни в мемориал. Во всех примерах огромная роль принадлежит скульптуре. Советские искусствоведы расценивали этот вал сооружения памятников-мемориалов как новый современный этап ленинского плана мемориальной пропаганды.

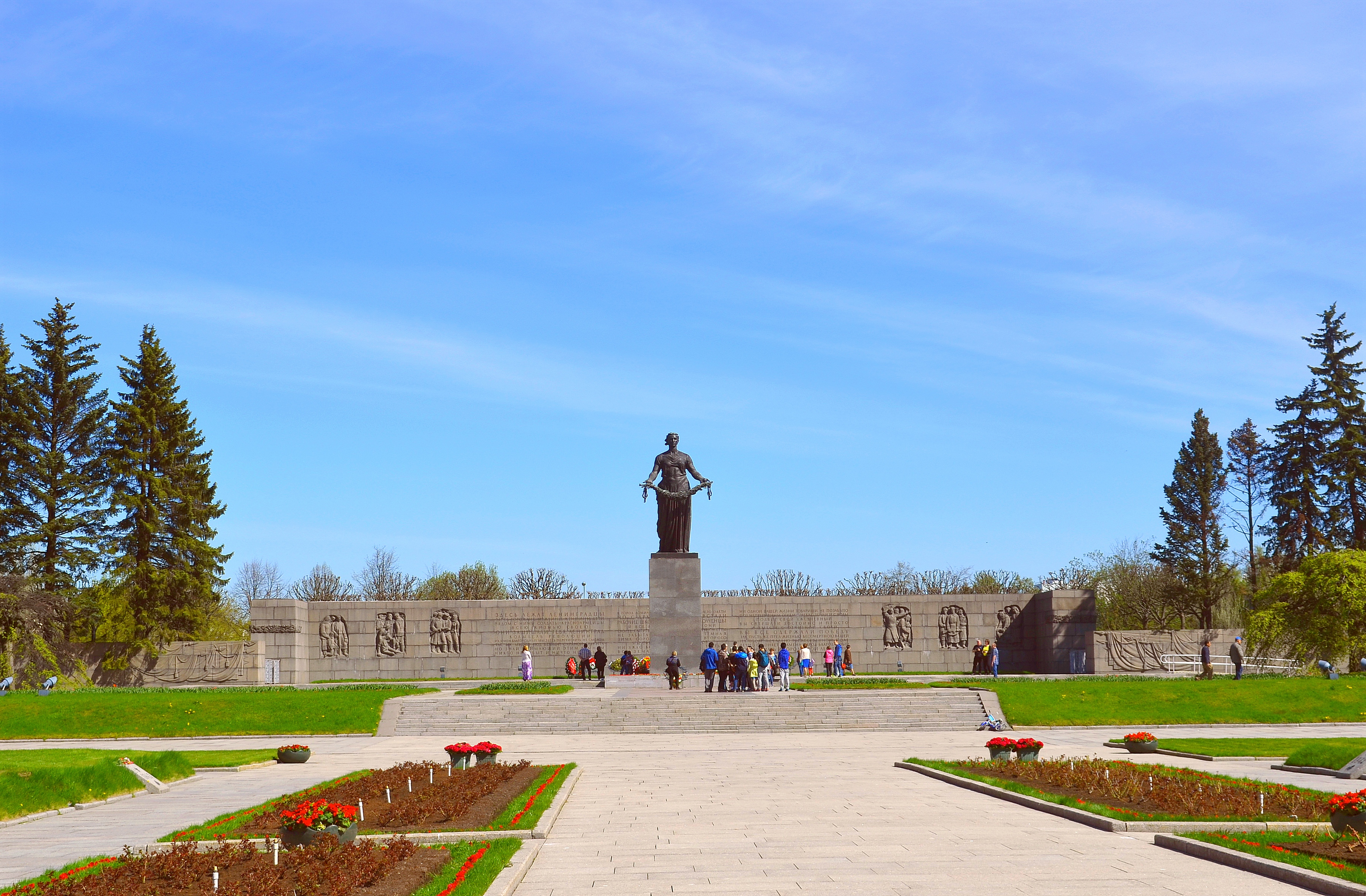
В. Исаева, Р. Таурит. Мемориал на Пискарёвском кладбище
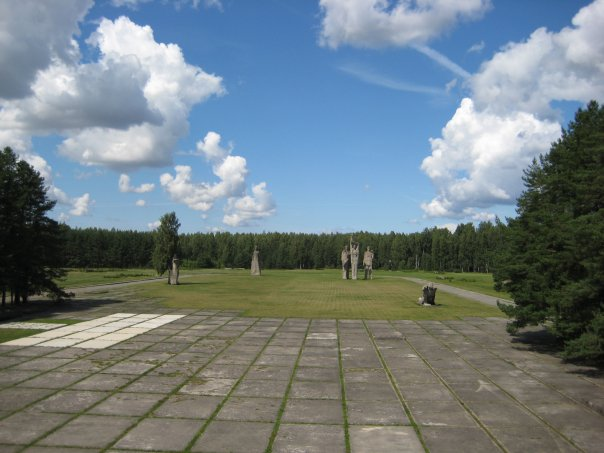
Мемориальный ансамбль в Саласпилсе. 1969
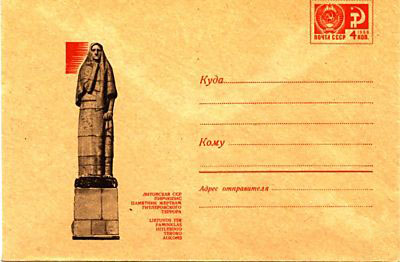
Памятник жертвам гитлеровского террора в селе Пирчупис, гранит, 1960, скульптор Г. Йокубонис, архитектор В. Габрюнас.
Хатынь

Продолжалась традиция и одиночных памятников героям войны.

В. Е. Цигаль. Памятник Мусе Джалилю (Казань). 1966
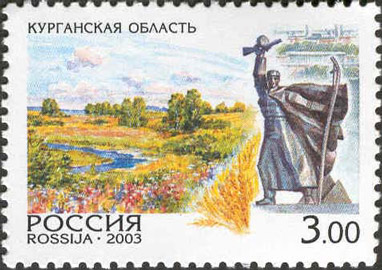
Мемориальный ансамбль в честь воинов 32-го лыжного полка (поселок Увал, Курганская область). 1989, скульптор В.П. Лытченко-Меткий

##### Тема НТП
Помимо темы ВОВ важной была тема покорения космоса. В произведениях на этот сюжет стоит отметить использование «новых» материалов, имеющих более «современные» коннотации, а также поиск новых силуэтов. Наиболее знаковые произведения этой группы — «Покорителям космоса» и Памятник Гагарину в Москве работы Павла Бондаренко, созданные из титана. На «звездной» теме специализировался, в частности, скульптор Григорий Постников.

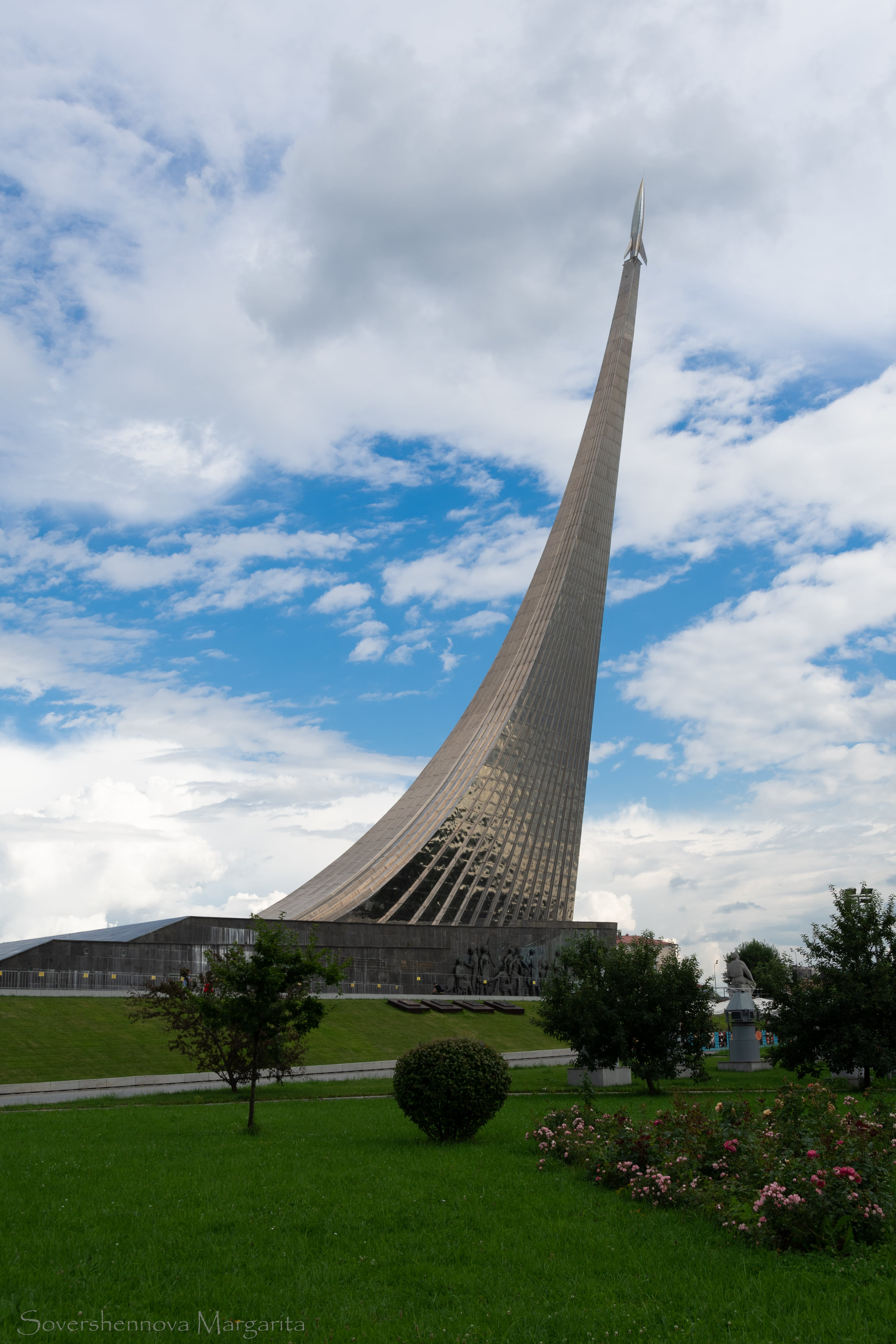
«Покорителям космоса». 1958—1964
Памятник Гагарину (Москва). 1980
С. Ковнер. «Создателям первого спутника Земли». 1963
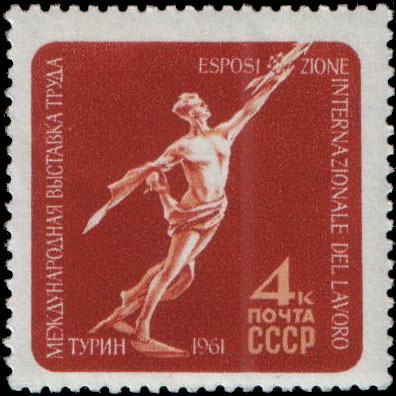
Г. Постников. «К звёздам»
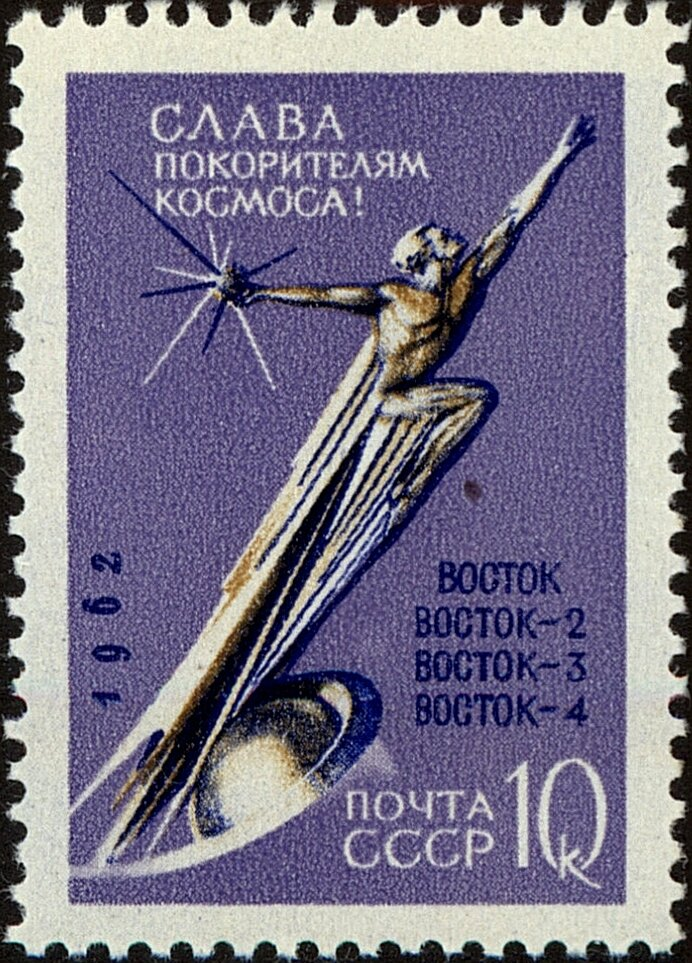
Г. Постников.  «В космос»

##### Станковая скульптура

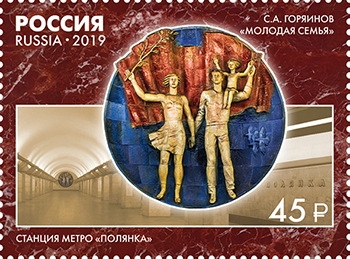
С. А. Горяинов. «Молодая семья», станция метро «Полянка».

В скульптуре 1960-70-х годов мастера станковой скульптуры играли важную роль. Для их нового поколения, как и для живописцев, главной задачей было освободиться от образных штампов и стереотипов, парадно-помпезного иллюстрирования. Темой стала жизнь в драматических коллизиях. Развитие новых мировоззренческих тенденций сопровождалось новыми поисками выразительного языка.
Это поколение представляет Татьяна Соколова, которая утверждает объёмно-пространственную специфику скульптуру. Она изучает наследие старших мастеров, в частности, А. Т. Матвеева. Особая атмосфера романтичности создаётся умением разглядеть великое в малом, повседневном. В 1970-е Соколова, как и другие скульпторы того времени, начинает работать в самых разных материалах; также она использует самые разнообразные решения. Она расширяет представления о возможностях скульптуры. Такова её композиция из кованой меди «Материнство» (1970), «За вязанием» (1966). Она вводит в скульптуру натюрморт — «Натюрморт с кошкой» (1973-74), лирический одновременно и гротескный. Таков же её портрет.
Аделаида (Алла) Пологова внесла важный вклад в разработку образов советской скульптуры. Она изучает и осмысливает традиции Матвеева, дополняя своей индивидуальностью. Постепенно растёт романтизация. Известна композиция «Материнство» (1960) с характерным для того времени монументальным обобщением, но и к стремлением к внутренней многозначительности. Её лирическая тенденция заметна в фаянсе «Мальчик, которого не боятся птицы» (1965). Драматическое взаимоотношение с миром — в «Мальчики (Алеша и Митя)» (1973). Творчество Соколовой и Пологовой отражает эволюцию всего поколения скульпторов, вступивших в работу в 1950-х: начинают с романтизированного восприятия жизни, восхищению суровой героикой, они в дальнейшем переходят к сугубо личностной драматически экспрессивной интерпретации жизненных впечатлений.

Д. М. Шаховской. «Камчатские рыбаки»

Дмитрий Шаховской ваял с тем же настроением. Его «Камчатские рыбаки» (1959) отмечены обобщённо монументальной программой «сурового стиля», а более поздняя композиция «Хлеб» (1971) — сложна и драматична. Нина Жилинская отличается теми же характерными чертами («Разговор об искусстве», «Портрет А. Зеленского»), равно как и Юрий Александров («Геолог Дойников», рельеф «Символы искусства» для театра в Саратове).
Даниэль Митлянский показал себя как тонкий мастер сюжетно лирической скульптуры. Далее он создал одну из самых драматичных советских скульптур — «12-я интербригада уходит на фронт» (1969). Его изобразительному языку характерен не объём, а линия, силуэт, острое сопоставление планов. Его любимый материал — листовая медь. Работа «Физики. Преподаватели и студенты» (1966-67) конкретно отображает реальность, имеет репортажность. Путём анализа персонажей он отображает взаимосвязь поколений. В группе «Восьмое марта в камчатском оленеводческом совхозе» (1973) объектом становится не человек, а окружающая пространственная среда.
Среди московских скульпторов выделяются ещё двое — Олег Комов и Юрий Чернов. Они работали в разных жанрах и умело использовали достижения современной скульптуры. Латышский скульптор Леа Давыдова-Медене создавала портреты, в которых широкое обобщение соединено с острой характеристикой персонажей.
Вообще, скульпторов, которые выступили в конце 1950-начале 1960-х годах, в течение всей их жизни характеризовало «настойчивое стремление формулировать в образах искусства глубокие духовно-эстетические ценности, соответствующие богатой духовной жизни современного человека».

### Неофициальное искусство

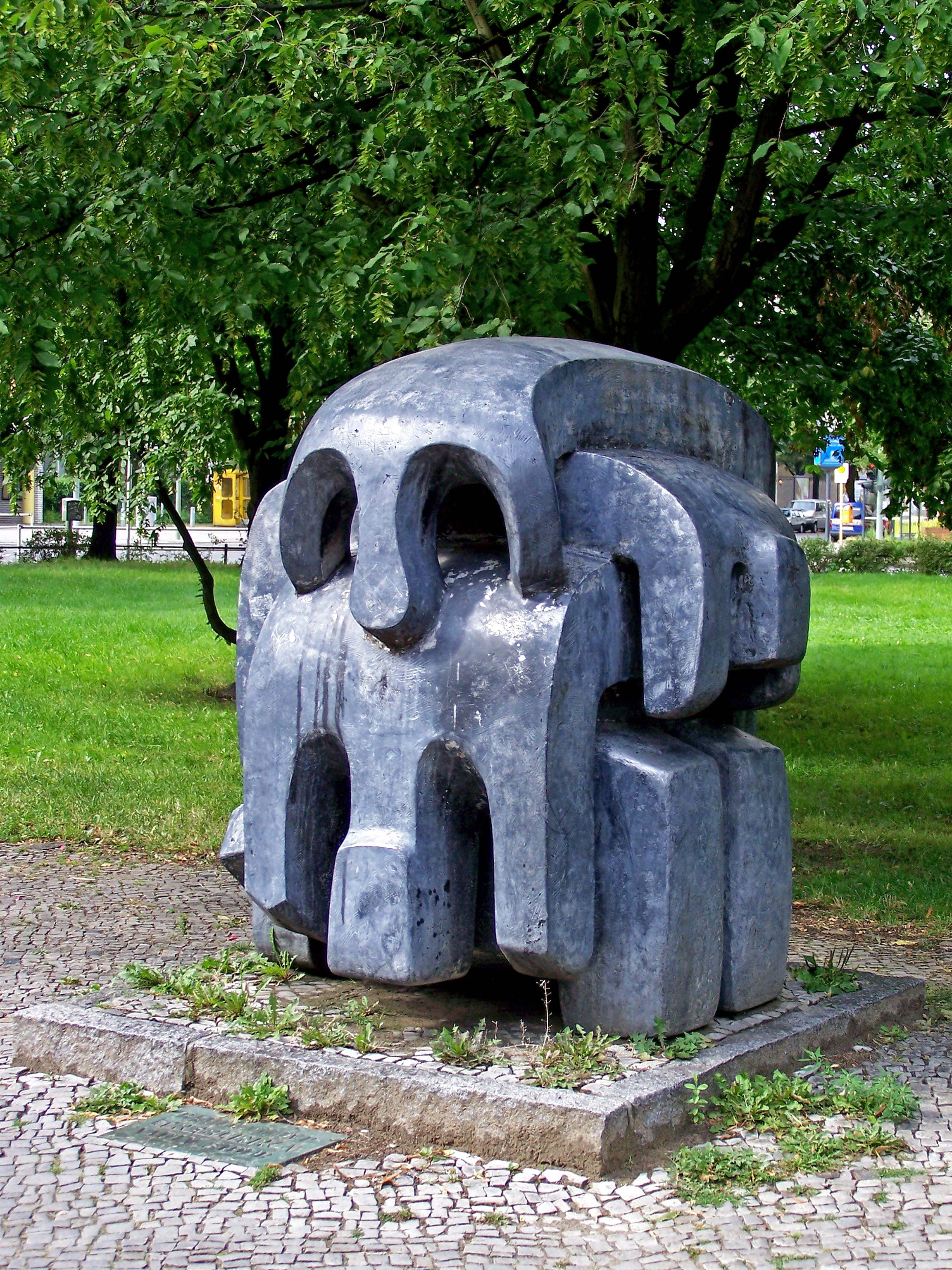
Вадим Сидур. Треблинка (1966), Памятник в Берлине

Советский андеграунд продолжает исследовать авангардные традиции нефигуративной скульптуры, однако обычно в камерном формате. Официальная власть эти формы не признает. Лишь к закату СССР эти скульпторы получают возможность ставить городские скульптуры, оказываются закупленными в музее и т.п.
Мастера:
- Лемпорт, Владимир Сергеевич
- Неизвестный, Эрнст Иосифович
- Сидур, Вадим Абрамович
- Силис, Николай Андреевич

## Российская Федерация
В новый период продолжают работать заслуженные и народные скульпторы, сложившиеся и заработавшие репутацию в советское время. 
В XXI веке в гигантских масштабах возрождается традиция ставить городские памятники и монументы, качество которых в целом определяется вкусом госзаказчиков и чиновников.
Мастера:
- Баранов, Леонид Михайлович
- Бурганов, Игорь Александрович
- Иванов, Юрий Филиппович
- Клыков, Вячеслав Михайлович
- Михеев, Валерий Федорович
- Намдаков, Даши Бальжанович
- Рукавишников, Александр Иулианович
- Франгулян, Георгий Вартанович
- Церетели, Зураб Константинович
- Шемякин, Михаил Михайлович
- Щербаков, Салават Александрович
- Шустров, Роман Иванович

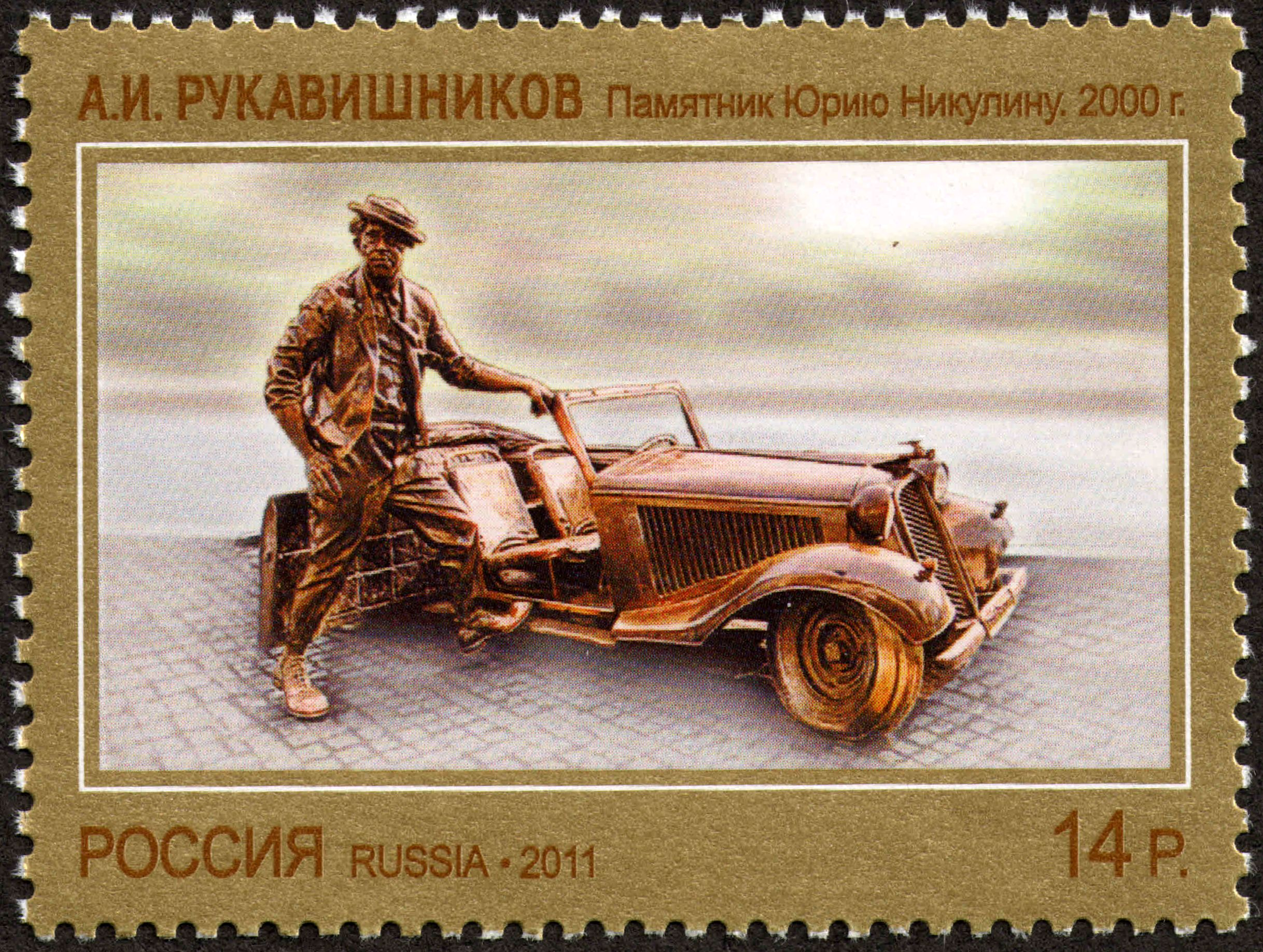
А.И. Рукавишников. Памятник Юрию Никулину. 2000
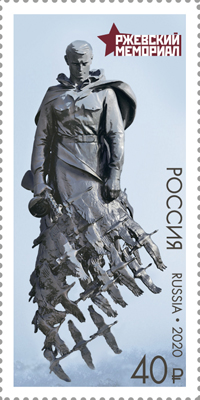
Ржевский мемориал
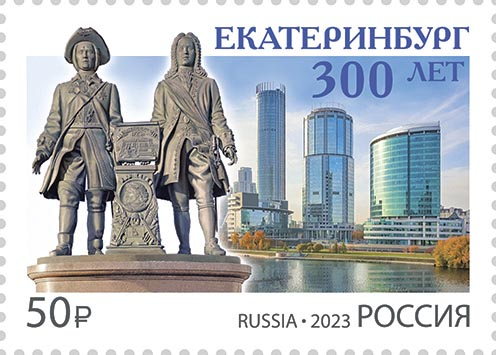
П. П. Чусовитин. Памятник Василию Татищеву и Вильгельму де Геннину в Екатеринбурге. 1998

Белокаменная церковная резьба - Комелин, Анатолий Федорович.